# Histoire de Suresnes

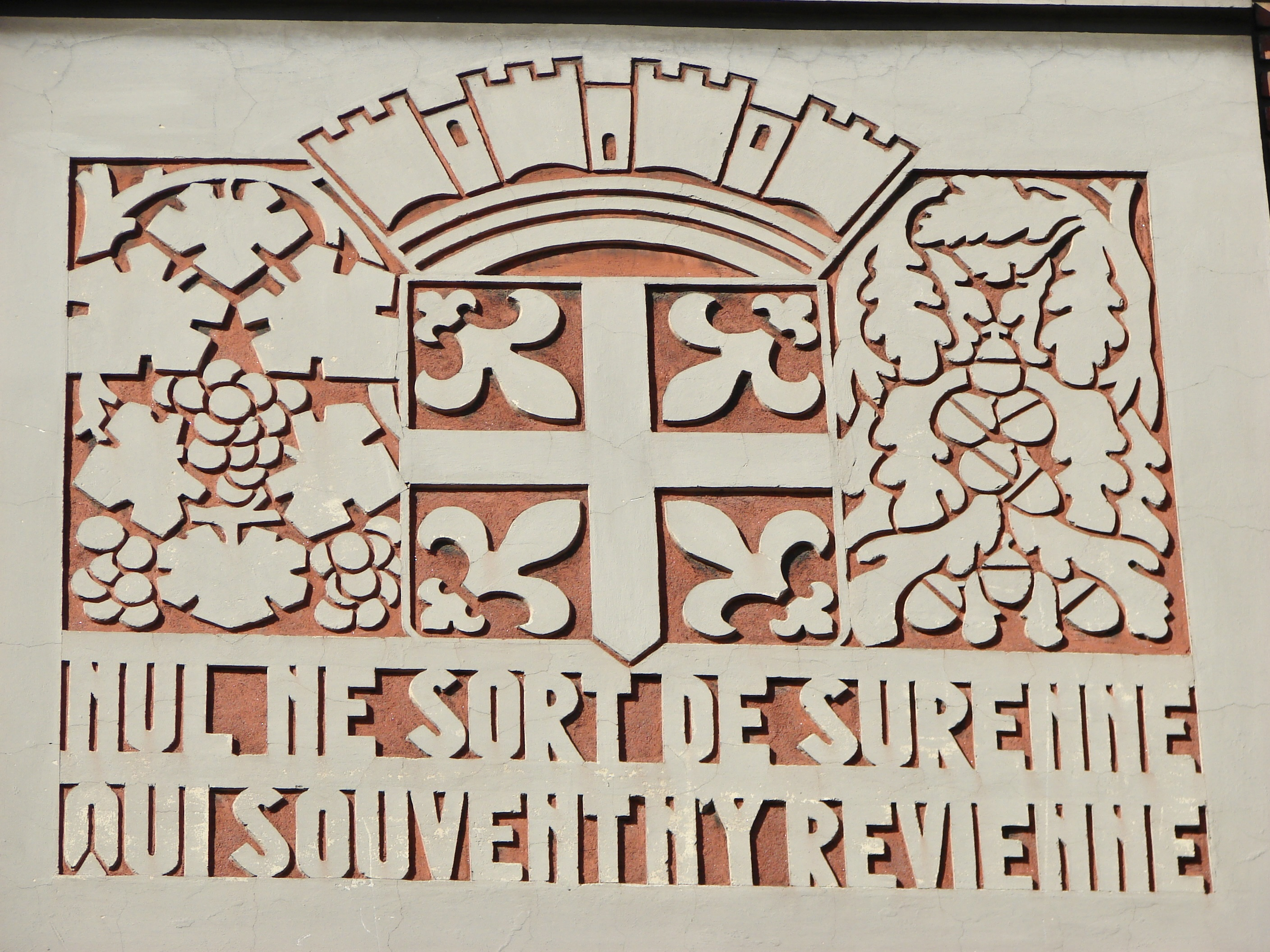
Devise de Suresnes inscrite sur la façade du lycée Paul Langevin : Nul ne sort de Surenne, qui souvent n'y revienne.

Situation de Suresnes dans la petite couronne parisienne.

Vous lisez un « bon article » labellisé en 2018.
L'histoire de Suresnes (Hauts-de-Seine), commune de la banlieue ouest de Paris, est particulièrement liée à sa position géographique singulière, entre la Seine et le mont Valérien, l'un des points les plus élevés de l'agglomération parisienne. Ses activités économiques se développent ainsi historiquement en lien avec cet environnement, de la pêche sur le fleuve, en passant par la culture de la vigne sur les coteaux, l'industrie automobile et aéronautique le long de la Seine et, depuis la création du centre d'affaires de La Défense dans les communes voisines de Courbevoie et de Puteaux, par l'accueil de sièges de grandes entreprises.
Simple villa carolingienne mentionnée pour la première fois au IXe siècle, Suresnes reste jusqu'au XIXe siècle un petit village excentré. Non relié aux grands axes de communication vers la capitale, il vit presque en autarcie, même s'il est victime de plusieurs destructions durant le Moyen Âge et l'Époque moderne. Cependant, au fur et à mesure que ses coteaux se couvrent de vignobles, sa réputation grandit et des auteurs célèbrent le vin de Suresnes. L'établissement d'un pèlerinage religieux sur le mont Valérien au XVIe siècle participe aussi au développement de son économie, les dévots devant parcourir les sentiers du village jusqu'au calvaire, des cabarets s'installant ainsi à Suresnes pour les divertir. Au XVIIe siècle et au XVIIIe siècle se multiplient par ailleurs autour du centre historique de nombreuses demeures bourgeoises et aristocratiques, garnies de vastes jardins, où de riches Parisiens viennent se reposer. En 1593, l'un d'entre eux met même sa propriété à disposition, afin d'accueillir des conférences de négociation entre catholiques et protestants qui participèrent à mettre fin aux guerres de religion.
À partir du milieu du XIXe siècle, la physionomie de Suresnes change radicalement, avec l'arrivée du train, du tramway et de services de navigation sur la Seine : la ville est désormais rapidement à portée des Parisiens, qui y viennent très nombreux dans les guinguettes bordant ses quais, souvent après avoir assisté aux courses de l'hippodrome de Longchamp voisin. Le développement de l'industrie à partir des années 1890 suscite l'installation de nombreuses usines, qui font peu à peu disparaître les propriétés de l'Ancien régime : Suresnes est désormais une ville industrielle dont la population ouvrière s'accroît fortement. L'élection d'Henri Sellier à la mairie de Suresnes en 1919 se traduit par une mutation urbaine considérable : promoteur des logements ouvriers, porté par les idées hygiénistes, le maire multiplie les services publics (écoles, dispensaires médicaux, etc.) et les HBM, sa cité-jardin étant considérée comme un modèle du genre. Il est cependant démis de ses fonctions par Vichy en 1941. Pendant l'Occupation, un millier de résistants sont exécutés par les nazis dans la forteresse du Mont-Valérien, bâtiment militaire qui a succédé au calvaire au milieu du XIXe siècle. La deuxième moitié du XXe siècle se caractérise par une nouvelle métamorphose urbaine, les usines disparaissant à leur tour pour laisser peu à peu place à des immeubles résidentiels et à des sociétés du tertiaire ou de haute technologie.

## Géologie
L'historien de Suresnes René Sordes décrit la ville comme située « sur un petit plateau d’alluvions, à l'abri des inondations, au pied du mont Valérien, au bord de la Seine tranquille, en face de la belle forêt de Rouvray, dont il ne reste plus aujourd’hui que notre actuel bois de Boulogne ».
Suresnes est située sur la « presqu’île de Gennevilliers », un méandre de la Seine de 15 km de long et 5 km de large. Jusqu'au XIXe siècle, cela place ainsi Suresnes et les villes aux alentours dans un certain isolement géographique. Longée par les collines de Montretout, de Garches et de la Celle-Saint-Cloud, la commune est dominée par le mont Valérien, butte-témoin de 162 mètres et témoignage d'importants dépôts qui s'érodèrent durant le Quaternaire. Ce mont se trouve sur l'ultime éperon du plateau de la Beauce, en ses confins nord-est. Pendant la période du Lutétien se forme par ailleurs dans la région un calcaire grossier, qui fut employé pour la construction de la cathédrale Notre-Dame de Paris, du Louvre ou encore de certaines maisons de Suresnes. À la même époque, où s'étendent de nombreuses lagunes, l'eau de mer s'évapore, formant du gypse, donnant à Suresnes de grandes carrières de cette roche. La toponymie a conservé cette mémoire, en témoigne la présence d'une « rue des Carrières ». Jusqu'au XIXe siècle, des fours à plâtre se trouvent au lieu-dit du « Fécheray » ; celui-ci aurait été employé pour la construction du château de Versailles et de celui de Bagatelle. Au Sannoisien, la mer recouvre ces lagunes et des argiles vertes (marnes) se déposent : elles serviront plus tard à construire des tuiles, comme en témoigne la survivance de la « rue de la Tuilerie ». Au XVIe siècle, le sculpteur Girolamo della Robbia utilisa ces argiles pour réaliser des revêtements artistiques du château de Madrid, construit dans le bois de Boulogne,.

## Préhistoire et Antiquité
Une présence humaine est attestée au Néolithique sur la presqu'île de Gennevilliers. Des restes archéologiques datant de cette période ont ainsi été retrouvés à Suresnes, comme une hache taillée et polie au carrefour de la Croix-du-Roy, des lames au pied du cimetière américain ou encore une corne de cerf ayant servi de pic au Fécheray,.
Pendant la Protohistoire, le site du mont Valérien est un lieu jugé important par le peuple gaulois des Parisii, la presqu'île de Gennevilliers faisant partie de leur domaine. Des druides gaulois auraient pu y célébrer leur culte. Après la conquête romaine, le mont devient sans doute propriété impériale. La création d'un cadastre sous l'empereur Dioclétien, et l'absence de dénomination nouvelle ou de morcellement du domaine, laissent entendre que pendant la période gallo-romaine, voire jusqu'au VIe siècle, ce territoire ne subit pas de modification. Preuve que des Gallo-Romains ont résidé sur le périmètre actuel de Suresnes, une tombe a été exhumée au niveau de l'actuelle place Henri-IV, contenant une lampe de type classique. Des débris de poterie et de verre ainsi que deux pièces de monnaie (représentant Hadrien), ont aussi été mis au jour par des terrassiers dans un jardin de la rue Pierre-Dupont, tandis qu'une pièce représentant Faustina Augusta a été trouvée lors de travaux réalisés dans la rue des Carrières. Cependant, et jusqu'à la fin de l'Antiquité, cette zone est mineure et c'est le site de la ville voisine de Nanterre qui est considéré comme le centre spirituel de presqu'île.
Le nom du mont Valérien (Mons Valerianus ou Mons Valeriani dans les premières mentions) viendrait de Valérien, un empereur romain qui y aurait eu une villa, bien qu'il n'existe aucune certitude sur l'origine de ce terme, qui pourrait aussi avoir une origine militaire.

## Haut Moyen Âge et Moyen Âge central

### Première mention de Suresnes

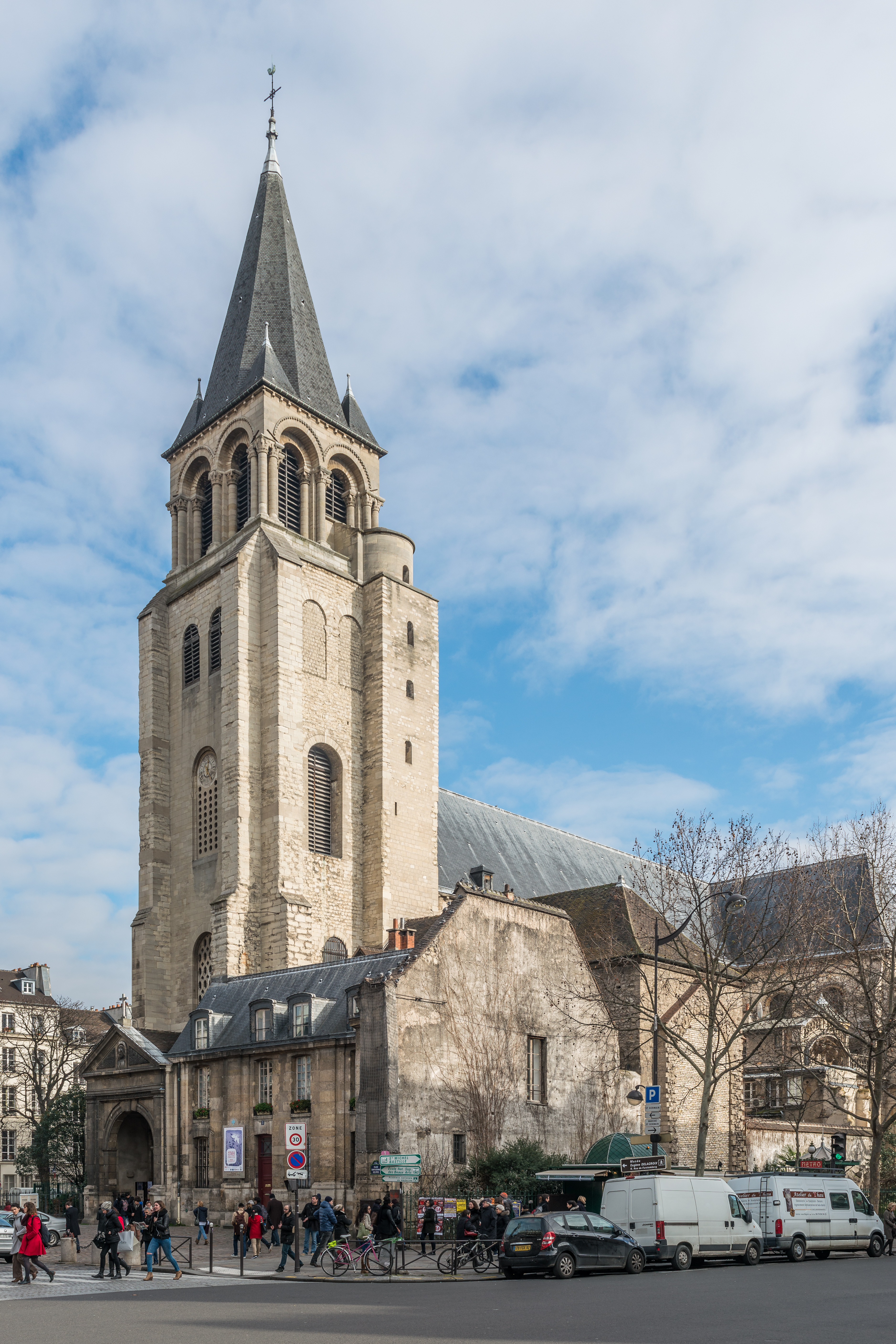
Église de l'abbaye de Saint-Germain-des-Prés, propriétaire des terres de Suresnes pendant près d'un millénaire.

En octobre 1885, pendant la construction d'un tronçon de la ligne du chemin de fer des Moulineaux à Suresnes, des terrassiers mettent au jour quinze cercueils en plâtre avec du mobilier funéraire, qui faisaient partie d'un ancien cimetière franc païen. Vers 1900, en même temps que la découverte déjà évoquée rue Pierre-Dupont, deux cercueils sont découverts, datant sans doute de la fin du Ve siècle. Il est donc possible, estime René Sordes, que le mont Valérien ait été un temps occupé par un poste militaire franc destiné à surveiller la vallée de la Seine,,.
Le roi Clovis et ses successeurs, afin de les calmer, ont eu tendance à donner aux autres chefs francs des domaines éloignés de la capitale, réservant ceux des alentours de Paris aux ecclésiastiques, moins turbulents et qui restaurèrent un certain ordre temporel. Le domaine de Rueil-Malmaison et ses dépendances (sur lesquelles Clovis avait fait construire à la demande de sainte Geneviève une église où elle fut initialement inhumée), dont dépendait certainement la presqu'île de Gennevilliers, est ainsi donné le 27 mars 875 par le roi Charles II le Chauve à l'abbaye de Saint-Denis. Cependant, les troubles causés par les incursions normandes et la faiblesse des abbés aux IXe et Xe siècles nuisent à l'autorité de l'institution religieuse sur ces terres et conduisent à des usurpations. Ce qui reste du domaine est donné au Xe siècle à la puissante abbaye de Saint-Germain-des-Prés. Le territoire sur lequel se trouve Suresnes fut donc même avant sa naissance soumis aux grandes abbayes parisiennes. Chacun des villages de la partie ouest de Paris possède cependant une dimension modeste et essentiellement rurale, Nanterre ne conservant alors plus qu'une relative suprématie sur ces dernières.
Pour René Sordes, c'est au tournant des IXe et Xe siècles que Suresnes « entre dans l'Histoire ». En effet, en 884, Carloman fait don de vastes domaines à l'abbaye de Saint-Leufroy (Normandie), que son grand-père, Charles le Chauve, leur avait déjà promis. Dans cette donation, figure « Surisna [Suresnes] dans son entier », la première mention historique du village. Cependant, la poursuite des invasions vikings à la fin du siècle conduit les moines à fuir et à se réfugier à l'abbaye parisienne de Saint-Germain-des-Prés. Après avoir été admise dans leur communauté, l'abbaye de Saint-Leufroy disparaît de facto, la donation de Carloman devenant donc sans objet. Robert, le frère du comte de Paris Eudes, obtient ensuite du roi Charles III le Simple (qui lui devait sa couronne) la charte du 14 mai 918, qui, reprenant les termes de la donation de Carloman, officialise la transmission du domaine à Saint-Germain-des-Prés,,.

### Sources de Suresnes

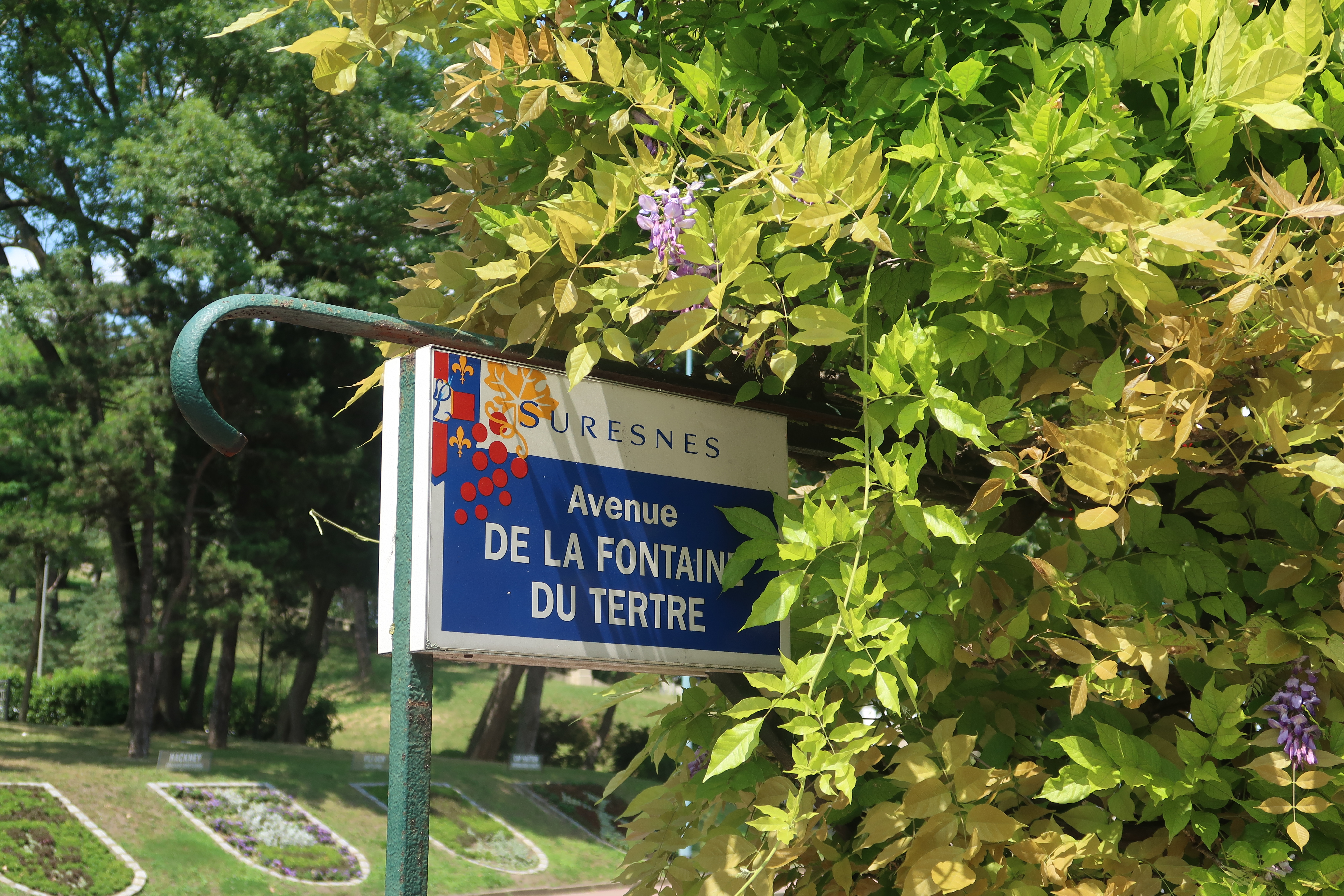
Plaque de l'avenue de la Fontaine-du-Tertre, en hommage à l'ancienne source.

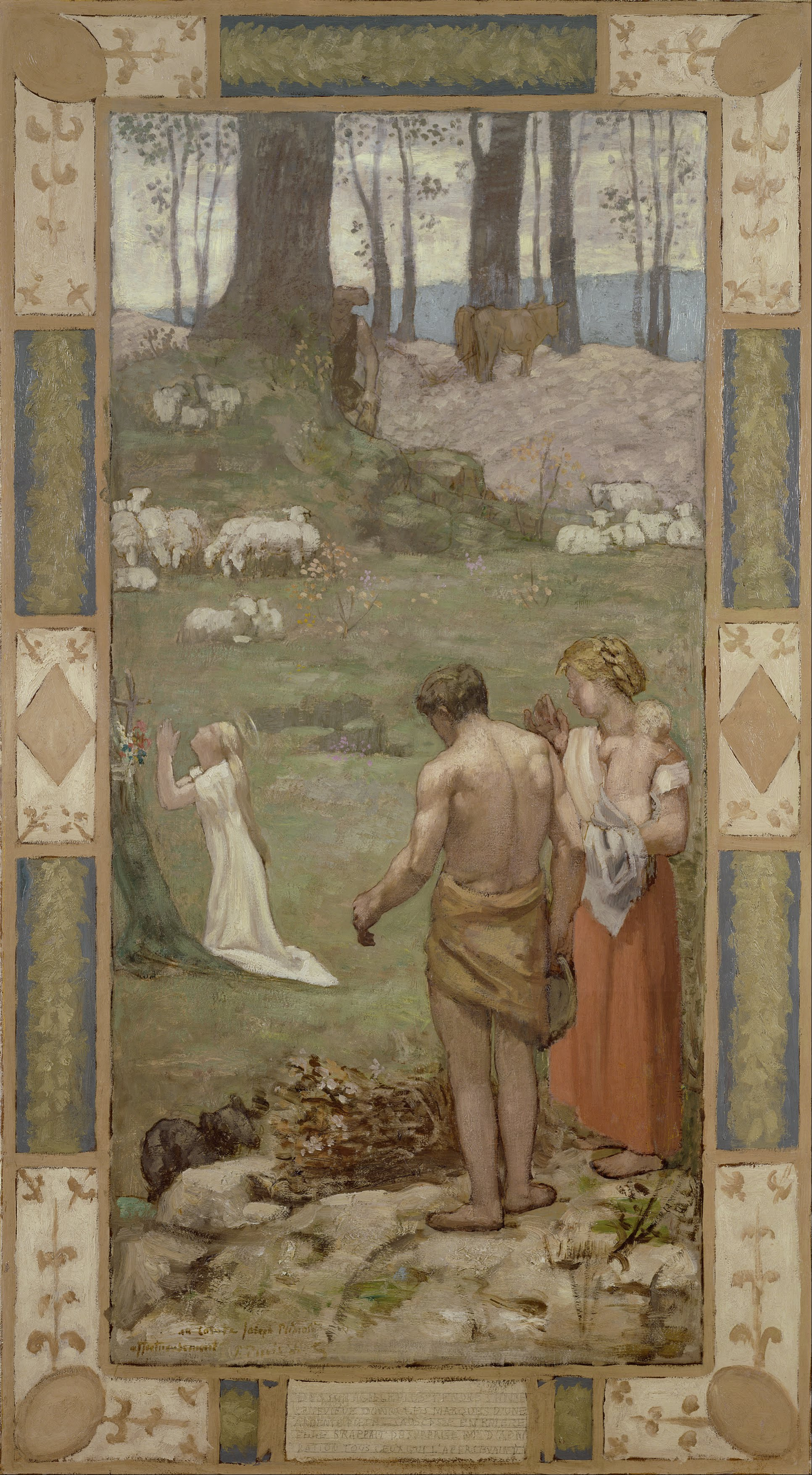
Peinture de Pierre Puvis de Chavannes L'enfance de Sainte Geneviève (entre 1874 et 1876), représentant la sainte enfant sur le mont Valérien, en hommage à la légende qui veut qu’elle y ait fait paître ses moutons.

Le mot « Surisnas, Surisnae ou Surisna » serait, de l'avis des historiens locaux, un mot d'origine celtique hydronyme, c’est-à-dire dérivé du mot « source ». Il existait en effet de nombreuses sources jaillissant du mont Valérien, du côté donnant sur Suresnes comme de l'autre, sur Nanterre. Les Gaulois vouant un culte aux forces de la nature, associées à des divinités, il est envisageable qu'ils vénéraient ici la déesse Surisna. Dans la mesure où la christianisation ne réussit pas complètement à faire disparaître les saints gaulois dans les campagnes, il s'opéra souvent des substitutions, le saint chrétien prenant ainsi la place du dieu gaulois, ce qui arriva probablement à Surisna,.
À la fin du XIXe siècle, il existait d'ailleurs encore des sources à Suresnes, dont la plus connue était la fontaine du Tertre, détruite en 1907. L'avenue de la Fontaine-du-Tertre, située dans le voisinage, rappelle sa mémoire. On a prêté à cette fontaine des vertus curatives pour les yeux, en lien avec une légende selon laquelle sainte Geneviève serait venue faire boire ses moutons au mont Valérien et aurait rendu la vue à sa mère grâce à l'eau du puits desservant la maison familiale. Bien plus tard, en 1131, alors que les Parisiens souffraient du « mal des Ardents », une inflammation de la peau, seule la procession de la châsse de la sainte aurait permis de guérir les malades. Des pèlerins se seraient par la suite pressés à la fontaine du Tertre pour s'y faire soigner les yeux, et encore plusieurs siècles plus tard.

### Domaine de Suresnes
Du temps des Gaulois, seuls des bûcherons devaient fréquenter les rives marécageuses de ce territoire, progressivement asséchées, les Romains ayant peut-être ensuite effectué quelques défrichements et planté de la vigne. Les parties élevées du mont Valérien devaient servir à l'élevage. Des soldats et des colons durent venir s'installer ensuite et un petit hameau se développa entre le VIIe et le Xe siècle, devant à cette dernière date connaître des limites sans doute similaires aux plans établis au XVIIe siècle : au nord, vers Puteaux, la rue des Bas-Rogers séparait le domaine de Saint-Germain-des-Prés de celui de Saint-Denis, à l'ouest plusieurs chemins (des Chênes, des Traineaux et la sente des Bartoux) délimitaient le territoire, en passant sur le terrain du cimetière américain, le sentier de la Motte, le boulevard du Maréchal-de-Lattre-de-Tassigny, la rue des Bons-Raisins et le chemin du Syndicat-des-Cultivateurs, la sente du Val d'Or marquant la limite du domaine de Saint-Germain-des-Prés, puis au sud le chemin du Val d'Or dissociant Suresnes de Saint-Cloud. Cependant, il y a peu d’informations pour connaître l'évolution du domaine,. Les termes Val d'Or, Vaux d'Or, ou parfois Veaux d'Or sont communément employés, et signifient un val riche et fertile.

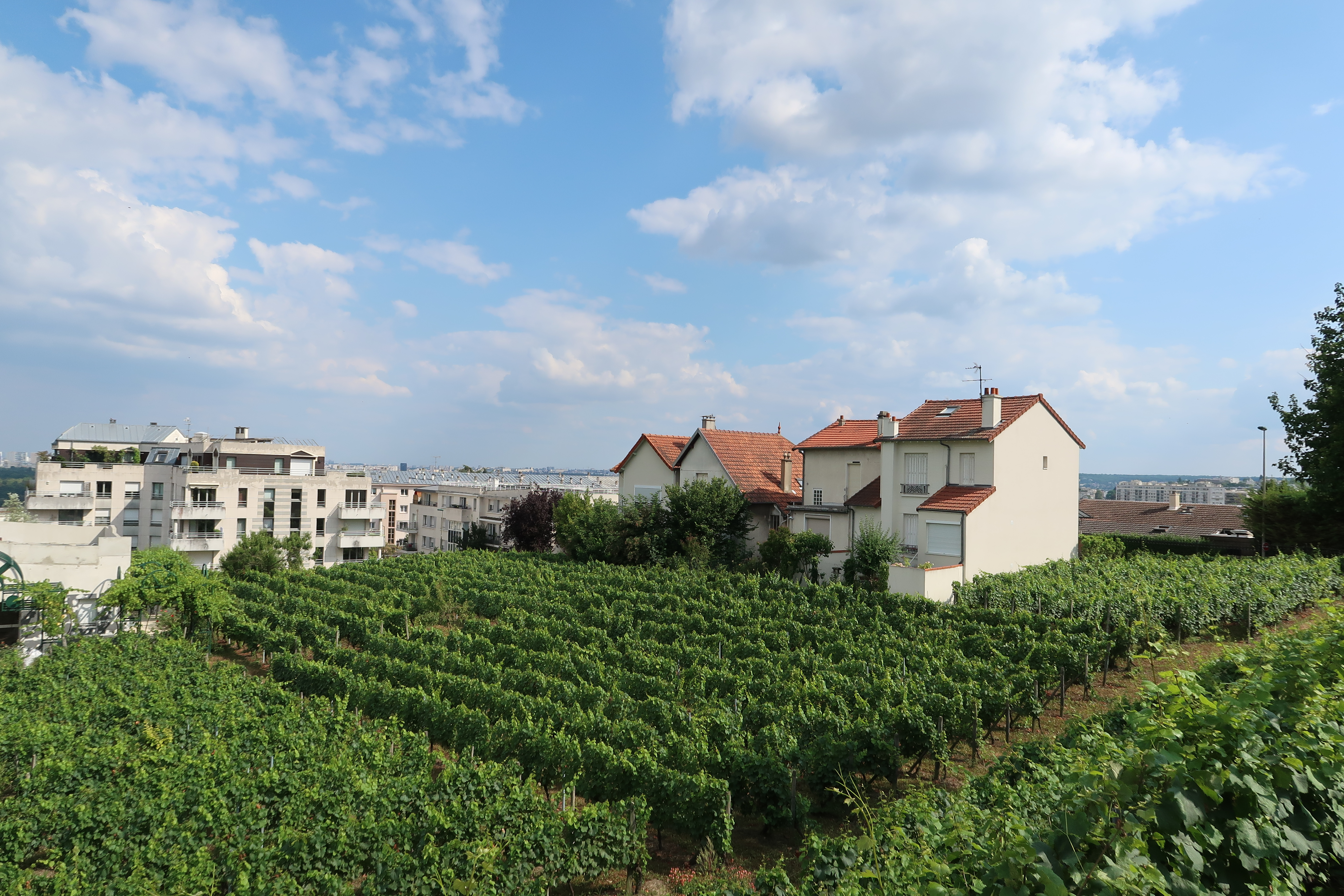
Vignes de Suresnes à l'époque contemporaine : elles s'étendent actuellement sur seulement un hectare, la quasi totalité des anciens terrains viticoles ayant été urbanisée depuis le XIXe siècle.

L’important domaine de La-Celle-Saint-Cloud (567 hectares au IXe siècle) eut une grande influence sur celui, voisin, de Suresnes (300 hectares). Également propriété de Saint-Germain-des-Prés, il compte environ 320 habitants, des vignes, des terres labourables et des ares de bois (en témoigne le nom de la rue des Chênes). À Suresnes, les coteaux étaient couverts de vignes (comme de nombreuses collines et plateaux de la région parisienne), alors qu'un cinquième du territoire était composé de cultures diverses. Il est probable qu'en 918 Suresnes était sous la tutelle du domaine voisin en matière d'exploitation et d'administration. Les crus du Beaujolais et de Bourgogne étant réservés aux tables aristocratiques, ceux d’Île-de-France, dont de Suresnes, étaient prisés par le peuple parisien,.
Afin d'éviter les débordements de la Seine et les odeurs marécageuses bordant le fleuve, le centre de Suresnes devait se trouver sur un petit plateau formé par d'anciens alluvions du fleuve, sur un terrain correspondant à l’actuelle allée Scheurer-Kestner, délimité par les rues Émile-Zola, du Puits-d'Amour, de la Huchette et Étienne-Dolet. La chapelle puis l'église du village s'élevaient alors certainement à cet emplacement, entourées de maisons sommaires. Au XIIe siècle devaient aussi se trouver en bordure de Seine des bâtiments construits par les abbés afin de percevoir la dîme, loger le maire et ses collaborateurs ainsi que quelques religieux surveillant la gestion du domaine. La maison seigneuriale se situait non loin de l'actuel pont, côté est. Avec une population de quelques centaines d’habitants à la croissance lente, Suresnes devait également compter des artisans. Le développement ultérieur de Suresnes se fait par un axe nord-sud parallèle à la Seine : la rue d’en Haut (actuelles rues Émile-Zola et de Verdun, vers Courbevoie afin de rejoindre Paris) et la rue d’en Bas (actuelles rues de Saint-Cloud, des Bourets et Ledru-Rollin qui menait à Puteaux au nord et à Saint-Cloud au sud), ainsi que divers chemins, dont les voies contemporaines ont parfois conservé le tracé. Les terrains marécageux qui bordent la Seine sont ensuite définitivement asséchés, et le défrichement des alentours de Suresnes est aussi terminé. Outre les vignes, les vignerons suresnois élèvent également des volailles, des bovins et des porcs.

### Église Saint-Leufroy

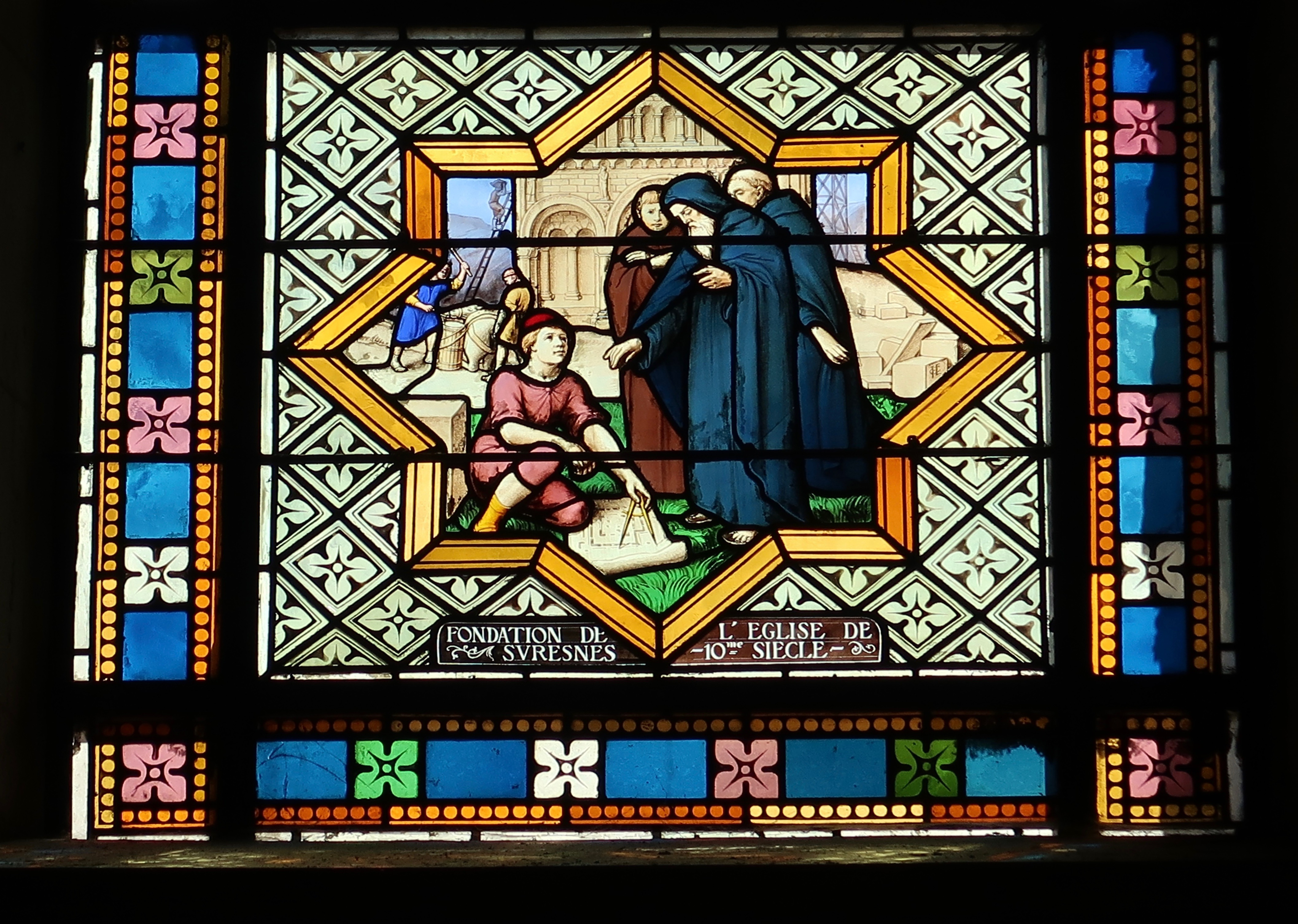
Vitrail dans l'église du Cœur-Immaculé-de-Marie représentant la fondation de la première église de Suresnes.

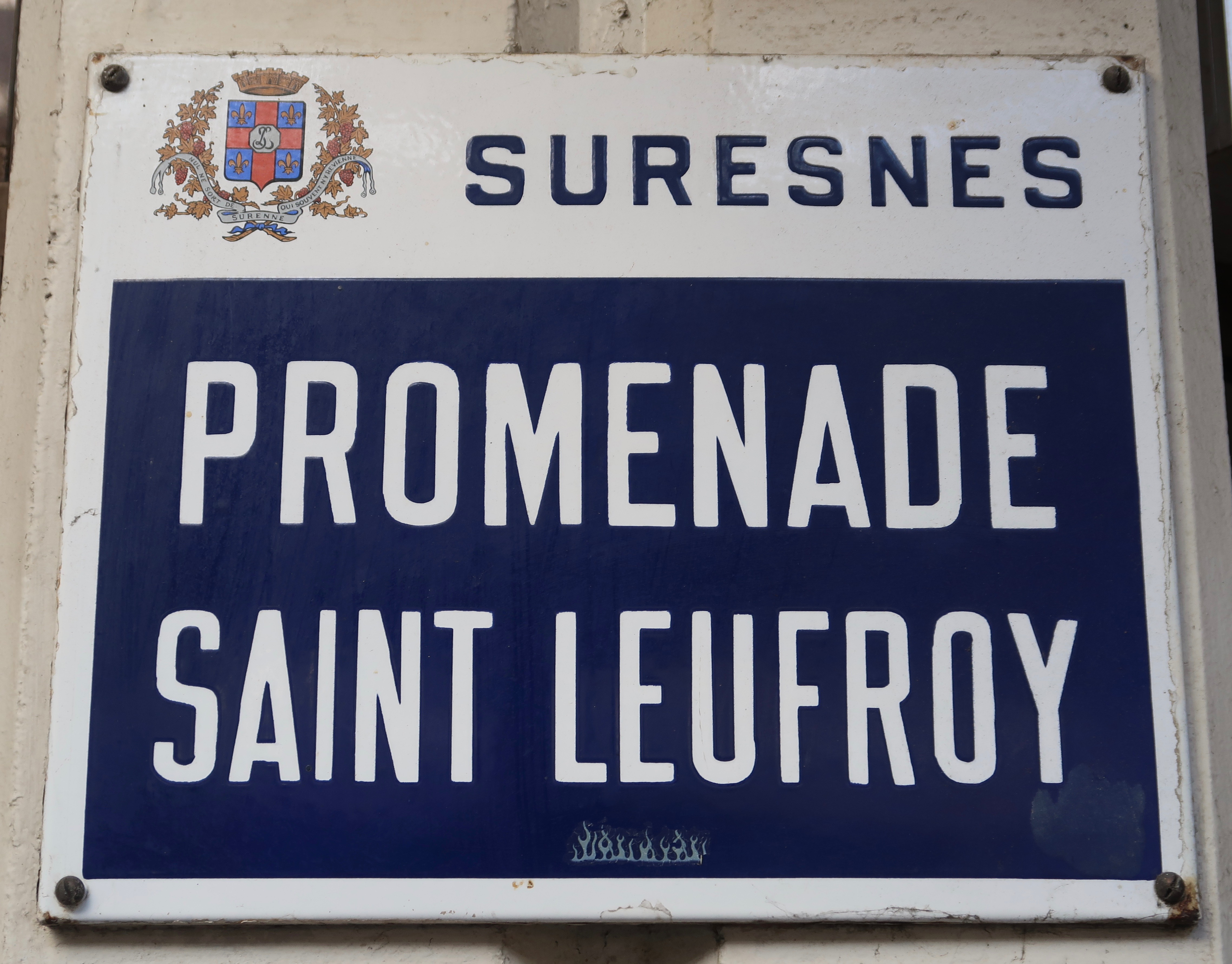
Plaque de la promenade Saint-Leufroy, dans le quartier où se situait l'ancienne église.

Avant la donation de Charles le Chauve, les fidèles de Suresnes avaient pour paroisse Saint-Maurice de Nanterre, mais cela constituait pour eux un chemin long et pénible. Les abbés de Saint-Germain demandèrent donc à leur évêque l'autorisation de construire une chapelle à Suresnes, conformément à un capitulaire de 803. Elle est édifiée vers 910. Un accord conclu en 1070 entre l'abbé de Saint-Germain et l'évêque Geoffroy de Boulogne reconnaît par ailleurs sans réserve l'appartenance de Suresnes à l'abbaye, et non plus à l'autorité épiscopale. Si le village voisin de Puteaux appartenait à l'abbaye de Saint-Denis depuis 875, il ne possédait pas d’église, ce qui conduisit ses fidèles à venir prier à Suresnes, formant la paroisse de Suresnes-Puteaux, l'abbaye de Saint-Germain y percevant donc également la dîme. Ce n'est qu'en 1509 que Puteaux put construire une chapelle et qu'en 1717 qu'elle put constituer une paroisse autonome de celle de Suresnes, bien que certaines pratiques et marques de supériorité demeurèrent imposées à Puteaux.

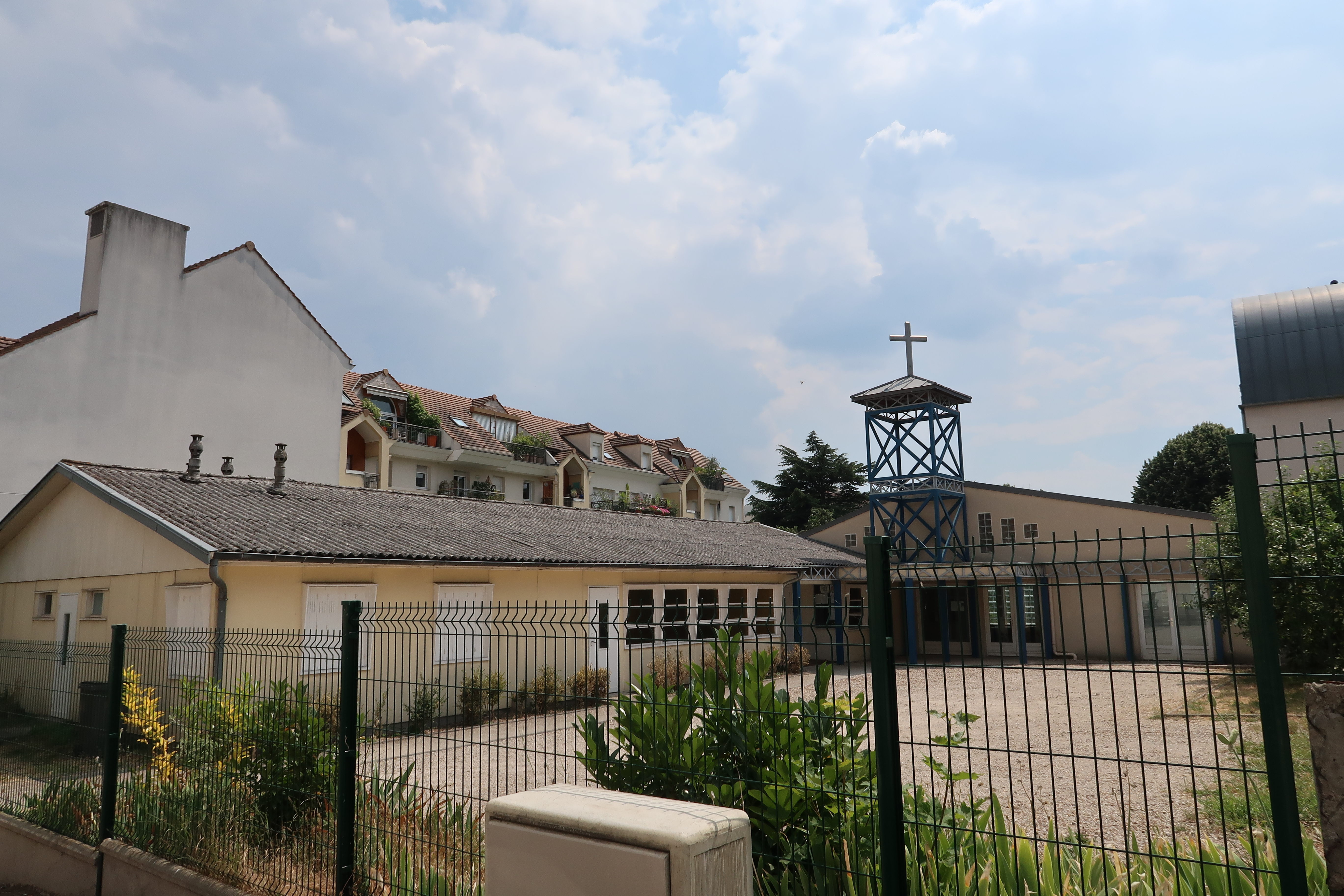
La chapelle Saint-Leufroy, dont le nom rappelle l'église millénaire de Suresnes détruite en 1906.

Aucune indication architecturale sur la chapelle du Xe siècle n'existe. Il est possible que le passage sous l'autorité de Saint-Germain-des-Prés conduisit à construire un bâtiment plus important et, qu'au XIIe siècle, la chapelle devenue église devait être de style gothique. Elle subit des dégradations pendant la guerre de Cent Ans puis est détruite en 1590 par les Huguenots lors des guerres de Religion, mais certains éléments architecturaux furent conservés, au point de donner à l'édifice ensuite rénové un style hétéroclite. Cette église est démolie en 1905-1906,.
Le 22 janvier 1222, l'église reçoit une partie des cendres de saint Leufroy, l'obtention de ces reliques conduisant le bâtiment à prendre le nom du saint. Un incendie survenu à la fin du XVIe siècle les détériore, la châsse (qui avait plusieurs fois été modifiée) étant finalement vendue sous la Révolution à un bûcheron pour en faire une cage à lapin. Jetées, les reliques furent ramassées par un fidèle qui les remit plus tard au curé de Suresnes, bien que plus aucune mention ne fut faite à leur sujet par la suite. Si des ecclésiastiques conservèrent un petit ossement, son authenticité est douteuse. Après la démolition de l'église en 1906, celle qui lui succède change de nom (église du Cœur-Immaculé-de-Marie de Suresnes), bien que saint Leufroy reste théoriquement le patron de Suresnes et qu'une petite chapelle érigée en 1947 rue du Chemin-Vert lui est consacrée,.
En 1977, des fouilles sont menées par des élèves du lycée Paul-Langevin sur l'ancien site de l'église Saint-Leufroy (au niveau de l'actuel centre commercial Suresnes 2) : il en ressort qu'à l'origine, il s'agissait d’une chapelle rectangulaire, à laquelle est ensuite ajoutée une absidiole, conduisant à créer une église gothique, « flanquée d'un bas-côté et d'un chevet flamboyant » qui sont reconstruits après la guerre de Cent Ans. Cette église devait ressembler à celle de Puteaux, Notre-Dame-de-Pitié, avec des absides presque identiques.

### Premiers développements
Le premier maire de Suresnes dont le nom ait été conservé est « Gui », qui comparaît en 1161 pour insubordination à l'abbaye. Le texte judiciaire, qui confirme que l'administration du village est assurée par un maire et ses subordonnés relevant tous de la justice de l'abbaye, mentionne l’existence de plusieurs petits fonctionnaires et artisans, qui composent, en plus des vignerons, la population de Suresnes de l'époque. Le maire étant cependant considéré comme peu efficace, naît en France le procureur-syndic, désigné parmi les notables, approuvé par le seigneur et à qui incombent de nombreuses tâches d’entretien et de gestion ingrates, au service de la communauté.
L'évolution du droit de propriété et les affranchissements au XIIIe siècle restent avantageux pour les abbés : le domaine leur appartient toujours mais des personnalités extérieures à Suresnes peuvent en acquérir des parts et en disposer, à condition de verser des droits importants. Plusieurs bourgeois parisiens se portent ainsi acquéreurs des vignes de Suresnes, afin de réaliser de bons placements et de posséder des maisons de campagne près de Paris, modestes ou confortables. Leurs terres sont cultivées par des tâcherons souvent originaires de Bretagne, de Normandie ou de Picardie. L'affranchissement des serfs dans les domaines entourant Suresnes durant ce même siècle laisse à penser que le village avait déjà fait disparaître le servage depuis un certain temps. Au XIIIe siècle également, le prieur de La Celle-Saint-Cloud conserve toujours certaines prérogatives sur Suresnes, notamment de recevoir les redevances dues par ses vignerons.
Au XIIIe siècle et jusqu'au XVIe siècle, certains chevaliers portent le titre « de Suresnes » (Sorenis ou Syrenis), accréditant l'hypothèse que le monastère avait pu leur céder une portion de territoire et que des « seigneurs de Suresnes » auraient pu exister. En réalité, il s'agit seulement de modestes personnages auxquels certaines terres ont pu temporairement être données en récompense d'une protection ou d'une aide judiciaire, mais qui n'utilisèrent ce titre pas autrement que pour préciser leur identité. Il existait aussi à Suresnes des fiefs, mot qui à l’époque ne désignait cependant pas un bien noble comme ce le sera plus tard, mais des terrains possédés par des personnalités roturières, voire serviles.

## Bas Moyen Âge
Du XIVe au XIXe siècle, le cadre de Suresnes n'évolue guère. En cette fin de Moyen Âge, le territoire bâti s’est cependant agrandi : au quartier de l'église s’ajoutent celui du « four banal », la rue d'En-Bas et la rue d'En-Haut. Des maisons de campagne bourgeoises, de fonctionnaires et de magistrats parisiens, sont édifiées autour du village, comprenant parfois de grands jardins où ces notables viennent profiter du calme de Suresnes, tout en y surveillant leurs biens. L’urbanisation est cependant limitée et la poussée de constructions au nord vers Puteaux n'est pas encore à l'ordre du jour.
La guerre de Cent Ans trouble la quiétude de Suresnes. En 1346, le roi d'Angleterre Édouard III pose le pied en France et ses troupes pillent les environs de Paris. Aucune source ne mentionne Suresnes dans ces destructions mais il est probable que ces évènements eurent des répercussions sur la ville. Plus tard, le roi anglais Henri VI confisque un certain nombre de terrains suresnois et les donne à son secrétaire Étienne Bruneau, jusqu'à la victoire de Formigny en 1450.
À cause des destructions subies à La Celle-Saint-Cloud pendant la guerre, l'abbaye de Saint-Germain installe à Suresnes un prévôt-moine chargé de gérer la « prévôté de La-Celle-Suresnes ». Le centre administratif du domaine s'installe donc à Suresnes, dans des locaux que l'abbaye possédait en bordure de Seine. Suresnes se trouve ainsi à l'époque liée spirituellement à Puteaux (paroisse de Saint-Leufroy) et administrativement à La Celle-Saint-Cloud.
Financièrement, ses habitants restent démunis et supportent des charges écrasantes, le syndic essayant en vain pendant les siècles suivants de contester l'impôt religieux. Le roi de France Charles VI allège cependant ces charges dans une ordonnance de septembre 1406, étant constaté le « tel degré de pauvreté et d'indigence » des Suresnois. D'autres sources de la fin du Moyen Âge font état de divers polémiques et conflits liés à l'impôt ou encore à l'utilisation du four banal. La fin de la guerre de Cent Ans est synonyme de ruines, de pillages et de terres en friche en région parisienne, René Sordes notant que « Suresnes, entouré comme il l'était, ne pouvait être épargné ». Une fois la guerre terminée, le village retrouve sa vocation viticole. Les vignerons s'adonnent aussi à la culture céréalière et fourragère (blé, avoine et foin), utile pour payer les redevances et divers impôts.

## XVeetXVIesiècles

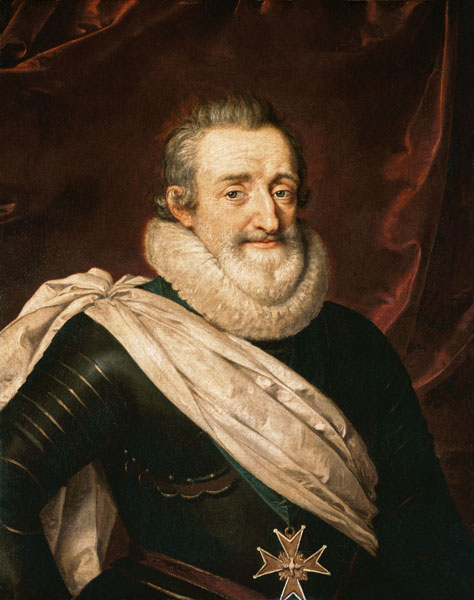
Le roi Henri IV (roi de France), que la légende associe à Suresnes : il y serait venu par attrait pour son vin et pour la jeune Gabrielle d'Estrées, qui devint sa maîtresse.

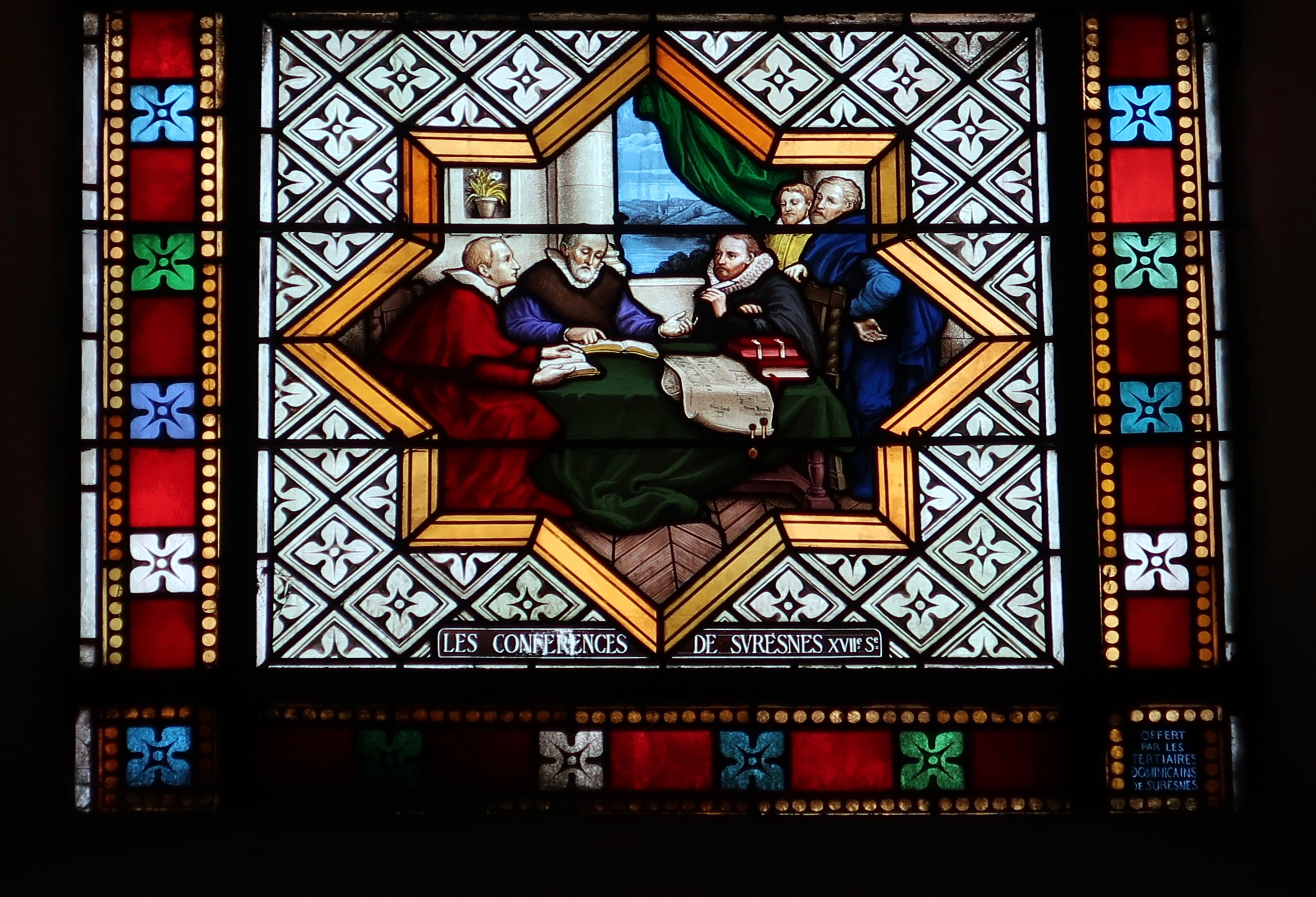
Vitrail dans l'église du Cœur-Immaculé-de-Marie figurant les conférences de Suresnes.

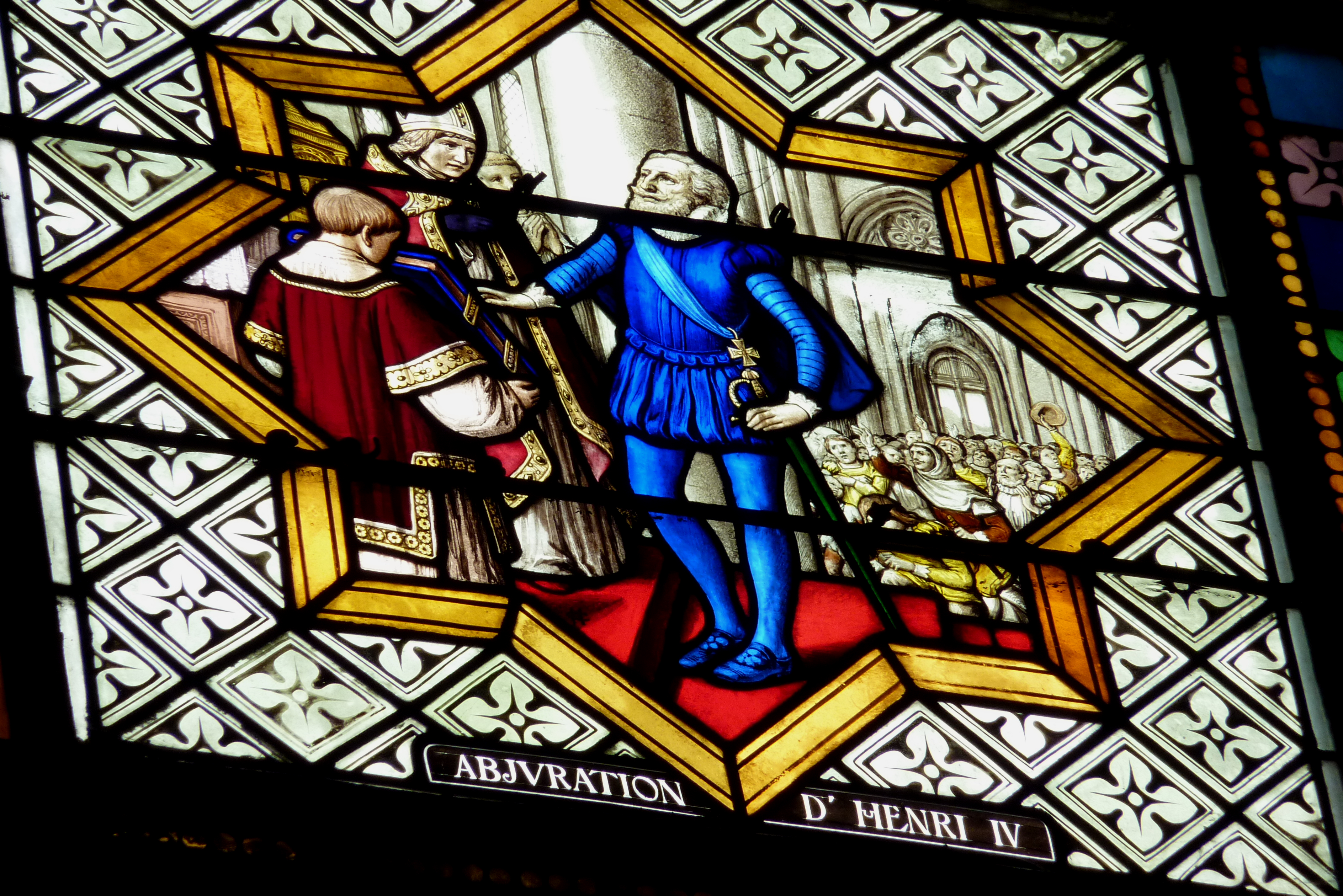
Vitrail dans l'église du Cœur-Immaculé-de-Marie représentant Henri IV abjurant le protestantisme.

À la fin du XVe siècle, l'abbaye de Saint-Germain se trouve dans une position difficile, son administration connaissant de nombreuses crises, ce qui affecte la direction de la prévôté de Suresnes, conduisant jusqu'à des usurpations de poste. Le 8 juin 1575, les bénédictins de l'abbaye reprennent finalement en main la prévôté, mettant fin à ce qui avait été pendant quelque temps un prieuré. Suresnes compte 350 habitants en 1460 et 500 à la fin du siècle.
Lors des guerres de Religion, les abbés de Saint-Germain-des-Prés ne se soucient guère des conditions miséreuses des vignerons de Suresnes, victimes notamment de pillages, et le village doit assurer seul sa défense. En 1569, une muraille de protection est finalement construite, percée de sept portes et de trois poternes. Une fois la paix revenue, ces murs — devenus inutiles — sont parfois déplacés ou détruits : la porte de Puteaux est démolie en 1788, celle de Dessus-l'Eau en 1818 et la dernière, située vers Saint-Cloud, en 1906. Si le vignoble est toujours prépondérant à Suresnes, du sainfoin et des pois commencent aussi à y être cultivés, ainsi que des cerisiers (en témoigne le nom de la rue de la Cerisaie) et des pommiers sur le plateau nord. Un texte de 1710 indique aussi que de l'orge est cultivée à Suresnes, en réponse à la demande qui pourrait provenir des brasseries parisiennes.
Le 14 octobre 1590, des affrontements ont lieu à Suresnes. Jean de Poutrincourt, un Ligueur, était venu dans le village afin de ravitailler en vin l'armée du sieur du Maine. Henri de Navarre (futur Henri IV) envoie alors à Suresnes une forte troupe, amenant les soldats de Poutrincourt à se réfugier dans l'église, où ont lieu des combats et qui finit brûlée. Village de taille réduite mais néanmoins capable de loger de nombreuses personnes, Suresnes est choisi après le conflit pour accueillir une conférence de paix. Celle-ci se déroule entre fin avril et fin mai 1593, sous bonne garde militaire et présidée par l'archevêque de Bourges. Le 8 mai, Henri IV écrit ainsi au duc de Mayenne : « J'ai résolu de m’éloigner de Paris à cause de la Conférence et d'aller pendant celle du côté de Senlis et Compiègne, ladite conférence se fait au village de Surèsne. » Elle prépare l'abjuration d'Henri au protestantisme. Pour René Sordes, il s'agit du « seul évènement de l'histoire où s’inscrit le nom » de Suresnes. La conférence se déroule dans une propriété entre la rue de la Seine et la rue de Saint-Cloud, site du futur château de la Source et où fut construite au début du XXe siècle l'usine Coty,,. À Paris, la rue de Surène pourrait avoir été nommée en hommage à cet évènement.

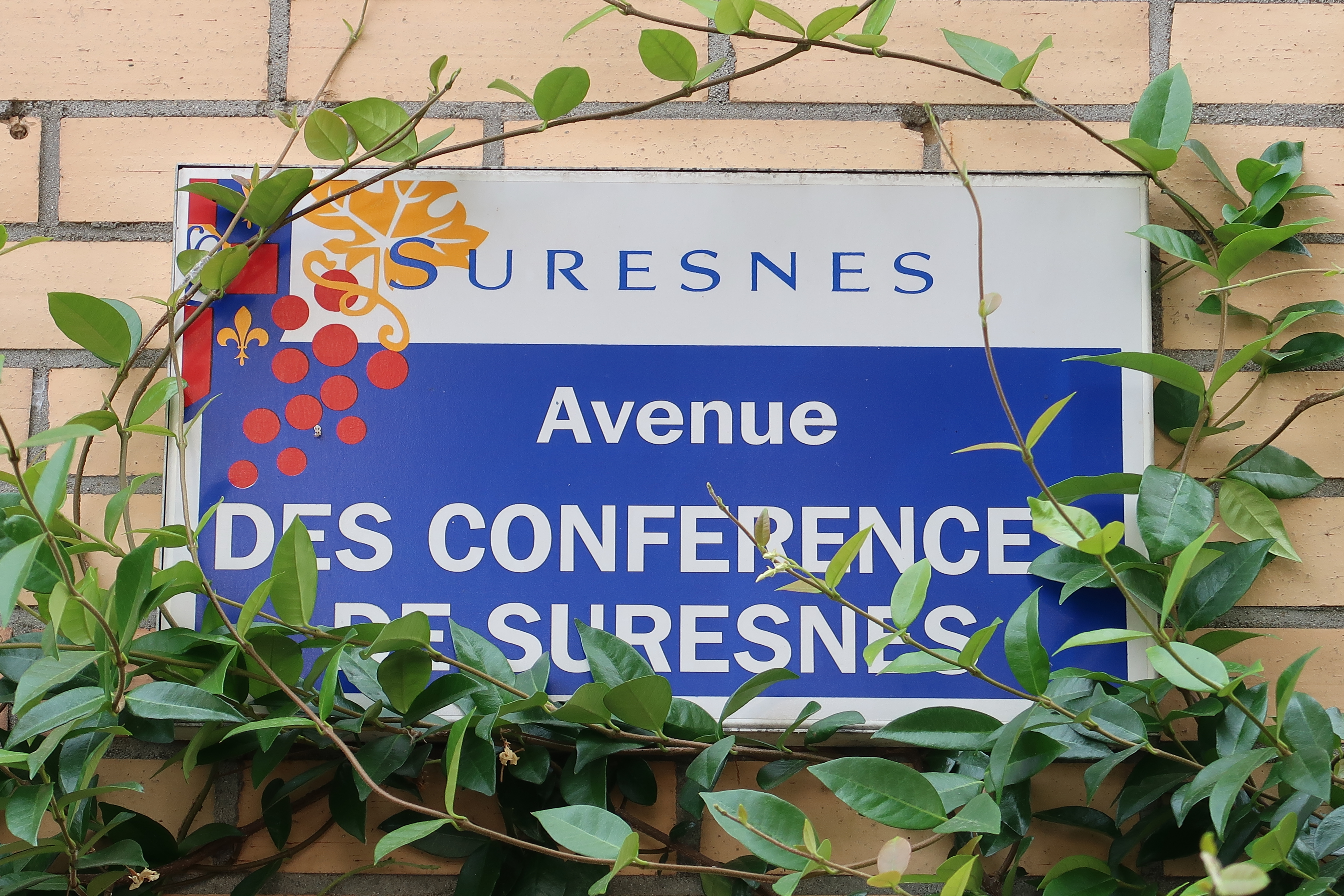
Plaque de l'avenue des Conférences-de-Suresnes, nommée ainsi en 1926 en hommage aux conférences de négociation qui participent à la conclusion de la paix entre catholiques et protestants.

Une légende locale veut que Henri IV possédait une propriété à Suresnes et qu'il aimait venir s'y reposer, liant le souvenir du roi à l'amour et au vin ; il aurait également fait l'ascension du mont Valérien pour y rencontrer un ermite, qui lui aurait prédit sa mort tragique. Ces histoires sont cependant infondées mais persistantes dans la mémoire collective. En témoigne le changement de nom en 1816, au début de la Restauration, de la place de la Croix, qui devient place Henri-IV, alors que le quai voisin prend le nom « de Bourbon ». Une légende parallèle raconte que Gabrielle d'Estrées aurait aussi vécu à Suresnes, retrouvant en cachette le roi Henri autour du « vieux puits d'amour », bien qu'aucun document ne l'atteste. L'existence de ce puits est attestée depuis le XVe siècle ; il s'agissait d'un lieu de rencontre de jeunes garçons et filles, qui y puisaient de l'eau et faisaient des serments amoureux. Il faut cependant noter que des membres de la famille d'Estrées ont bien été propriétaires d'une maison à Suresnes, mais au XVIIIe siècle. En hommage à cette histoire, une guinguette est renommée au XIXe siècle « À la Belle Gabrielle », comportant une fresque réalisée par Paul Chocat dans la salle de restaurant, qui représente le roi faisant la cour à la jeune femme,. L'avenue de la Belle-Gabrielle rappelle pour sa part la mémoire de cet établissement, désormais détruit, et qui jouait de cet épisode pour attirer de la clientèle, comme en témoigne une affiche conservée au musée de Suresnes, figurant une jeune fille et légendée ainsi : « Il m'aime, puisqu'il m'emmène souper à la Belle Gabrielle. »
Le 8 juillet 1524, François Vatable est nommé curé de la paroisse de Suresnes. Il inaugure la rédaction des registres de baptêmes et de mariage en français. En 1530, il est nommé professeur d'hébreu par François Ier puis supérieur de l'abbaye de Bellozane en 1543, avant de mourir en 1547. Au XVIe siècle, Suresnes ne se développe finalement guère, même si de plus en plus de personnalités parisiennes, attirées par son atmosphère champêtre, le charme de la Seine et la proximité avec Paris, y acquièrent des biens fonciers, dont des vignes.

## XVIIesiècle

### Riches propriétés et célèbres propriétaires

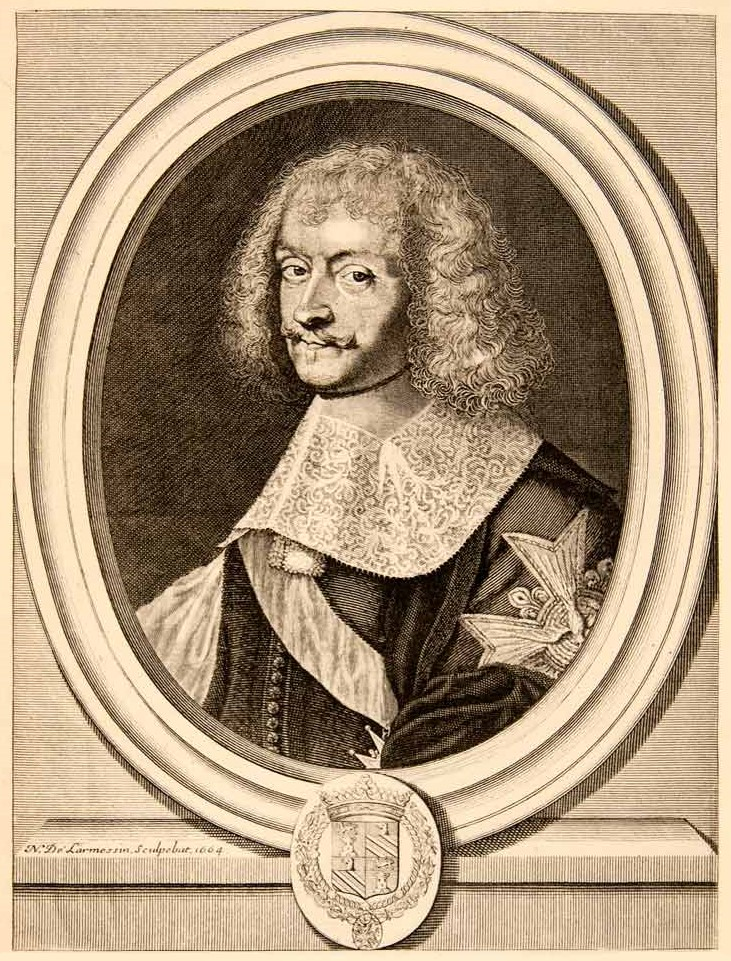
Le ministre Hugues de Lionne fut propriétaire à Suresnes.

Au niveau de l'agencement urbain, Suresnes est toujours structurée autour de deux voies parallèles à la Seine, limitant trois groupes de maisons : le premier au sud avec l'église et la maison seigneuriale, le second avec le four banal, le presbytère et l’école et le troisième au nord ; ce Suresnes historique disparaît en grande partie avec les constructions industrielles et immobilières des XIXe et XXe siècles (par exemple la propriété d'Étienne de Sain, procureur au Parlement, qui était située 24, rue de Verdun, près de la porte du bourg, et qui fut détruite après la Seconde Guerre mondiale pour laisser place à des immeubles modernes). Autour du modeste village de vignerons se trouve une ceinture de demeures bourgeoises et aristocratiques, Suresnes comptant au XVIIe siècle environ 210 maisons, dont 36 sont des propriétés avec jardins et parcs, 24 avec des étables et 3 avec des écuries,.

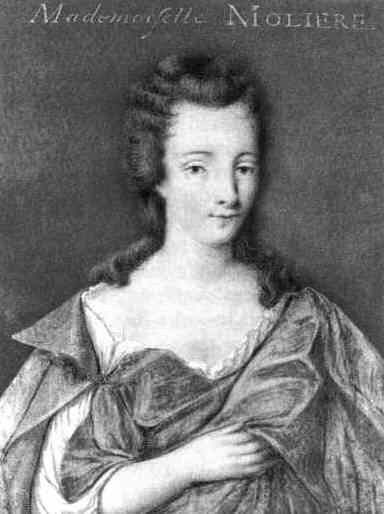
La comédienne Armande Béjart habita quelque temps dans une maison du mont Valérien.

La haute aristocratie s'y fait ainsi bâtir de belles résidences entre le XVIIe et le XVIIIe siècle : par exemple Louis II de La Trémoille, duc de Noirmoutier, qui possédait une propriété située entre la rue du Pont, la rue du Bac, la rue des Bourets et la Seine ; Nicolas Fouquet envisagea par ailleurs d'acquérir une « maison assez jolie à Suresnes », peu avant sa disgrâce, Hugues de Lionne en devenant ensuite vraisemblablement propriétaire, y recevant par exemple le nonce pontifical en 1662 ou l'envoyé ottoman Mustafa Feraga en 1669 ainsi que sa suite. Cet épisode inspire peut-être une scène du film Angélique et le Roy (1966), censée se dérouler sous le règne de Louis XIV, dans lequel l'ambassadeur perse Batchiary Bey accueille l'héroïne à Suresnes, bien que la scène n'y soit pas tournée. Outre l'aristocratie et la bourgeoisie, les congrégations religieuses parisiennes appréciaient depuis longtemps également les coteaux de Suresnes, des placements qui assuraient de bons revenus, en nature ou en espèce, certaines terres donnant cependant lieu à des conflits judiciaires entre institutions, alors que les religieux de Saint-Germain continuent pour leur part à avoir des soucis avec le vicaire sur place et certains villageois. Parmi les autres personnalités de l'époque liées à Suresnes, on peut citer la comédienne Armande Béjart, qui se retire en 1675 avec sa petite fille Esprit-Madeleine dans une maison du mont Valérien. Elle se remarie et part ensuite à Meudon.
Parmi les propriétés de Suresnes, l'une des plus célèbres est le « château de Suresnes » ou « château de Bel-Air », situé entre la rue de Saint-Cloud et la Seine. Il s'agissait à l'origine d'un endroit simple. Le terrain est acheté en 1638 par André Bourret, trésorier du roi, qui transforme et agrandit le domaine. Sous la Révolution, il est acquis par Étienne Clavière puis Paul Barras, qui y reçoit notamment Napoléon Bonaparte et son épouse Joséphine. La princesse de Vaudémont le rachète en 1803, agrandit le site et aménage un parc à l'anglaise. Suit Louis-Marc Chabrier, le directeur du théâtre des Variétés de Paris. En 1904, l'entreprise de parfums Coty installe une usine sur la partie septentrionale du domaine, à l'emplacement du château de la Source mitoyen. Le château de Suresnes abrite pour sa part une fondation pour les névrosés, créée en 1875 par le médecin Valentin Magnan ; Adèle Hugo y est accueillie comme patiente après la mort de son père. La fondation Magnan subsiste jusqu'en 1975, lorsque le château est vendu à un groupe immobilier. Désaffecté, le château est détruit et le site, loti, mais son parc est réaménagé : il ouvre au public en 1988 sous le nom de « parc du Château »,,.
En 1647, les religieux de Saint-Germain demandent au roi de faire préciser leurs biens, afin de pallier les risques liés aux confusions des successions et des mutations territoriales. Dans la seconde moitié du XVIIe siècle, ils se chargent par ailleurs de rassembler le domaine, afin d'assurer eux-mêmes son exploitation et d'en toucher les revenus, et se débarrassent ainsi du fermage. Plusieurs acquisitions sont donc menées afin de constituer un vaste domaine dit du « clos des Seigneurs » entre 1644 et 1693, allant de l'actuelle rue Merlin-de-Thionville au boulevard Washington. Sa production viticole est réservée à l'aristocratie et aux prélats importants. Vendu comme bien national à la Révolution française, le terrain prend alors le nom de sente des Seigneurs, il est loti au XIXe siècle, notamment avec des villas bourgeoises, après avoir été coupé par la voie de chemin de fer Paris-Versailles en 1839 : sa partie inférieure devient la propriété du couturier Charles Frederick Worth, puis l'hôpital Foch,,.

### Activités quotidiennes et liens avec la capitale
Afin de sécuriser les alentours des résidences royales, le roi Louis XIV fait installer des gardes suisses dans plusieurs villes des alentours de Paris, dont Suresnes, qui en accueille au début des années 1640, et ce, pendant un siècle,. Selon René Sordes, Suresnes n'a pas à souffrir des combats meurtriers de la Fronde mais l'installation de l'armée de Condé près de la ville, sans doute sur le plateau de Fouilleuse, a dû donner lieu à des réquisitions. Au contraire, Francis Prévost, un autre historien de Suresnes, affirme que le village fut dévasté et pillé, en particulier les vignobles et la maison seigneuriale.
À l'époque, les deux centres d'activité de Suresnes sont l'église Saint-Leufroy et la prévôté (ou la seigneurie). La première avait été plusieurs fois remaniée et n'offrait de ce fait guère d'intérêt artistique, si ce ne sont les deux vitraux représentant les armes de Saint-Germain-des-Prés et celles du roi, et un autre, plus modeste, consacré à saint Leufroy. La nef comprenait sept chapelles, qui étaient l'objet de l’attention de l'aristocratie et de la bourgeoisie, qui payaient pour les occuper lors des cérémonies ou parfois s'y faire enterrer. Depuis le XVIe siècle, le curé avait par ailleurs la charge d'enseigner aux enfants de Suresnes, bien que cette instruction dût être simple et peu suivie, des parents se plaignant par exemple de l'irrégularité des leçons données à leurs enfants. En 1683, sur les 31 notables de la paroisse, 11 ne savent ainsi pas écrire.
La maison seigneuriale (qui comprend des jardins, une prison, un prétoire, une écurie, une grange, un pressoir, un colombier, des celliers, un oratoire, etc.) subit des modifications au cours des siècles mais demeure basée au niveau de la rue du Pont, la société Hewittic occupant jusqu'à leur destruction en 1974 une partie des bâtiments qui avaient été conservés. Les caves voûtées de cet édifice servent d'abri pendant la Seconde Guerre mondiale. Il existait également des fourches patibulaires, propriétés de l'abbaye, et plusieurs méfaits furent ainsi punis : les assassins d'un charretier sont condamnés à mort en 1648, un échafaud étant dressé rue de la Barre (devenue rue du Pont) ; en 1657, deux fausses-monnayeuses sont « battues et fustigées » au carrefour de la Barre (entre la rue des Bourets et la rue du Pont), fleurdelisées à l'épaule droite, condamnées à une amende et bannies de Suresnes pendant trois ans.

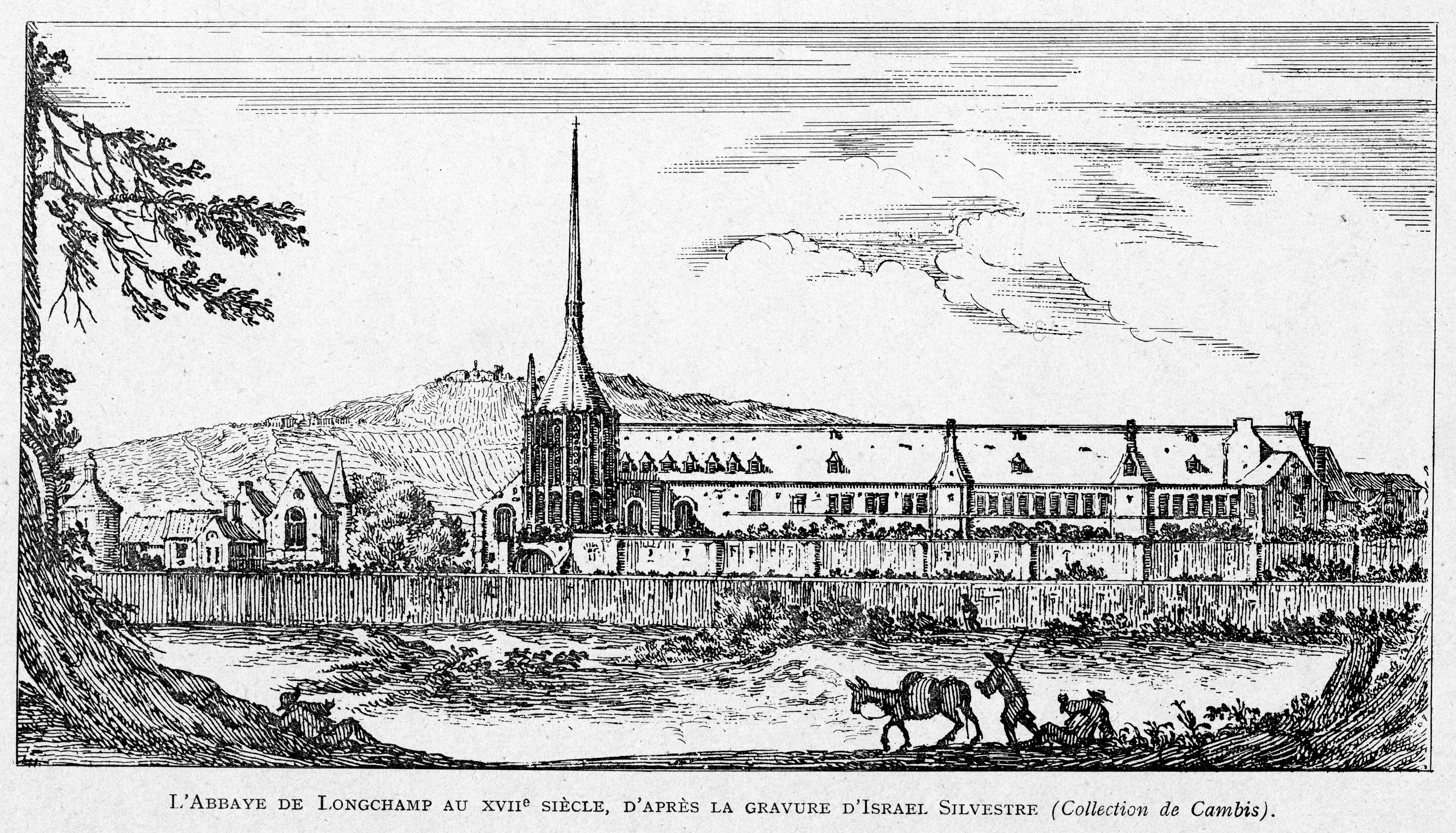
L'abbaye royale de Longchamp, située de l'autre côté de la Seine, dans l'actuel bois de Boulogne, entretenait des liens très étroits avec Suresnes (en arrière plan, le mont Valérien).

Le mont Valérien disposant de plusieurs sources, on compte nombreux puits dans les jardins, les cours ou les caves, certaines étant exploitées : ainsi le sieur Laporte (qui possède un terrain où perce la source de la Fontaine du Tertre) est par contrat obligé de livrer quotidiennement 530 litres d’eau à la maison seigneuriale. La deuxième source importante est celle des Vaux d'Or. Des conflits surgissent quant à l’utilisation de ces eaux, notamment avec les religieuses de l'abbaye royale de Longchamp, qui se trouve de l'autre côté de la Seine, dans l'actuel bois de Boulogne, mais qui possède plusieurs biens (propriétés ou vignobles) à Suresnes. L'abbaye de Saint-Denis, celle de Saint-Victor, la maison des dames de Saint-Cyr et l'hôtel-Dieu de Paris sont également propriétaires fonciers dans le village, ce qui leur permet de prélever des droits jusqu'à la Révolution.

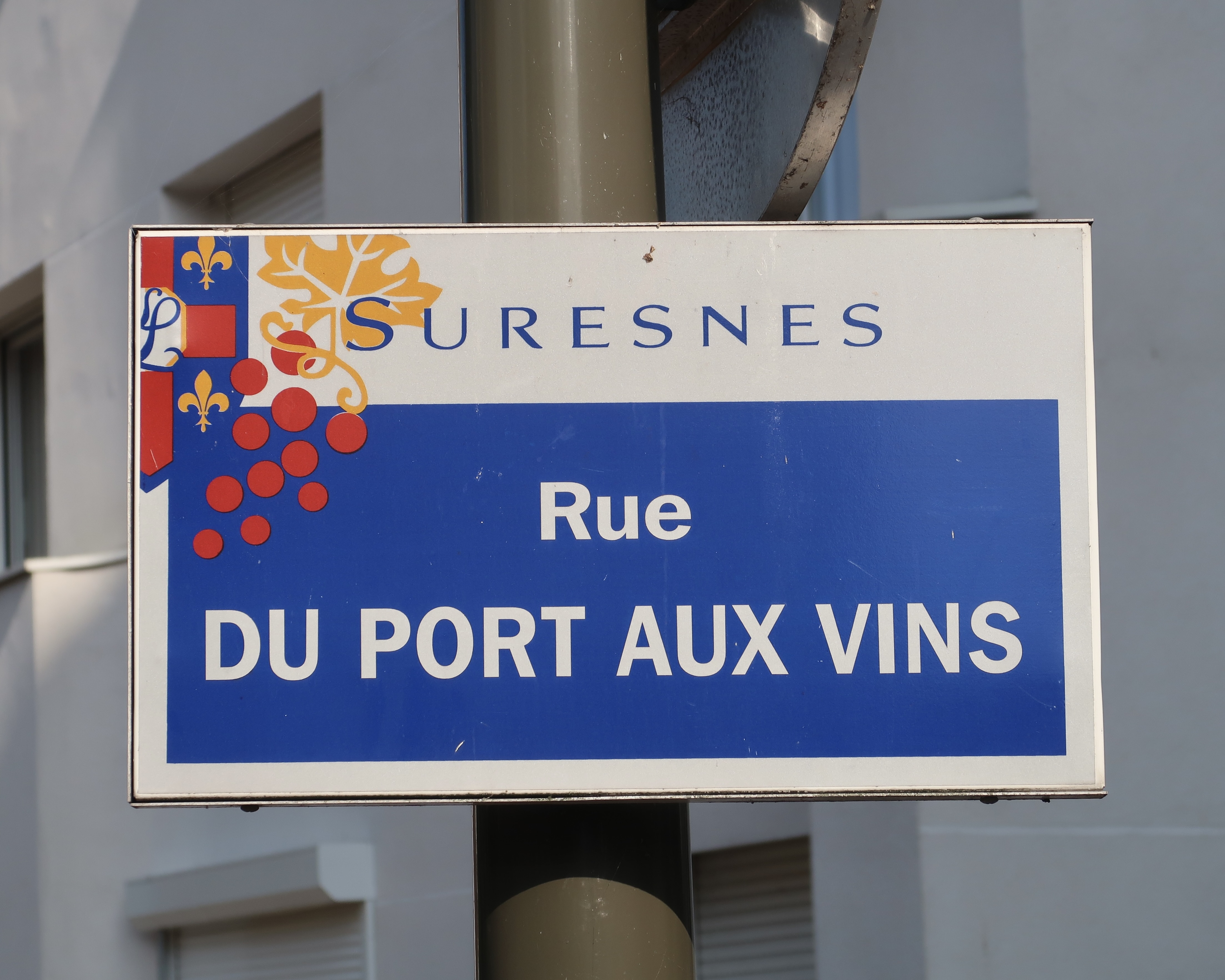
Plaque de la rue du Port-aux-Vins, au bout de laquelle les vignerons chargeaient autrefois leur production, avant qu'elle ne vogue vers Paris.

En 1691, 64 vignerons déclarent avoir des biens à Suresnes : ils cultivent 20 hectares de vignes et 1,5 hectare de terres labourables. 13 sont propriétaires d'une maison, 7 d’une demi-maison, 2 d'un tiers de maison et 40 sont locataires. Il y a également 51 bourgeois (de robe ou officiers royaux), qui possèdent 40 hectares de vignes (employant pour cela des tâcherons bretons ou picards), tous étant propriétaires d'une ou plusieurs maisons, une vingtaine de commerçants (peu nombreux mais représentant toutes les corporations), une dizaine de commensaux (domestiques de la famille royale) et des salpétriers (fonctionnaires royaux), ce qui donne 250 chefs de famille environ et autour de 1 150 habitants au total, ce que confirment les recensements du siècle suivant. Le « port aux vins » permet aux vignerons de transporter la production viticole de Suresnes vers la capitale. Comme à Paris, le problème de l'évacuation des déchets et du fumier se pose de manière récurrente.
Évoluant dans un modeste village, les habitants de Suresnes devaient alors mener la vie paisible des habitants de la campagne, rythmée par quelques fêtes familiales et chrétiennes. La Saint-Vincent, patron des vignerons, y est particulièrement célébrée. Elle a lieu le 22 janvier : le pressoir en bois de Saint-Vincent, conservé chaque année chez un vigneron différent, est porté jusqu’à l'église et déposé devant le chœur, avant le début de la messe. Les vignerons font un don de pain, distribué ensuite à la population. Suivent ensuite un repas et un bal. Chaque habitant devait posséder une gravure encadrée du saint près de l'âtre. Le musée de Suresnes conserve l'un de ces pressoirs, datant de 1867.

### Débuts du pèlerinage du mont Valérien

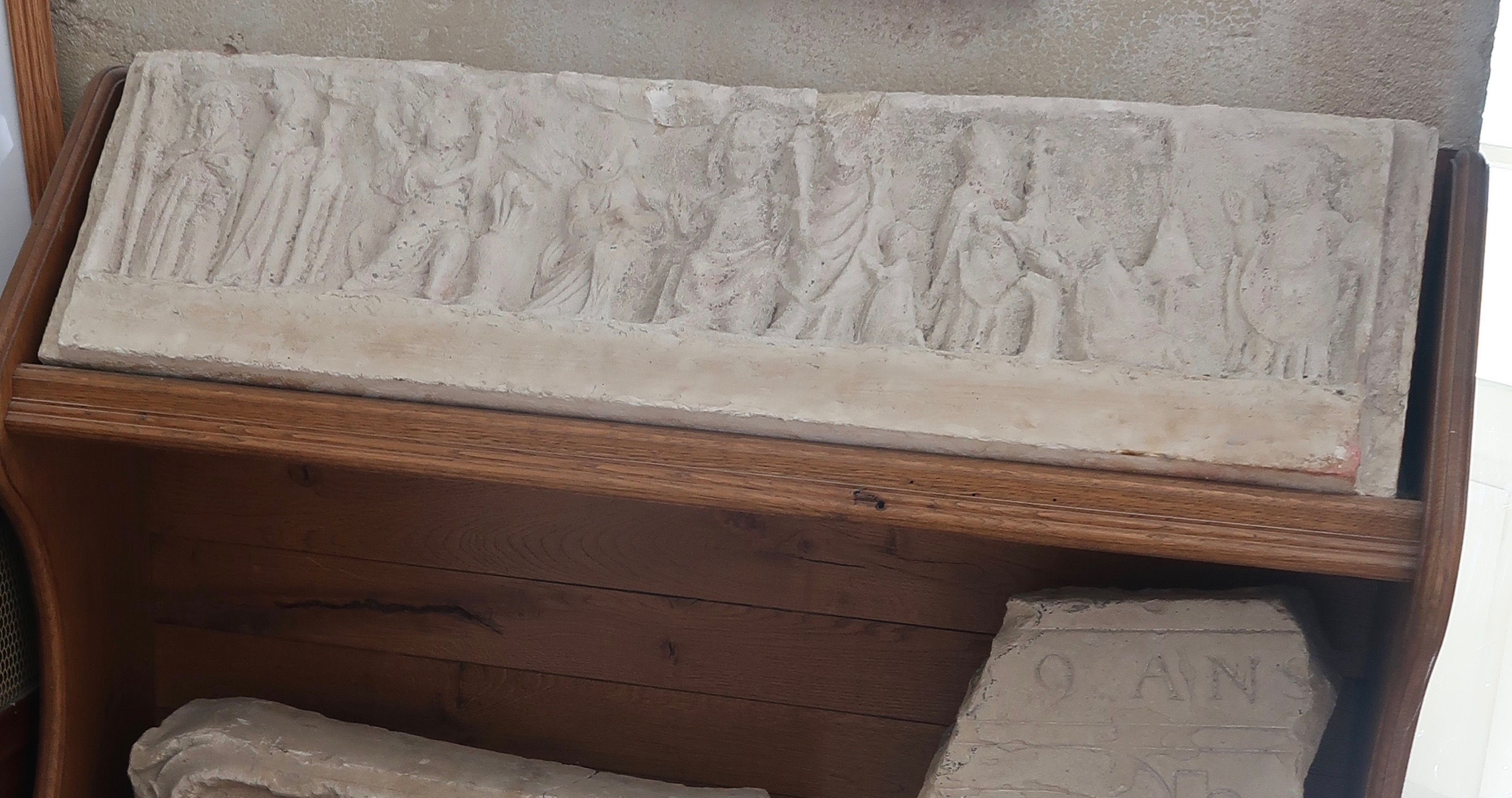
Moulage d'un bas-relief de la tombe de Guillemette Faussart au musée des transmissions, dans la forteresse du Mont-Valérien. L'original est conservé au musée de Suresnes. Une rue rend également hommage à la première femme ermite du mont.

Jean de Gerson, chancelier de l'université de Paris, raconte qu'un anachorète, Antoine, se trouvait sur le mont et y avait fait construire une chapelle, consacrée à Notre-Dame-de-la-Bonne-Nouvelle, vers 1400. La guerre civile entre Armagnacs et Bourguignons met un terme à ce culte. Guillemette Faussart reprend la tradition. Orpheline, alors que son fiancé est tué au siège de Sienne, sous le règne d'Henri II, elle se retire en ermite sur le mont Valérien, où sa famille est enterrée. Elle y fait construire en 1556 la chapelle du Saint-Sauveur (relevée en 1611) et meurt en 1561. Une autre légende locale concernant Henri IV raconte qu'il serait venu demander conseil à des ermites du mont. Pierre Séguin, un émule de Jean du Houssay, participe à créer la règle des ermites, alors que leur mode de vie n'est guère formalisé, mêlant laïcs et religieux, femmes et hommes, reclus et cénobites. C'est la période de l'ermitage. En février 1634, Louis XIII autorise la construction d'un pèlerinage « aux trois croix » (calvaire) sur le mont, près de la chapelle de Guillemette Faussart, et le métier d'hôtellerie, alors que les foires, marchés ou cabarets sont interdits pour éviter tout débordement. Les marchands de vin de Suresnes palliaient donc cette censure en proposant à boire aux pèlerins avant et après leur ascension,,. La générosité du prince de Conti permet de financer les travaux.
Fondateur de la congrégation des Prêtres du Calvaire (treize ecclésiastiques suivant des règles rigoureuses) grâce à l'autorisation du roi et de l'archevêque de Paris Jean-François de Gondi, le professeur de théologie Hubert Charpentier (à qui une rue de Suresnes rend hommage) fait construire un lieu de culte monumental au sommet du mont (l'église Sainte-Croix), onze chapelles garnies de statues présentant le chemin de croix le long du parcours, ainsi qu'une maison afin d'abriter des missionnaires, qui cohabitent avec les ermites déjà présents. Ceux-ci créent la congrégation du Calvaire, dépendant du chapitre de Notre-Dame-de-Paris. Pour subvenir à leurs besoins, les ermites fabriquent des bas et cultivent de petits jardins. Au vu de l'affluence des pèlerins, des murs sont édifiés, créant le « clos des Ermites », dont une rue de Suresnes perpétue depuis le souvenir. En 1641, Anne d'Autriche charge un Suresnois de créer le chemin du Calvaire, dont l'actuelle rue du Calvaire est une survivance. Les pèlerins parisiens se font dès lors très nombreux, passant par la forêt de Rouvray, Longchamp et empruntant un bac pour traverser la Seine. René Sordes note que ce pèlerinage est un événement d’importance qui modifie les relations suresno-parisiennes : « l'ère de Suresnes banlieue accueillante de Paris était ouverte ». Pour l'historien Philippe Castagnetti, sa popularité est due à sa proximité avec Paris, le mont figurant un « Golgotha » près de la capitale (assimilée à Jérusalem), mais aussi parce qu'il représente une réponse religieuse à la corruption de la grande ville et aux risques de sédition contre la royauté qui peuvent s'y développer. Il compare aussi le mont Valérien, ou mont du Calvaire, aux sacri monti italiens.

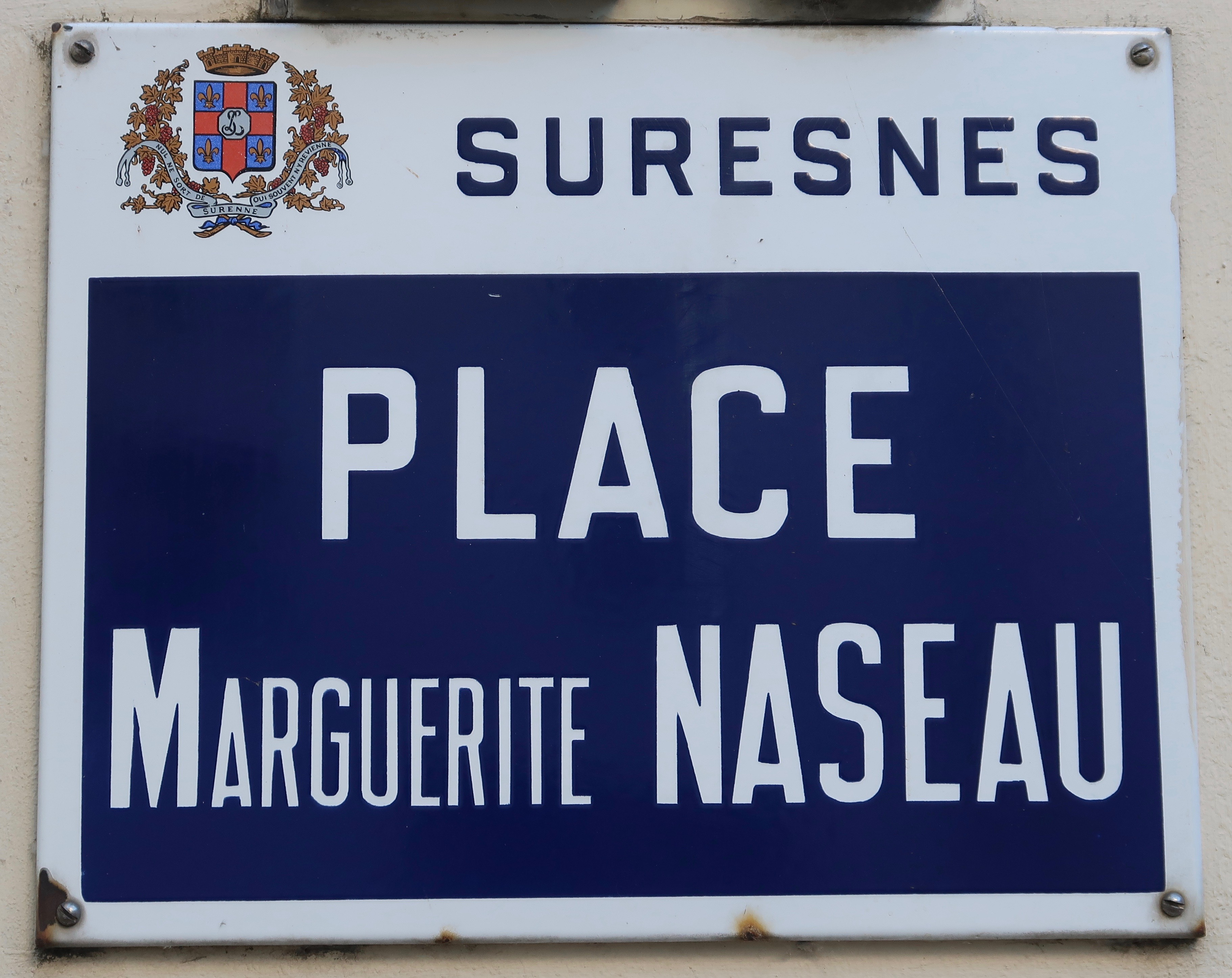
Plaque de la place Marguerite-Naseau, qui rappelle la mémoire de la jeune religieuse élevée à Suresnes.

La mort de Charpentier en 1650 conduit cependant à un déclin. Sans demander l'autorisation au chapitre, la congrégation vend alors ses biens immobiliers à l'ordre des Jacobins. Le chapitre refuse et envoie de nouveaux prêtres occuper le mont. Il y a alors un conflit entre les deux mouvements, des blessés et deux morts. Si les Jacobins restent un temps en place, après avis du Parlement, le roi décide que les propriétés doivent revenir au chapitre. Les pèlerinages reprennent mais sur le chemin du Calvaire fleurissent beaucoup de cabarets, conduisant à des incidents, si bien que le cardinal de Noailles, archevêque de Paris, fait interdire l'ouverture du pèlerinage la nuit du Vendredi saint aux prêtres de la Croix,,. En 1706, le calvaire acquiert une relique de la Vraie Croix, ce qui ajoute à la popularité du lieu. De nombreuses personnalités, connues comme anonymes, viennent au fil des siècles suivre ce pèlerinage, après avoir fait étape à l'abbaye royale de Longchamp et pris le bac, gravissant le mont à genoux pour certains, portant une lourde croix pour les plus pieux, avançant en charrette ou encore à dos d'âne pour d'autres. On compte notamment parmi les pèlerins la femme de lettres Madame de La Fayette, Thomas Jefferson, alors ambassadeur des États-Unis, ou le philosophe Jean-Jacques Rousseau et l'écrivain Bernardin de Saint-Pierre, qui l'effectuent ensemble,,.
Recevant des pèlerins, les habitants de Suresnes se livrent aussi de leur côté à des pèlerinages. Le musée de la ville conserve ainsi une gouache sur papier de Pierre Renard, Les chemins du calvaire, tableau naïf d'un vigneron passionné par les traditions de Suresnes, qui présente les chemins de pèlerinages pour que les Suresnois aillent au Val-Saint-Germain (Essonne), où se trouve une relique de Sainte-Julienne, alors patronne secondaire de l’église Saint-Leufroy. Il s'agit d’un pèlerinage contre la peste né au XVIe siècle et qui disparaît après la guerre de 1870. Au XIXe siècle, lors de deux importantes épidémies de choléra, il connaît un renouveau.
C'est dans ce milieu que naît la vocation de Marguerite Naseau : élevée dans une famille pauvre de Suresnes, elle devient collaboratrice de Vincent de Paul ; une place porte son nom à Suresnes.

## XVIIIesiècle

### Vie religieuse

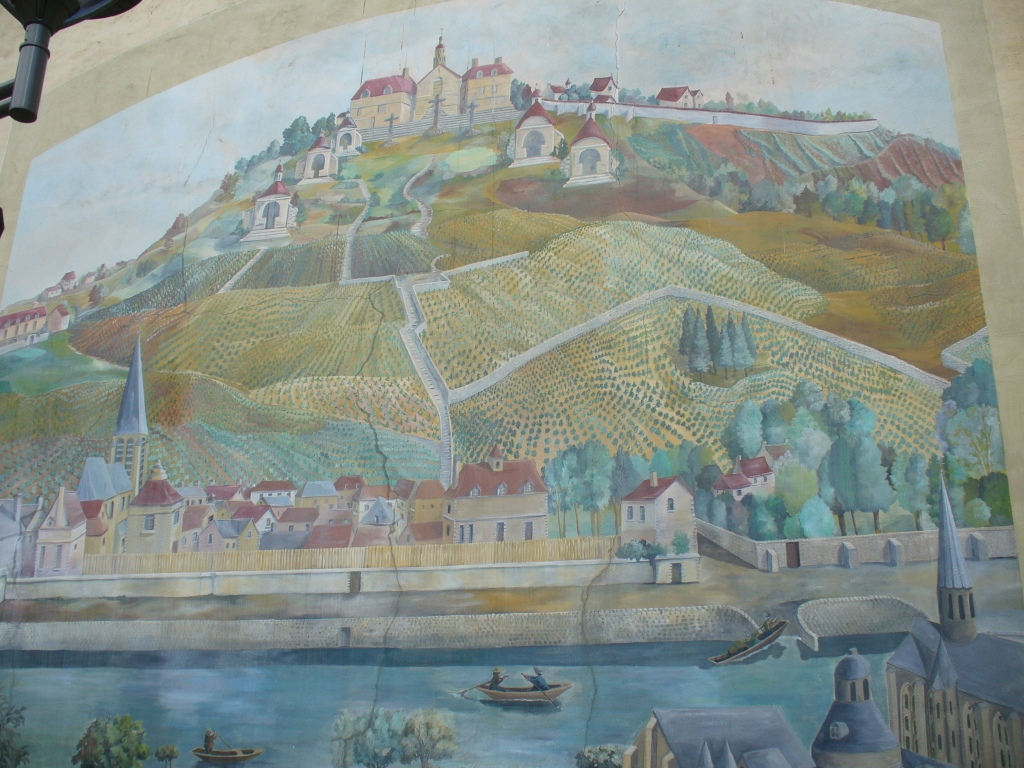
Le pèlerinage du calvaire sur le mont Valérien, fresque située rue Desbassyns-de-Richemont, reproduisant l'une des représentations les plus anciennes de Suresnes et du mont Valérien (1664), attribuée à Israël Silvestre : on devine l'abbaye de Longchamp en bas à droite, l'église Saint-Leufroy et le village de Suresnes en bas à gauche et le calvaire, avec les trois croix, sur le mont,.

Au XVIIIe siècle, les religieux de Saint-Germain, sous la règle bénédictine depuis le siècle précédent, continuent de ne venir à Suresnes que lors des fêtes chrétiennes solennelles, lors desquelles ils dirigent exceptionnellement la messe. Ils disposent cependant dans le village de la maison seigneuriale, où ils peuvent se rendre à tout moment de l'année, et où ils prolongent certainement leur séjour : la nourriture ne devait cependant pas être fameuse, en témoigne l'expression de l'époque « à portion de Suresnes ». Plusieurs archives rendent compte de la vie religieuse quotidienne à Suresnes, des dons des bourgeois à l'église, du salaire du curé, en passant par l'établissement de frais fixes d'enterrement, un prêtre regrettant par exemple qu'« il est désagréable de se voir frustré par des habitants qui vont dépenser au cabaret ce qu’ils doivent pour le curé ». De l'avis des sources, le caractère viticole de la cité était en effet cause de dissipation chez ses habitants, si bien que le prêtre se voit obligé de renouveler des règlements établis en 1728, punissant d'une amende ceux qui boivent du vin, jouent aux cartes ou forment des assemblées aux heures de la messe. Cependant, l'hôtellerie de Suresnes n'accueille pas que des buveurs, mais aussi des libertins — à qui l'on propose parfois des chambres discrètes —, comme l'évoque le titre d'un des petits livres bleus distribués à l'époque à travers le pays par les colporteurs, La Femme mal conseillée et le mari prudent, ou la guinguette de Suresnes, ou encore ces vers composés en 1696 : « À l'autre bord de la Seine, Faisons rester les maris / Aucun fâcheux n'est admis / Dans les plaisirs de Surène. »
Durant le XVIIIe siècle, les ecclésiastiques du mont Valérien connaissent des difficultés financières et les édifices religieux sont mal entretenus. En 1780, la construction d'un escalier dit « des cent marches » est entamée. Il dessert les diverses stations du chemin de croix. À la suite de la Révolution, les ruines de l'abbaye royale de Longchamp servent également à son édification. Il en avait à l'origine 150 mais, lors de travaux sous le Premier Empire, un tronçon est amputé,.
En 1760, l'église Saint-Leufroy est rénovée. Les conflits perdurent cependant toujours entre les curés de Suresnes et les religieux de Saint-Germain, ces derniers acceptant finalement de céder certains droits honorifiques. Les archives font également état des différends judiciaires entre les Suresnois et les autorités (au sujet des assises judiciaires, de la voirie ou encore du four banal), ainsi qu’entre la communauté et des particuliers (dont des entrepreneurs).

### Évolution urbaine

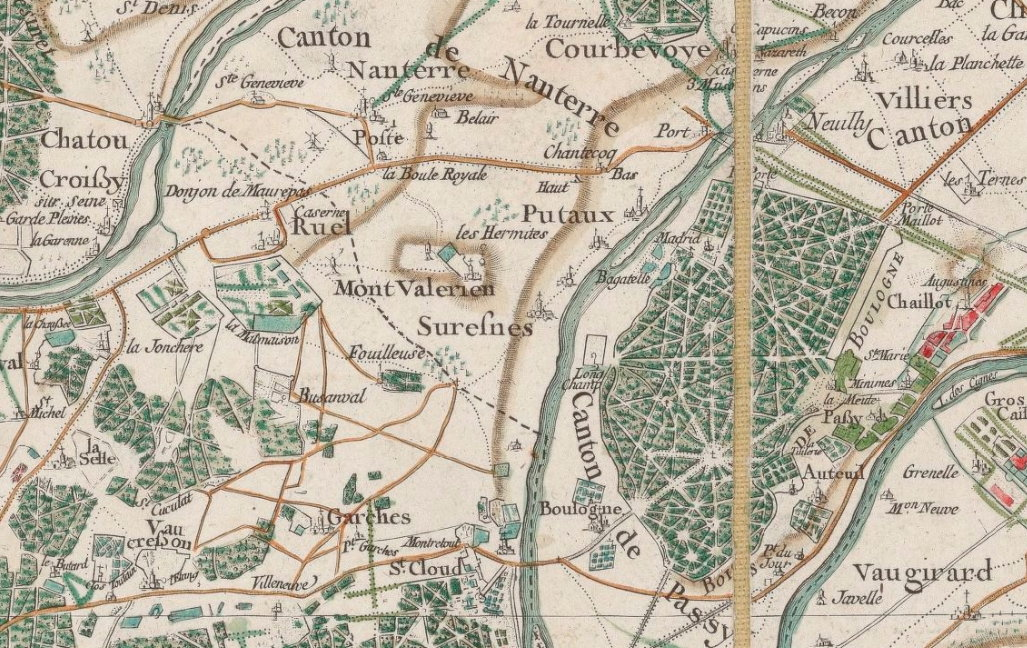
Suresnes et ses alentours sur la carte de Cassini (1756).

En 1731, un plan cadastral de Suresnes est dressé à la demande de l’abbaye de Saint-Germain, afin de réviser ses biens. Il est conservé depuis aux Archives nationales. Le village se compose toujours de trois vieux quartiers aux rues sales et mal entretenues, ceinturés de propriétés bourgeoises et plus loin, vers Saint-Cloud et Puteaux, de demeures aristocratiques. La question de la salubrité est donc toujours problématique, même si dans les années 1780 certaines maisons du village possèdent des lieux d’aisances avec des fosses et que certains intérieurs (de notables, vignerons ou commerçants) disposent d’un certain confort, bien que les conditions de vie et d’hygiène laissent à désirer. L’urbanisme de l'époque marque l’évolution future de Suresnes, puisque les jardins des demeures bourgeoises deviendront par la suite des terrains vierges de construction, rendant possible à la fin du XIXe siècle l'édification de l'école Jules-Ferry et de l'entrepôt municipal (à l'ouest), du boulevard Henri-Sellier (au sud) et de la mairie et ses annexes (au Nord).
La communauté urbaine continue chaque année d'élire son syndic, peu efficace vu la pénibilité de la tâche, et qui laisse souvent les problèmes rencontrés à la charge de son successeur. Le village possède depuis plusieurs siècles des prés, situés sur l'île de Puteaux, dont elle vend les foins. Ce commerce, en plus des terres qu'elle possède (en particulier au Val d'Or), rapporte à Suresnes des revenus modestes, mais cela lui permet tout de même d'entretenir certains bâtiments aux frais de la communauté (comme le presbytère et l'école), la garde des terres agricoles, le carillonneur, ou encore de payer la défense de la ville lors des procès où elle est impliquée.
Par rapport au siècle précédent, la possession des terres de Suresnes évolue : on observe ainsi une augmentation du nombre de vignerons exploitants, conséquence d'une nouvelle appropriation du sol, dans un contexte où la bourgeoisie place désormais davantage son argent dans des affaires spéculatives afin d’acquérir plus de gains (par exemple le système de Law) que dans les terres agricoles, dont le développement est lent. Comme les commerçants, les vignerons habitent le bourg, plus de la moitié devant être locataires ou vivant dans un domicile ne leur appartenant pas ; ils ont en moyenne entre quatre et cinq enfants, dont beaucoup meurent en bas âge et se marient généralement au sein de la communauté. Certaines familles prennent parfois des enfants de bourgeois en nourrice, mais la mortalité de ces derniers est également élevée.

### Vie quotidienne

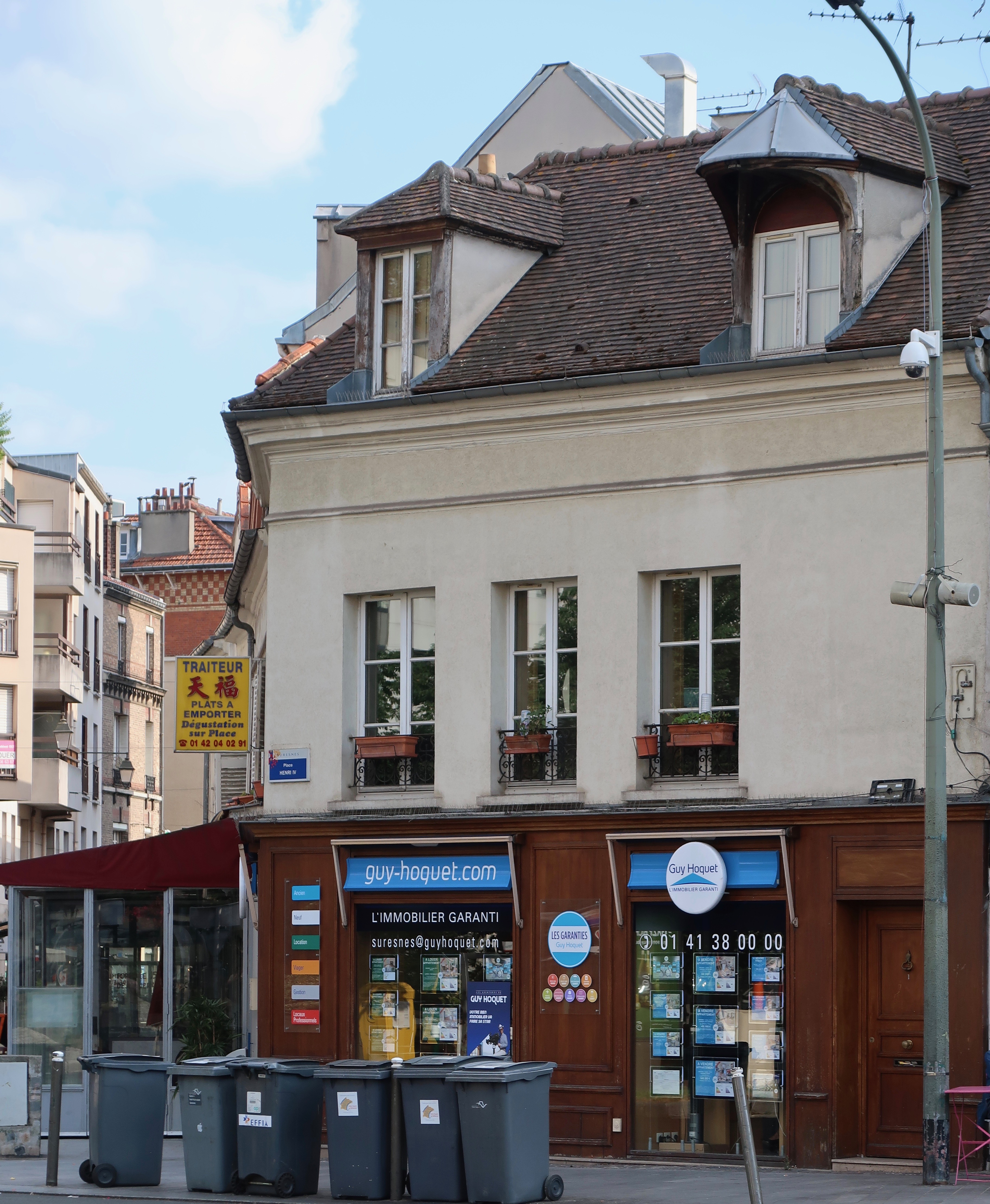
Rare maison du XVIIIe siècle à subsister à Suresnes, place Henri-IV. Elle comporte notamment des lucarnes en saillie.

Malgré les interdictions qui visent les manquements aux règles de bonnes mœurs ou la vie dissolue, les villageois de Suresnes bénéficient de distractions, notamment les jours de fêtes religieuses et de naissances royales, ou bien des jeux locaux, comme celui des bateliers et des pêcheurs : un câble était tendu à travers la Seine, une oie étant accrochée en son milieu ; un jeune Suresnois devait alors sous les yeux du public lui couper la tête avec ses dents, prenant le risque de tomber à l'eau. Des joutes sur des barques existent par ailleurs à Suresnes jusqu’au début du XXe siècle.
Les vignobles, autour desquels s'organise la vie sociale (notamment les vendanges), sont très dépendants des saisons : le rigoureux hiver de 1709 conduit par exemple à leur destruction et tout doit ensuite être replanté. Bien que ces cataclysmes restent rares, d'autres problèmes récurrents existent (oiseaux, maraudeurs, pèlerins qui traversent les vignes pour grimper au calvaire, etc.). Quoi qu'il en soit, les commerçants voient leur activité se développer grâce à l'attrait des guinguettes de Suresnes, lié à l'afflux de pèlerins, les cabaretiers faisant également de la restauration et de l'hôtellerie. Outre de nombreux marchands de vin (notamment pour les établissements aux portes de Paris), on compte en 1766-1768 plusieurs commerces. Dépendant de la prévôté et vicomté de Paris, Suresnes est alors situé en pays d'élection, un officier royal (intendant) en ayant la charge. Le syndic de Suresnes dépend de l'élection de Corbeil.

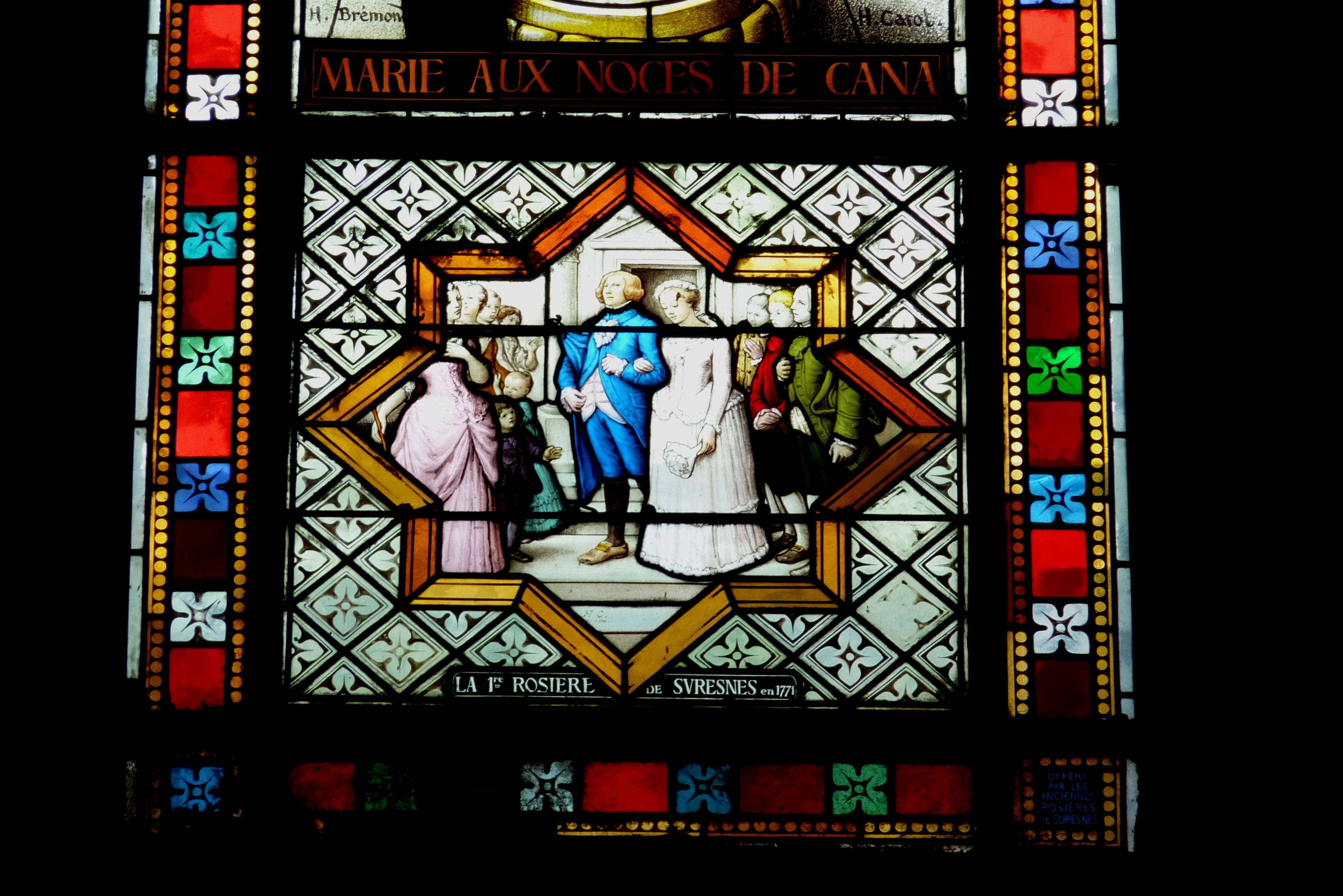
Vitrail dans l'église du Cœur-Immaculé-de-Marie représentant la rosière de 1771.

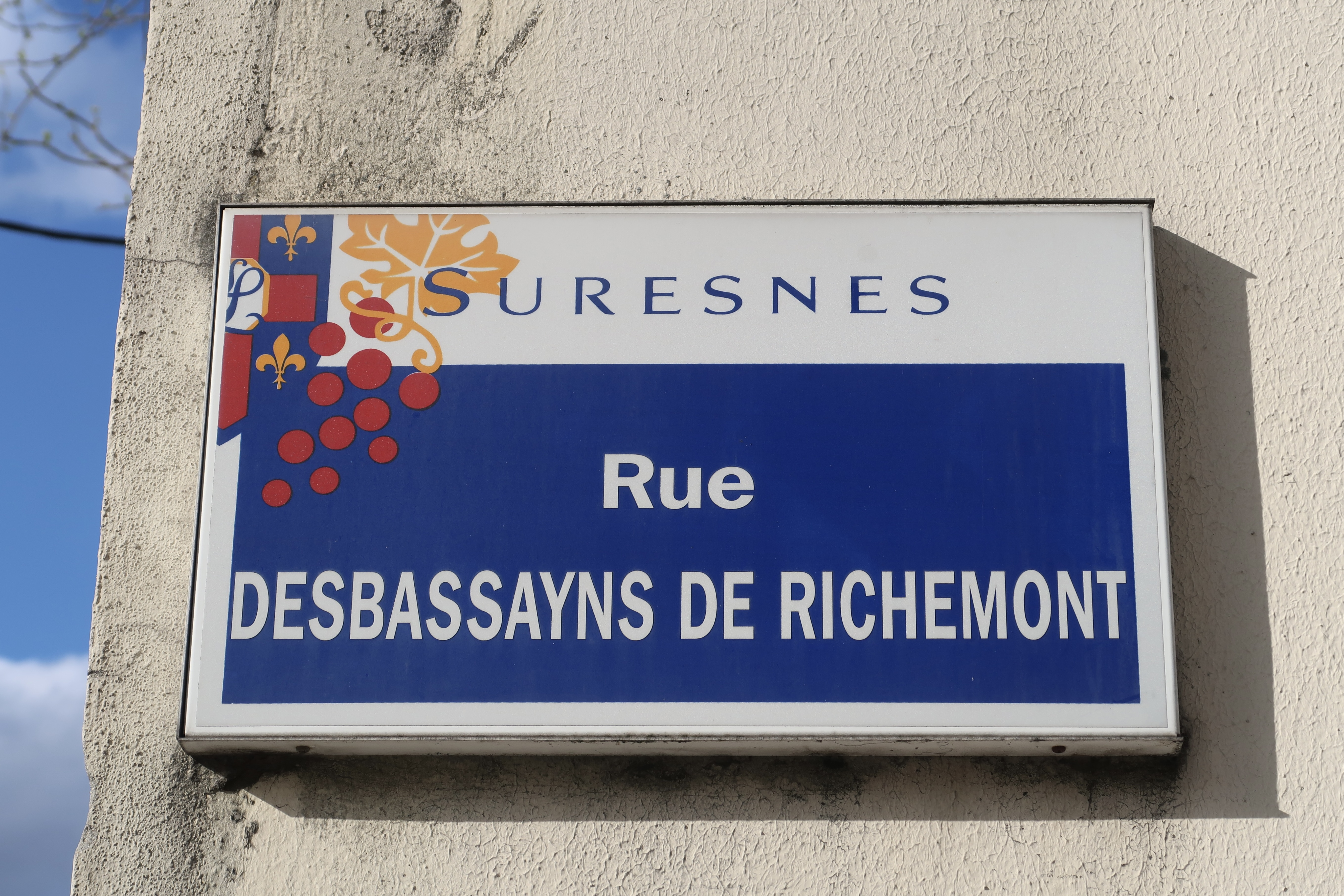
Plaque de la rue Desbassayns-de-Richemont, en hommage au comte Philippe Panon Desbassayns et son épouse Eglé Mourgue.

En 1711, le duc de Chaulnes accepte d'établir une rente annuelle de 200 livres pour l'entretien d'un maître d'école à Suresnes, en échange de l'autorisation d'étendre son domaine. Jusque-là, seul le curé assurait un enseignement de base, voire précaire. Un règlement prévoit par la suite que les parents ont l'obligation d'envoyer leurs enfants à l'école et au catéchisme jusqu'à l'âge de 14 ans et de payer quelques frais d’entretien. Toutefois, il est probable que ces règles n'aient guère été suivies, le curé ou la maîtresse se plaignant ainsi de leur manque de moyens. En 1784, le curé regrette aussi la promiscuité entre l'école des garçons et celle des filles, ce qui avait donné lieu à des tensions. En 1788, de nouvelles écoles sont construites (partie sud de la place du Marché, rue Émile-Zola). Elles restent un siècle dans ce bâtiment, les assemblées communales s'y tenant durant la Révolution, puis la mairie et les corps de garde jusqu'en 1876, date de leur destruction pour laisser place à un marché. Entre 1768 et 1788, Suresnes possède davantage de commerces. Malgré son isolement, le village s'urbanise peu à peu : en 1788, on y compte six entrepreneurs, quatorze maçons, un tailleur de pierre, quatre menuisiers, un peintre, un charpentier et deux serruriers, témoignant de besoins en main d'œuvre.

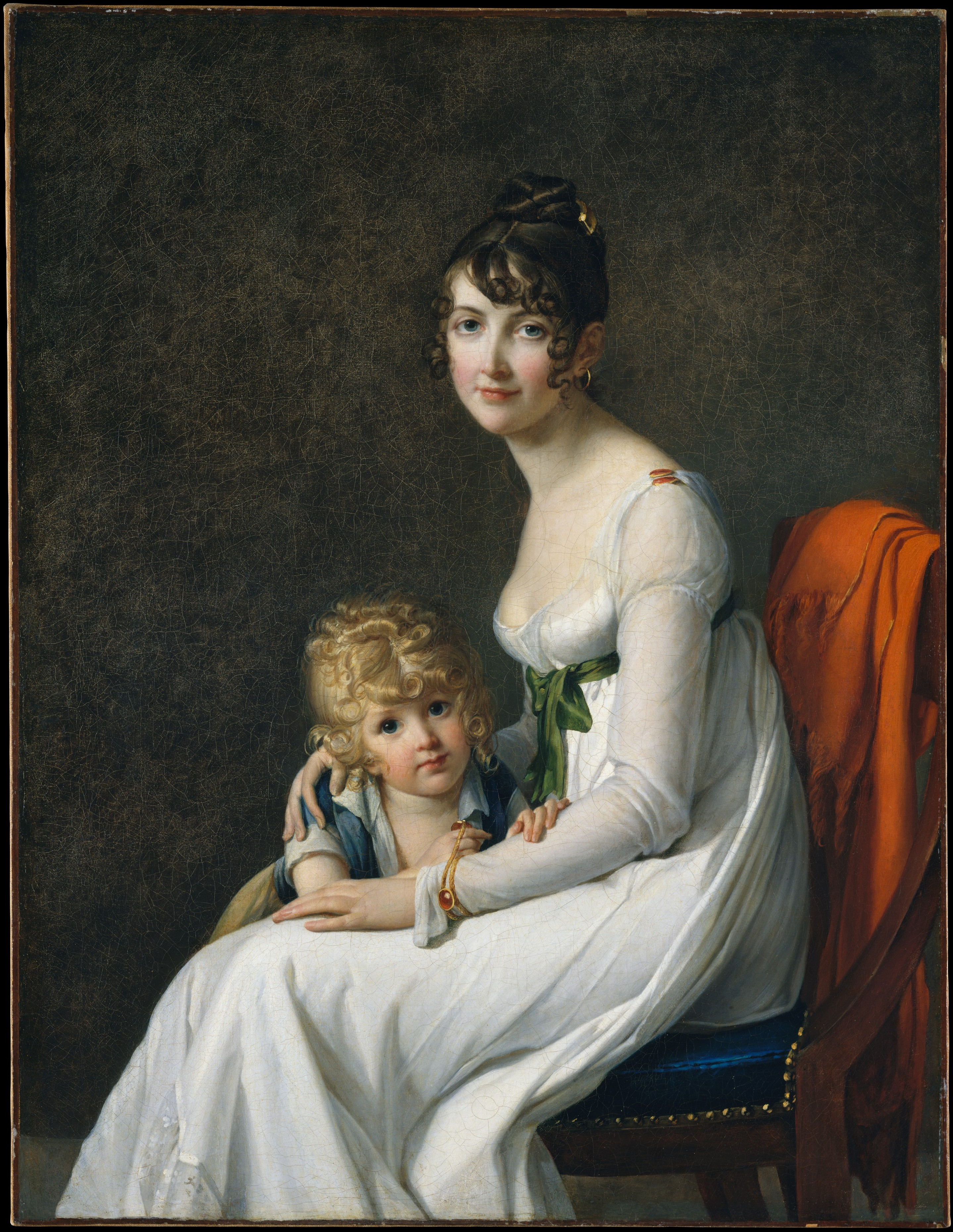
Eglé Mourgue, comtesse Desbassayns, et son fils Eugène. Elle rétablit le titre de rosière de Suresnes.

Selon la mode de l'époque, influencée par les encyclopédistes et par Jean-Jacques Rousseau, fleurissent en France des prix de vertu, dont celui de la rosière, qui est créé à Suresnes en 1777. Chaque année, une jeune fille sage et vertueuse de plus de 18 ans et qui devait se marier dans l’année est ainsi récompensée grâce aux dons du riche abbé Jean Benoit d'Hélyot. La cérémonie du couronnement est alors un grand évènement de la vie villageoise et la famille de la jeune fille en sort très honorée, symboliquement et pécuniairement, avec une dot. Il s'agit aussi d'une journée mondaine : il faut ainsi louer sa place à l'église et un cortège a lieu dans les rues. En 1787, la cérémonie se fait en présence de la comtesse d'Artois et du futur archevêque de Bourges Monsieur de Puységur puis, après avoir été interrompue par la Révolution, en 1808, de la fille de la duchesse d'Abrantès, Joséphine, venue avec une centaine d'amis bourgeois et aristocrates (dont Corvisart et Saint-Aulaire, ainsi que des Russes et des Polonais), et en 1817 de la duchesse de Berry, arrivée à bord d'une calèche tirée par huit chevaux blancs, et qui pose la couronne de la gagnante, faite de fleurs et de fruits, sur la tête d'une Suresnoise âgée de vingt ans, du nom de Victoire Suzanne Anache. Le prix, suspendu en 1793, reprend en 1805, grâce à la comtesse Desbassyns, qui le relance en mémoire de sa fillette, Camille, morte à la suite d'un accident de calèche un an plus tôt. En effet, elle veut remercier les Suresnois qui l'avaient soutenue dans son calvaire, et perpétuer le souvenir de son enfant. Les rosières sont désormais élues chaque dimanche avant l'anniversaire de sa mort. Un comité de patronage soutenu par la mairie voit le jour après la Première Guerre mondiale pour remplacer la dot de la comtesse, devenue insuffisante,. L'institution de la rosière existe toujours au milieu des années 2010.

### Bourgeois et aristocrates à Suresnes
Le premier parfumeur à s'installer à Suresnes est Jean-Louis Fargeon, qui fournit la reine Marie-Antoinette. Sa propriété se situait près de là où l'entreprise Coty établira son usine au début du XXe siècle. Après la Révolution, la parfumerie Fargeon (située rue du Roule) est rachetée par Jean-Baptiste Gellé, fournisseur de la duchesse de Berry. Parmi les personnalités de l'époque liées à Suresnes, on compte aussi Antoine François Fremin, avocat au Parlement et directeur des verreries de Saint-Louis ou Jean-Rodolphe Perronet, ingénieur né à Suresnes, concepteur du pont de Neuilly et créateur de l'École nationale des ponts et chaussées. En 1858, une rue lui est dédiée. Une statue de lui est même érigée, la plus ancienne de Suresnes, mais elle n'a pas été conservée ; il s'agissait d'une maquette en plâtre d'une autre statue de l'ingénieur se trouvant sur l'île de Puteaux. Vers 1786, apparaît dans les livres de catholicité la mention « bourgeois de Suresnes », plusieurs personnalités se faisant appeler ainsi,.
Contrairement à la bourgeoisie, qui pouvait entretenir des relations avec les habitants de Suresnes, l'aristocratie, dont les demeures sont à l’écart, se montre beaucoup plus distante. Les archives conservent la mémoire d’un procès qui oppose deux puissants seigneurs, le duc de Gramont Antoine de Guiche et le duc de Chaulnes Louis d'Albert d'Ailly, capitaine de la garde du roi, au sujet de la délimitation de leurs propriétés. Parmi les aristocrates à posséder des biens à Suresnes, il est possible aussi de citer la famille Colbert, la famille de Frileuse, le comte de Middelbourg Baltazar de Gand, Camille de Grimaldi de Monaco, la princesse d’Isenghien Pauline de Gand de Mérode de Montmorency ou encore le fils de Louis XV et de la demoiselle de Romans, Monseigneur de Bourbon,.
De grandes propriétés sont construites à Suresnes durant le XVIIIe siècle, comme le château des Landes, entouré de vignobles et qui était situé à la place de l'actuel parc des Landes, sur le plateau sud, le long des coteaux. Il est construit par l'aristocrate Lechat-Deslandes en 1781, la déformation de son nom conduisant à évoquer le château Deslandes puis le château des Landes. Il y vit jusqu'en 1786. Au siècle suivant, le comte Philippe Panon Desbassyn de Richemont et son épouse Eglé Mourgue en sont propriétaires. Le château est détruit en 1870. Restent également d'une autre belle demeure de l'époque deux réservoirs recueillant les eaux du calvaire, de nos jours situés à l'angle des rues du Feucheret et Guillaume-Lenoir, près de la gare de Suresnes-Mont-Valérien, recouverts par la terrasse d’une propriété et qui furent utilisés par la compagnie des eaux,. Rue de Saint-Cloud, le château de Bel-Air, est acheté en 1788 par Étienne Clavière, futur ministre des Finances, qui y reçoit ses amis politiques Jacques Pierre Brissot et Nicolas de Condorcet ; il y vit jusqu'à son arrestation sous la Révolution.

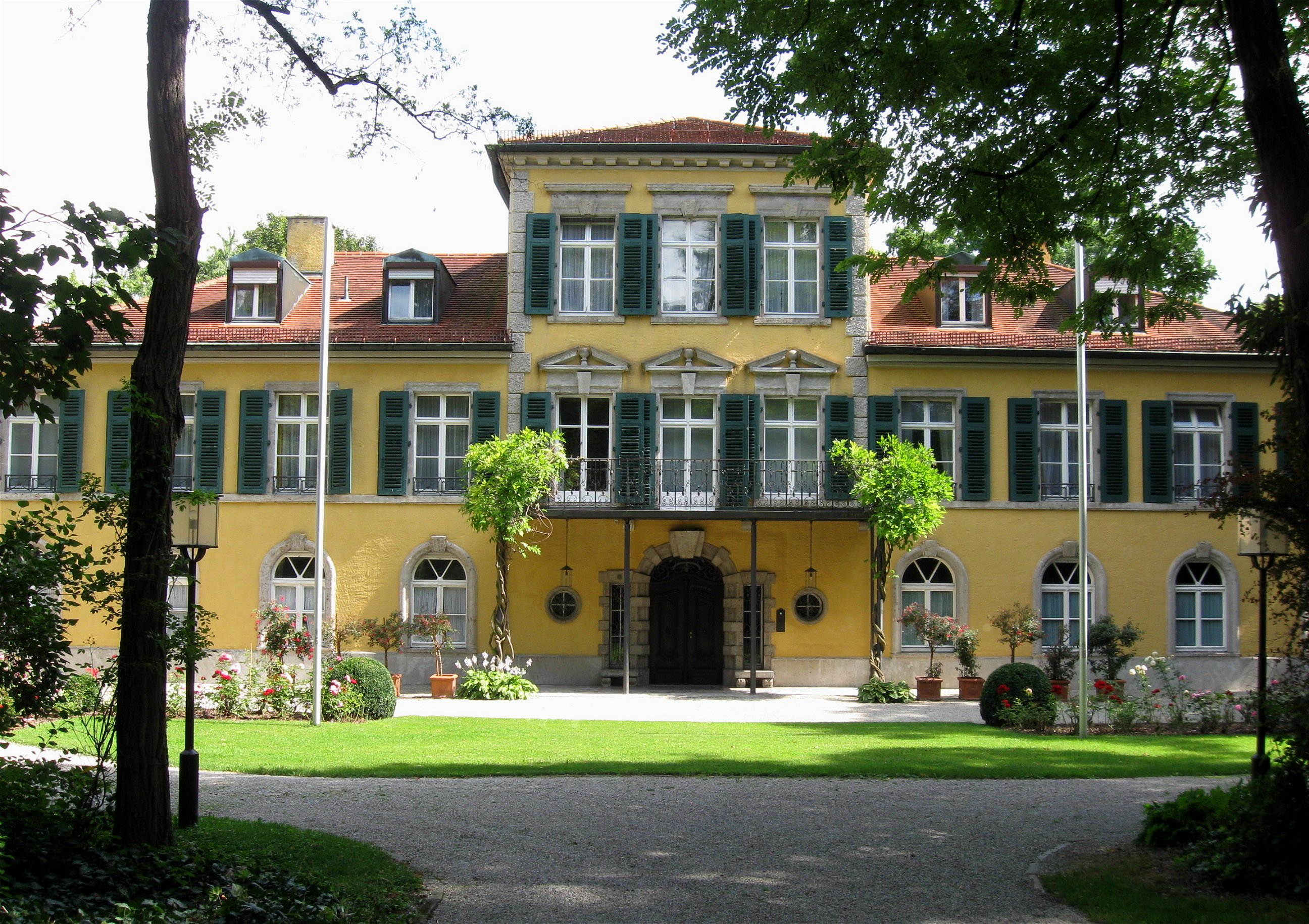
Le château de Suresnes, près de Munich, construit après le séjour de l'Électeur de Bavière, grand-oncle du roi Louis XV, à Suresnes.

« Passage de L'Impromptu de Suresnes »
 joué devant l'Électeur le 21 mai 1713,
au sujet de la paix, qui lui rendait ses États :
« Sur les rivages de Seine

La Paix que la victoire ramène

Revient dans nos charmants réduits

Heureux habitants de Surène

En 1713, l'Électeur de Bavière Maximilien-Emmanuel passe quelques mois à Suresnes et donne des fêtes dans une propriété (détruite lors d’un bombardement en 1870 mais ses ruines subsistèrent longtemps après, à l'entrée de la rue du Calvaire à Saint-Cloud). La claveciniste Élisabeth Jacquet de La Guerre (qui d’ailleurs après sa mort lègue ses diamants à l'église Saint-Leufroy) écrit le ballet La Musette ou les Bergers de Suresnes, qui fut joué devant l'Électeur. Florent Carton dit Dancourt écrit pour sa part la pièce L’Impromptu de Suresnes (1695) et plus tard Les vendanges de Suresnes (1713), jouées à la Comédie-Française. En 1636, Pierre Du Ryer avait déjà écrit Les vendanges de Surêne (« … où les flots de la Seine / Vont arrousant les pieds des cousteaux de Surene… »). Le séjour de l'Électeur possède un grand éclat et marque la mémoire locale : il offre et inaugure ainsi une cloche de l'église Saint-Leufroy, baptisée Thérèse-Cunégonce (le nom de son épouse, absente). En 1715, il retourne en Bavière, accompagné de son secrétaire Frantz Vilhem de Jarzt, qui, en souvenir de cet épisode, fait construire dans le petit village de Schwabing (près de Munich), un château qu'il appelle « Suresne » (ou Werneckschlößl), intégré plus tard à la capitale bavaroise et qui devint un bâtiment administratif,,.

## Révolution française

### Débuts
En 1787, Louis XVI crée des assemblées communales, qui comprennent des membres de droit (seigneur, curé) et des membres élus par les habitants (nobles ou roturiers). Cette réforme suscite des critiques et des résistances dans tous les milieux, aucune ressource financière supplémentaire n'étant par ailleurs donnée aux assemblées. Suresnes a droit à neuf élus au suffrage censitaire, désignés sous le nom d'officiers municipaux. La ville dépend de l'assemblée provinciale de l’Île-de-France, du département de Corbeil et de l'arrondissement de Bourg-la-Reine. Les élections sont immédiatement contestées à Suresnes, notamment par les anciens syndics, et le comte de Clermont-Tonnerre doit y venir en personne afin de faire confirmer le scrutin.

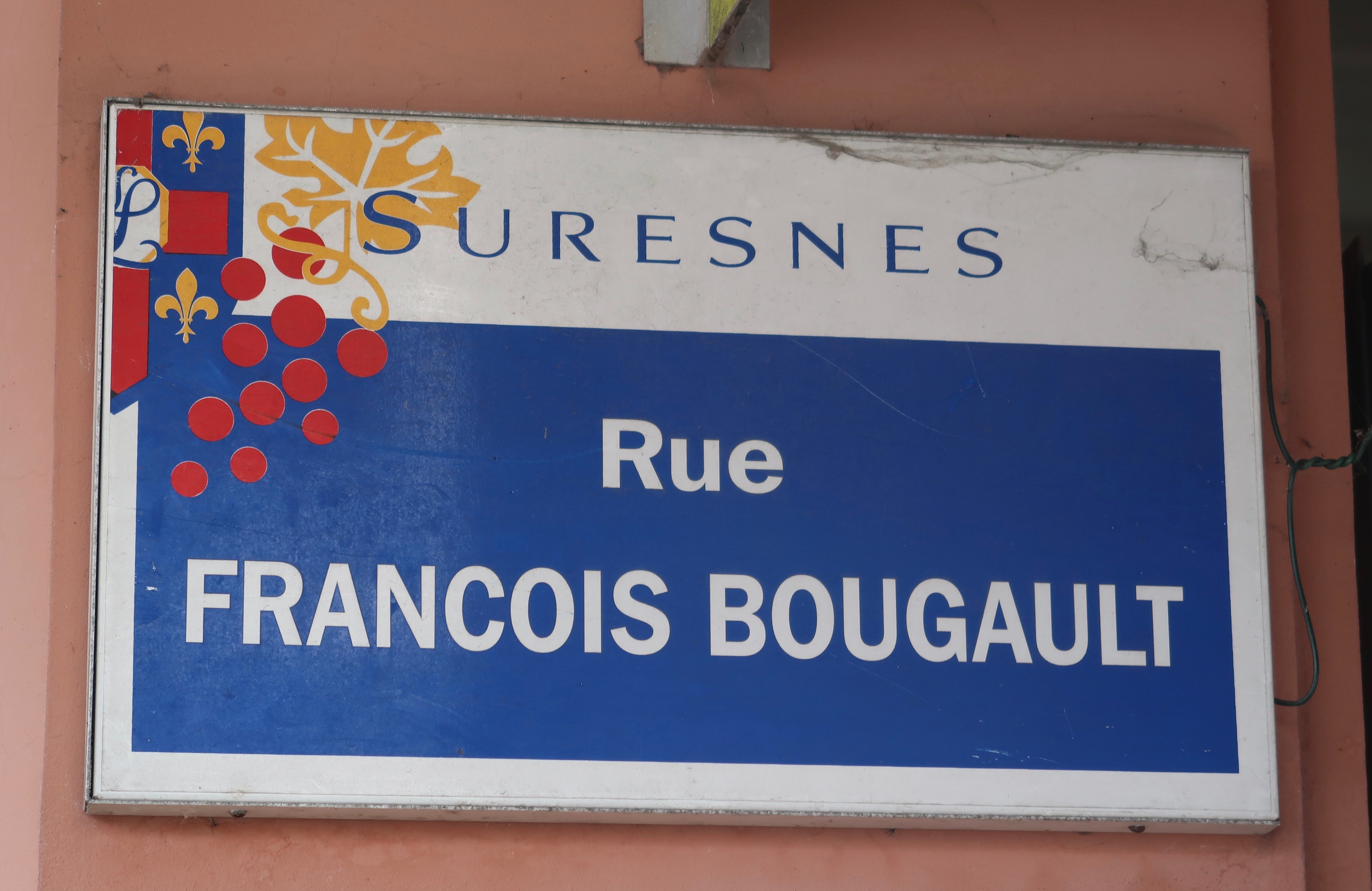
Plaque de la rue François-Bougault, en hommage au premier maire de Suresnes.

Le 11 avril 1789, des affiches sont placardées à Suresnes, annonçant la convocation des États généraux. Les doléances des Suresnois se bornent à faire état des biens des habitants, soit seulement 582 arpents et 1 perche en culture, la totalité du produit de leurs propriétés s'élevant à 25 565 livres, alors que la totalité de leurs charges communales est de 50 976 livres et 16 sols ; leurs charges excédent donc le produit de leurs propriétés (un écart qu’ils ont peut-être exagéré), ce qui rejoint les protestations similaires observées dans de nombreux villages concernant le poids accablant des impôts et de la misère qu'ils engendrent. Les Suresnois demandent également l’affranchissement des entraves de la banalité, et des abus dont ils sont victimes (par exemple ils ne peuvent vendre ou acheter du pain que pendant deux jours par semaine et ils critiquent un trop grand nombre de degrés de juridiction dans les procès). Trois notables de Suresnes (dont Martin-François Bougault, qui joue un rôle important dans la commune pendant cette période) sont désignés pour élire les députés aux États généraux pour le département de Paris hors les murs.
Le 16 juillet 1789, alors que commence la « Grande Peur », l'assemblée municipale de Suresnes prend la décision de faire patrouiller toute la nuit, « à cause des brigandages qui se commettent à différents endroits du royaume, rapport aux révolutions de la constitution », sans dire cependant un mot de la prise de la Bastille. Le lendemain, elle déclare que les portes du village seront dorénavant gardées. Le 2 août, le conseil crée un drapeau propre à Suresnes : une croix rouge avec au milieu un hexagone blanc portant les lettres S. L. — Saint-Leufroy —, avec quatre carrés bleus dans les coins chargés d’une fleur de lys d'or. En tête est inscrit « Suresnes », en bas « 1789 ». Ces armes sont adoptées définitivement par la municipalité en 1962. La bénédiction du drapeau a lieu le 15 août. Huit compagnies militaires (initialement sans armes ni uniformes) sont par ailleurs formées dans le village, ce qui fait de Suresnes l'une des premières communes des environs de la capitale à mettre en place les éléments d'une Garde nationale. Paris manquant d’armes, le village en commande à la manufacture de Charleville. La garde est ensuite reformée en quatre compagnies et la décision est prise de l'affilier à la troupe de celle de Paris. Le 25 octobre, un uniforme tricolore est créé avec le sigle « S. L. ».

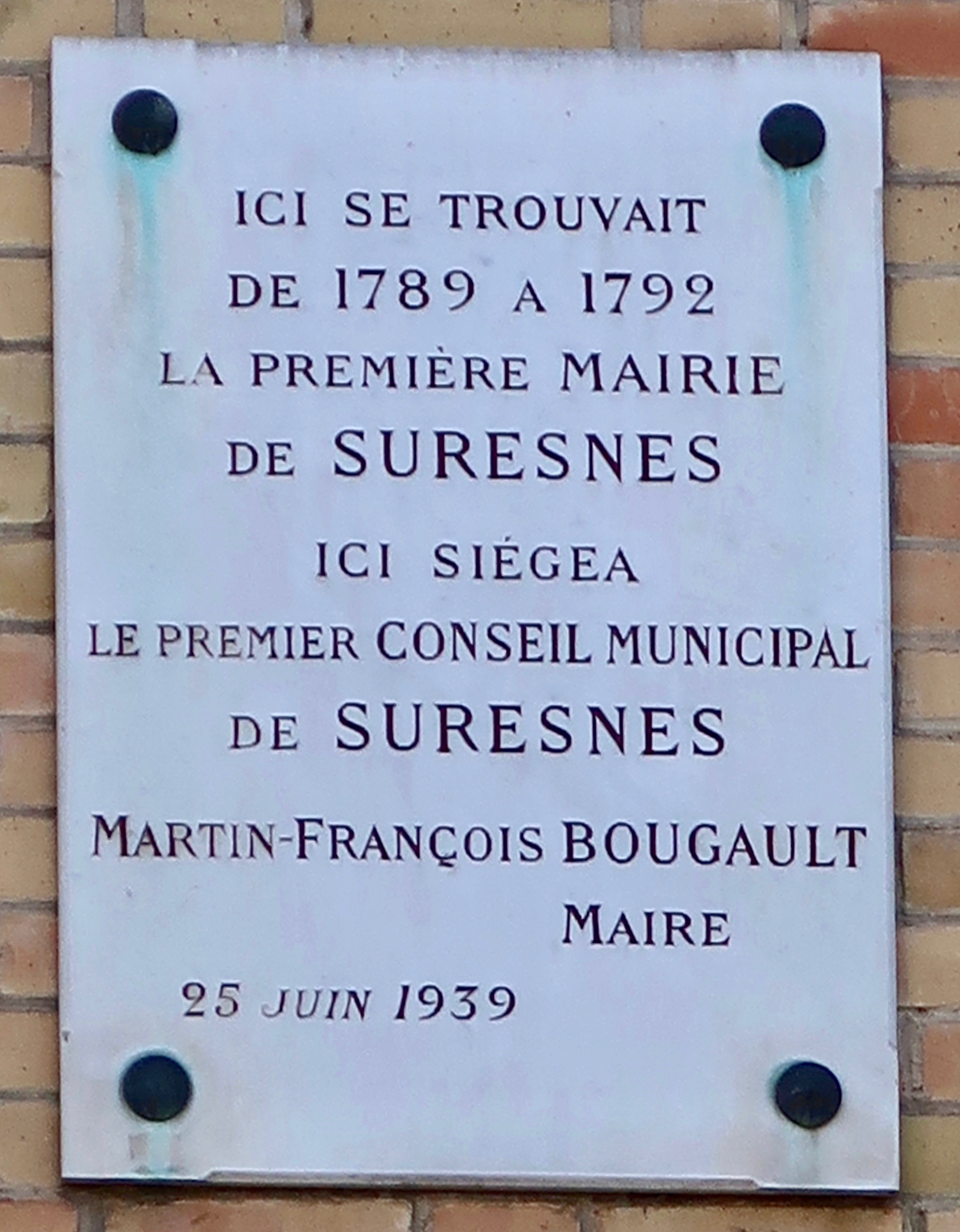
Plaque à l'emplacement de la première mairie de Suresnes.

La prévôté allant bientôt disparaître, la première mairie siège jusqu’en 1792 dans une maison au coin de la rue du Moutier et de la place de la Croix. Les assemblées de 1787 sont remplacées au début de 1790 par de nouvelles, avec six officiers municipaux et douze notables (élus par un peu moins de 80 électeurs). Le 31 janvier, Bougault est élu maire. Le 21 février 1790, les officiers municipaux jurent fidélité au roi, à la nation et à la loi place de la Croix.
Les réformes révolutionnaires aboutissent à la fin de la tutelle de l'abbaye de Saint-Germain-des-Prés sur Suresnes : ses anciens biens sont plus tard vendus comme biens nationaux au profit de la commune. Divers propriétaires se portent acquéreurs, comme Deslandes et Lebeau. Cependant, les impôts, même demandés sous le sceau du civisme des citoyens, sont toujours un problème, le receveur des finances se plaignant plusieurs fois de la lenteur des Suresnois à les régler. Les privilèges étant supprimés, les officiers municipaux prennent la place des anciens seigneurs sur les bancs qui leur étaient réservés dans l'église, mettant fin à ce qui engendrait de nombreuses tensions sous l'Ancien Régime.
Le 4 mars 1790, la France est divisée en départements. Suresnes fait désormais partie du département de Paris, de l'arrondissement de Saint-Denis et du canton de Nanterre. Cependant, les limites de Suresnes et des communes voisines ne sont pas encore totalement fixées, la municipalité manifestant alors son désir de voir disparaître certaines anomalies territoriales, assimilées à des injustices. La nouvelle délimitation, qui ne comprend alors toujours pas le mont Valérien, subsiste jusqu'en 1850, quand le fort est annexé au territoire de la commune.
Entre 1790 et 1792, le conseil municipal procède au pavement des rues (place de la Croix, future place Henri-IV, est ainsi scellée une plaque de plomb gravée : « Premier pavé posé par Bougault, premier maire, 1790 »), à l'indication du nom des voies et à la numérotation des maisons. La municipalité a par ailleurs désormais la charge des nécessiteux, succédant au curé. Afin de commémorer le 14 juillet 1789, Bougault fait installer un an après une plaque commémorative place de la Croix (elle est brisée dans la nuit du 17 août, sans que le coupable ne soit identifié). Les armes placées sur le banc de l'église sont modifiées, l'écusson de Saint-Germain laissant place aux lettres « S. L. » entrelacées, avec un bonnet phrygien posé sur la couronne. Mi-1790, la Garde nationale est une nouvelle fois réformée et connaît des différends avec la municipalité.

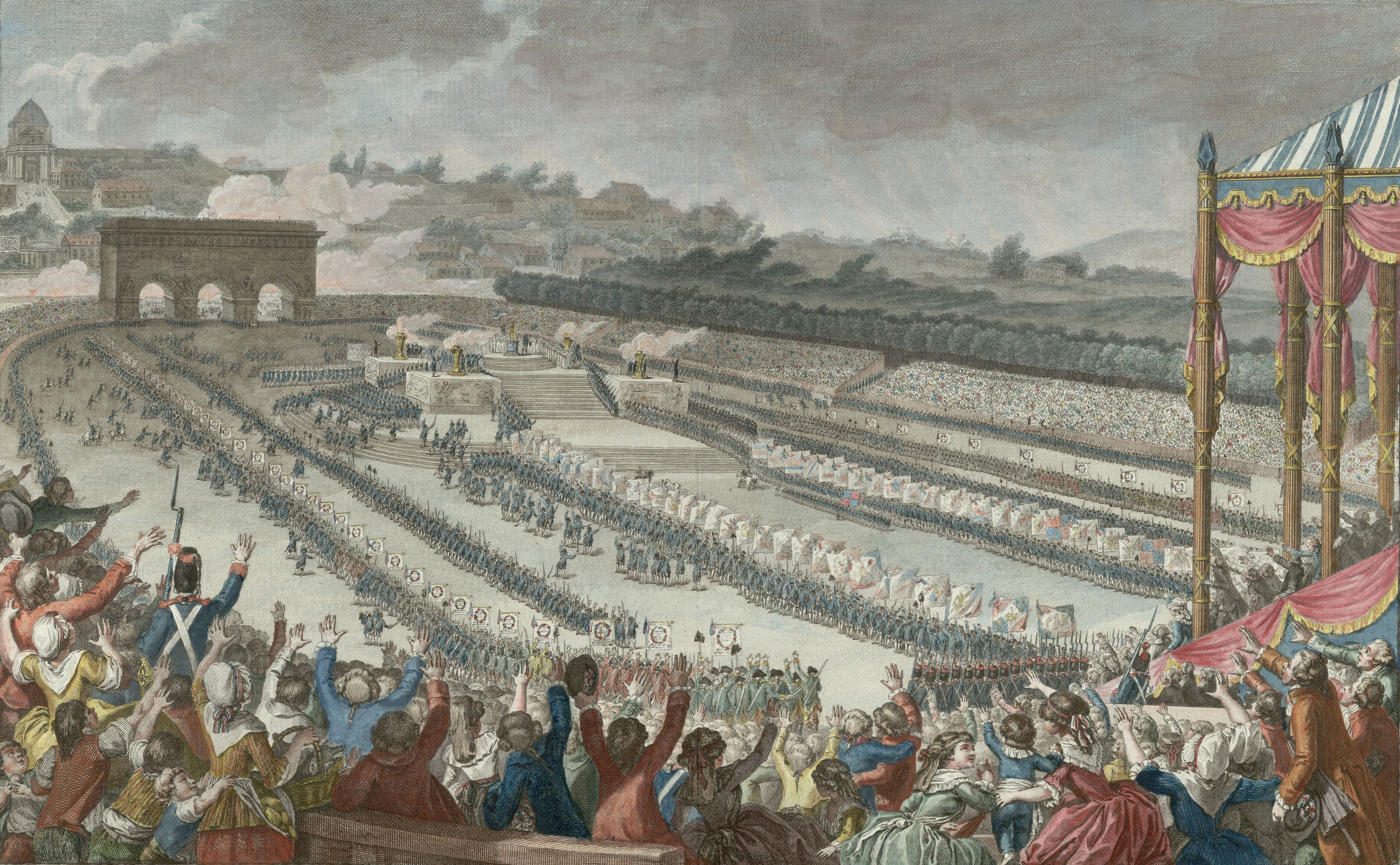
Gravure de la fête de la Fédération qui se tient le 14 juillet 1790 à Paris, où se rendent une partie des autorités de Suresnes.

Dans un calme relatif, Suresnes vit en résonance les évènements de la Révolution. Le 16 janvier 1791, le curé de la commune prête serment à la République, bon gré mal gré. Le 27 mars, pour fêter le rétablissement du roi, le corps municipal assiste avec la Garde nationale au Te Deum en l'église, les canons sonnant plusieurs fois. Le 12 avril, une messe est célébrée pour la mort de Mirabeau. Apprenant la fuite du roi le 21 juin, Bougault est consterné, met les armes sous garde et fait arrêter les personnes suspectes. Le 14 juillet, la moitié du corps municipal et de la garde se rendent sur le Champ-de-Mars pour la fête de la Fédération, l'autre moitié organisant une cérémonie dans la commune. Les biens nationaux issus de la propriété de communautés religieuses (terres, immeubles, etc.) sont vendus en deux temps (pour un montant total de 151 400 livres), les 22 septembre et 21 octobre 1791, tous les acquéreurs étant Suresnois (la commune procédant aussi à des achats, dont le four banal). Les archives de la maison seigneuriale sont transférées à Saint-Denis. En septembre 1791, après la proclamation de la Constitution, un Te Deum est chanté en l'église. Le 23 octobre 1791, les portes de la prison et du cachot, les barres de fer de la chambre d'arrêt et le poteau de justice sont mis au cimetière, pour enterrer symboliquement le souvenir de l’abbaye.
Quoique populaire, Bougault démissionne et, le 27 mai 1792, Marc-Antoine Breton est élu maire. Le 28 août, l'Assemblée réquisitionne 30 000 hommes équipés pour aller se battre aux frontières ; le 3 septembre 84 jeunes Suresnois s'engagent en ce sens. Le 10 août, le roi est déchu et, le 21 septembre, la Convention remplace l'Assemblée et la République est proclamée. Le 9 décembre, la municipalité reçoit l'ordre de mettre la Garde nationale sous les armes, de surveiller les étrangers du village et d'effectuer des patrouilles. Après l'exécution du roi le 21 janvier 1793, le district de Saint-Denis lui demande de convoquer le conseil général de la commune et de le faire siéger en permanence, recommandant également une force publique imposante et la surveillance des routes. Le 26 janvier, la municipalité décide que l'acquisition de 200 piques est nécessaire, suivant l'autorisation de l'Assemblée nationale donnée l'année précédente, qui permettait aux villes de faire distribuer des piques aux citoyens en état de porter des armes. Le 21 avril, les officiers municipaux deviennent administrateurs des revenus de la paroisse, le curé n'ayant plus de droit de regard. Le 17 mars, Pierre Lemoine est élu maire, sa nouvelle équipe municipale étant chargée de pourvoir à l'équipement des volontaires, qui rejoignent alors le bataillon de Franciade et l'armée du Nord. Conformément à la loi du 10 septembre 1792, la municipalité porte au district les objets du culte le 11 avril 1793, non sans un certain retard. Également après un certain délai, les membres du district viennent saisir trois cloches excédentaires de l'église Saint-Leufroy afin de produire du fer, n'en laissant plus qu'une. En 1792, Suresnes subit une disette, vivant vingt jours sans pain.
En 1792, le lieu-dit du « Pas-Saint-Maurice » est annexé à la commune de Suresnes. Ce nom vient d'une légende selon laquelle ce saint y aurait laissé la trace de son pied sur la margelle d'un puits, une autre version indiquant qu'il aurait circonscrit ici les limites du territoire de la ville de Nanterre, dont il est le patron.

### Terreur
Avec la Terreur survient la fermeture des portes de Paris, ce qui gêne les Suresnois dans leurs déplacements vers la capitale. Le 11 août 1793, Jean-Jacques Désiriez, installé récemment dans le village, crée la Société populaire de Suresnes. Affiliée au club des jacobins, elle vient en aide aux familles pauvres, à celles qui comptaient un soldat engagé, répartissant des allocations avec la municipalité. Conformément à la loi du 21 mars 1793, les citoyens élisent le 6 octobre un comité de surveillance, chargé de recevoir les déclarations des étrangers résidant à Suresnes et de les surveiller. La loi du 26 juillet, qui oblige les détenteurs de marchandises de les déclarer aux municipalités afin de lutter contre les accapareurs, conduit les vignerons de Suresnes à vendre leur récolte au prix fixé par l'administration et à ne pas livrer plus de quatre pièces à leur revendeur. En colère, ceux-ci sont à l’origine d’une émeute le 30 octobre.
La vie des prêtres devenant compliquée, le vicaire de Saint-Leufroy renonce à son état ecclésiastique le 24 novembre. Afin de supprimer toute référence à la féodalité, et alors que certaines communes changèrent de nom, des rues de Suresnes sont rebaptisées : la rue de Saint-Cloud devient la rue Brutus, la rue Moutier la rue Marat et la rue du Calvaire la rue de la Montagne. L'actuelle place Henri-IV était jusqu'à la Révolution divisée en deux zones : sa partie est se nommait place du Hansy, de l'allemand « Hanse », en référence à la société des marchands de l'eau, sans doute lieu de rendez-vous pour les bateliers de Suresnes ; elle est renommée place de la Liberté. Sa partie ouest se nommait place de la Croix, en raison d'une croix qui y était élevée ; elle est renommée place de Montagne en 1793, car un monument y avait été élevé à la gloire des Montagnards Marat et Lepeletier.

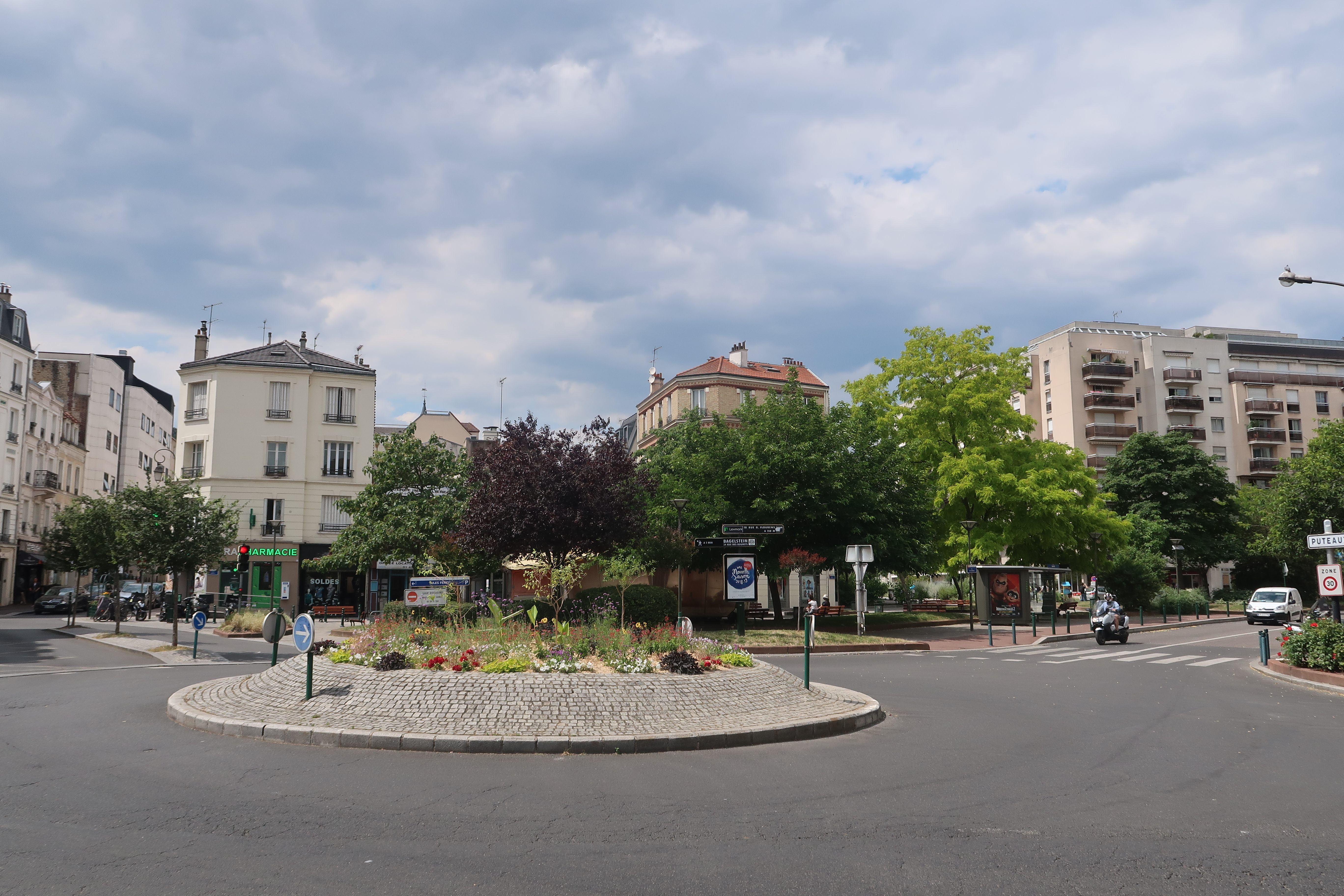
La place Henri-IV de nos jours, lieu de manifestations politiques pendant la Révolution.

Toulon venant d’être repris aux Anglais, une fête est donnée par la municipalité le 9 janvier 1794. L'église Saint-Leufroy est à cette époque fermée au culte et porte sur son fronton l’inscription « temple de la raison ». Le curé renonce lui aussi à son état de prêtrise. La Société populaire y tient alors ses réunions à titre provisoire, l'ancien lieu de culte accueillant également la lecture par le maire des lois et décrets de la Convention. L'édile est convoqué à Nanterre, chef-lieu du canton, afin d'organiser l'épuration et la réorganisation des autorités municipales, un comité de surveillance en ayant par la suite la charge. Le citoyen Rolin, commissaire observateur du département de Paris déclare ainsi Suresnes comme « très bon patriote ». L'école primaire est remaniée, les objets d'or et d'argent sont remis au district ainsi que les linges de l'église, le maire espérant cependant que ces derniers seraient rendus car ils avaient été ensuite affectés à l'école. Après le domicile de Bougault, la municipalité s'installe de façon précaire dans la maison du four banal puis, pendant un an, dans le presbytère. Par arrêté du 12 mai 1794, l’inscription du fronton de l'église est modifiée en « Le Peuple français reconnaît l'Être suprême et l’immortalité de l’âme ».
En 1793 (28 brumaire an II), la Société populaire incite la municipalité à édifier un monument de pierre (obélisque) où sont gravés les noms de volontaires morts pour la patrie, situé place d'Armes, alors « poumon commercial de Suresnes ». La première mention de cette place date de 1406, alors dénommée place des Courtieux ; elle devient ensuite place d'Armes, de vieilles maisons subsistant encore de nos jours sur son côté sud ; en 1791, elle devient place de la Fédération, redevient ensuite la place d'Armes, est renommée place Trarieux en 1906 du nom d'un ministre puis place du Général-Leclerc en 1948,. Subsiste toutefois à côté de la place l'esplanade des Courtieux. Oublié, le monument de 1793 est détruit en 1868, le maire de l'époque indiquant qu'il « ne présentait aucun souvenir historique »,.
Le 10 décembre 1793, la municipalité organise une fête en l'honneur de Marat et Lepeletier, où sont présents des représentants de sociétés populaires de villes alentour ; un brasier est édifié, où brûlent des symboles de la féodalité, et un arbre de la liberté est planté place de l'Église. La cloche ne sonnant plus le matin, conduisant les habitants à n'être plus réveillés, un carillon est remis en place, mais renommé « le réveil des sans-culottes ». La municipalité défend certains citoyens passibles de la peine de mort mais reste impitoyable pour ceux qui ne portent pas la cocarde tricolore, demandant leur incarcération. Le 14 mai 1794, La Marseillaise est chantée pour la première fois à Suresnes, lors d'une séance de la Société populaire. Le 28 juillet est lue en séance l'annonce du 9 thermidor, qui ne provoque ni émotion, ni colère, la Société allant dans le sens de la Convention, peut-être par confiance absolue ou par opportunisme. Elle disparaît néanmoins en novembre de la même année.
Au cours de cette période, plusieurs personnalités liées à Suresnes ont affaire à la police, comme Madame de Cavagnac en juillet 1792, le ministre Étienne Clavière l'année suivante, des faux-monnayeurs, des brasseurs royalistes ou encore cinq fermiers généraux, ces derniers finissant guillotinés. Cependant, certains nobles ont l'idée de quitter Paris pour s’installer discrètement et modestement à Suresnes, où ils ne sont pas inquiétés pendant la Terreur.

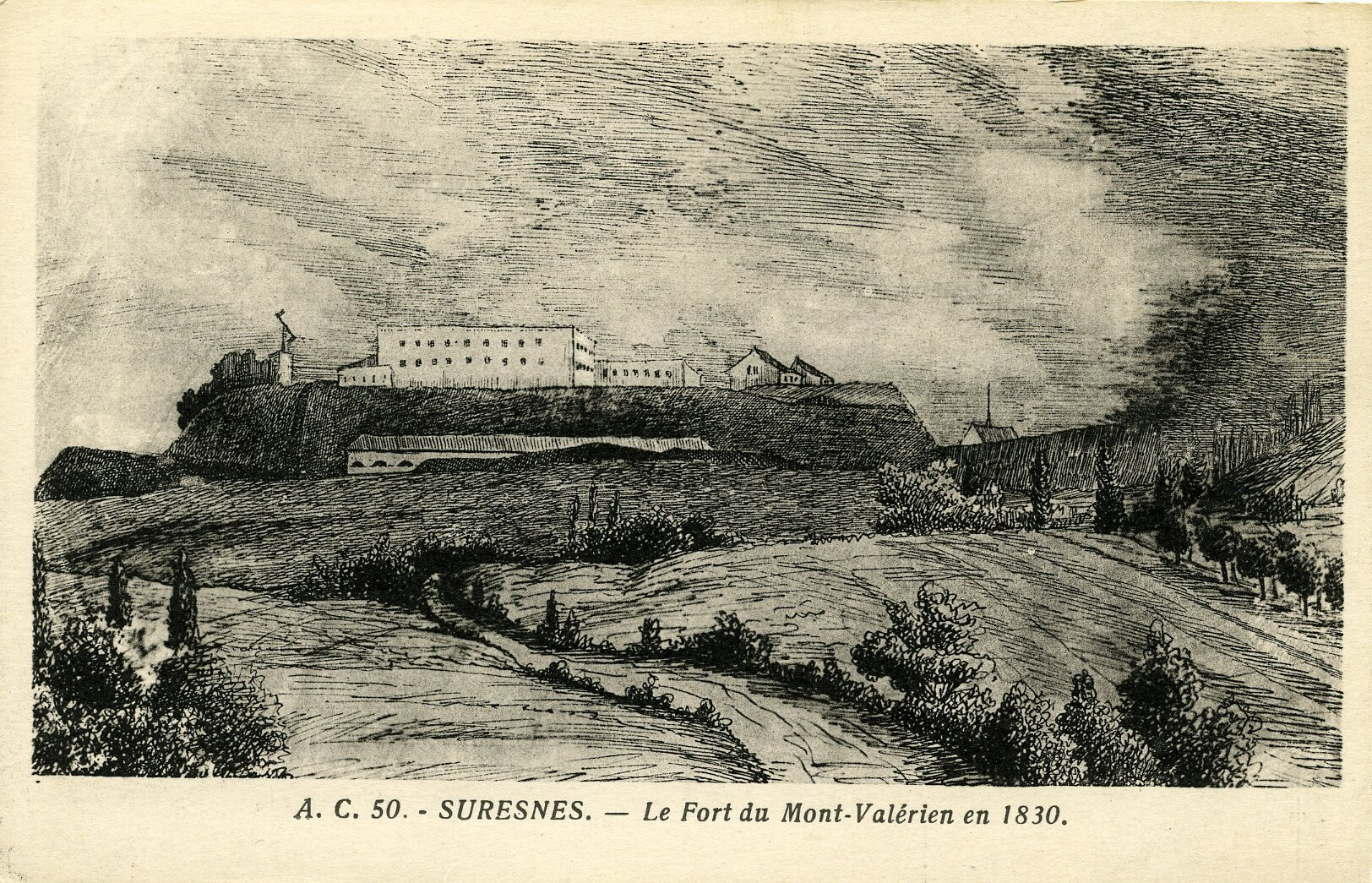
Un télégraphe Chappe (à gauche du bâtiment militaire) sur le mont Valérien. Gravure de 1830.

En 1794, l'ingénieur Claude Chappe fait édifier une tour sur le mont Valérien, dite tour Chappe (en réalité un sémaphore). Grâce à des signaux optiques envoyés à Lille, il permet, le premier, d'annoncer à la Convention que la ville de Condé-sur-l'Escaut a été reprise aux Autrichiens. Il est détruit par les Allemands pendant la Seconde Guerre mondiale.

## Directoire
La fin de la Convention permet aux citoyens jusque-là traqués de reparaître, alors que de modestes célébrations ont lieu pour fêter les victoires des armées de la République. Le 13 avril 1795, Charles Descoins est désigné maire par le Comité de législation et remplace Lemoine, certainement suspect aux yeux des nouvelles autorités. Après la loi du 11 prairial (30 mai) qui facilite de nouveau la liberté de culte, l'activité religieuse reprend en l'église Saint-Leufroy. Pendant quelque temps, l'église de Suresnes dépend de la paroisse de Nanterre.
Une enquête menée mi-1795 indique que Suresnes compte alors 1 500 habitants, aucune industrie ni joaillier, pharmacien ou marché, mais cinq marchands de vin, sept grainetiers, trois bouchers, trois boulangers et sept épiciers. La loi du 21 fructidor an III (7 septembre 1795) supprime le régime de municipalité pour les villes et villages de moins de 5 000 habitants. Comme Puteaux, Suresnes n'a dès lors plus de maire ni d'officiers municipaux mais dispose d'un seul « agent communal » (Jean Nicolas Lebeau est élu) et est rattachée à la municipalité cantonale de Nanterre.

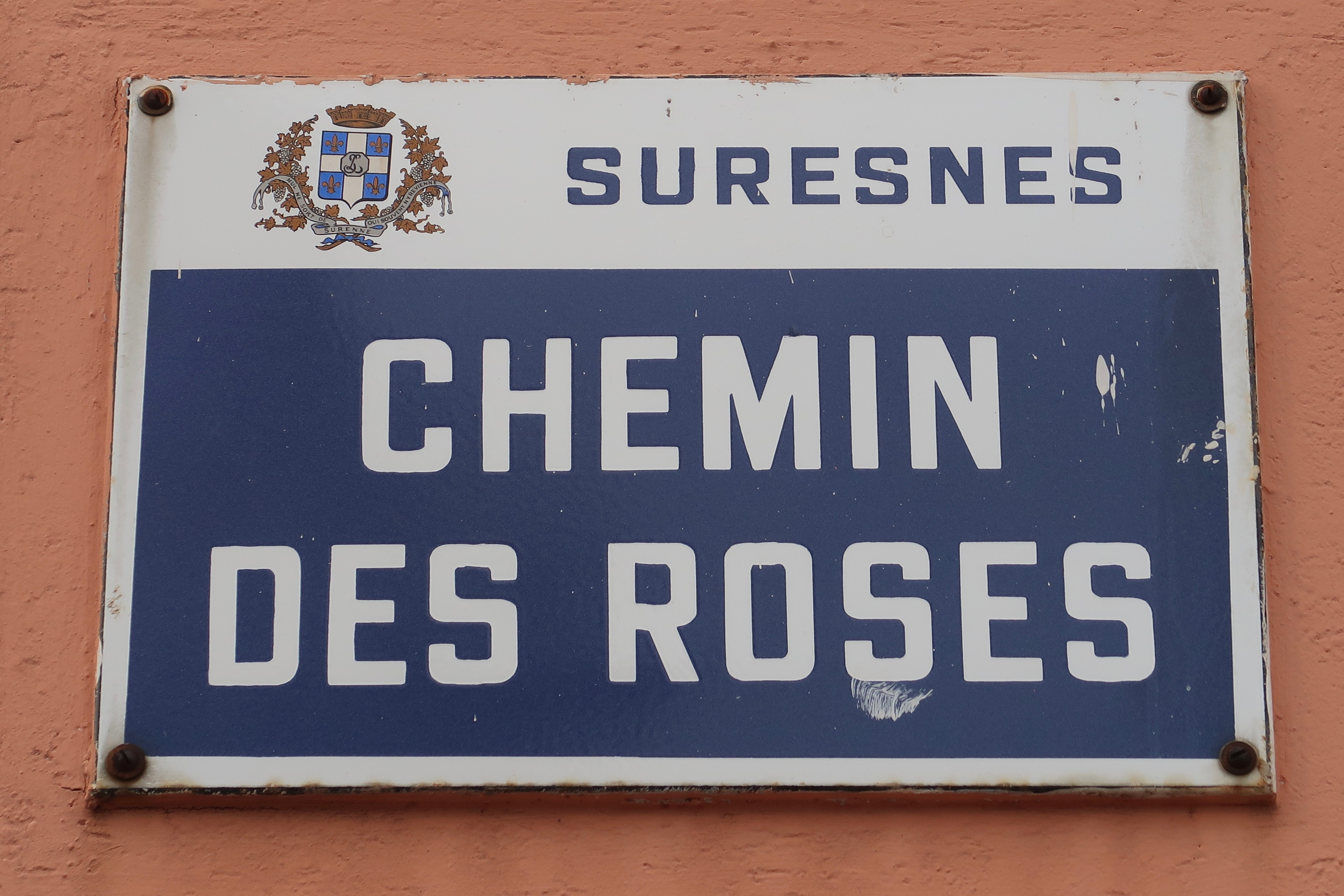
Plaque du chemin des Roses, en souvenir de cette fleur qui fut cultivée à Suresnes.

Le Directoire ayant institué une fête nationale le 10 août (en référence à la loi de 1789), les instituteurs de Suresnes reçoivent l'ordre d'amener les enfants aux festivités, devant l'arbre de la Liberté. Le 5 février 1797, le délégué du canton vient prendre possession des registres de naissance, mariage et décès de Suresnes, qui seront rendus plus tard sous le Consulat : couvrant une période allant de 1597 à 1795, ils comptent parmi l'un des ensembles les plus complets des communes autour de Paris. Les archives de l'époque continuent à faire état du mauvais état et de la saleté des chemins de Suresnes, notamment à cause du volume de fumier qui s'entasse sur les places et près du fleuve. Ironiquement, la rose à parfum est cultivée à Suresnes à cette époque, comme à Puteaux, Fontenay ou L'Haye,.

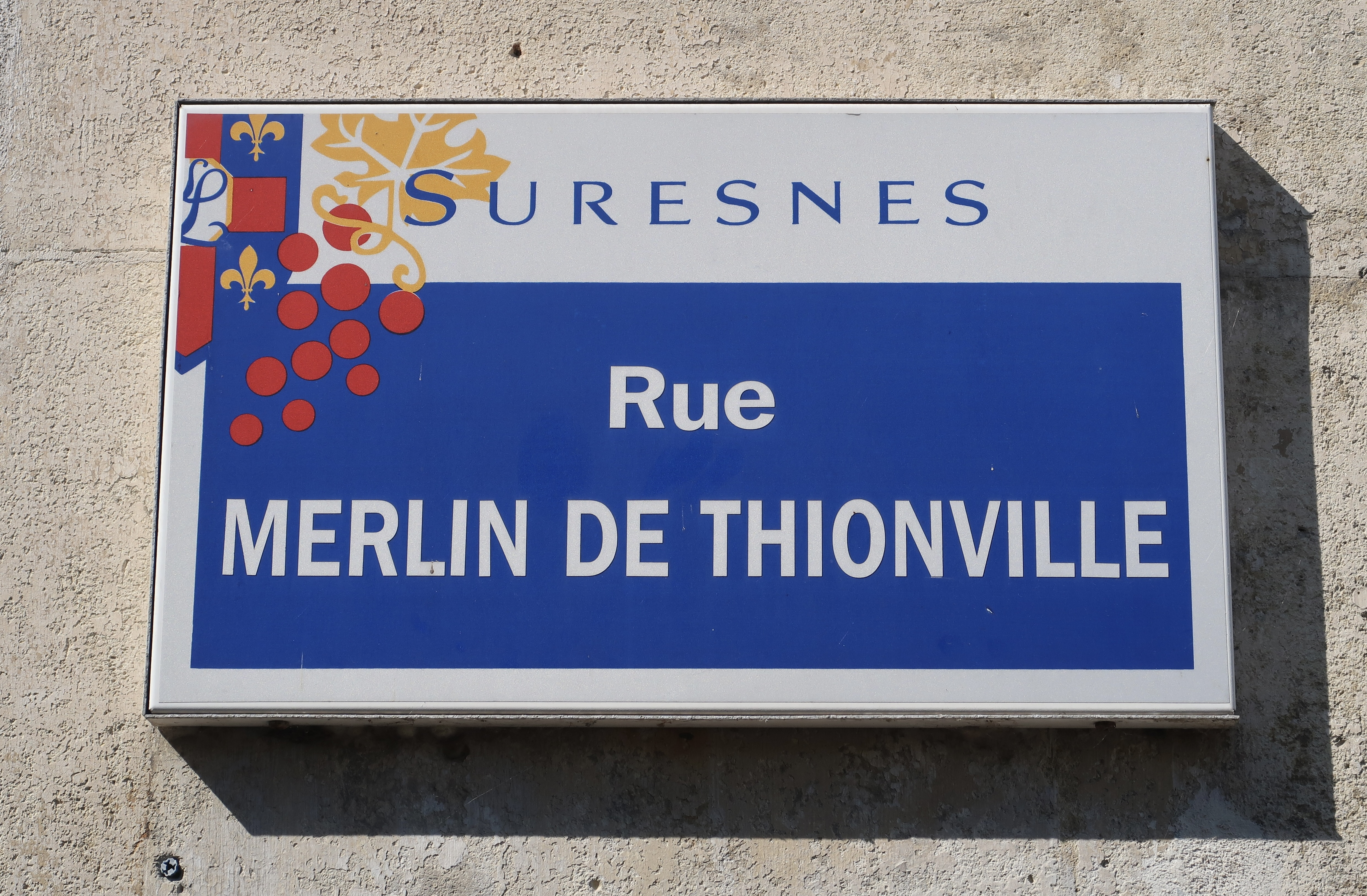
Plaque de la rue Merlin-de-Thionville, en hommage à l'homme politique du Directoire qui vécut au sommet du mont Valérien.

Plusieurs personnalités du Directoire possèdent des propriétés à Suresnes, comme Paul Barras, qui se servait de la sienne comme d'une garçonnière et pour recevoir des hommes d’affaires ou des personnalités, y dînant par exemple un soir avec Madame de Staël et Talleyrand. Après une de ces rencontres, Talleyrand raconte la tristesse de son ami Barras, qui venait d'apprendre la noyade d'un de ses mignons à la suite d'un bain le long de l'île de la Jatte. À la fin du régime, Suresnes se fait également connaître pour ses « bains de vendange » recommandés par certains médecins parisiens, dont Jean-Joseph Sue : il fallait tremper dans la mixture encore tiède sortie du pressoir pour soigner un membre endolori. Joséphine de Beauharnais y a notamment recours, sans qu'on sache si ce fut efficace. Un nommé Lagarde, qui vit à Suresnes, y organise par ailleurs des courses de chevaux,,.
Durant la Révolution, les prêtres du mont Valérien sont chassés et le calvaire, fermé le 18 août 1791, est en partie abattu, les ermites continuant pour leur part à être tolérés, à condition d'être rassemblés en Société civile d'agriculture et d'industrie. En 1793, le bâtiment religieux devient bien national, vendu deux ans plus tard à l'homme politique Merlin de Thionville, proche de la Bande Noire, qui y vit mais ne chasse pas les ermites. Il a cependant le projet d'y faire construire un château et quelques travaux sont entrepris : la tombe et le corps d'Hubert Charpentier sont retrouvés par hasard, dans un bon état de conservation. La vocation religieuse du mont est alors un temps remplacée par des valeurs hédonistes et païennes selon l'historiographie du XIXe siècle : une statue de Vénus remplace le Christ et un temple à Adonis est érigé. Le conventionnel y organise des fêtes jugées licencieuses avec des personnalités du Directoire, comme Madame Tallien. Merlin de Thionville revend son bien en 1805 à l'abbé de Goy. La croix est relevée la même année et deux chapelles sont restaurées. Le rétablissement du culte du calvaire permet alors à nouveau aux pèlerins de venir,.

## Consulat et Premier Empire
La loi du 28 pluviôse an VIII (17 février 1800) supprime les municipalités de cantons et rétablit les maires et les conseillers municipaux dans chaque commune, désignés par le préfet. Du fait de la taille de la ville, Suresnes a dix conseillers municipaux. Le 5 mai de la même année, Martin Bougault redevient maire, remplaçant l'agent municipal Bidard. Il doit notamment gérer le problème des tas de fumier, qui continuent à déborder dans certaines rues. En mars 1801, sur la demande du préfet de Paris, qui exige un état des maisons appartenant à des bourgeois par ville, Bougault transmet neuf noms, dont le chirurgien Jean-Joseph Sue (son fils, l'écrivain Eugène Sue, y passa une partie de son enfance), le frère du conventionnel de Merlin de Thionville ou encore un ancien avoué, propriétaire du château de la Source, bientôt vendu à la princesse de Vaudémont, qui y reçoit Madame de Staël et le marquis de Custine. La même année, Bougault aurait essayé de remettre sur pied la Garde nationale de Suresnes. Comme ailleurs, on célèbre à Suresnes l'anniversaire du 14 juillet et, en 1802, la signature de la paix d'Amiens et du Concordat. Le maire demande aussi plusieurs fois au préfet de réhabiliter le chemin de Rueil, pour que les Suresnois puissent aller au marché de Saint-Germain. Le 26 avril 1802, il adresse une lettre au premier consul Napoléon Bonaparte pour lui demander d'installer un séminaire sur le mont Valérien, les ressources de la commune ayant diminué (bien qu’il minore leur dimension) après la suppression du calvaire ; il a l'accord du propriétaire du lieu, Merlin de Thionville, pour la vente mais l'affaire n'a pas de suite. Bougault est relevé de sa fonction le 5 février 1803, remplacé à nouveau par Bidard. À partir de 1808, les Trappistes supervisent le calvaire, finalement rendu au culte trois ans plus tôt. Cependant, en 1811, apprenant qu'une conspiration menée par des dignitaires religieux se discute au mont Valérien, l'empereur y fait envoyer un bataillon de grenadiers qui se trouvait à Courbevoie, fait raser certains bâtiments et envoie les moines trappistes à Vincennes. Le 2 décembre de la même année, il signe un décret pour créer à cet emplacement une ses six maisons de la Légion d'honneur, destinées aux filles d'officiers pauvres ou orphelines. L'architecte Vestier est chargé des travaux : alors que l'ancien calvaire était tourné vers l'Est, le nouvel édifice est orienté vers Saint-Cloud, lieu symbolique de l'Empire. Napoléon vient même visiter les lieux mais, comprenant soudainement leur intérêt stratégique, met un terme à son projet initial et fait convertir l'endroit en caserne,. Cette construction en forme de fer à cheval est depuis surnommée le « bâtiment de 1812 » (bien qu'achevé ultérieurement), et abrite l'état-major et le musée du 8e régiment de transmissions.

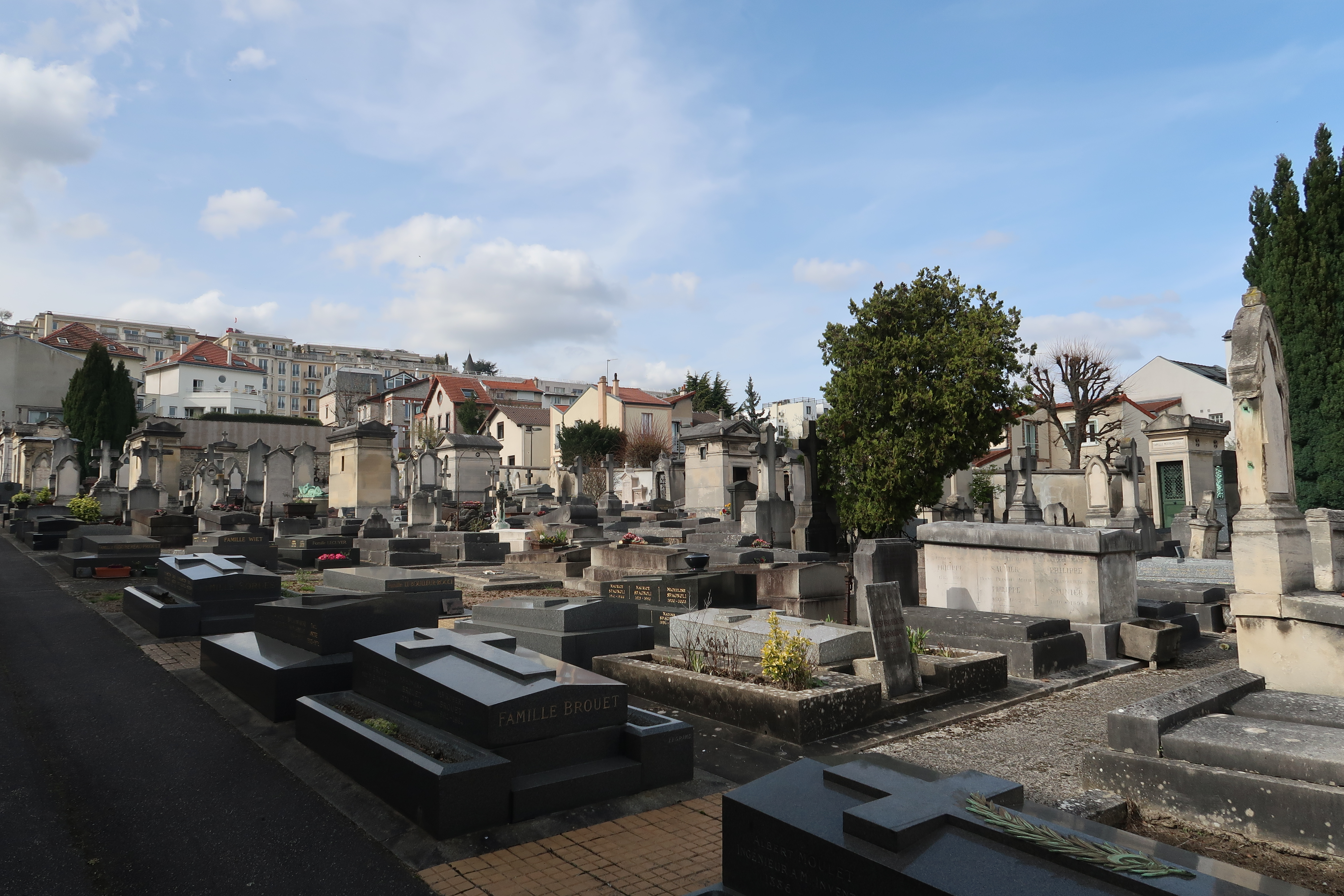
Le cimetière Carnot, le plus ancien cimetière de la ville encore en activité.

En 1811, la famille de Vogüé sollicite une concession dans le nouveau cimetière Carnot, aménagé un an plus tôt (remplaçant le vieux cimetière de la Fouillée), en échange d'une maison qu'elle possédait place de l'Église. Plusieurs personnalités y sont enterrées, comme le diplomate Jean-Baptiste Nicolas Dorothée Villar, le vice-amiral Jean-Baptiste Philibert Willaumez, la femme de lettres Laure Surville, le peintre Pierre Carrier-Belleuse, le couturier Charles Frederick Worth, le médecin Ernest Bazin, le ténor Pierre-François Villaret, le baryton Théophile Manoury, la cantatrice Marie-Joséphine Picquet-Wild, le général Gustave Paul Cluseret, le peintre François Brunery, l'exploratrice Isabelle Massieu et le maire Henri Sellier. Quelques années plus tard, la municipalité installe provisoirement dans cette maison l'école des filles, pendant des travaux de rénovation du bâtiment principal, puis sous la Restauration des enfants pauvres, le logement de fonction de la maîtresse d'école et celui de deux sœurs de charité, occupées à assister aux indigents,.
Le 3 janvier 1811, l'empereur met à la disposition du ministère de la Guerre l'ancienne maison seigneuriale de Suresnes pour recevoir cent militaires convalescents, le dépôt de Vincennes ayant été fermé. Les bâtiments sont réaménagés, leur donnant l'aspect d’une caserne. Après la défaite de Napoléon, ils sont occupés par des soldats malades autrichiens. Dans les années 1830, d'éphémères industries l'occupent, ses jardins étant ensuite envahis de cafés et de guinguettes.
Le 16 janvier 1813, pendant la campagne de Russie, indignés de la trahison du général d'Yorck, passé à l'ennemi, les maires de Puteaux, Courbevoie, Nanterre, Asnières, Gennevilliers, Colombes et Suresnes se réunissent et décident d’équiper trois cavaliers montés afin de rejoindre l’armée, en guise de soutien au gouvernement impérial, ainsi que de convoquer les conscrits des années 1809 à 1812 en les invitant à s'engager dans la cavalerie. Après la première chute de l'Empire, la France est occupée. Un relevé du 1er avril 1814 indique que 36 Suresnois livrent 5 503 francs de marchandises aux troupes d'occupation, le maire recevant également 500 francs pour du fourrage réquisitionné. Après la défaite de Waterloo en 1815, des troupes de l'armée prussienne entrent à Suresnes en juillet, entament de nouvelles réquisitions et installent en ville une petite garnison. Les soldats anglais qui stationnent à Puteaux occupent également Suresnes à partir de novembre, y faisant également des réquisitions ; ils sont suivis par des troupes hanovriennes. Les Alliés quittent définitivement Suresnes le 27 janvier 1816, des indemnisations des réquisitions et des biens sinistrés ayant seulement lieu en 1820.

## Restauration

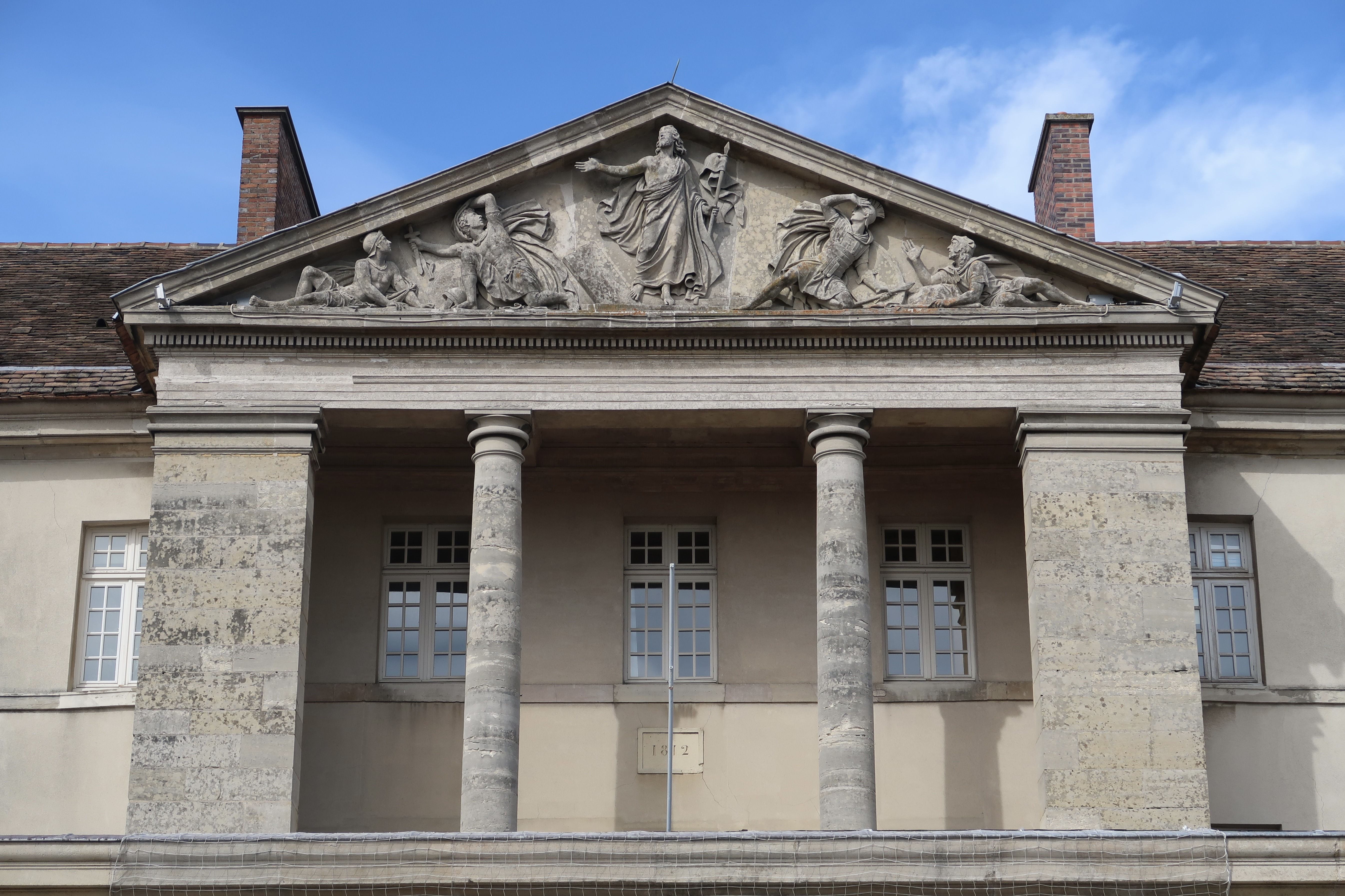
Le fronton du « bâtiment de 1812 », initialement destiné à décorer l'église de Charles Forbin-Janson, surplombe désormais un édifice militaire.

Du fait de son attachement à l'ancien empereur, le maire Bidard doit donner sa démission et est remplacé, en vertu de l'ordonnance royale du 13 janvier 1815, par le propriétaire Lefébure. Le 15 avril 1816, le commandant à la Garde nationale de la Seine, Baudron d'Issencourt, vient à Suresnes pour assister à la bénédiction du drapeau français et à l'inauguration du buste du roi Louis XVIII dans la mairie. Mal dotée et peu garnie (deux compagnies de 34 et 39 hommes), la Garde nationale de Suresnes reste modeste jusqu'à ce que Louis-Philippe Ier réassure son fonctionnement au niveau national.
Le mont Valérien retrouve sa vocation religieuse, les Pères de la Miséricorde ou Missionnaires de France prenant possession des lieux en 1822 grâce à l'accord du roi et relançant les pèlerinages autour du bâtiment de l'ère napoléonienne. Au siècle précédent avait aussi été construit sur le mont le château de Forbin-Janson. Il est d'abord propriété de la marquise de Rochegude puis de sa fille, marquise de Forbin-Janson. L'ultra-royaliste évêque de Nancy, abbé et primat de Lorraine Charles de Forbin-Janson, en hérite sous la Restauration et en fait sa maison de campagne. Il crée autour un parc « planté d'essences rares » et une chapelle néo-gothique (de nos jours connue sous le nom de « chapelle des fusillés »). Ayant rapporté de Terre sainte des reliques et fait reconstruire un calvaire (orienté Est) et un chemin de croix, il envisage en 1828 la construction d'une église de style néo-byzantin, réutilisant pour cela un fronton édifié en 1812 pour le bâtiment voulu par Napoléon, avec un Christ sculpté par Jean-Pierre Cortot, qui apparaît à des soldats romains après la Résurrection. Pour Philippe Castagnetti, le rétablissement du calvaire est un « monument expiatoire des crimes d'une capitale impie », accomplis notamment sous la Révolution contre l'Église. Retrouvant une forte popularité, le pèlerinage du mont Valérien réunit des milliers de personnes pendant les fêtes de la Croix ; le roi Charles X réalise même son ascension pieds nus, entouré de jeunes filles couronnées de fleurs blanches, de porteurs de bannière et de gardes suisses. Outre la relique de la Vraie Croix, sont également exposés des flacons contenant de l'eau de la mer Morte et du Jourdain. Au début des années 1840, alors que la loi Thiers prévoit la création d'une forteresse sur le mont, l'église inachevée de l'évêque est détruite mais le fronton est conservé et replacé sur la façade du bâtiment de 1812, garni de colonnes qui auparavant ornaient le sanctuaire. Son château fait désormais partie de la forteresse. Il avait été doté par l'abbé de tourelles d'angles, ornées de croix de Lorraine sur le linteaux de certaines fenêtres, ce qui rappelle ses fonctions de primat de 1823 à 1830,,.

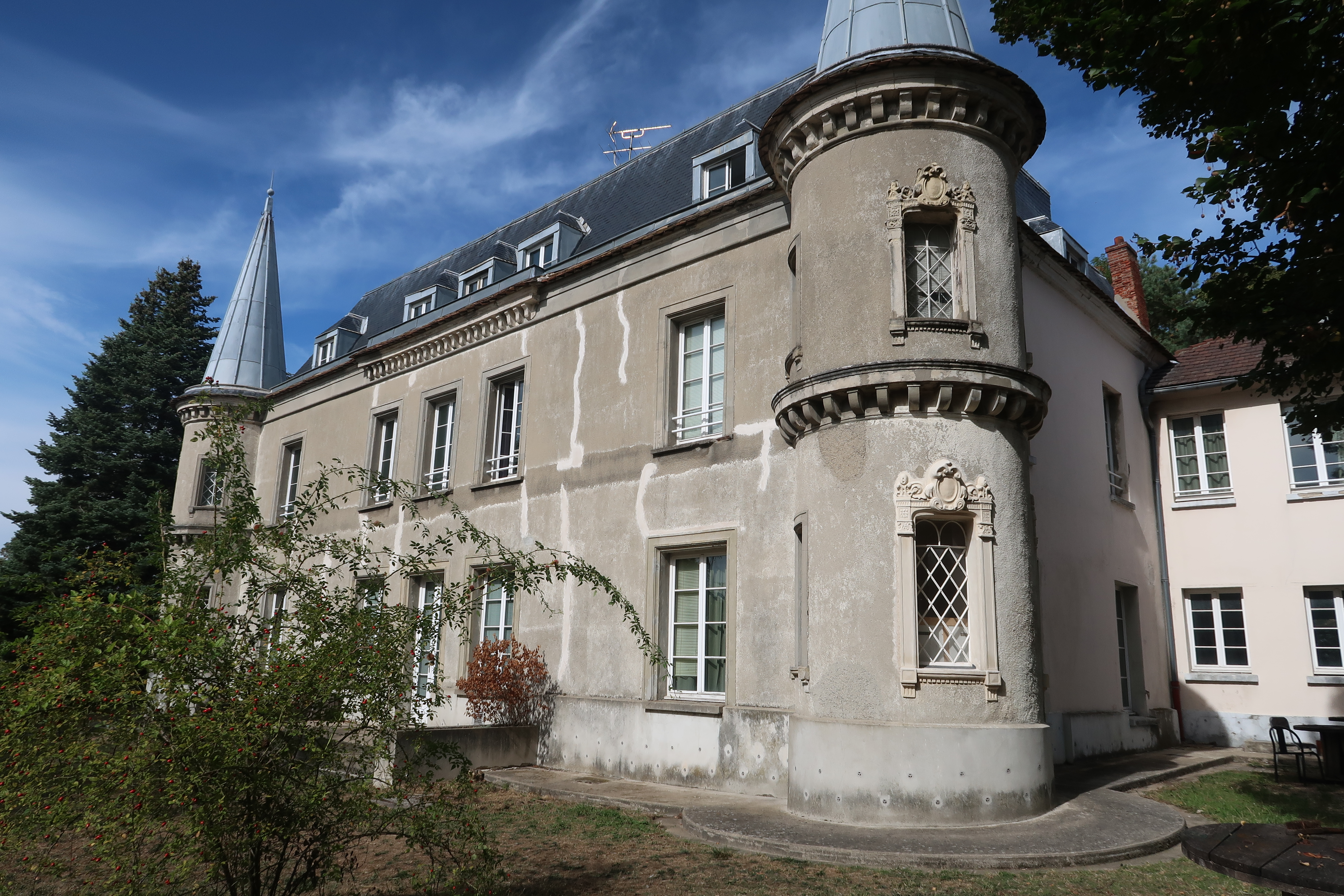
Le château de Forbin-Janson, lieu de résidence de l'abbé qui réanime le pèlerinage sous la Restauration.

Les chemins de Suresnes sont rénovés par ses habitants, moyennant rémunération, et redeviennent praticables. En mai 1820, après les troubles des dernières décennies qui avaient modifié plusieurs fois la signalétique, le nom des rues et des numéros sont repeints et la place de la Croix (qui ne dispose plus de croix) est renommée place Henri-IV, au motif « qu'il existe encore une salle où se tinrent les conférences » de Suresnes. Le 11 novembre 1820, la municipalité souscrit une assurance contre les incendies pour plusieurs bâtiments publics, innovation sociale récente. Le 1er janvier 1821, le conseil municipal décide de faire don de 200 francs à la cagnotte devant permettre d'offrir le château de Chambord au jeune prince de Berry, dont le père venait d’être assassiné ; le 1er mai, 120 francs sont aussi distribués aux pauvres par la municipalité en l'honneur du baptême du prince, et les Suresnois sont invités à illuminer le bord des fenêtres de leurs maisons le même soir. En 1819, deux sœurs de la Charité ouvrent une école privée de filles.
En 1822 a lieu un événement fondateur dans l'évolution urbanistique de Suresnes pour le reste du XIXe siècle, son passage, dit René Sordes, « en moins d'un siècle du petit village de vignerons [à] une importante cité industrielle et résidentielle ». Jusque-là, les seules activités proto-industrielles comprenaient des blanchisseries, quelques plâtriers ou encore un fabricant de poteries, briques et carreaux qui exploitait les carrières de gypse et de glaise du mont Valérien. Le 4 janvier, Rouques, teinturier à Paris, acquiert une propriété à Suresnes, sur un terrain morcelé ayant par le passé été le domaine du duc de Noirmoutier (près de la rue du Bac et de la Seine), et qui devient le premier îlot important où s'établissent de nouvelles industries. Les eaux de Rouques sont alors évacuées dans le fleuve. En 1823, il fait élever une cheminée pour son usine et, en 1830, obtient le droit d'acquérir une machine à vapeur. En 1827, M. Byerley, un Parisien, demande l'autorisation d’installer une fabrique d'acier au 26 rue de Neuilly, sur un terrain qui deviendra plus tard une usines de cycles puis d'automobiles. Malgré les protestations du voisinage, il obtient l’autorisation l'année suivante mais ferme pour raisons financières en 1829.
Dans la nuit du 31 octobre au 1er novembre 1824, l'église Saint-Leufroy est victime d'un cambriolage, les voleurs forçant le tabernacle et dispersant les hosties. Le 7 novembre, l'archevêque de Paris Hyacinthe-Louis de Quélen vient en personne à Suresnes assister à une cérémonie expiatoire. En 1827, deux nouvelles cloches sont inaugurées.
Après des plaintes d'habitants en 1823, évoquant les eaux stagnantes échappées des lavoirs des blanchisseries, la commune décide, faute de pouvoir financièrement refaire les pavés disjoints de la chaussée, de créer un petit ruisseau large de 1,33 m pour les évacuer. En 1825, la municipalité prend pour la première fois la décision que les boues et les ordures envahissant la rue seront désormais enlevées chaque dimanche ainsi que les jours de fête. Les rues souffrent cependant toujours des orages, la pluie dévalant le mont Valérien en torrent et transformant le cœur du village en marécage.
En avril 1828 est créée la compagnie de sapeurs-pompiers de Suresnes, financée grâce à une souscription à laquelle participent la princesse de Vaudémont, la vicomtesse de Laval et Salomon de Rothschild (demeurant principalement à Paris rue Laffitte, ce dernier avait acheté à Suresnes l'ancienne propriété du duc de Chaulnes). À la suite de multiples difficultés, elle est dissoute en 1831 mais la pompe continue à être entretenue.

## Monarchie de Juillet

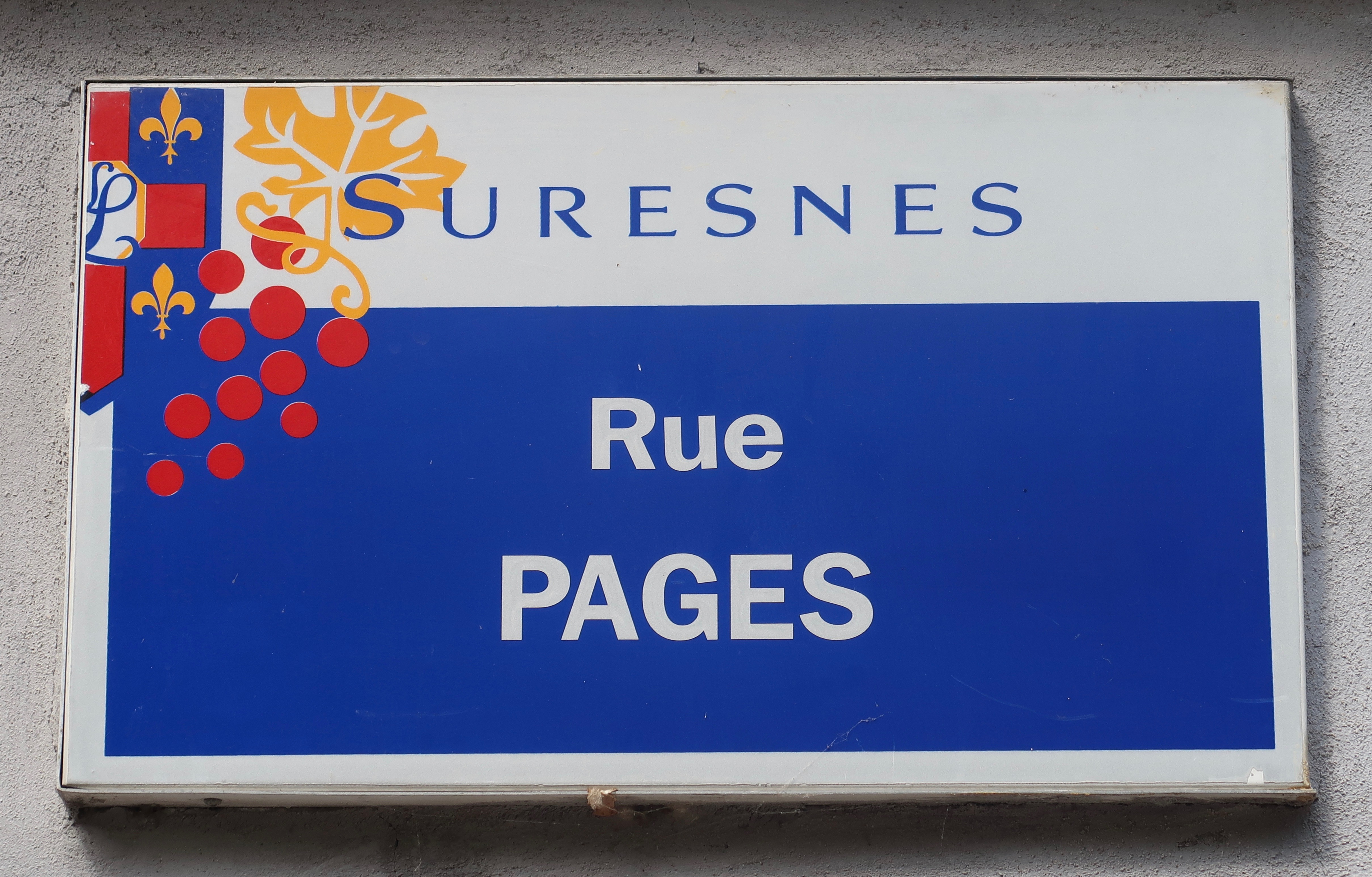
Plaque de la rue Pagès, en hommage au maire en fonction de 1830 à 1832.

Comme souvent avec la plupart des évènements politiques parisiens, la révolution de 1830 n'a pas de résonance directe sur la vie rurale de Suresnes, si ce n'est un court séjour de la garde royale les 30 et 31 juillet. Le 7 septembre, les notables de la ville désignent Pagès comme maire, chose confirmée par le préfet le même jour. Il remplace ainsi Lefébure, aux opinions légitimistes et en butte à de vives critiques des Suresnois. Les conflits entre carlistes et libéraux pro-Louis-Philippe sont cependant latents, le curé ne cachant pas son opposition au nouveau régime. Avec 1 367 habitants, le village a droit à douze conseillers municipaux. La Garde nationale est par ailleurs recréée, comptant 240 hommes. Le 14 septembre 1831, 15 hommes de la compagnie de Suresnes prennent la garde du château de Neuilly, résidence du nouveau roi. En 1832, comme partout en région parisienne, Suresnes est touchée par une épidémie de choléra, qui affecte 161 personnes et en tue 70 ; l’insalubrité de certains logements n'est pas étrangère à sa propagation (alors qu'en même temps, l’école est délabrée et humide). Une autre épidémie, moins violente, a lieu en 1849-1850. Pagès démissionne de son mandat de maire le 9 août et est remplacé par le propriétaire René Sentou.
L'extension des industries se poursuit : en décembre 1835, Maheu et Geoffroy demandent l'autorisation d'installer une fabrique d'impression sur étoffe dans la vieille maison seigneuriale, ce que l'administration accepte, en dépit une nouvelle fois des craintes du voisinage. Dès cette époque se développe l'idée que des ouvriers extérieurs seraient nécessaires pour faire fonctionner ces industries et que les vignerons ne pourraient pas assurer seuls le développement de Suresnes.

### Développement des transports
Au niveau des transports, Suresnes était jusque-là une petite agglomération rurale éloignée de la capitale, qu'on atteignait généralement à pied. Toutefois, au XVIIIe siècle étaient apparus des carrosses de louage, qui pouvaient conduire au maximum huit personnes par voiture dans un rayon de trois lieues maximum, bien que leur prix en limitait l'usage à la bourgeoisie. En 1777 est aussi créé un service de transport régulier vers la banlieue (toutes les heures de la journée, et qui desservait Suresnes, place Courqueux), qui se libéralise après la Révolution. La ville reste cependant encore très isolée ; en 1788, les artisans et commerçants de Suresnes possèdent au total 31 voitures de charroi et 52 chevaux de trait. Jusqu'à la fin du XIXe siècle et l'invention de l'automobile, les militaires se déplacent surtout à cheval et les ouvriers à bicyclette. En 1828 naissent des compagnies d'omnibus, celle passant par Suresnes portant le nom des « Accélérées » et qui effectue huit voyages par jour. En 1855, toutes les compagnies sont fusionnées dans la Compagnie générale des omnibus. Le 26 novembre 1874, l'omnibus est remplacé par un tramway tiré par un cheval qui part de Suresnes, longe la Seine et s'arrête à Courbevoie ; pour atteindre Paris, les voyageurs doivent prendre un autre tramway allant de Courbevoie à la place de l'Étoile, ce qui les laisse loin du centre de la capitale. Circulant sur des voies de mauvaise qualité, au point qu'il pouvait parfois dérailler, et ne pouvant transporter qu'une trentaine de passagers, il est prolongé jusqu'à Saint-Cloud vers 1878. Le cheval ensuite disparaît, remplacé par un système pneumatique qui subit de graves déboires et périclite rapidement, laissant place à des transports de traction mécanique. Jusqu'à la Grande guerre, des calèches sont aussi employées, communautaires ou personnelles, pour aller à la gare de Longchamp, aux guinguettes ou pour les mariages à la mairie et à l'église.

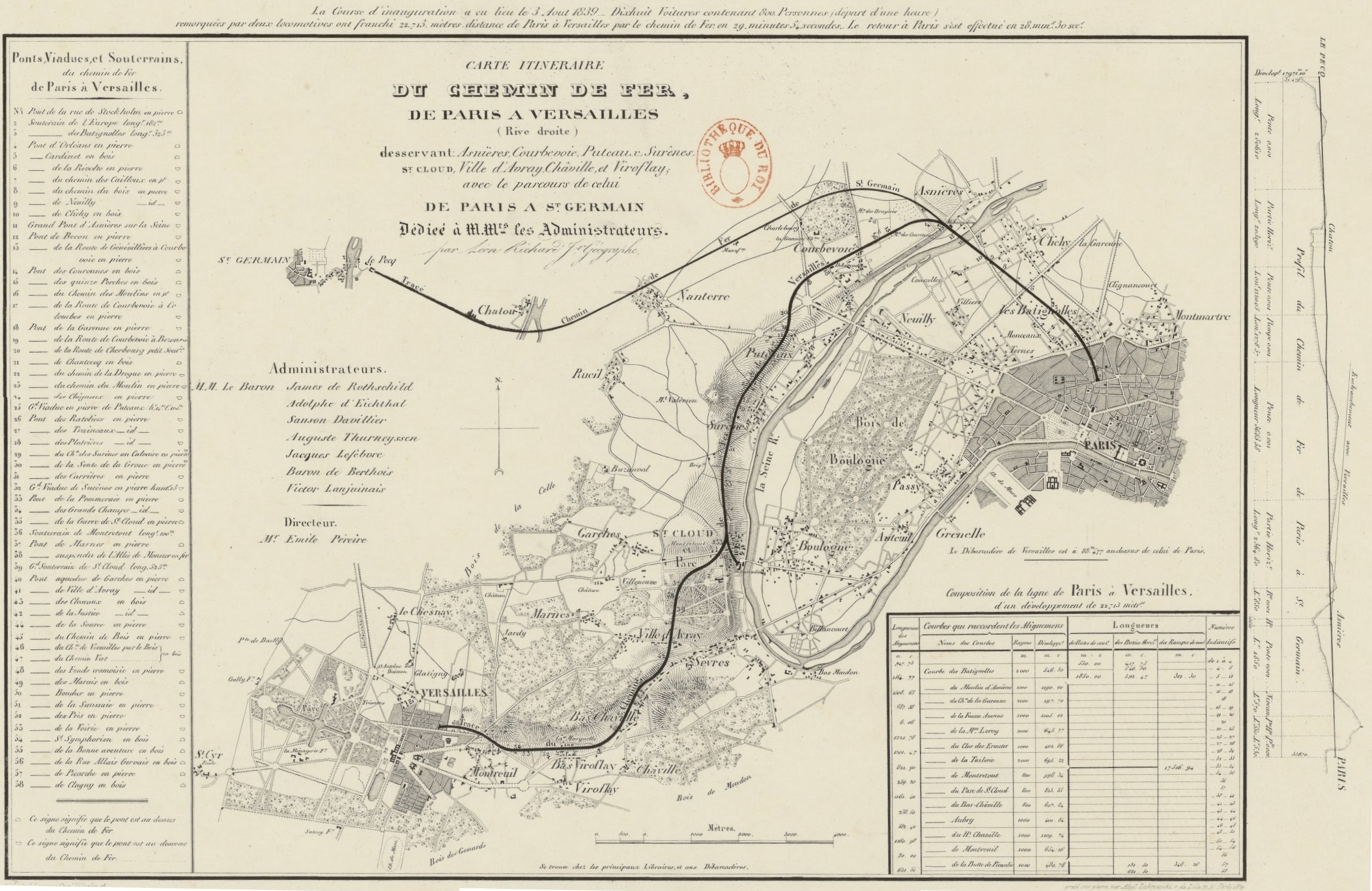
Carte du chemin de fer de Paris-Versailles (1839), qui participe au désenclavement de Suresnes.

En 1836 est rendu public le projet de construire une voie de chemin de fer, qui traversera Suresnes à mi-côte du nord au sud, séparant ainsi symboliquement le village des hauts coteaux. Son tracé empiète également sur des terres de culture, ce qui nuit aux facilités de déplacement des vignerons des deux côtés. À la suite de dures négociations, un accord financier est trouvé pour dédommager les propriétaires des terrains. Des quinze chemins qui existaient à cet endroit, seuls cinq subsistent, modifiant ainsi de manière profonde les habitudes séculaires de circulation piétonne. À noter que la culture des céréales et de la vigne ancienne commence à laisser place par endroits à la culture maraîchère, plus lucrative pour les paysans. Le premier train est lancé le 2 août 1839 et suit une fréquence de toutes les heures et demie, de 7 h 30 à 0 h 30. En 1855, il faut 35 minutes depuis la gare de Suresnes pour rejoindre la gare Saint-Lazare et 25 minutes en 1866, pour un tarif de 60 centimes en première classe et de 40 en seconde. La ligne est électrifiée en 1928, faisant passer le temps de trajet à 18 minutes. En définitive, cette ligne participe au désenclavement et au développement de Suresnes, au fur et à mesure que la part des industries s'y multiplient, permettant de transporter ouvriers ou encore marchands de vin, bien que la partie la plus importante des habitants demeure encore rurale. Suresnes passe alors du simple village au gros bourg.

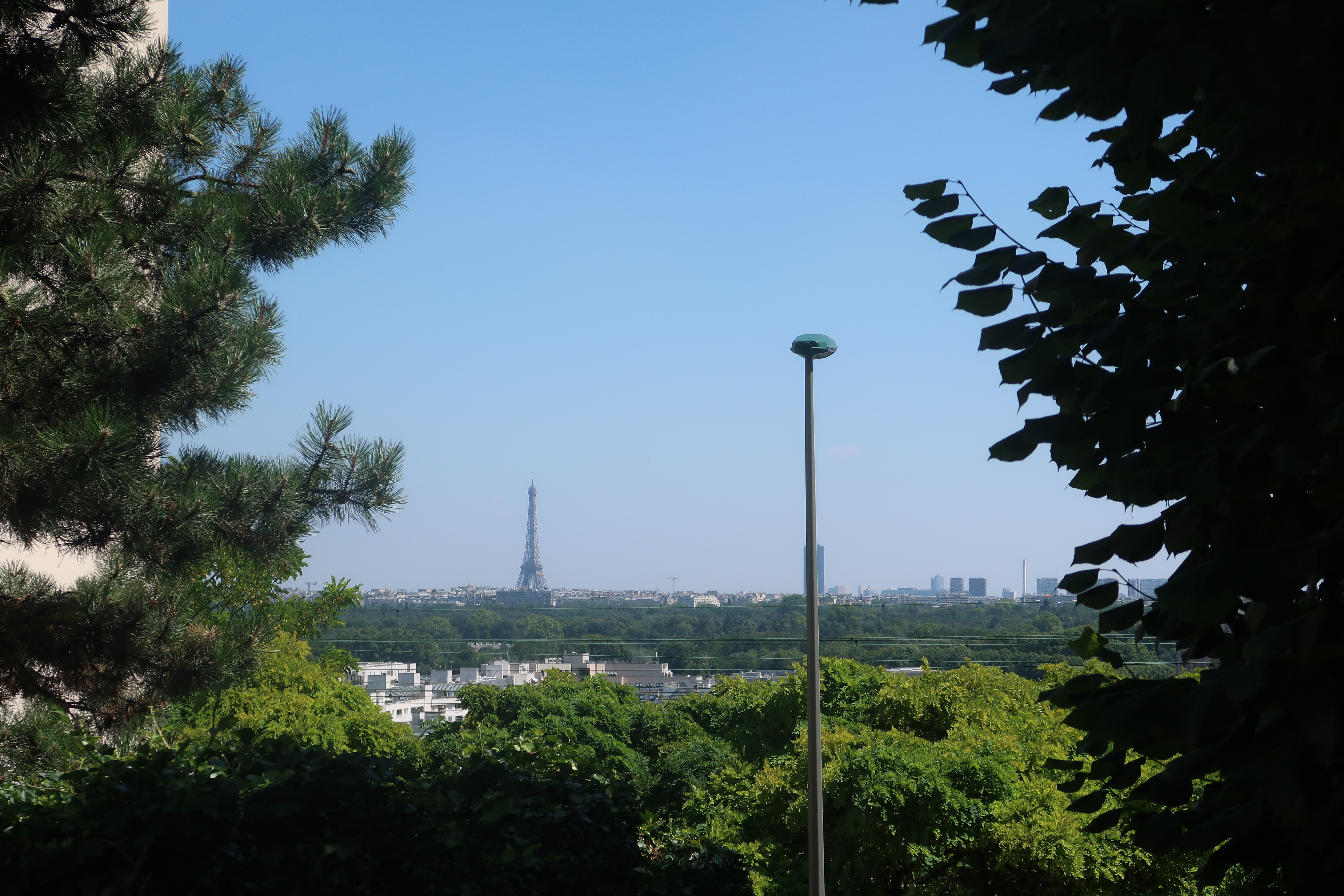
Vue depuis les coteaux de Suresnes, au niveau de la ligne de chemin de fer, offrant un vaste panorama sur Paris aux voyageurs de ce nouveau moyen de transport.

Parmi les premiers voyageurs point un enthousiasme sur la vue qu'embrasse Suresnes. L'un d'eux témoigne : « Le coup d'œil continue d'être aussi admirable que celui que nous avons essayé de décrire précédemment et est certainement un de plus beaux des environs de Paris. En tournant le dos au calvaire, on aperçoit la Seine depuis le pont de Neuilly, jusqu'à celui de Saint-Cloud dans une longueur de plus de deux lieues, sur l'autre rive, le bois de Boulogne se déroule comme un riche tapis de verdure et laisse voir derrière lui Paris qu'on embrasse d’un coup d'œil et dont on distingue les monuments, depuis l'Arc de Triomphe qui s'élève à gauche comme le géant de la gloire, jusqu'au dôme des Invalides qui se termine à droite ».
Grâce à une dotation départementale, le cimetière Carnot est agrandi et, en 1841, un plan d'ensemble des travaux est présenté, après que le maire ait constaté que « les constructions nouvelles se multipli[ent] à Suresnes » : il faut notamment moderniser la voirie, toujours dans un état lamentable, ainsi que l'école. Cependant, l'opposition des habitants fait échouer le projet. Plusieurs demeures bourgeoises, dotées de beaux jardins et situées en périphérie du village, disparaissent lors du percement du boulevard de Versailles (depuis 1944 boulevard Henri-Sellier),. Grâce à l'aide de secours du ministère de l'Intérieur, la commune peut acquérir une propriété afin de rassembler la mairie, le corps de garde, la prison et les écoles dans un endroit plus convenable. En 1843, plusieurs citoyens demandent la permission de créer une compagnie de voltigeurs à Suresnes, ses effectifs indiquant que la part d'habitants nés à l'extérieur de la commune augmente, ce qui permet donc de mesurer l'importance des apports externes dans l'accroissement de la population.

### Forteresse du mont Valérien

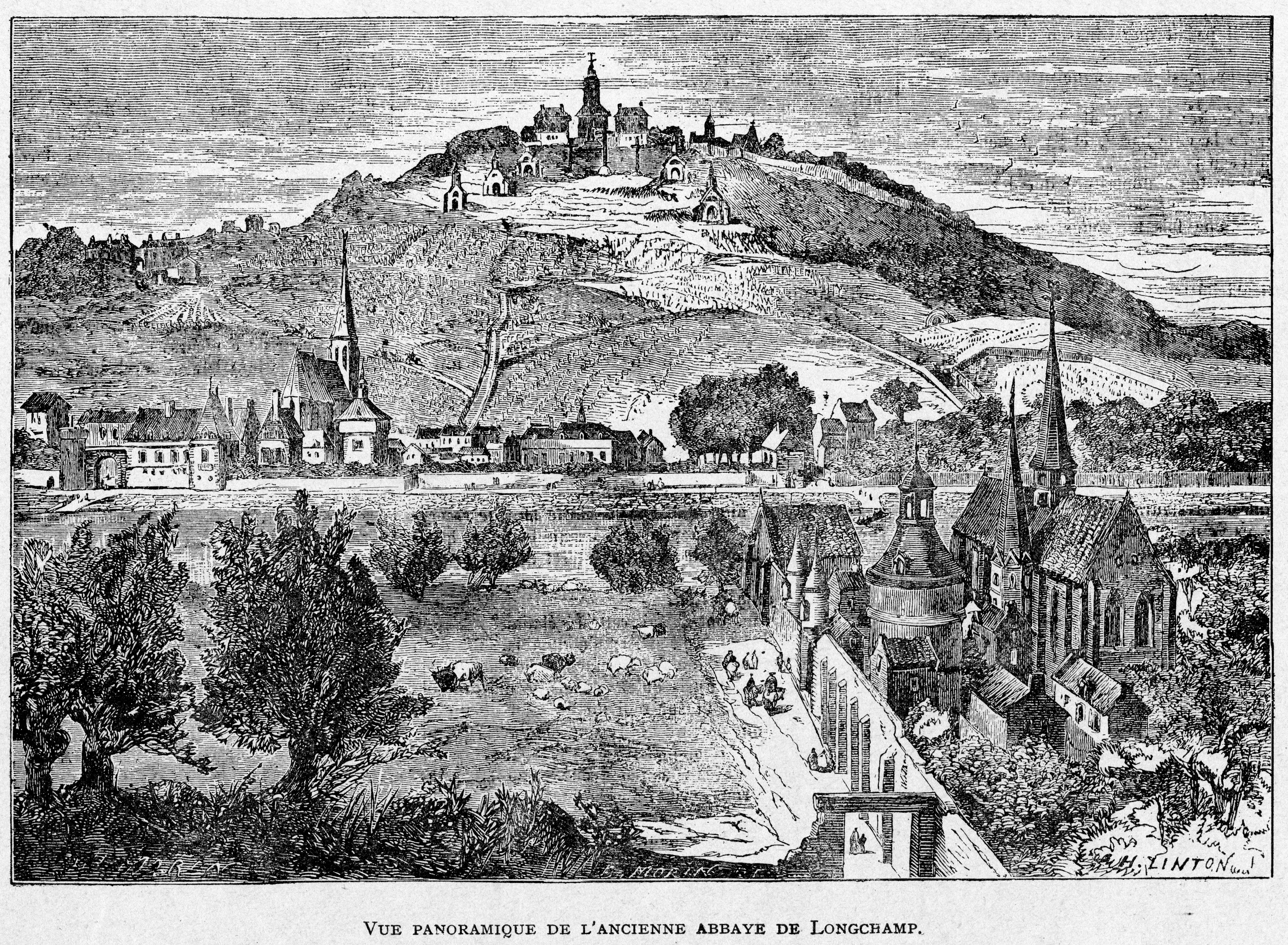
Gravure d'Edmond Morin présentant les ruines de l'abbaye de Longchamp, avec Suresnes et le calvaire du mont Valérien en arrière-plan, avant sa conversion en forteresse.

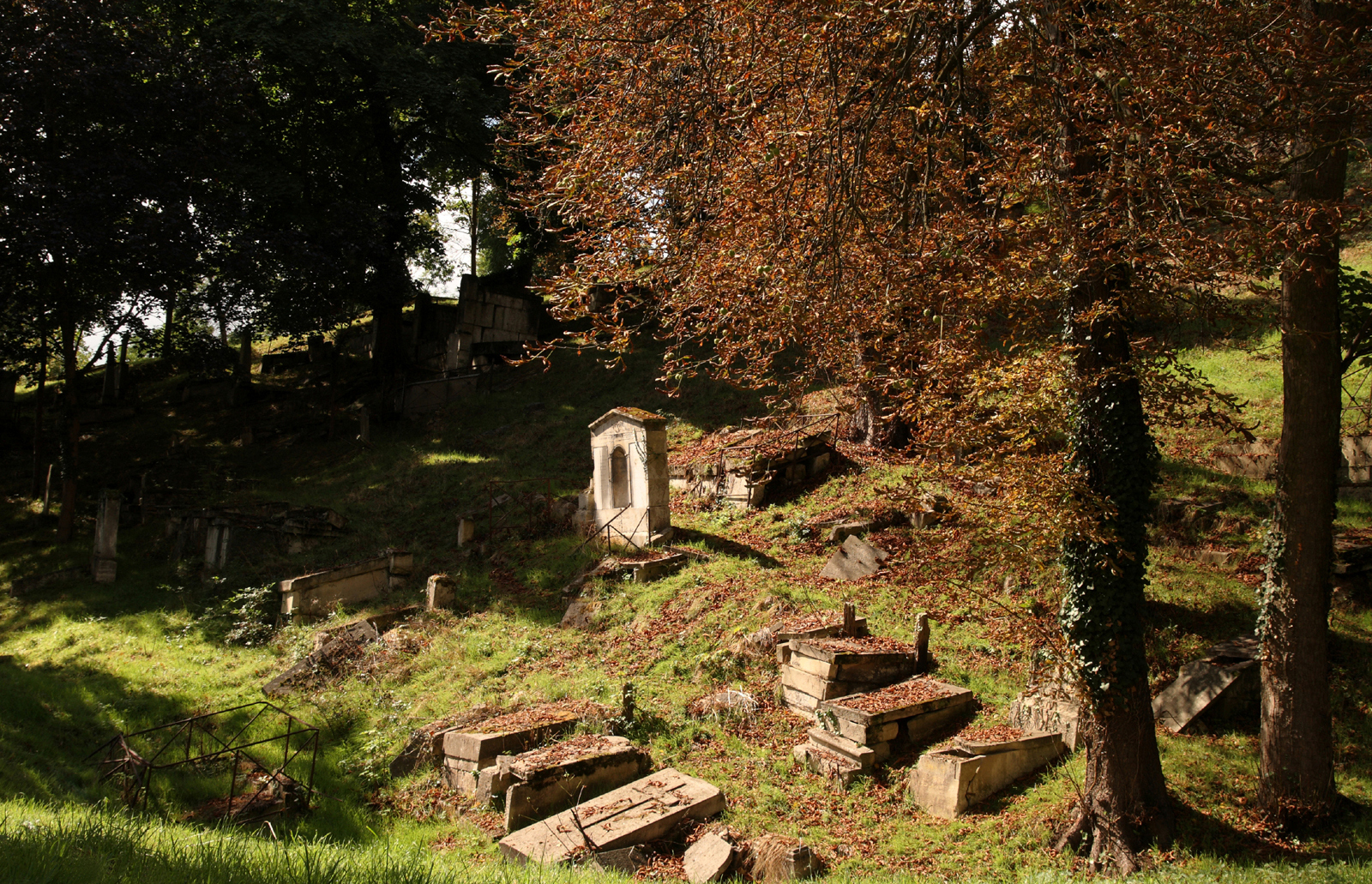
Le cimetière abandonné du mont Valérien, dans l'enceinte du fort, est conservé tel quel depuis les années 1830.

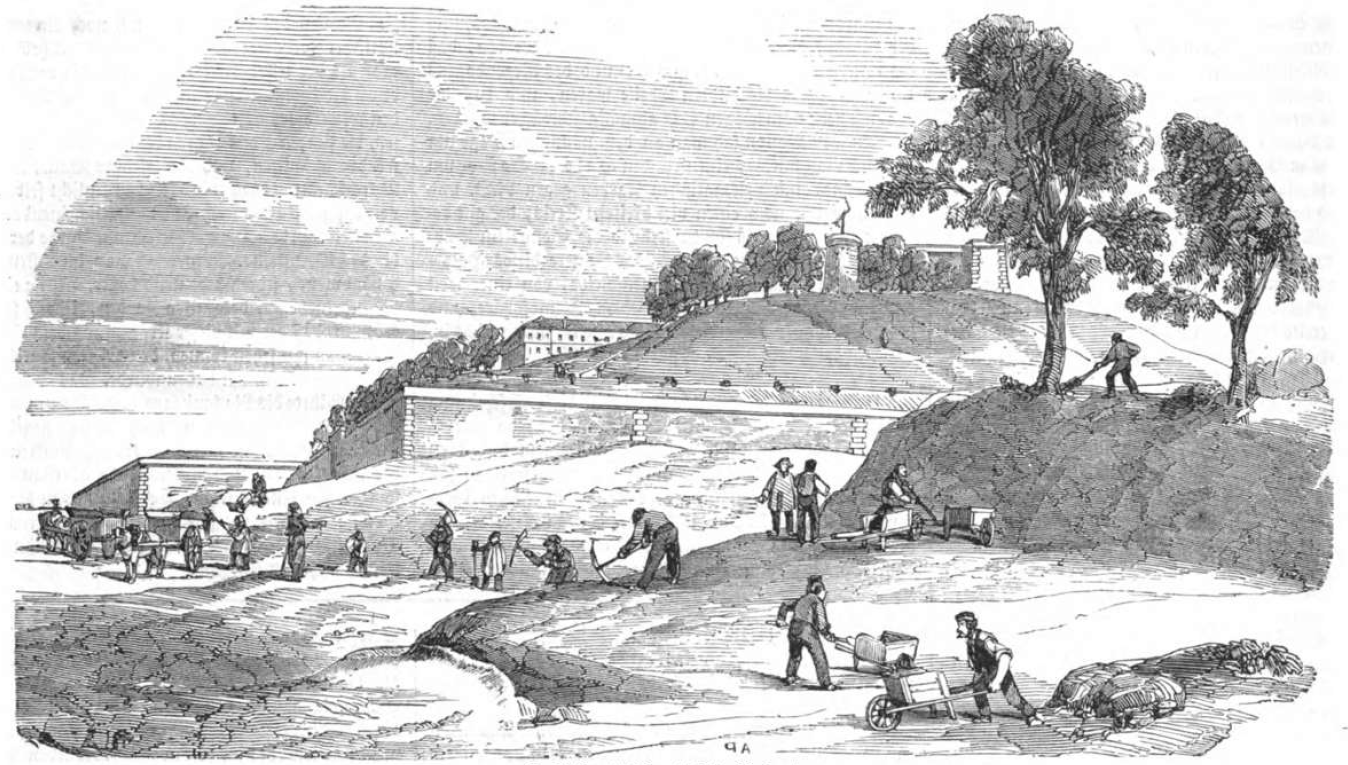
Le mont Valérien en travaux en 1843, qui fait suite à la destruction définitive des bâtiments religieux. On remarque le télégraphe de Chappe en haut à droite.

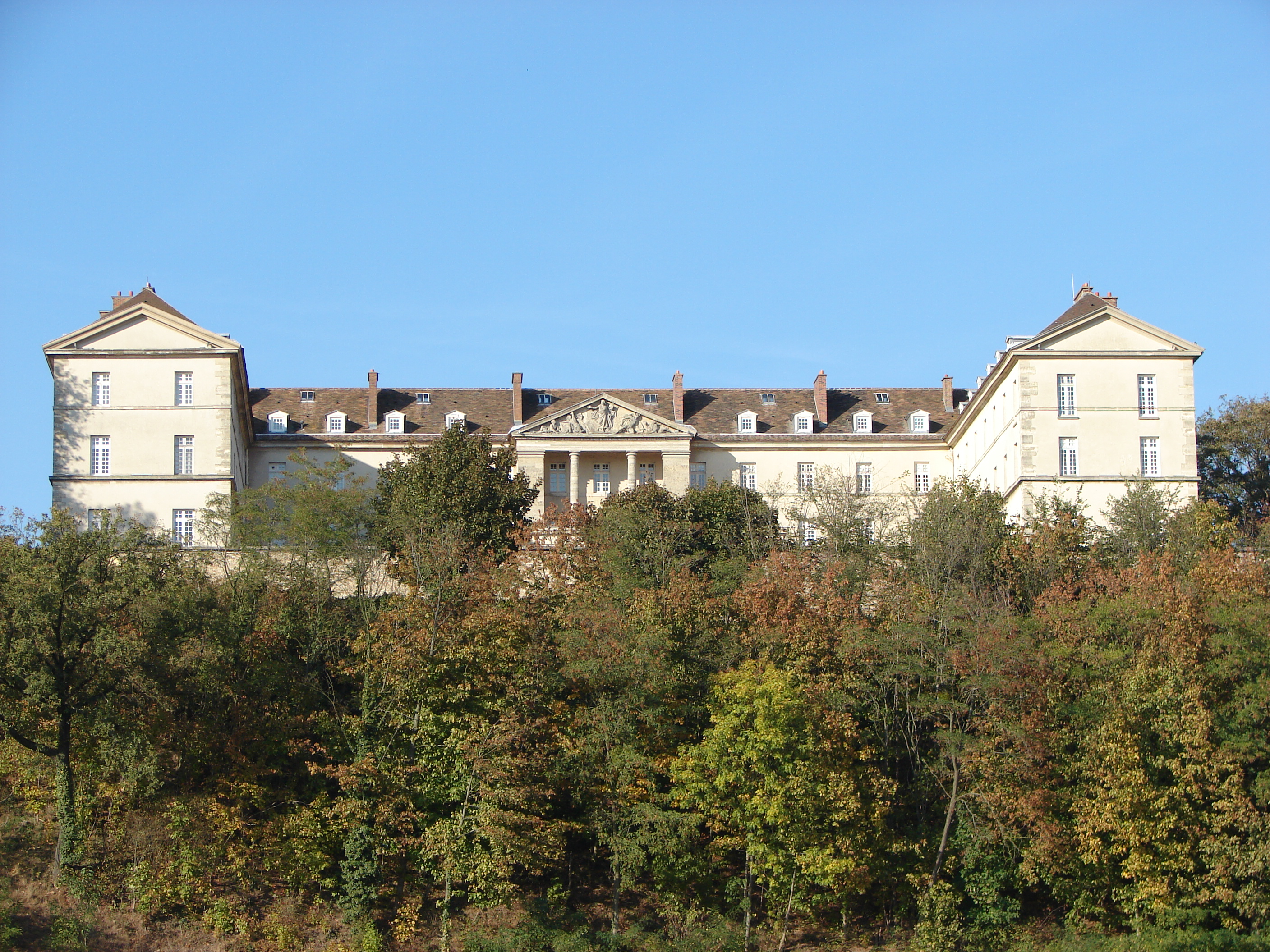
La forteresse : il s'agit des bâtiments élevés en 1812, une nouvelle caserne étant créée derrière eux lors des travaux des années 1840.

La révolution de 1830 avait chassé l'abbé de Forbin-Janson et dispersé les missionnaires installés au calvaire, soutiens des légitimistes, et les bâtiments étaient depuis tombés en ruine. C'est la fin définitive des pèlerinages du mont Valérien. Les trois croix, qui avait déjà été brisées sous la Première République, sont envoyées près de l'actuelle basilique parisienne du Sacré-Cœur, dans le cimetière de l'église Saint-Pierre. Les tableaux de l'église du Calvaire sont vendus, celle de Saint-Germain-en-Laye et celle de Saint-Symphorien à Versailles se portant acquéreurs,.
Bâtie au début des années 1610 sur les plans de l'architecte Autissier pour l'ermite Séraphin de Noüe, à la demande de la reine Marguerite de Navarre, une crypte serait le dernier témoignage architectural du calvaire à avoir été conservé. Elle se présente comme une voûte annulaire reposant sur un pilier central à l'intérieur, alors qu'à l'extérieur, un pignon porte une cloche baptisée Jeanne d'Arc par les troupes du 8e régiment de transmission, car celle-ci compte parmi les patronnes de l'unité, ayant également « reçu » des voix. Elle sera reconvertie en réserve alimentaire de l'armée puis en chapelle en 1954,. Il se trouve là par ailleurs le cimetière du Mont-Valérien, créé par Forbin-Janson en 1823. Il est destiné à l'élite aristocratique contre-révolutionnaire, qui ne souhaitait pas se faire enterrer dans les grands cimetières parisiens construits lors de la période napoléonienne, ouverts à tous, qu'importe l'origine sociale ou la religion et préfère donc ce lieu sacré. Y sont enterrées plusieurs personnalités, comme les maréchaux Charles du Houx de Vioménil et Louis Aloÿs de Hohenlohe-Waldenbourg-Bartenstein, les évêques Sébastien-Michel Amelot et Étienne Antoine Boulogne ou encore la peintre Marie-Guillemine Benoist. Il est fermé en même temps que le calvaire en 1830, mais les émigrés de la période révolutionnaires ont le privilège de toujours pouvoir y être inhumés. Il recueille aussi les corps des deux anciennes églises du Calvaire. L'abbé l'avait créé pour financer l'église néo-byzantine qu'il projetait, les concessions étant l'objet d'importantes transactions financières. Il y a deux zones, pour les laïcs (Nord-Saint-Joseph, d'imposantes tombes en pierre) et pour les religieux (Midi-Notre-Dame-des-Sept-Douleurs, de simples croix en bois, regroupant également les sépultures des anciens ermites déplacées à la suite des travaux de 1812), séparées par l'escalier construit à partir de 1780. Le cimetière a connu un grand succès, malgré son prix élevé, concurrençant même le Père-Lachaise et le cimetière de Picpus. Situé dans l'enceinte militaire, il est depuis abandonné, la municipalité l'évoquant de nos jours comme le « cimetière romantique » de Suresnes.
La fermeture du calvaire et du cimetière portent un coup à l'activité commerciale de Suresnes (notamment pour le bac), conduisant le maire à s'en plaindre. Mais en 1841, Adolphe Thiers décide d'entourer Paris de fortifications, le mont Valérien étant retenu pour abriter un ouvrage militaire, dont la construction se termine en 1844, pour un coût de 4,5 millions de francs. Le général Dode de la Brunerie dirige les travaux. Les vestiges religieux sont définitivement détruits pour faire du mortier et une caserne est construite sur 23 hectares. La petite crypte, le cimetière et le château de Forbin-Janson sont donc désormais situés à l'intérieur du fort et, comme le bâtiment de 1812, interdits au public. Les anciennes carrières du mont sont comblées. Le fort, qui peut loger 1 500 hommes d'infanterie et un personnel d'artillerie (60 canons), abrite deux casernes pour la troupe et des réserves d'armes et de munitions. Des remparts sont édifiés autour des bâtiments militaires, avec des douves et un corps de garde. La forteresse se trouve alors à la fois sur les territoires des communes de Rueil-Malmaison, Nanterre et Suresnes mais, à la suite d'une requête, Suresnes obtient que le périmètre de la forteresse soit uniquement de son ressort, dans la mesure où le bâtiment remplaçait des terres majoritairement suresnoises, que les routes stratégiques passaient par elle ou encore que la poterne appartenait à Suresnes. La décision est entérinée par une loi de l'Assemblée nationale votée le 31 juillet 1850 et promulguée le 9 août 1850. C’est la seconde annexion d'importance de Suresnes, après le « pas Saint-Maurice » sous la Convention,. La ville subit quelques autres modifications au niveau de son territoire : le 10 juin, M. de Laurencin demande à faire admettre un chemin de sa propriété comme rue de Suresnes : d’abord rue Sainte-Apolline, elle devient la rue Berthelot. Par ailleurs, le baron de Rothschild offre 5 000 francs pour acheter les derniers prés que Suresnes possède sur l’île de Puteaux. C’est ainsi la fin des « biens communaux » que la ville possédait à cet endroit.
Afin de permettre aux convois militaires d'accéder au fort, une route stratégique est aménagée de 1844 à 1855 : il s'agit des actuels boulevard Washington et De-Lattre-de-Tassigny. Pendant la construction de la forteresse, le château de Forbin-Janson, situé sur le mont, accueille les ingénieurs chargés de superviser les travaux puis, une fois ceux-ci terminés, l'état-major et enfin le mess des officiers. Des guinguettes se multiplient par ailleurs sur ces hauteurs pour les ouvriers.
En mai 1844, un dénommé Blanchet demande l'autorisation d'installer une usine à gaz à Suresnes, nouveau signe de la transformation du village en cité urbaine. En contrepartie, il s'engage à installer six lanternes en ville, système d'éclairage étendu par la suite à d'autres endroits. À la demande des habitants, la compagnie de sapeurs-pompiers est rétablie après décision du conseil municipal le 9 juin 1845. Jusque-là, seule la pompe avait été maintenue pour les cas de sinistres. Elle est supprimée par décision préfectorale le 1939 et remplacée en 1951 par le régiment des sapeurs-pompiers de Paris, dont la permanence se trouve à la mairie de Puteaux. Des incidents éclatent à Suresnes après les élections de 1846 et Jeanne, le maire, doit quitter son poste, Lamarre étant désigné par le préfet pour le remplacer à partir du 21 juin 1846, Sentou lui succédant en février 1847 dans les mêmes conditions. Le 27 mai 1847, le notaire de Saint-Andrieu, est nommé maire.
Suresnes reste sous la monarchie de Juillet un village qui supporte toujours de lourdes charges, son bureau de bienfaisance constatant « la cherté des vivres, le chômage grandissant et le nombre croissant de familles indigentes ».

## Deuxième République

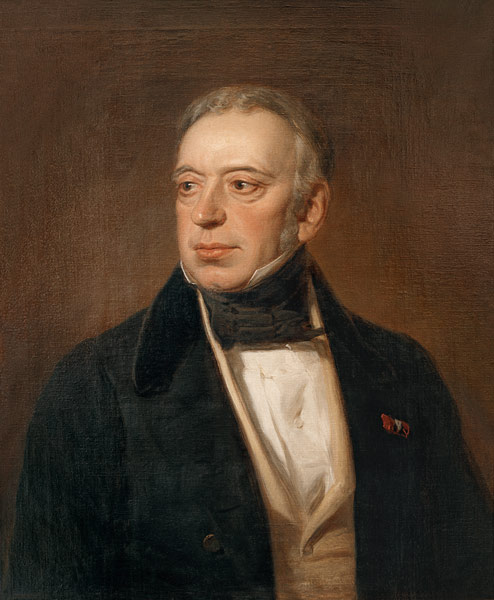
Le banquier Salomon de Rothschild, dont le château suresnois est détruit pendant la révolution de 1848.

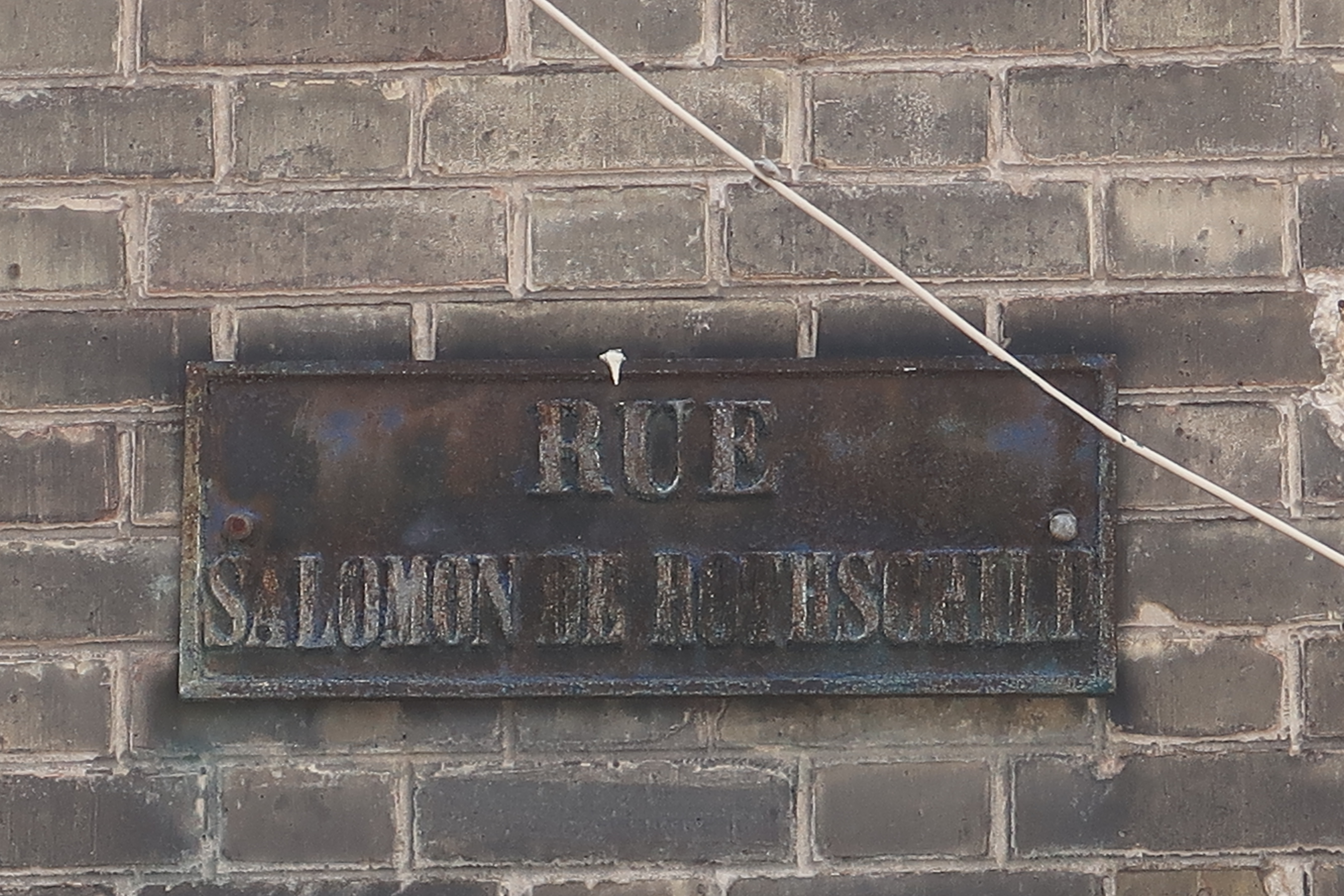
Plaque de la rue Salomon-de-Rothschild, qui lui rend hommage, au niveau de son ancienne propriété.

Durant la révolution de 1848, le 25 février, des hommes se rassemblent place de Puteaux, hurlent des cris hostiles envers la famille Rothschild et manifestent leur intention d'aller chercher des armes et des munitions au mont Valérien, où ne stationnent que 30 hommes de la Garde nationale de Suresnes (avec des fusils sans cartouche). Devant le château des Rothschild, ils profèrent des menaces. Le maire de Suresnes leur donne des armes en espérant que cela les calmera, mais ils continuent à s'enhardir pour gagner le fort, les gardes nationaux n'intervenant pas pour maintenir l'ordre. Arrivés sur le mont, les émeutiers s'emparent d'uniformes et d'armes, reviennent dans le village, place Henri-IV, une partie d'entre eux arrivant ensuite à s'introduire dans le parc des Rothschild, y massacrant des animaux rares et pillant la demeure avant de l'incendier. Un procès a lieu par la suite et 22 émeutiers sont condamnés. À noter que le château royal de Neuilly est incendié au même moment, les vandales étant également sous l'influence de la boisson. Rothschild poursuit en vain la commune, son domaine restant alors abandonné : ne demeure qu'un parc avec son chalet suisse, son lac entouré de saules, une orangerie, une serre et une bergerie, le château ayant disparu. Les végétaux rares sont transportés dans la propriété de son frère James de Rothschild à Boulogne. Le parc devient ensuite un endroit où les enfants de Suresnes viennent régulièrement jouer, puis il est remplacé par des usines à la fin du XIXe siècle.
La Garde nationale de Suresnes rejoint celle de Paris durant les violentes journées des 23 au 27 juin, mais sans perte humaine. Le maire est cependant tenu de signaler les numéros des maisons où l'insurrection avait trouvé des points d'appui, le sous-préfet notant que « ces renseignements ne doivent pas être perdus pour l'avenir ». Durant le reste de la révolution, la commune doit payer la nourriture des hommes qui gardent le fort ainsi que le pain des ouvriers qui travaillent dans les ateliers nationaux.
Un an après son instauration, l'anniversaire de la Deuxième République est célébré à Suresnes lors d'une cérémonie, le gouvernement allouant 150 francs à distribuer aux pauvres. Le 21 février 1850, une cérémonie similaire a lieu, cette fois-ci en mémoire des citoyens morts durant la révolte. La volonté de Louis-Napoléon Bonaparte d'avoir une armée de métier bien entraînée entre en concurrence avec la gendarmerie, considérée comme plus sûre, alors que la Garde nationale, dont celle de Suresnes, perd de l'importance. À la présentation du budget de l’année 1853 est prévue l’affectation d’un cantonnier à l'entretien régulier de la voirie de Suresnes, nouveau progrès vers la salubrité des rues.
Un pont suspendu, le premier de l'histoire de Suresnes, est inauguré en 1842. À l'époque, des plaintes affluent concernant la difficulté pour les voitures passant par Suresnes de rejoindre Rueil puis Saint-Germain, notamment à cause de la forte pente de la rue de la Tuilerie, le boulevard de Versailles n'étant toujours pas percé. En 1853, la compagnie de MM. Fluteaux, Dansac et Cie remplace celle de Blanchet pour la fourniture du gaz à Suresnes, dont l'usine se trouve au bord de la Seine, à la frontière avec Saint-Cloud.

## Second Empire
Lors du coup d'État du 2 décembre 1851, le prince Louis Napoléon s'octroie davantage de pouvoirs. Le 10 octobre suivant, le conseil municipal de Suresnes lui adresse « l'expression de son éternelle gratitude pour les services qu’il a rendus à la France le 2 décembre 1851, en la sauvant des malheurs dont elle était menacée ». Pour la proclamation de l'Empire, le 2 décembre suivant, des gradins avec des baldaquins et des tapisseries sont édifiés en vue d'une cérémonie, en présence des officiers du fort et avec une distribution d'argent et de vivres pour les pauvres.
À l'époque, beaucoup d’habitations comptent des puits forés dans leurs caves ou jardins, bien que certains soient considérés avec suspicion, des Suresnois en profitant pour y faire évacuer leurs eaux usées. Pour les besoins importants, un système de distribution d'eau de la Seine avait été mis en place par des commerçants, qui remplissaient des tonneaux et passaient ensuite dans le village, chaque habitant utilisant un filtre en faïence pour l’épurer. En 1853, un projet est même proposé au maire pour créer des canalisations, des égouts et des bornes-fontaines mais il n'a pas de suite. Le citoyen Tournemire, qui possédait un établissement de bains réputé, avec chaudière à vapeur, obtient pour sa part l'autorisation d'installer une canalisation pour puiser l'eau du fleuve.
La structure urbaine de Suresnes continue à se modifier : outre la destruction du domaine de Rothschild, Pagès abandonne en 1854 sa propriété voisine, dont le parc est morcelé, la partie nord de la commune devenant dès lors constructible (une demande d'établissement de fabrique de bougies a lieu dès le mois de décembre). Près de la voie de chemin de fer construite en 1839, les propriétaires et vignerons commencent à vendre les terrains, sur lesquels des Parisiens de la petite bourgeoisie édifient des villas qui bénéficient d'une belle vue sur la capitale et d'un air plus pur. Cet attrait est renforcé par le développement des guinguettes, fréquentées par les habitants de la capitale et la garnison du fort, engendrant parfois des troubles liés à l'ivresse,.

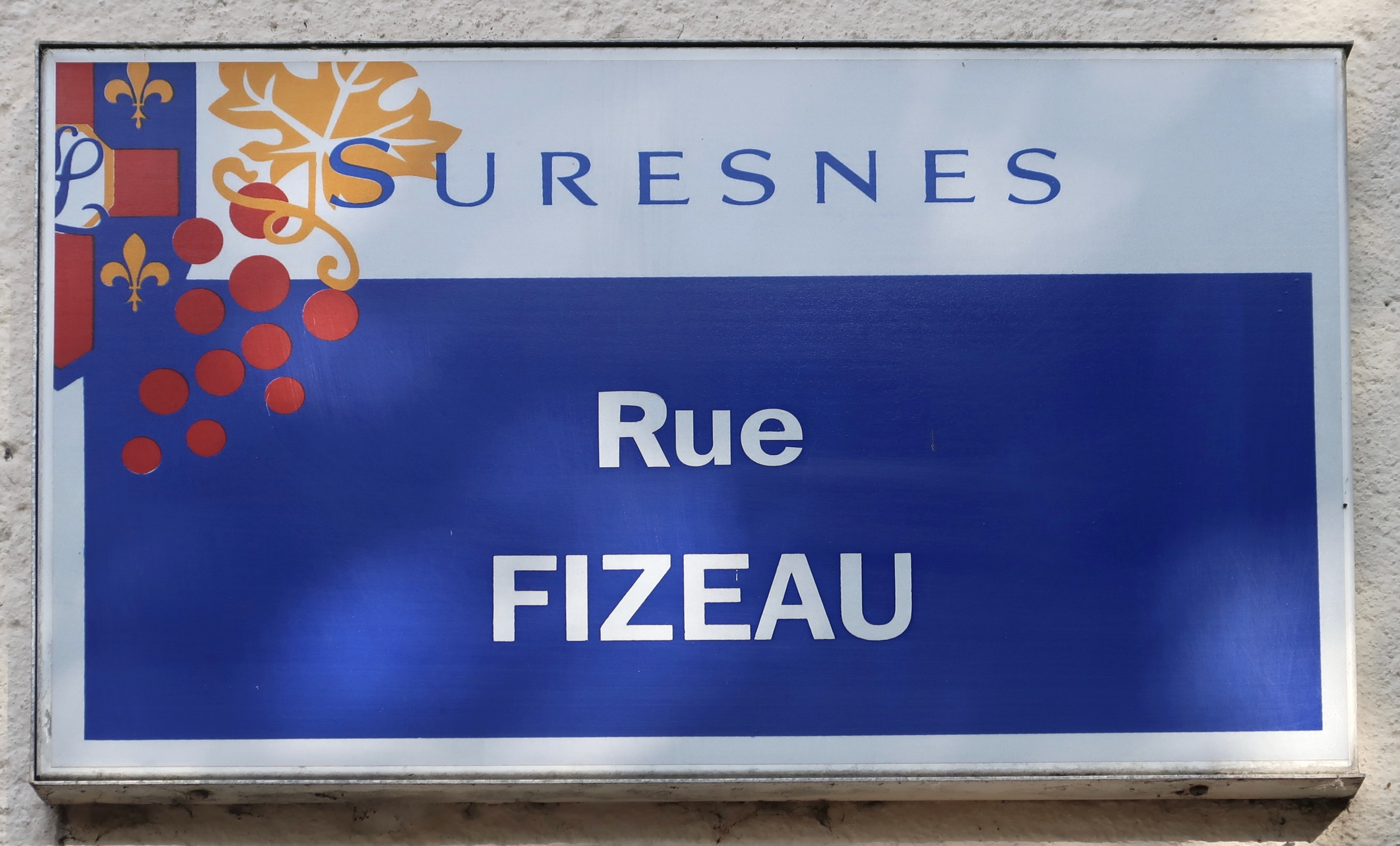
Plaque de la rue Fizeau, qui rend hommage au physicien qui réalisa une de ses expériences scientifiques à Suresnes.

La population scolaire poursuit sa croissance, notamment en raison de l'installation des usines et donc du nombre d'ouvriers. De 1 500–1 600 habitants au début des années 1830, Suresnes en compte en 1856-1857 2 032, dont 500 ouvriers et commerçants. Le nombre de vignerons diminue, alors que celui des marchands de vin triple. En 1854, la commune fait l'acquisition de la maison de campagne du professeur de médecine Louis Aimé Fizeau, afin de l'aménager en mairie à partir de l'année suivante. En 1849, son fils, le savant Hippolyte Fizeau y avait réalisé la première mesure terrestre sur la vitesse de la lumière : il avait installé un appareil émettant des rayons lumineux dans un clocheton au sommet de l'édifice, pour les refléter dans un miroir placé à plus de 8 km, sur la butte Montmartre. L'acquisition de cette maison par la municipalité libère le bâtiment de l'ancienne mairie, ce qui permet d'accroître l'espace dévolu aux élèves de l'école. Devant le lourd coût financier du projet, des droits d'octroi de produits alimentaires sont établis en 1855 pour dix ans. L'état de conservation de l'église Saint-Leufroy est également alarmant et on projette déjà, 50 ans avant que cela ait effectivement lieu, de la détruire pour la reconstruire ailleurs. En octobre 1855, un arrêté du maire indique que le balayage des rues a désormais lieu cinq fois par semaine. La municipalité fait aussi agrandir les voies et en 1857, le macadam est installé sur plusieurs rues.

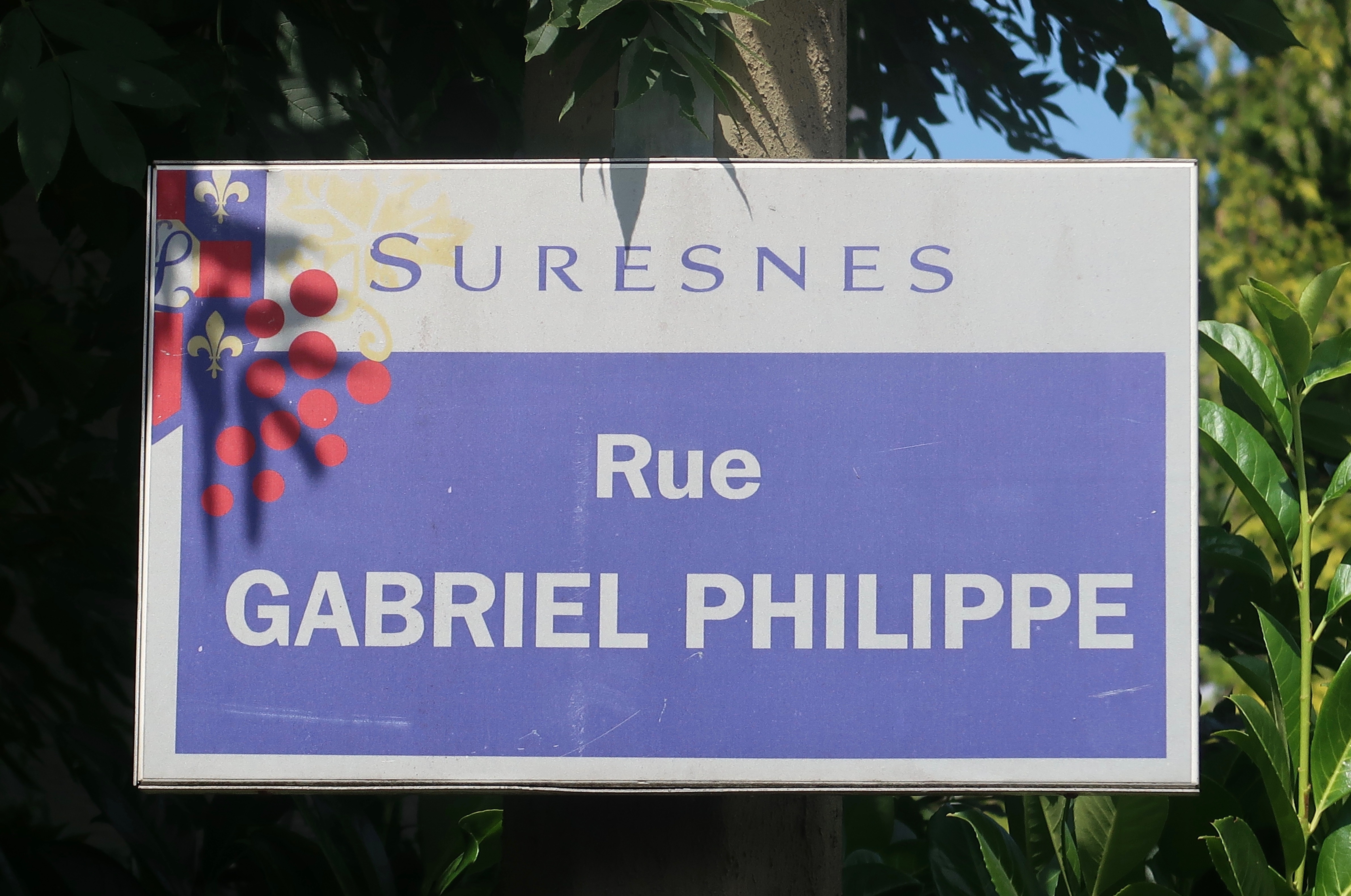
Plaque de la rue Gabriel-Philippe, en hommage au maire en fonction de 1850 à 1860.

Le 10 janvier 1860, Delaunay est nommé maire de Suresnes, succédant à Gabriel Philippe. Pour la première fois, il donne une structure stable à la municipalité, en s'adjoignant les services d'un secrétaire de mairie. Sous sa mandature, les gendarmes sont chargés du maintien de l'ordre à la place de la Garde nationale. Il s'agit notamment de répondre aux troubles causés par les Parisiens venus ripailler. Le maire prévoit aussi de grands travaux d'urbanisme au coût d’environ 216 000 francs, espérant qu'une partie serait financée par une subvention ainsi que des modifications des taxes d'octroi.
Devant l'augmentation du nombre d'ouvriers et au vu des logis insalubres qu'ils habitaient souvent, couplés à la maladie et à l'instabilité de l’emploi, une société de secours mutuel est créée le 20 octobre 1863. Des cours du soir pour les ouvriers (imitation de l'Association philotechnique) sont également mis en place ainsi qu'une bibliothèque municipale dans une salle de la mairie. Le 13 février 1865, le premier marché de Suresnes est créé rue du Bac. Actif le mercredi et le samedi, il constitue une innovation importante dans le développement de la commune. En 1864, un accord est trouvé afin de créer une usine de pompage, située en bas de la rue Pagès. En 1865, la compagnie de gaz Fluteau et Danzac est mise en liquidation, sa fourniture étant reprise pour 25 ans par Shopper. La même année un bureau télégraphique privé est installé dans un local annexe de la mairie. En 1868, le cimetière est agrandi,.
Dans la décennie 1860, le nombre d'élèves est toujours plus nombreux, amenant à de nouveaux aménagements scolaires provisoires. Pour les classes de garçons, la bibliothèque municipale est réquisitionnée et une salle provisoire est construite à la place du préau. La construction de nouvelles écoles n'est pour l'instant pas à l'ordre du jour. Quant à l’école de filles, elle est tenue, comme pour l'asile, par des bonnes sœurs. Le 21 février 1869, à l'exemple de communes voisines, au vu de la population ouvrière grandissante et du fait que plus de la moitié des 267 élèves en bénéficiait déjà, la gratuité de l'enseignement est étendue à tous.

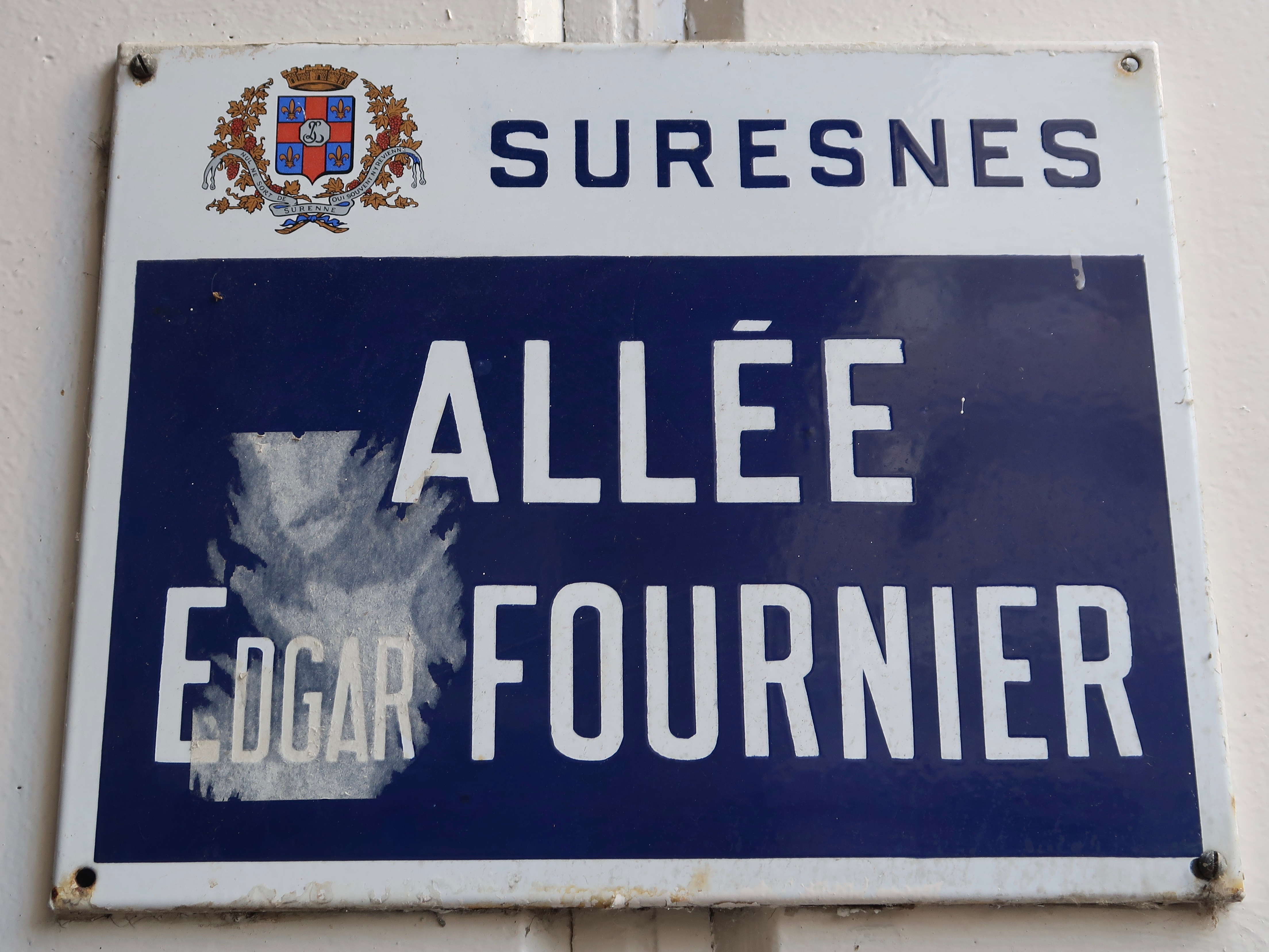
Plaque de l'allée Edgar-Fournier, en hommage au premier historien de Suresnes.

En 1860, Paris annexe les villages de l’ancienne banlieue. Un grand nombre d'industriels reporte alors leurs entreprises dans des villages périphériques, ce qui accroît leurs dépenses en termes d'éducation et de politique sociale pour les indigents, amenant Suresnes à poser la question de la création d'un hospice cantonal. Un plan d'aménagement des rues est par ailleurs décidé, au niveau de la rue des Sceaux d'Eau, de la rue des Clos et ce qui est de nos jours la place Edgar-Fournier, instituteur à l'école Jules-Ferry et premier historien de Suresnes,.
Ayant appris que l'armée allemande avait été renforcée grâce à des réserves entraînées prêtes à rejoindre l'armée régulière en cas de conflit, Napoléon III crée la garde mobile par la loi du 1er février 1869, comprenant des jeunes gens généralement célibataires. À Suresnes, cela concerne 35 hommes.
Fin 1868, la baronne Betty de Rothschild, qui avait hérité du terrain de son père, fait ouvrir quatre voies dans le parc de l'ancien château, dont les actuelles rues Salomon-de-Rothschild (avec l’accord du maire, « comme hommage rendu à la mémoire de ce personnage qui, pendant son séjour à Suresnes, a été constamment la providence des pauvres de cette commune ») et Benoit-Malon (alors rue du Cèdre). Dans les dernières années de l'Empire, le projet de construction d'une route qui mènerait plus aisément vers Rueil (le futur boulevard de Versailles) est retenu, ce qui conduit à des destructions de voies en mauvais état ainsi que d'une grande partie du presbytère. Les travaux commencèrent avant la guerre, furent interrompus et reprirent ensuite.

## Guerre de 1870-1871 et Commune de Paris
Pour un article plus général, voir Guerre franco-allemande de 1870.

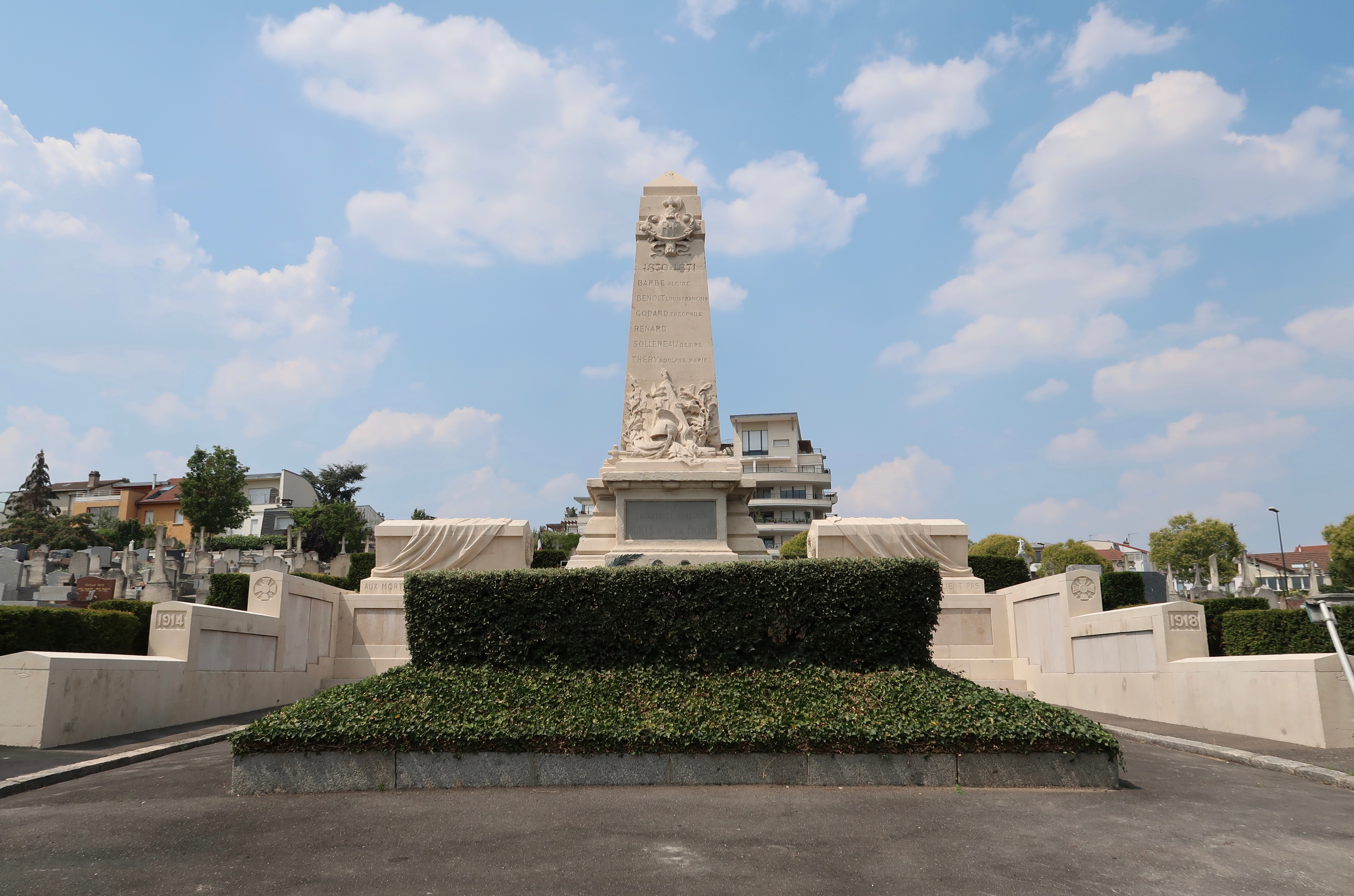
Monument dans le cimetière Voltaire, en mémoire des soldats de la guerre de 1870-1871, lors de laquelle Suresnes est le lieu de plusieurs affrontements.

En 1870, Suresnes compte déjà 5 000 habitants, en incluant la garnison du fort. Le 7 avril, Jacques Lecourt est nommé maire, invitant lors de la séance du 27 juillet la population à « soulager les misères de nos troupes et que notre générosité soit à la hauteur de l'héroïsme de nos soldats ». Une cause patriotique est donc créée, afin d'aider les parents des soldats mobilisés et de constituer une réserve pour plus tard à destination des malades et des blessés. Le 7 août, Sentou lui succède au poste de maire. La garnison du mont Valérien ayant rejoint l'Est de la France, le fort est occupé par des gardes mobiles de Versailles. Une loi impose à tous les citoyens non membres de l'armée de faire partie de la Garde nationale sédentaire : à Suresnes, cela concerne surtout des ouvriers, qu'une subvention de la mairie permet d'habiller. À plus grande échelle, cela donne surtout l’impression de troupes improvisées, sans lien entre elles et indisciplinées. Après la défaite de Sedan, les Prussiens déferlent sur Paris. Les gardes nationaux de Suresnes, ceux de Nanterre et de Puteaux forment alors le 37e bataillon, chargé d'occuper le secteur des Ternes, sous les ordres du contre-amiral Quillet, où ils demeurent jusqu'à l'armistice. Le fort est lui occupé par des mobiles des camps de Saint-Maur, bientôt remplacés en raison de leur indiscipline par le régiment de mobiles de Nantes et de Saint-Nazaire. L'arrivée des Allemands et des troupes françaises en déroute se manifeste très concrètement pour Suresnes : « Dans des charrettes, désarmés, déguenillés, découragés, les rescapés de Sedan s'acheminent vers Versailles, où l’on recueillait ces tristes débris de nos beaux régiments » écrit ainsi G. Moussoir, auteur de Six mois au Mont Valérien. Parallèlement, un certain nombre de Suresnois gagnent Paris, pensant être protégés par les fortifications de Thiers. La municipalité favorise cet exode, encourageant même à évacuer les fourrages et les céréales. Une mairie provisoire des réfugiés est installée au 31 rue d'Anjou (près de la Madeleine et de la rue de Surène, étrange coïncidence note René Sordes), dans un appartement loué par la mairie à Madame d'Andrezel (pour les actes d'état civil, les secours, les laissez-passer, etc.).

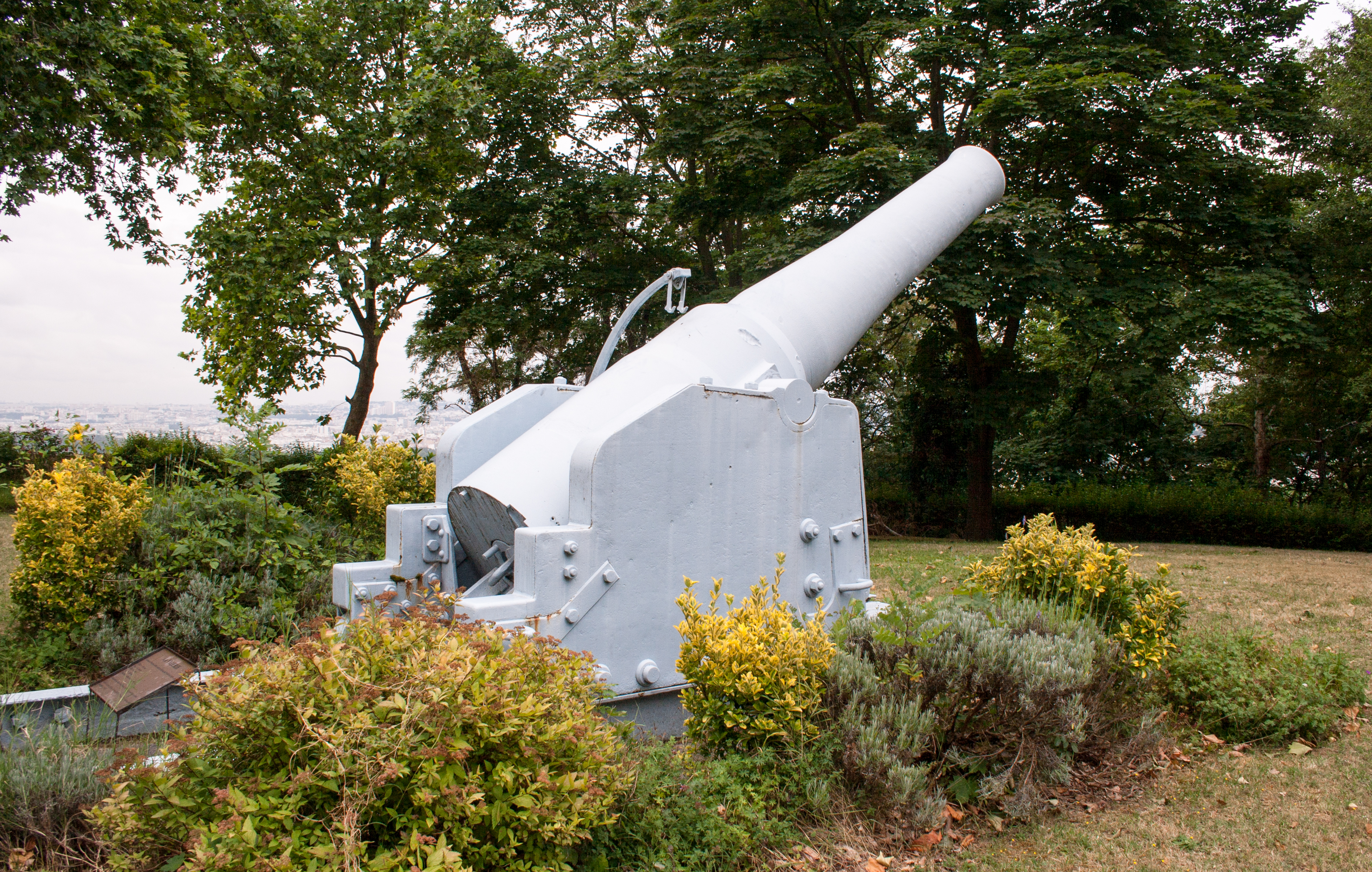
Le canon La Valérie, situé dans le fort, tira sur plusieurs positions prussiennes.

À partir du 10 septembre, Suresnes est occupé par des soldats. Ils campent au château de la Source ainsi que dans une usine de teinturerie. Le 18, le génie fait sauter le château des Landes car il est situé sur le terrain militaire du mont Valérien et gêne les batteries du fort pour voir le château de Saint-Cloud, où se trouve l'état-major prussien. 108 pièces d'artillerie sont placées devant le fort. Le 9 octobre, un détachement de la Garde nationale de Suresnes, alors aux Ternes, vient en ville ramasser du bois et des pommes de terre pour le bataillon. 50 hommes sont par ailleurs détachés auprès de la municipalité, après que des propriétés aient été pillées. Le lendemain, les obus des canons détruisent la « lanterne de Démosthène » située dans le parc de Saint-Cloud, parce qu'elle aurait pu servir d’observatoire aux Prussiens. Le 17, le maire décide de faire fondre deux des trois cloches de l'église afin de construire un canon qui porterait le nom de Suresnes ; cela n’a pourtant pas lieu et la trace des cloches se perd. Le 21 octobre, de l'autre côté du mont a lieu la bataille de Buzenval, à laquelle participe le général Louis Jules Trochu, qui a plus tôt observé le champ de bataille depuis la forteresse.
Le 26 octobre, la majorité du conseil municipal décide que la direction des écoles et de l'asile seraient désormais confiées à des laïcs et non plus à des religieux. Peu après, le maire se félicite de la bonne santé financière de Suresnes, première fois que cet optimisme apparaît dans les archives. Le 10 novembre, le fort reçoit une pièce de marine de 24, lançant des projectiles de 144 kg avec une portée de 7,5-8 km ; elle est baptisée Valérie. Celle-ci tira jusqu'à la terrasse de Saint-Germain, près du pavillon Henri IV (alors mess des officiers prussiens), sur des bateaux construits à l’île de la Loge, sur le château de Beauregard, la batterie de Breteuil ou encore celle de Meudon. Après 1871, la Valérie est exposée sur une place de Berlin, revient à Paris après le traité de Versailles en 1920, refait le trajet en Allemagne après la victoire hitlérienne puis retourne de nouveau en France en 1945, étant installée dans la cour d'honneur des Invalides et enfin définitivement dans la forteresse. Les archives ne permettent pas de déterminer si le fameux projectile qui aurait atteint le cortège de Guillaume Ier à l'aqueduc de Marly a été tiré par la Valérie. Cette pièce d'artillerie a une « sœur », la Joséphine,,.
Les « moblots », troupes mobiles, maraudent dans les champs de Suresnes afin de ramasser les rares pommes de terre qui restent. Les Parisiens possédant une maison à Suresnes viennent également en rapporter des victuailles. Le 24 novembre, un bataillon des mobiles d’Ille-et-Vilaine est cantonné à Suresnes et y occupe plusieurs maisons. En décembre, la garde du fort est renforcée. La briqueterie de la Croix-du-Roy (de nos jours entrée de la cité-jardin) sert de base à des artilleurs, qui se chauffent avec les échalas de vigne. La vie quotidienne des habitants est très ralentie, comme le raconte Narcisse Meunier : « Nous avons habité Suresnes pendant le siège et nous ne pouvons nous rappeler sans un serrement de cœur l'aspect lamentable de notre pauvre pays ». Les Suresnois sont aussi les témoins des sorties organisées par l'état-major parisien pour tenter de briser l'étreinte prussienne. Le 27 janvier 1871, la France capitule et, deux jours plus tard, le fort est occupé par l'ennemi. Le 1er mars, Guillaume de Prusse traverse la Seine, acclamé par son armée, sur un pont mobile édifié à Suresnes pour gagner Paris, l'ancien pont suspendu ayant été incendié pendant le conflit. Les troupes allemandes occupent ensuite Suresnes : les officiers logent chez l'habitant et les soldats dans des usines.

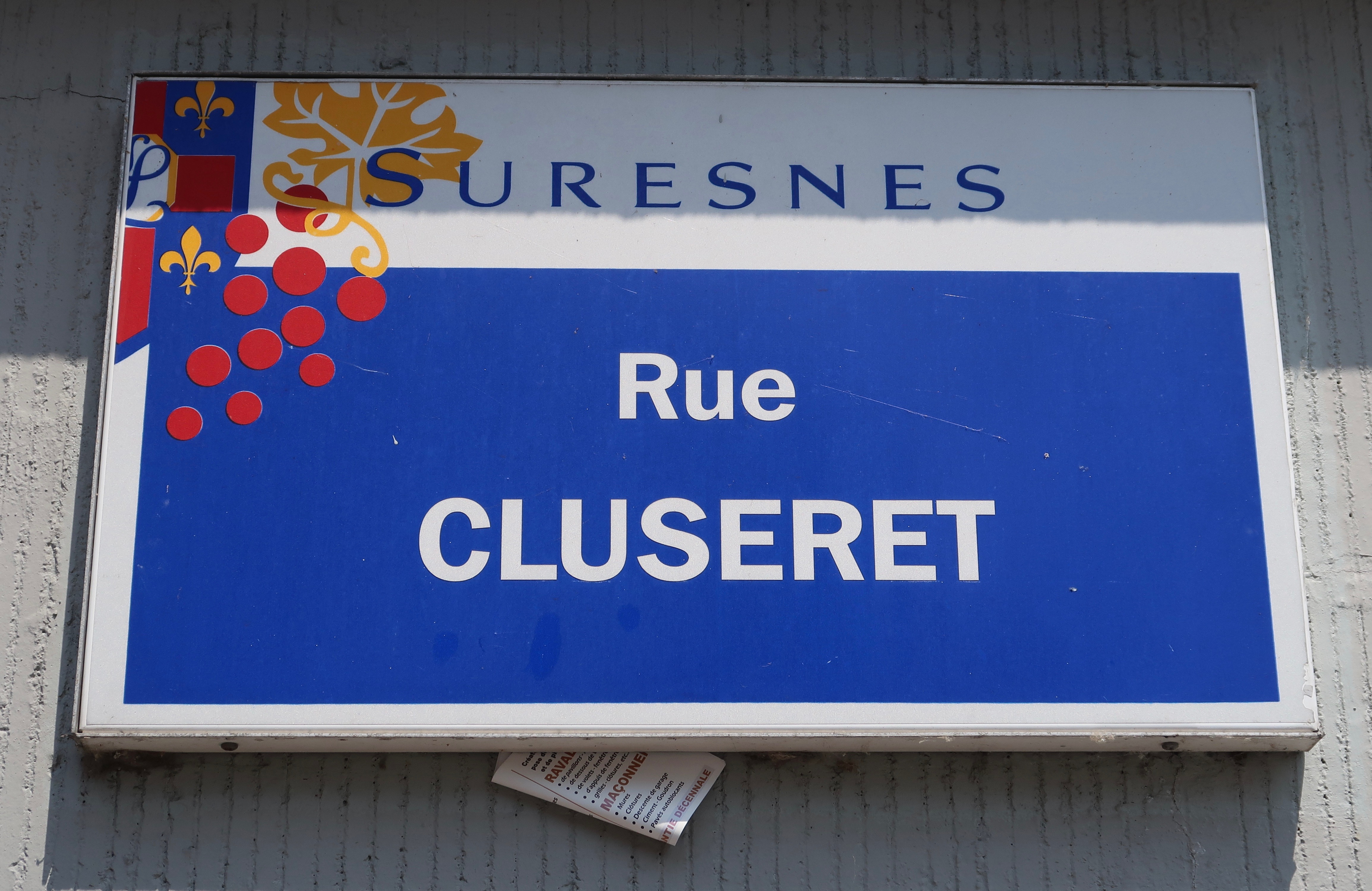
La rue Cluseret, ancienne rue de la Groue (une terre pierreuse favorable à la culture viticole) rebaptisée du nom de ce général de la Commune, né à Suresnes.

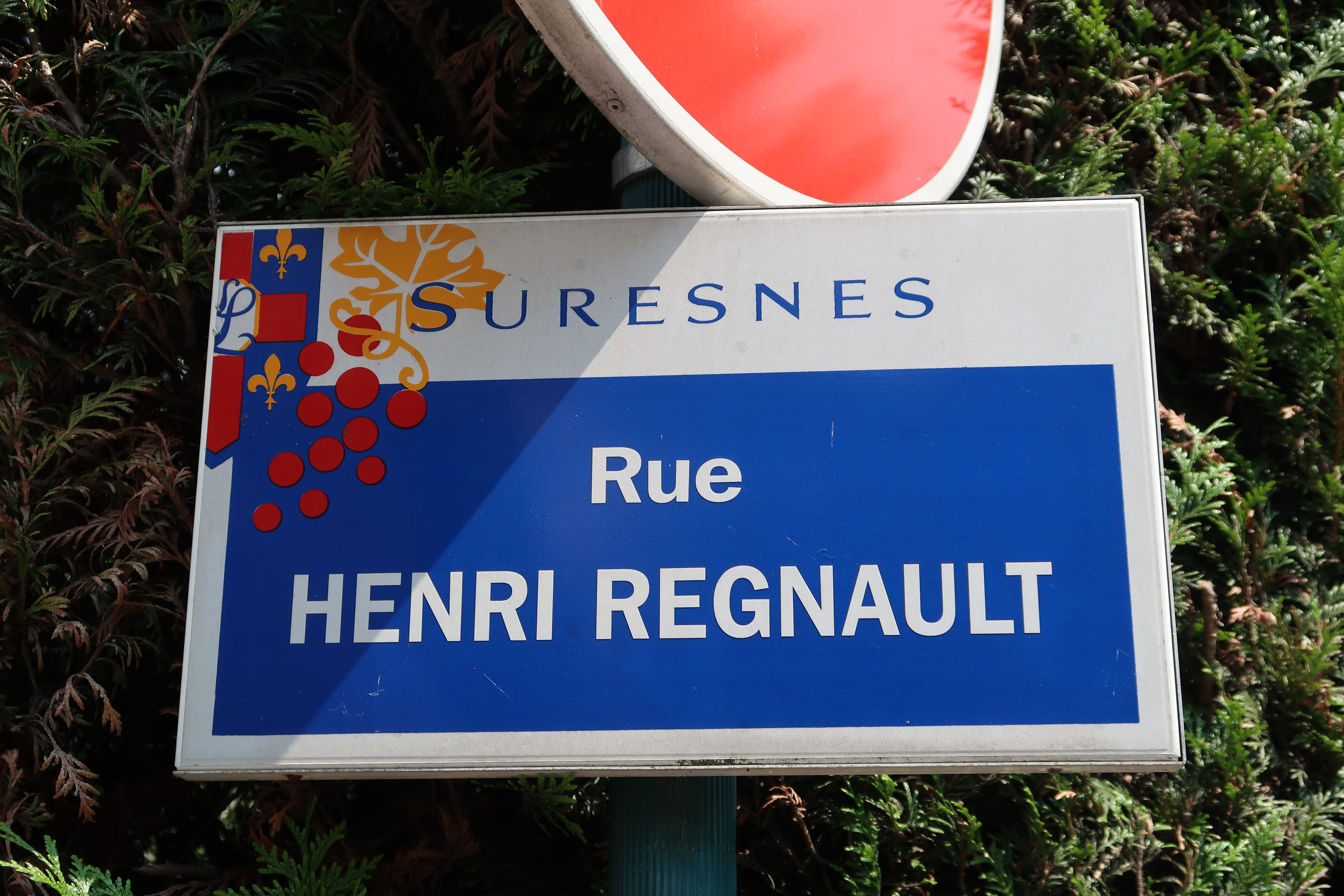
Plaque de la rue Henri-Regnault, peintre mort à la fin du conflit, près de Suresnes.

Le 3 mars, Suresnes reçoit de la part de quakers anglais 5 500 francs ainsi que des semences. Le 12 mars, l'octroi est rétabli et les réfugiés commence à rentrer, la municipalité prenant en charge le logement des nécessiteux. Une partie des frais d'occupation des Allemands est par ailleurs remboursée par la mairie. Le 7 mars, les troupes allemandes évacuent le fort, bientôt remplacées par le 113e de ligne mais qui reçoit l'ordre de se replier sur Versailles, laissant le fort vide, jusqu'à l’arrivée du 119e depuis Versailles. Au même moment, la Commune de Paris commence. En avril, la Garde nationale de Suresnes est désarmée. Le 2 du même mois, les troupes du fort interviennent contre une colonne de fédérés, qui souhaitent rejoindre Versailles. Le 7 avril et le 20 mai, des batteries de fédérés installées porte Maillot, au Trocadéro et au Point-du-Jour sont bombardées par le fort, les obus des fédérés atterrissant pour leur part dans les coteaux ou sur la ville. La municipalité met alors en place un service de sapeurs-pompiers en cas d'urgence. Personne n'est tué à Suresnes mais, de peur, les habitants demandent aux usines d’éteindre leurs feux la nuit, afin que la fumée ne puisse pas servir de point de repère. L'ancien cimetière du Mont-Valérien souffre cependant des bombes. Un habitant écrit même au général Cluseret, rallié à la Commune, car ses projectiles « ne tombaient non pas sur le fort mais sur le cimetière où se trouvait la tombe de ses parents » (ceux du général, au cimetière Carnot, où il est depuis inhumé). Alors que les ouvriers sont sans travail, la mairie leur porte assistance. Fin mai, après la bataille de Buzenval, qui se déroule non loin de Suresnes, les hostilités prennent fin et l'activité redémarre,. Le peintre Henri Regnault meurt pendant ce dernier affrontement, et la municipalité décide alors de donner son nom à une rue de Suresnes. Les Prussiens occupent le fort jusqu'au 7 mars 1871,.

## Disparition des traditions

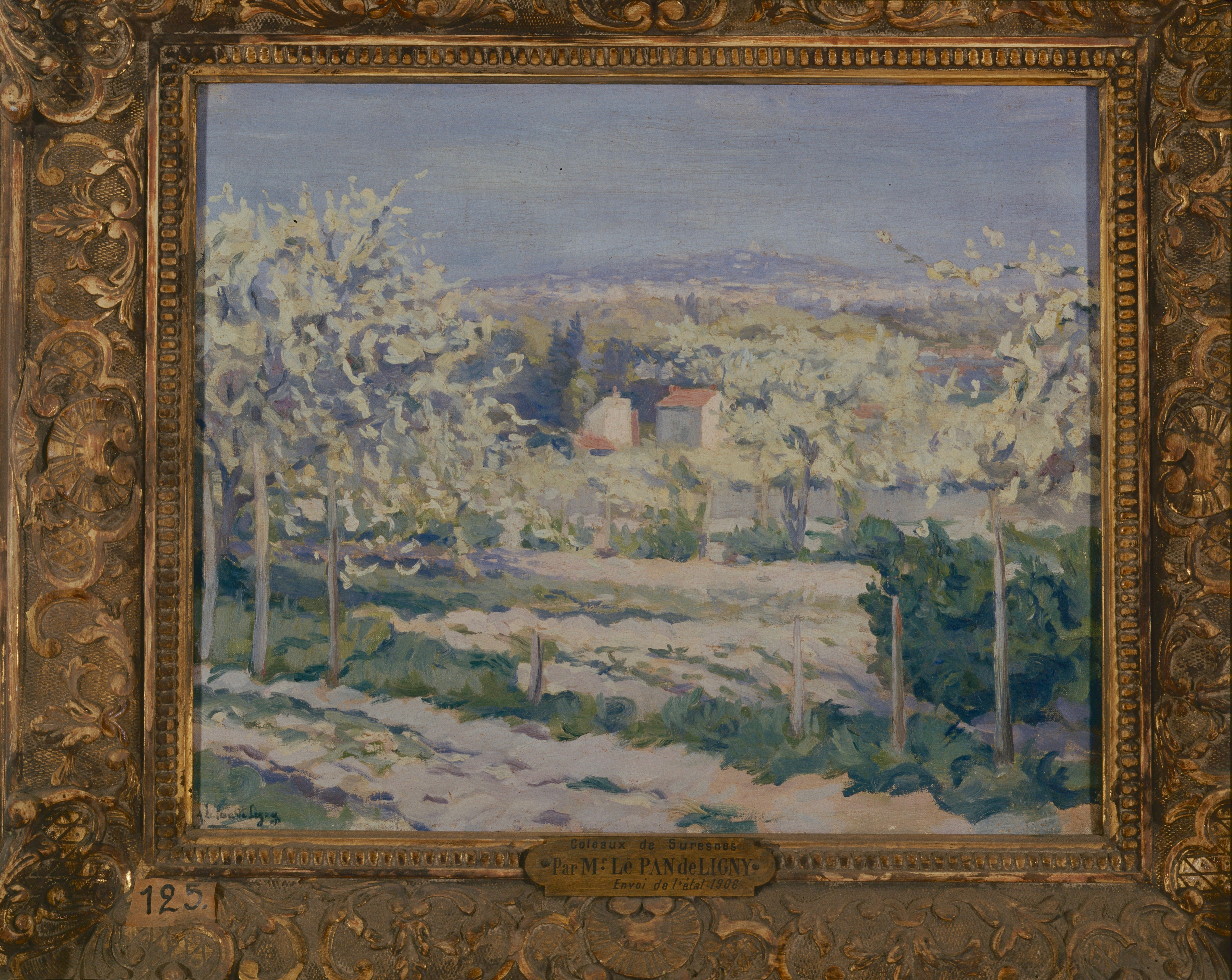
Coteaux de Suresnes, arbres en fleur, toile de Joseph Le Pan de Ligny. Il n'est pas le seul à avoir peint les vignes de Suresnes, le peintre Constant Troyon (dont les toiles sont conservées aux musées du Louvre, d'Orsay et de Limoges) s'y étant également exercé.

La modernisation urbaine de la fin du XIXe siècle fait disparaître dans les décennies suivantes, parfois pas totalement mais en grande partie, de nombreuses traditions propres à Suresnes. C'est notamment le cas de celles qui concernent la culture de la vigne. Le patrimoine de la ville perd également des lieux-dits, des habitations, des langages ou encore des fêtes. Au sujet du vin cultivé à Suresnes, René Sordes relève plusieurs faits historiques, notamment que le phylloxéra toucha peu Suresnes, que des plans américains achetés ne s'y acclimatèrent pas, que l’oïdium ou « blanc de la grappe » fut sans doute étudié en France pour la première fois à Suresnes ou encore que ce fut dans les serres du château de Rothschild qu'un jardinier trouva le remède à un champignon en employant l'eau de goudron (Hardy, de Versailles, trouva le traitement au souffre permettant de détruire définitivement le cryptogame catastrophique). Des coutumes avaient cependant déjà disparu, comme celle qu'on appelait le « vin de Pâques », et qui voulait que chaque année à ce jour, une pinte d'un clos qui appartenait aux bénédictins était distribuée à chaque habitant ; elle exista entre le XVIe et le début du XIXe siècle. La qualité du vin de Suresnes est ancienne, comme en témoignage l'action de Nicolas de Hacqueville, proviseur de l'Hôtel-Dieu au XVIe siècle, qui avait fait planter des vignes à Suresnes, estimant les vins de Suresnes, de Gentilly et de Vanves meilleurs que ceux du Gâtinais et de Champagne, au point de faire interdire ces derniers pour les malades de son hôpital. Il est aussi exporté par la Seine vers l'Angleterre, le Danemark ou la Hollande. François Ier, Henri IV et Louis XIV en auraient été friands et plusieurs textes ainsi témoignent de sa renommée. En 1889, il y a encore quatre pressoirs à Suresnes. Dans son Manuel annuaire de la santé pour 1852 ou médecine et pharmacie domestiques, François-Vincent Raspail écrit aussi : « Si pauvre que vous soyez, faites quelques économies pour vous approvisionner de vin qui soit du vin. Le vin de Suresnes est mille fois préférable aux plus agréables semblants de vin que le commerce nous vend au poids de l’or. Il n’est pas nuisible, s’il n’est pas agréable ; on s’y fait peu à peu ; l’autre vous empoisonne en vous enivrant ».
Poème de Guillaume Colletet en 1629 :
« Par le pied du vieux Silène

Bref, par tous les appas de ce vin de Surène ».
Épître de l'abbé de Chaulieu sur le marquis de La Fare :
« Et l'on m’écrit de Surène

Au cabaret l'on a vu

La Fare et le bon Silène

Qui, pour en avoir trop bu

Retrouvoient la porte à peine

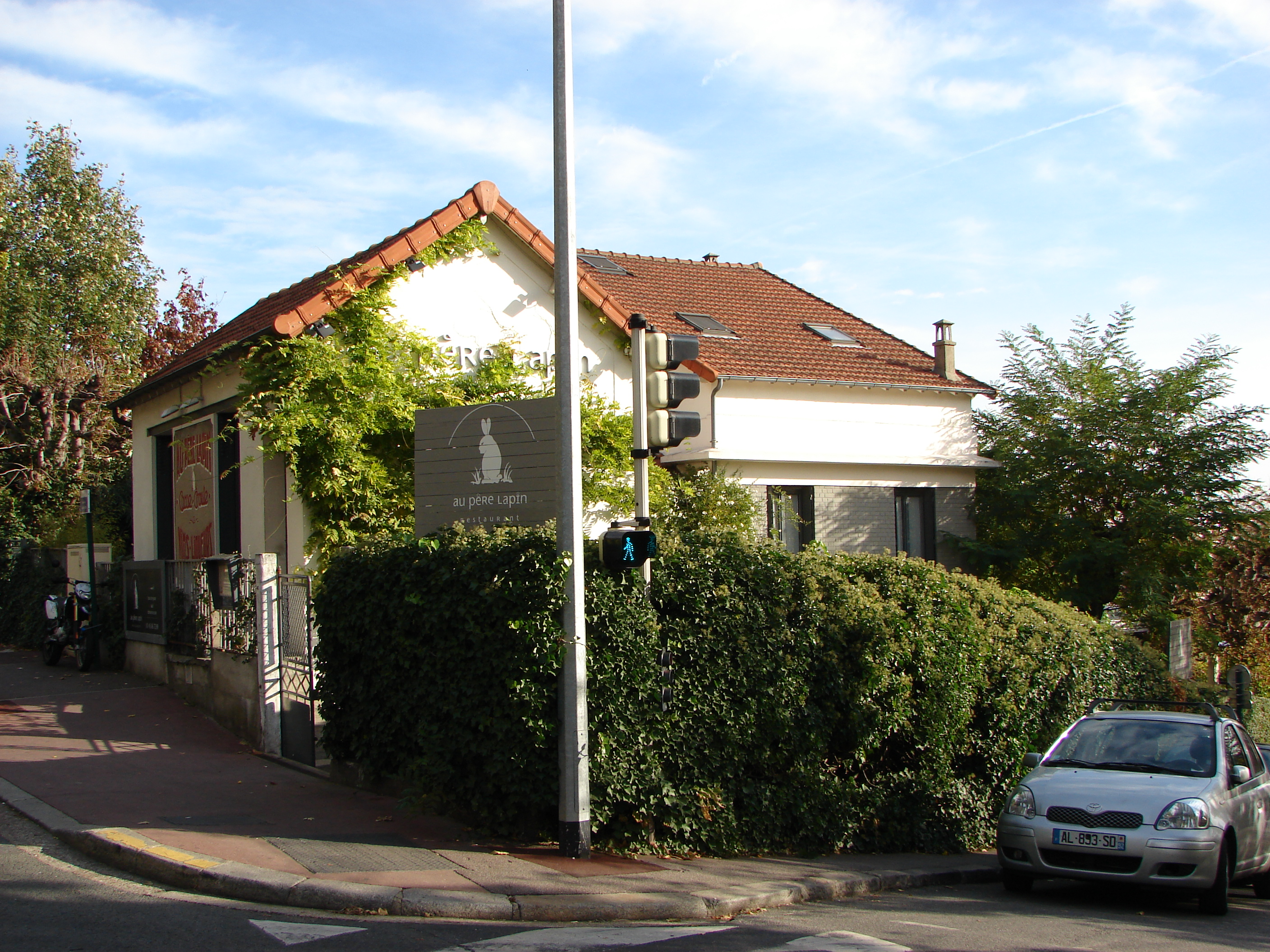
Auberge Au Père Lapin, boulevard Washington, selon la tradition ancienne cantine de terrassiers, établissement fondé en 1861.

Il avait cependant décliné après le terrible hiver 1709, lorsqu'il fallut tout replanter. Les Parisiens sont pourtant nombreux à se presser les dimanches et jours de fête dans les guinguettes qui sortent de terre après la Révolution (au nom de « Au bon vin de Suresnes », « La Descente du fort », « Au rendez-vous des canotiers », etc.), lieu de chants et de danse. On ne pense alors plus à comparer le vin de Suresnes aux grands crus et il est davantage associé au plaisir. Plus tard, Victor Hugo évoque les repas offerts par son frère Abel chez la mère Saguet, saluant les grandes omelettes et le poulet à la crapaudine arrosé de « suresnes ». Dans Les Chansons des rues et des bois, le poète évoque encore ce sujet : « … et l’échalas de Surène / Raille le poteau de l’octroi », alors qu'il boit chez Edmond de Goncourt à Auteuil en 1873. Les canotiers viennent à Suresnes pour sa nourriture, son vin et ses bals, un annuaire paru en 1861 recommandant notamment neuf restaurants et cinquante marchands, dont Au Père Lapin, où des toiles marouflées de Jean Dorville (1925-1926) sont conservées, de style art populaire. La spécialité de la maison est la gibelotte de lapins, chassés sur le mont Valérien. Certains critiquent cependant le « p'tit bleu » de Suresnes, une piquette à base de raisins noirs, coupée d'eau et de sucre mais appréciée des jeunes noceurs. À noter que l'idée que la popularité du vin de Suresnes aurait été le fruit d'une confusion avec le vin de Surin, sur les bords de la Loire, est selon René Sordes « une mauvaise plaisanterie » et une « légende ».
Un abbé du XVIIIe siècle écrit avec humour : « Un bon prêtre du Calvaire / Fête et dimanche d’ordinaire / Récitait sa messe au château. / Soit à dessein, soit d’aventure / Un jour à ce que l’on assure / On lui donna du vin nouveau / Surène aigre, plate rinçure ! / Huit jours après : « Monsieur Mathieu / Dit-il au sommelier du lieu, / Voyons le vin de la burette / Car vous m’avez fait manger Dieu / L’autre jour à la vinaigrette ! ». Le chansonnier Pierre-Jean de Béranger écrit pour sa part : « Adieux Suresnes et ses coteaux ! / Le Bordeaux le Mursaulx / L’Aï que l’on chante / Vont enfin m’être connus. / J’ai cinquante écus / J’ai cinquante écus de rente ! » ou « Des goguettes à peu de frais / On s'échauffe la veine : / Aux Appolons des cabarets / Paie un broc de Suresnes ». L'opérette Le Grand Mogol (1877) se fait aussi écho du vin de Suresnes : « Dans nos guinguettes de Paris / Quelle est donc la boisson piquante / Qui ravigote les esprits / Et qui fait qu’on rit et qu’on chante / Quelle est cette fraiche liqueur / Qui coulant dans les verres / Des grisettes, des mousquetaires / Vient troubler la tête et le coeur / Refrain / C’est le vin si gai si distingué / Dont nos tasses sont pleines / C’est le vin coquet, le vin clairet / Que l’on boit à Suresnes / A tir’ la rigo, Comm’ dit l’dicto / L’Suresn’s premièr’ se boit sans eau ». Vers 1880, une chanson est enfin créée par Bourges à la Scala, où il est noté : « Hier ayant palpé ma quinzaine / Je m’dis pour m’amuser un peu / J’men vais aller jusqu’à Suresnes / Histoire de licher du p’tit bleu ».
Il existait autrefois une tradition, liée à la présence d'une statue datant du XVIIIe siècle, dite de la Vierge aux raisins, depuis conservée au musée de Suresnes. Elle se situait dans une niche aménagée dans le mur d'une maison située 5 rue du Puits-d'Amour où habitait Véronique Bernard, qui avait été religieuse à l'abbaye de Longchamp. Vers le 15 août, la coutume voulait que les vignerons viennent accrocher leur première grappe de raisin à la main de l’enfant, « espérant ainsi bénéficier de la protection de la Sainte Famille pour leur récolte ».
Certains noms de rue de Suresnes font toujours référence à son passé viticole, comme la rue des Bons-Raisins, des Verjus, des Bourets (il s'agit d’un type de raisin cultivé à Suresnes), du Clos-des-Seigneurs, du Clos-des-Ermites ou encore du Port-au-Vin. En 1965, René Sordes relève aussi plusieurs noms de lieux-dits et cantons (lieux-dits privilégiés), se rapportant à « une particularité du lieu, naturelle ou non, un moment disparu, une culture particulière, le nom d’un propriétaire ou d’une famille, un évènement fameux entre autres », comme le Val d'Or, la Croix-du-Roy (une croix était autrefois érigée à ce carrefour), les Terres-Blanches (la terre de ce canton était blanche à faible profondeur), la Fontaine-du-Tertre (en référence à une fontaine qui coulait au flanc du mont Valérien) ou encore les Bas-Roger (les bois de sieur Roger, à la frontière de Suresnes et Puteaux),. La rue des Chèvremont, sur le plateau nord, rappelle pour sa part que son tracé a été fait sur un ancien pâturage de chèvres,.
Les maisons construites avec les pierres des carrières de Nanterre et de Suresnes avaient le défaut de se salpêtrer, provoquant des lèpres verdâtres à la base des maisons, alors que les murs recouverts de plâtre de mauvaise qualité résistaient mal aux intempéries. Les maisons comportaient en général une salle donnant sur la rue (cuisine et salle à manger), avec une salle à coucher et un débarras en arrière, une cour avec un clapier, une chèvre ou un mulet (plus rarement un cheval), un premier étage ou un grenier ainsi qu’une cave. Le seuil des maisons était relativement élevé afin de pallier les inondations liées aux orages. Ainsi étaient la plupart des maisons de Suresnes au milieu du XIXe siècle.
Parmi les plats typiques suresnois, on peut citer la gibelotte de lapin au vin rouge, la matelote d'anguilles, la friture de Seine, le petit salé aux choux, les cerises, qu'on mangeait aux guinguettes, tout comme les moules-frites avec du petit bleu.
La banlieue de Paris a longtemps été fréquentée par les Normands et les Picards, ceux-ci venant à Suresnes notamment pour le travail des champs et les vendanges, ou pour remplacer des travailleurs chassés par la guerre, influençant ainsi son accent et son langage : on prononçait ainsi « Fontaine du Tertre » (d'abord « du Tartre », ce qui signifie « sommet d'un mont ») et l'on devait prononcer « Suresnes » « Surane » au XVIIIe siècle. En s’intégrant dans la capitale, la banlieue perd son accent, notamment avec l'arrivée des usines et des ouvriers.

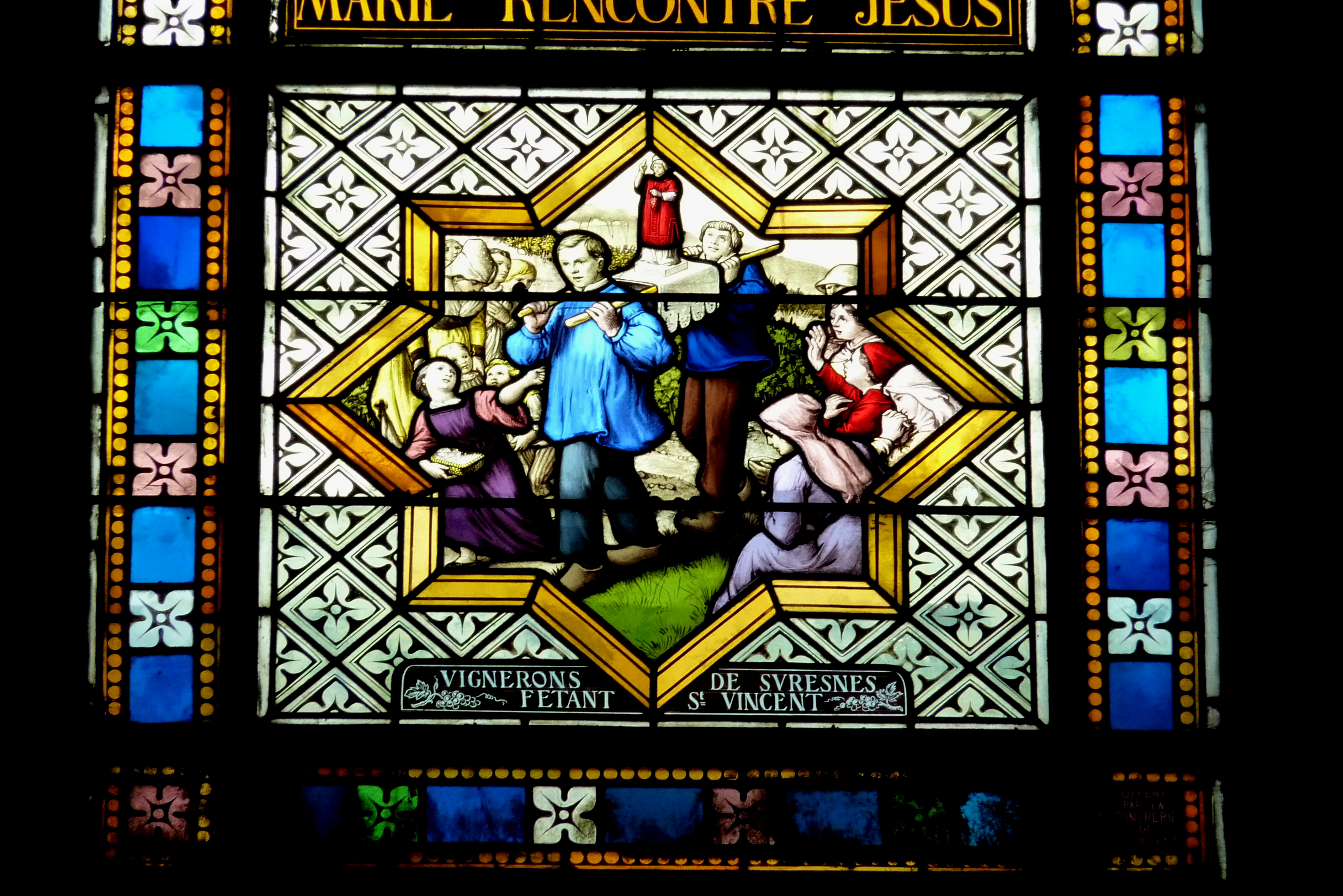
Vitrail dans l'église du Cœur-Immaculé-de-Marie représentant les vignerons de Suresnes fêtant la Saint-Vincent.

Outre la fête Saint-Vincent ainsi que les traditionnelles fêtes chrétiennes et les mariages, Suresnes connaissait plusieurs coutumes, tel le moment situé entre 10 h et 10 h 15 lors de la fête des Rameaux, où l'on retenait la direction dans laquelle le vent soufflait afin de prévoir le temps qu'il ferait le reste de l’année. Il y a aussi la fête patronale aux environs de la Saint Leufroy, fin juin, à partir du milieu du XIXe siècle, avec des stands de pâtisseries, cirques, théâtres, loteries, billards et chevaux de bois ainsi que le feu d'artifice qui clôturait cette fête. Des jeux étaient organisés comme le mât de cocagne (un mat de 4-5 mètres dressé place Henri-IV, enduit de savon noir, qu'il fallait gravir pour décrocher des lots pendus comme des bouteilles d'alcool ou des jambonneaux), des courses en sac (les filles devant en même temps, les yeux bandés, couper des rubans situés près du point de départ), le jeu du baquet (qui se déroulait rue du Pont, du côté du carrefour de la rue des Bourets : il fallait introduire une perche dans un trou et, si l'on manquait son coup, on se retrouvait couvert du liquide rempli dans un baquet, que les teinturiers avaient rendu bleu, rouge, jaune ou vert), les joutes à la lance (qui se déroulaient dans le bassin situé entre le pont et le barrage, devant un public parfois parisien ainsi que les élus municipaux : des équipes, parfois venues des villes alentour, s'affrontaient sur des bateaux avec pour but, lancés à 300 mètres l'un de l'autre, de faire tomber l’adversaire). René Sordes rappelle aussi les cris de rues des petits métiers, pour la vente de poisson par exemple (« Hareng qui glace, hareng nouveau »).
Parmi les métiers typiques de l'ancien temps de Suresnes, on compte, outre les vignerons, les blanchisseurs (entre la fin du XVIIIe siècle et 1914, et qui formaient une corporation importante, avec une clientèle essentiellement parisienne) et les nourrisseurs (moins nombreux et qui élevaient des vaches dans des étables closes, des vacheries, jusqu'à ce que l'urbanisation les fasse disparaître).
Les multiples transformations urbaines de Suresnes l'ont par ailleurs empêchée de conserver une tradition architecturale, comme le note Michel Guillot, secrétaire de la Société historique de Suresnes en 1995 : « Contrairement à d'autres villes, Suresnes ne possède pas de patrimoine architectural ancien. En effet, l'ancienne église a été détruite en 1906, un château [celui de la Source] a été rasé en 1986, la maison seigneuriale et deux hôtels particuliers du « Grand siècle » ont été rasés de 1963 à 1974 à cause de leur vétusté. Du bâti ancien, il reste en effet le fort du mont Valérien et des bâtiments de la IIIe République, le « monumental républicain » (les écoles, la mairie ou encore la salle des fêtes) ainsi que les bâtiments ouvriers œuvre d'Henri Sellier ».

## Troisième République (1871-1900)

### Modernisations

#### Années 1870-1880

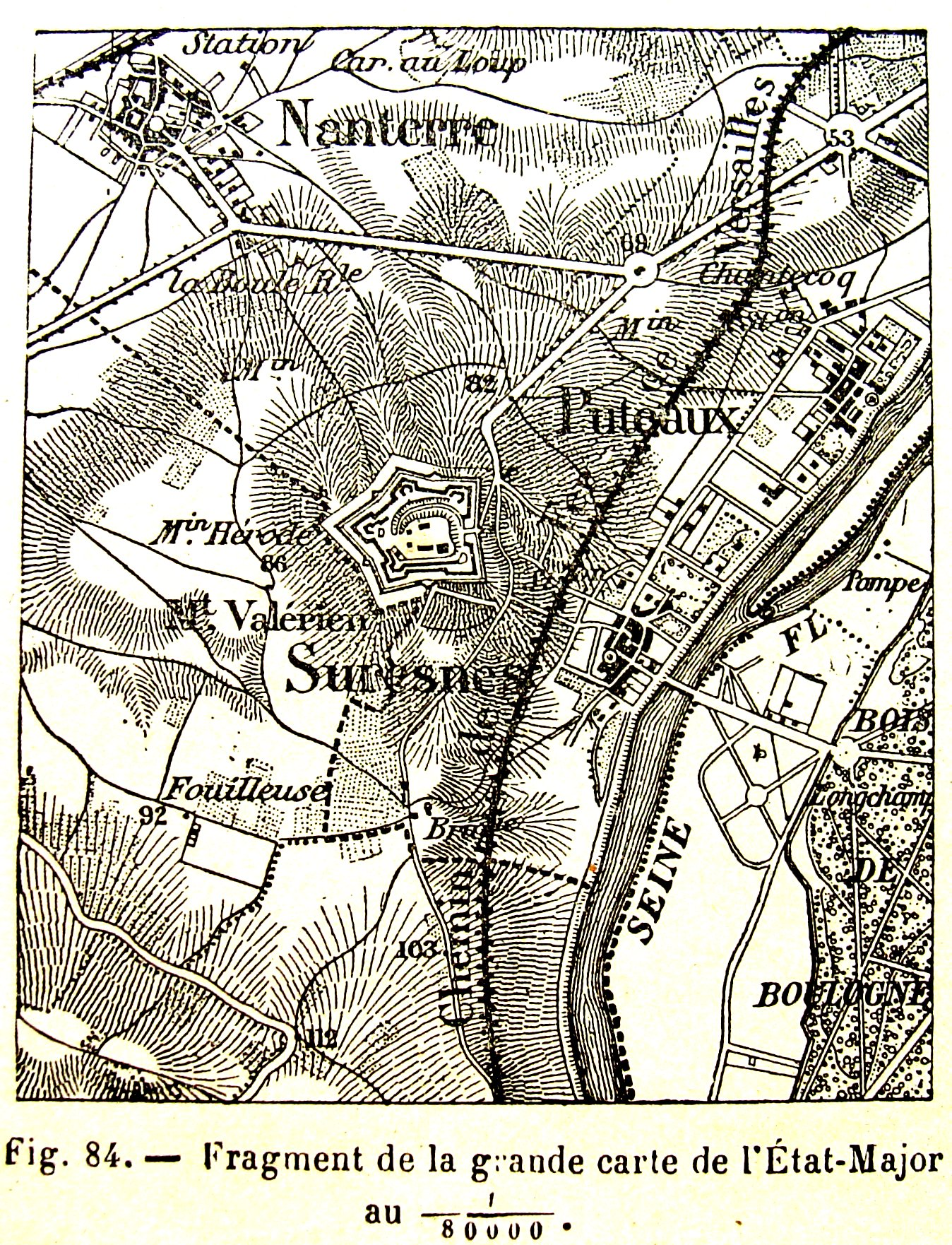
Carte d'état-major de Suresnes dans La deuxième année de géographie de Pierre Foncin (1888) : le fort du mont Valérien et les voies de communication sont mises en évidence.

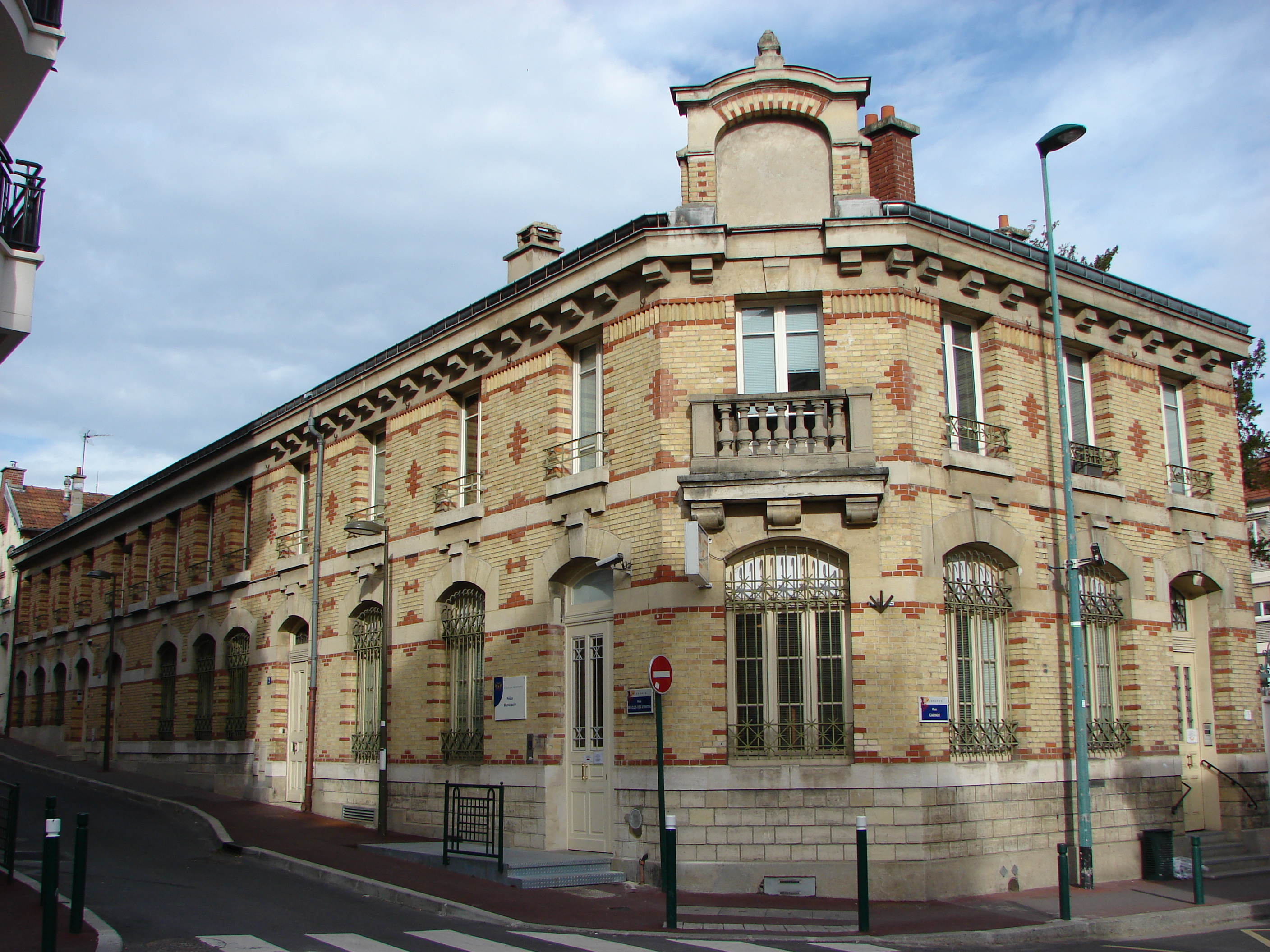
Ancienne poste de Suresnes et actuel siège de la police municipale, rue Carnot, l'un des premiers bâtiments d'importance construits au début de la Troisième République.

C'est à cette époque que l'ancien village de Suresnes commence à disparaître, autant du point de vue architectural que des traditions, donnant naissance à la ville industrielle. Les vignerons s'éteignent également peu à peu : à la fin du siècle, il n'y en a plus qu'une centaine sur 11 200 habitants, et sept ou huit après la Première Guerre mondiale, dont seulement trois ou quatre cultivent encore quelques vignes.
La construction du boulevard de Versailles (futur boulevard Henri-Sellier) participe grandement à son désenclavement. La guerre finie, les travaux de cette voie alors appelée « grande route no 3 » reprennent, conduisant à la démolition de beaux jardins et de maisons pillées lors du conflit. Le 1er septembre 1871, la moitié du presbytère est abattue, malgré les réclamations de la municipalité. Un nouveau presbytère est construit sur un terrain acquis grâce à une indemnité de l'État, transformé en bibliothèque après la loi de séparation des Églises et de l'État, laquelle est dotée d'un square. Des terrasses sont aussi construites pour stabiliser les terres des coteaux du mont. Le pont sur la Seine, détruit par la guerre, est en reconstruction. Le boulevard de Versailles est terminé en 1878, doté d'une chaussée de 10 mètres de large bordée de platanes. Grâce à cette route qui met fin aux culs de sac, écrit René Sordes, « Suresnes n’était plus un bout du monde ». Un restaurateur acquiert un lot près du quai, participant à faire de cette zone un quartier animé, entre les turfistes de Longchamp, la foule venue acclamer l'armée lors du défilé militaire du 14 Juillet à l'hippodrome éponyme (inauguré en 1857), les mariages sur de grands chars blancs ainsi que les amateurs de guinguettes et de bals qui s'y déroulent.

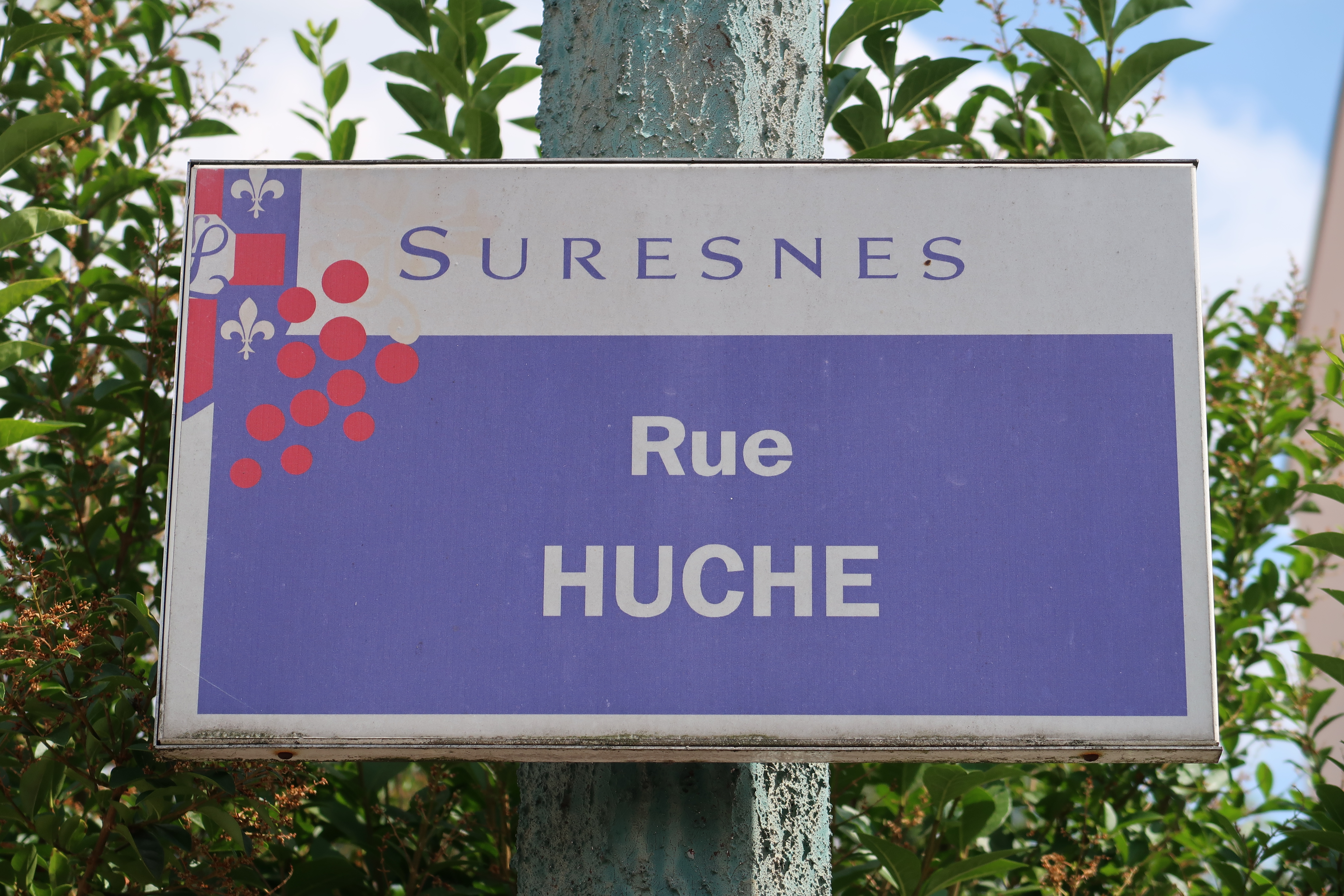
Plaque de la rue Huché, en hommage au maire Antoine Louis Huché, en fonction de 1871 à 1878.

Après la guerre, la Garde nationale est dissoute. Le 16 août 1871, Huché est élu maire. Il est notamment chargé de réparer les routes et les chemins. Le 12 décembre 1872, la destruction du « puits d'amour » est décidée, chose faite l'année suivante ; une place lui rend depuis hommage dans le centre-ville. En 1873, la dénomination des rues est désormais indiquée par des plaques en tôle émaillée ; auparavant, les inscriptions étaient faites à même le mur ; en 1885, elles deviennent en fonte, avec le nom en relief. En 1874 naît le projet de construire une nouvelle école, dont la première pierre est posée le 4 juillet 1875 ; elle porte ensuite le nom de Jules Ferry. Elle est achevée le 28 juin 1876 et, lors de son inauguration, un discours en présence de notables est prononcé, saluant le redressement de la France. Les vieux bâtiments scolaires construits en 1788 et qui furent occupés par la mairie sont alors détruits et remplacés par un marché en 1876. Un projet d'alignement et d'aménagement de 61 chemins vicinaux et ruraux est approuvé par le préfet. À cette époque, Suresnes compte encore 4 837 habitants et 800 militaires occupent le fort. Le 8 octobre 1876, Huché est réélu. Gênant les services municipaux, le bureau du télégraphe est plusieurs fois déplacé, jusqu'à la construction d’un bâtiment au coin de la rue du Clos-des-Ermites et de la rue Carnot. Le 6 janvier 1878, l'industriel Guillaumet est élu maire, réélu le 10 janvier 1881. Pour la première fois, des commissions spécialisées sont créées à la mairie (finances, travaux publics, voiries et hygiène).

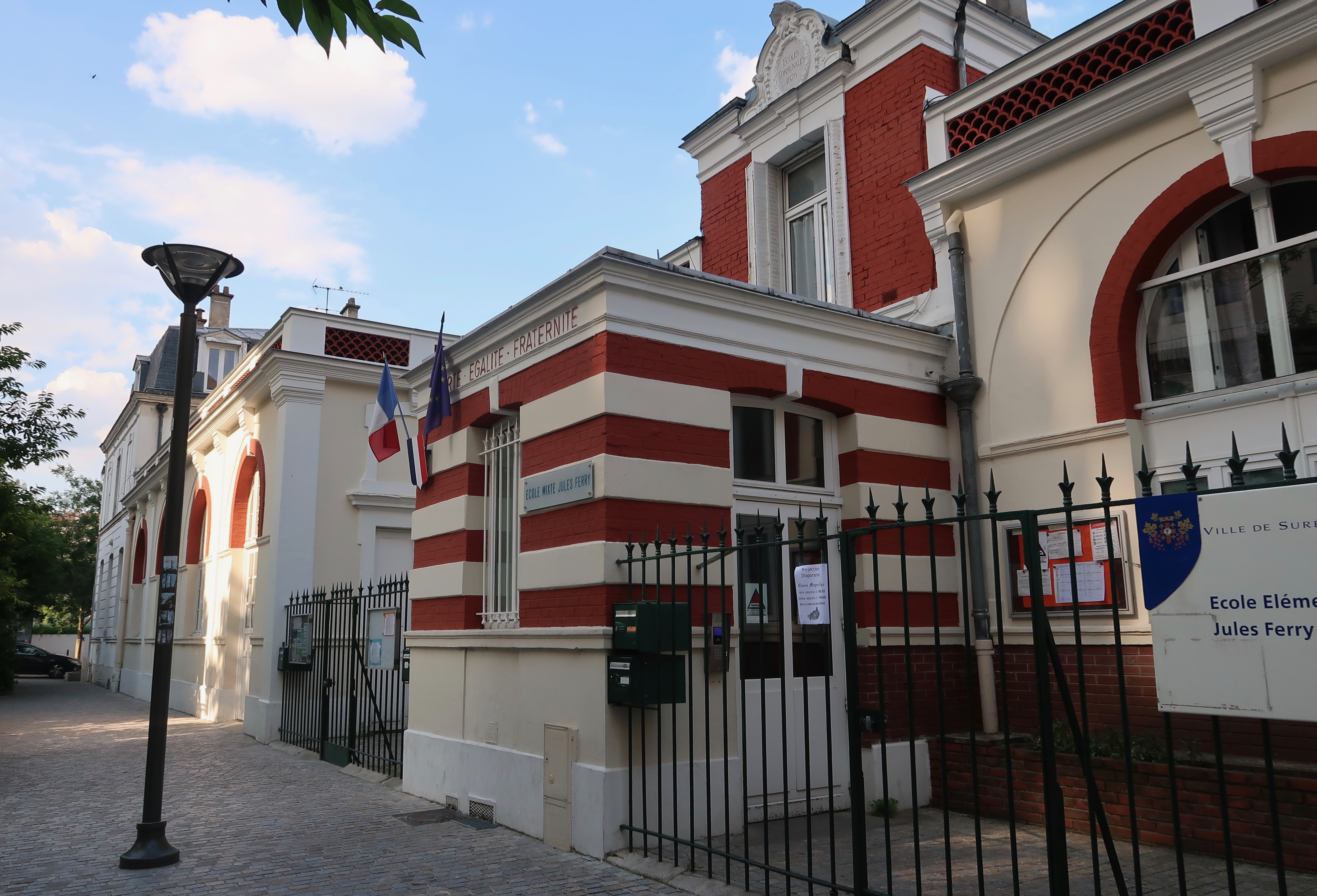
École Jules-Ferry, le plus ancien bâtiment scolaire encore en activité à Suresnes.

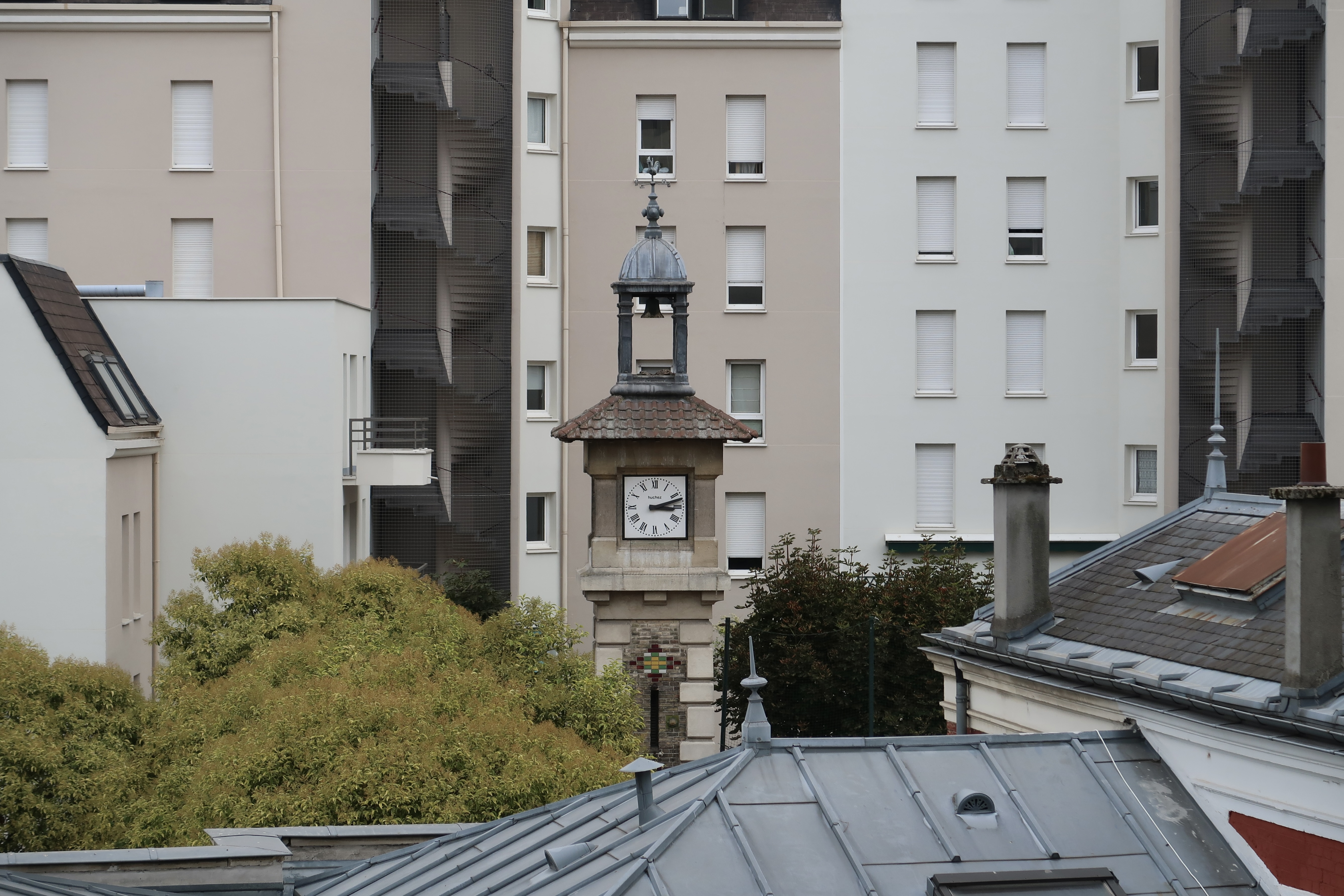
Le beffroi de l'école, qui a accueilli la pendule de l'église Saint-Leufroy (démolie en 1906) afin de sonner le début des cours.

La mairie Fizeau (en place de 1856 à 1889) tombant en ruine, son remplacement est envisagé à partir de 1878. En 1879, un pasteur protestant s'installe à Puteaux, couvrant les fidèles des deux communes, 1 300 dans la première et 70 à Suresnes. Dans un contexte de revanche, le préfet invite le 24 mars 1882 la ville à prévoir l'enseignement du tir dans les écoles : le maire achète donc des fusils Andrieux destinés aux « bataillons scolaires » qui existent depuis une décennie, un sous-officier du fort venant apprendre les manœuvres d'infanterie aux élèves préparent le certificat d'études primaires. Le 18 décembre 1882, une grande explosion touche la cartoucherie du fort, faisant 17 morts, dont 16 femmes qui y travaillaient comme ouvrières,,. En 1888, « La Fraternelle », une société de tir et de préparation militaire, est créée, défilant et manœuvrant aux manifestations officielles en uniforme. La société civile de tir « L'Espérance de Suresnes » est fondée à la même période. Jusqu'à la fin du siècle, une fête avec un défilé burlesque costumé est organisé à l'occasion du tirage au sort de l'affectation des conscrits.
Le 10 mars 1885, la municipalité décide que pendant dix ans, les denrées qui entrent à Suresnes seraient soumises à l'octroi. En 1861, quatre bureaux d'octroi avaient déjà été installés à Suresnes ; en 1870, ils rapportent 50 000 francs à la ville. Ils disparaissent en 1943 à cause des encombrements. Un se trouve route de Neuilly, mixte avec Puteaux, un au rond-point des Bergères, un à l'ancien quai Impérial (mixte avec Saint-Cloud), et enfin l'octroi central de Suresnes. L'un d'eux déménage après la Première Guerre mondiale à l'angle des usines Blériot,.
Pour la poste, on déposait au début du XIXe siècle le courrier dans une boîte rue Saint-Antoine. La diligence Paris-Suresnes l’amenait ensuite au bureau de poste de Neuilly et il était distribué le jour suivant. Le télégraphe est d'abord installé dans une annexe de la mairie, rue Fizeau, qui déménage en 1885 au coin de la rue de Rueil (devenue rue Desbassyns-de-Richemont) et de la rue Charon (future rue Fizeau). Ensuite, un bureau de poste est créé à l'angle de la rue du Clos-des-Ermites et de la rue Carnot. En 1935, la cité-jardin se dote d'un bureau de poste. En 1957, la poste du bas de Suresnes est inaugurée.

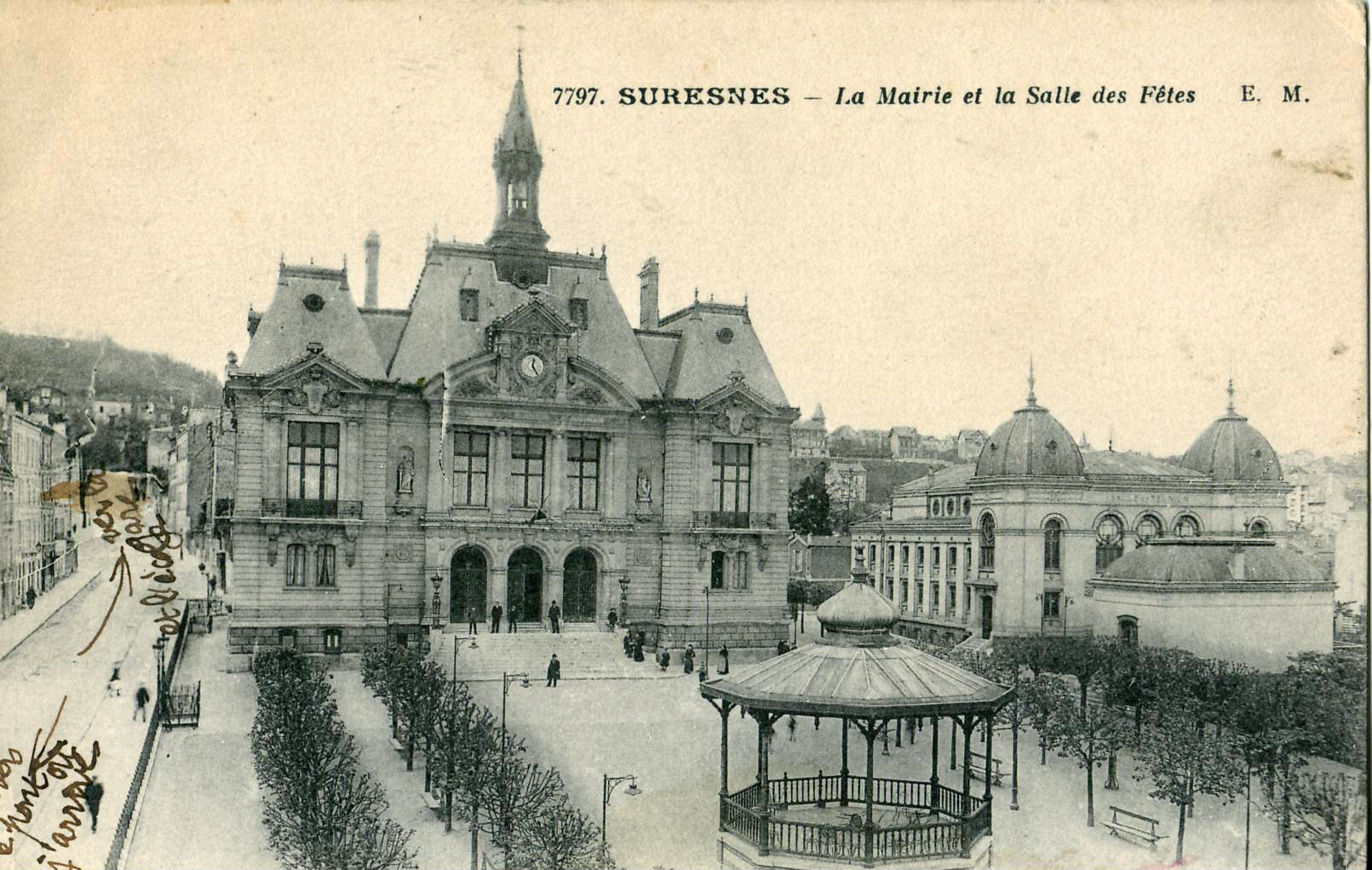
La nouvelle mairie (au centre) et la salle des fêtes (à droite). Le kiosque dans le jardin a depuis été remplacé par un monument en hommage à Henri Sellier.

Un terrain est acquis en 1886-1887 pour accueillir la nouvelle et actuelle mairie. Charles Garnier préside le concours d'architecture. Jean Bréasson est chargé des travaux, pour un coût d’environ 465 000 francs. La façade est de type néoclassique, ornée de statues figurant la Loi et la Justice ; le bâtiment comporte aussi un escalier monumental à double révolution, ainsi que de hauts combles. La mairie est décorée par des toiles marouflées d'Henri Brémont (1911), qui a aussi réalisé les vitraux de la nouvelle église de Suresnes : il figure le lien entre Suresnes et la Seine, représentant notamment le barrage et l'écluse. La première pierre est posée le 15 mars 1887 ; le clergé n'est pas invité à la cérémonie, signe de l'atmosphère anti-cléricale de l'époque. L'édifice est inauguré le 1er décembre 1889, avec une distribution de secours aux indigents, une kermesse, l'ascension d’un ballon, un banquet et un bal public. Le préfet de la Seine Eugène Poubelle est présent. La première séance du conseil municipal y a lieu le 5 décembre. Entre-temps, Guillaumet avait démissionné et laissé place à Caron. En mai 1890, l'instituteur Edgard Fournier fait paraître la première histoire de Suresnes,.
En 1878, les habitants et les industriels de Suresnes et Puteaux demandent la construction d'une gare de marchandises. Le 31 décembre, une loi autorise la construction de la ligne des Moulineaux, les travaux ne commençant que le 28 juillet 1886, donnant lieu à des expropriations, à la construction de viaducs (un premier de 4 mètres d'ouverture sur le sente de Chigneux à Puteaux, un deuxième en maçonnerie de trois arches et 10 mètres d’ouverture sur le chemin des Bas-Rogers et un troisième de 8 mètres d'ouverture sur le chemin de la Tuilerie, de nos jours rue Jean-Jacques-Rousseau). Un tunnel (de 310 m de long sous la station « Paris-Versailles » et la rue Desbassyns) est aussi creusé. La gare de Suresnes-Longchamp est construite de 1886 à 1889, pour laquelle est bâti un haut mur de soutien en bordure du boulevard de Versailles, afin de stabiliser les terres de remblai, ainsi que deux escaliers donnant sur la place de la Gare. Si cette nouvelle ligne ne change pas les habitudes des habitants, la création d'une gare de marchandise construite entre les rues des Bas-Rogers et des Velettes répond à leurs désirs exprimés depuis longtemps. La ligne est inaugurée lors de l'exposition universelle de Paris de 1889 puis est électrifiée en 1928. En 1907, la compagnie construit la passerelle pour piétons qui enjambe la gare de marchandises. Reconnu dangereux, le raccordement de Puteaux est supprimé en octobre 1934. La station devient donc un terminus, les voyageurs devant changer de train pour se rendre soit à Paris, soit aux Moulineaux et aux stations intermédiaires. Après la Seconde Guerre mondiale, cette ligne ne sert qu’au trafic de marchandises, le matin et le soir.

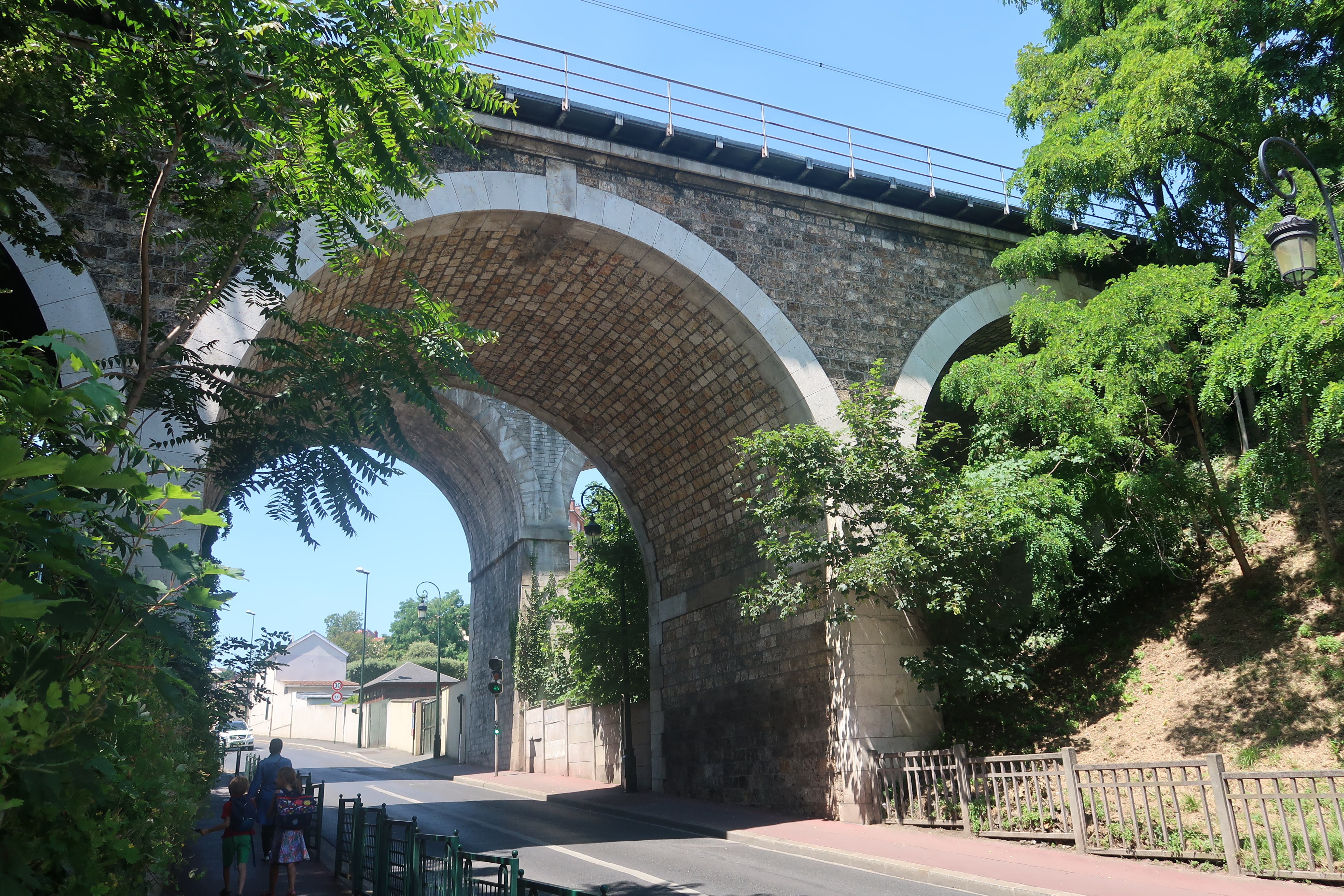
Viaduc des Bas-Rogers ou « pont des Cinq Arches », sur laquelle passe la ligne des Moulineaux[H 49].
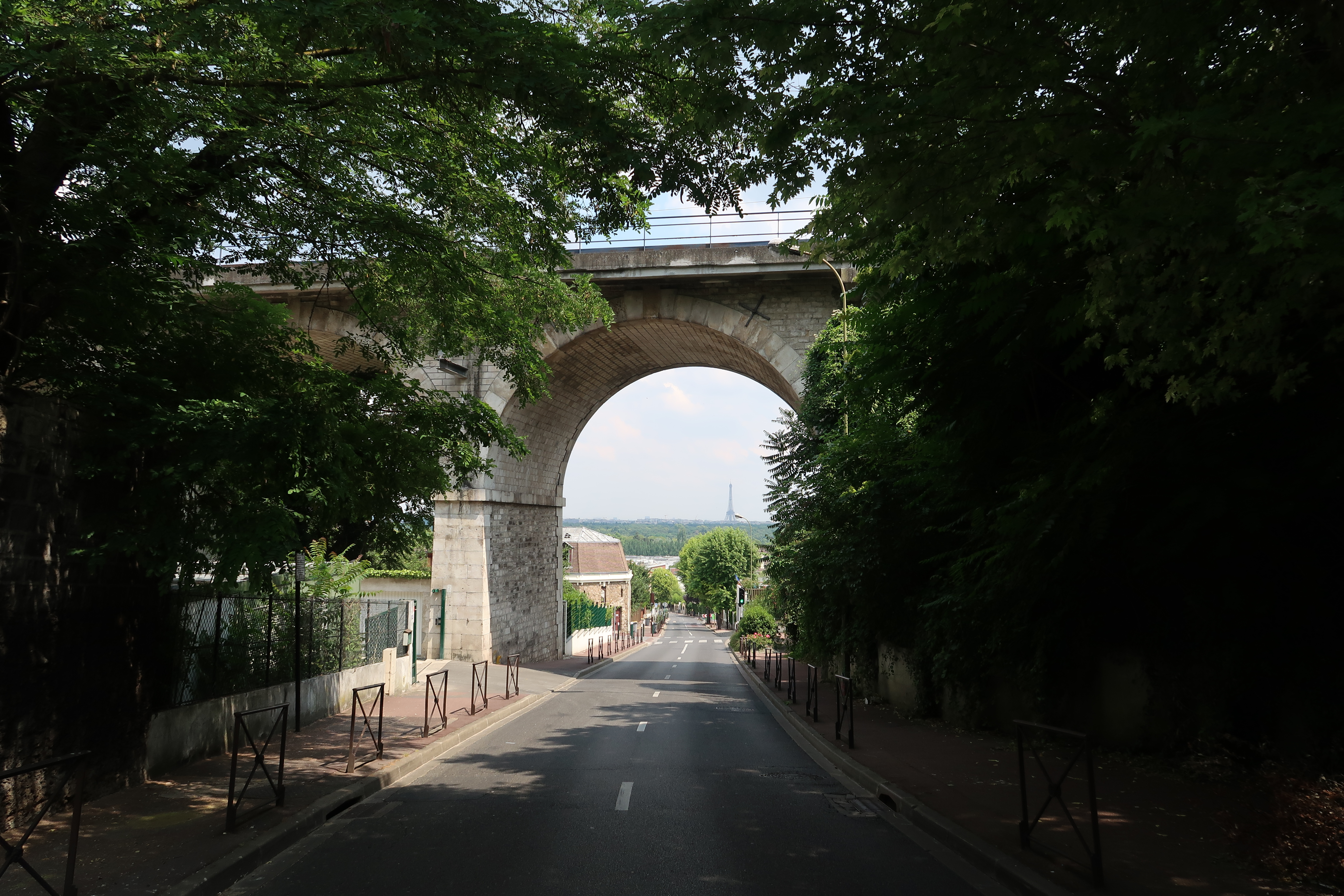
Viaduc du Val d'Or, qui sert pour la même ligne.
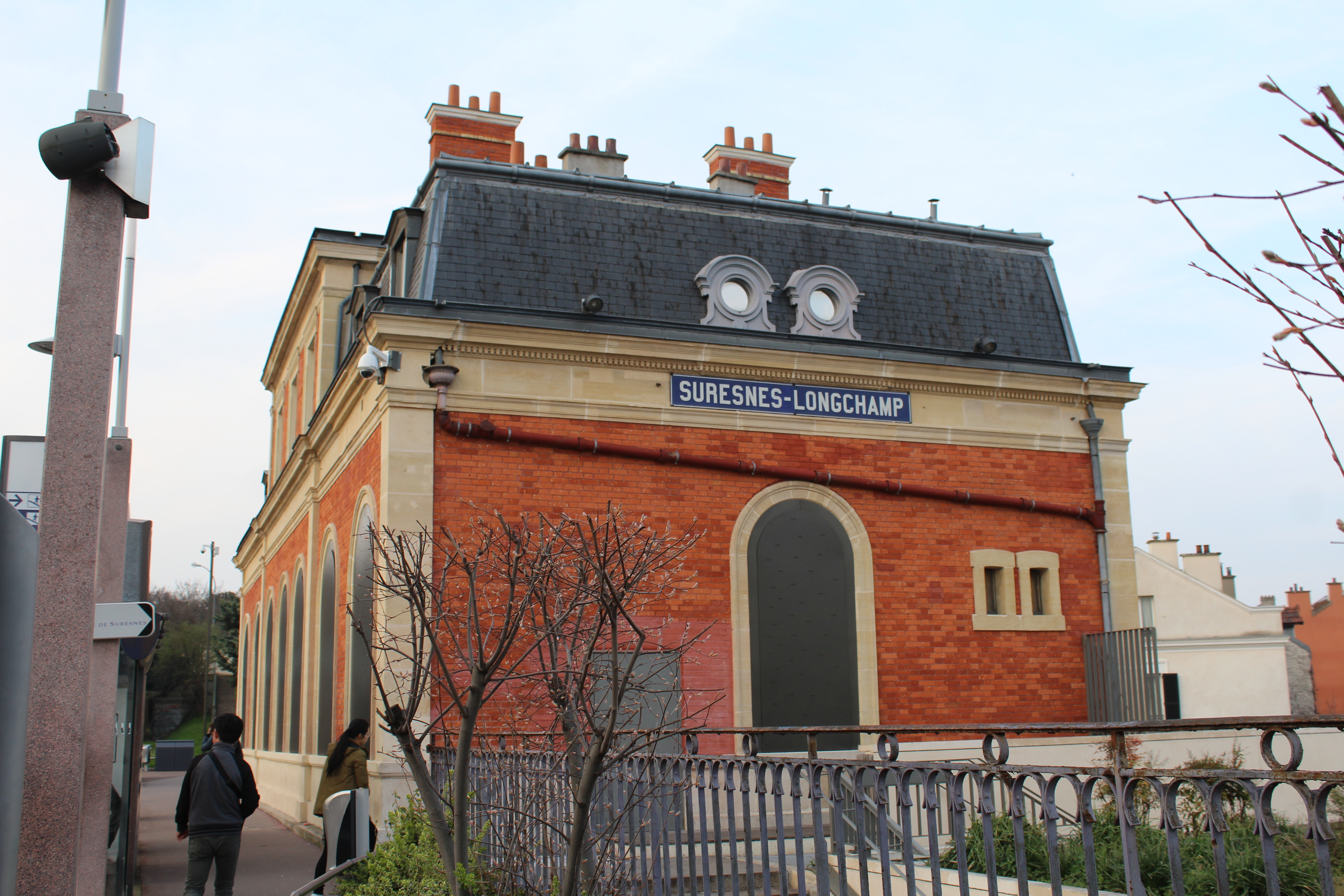
Ancien bâtiment de la gare de Suresnes-Longchamp, actuel siège du musée d'histoire urbaine et sociale.
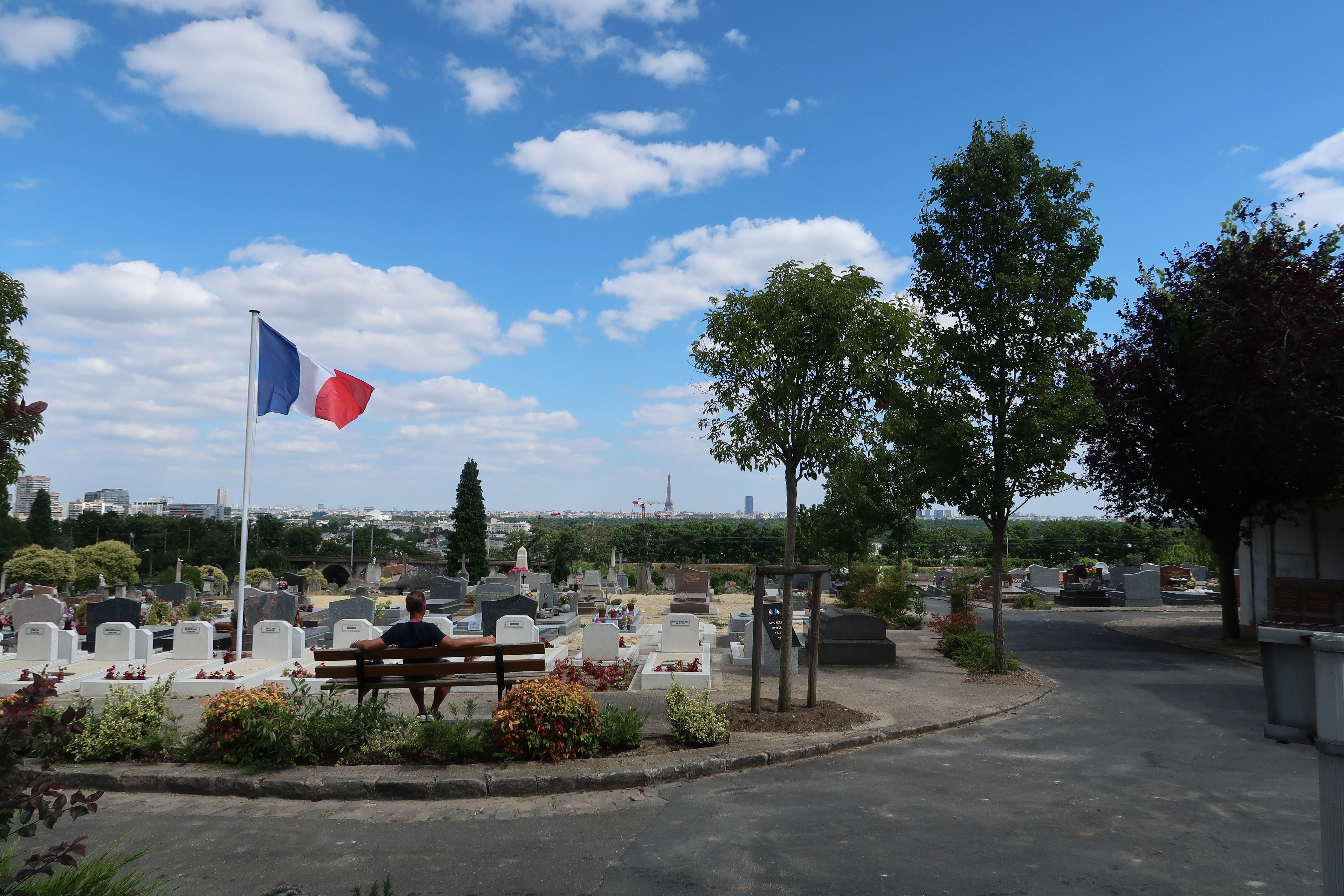
Le cimetière Voltaire, second cimetière de Suresnes après le cimetière Carnot.

#### Années 1890
L'accroissement rapide de la population conduit la municipalité à envisager la création d'un nouveau cimetière, dans le quartier des Bas-Roger. La décision est votée en conseil municipal en 1890, l'architecte Girard étant chargé des travaux ; il est ensuite baptisé cimetière Voltaire. Plusieurs personnalités y sont enterrées, parmi lesquelles les ingénieurs Fernand Forest et Prosper Émile Liot, la peintre Juana Romani ou les acteurs Marcel Herrand et Félix Oudart. Le 11 mai 1889, une pétition de Suresnois demande l'installation d’un service téléphonique entre les communes de banlieue et Paris. Le remplacement du gaz par l'électricité pour éclairer la ville est aussi envisagé. En 1891 a lieu la première mention d'un champ de courses occupant la plaine de la Fouilleuse, un terrain qui appartenait autrefois aux dames de Longchamp (à qui la cour des Dames rend hommage dans le centre historique). Le projet de création d'un hippodrome est autorisé, aménagé par le riche éleveur Edmond Blanc, et qui prend le nom d'hippodrome de Saint-Cloud, situé dans la commune voisine, en bordure de Suresnes, comme celui de Longchamp. Caron est réélu maire en mai 1892 et, le 17 septembre, un bureau central téléphonique est installé.

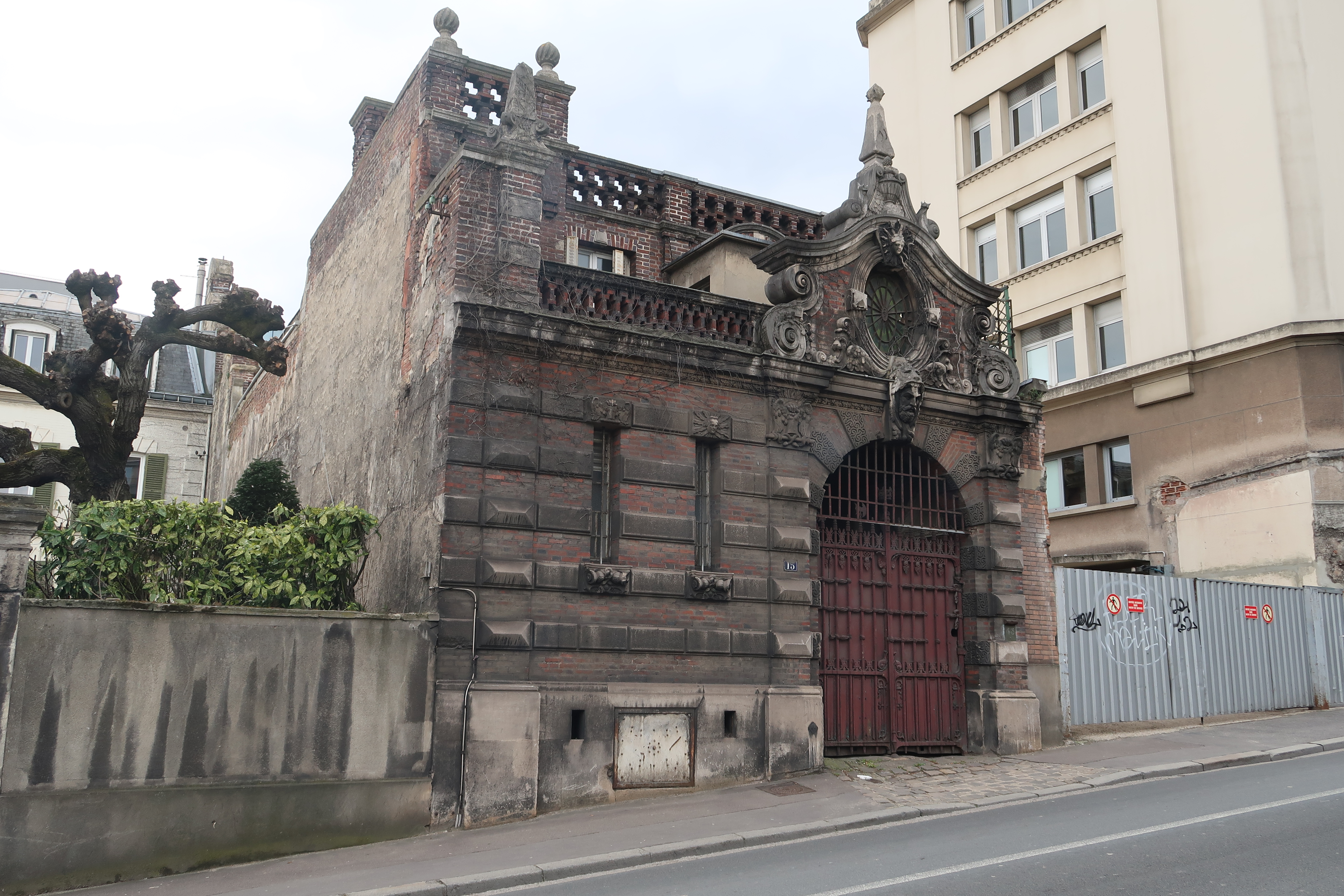
Porte monumentale de 1864, dernier vestige de la propriété initiale du couturier Worth. Elle comporte sur son fronton deux escargots, symbolisant l'ascension du couturier.

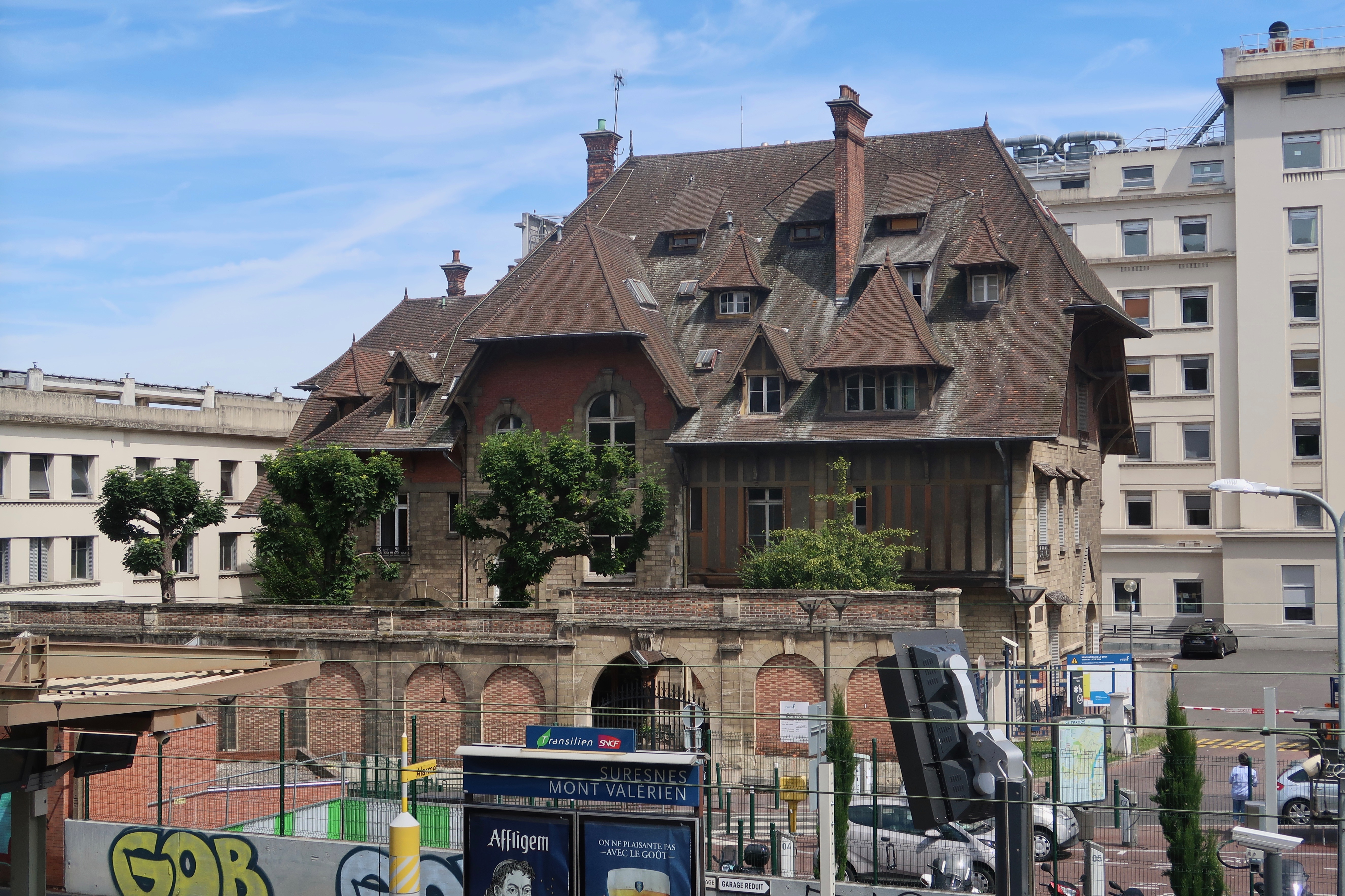
Le pavillon Balsan, élevé par le fils du couturier, est devenu un bâtiment de l'hôpital Foch.

Alors que la population compte 9 000 habitants, le nombre de vignerons continue de décroître. La petite bourgeoisie occupe quelques maisons voisines de la ligne de chemin de fer et l'industrie poursuit son développement, demandant une main d'œuvre toujours plus nombreuse. Une société laïque de libre-pensée est créée, demandant la suppression des livres à caractère religieux employés dans l'école des filles ainsi que le changement du nom des rues dédiées à des saints. L'école maternelle logée dans l'ancien presbytère s'avérant trop petite, la construction d'un nouveau groupe scolaire est décidée, situé entre les rues Carnot et de Neuilly, dont les plans des architectes Godefroy et Beaulieu sont soumis en 1894, tout comme ceux de la salle des fêtes, située de l'autre côté du trottoir : cette dernière, réalisée par Édouard Bauhain et Raymond Barbaud, comporte une charpente réalisée par la société Eiffel. En 1895, le couturier Charles Frederick Worth meurt ; la rue adjacente à sa propriété est renommée en son honneur. Dans le jardin du château de style historiciste qu'il avait fait construire par l'architecte Denis Darcy sur le terrain de l'ancien Clos-des-Seigneurs dans les années 1860, il avait entreposé un grand nombre de colonnes, de sculptures et de statues récupérées dans les ruines du palais des Tuileries (incendié pendant la Commune), qu'il avait fréquenté pour avoir travaillé pour l'impératrice Eugénie. Des serres exotiques ornent aussi le parc. L'intérieur est richement décoré. En 1892, son fils Gaston fait ériger sur le site un édifice de style néo-normand, dit pavillon Balsan (nommé ainsi en hommage à la milliardaire Consuelo Vanderbilt, épouse Balsan). La propriété originelle de Charles Frederick Worth est rasée au début des années 1930, remplacé par l'hôpital Foch ; n'en subsiste que la porte monumentale située avenue Franklin-Roosevelt, tandis que les restes des Tuileries sont transférés à Barentin (Seine-Maritime). Le pavillon Balsan, lui, légué à la fondation Foch, est conservé,,,,,.

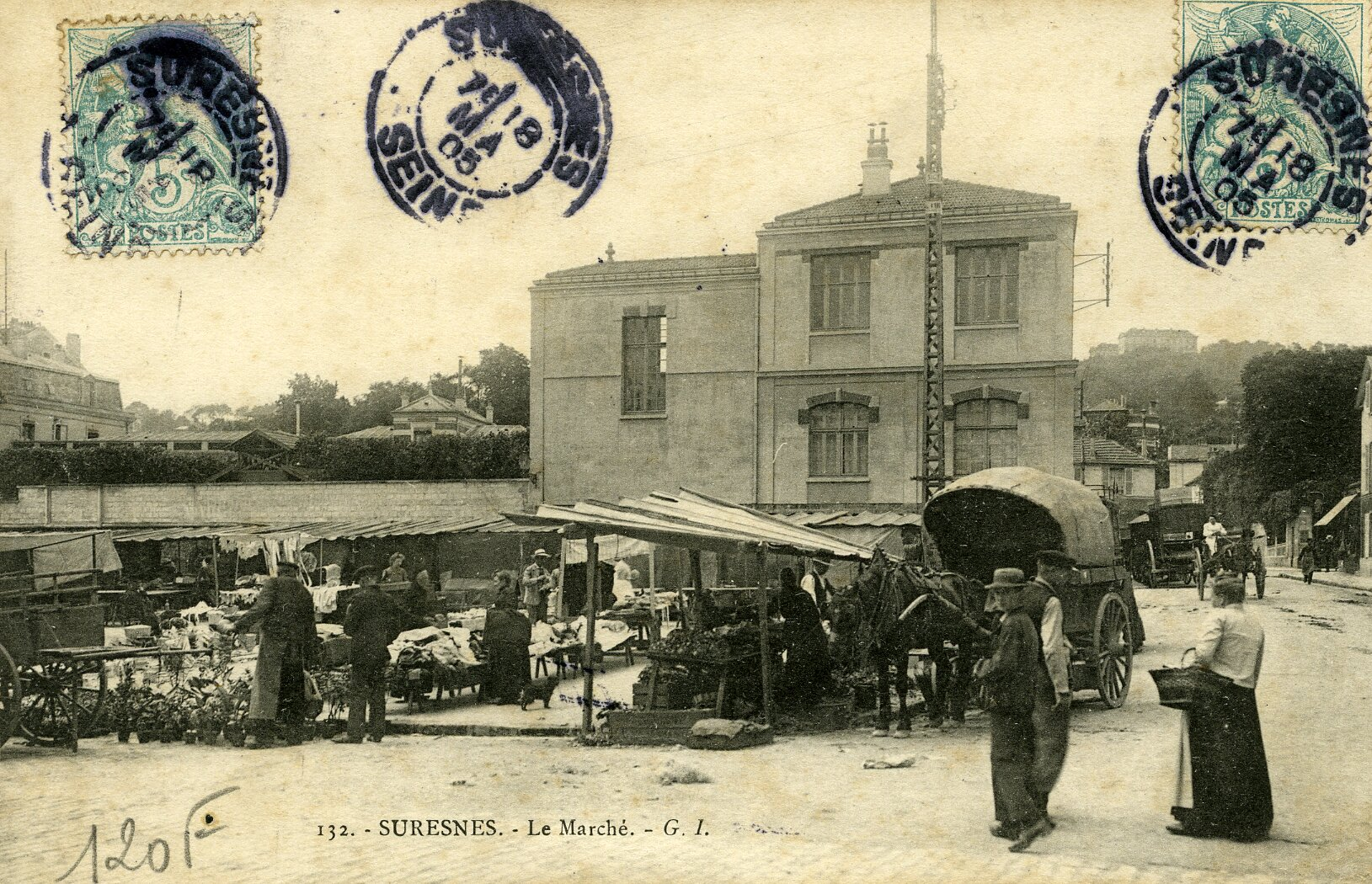
Le marché en 1905, avec l'école Jules-Ferry en arrière-plan et le mont Valérien en haut à droite.

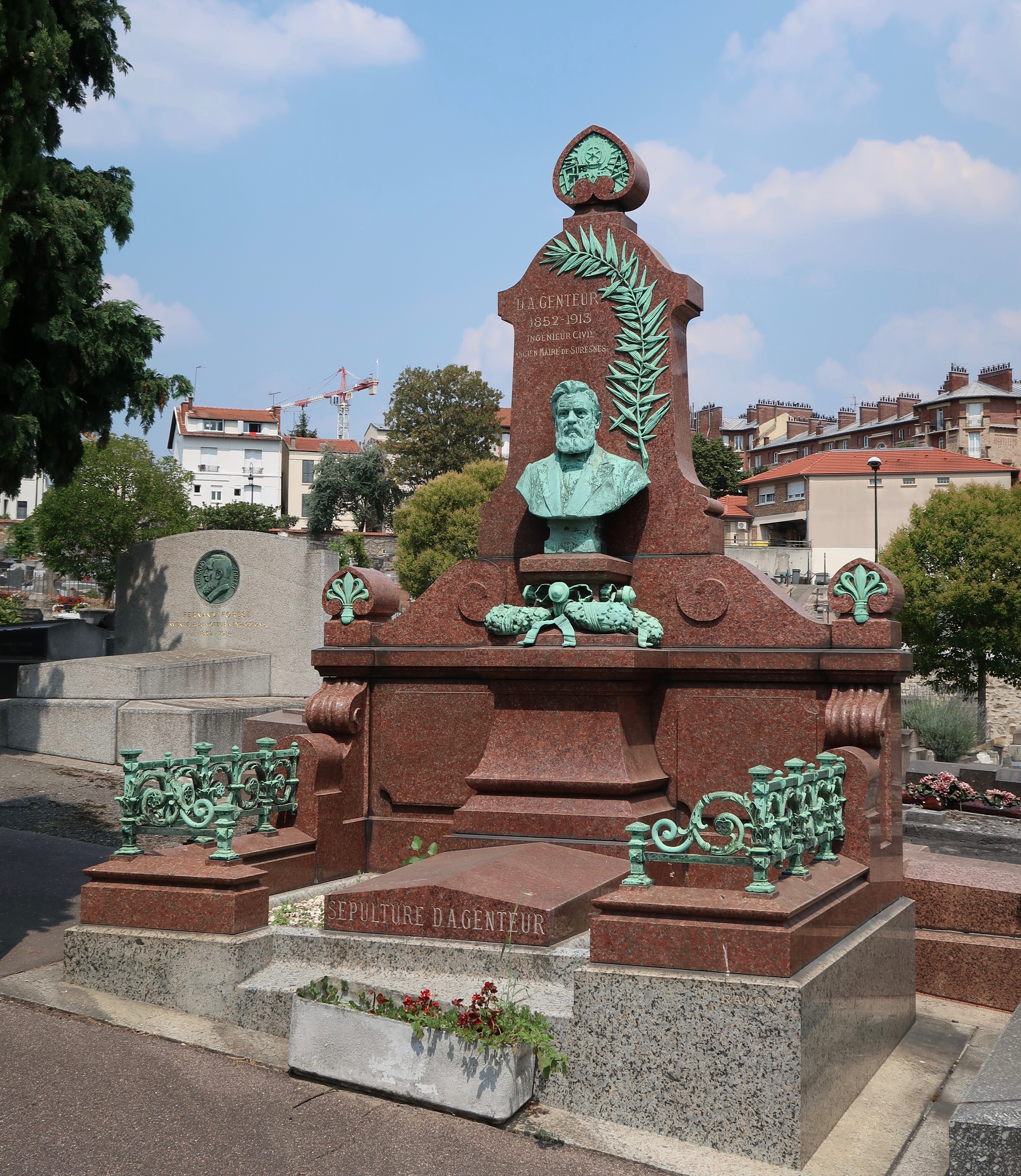
Tombe du maire Arthème Genteur dans le cimetière Voltaire (buste d'Auguste Maillard).

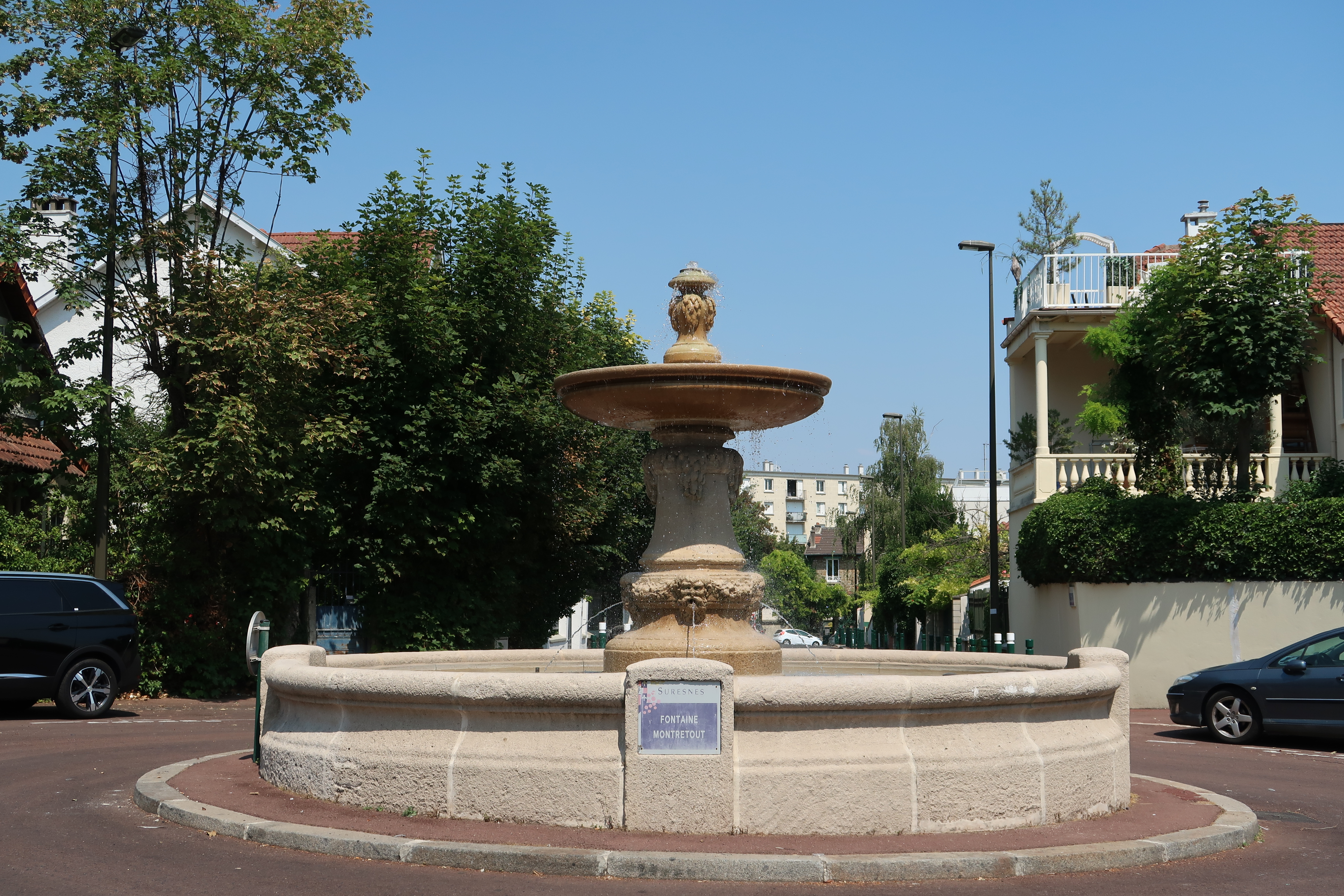
Fontaine au croisement de la rue Raymond-Cosson et de la rue de Montretout, auparavant située place du marché.

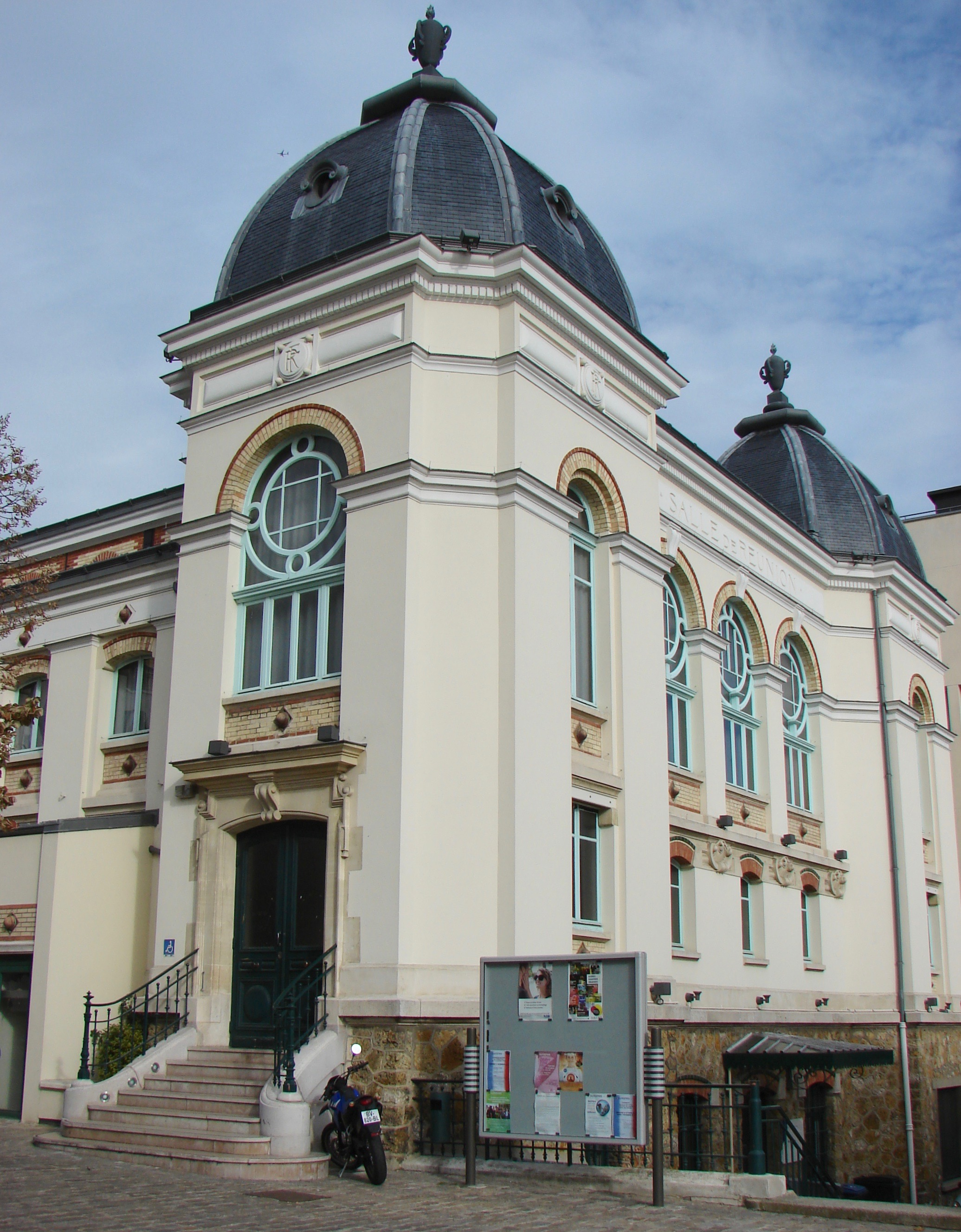
La salle des fêtes, située le long de la mairie.

Lors des élections municipales de mai 1896, Arthème Genteur est élu maire ; il est plus à gauche que son prédécesseur. Les projets de la nouvelle école et de la salle des fêtes sont conservés. L'extension du marché donne lieu à la démolition de vieilles maisons rue du Moutier mais il est décidé qu'il serait « volant » et non permanent. Une fontaine achetée à la ville d'Asnières est installée sur la place ; après la Première Guerre mondiale, elle est déplacée près de la cité-jardin, au croisement des rues de Garches et de Montretout. La salle des fêtes et la place du Marché sont inaugurées les 26-27 septembre. Un kiosque à musique est par ailleurs construit dans le square de la mairie (à l'emplacement actuel de la statue d'Henri Sellier), ainsi qu'un bureau de bienfaisance, devenu bureau de la justice de paix, sur son côté,,.
Après la fusion de la Compagnie du gaz de Suresnes et de la Société des usines du nord et de l’est, la compagnie obtient en mars 1898 la concession de fourniture d'électricité. La mairie souscrit par ailleurs aux demandes de la société de libre-pensée : le 3 octobre, la rue Saint-Antoine est renommée rue Ledru-Rollin, la rue Sainte-Apolline rue de la Mairie et la rue Saint-Jean rue Merlin-de-Thionville. La commission municipale chargée du dossier note toutefois qu'il fallait accorder la priorité à perpétuer le souvenir des habitants de Suresnes et « à celui des citoyens de la IIIe République s’étant illustrés dans la défense des libertés publiques », l’accent étant également mis sur la préservation de quelques lieux-dits, bien que certains disparurent. D’autres voies changent de nom, comme la rue Chardon, qui devient la rue Fizeau, ou la rue des Trébourgeois la rue Voltaire.
Le projet d'une nouvelle école est aussi lancé, au coin de la rue Carnot et de l'ancienne rue du Cèdre mais qui ne sera inaugurée qu'en 1908. Une maison de retraite est par ailleurs créée en 1899 dans le bâtiment qu'occupait la directrice de l'école maternelle. En juillet de la même année, un monument aux morts pour la patrie est inauguré dans le nouveau cimetière des Bas-Rogers (actuel cimetière Voltaire).
En 1897, un accord est trouvé pour créer la compagnie du chemin de fer du bois de Boulogne, de la porte Maillot à Suresnes, près de la gare de Longchamp. Il s’agit en réalité d'une traction électrique à trolley. En 1911, la ligne est prolongée à Saint-Cloud, l'année suivante à Garches et pendant la Première Guerre mondiale, jusqu'à l'arsenal de Rueil. Ne dépassant pas 8 000 à 10 000 voyageurs par jour, elle en accueille toutefois 25 000 à 30 000 le week-end et les jours de fêtes et 50 000 à certains événements de l'hippodrome de Longchamp. La fin de la concession, rachetée par la STCRP en 1930, des problèmes techniques et la mauvaise desserte de la nouvelle cité-jardin conduisent à sa disparition en 1936. Le chemin de fer est remplacé l'année suivante par la ligne d'autobus « 44 » et par le « 44 B », partant de Saint-Cloud mais ne traversant plus le bois de Boulogne ; à Suresnes, il passe par le boulevard de Versailles et la rue Émile-Zola,.
Une brigade de gendarmerie est installée à Suresnes, dans un bâtiment construit en 1898 rue de Verdun, non loin de l'actuelle église. Il s'agit alors de décongestionner la brigade de Puteaux, qui est trop occupée par son travail dans le bois de Boulogne.
Le 30 août 1898, pendant l'affaire Dreyfus, le lieutenant-colonel Hubert Henry est placé en garde à vue dans le fort du mont Valérien après l'ouverture de l'enquête par le ministre de la Guerre Cavaignac. Le lendemain, Henry se tranche les veines avec un rasoir dans sa cellule du deuxième étage du « bâtiment de 1812 ».
Laure Surville, sœur de l'écrivain Honoré de Balzac, se retire à Suresnes à la fin de sa vie. Elle était mariée à M. Alain, ingénieur civil des Ponts-et-Chaussée, qui avait participé à la conception du pont suspendu de 1842,.

### Développement de l'industrie

#### Fin de la teinturerie

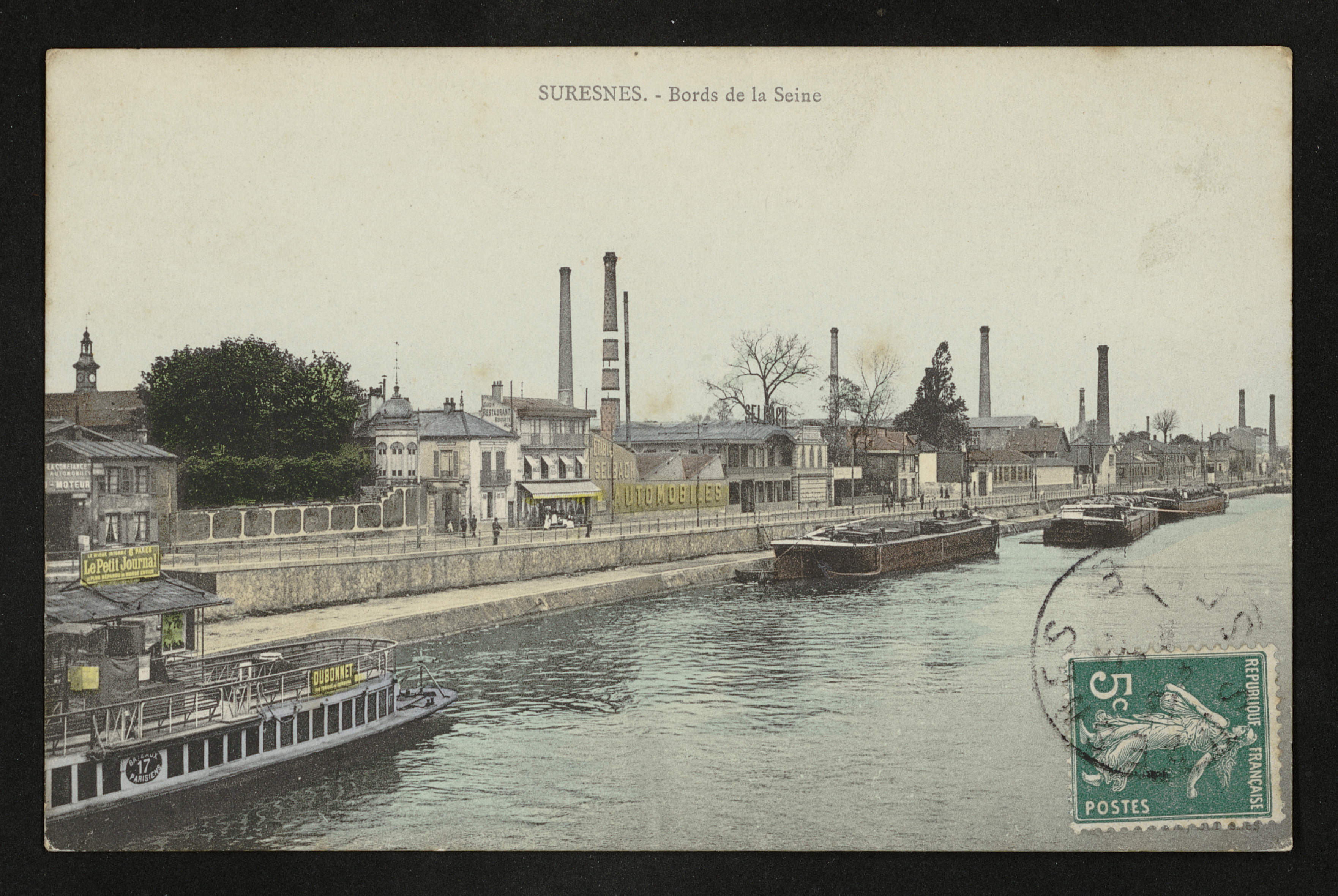
Usines et leurs cheminées en bord de Seine.

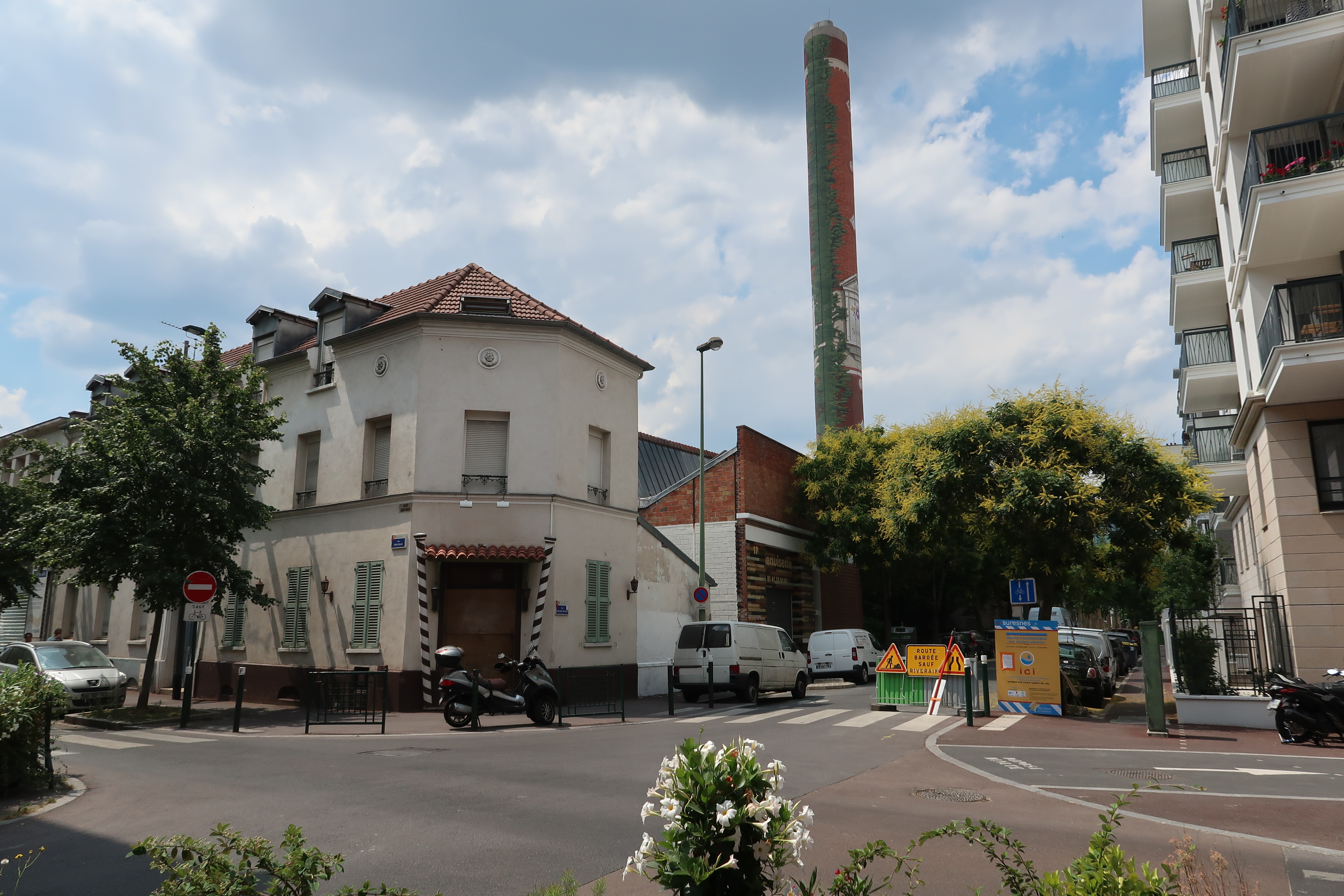
Ancienne cheminée d'usine, rue Édouard-Nieuport.

Peu à peu, les anciennes industries laissent leur place à des usines d'automobiles puis d'aviation. La teinturerie fondée en 1833 est ainsi remplacée par une usine automobile dans l'ancien parc Rothschild. Créée par Rouques, elle est vendue à Terrier vers 1850, qui s'associe deux ans plus tard avec Jean Bernadotte (petit cousin du roi de Suède Charles XV), lequel prend finalement la direction de l'affaire. Souhaitant inviter son cousin à visiter son usine lors de l'exposition universelle de 1867, il propose d'édifier une fontaine à l'angle de la rue du Bac et de la rue des Bourets, sous condition que la première soit renommée « rue du roi de Suède ». Le roi ne vient finalement pas mais la rue garde ce nom jusqu'en 1881. En 1877, le futur député de Normandie Georges Roulleaux-Dugage s'associe avec André Meunier-Pouthot. En 1893, après la mort des propriétaires, une partie des terrains est lotie en maisons d'habitation et trois rues sont percées (Colonel-Picard, Frédéric-Passy et Diderot, les deux premières étant renommées par Henri Sellier en 1920 de la Belle-Gabrielle et des Conférences-de-Suresnes, en hommage à l'histoire de la commune). L'affaire de teinturerie disparaît au début du siècle suivant. Il y eut pourtant d’autres teintureries, comme celle d'Arthur Guillaumet, maire de Suresnes entre 1878 et 1888, entre la rue du Port-au-Vin et Pagès. Dans l'ancien parc du château s’installe d’abord une fabrique de matières colorantes (le long de la rue de Penthièvre et de Gondolo), achetée à Betty de Rothschild fin 1870 et qui fut plus tard reprise par Edmond Sordes et son cousin Alphonse Huillard, également maire de Suresnes, puis par la Compagnie des extraits tinctoriaux du Havre puis par la Société lilloise des laminoirs en 1914. Le quartier abrita aussi une usine de tapis, avant que l'industrie automobile n'arrive, déjouant les projets de faire de ce quartier autrefois aristocrate une zone résidentielle.

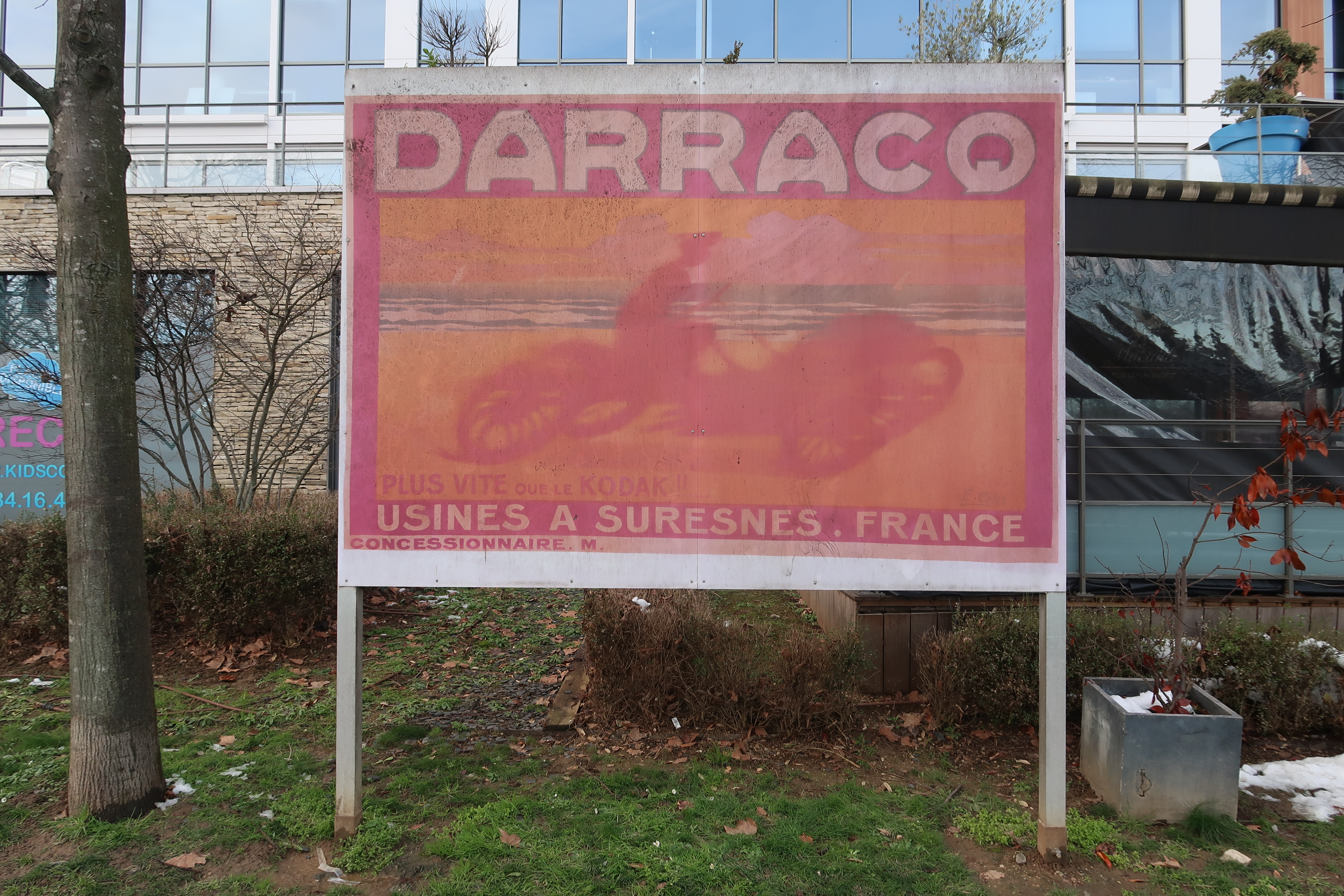
Panneau commémoratif avec une ancienne publicité de la marque automobile Darracq, le long du quai Gallieni, où étaient principalement situées les usines de Suresnes.
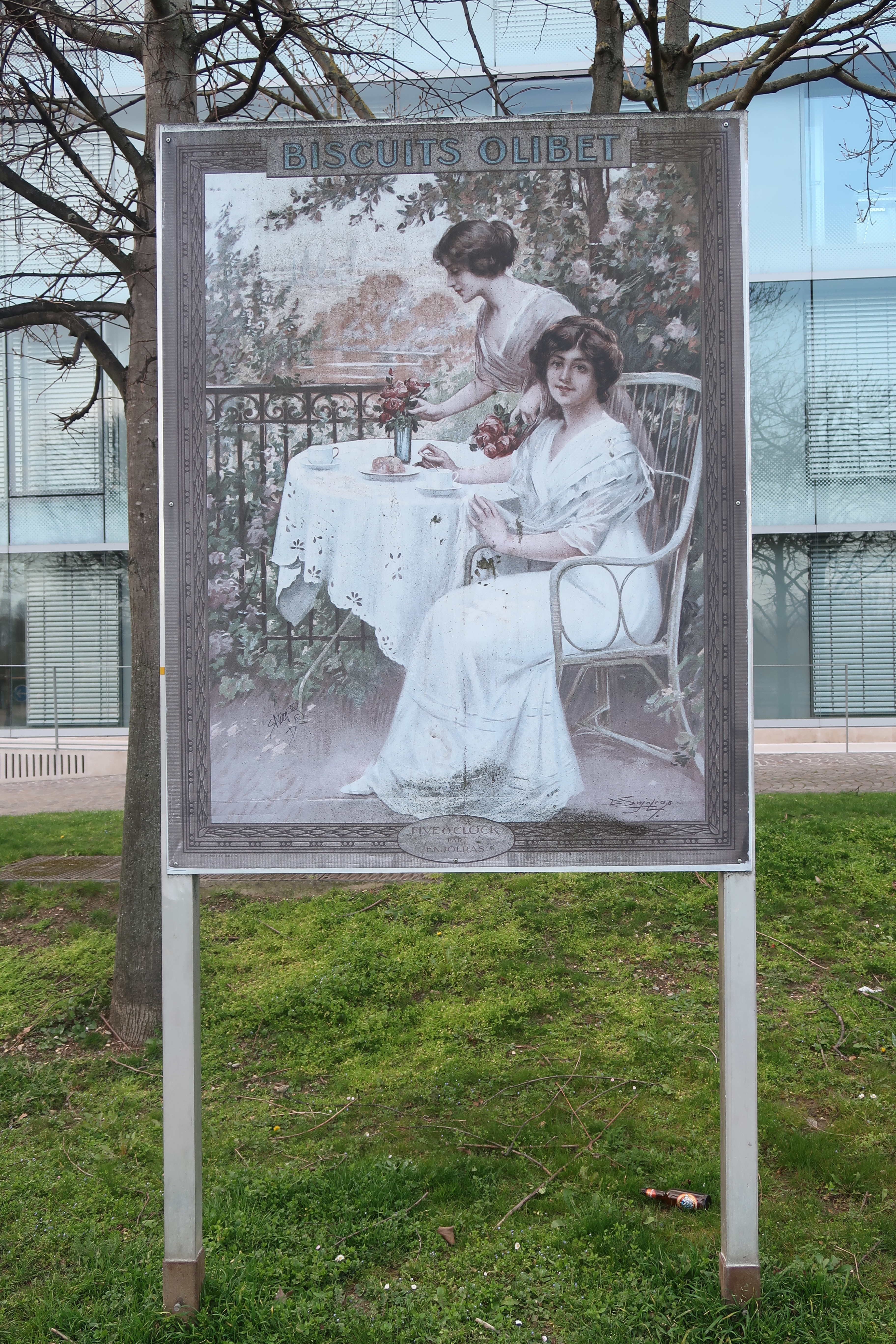
Panneau commémoratif avec une ancienne publicité de la marque de biscuits Olibet, sur le même quai.
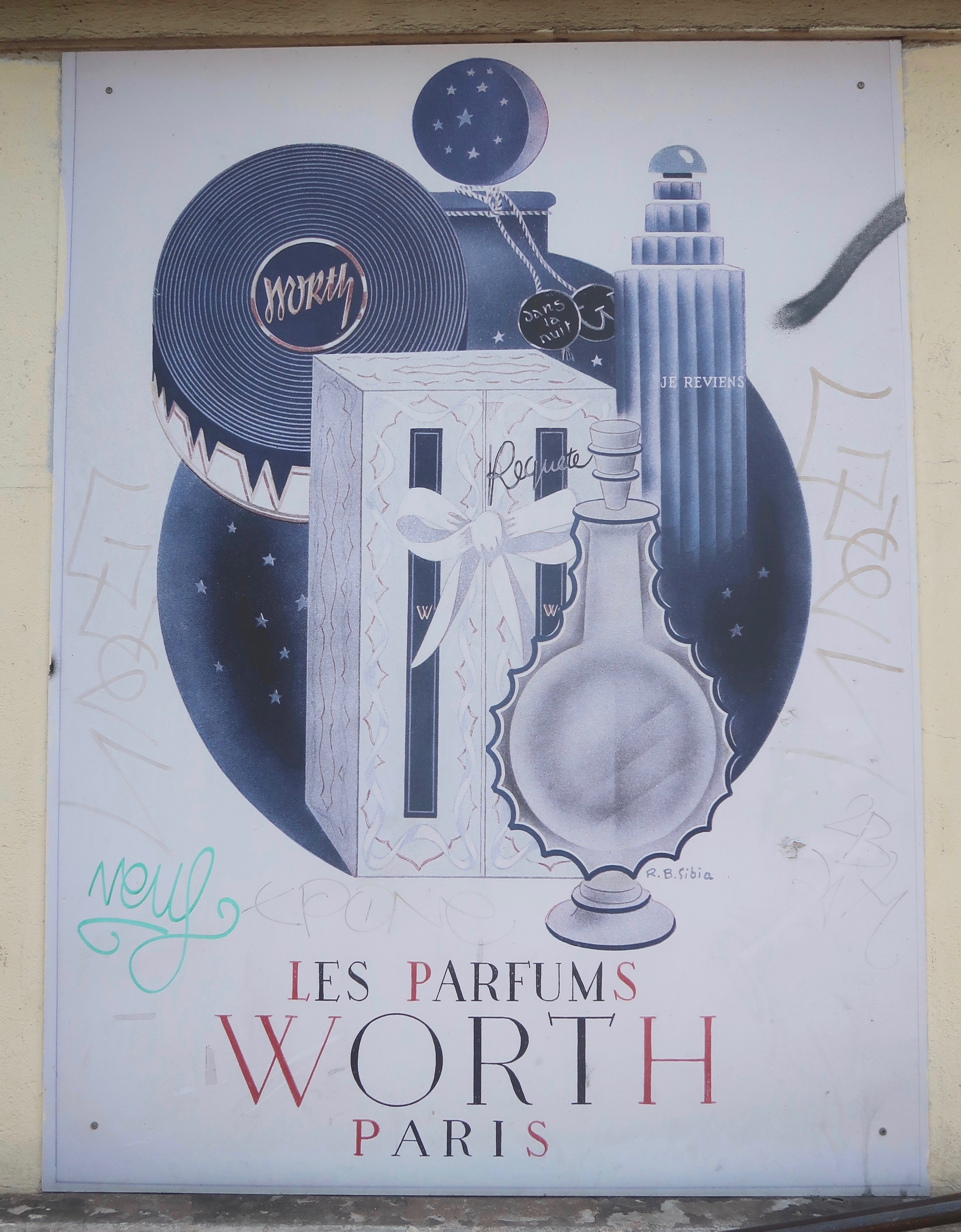
Panneau commémoratif avec une ancienne publicité de la marque de parfums Worth, à l'emplacement de l'ancienne propriété de la famille du couturier.

#### Automobiles

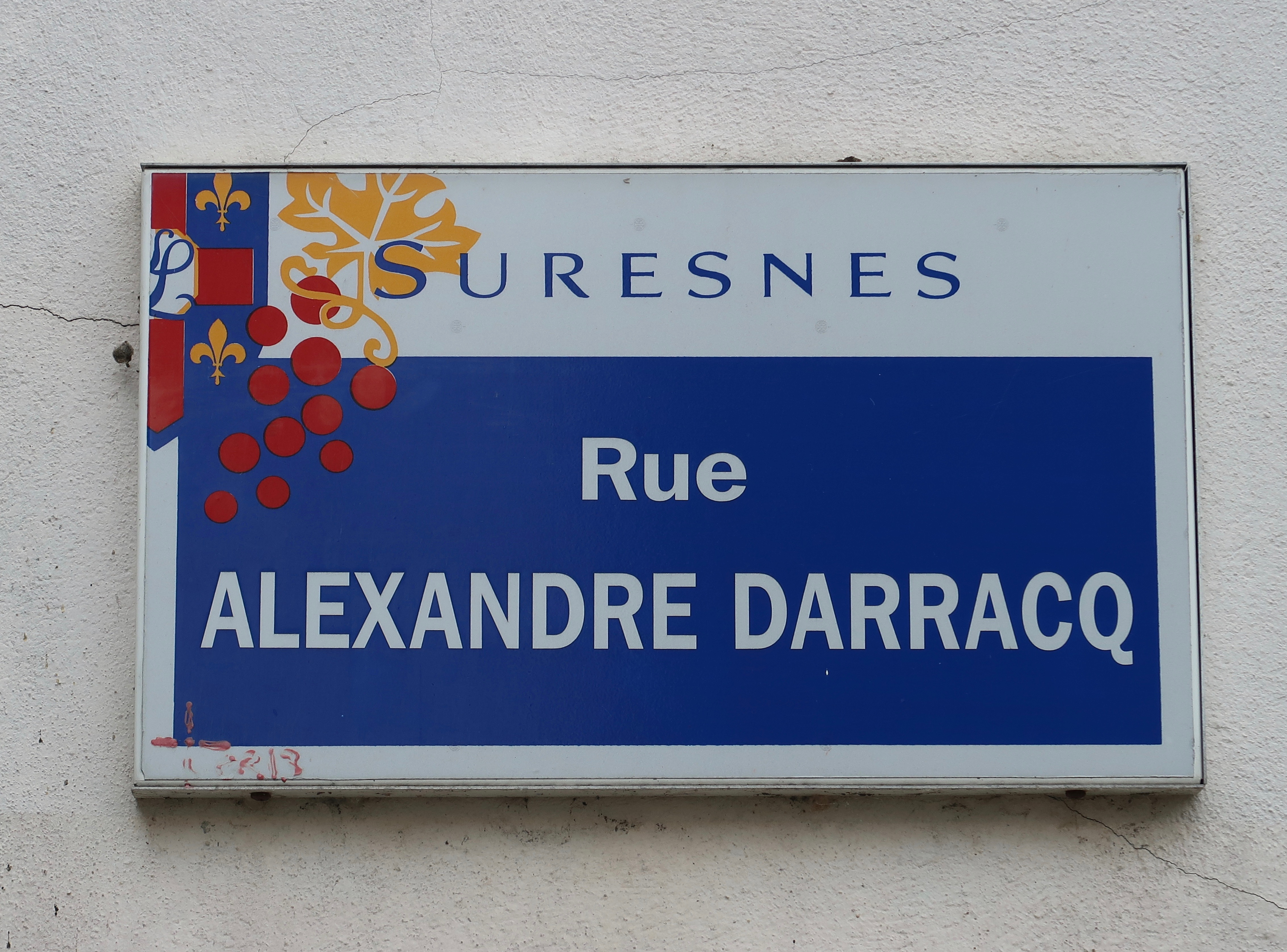
Plaque de la rue Alexandre-Darracq, en hommage à l'industriel qui installa ses usines de cycles et d'automobiles à Suresnes.

Le développement de l'industrie à Suresnes se fait en parallèle des communes environnantes, comme Renault en 1899 et Voisin en 1905 à Boulogne-Billancourt, De Dion-Bouton à Puteaux, ainsi que dans les villes d'Asnières-sur-Seine, Neuilly-sur-Seine, Levallois-Perret et Gennevilliers, considérées comme des berceaux de l'automobile : 115 constructeurs naissent ainsi dans les Hauts-de-Seine durant la Belle Époque. Sous la poussée industrielle, vignes, cerisiers, et champs disparaissent progressivement,.
En 1896, la première usine métallurgique de Suresnes, la Gallia, s'installe dans le parc Rothschild, créant la première mutuelle ouvrière de la ville. Deux ans plus tôt, Alexandre Darracq commence à y construire des bicyclettes Gladiator dans son usine de 3 hectares 33 quai Gallieni, qui emploie un millier de personnes. Il reçoit la médaille et le diplôme de la municipalité, remerciant le maire en lui notifiant sa volonté, « pour sa faible part de faire de Suresnes une ville manufacturière prospère, un petit Coventry français ». Il se lance ensuite dans la fabrication de voitures à essence, fondant en 1905 la société Darracq et Cie, rachetée ensuite par Talbot (groupe Sunbeam-Tablot-Darracq ou STD puis groupe Rootes à partir de 1934). Louis Chevrolet y a notamment travaillé à ses côtés comme contremaître, avant de partir aux États-Unis en 1900. Après la Seconde Guerre mondiale, l'usine de la rue Salomon-de-Rothschild ne servait plus que d’entrepôt. En 1902, Latil s'installe sur les bords de Seine, près de la rue des Meuniers, et construit des poids lourds. En 1909, c'est au tour de la marque Le Zèbre de s'installer à Suresnes, dont le propriétaire, Jules Salomon, était associé avec Jacques Bizet (fils de Georges Bizet), puis, en 1910, de Saurer, pour fabriquer des poids lourds et des autobus dans une usine située 67 rue de Neuilly et 4 rue Benoît-Malon, reprise ensuite par Unic et toujours en activité après la Seconde Guerre mondiale,,,. Citroën y eut aussi une usine.

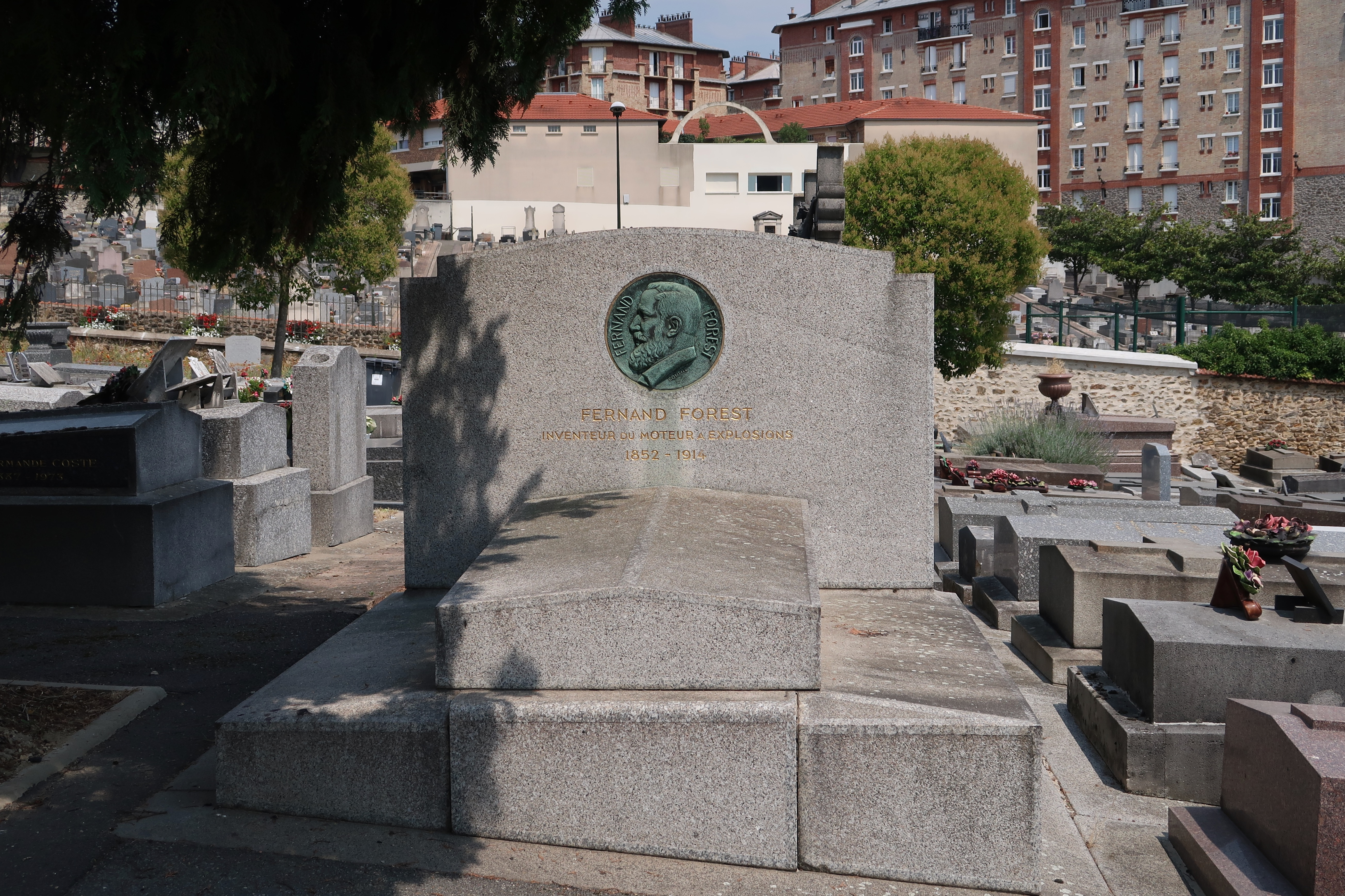
Tombe de l'ingénieur Fernand Forest au cimetière Voltaire, érigée sur les frais municipaux.

L'établissement de ces industries attire dans le quartier (déjà beaucoup fréquenté à cause des bals et des guinguettes), jusqu'au pont, des commerçants spécialisés en bicyclettes et automobiles, en particulier pour l'essence, en bas du boulevard de Versailles, près des cafés. Pour éviter de payer l'octroi, nombre de Parisiens venaient en effet le week-end s'approvisionner en essence au pont de Suresnes avec des bidons. En 1921, les premiers distributeurs d'essence à colonnes sont installés aux 7 et 62 boulevard de Versailles. La vitesse jugée excessive pour l'époque des voitures passant sur le pont jusqu'à Suresnes (30-40 km/h) conduit à installer un agent pour éviter les accidents. En mai 1891 a lieu une course automobile entre la pompe à feu du Bourget et le château de Versailles, où s'affrontent Merelle, de Dion et Bouton ; à leur retour à Suresnes, près du pont de chemin de fer des Moulineaux qui enjambe le boulevard, la voiture de de Dion percute celle de Merelle avec violence mais sans gravité, peut-être le premier accident automobile de l'histoire estime René Sordes. En 1907, l'ingénieur Fernand Forest s'installe au no 22 du boulevard, transformant son domicile en atelier pour faire des recherches, notamment sur les moteurs pour canots et pour automobiles. Copié par ses concurrents, il voit finalement ses biens saisis en 1909. Mais, apprécié par les Suresnois, il reçoit la Légion d'honneur, avant de mourir en 1914. La municipalité lui offre alors une concession à perpétuité au cimetière Voltaire et verse une rente à sa veuve. La rue des Petits-Clos, où il vécut, est renommée en son honneur,,.

#### Aviation

Les mosaïques de l'ancienne usine de Blériot Aéronautique à Suresnes sont exposées à leur emplacement d'origine (depuis 1917), même si le bâtiment originel a été détruit en 2004. L'édifice actuel est occupé en partie par le groupe Airbus puis, depuis 2020, par la SKEMA Business School.

En 1903, Léon Levavasseur installe un atelier dans son jardin 14 rue du Ratrait, où il fabrique un avion essayé ensuite à Villotran, qui finit détruit. Il se concentre ensuite sur la construction du moteur « Antoinette », équipant l'avion piloté par Alberto Santos-Dumont le 12 novembre 1906 au parc de Bagatelle, où ce dernier décroche un record du monde. Le moteur est alors adopté par Louis Blériot, Farman (installé place Eugène-Sue, à l'endroit de l'ancienne propriété de l'écrivain) ou encore Léon Delagrange. Le capitaine Ferdinand Ferber, qui vit longtemps à Suresnes, étudie particulièrement les moteurs de Levavasseur ; une rue lui est dédiée sur le plateau nord. À la même époque, les frères Nieuport fabriquaient rue de Seine des bougies d'allumage. Devant le développement de l'aviation, ils entreprennent alors de bâtir des appareils. Ils meurent peu avant la Première Guerre mondiale. En 1915, Louis Blériot installe à son tour une usine à Suresnes, au croisement du quai et de la rue du Val-d'Or, à la place de l'usine à gaz désaffectée. Sur un terrain de 40 000 m² sont ainsi construits 28 000 m² d'ateliers, qui visent à répondre au développement de l'aviation militaire en pleine Première Guerre mondiale (via la SPAD, acquise en 1914). Pour René Sordes, « Suresnes peut s'enorgueillir d’avoir connu les efforts que firent au début du siècle quelques grands pionniers, créateurs de ces gigantesques industries, l’automobile et l’aviation »,.

#### Électronique

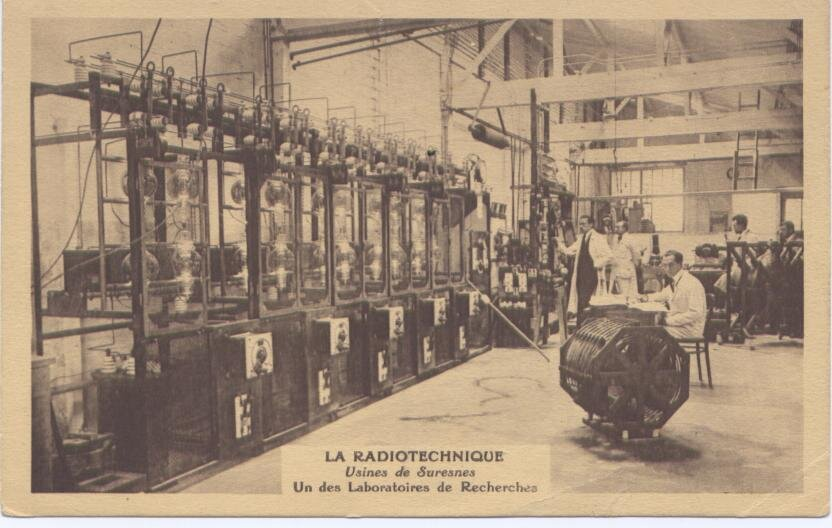
Usine de la Radiotechnique à Suresnes en 1937.

En 1911, la société Westinghouse Cie Hewitt installe ses ateliers dans l'ancienne maison seigneuriale de Suresnes, rue du Pont. En 1921, la Radiotechnique construit une usine 51 rue Carnot, qui fabrique des lampes de radio puis des postes TSF. Au 106 rue Carnot se trouve la Société de mécanique de construction tubulaire,.

#### Biscuiterie
Vers 1880, la biscuiterie Olibet construit une usine sur la partie est de la propriété qui appartenait au début du XVIIIe siècle à la famille d'Estrée, entre la rue du Port-au-Vin et la rue du Bac. Les enfants de Suresnes vinrent un certain temps s'y fournir auprès du concierge, qui leur donnait les biscuits cassés impropres à la vente. Les biscuits en bon état sont vendus au magasin parisien de la rue de Rivoli. Rare entreprise à l'avoir expérimenté à l'époque, Olibert installe une pouponnière dans ses bâtiments, afin de permettre à ses ouvrières mères de conserver leur emploi. Réputé pour son esprit social, M. Olibet est d'ailleurs élu maire-adjoint de Suresnes en 1884, à l'époque où de la municipalité Guillaumet, également industriel. L'usine est démolie en 1940 pour laisser place à l'industrie métallurgique,.

#### Parfumerie

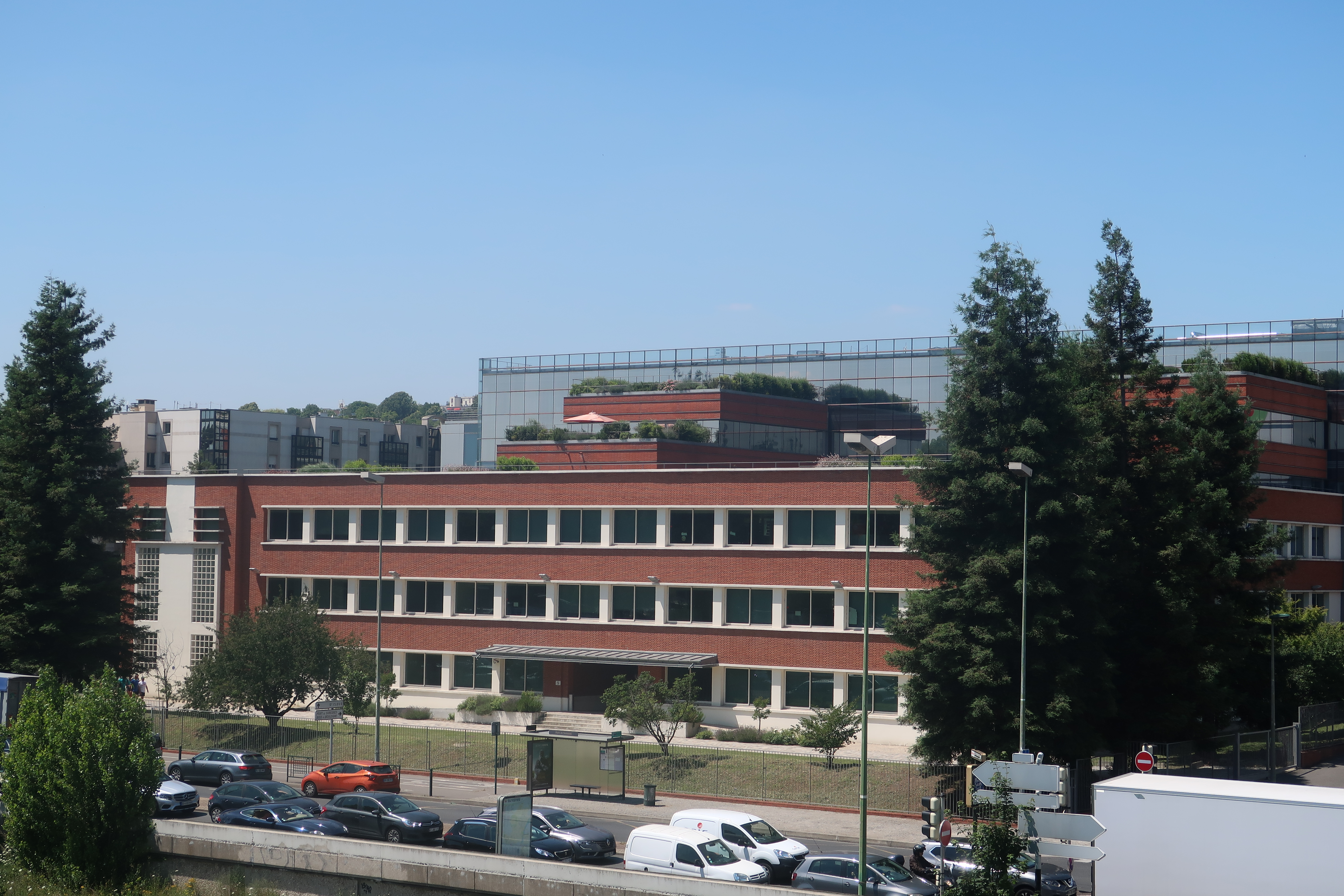
Ancienne usine Coty près de la Seine, désormais siège de Bel, après avoir été celui d'Havas.

À la fin du XVIIIe siècle, Suresnes avait déjà accueilli la manufacture de Fargeon, le parfumeur de Marie-Antoinette, dans la grange d'une maison de la rue de Saint-Cloud. Avec ses chimistes, il utilisait les roses de Damas, alors cultivées sur les pentes du mont Valérien, du côté de Puteaux. Au début du XIXe siècle, Lejeune fabrique rue de Neuilly des parfums destinés à l’export, s'investissant dans la vie de Suresnes en organisant des fêtes et éditant la revue Suresnes… tout l’monde débarque. Plus tard, Hugues Guerlain (homonyme de la célèbre marque) crée la marque Salomé, ensuite reprise par Maurice Blanchet. Mais c'est surtout l'année 1904 qui marque l'histoire de la parfumerie à Suresnes, quand François Coty rachète la propriété de la Source pour y installer son usine. Il fait de sa marque un succès en utilisant les progrès de la chimie et des flacons sobres et élégants. Plusieurs flacons sont fabriqués par des verriers de Baccarat et l’un d'eux, M. Valentin, figura même sur la liste municipale d'Henri Sellier. De célèbres parfums comme L’Origan, Rose Jacqueminot ou encore Ambre antique sortent ainsi de l'usine de Suresnes, où travaillent de nombreuses ouvrières. D'abord en bois, le bâtiment est ensuite remplacé par un nouveau en brique rouge, depuis classé monument historique. En 1924, Maurice Blanquet s'établit à Suresnes avec son frère et fonde la marque Coryse-Salomé, couplant la marque d'Hugues Guerlain à celle, Coryse, de M. Quartier. C'est également un succès. En 1924 également, Jean-Philippe Worth, descendant du couturier, fonde une marque de parfumerie à son nom, dont la fabrication est confiée à Maurice Blanchet. Ces usines de parfums sont situées dans le même quartier : l'usine Coty au château de la Source, l'usine Blanchet sur le terrain du potager de la propriété, alors que Fargeon était installé non loin. On compte aussi les établissements Hudnut, spécialisés en pharmacie et qui comptaient une branche parfumerie et cosmétique. Enfin, la maison Volnay, située près du mont Valérien, fabriquait des eaux de toilettes et de l'eau de Cologne pour les grands magasins de la capitale.

## Troisième République (1900-1919)

### Jusqu'à la Première Guerre mondiale

#### Années 1900
Lors des élections municipales de mai 1900, la liste menée par Caron bat celle de Genteur. Le vainqueur accable son prédécesseur sur le dépassement des crédits pour la construction de la salle des fêtes mais se défend des critiques, qui le présentent comme clérical et réactionnaire. En octobre, la municipalité inaugure ce qui deviendra le musée de Suresnes, à l'époque une simple vitrine dans la salle des mariages, qui contient des souvenirs légués par le docteur Gillard et Edgar Fournier, le premier historien de Suresnes. En 1901, le terrain dit des « Terres blanches » est acheté aux héritiers de l'industriel suresnois Meunier afin d'exploiter l'eau issue des sources de la fontaine du Tertre, le laboratoire de la préfecture de police l'ayant analysée positivement. Au centre de Suresnes, une borne-fontaine est même édifiée, distribuant l'eau de cette source. L'initiative n’a cependant pas de suite, étant critiquée par les adversaires du maire. À l’emplacement de la source fut plus tard établi le cimetière américain. Le laboratoire reviendra sur sa décision en janvier 1906 : la fontaine est condamnée et ses eaux redirigées vers les égouts. Coûtant trop cher selon la nouvelle municipalité, la maison de retraite est fermée et on revient donc au système d'aides à domicile.
En 1905, la loi de séparation de l'Église et de l'État entraîne le départ de la congrégation enseignante de sœurs qui dirigeait une école de filles au 15 rue de Neuilly, augmentant de ce fait la pénurie de places dans les écoles publiques. La question de créer un nouveau groupe scolaire est donc relancée, et de le situer rue Vanier, nom sacrifié par la précédente municipalité et désormais rendu à la portion de la rue Benoît-Malon comprise entre les rues de Neuilly et Carnot. En attendant de bâtir une nouvelle école, on laisse les jeunes filles dans leur ancien établissement devenu vacant. Lors des élections de mai 1904, Genteur l'emporte à nouveau sur Caron mais laisse ensuite son fauteuil de maire à l'industriel Alphonse Huillard. Dès son arrivée, la nouvelle municipalité vote un blâme à ses prédécesseurs concernant le déficit des comptes. La rue Vanier est rebaptisée, et plusieurs voies sont également renommées. Tombé malade, Huillard est remplacé par son adjoint Victor Diederich le 11 août 1905.

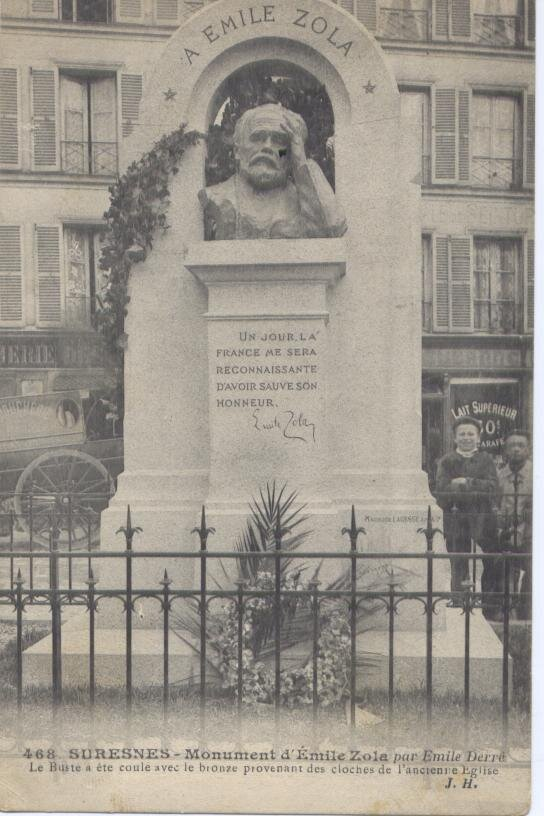
Le monument à Émile Zola.

Afin de financer de nouveaux projets, le conseil municipal ratifie le 17 mars 1905 un emprunt d'un million de francs remboursable en trente ans, et dont les intérêts seraient notamment payés par une taxe spéciale d'octroi. La mairie mène alors plusieurs travaux : dégagement de la place Trarieux avec la disparition des vieilles maisons de la rue du Four, élargissement des rues Étienne-Dolet et Émile-Zola, rénovation des vieux chemins, meilleure liaison entre le centre-ville et les plateaux, création de dix nouvelles rues d'égouts et rétablissement de la maison de retraite. Il fallut cependant traiter avec plus de 150 propriétaires des voies concernées par les travaux. En 1904, les premières colonies de vacances de la ville sont créées, permettant d'envoyer des enfants à la campagne. L'opération est renouvelée l’année suivante à Adou, Le Buisson et Longuesse (Loiret). Un emprunt est par ailleurs contracté pour financer le projet du nouveau groupe scolaire, qui doit être nommé en hommage au pédagogue Jean Macé et réalisé par l'architecte Loiseau sur le terrain d'un maraicher. Le groupe scolaire (de nos jours collège Jean-Macé) est très moderne pour l'époque ; il est inauguré en 1908 en présence du ministre René Viviani. À l'époque disparaît aussi un vieil établissement d'enseignement réputé, situé 24 rue de Neuilly. Il existait aussi rue Saint-Antoine la pension pour jeunes filles des Demoiselles Linder (institution Jeanne-d'Arc), et qui ferme avant la Seconde Guerre mondiale, après avoir déménagé 56 rue du Mont-Valérien,.
Après la loi de 1905 abolissant le Concordat, l'inventaire des biens de l'Église à Suresnes a lieu du 5 au 7 février 1906. Dotée d'un clocher-porche de style roman, datant des XIe – XIIe siècles, l'église Saint-Leufroy, qui se trouvait sur un terrain d'environ six ares, est déclarée en ruines et estimée à 68 900 francs. Mis à part les objets du culte, il n'y a pas de biens de valeur, la quasi-totalité des statues étant par exemple en plâtre. L'église avait déjà été rayée de la liste des monuments historiques en 1886 mais 24 tableaux qu’elle conservait furent reclassés par la loi du 30 mars 1887,.

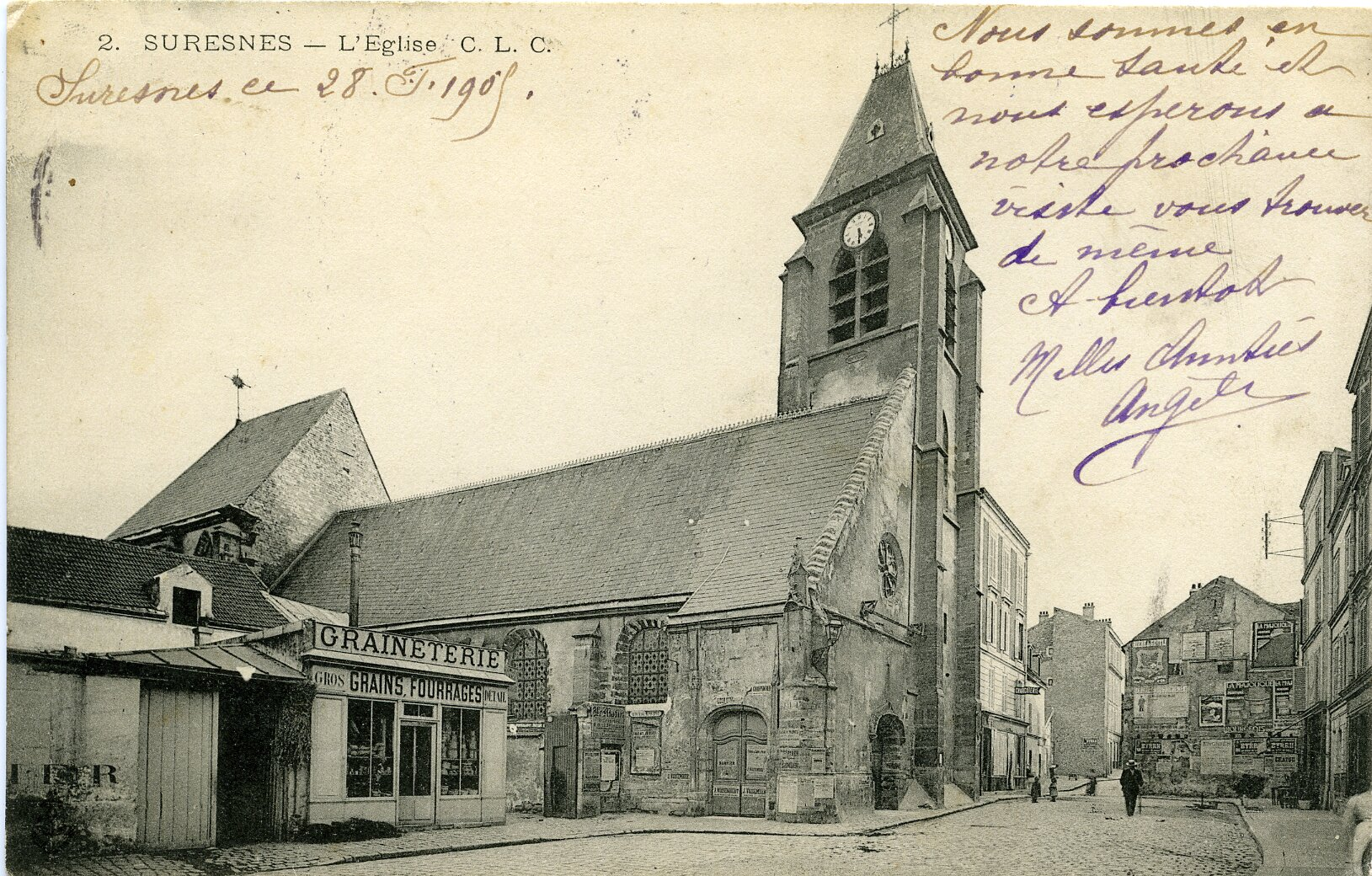
L'ancienne église Saint-Leufroy, détruite en 1906.

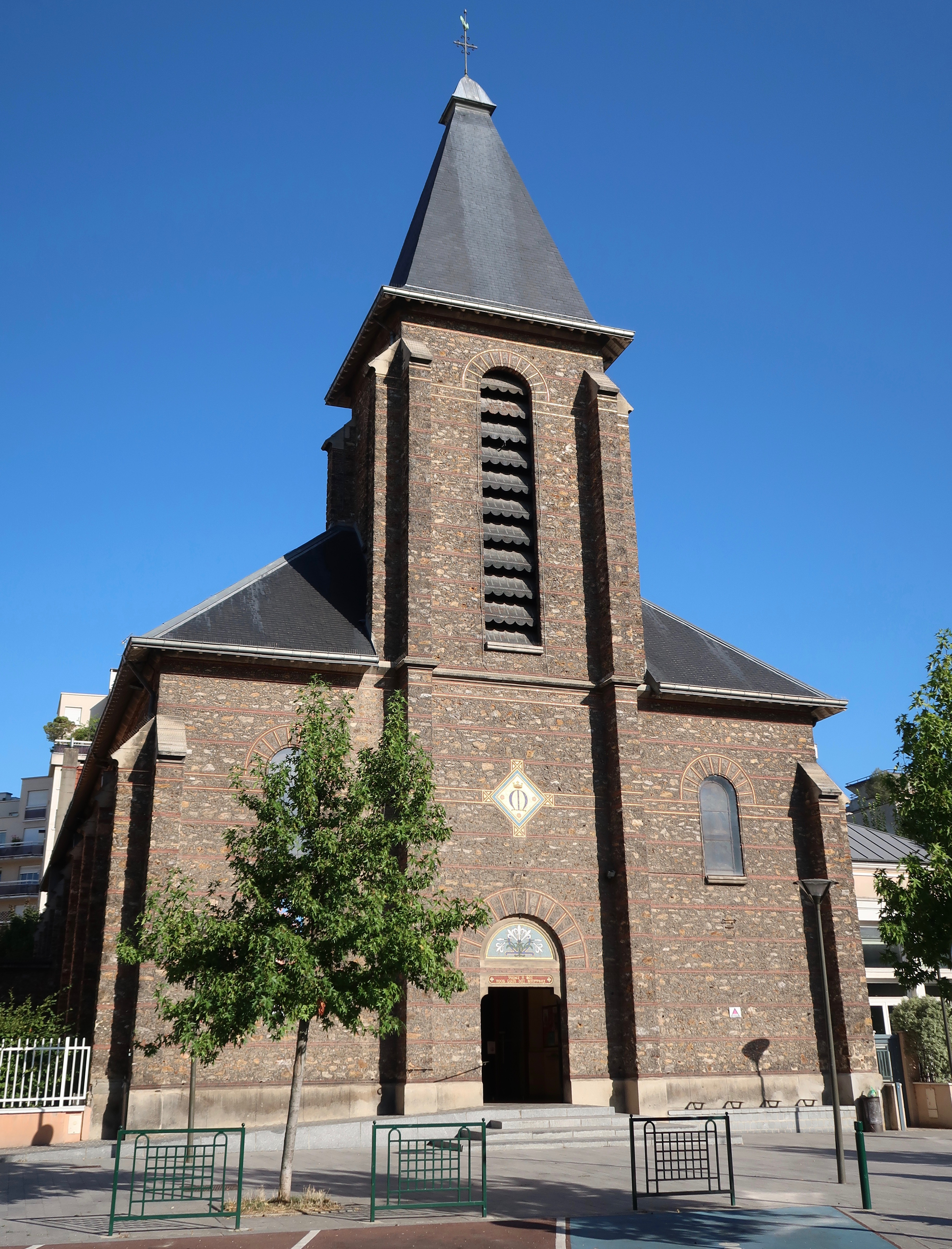
La nouvelle église du Cœur-Immaculé-de-Marie.

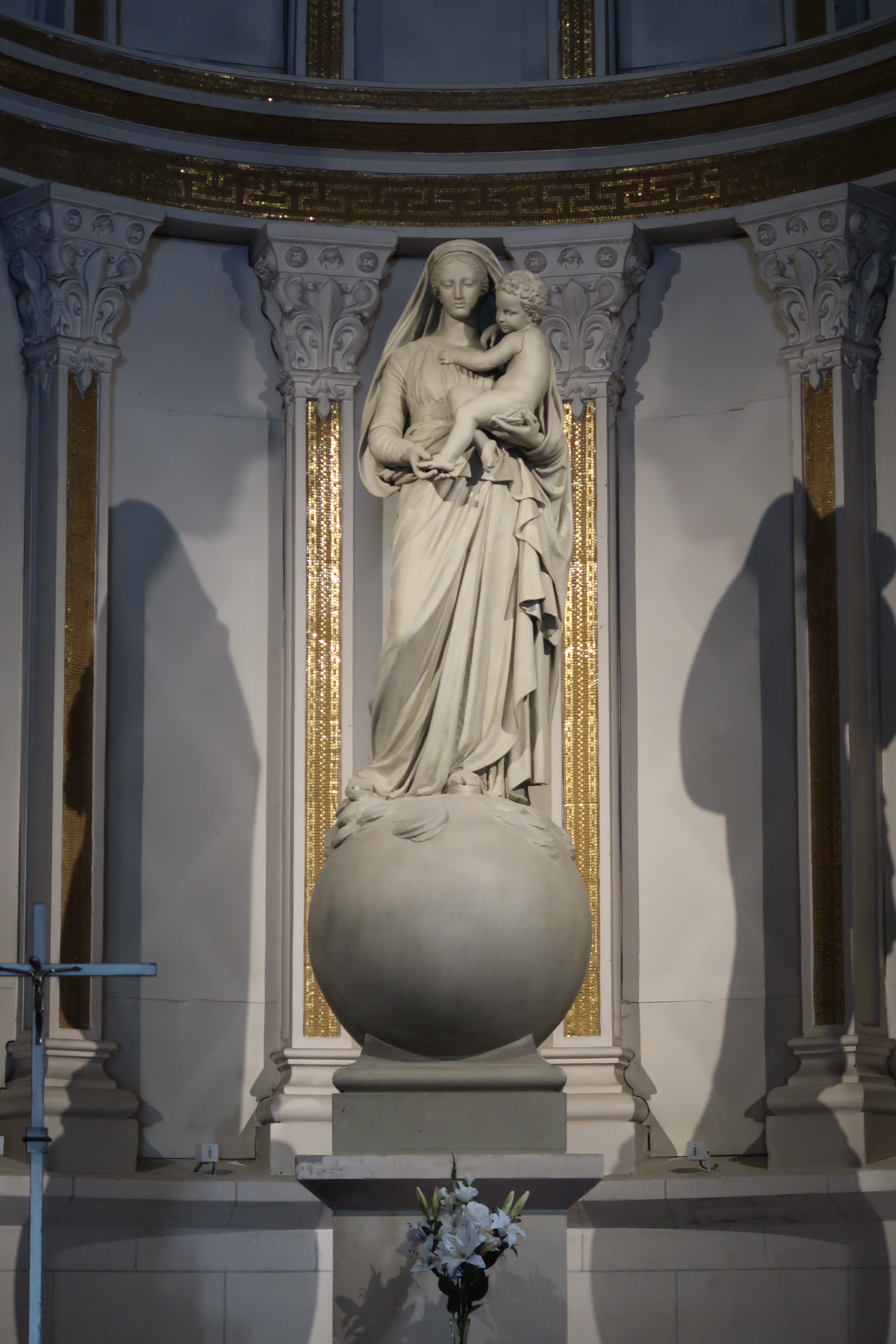
Statue de la Vierge à l'enfant, dans le chœur de l'église. Datant de 1829, elle était initialement destinée à orner une église située sur le mont Valérien.

Les objets du culte, certains tableaux religieux, la chaire et les orgues sont vendus. L'argent récolté permet d'entretenir l'asile de personnes âgées de la commune. Lors de cette dispersion, « l'attitude correcte du curé » est saluée par le maire, notoirement anticlérical. L'état de délabrement de l'église est avancé ; elle appartient alors à la commune, étant antérieure au Concordat de 1802. De nécessaires travaux de rénovation n'avaient pas été effectués, alors qu'un incendie criminel avait touché la chapelle nord en 1904. S'en inquiétant, l'archevêque de Paris écrit au maire le 14 avril 1906 pour constater le danger que courent les fidèles à se rendre dans un bâtiment dans un tel état, que le maire n'était néanmoins pas légalement tenu d'entretenir. L'autorité religieuse menace alors, devant le refus du conseil municipal, de cesser la célébration du culte dans cette église. Le 27 avril, le conseil cède et vote sa démolition. Le 2 juin, le ministre Aristide Briand écrit au maire en lui conseillant de ne démolir « que le strict nécessaire ». La municipalité passe outre. Dans le contexte tendu de l'adoption de la loi, l'affaire fait polémique dans les grands journaux catholiques, envenimée encore plus par l'affaire des cloches de l'église : après la guerre de 1870, il n'en restait plus qu’une et, en 1897, le curé Combel en avait acquis quatre par souscription, qui devinrent, après la démolition de l'ancienne église, propriété de la commune. Le 26 juillet 1907, le conseil municipal décide alors d'en fondre une et de réaliser une statue d'Émile Zola avec le bronze obtenu, sculptée par Émile Derré. L'inauguration a lieu le 12 avril 1908, avec la participation de Gustave Charpentier et du conservatoire de Mimi Pinson qu’il dirigeait. Le fils de l'écrivain, Jacques-Émile Zola, est aussi présent. Le maire déclare lors de la cérémonie : « Cette cloche a suffisamment sonné l'erreur pour proclamer maintenant la vérité… ». L'évènement est perturbé par quelques anti-dreyfusards ; un manifestant est même arrêté et, l'après-midi qui suit, des Camelots du roi essaient de renverser le buste installé place Trarieux. Les autres cloches sont fondues et le matériau obtenu vendu afin d'entretenir la maison de retraite,. L'écrivain Léon Bloy s'insurge : « Le buste d'Émile, inauguré à Suresnes en 1908, avec fracas, aurait été fait du bronze des cloches de l'église désaffectée et dépouillée. Quel mortel obtint jamais pareil honneur ? Ce pauvre bronze, autrefois béni pour appeler les hommes à la prière et pour écarter la foudre, transformé par force en un simulacre de la Bêtise et de l'Infamie ! […] Je ne voudrais pas passer, à minuit, devant le bronze béni de cette crapule ». Sur son socle est gravée une phrase d'Émile Zola écrite pendant l'affaire Dreyfus : « Un jour, la France me sera reconnaissante d’avoir sauvé son honneur ».
La construction d'une nouvelle église est néanmoins décidée : il s'agit de l'église du Cœur-Immaculé-de-Marie, dont la première pierre est posée par le cardinal Richard le 15 décembre 1907. Elle était initialement pourvue d'une chaire, depuis déposée au musée municipal. Réalisée en 1908-1909 par l'architecte Édouard Bérard, elle comprend une statue monumentale de Vierge à l'enfant se tenant sur un globe, un plâtre de Jean-Pierre Cortot de 1829 commandé par Forbin-Janson pour son projet d'église néo-byzantine. Parmi les vitraux réalisés en 1907-1911, plusieurs, réalisés par Calor et inspirés de dessins d'Henri Brémont, rendent hommage à la vie et l'histoire suresnoise, notamment religieuse (montée du calvaire, processions des vignerons à la Saint-Vincent, sainte Geneviève, Marguerite Naseau, etc.).

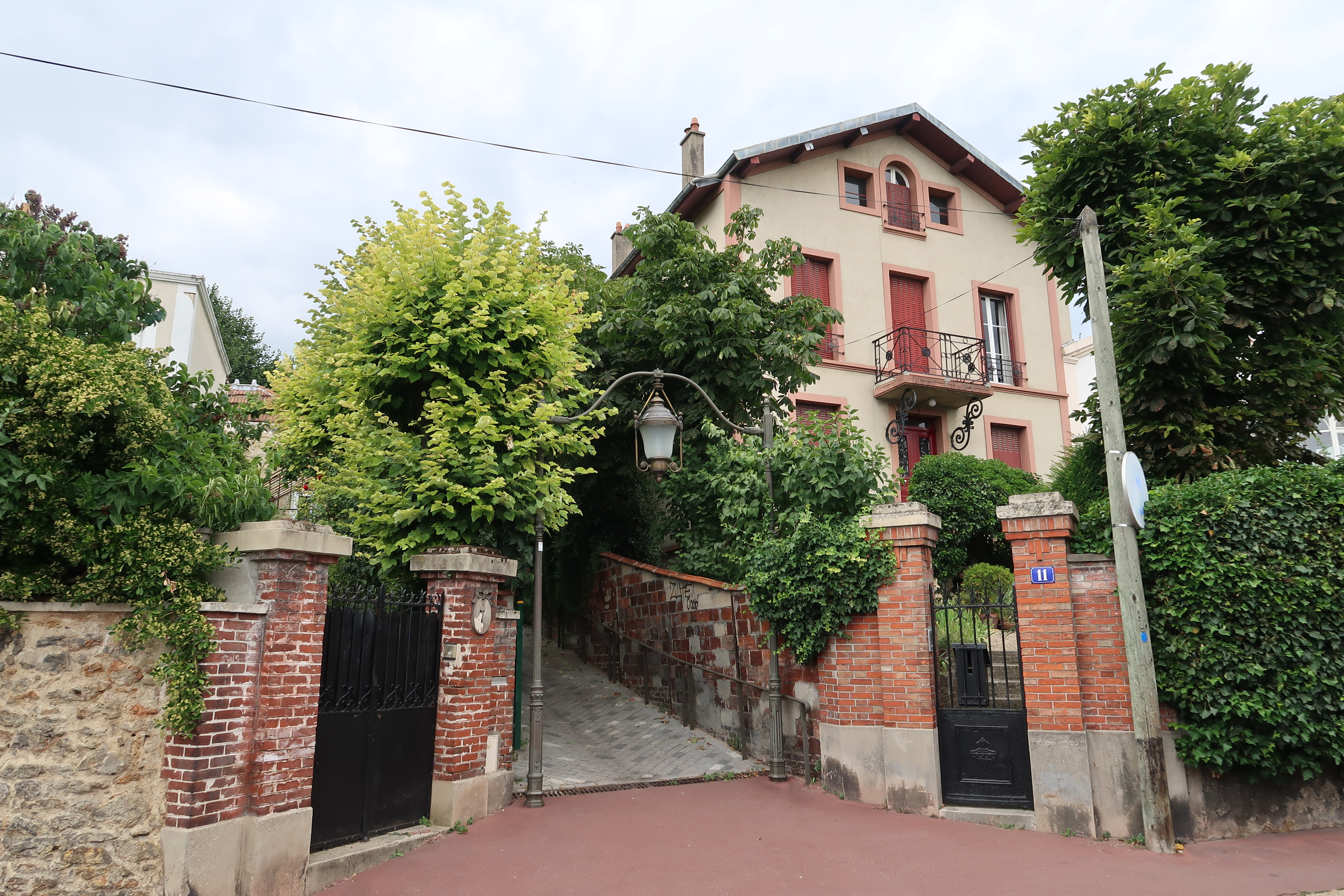
Maison sur les coteaux du plateau nord : exemple de l'urbanisation progressive au tournant du siècle.
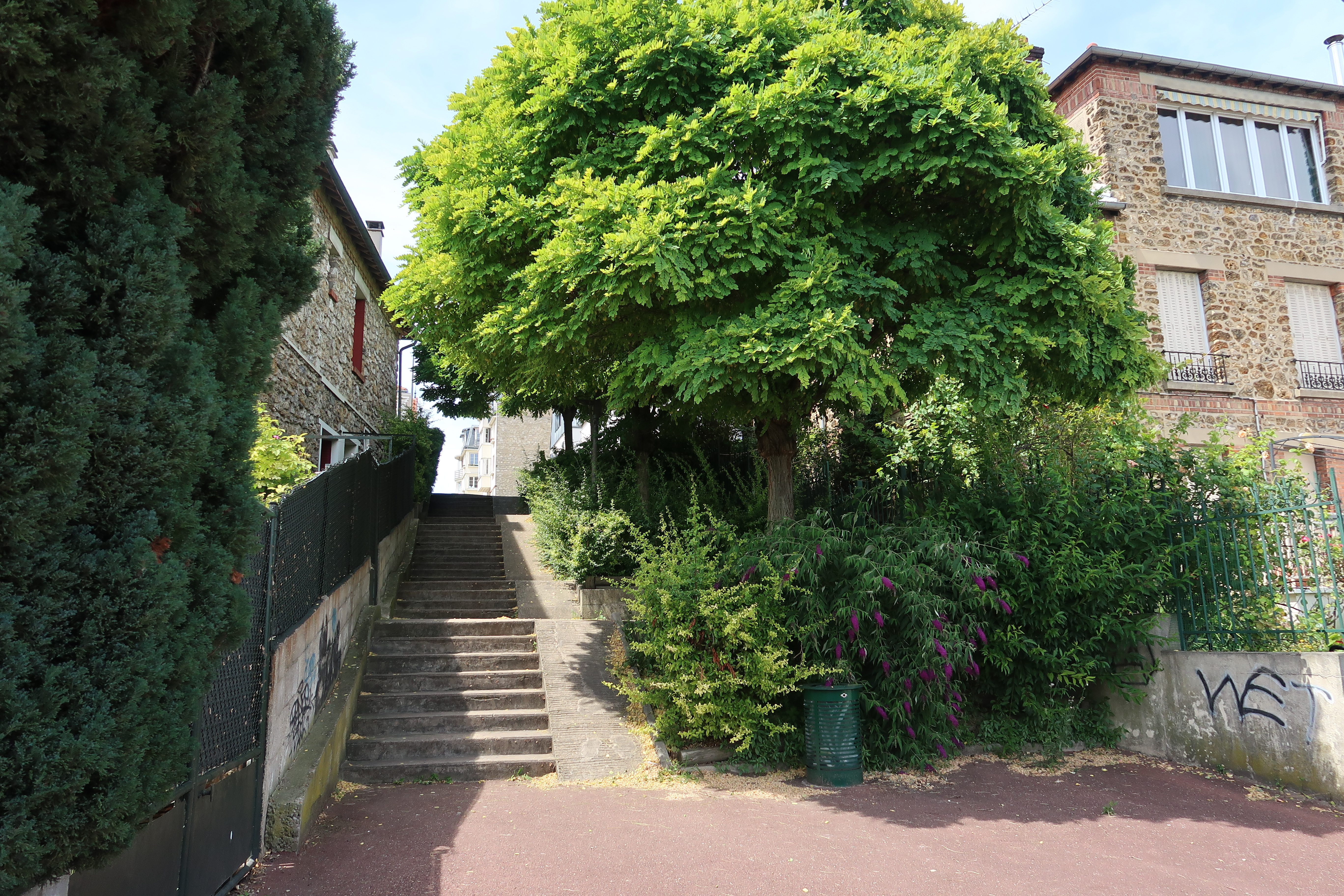
Autre maison sur les coteaux.
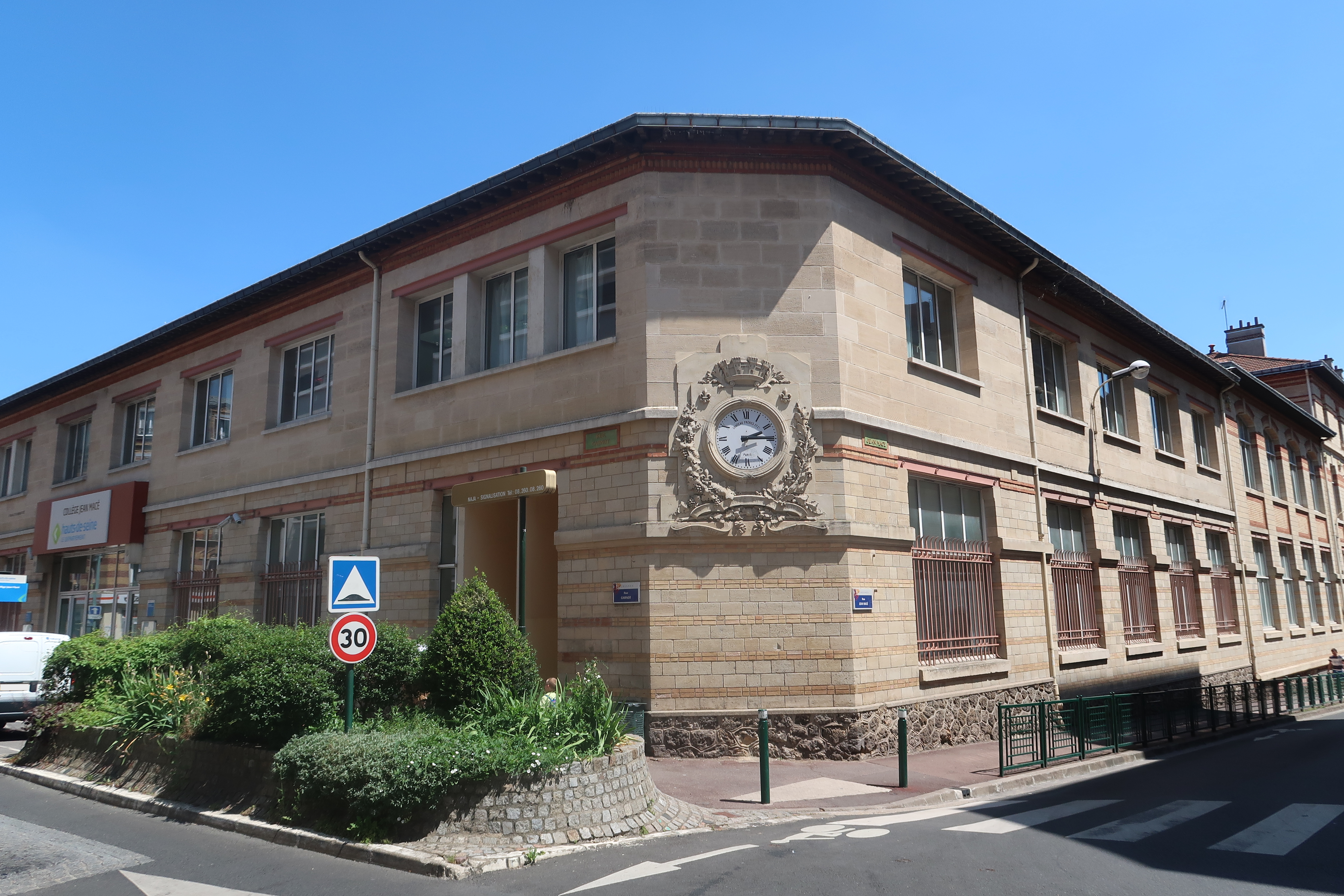
L'école Jean-Macé, devenue un collège en 1968.
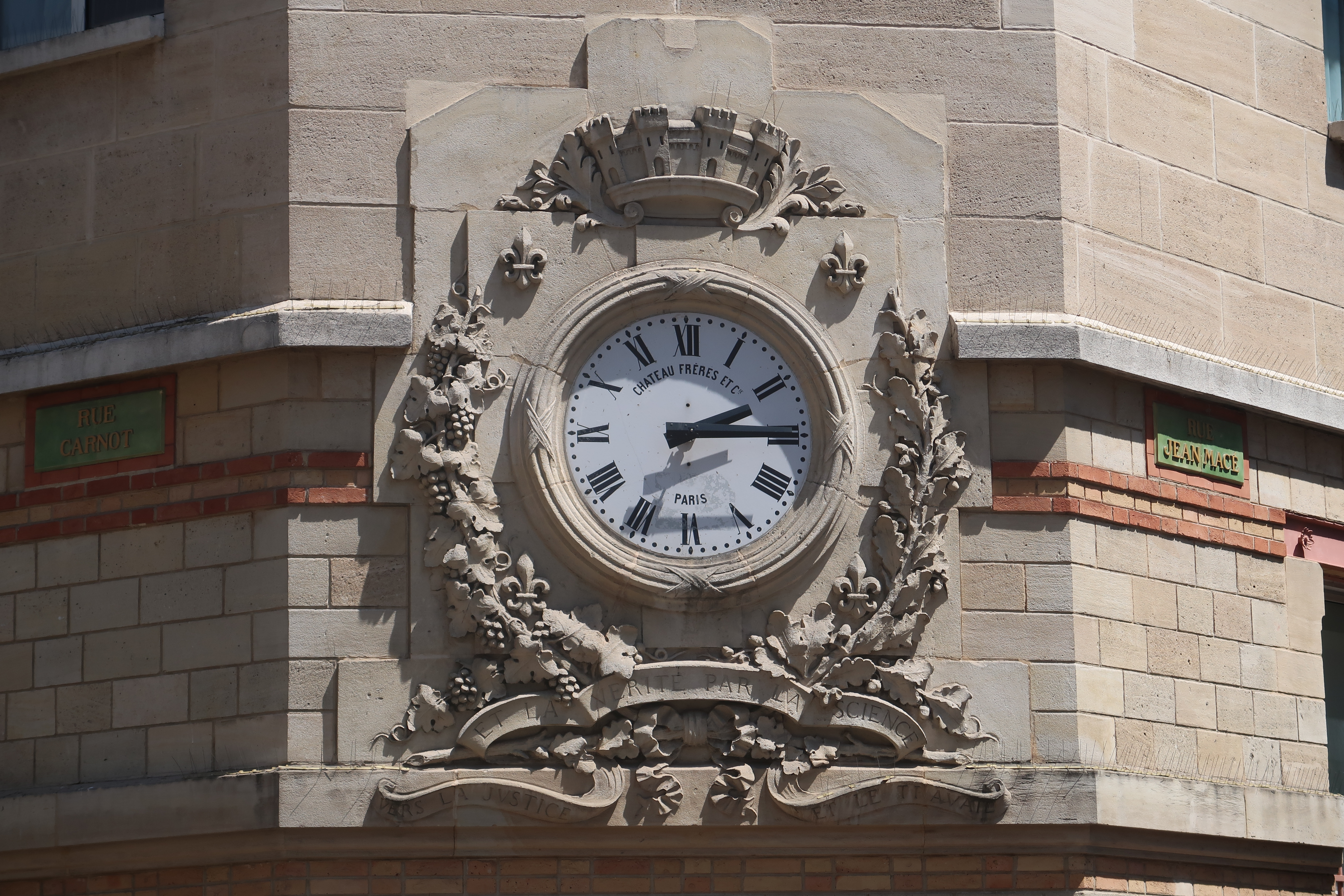
Horloge sur la façade de l'école, à l'arrêt depuis longtemps.
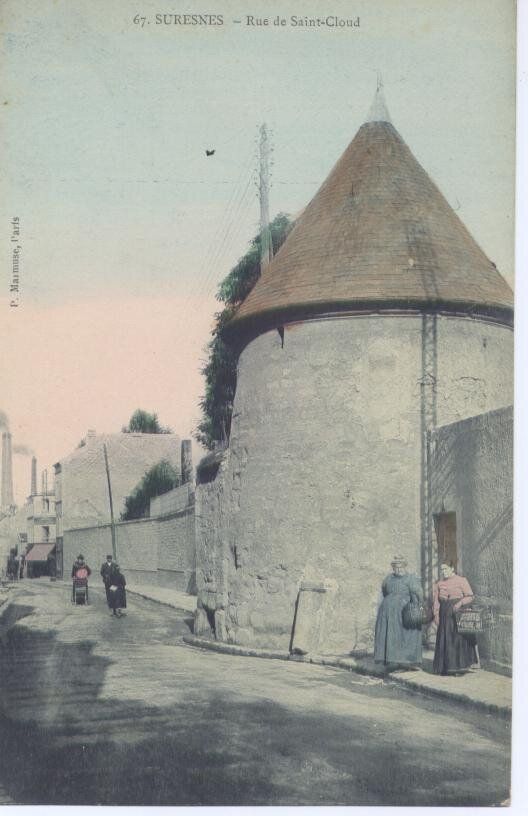
Vestige de la poterne de la rue de Saint-Cloud sur une photographie ancienne.

La population de Suresnes continue par ailleurs d'augmenter : en 1906, on y compte 1 344 maisons avec 4 125 ménages, soit 12 474 Français et 299 étrangers. Les travaux de viabilité des rues (147 835 m2) se poursuivent et une taxe de balayage est créée pour financer leur nettoyage. En octobre 1907, la veuve Gardenat-Lapostol fait don de sa maison 5 rue des Rosselins pour accueillir la maison de retraite. La voie est ensuite renommée en son hommage. La même année, la poterne qui fermait au XVIe siècle la porte de Saint-Cloud est démolie pour aligner la rue de Saint-Cloud et la vieille source des Vaux d'Or, qui désormais coule dans le parc de la maison de santé. Lors des élections de mai 1908, Victor Diederich est réélu maire. La municipalité compte désormais treize commissions. Un dispensaire médical est créé pour assister les nécessiteux, 15 rue de Neuilly,.

#### Années 1910

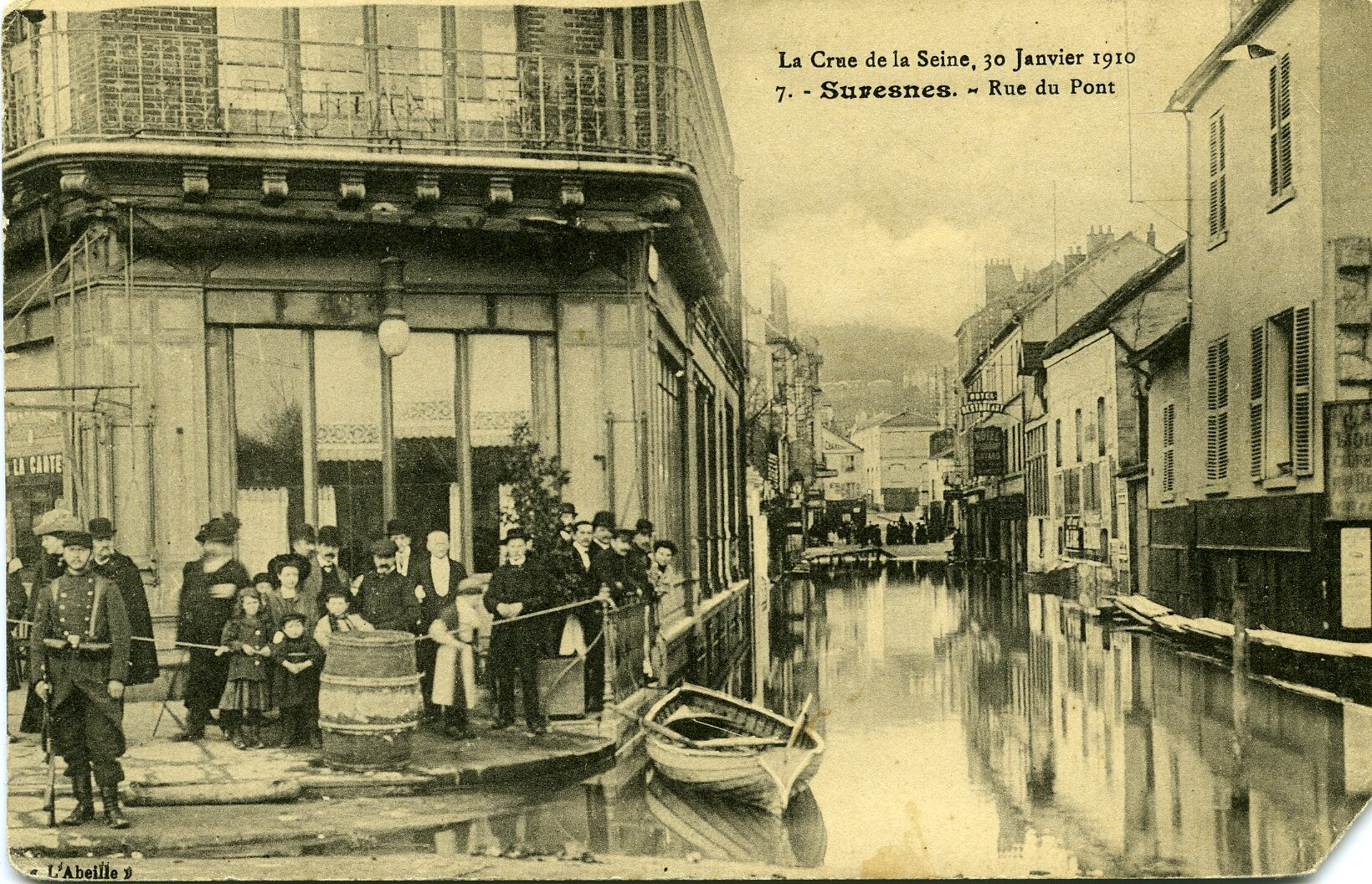
La rue du Pont inondée.

En 1910, Suresnes est touchée par la crue de la Seine, le fleuve envahissant les quais et les bas quartiers, jusqu'à la place Eugène-Sue au sud, près de la rue de Verdun au nord et avant la rue des Bourets au centre. Historiquement bâtie sur un plateau de sable inaccessible aux inondations, la majorité de la ville y échappe donc. Toutefois, les rues envahies par les eaux amènent les habitants à circuler en bateau ou sur des passerelles provisoires le long des maisons. Le pont de Suresnes reste accessible à ses deux extrémités. Après la fin de la crue, il faut remettre en état les bâtiments dévastés et aider les chômeurs, grâce à 143 193 francs recueillis, de l’État, de la préfecture, d’entreprises ou encore de la ville de Keighley. Par la suite, un nouveau plan d'aménagement de la Seine permet la construction du nouveau barrage-écluse. Le Journal écrit : « À Suresnes, l’eau a monté dans la nuit de 40 cm, envahissant les maisons du quai jusqu'au premier étage et causant dans l'intérieur de la commune de nouveaux ravages. À Puteaux, cinq nouvelles usines ont fermé leurs portes. Le nombre de chômeurs augmente chaque jour ». Le Matin ajoute : « 50 soldats du génie en garnison au mont Valérien montés sur des bachots [barques] provenant des lacs du bois de Boulogne, sauvent par les fenêtres les habitants qui sont transportés dans les hôtels de Suresnes. Des canaux automobiles [barques à moteurs] sillonnent le fleuve et coopèrent au ravitaillement ».
Lors de la conclusion de l'Entente cordiale, le maire Alphonse Huillard propose de jumeler Suresnes et Puteaux à la ville industrielle de Keighley, que son épouse anglaise connaissait. Des voyages d'échanges sont alors organisés, avec des ouvriers et des commerçants. En octobre 1909, Suresnes renomme la partie de la rue de Penthièvre se trouvant sur son territoire du nom de la ville britannique (où le comité de l’entente cordiale siège et où Huillard habitait) ; il s'agit de nos jours de l'avenue Georges-Pompidou. En juin 1911, le maire anglais vient à Suresnes et offre une coupe d'argent pour remercier de l'accueil. Ce jumelage, peut-être le premier de l'histoire franco-anglaise, prend fin avec le déclenchement de la Première Guerre mondiale.
Alors que les pavillons se multiplient sur le plateau surplombant la ligne de chemin de fer, côté nord, le maire signe en 1912 un contrat avec la Compagnie des eaux afin de distribuer ces nouveaux quartiers, le précédent traité de 1864 limitant la hauteur à 90 mètres. Lors des élections de mai 1912, Diederich est réélu. La même année, Genteur meurt et fait un legs dont les intérêts seraient distribués tous les 14 juillet à deux jeunes filles méritantes. Comme la rosière, ce prix existe toujours dans les années 1960, grâce à l’apport de la municipalité, seule la date de distribution ayant été modifiée du fait des vacances scolaires. En 1912 est signé le projet d'établir des bains-douches près du dispensaire, même si les travaux ne commencent qu'après la guerre. Un emprunt de 225 000 francs est aussi contracté par la municipalité pour créer une école sur le plateau nord. Ces années voient par ailleurs le développement des secours hospitaliers, d'assistance pour les familles nombreuses ou encore des allocations journalières d'assistance obligatoire.

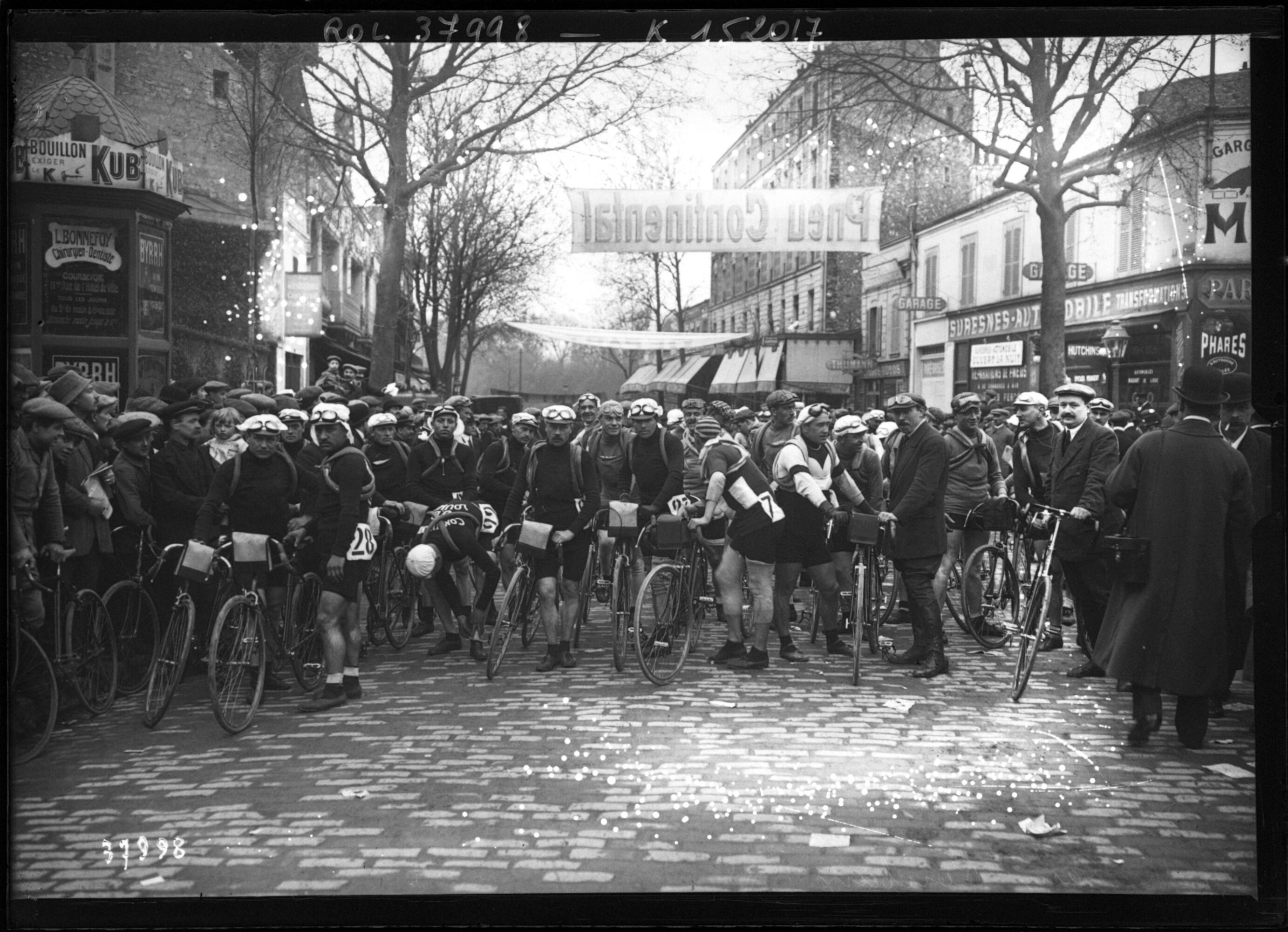
Départ de la course cycliste Paris-Roubaix à Suresnes en 1914.

L'écrivain Charles Péguy — certainement sur le conseil de Rodolphe Simon de La Revue socialiste — choisit pour publier ses ouvrages l'imprimerie suresnoise dirigée par Richard et Husson et située 9 rue du Pont. En décembre 1897 y est ainsi imprimée Jeanne d'Arc. L’imprimerie est ensuite transférée 13 rue Pierre-Dupont et change de propriétaire. Péguy y fait imprimer ses Cahiers de la Quinzaine. Il a alors l'habitude de venir à pied depuis Paris à Suresnes, traversant le bois de Boulogne, accompagné de son ami Jean Jaurès. Louis Boulonnois, qui a consacré en 1919 un article à Charles Péguy écrit ainsi : « Un Jaurès qui, debout aux grêles parapets de fonte ou de quelque métal du pont de Suresnes, regardait vers Puteaux, admirait, savait admirer en spectateur moderne toute la beauté industrielle de cette partie de la Seine, ou regardant de l’autre côté, planté debout, face au fleuve, il regardait, il admirait, il enregistrait, il voyait comme un Français le fleuve courbe et noble descendant aux pieds des admirables lignes des coteaux ». À cette époque, l'imprimerie suresnoise publie aussi les premières éditions d'ouvrages signés par de nombreux écrivains comme Romain Rolland, André Suarès, Julien Benda, Jean et Jérôme Tharaud ou encore Georges Sorel. Après sa mort en août 1914 lors de la bataille de la Marne, Charles Péguy est honoré à Suresnes, la rue des Champs étant rebaptisée de son nom.

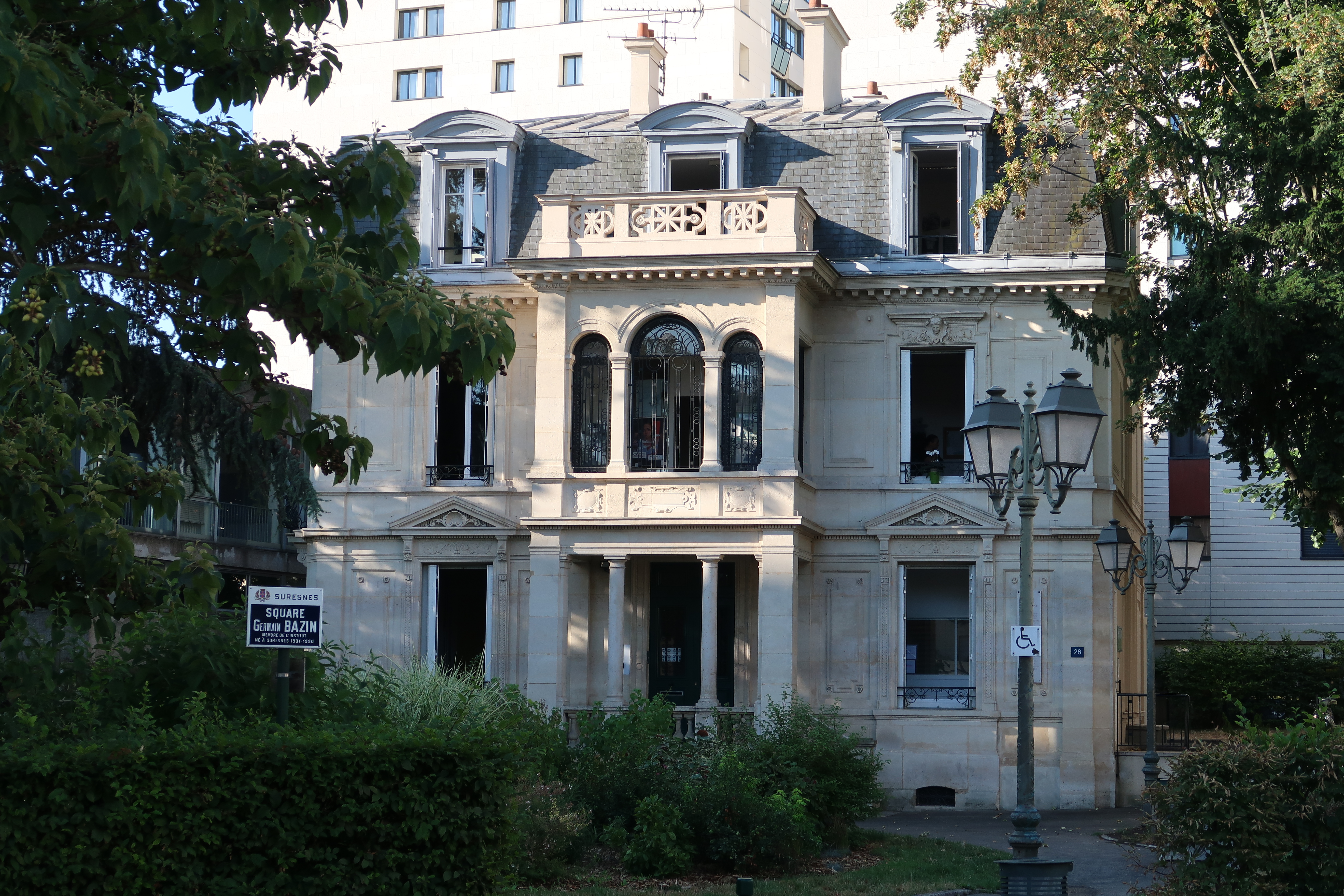
Maison dite « château de la Grève », qui accueille de nos jours des services municipaux.

Durant la même décennie, l'écrivain Charles-Albert Cingria se plait à venir à Suresnes, chez des membres de sa famille : « C'étaient des parents à moi, des êtres charmants et fins, qui étaient employés dans une maison de charroi à Suresnes. Un bonheur pour moi était d’aller les voir […]. On causait, on riait, on s'amusait bien. Le soir, avant de se quitter, on prenait encore des apéritifs blondasses à la Belle-Gabrielle ». L'écrivain Léon Werth se fait pour sa part plus critique sur l'afflux de Parisiens dans la ville qui borde le mont Valérien : « Suresnes est gâté par Paris. Les Parisiens y viennent comme en un lieu de tourisme. On dirait qu'une agence Cook pour boutiquiers et midinettes organise les dimanches de Suresnes. Il y a de vastes réfectoires solennels pour les voyageurs de première classe, des restaurants connus où, parfois entre ombres, s'en vont dîner des courtisans du Second Empire et des voleurs d’automobile ».
Membre de l'Institut, Germain Bazin a longtemps habité Suresnes : un square lui rend hommage, situé devant le château de la Grève. Il s'agit en réalité d'un petit hôtel particulier de style Napoléon III réalisé en 1867 par Duttenhoffer pour les frères Meillassoux, des teinturiers de Suresnes. Il doit son nom à une grève survenue peu de temps avant sa construction, en raison de l'exposition universelle de 1867, qui avait causé une hausse des prix. De nos jours, il abrite le service municipal des affaires sociales et la cave de la mairie,,.

### Première Guerre mondiale

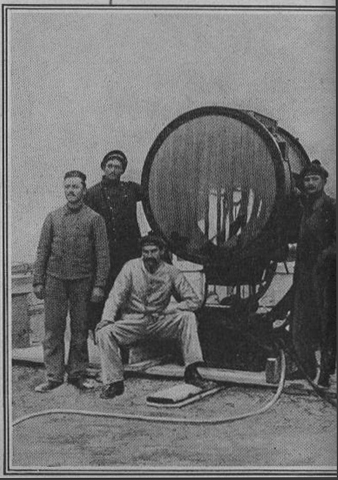
Projecteur utilisé en 1915 dans la forteresse du Mont-Valérien contre les forces allemandes.

Lorsque la guerre est déclarée, le conseil municipal se réunit le 2 août. Victor Diederich, originaire de Lorraine, y exprime sa confiance en l'armée française. Le 6 août, des réquisitions militaires ont lieu : 80 chevaux sont pris chez les industriels Guillaumet, Olibet et divers commerçants. Olibet aide par ailleurs à l'armement du fort. Rue Sentou et rue Salomon-de-Rothschild, à L'Hewittic, des locaux sont réquisitionnés pour loger des contingents de la 22e section de COA (Commis et ouvriers d'administration). Un contingent d'artillerie s'installe également dans la fonderie du barrage. L'école Jean-Macé, dont les élèves sont transférés école Jules-Ferry, où garçons et filles s'y alternent par demi-journées, devient l'hôpital militaire auxiliaire no 246, grâce à l’organisation de l'Association des dames françaises. Il est doté de cent lits et ne reçoit que des blessés légers, des malades et des convalescents, à partir de septembre. Une section de voitures colombophiles de la forteresse s'illustre par ailleurs pendant le conflit. L'un des oiseaux est même cité à l'ordre du régiment, « pour avoir réussi à transmettre le dernier message du commandant du fort, avant sa reddition », alors que des soldats du mont Valérien participaient à la bataille du fort de Vaux (1916). La forteresse, qui accueille le 8e régiment de transmissions depuis 1913, avait vu défiler depuis le depuis de le début de la Troisième République plusieurs unités, comme le 30e d'infanterie territoriale ou les sapeurs télégraphistes du 5e génie.
À cause de la guerre, qui mobilise beaucoup d'ouvriers, certaines usines doivent fermer. Des cantines populaires dirigées par la femme du maire sont installées rue du Bac et rue du Mont-Valérien pour lutter contre les conséquences du chômage. Au dispensaire Saint-Joseph, sœur Claire organise également de son côté une soupe populaire. Après la bataille de Charleroi, qui conduit des habitants du nord de la France à s’exiler, Suresnes accueille 439 familles (489 adultes et 356 enfants). Devant l'avancée des Allemands, certains Suresnois quittent même la ville pour la province. De l'autre côté de la Seine, Bagatelle et Longchamp sont transformés en parcs à bestiaux. Le 30 septembre, la municipalité crée une caisse de chômage, qu'alimentent des subventions de l'État, la ville elle-même et des dons. L'année suivante, devant l'impossibilité de pallier le chômage, la ville émet des bons pour un total de 175 000 francs, suivant les conditions édictées par le décret du 15 décembre 1914, qui permet de les rembourser à échéance.

Fabrication d'obus et de mitrailleuses aux usines Darracq
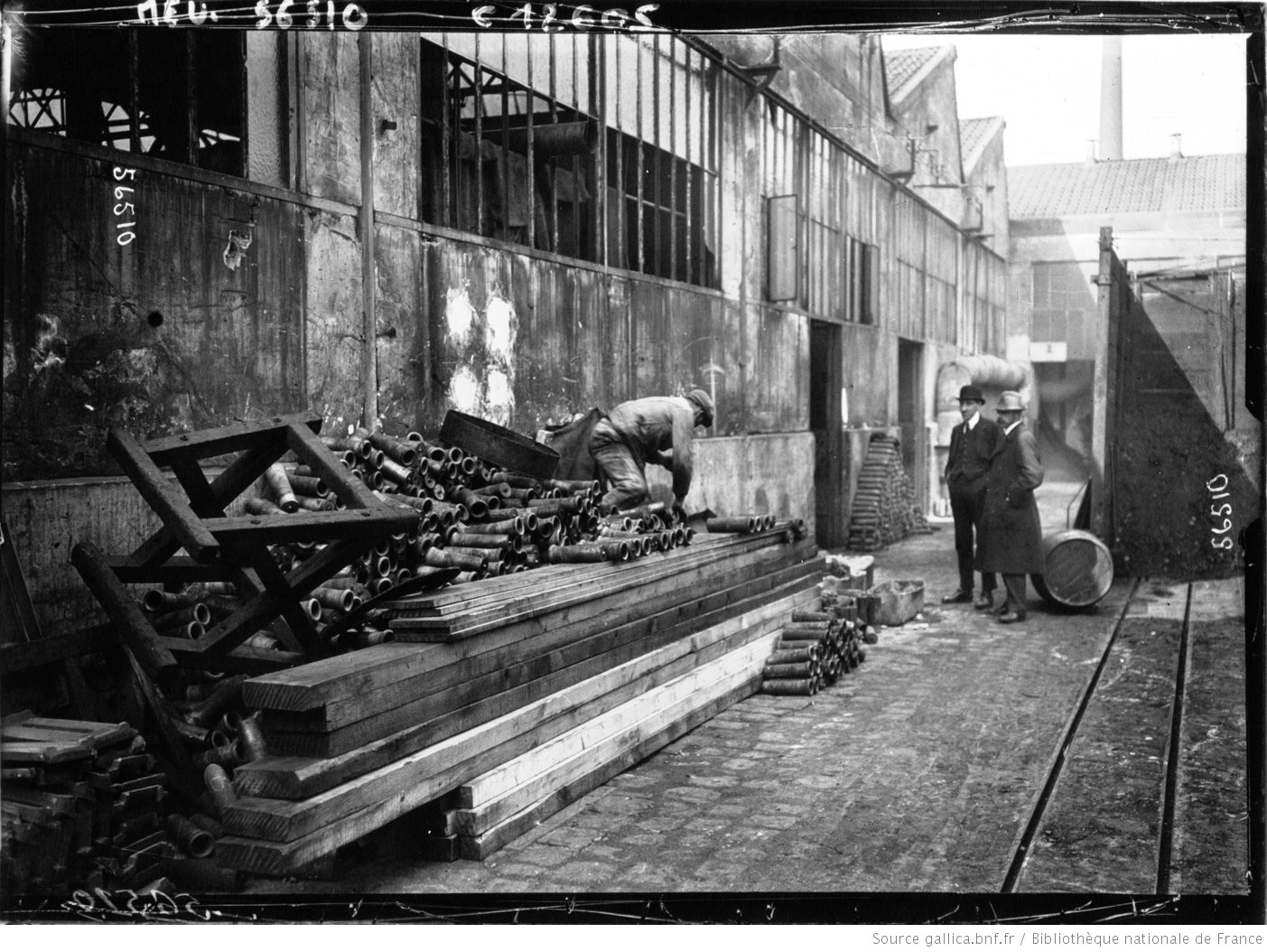
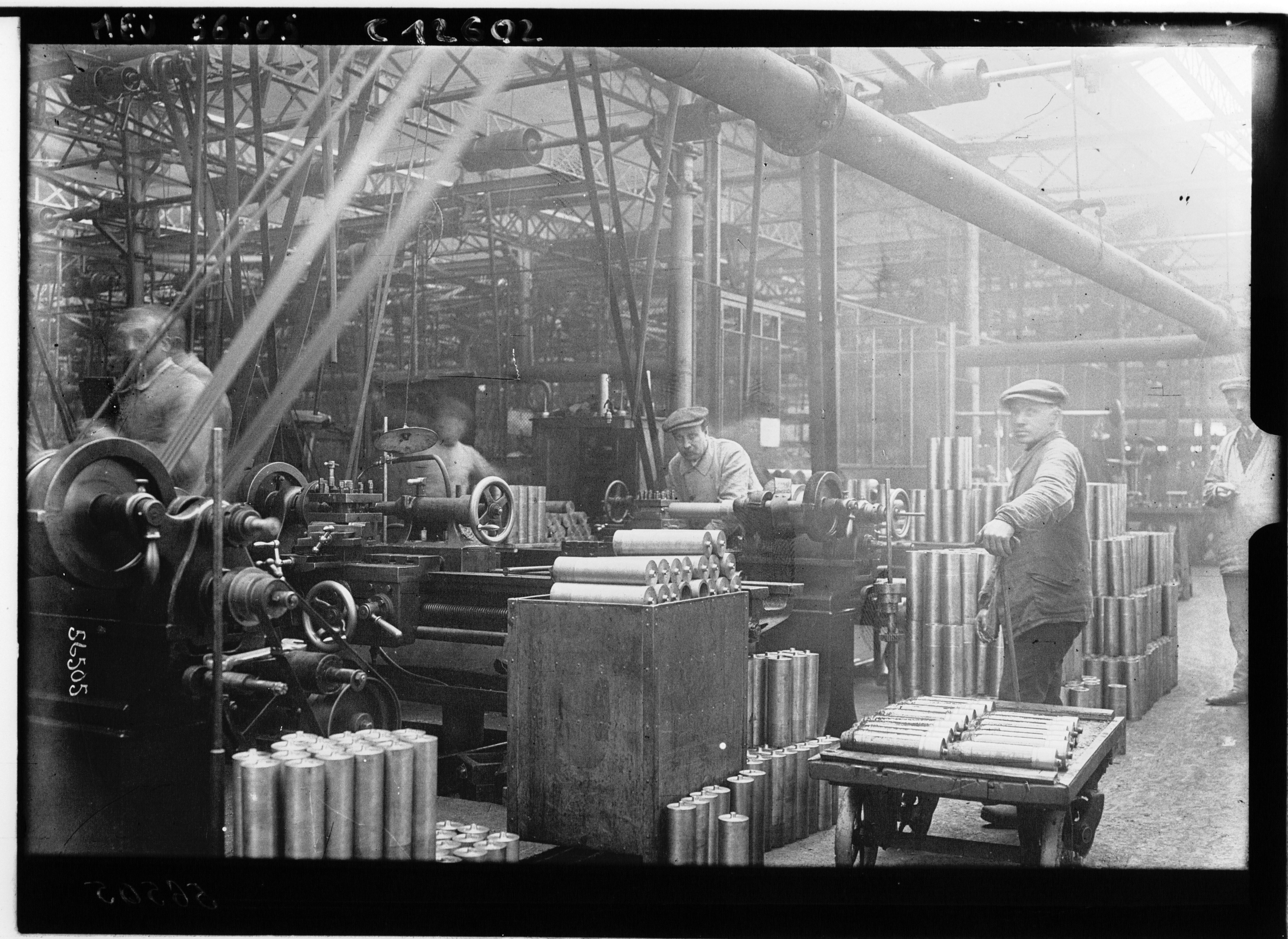
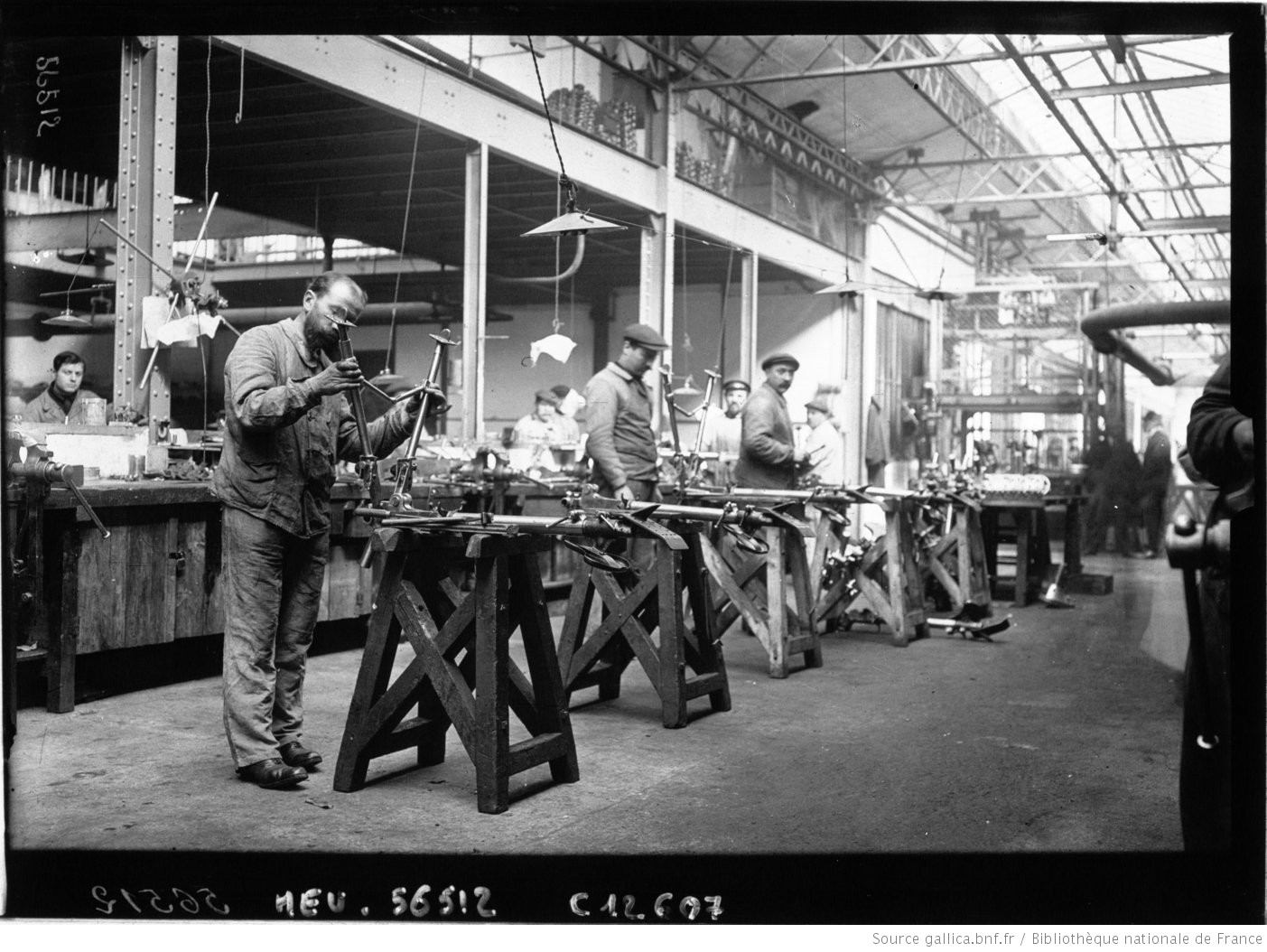

À partir de fin mars 1915, des raids de zeppelins convergent vers Paris, les défenses du fort permettant qu'ils ne bombardent pas les usines de Suresnes et Puteaux. Suresnes connaît cependant plusieurs soirées où toutes les lumières sont éteintes et où ses habitants attendent dans les caves. Afin de fournir l'armée en munition, alors que la guerre de tranchée commence, de nombreux ouvriers spécialisés sont rappelés du front afin de faire fonctionner les usines. 30 000 litres de lait sont distribués par la municipalité à l'œuvre de la « Goutte de lait » et 110 enfants sont envoyés en colonies de vacances à Châtillon-sur-Seine, Carnoy, Saint-Firmin, Ousson et Saint-Brisson. Devant la perspective d'allongement de la guerre, l'hôpital est déplacé 74 rue du Mont-Valérien, que la mairie venait d’acheter, afin de libérer l'école Jean-Macé pour les élèves. Durant la première année de la guerre, l'hôpital accueille 350 malades. En 1916, la commune renomme l'un de ses quais du nom du général Joseph Gallieni et la rue de Neuilly rue de Verdun, en hommage à la célèbre bataille.
Les entreprises Blériot et Blum-Latil sollicitent l'achat de terrains appartenant à la ville rue de Longchamp, Frédéric-Clavel et Chardin afin d'agrandir leurs usines, demande à laquelle le conseil municipal accède après un premier refus. Blériot et Farman mettent par ailleurs leur savoir-faire au service du pays, afin de le doter d'une aviation militaire, alors que le Reich allemand possède une certaine avance : 13 000 appareils SPAD-Herbemont sortent ainsi des usines Blériot,. Devant la rareté du charbon, les bassins houillers étant occupés par les Allemands, la compagnie du gaz est contrainte de réduire ses fournitures. La mairie ouvre par ailleurs un crédit de 20 000 francs pour acheter des denrées vendues à bas prix. Fin 1917, le préfet offre par ailleurs plusieurs milliers de kilos de haricots et de lentilles. À la fin de 1916, la municipalité doit cependant créer des cartes de rationnement, d'abord pour le sucre puis pour le pain et le charbon. Les Suresnois vivent alors avec deux jours sans viande par semaine. Un stock de charbon collecté par la mairie permet d'en distribuer à certains foyers, contre des cartes individuelles distribuées par les autorités. En novembre 1917, le préfet écrit au maire pour lui signifier qu'il faut économiser le bois de chauffage.

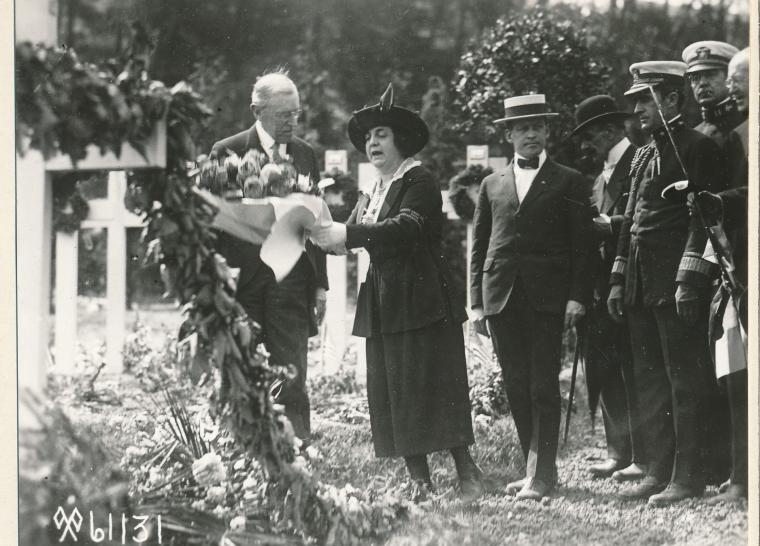
Le président américain Woodrow Wilson et la Première dame Edith Wilson inaugurant le cimetière américain.

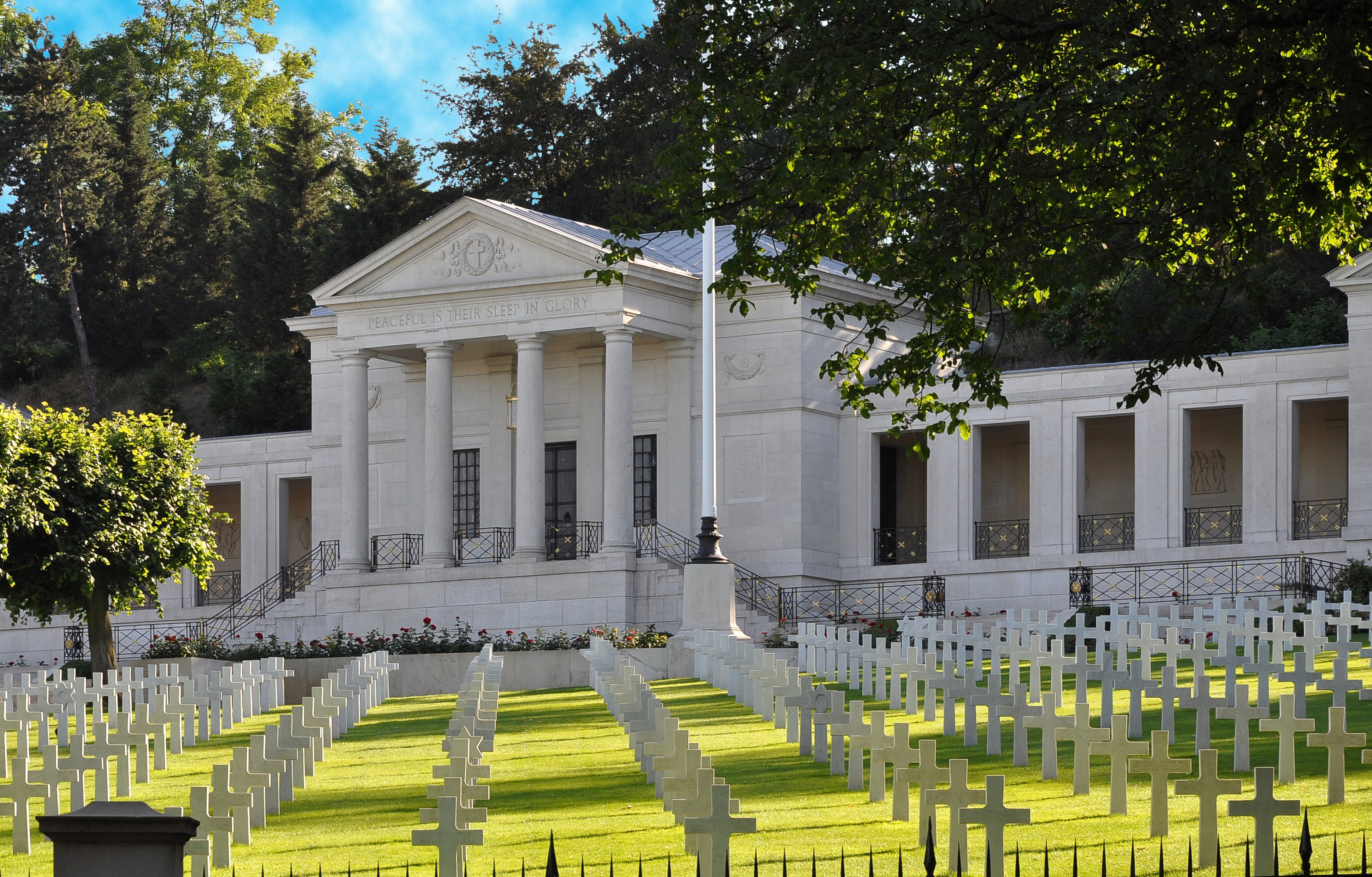
Vue du cimetière, avec la chapelle érigée au début des années 1930.

En 1917, les États-Unis entrent en guerre. Le 28 septembre, la préfecture informe le maire que les autorités américaines sont à la recherche d'un terrain à l'ouest de Paris afin d'y créer un cimetière pour leurs soldats décédés. La municipalité leur offre ainsi gratuitement 3 600 m2 de la propriété communale du Tertre et des Terres blanches « pour y fonder la sépulture des soldats américains morts pour la France ». Le 29 juin 1918, la surface du cimetière est portée à 8 300 m2, puis le 14 mars 1919 à 12 497 m2. Le 30 mai 1919, il est officiellement inauguré en présence du président américain Woodrow Wilson, du général Pershing et du maréchal Foch. Une chapelle avec un péristyle à colonnes doriques est ajoutée en 1931-1932, réalisée par William et Geoffroy Plath. De chaque côté du bâtiment central, deux pavillons sont consacrés à chacune des guerres mondiales. Une fresque en mosaïque de Barry Faulkner y est conservée, intitulée La Paix. Le cimetière comporte les sépultures de 1 541 soldats de la Grande Guerre et 24 de la Seconde Guerre mondiale. Les corps y sont enterrés à la verticale, afin de gagner de la place. Le 30 mai de chaque année, une cérémonie y a lieu le jour du Memorial Day, en présence des autorités françaises et américaines,,.
Devant le développement de l'aviation, et donc du risque de bombardement, une commission composée d'un conseiller municipal, de trois propriétaires, de deux entrepreneurs, d'un sous-officier de pompier et d'un brigadier du commissariat de police est créée le 9 février 1918 afin de rechercher « les immeubles, caves, sous-sols et autres lieux propres à servir d'abris ». 80 bâtiments sont ainsi sélectionnés pour recevoir 4 420 personnes, ce qui reste insuffisant et conduit le maire à solliciter l'autorisation de la Compagnie du chemin de fer pour utiliser le tunnel de la ligne des Moulineaux (également mobilisé comme abri en 1940). Si les sous-sols de l'école Jean-Macé sont assez vastes et solides pour abriter tous ses élèves, ceux et celles des autres écoles doivent trouver d'autres refuges. Le 28 avril 1918 il est décidé d’installer une sirène dans le clocheton de la mairie pour prévenir les Suresnois en cas de danger. Elle fut pourtant inutile car aucune bombe ne toucha la ville.

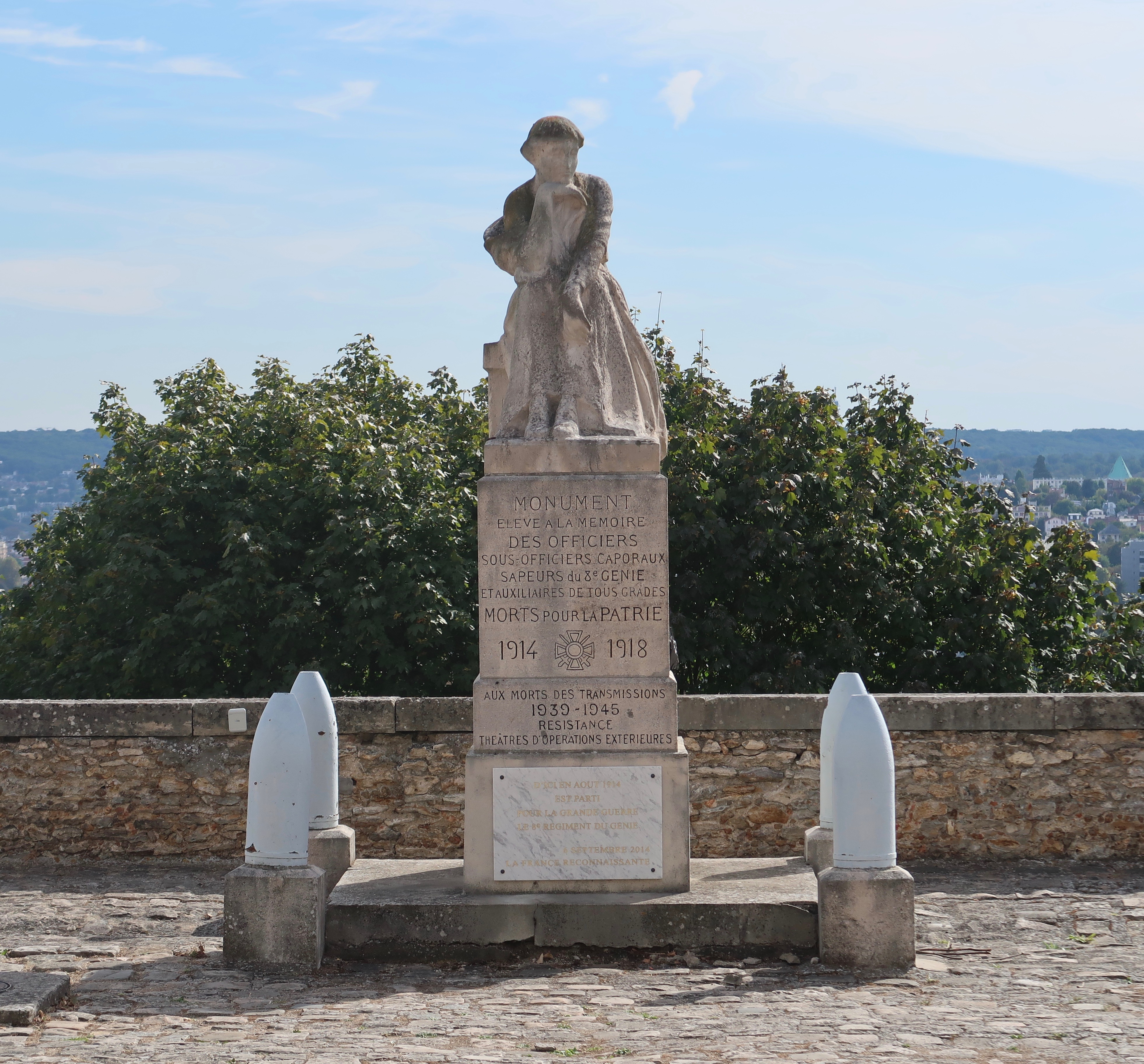
Monument aux morts de la Première Guerre mondiale dans le fort. Il existe également un carré militaire de soldats dans le cimetière Voltaire.

L'armistice du 11 novembre 1918 est fêté avec joie. L'historien de Suresnes Octave Seron raconte : « Quelle joie, quelle fête, quels transports ! À onze heures, après 1 561 jours de guerre, la nouvelle se répandit, l'armistice est signé, c'est fini… instantanément les ouvriers sortent des usines, les femmes des ateliers, les employés des bureaux, les élèves des écoles, et envahissent les rues d’une foule en délire ; on s'embrasse, on chante, on danse ; spectacle inoubliable. Celui qui n’a pas vécu ces heures, qui n’a pas vu, comme nous l’avons vu, les boulevards dans la soirée du 11 novembre, ignore ce qu'est l'explosion de joie de tout un peuple débarrassé d'un cauchemar sanglant de quatre années et qu'enivre le légitime orgueil de la victoire ». 523 Suresnois sont morts pendant la guerre, dont les noms sont inscrits sur un monument, dans le cimetière Voltaire. Un mémorial est aussi érigé dans la forteresse. Après la fin du conflit, la ville accueille quelques troupes qui attendaient leur démobilisation, dont le 2e bataillon du 101e régiment d'infanterie, ses hommes étant logés dans des maisons inhabitées de la rue du Mont-Valérien, ou encore l'infirmerie du bataillon du 14e régiment d'infanterie, dans les sous-sols de la salle des fêtes. Le 13 juillet 1919, les soldats encore présents à Suresnes pour le défilé du lendemain présentent leur drapeau à la municipalité. Le 4 août 1919, un canon de 77 est attribué à Suresnes comme « prise de guerre et trophée », bien que René Sordes ne sache pas ce qu’il est devenu, ni même s'il a été reçu. Le 29 juillet 1919, Suresnes décide d'attribuer 100 000 francs à Brancourt-le-Grand (Aisne), meurtrie par la guerre, désignant six délégués pour étudier les besoins de la commune.
En juin 1919, le maire Victor Diederich est mis en cause pour avoir, pendant la guerre, obtenu des frères Schwob l'autorisation de stocker du charbon dans l'ancienne usine Meunier en échange de 3 000 kg de combustible au propriétaire, et ce alors que le conseil municipal n'avait pas été consulté. Cela ne provoque pas de scandale mais le maire est quand même blâmé. Les employés municipaux se mettent ensuite en grève et le maire fait adopter le 12 septembre un statut de 14 articles. Le 21 novembre, il préside sa dernière séance du conseil municipal, vantant les finances prospères de la ville et affirmant « avoir toujours voulu faire son devoir et d’avoir toujours cherché les intérêts de la commune ».

## La Seine à Suresnes

### La Seine

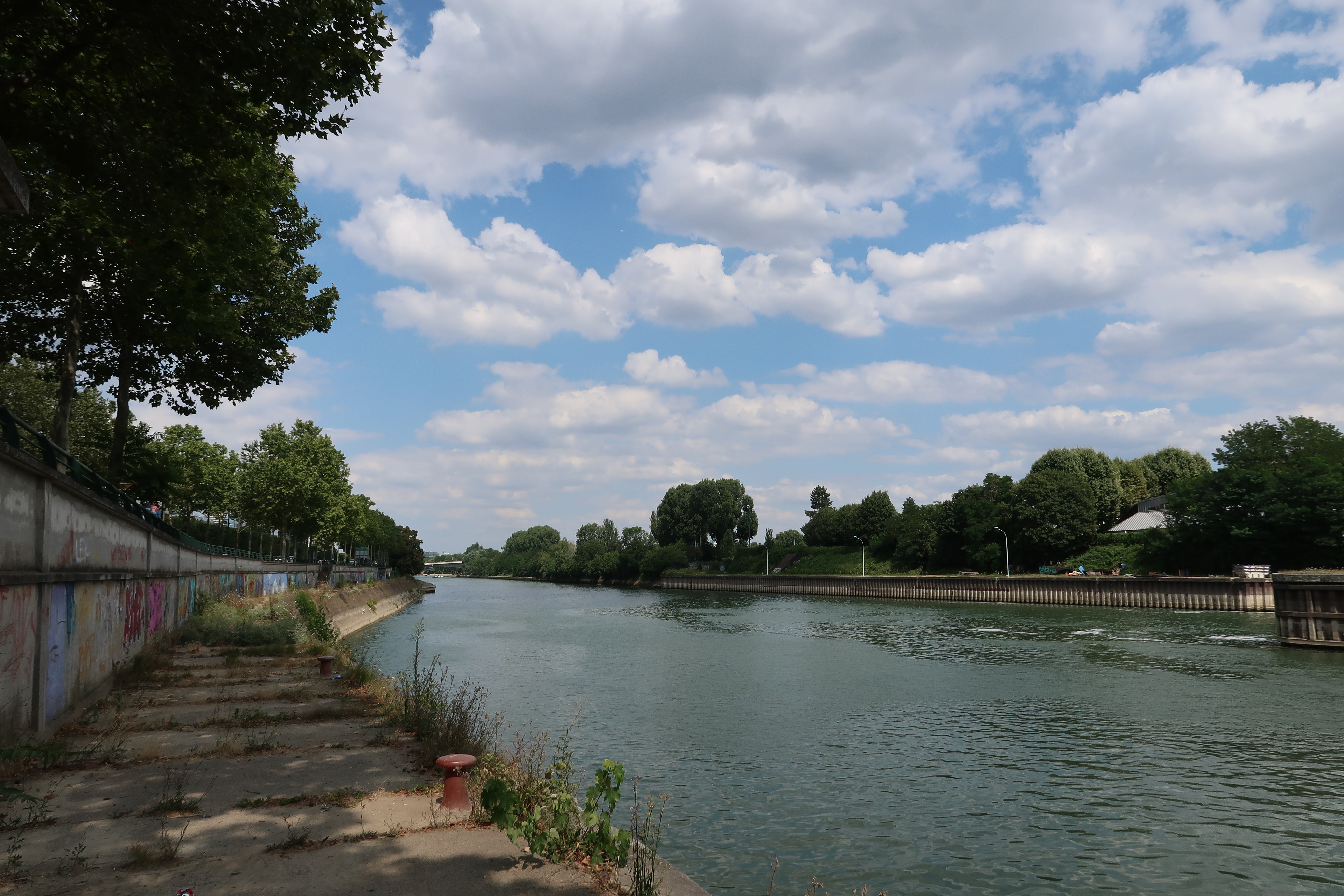
Quai de Suresnes, avec l'île de Puteaux sur la droite, où la municipalité possède des terres pendant une longue période de l'Ancien régime.

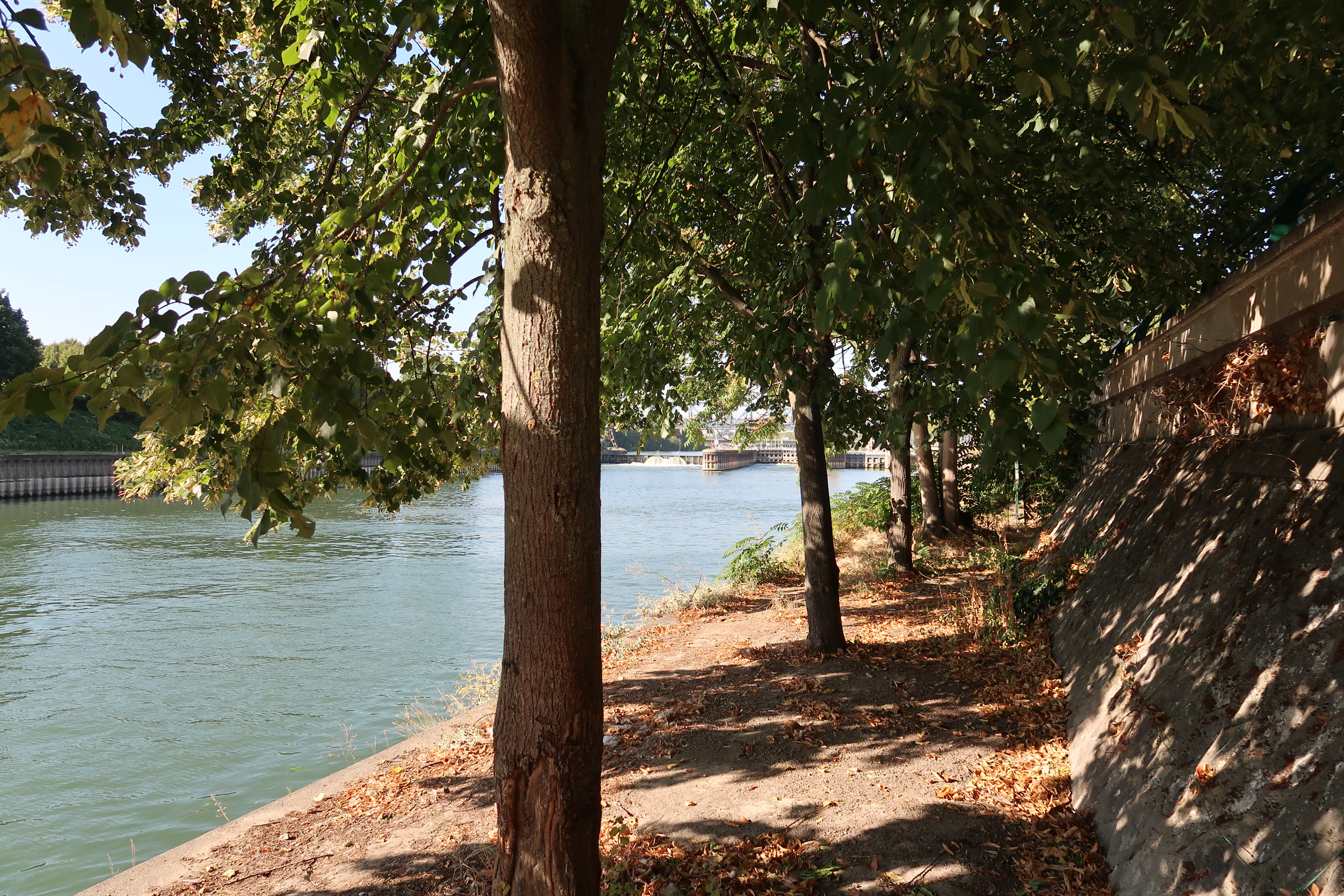
Quai de Suresnes, avec le barrage en arrière-plan.

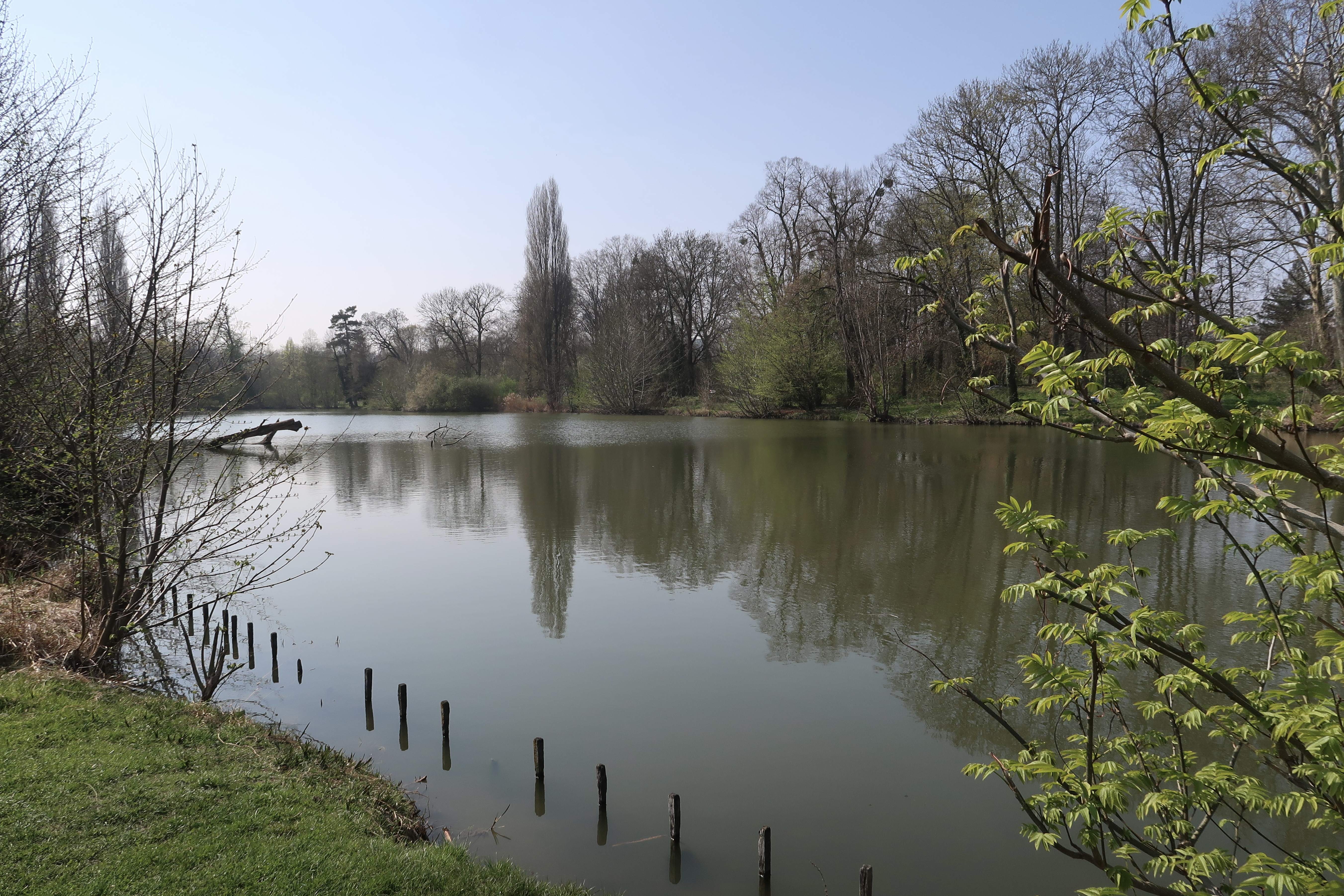
L'étang de Suresnes, dans le bois de Boulogne, possible survivance de l'emplacement d'une île entre Suresnes et le bois.

Jusqu'à la Révolution française, alors que Suresnes est situé sur le territoire de l'abbaye de Saint-Germain-des-Prés, le tronçon de la Seine devant le village appartient à l'abbaye de Saint-Denis, qu'on entend comme « prévôté de la Cuisine » (car ses revenus étaient destinés aux dépenses de cuisine des moines). Les propriétés, appontements et embarcations des îles payaient ainsi des droits à la prévôté. Après la Révolution, la Seine dépend de Paris à l'est (bois de Boulogne) et de Suresnes à l'ouest. En 1669, le voyer de Saint-Denis Claude Lescuyer effectue un relevé des îlots de la Seine en face de Suresnes. Il mentionne l'existence de trois îles désormais disparues : l’île au Mair (ou Mer), l’île de Suresnes (ou du Bac) et Le Motteau (ou Javeau de Suresnes), qui bordaient la rive droite du fleuve et avaient été données par l’abbé de Saint-Denis à l'évêque de Paris, qui les avait ensuite cédées à l'abbaye de Saint-Germain. Au fur et à mesure du temps, elles finissent cependant par se souder à la rive voisine. L’île au Mair, de 50 hectares, se situait au niveau de l'hippodrome de Longchamp, commençait au sud par un chemin allant vers Boulogne et se terminait au niveau de la Seine par un abreuvoir ; un bras de rivière la séparait de la rive et un fossé de l'île voisine au nord, l’île de Suresnes. Cette dernière disposait aussi d'un fossé à l'est. La maison du passeur et l'embarcadère s'y trouvaient, ainsi que la fontaine Brisemiche. L'île faisait 10 hectares, dont 12 arpents étaient cultivés par un fermier. Enfin, Le Motteau était une petite île située entre les deux premières, de 2 arpents et 16 perches. René Sordes émet l'hypothèse que les lacs et rivières situées à l'ouest du bois de Boulogne sont les héritiers de ces anciens fossés entre les îles,.
Une carte de la Seine réalisée par l'abbé Jean Delagrive, géographe du roi, en 1731 mentionne l’existence de deux bassiers, « fonds de rivières surélevés par le sable et pierrailles » : le Marinet (du pont de Saint-Cloud à l'aqueduc de l'Avre) et le Muret (à l'extrême sud de l'île de Puteaux). Aux basses eaux, les troupeaux de Suresnes pouvaient ainsi traverser par les bassiers, rendant la Seine guéable, afin de gagner les pâturages de l’île,.
Route commerciale depuis l'Antiquité, la Seine rapportait à l'époque plusieurs revenus. La pêche se faisait avec des installations fixes (les gords) soit au fil de l'eau (lignes, filets, nasses), de nombreux Suresnois ayant utilisé cette seconde méthode. En 1646, on compte ainsi six gords à la descente du Val d'Or. Il y a des pêcheurs professionnels à Suresnes jusqu'en 1870, fournissant les guinguettes pour faire leurs fritures ou les marchés de Suresnes, Puteaux et Saint-Cloud. En septembre 1805, les gords sont détruits. Usant du droit d'épaves, à une époque où les naufrages étaient fréquents du fait des débordements du fleuve, les Suresnois pouvaient aussi en tirer certains biens.
Autrefois, les bateaux circulant sur la Seine étaient généralement de petite taille et à fond plat, tirés par des chevaux sur des chemins de halage. À Suresnes, ils s’arrêtaient au « port aux Vins », situé au bout de la rue éponyme, emmenant des barriques de vin vers la capitale. Des bateaux s'arrêtaient aussi aux berges du Val d'Or afin de déposer des moutons originaires de Paris ou de Champagne, qui allaient ensuite dans les pâturages sur les coteaux, au niveau de la Fouilleuse. Les habitants de Suresnes pouvaient aussi voir descendre sur la Seine des bateaux transportant des arbres coupés dans les forêts de l'Yonne et de la Côte-d'Or.

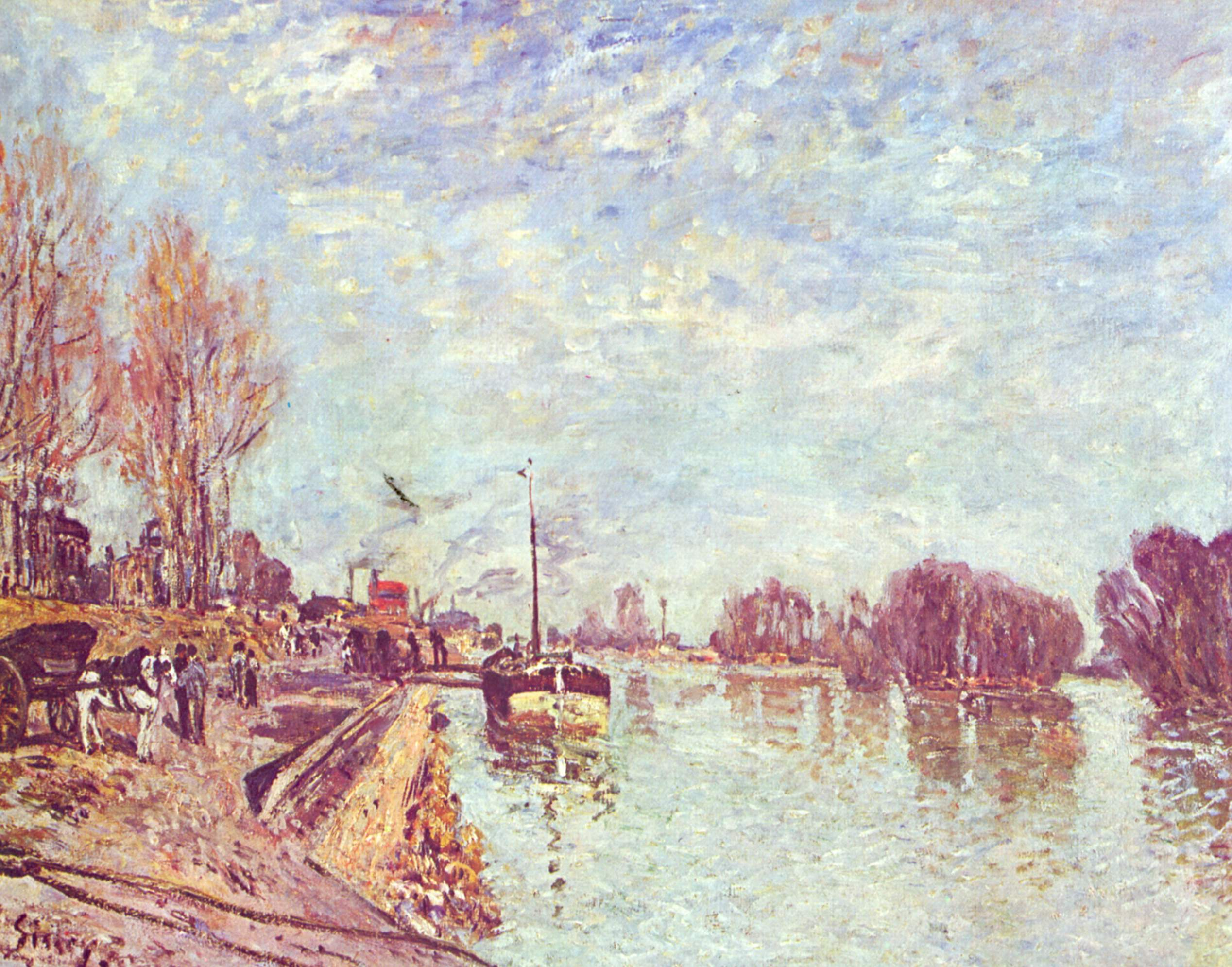
La Seine à Suresnes d'Alfred Sisley (1879).
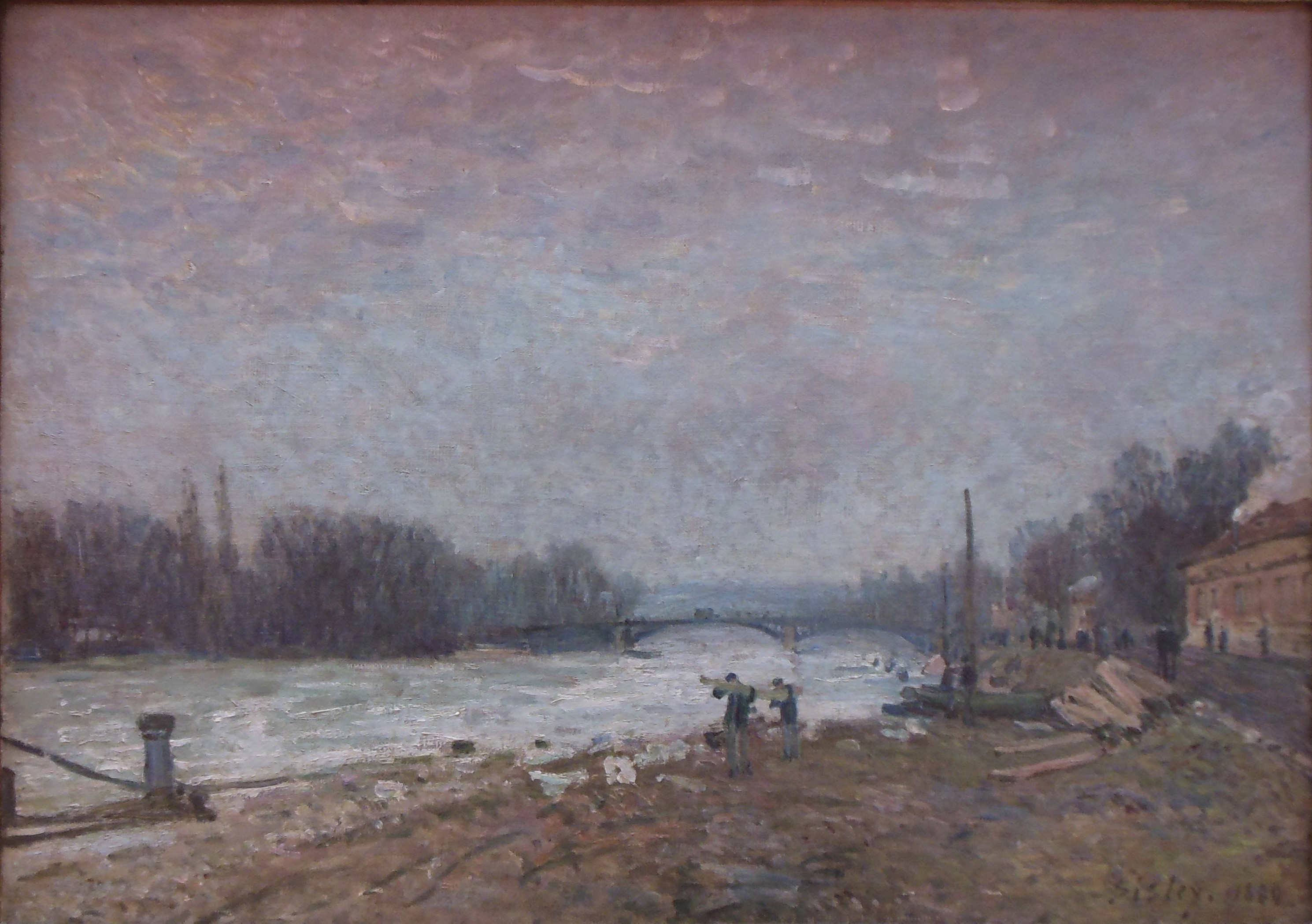
Après la débâcle, la Seine au pont de Suresnes d'Alfred Sisley (1880).
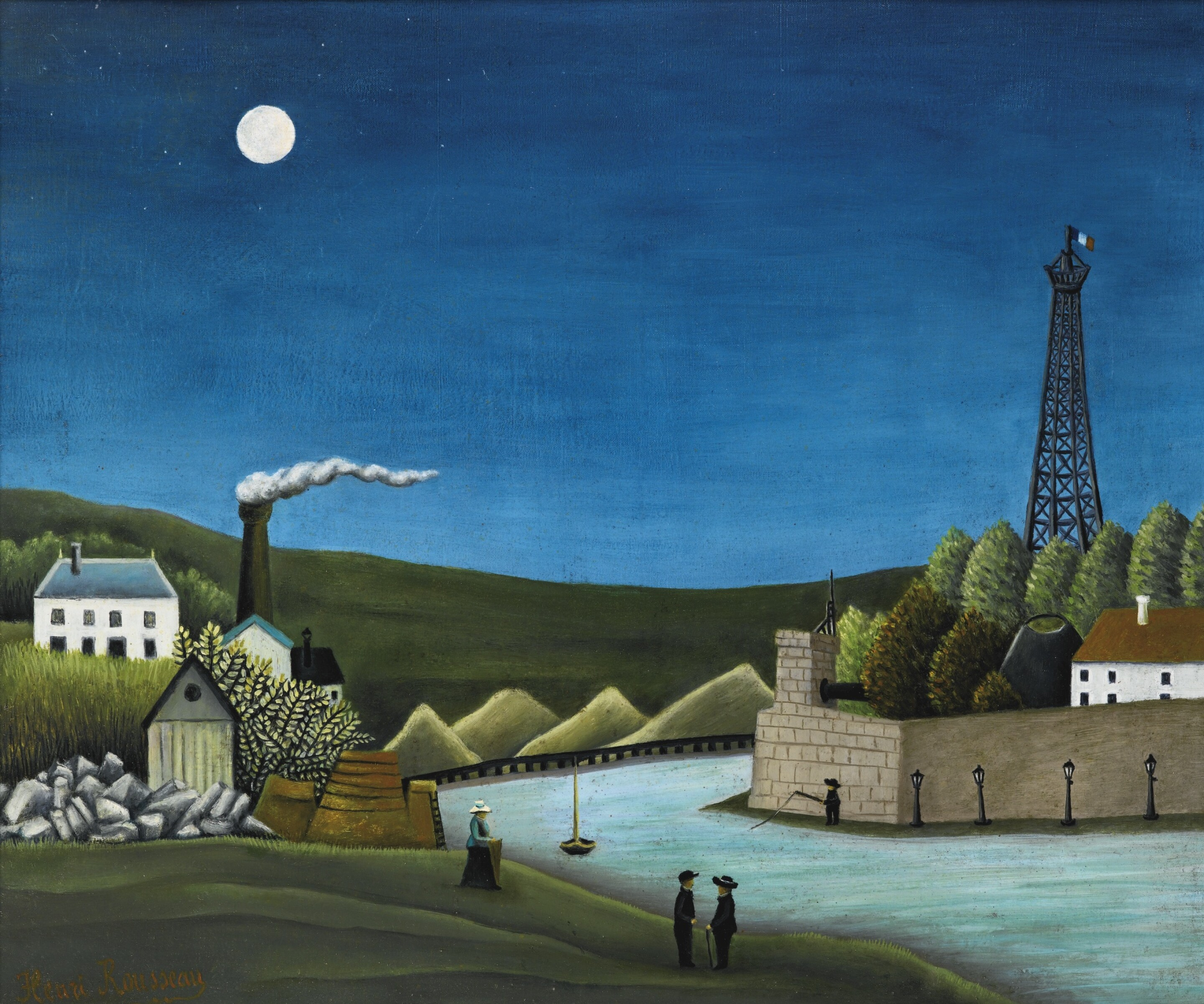
La Seine à Suresnes d'Henri Rousseau.

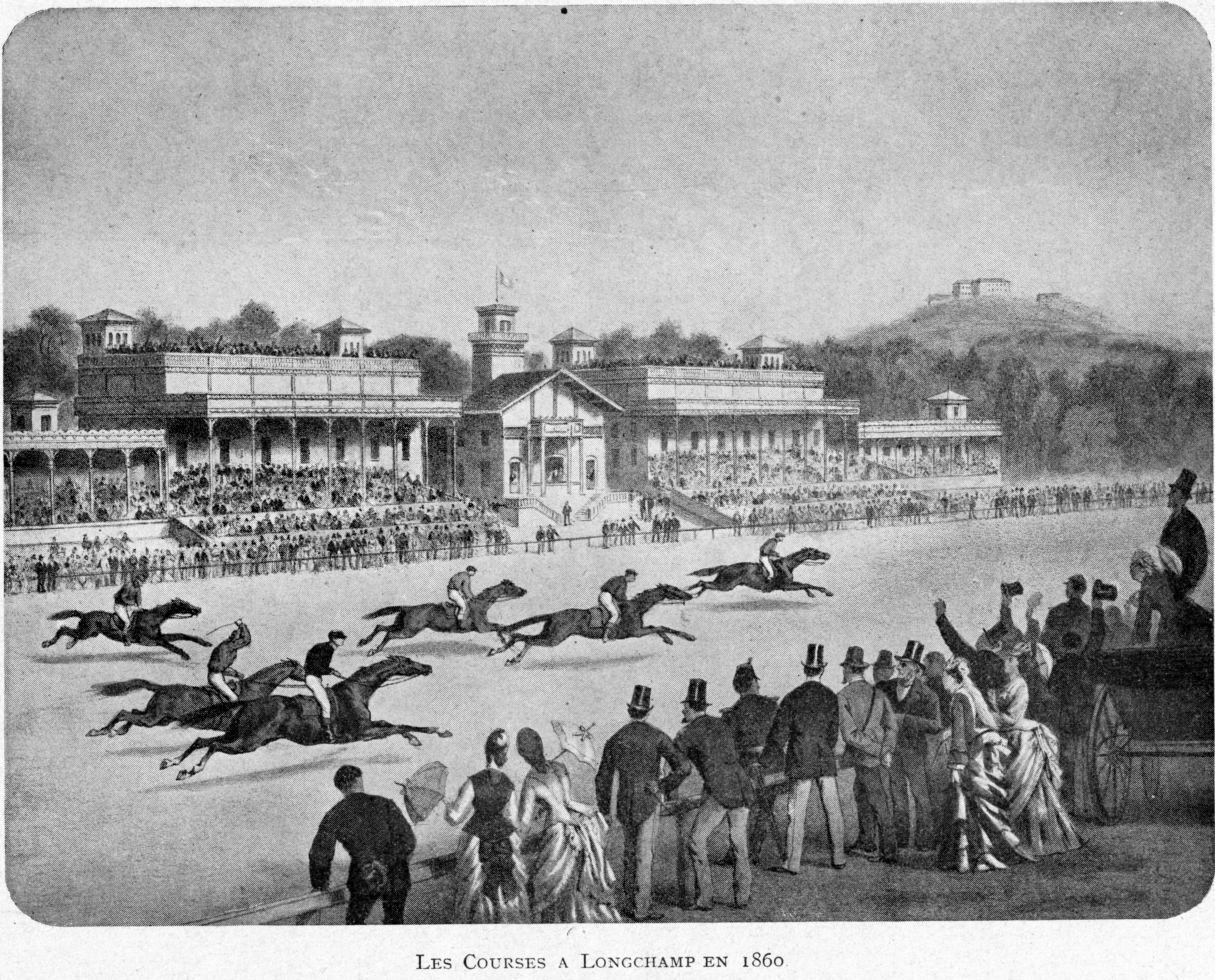
Les courses à Longchamp (gravure de 1860, avec le mont Valérien est en haut à droite) attirent de nombreux Parisiens le dimanche, qui se désaltèrent ensuite dans les guinguettes de Suresnes.

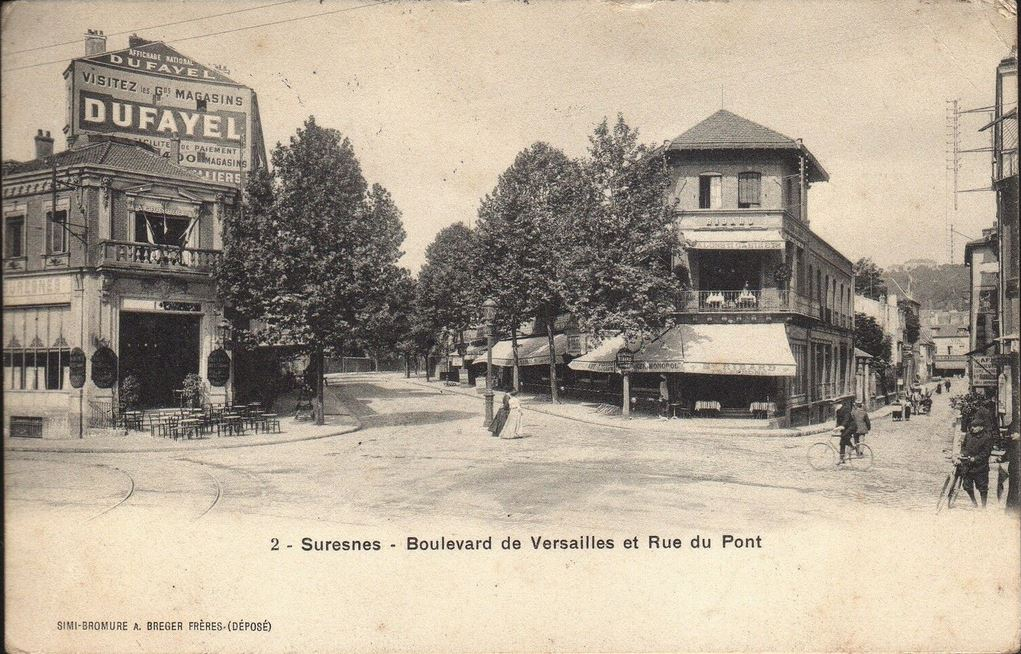
Carte postale représentant la rue du Pont, disparue de nos jours, remplacée par un centre commercial.

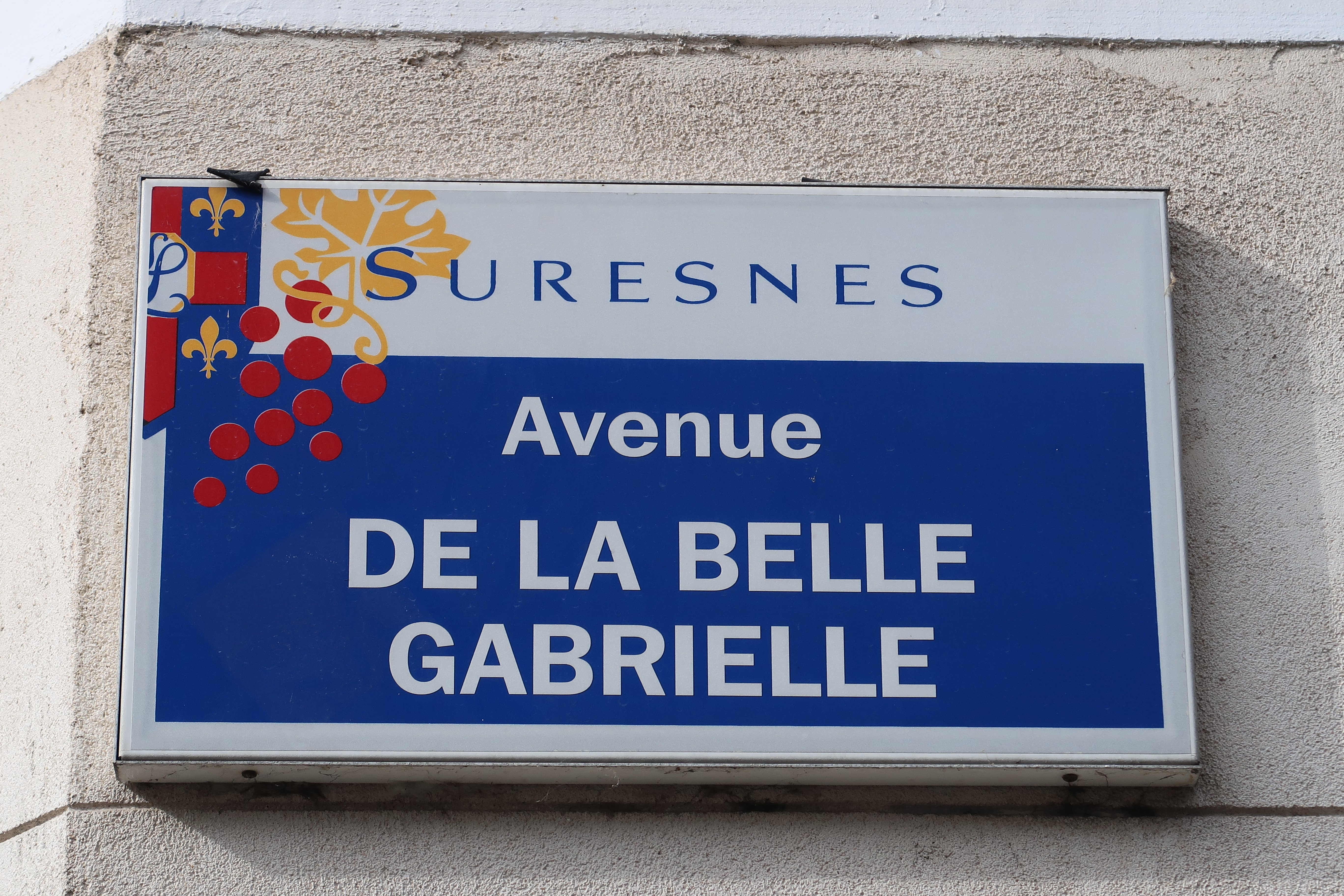
Plaque de l'avenue de la Belle-Gabrielle, dans le quartier où se situait l'ancienne guinguette éponyme.

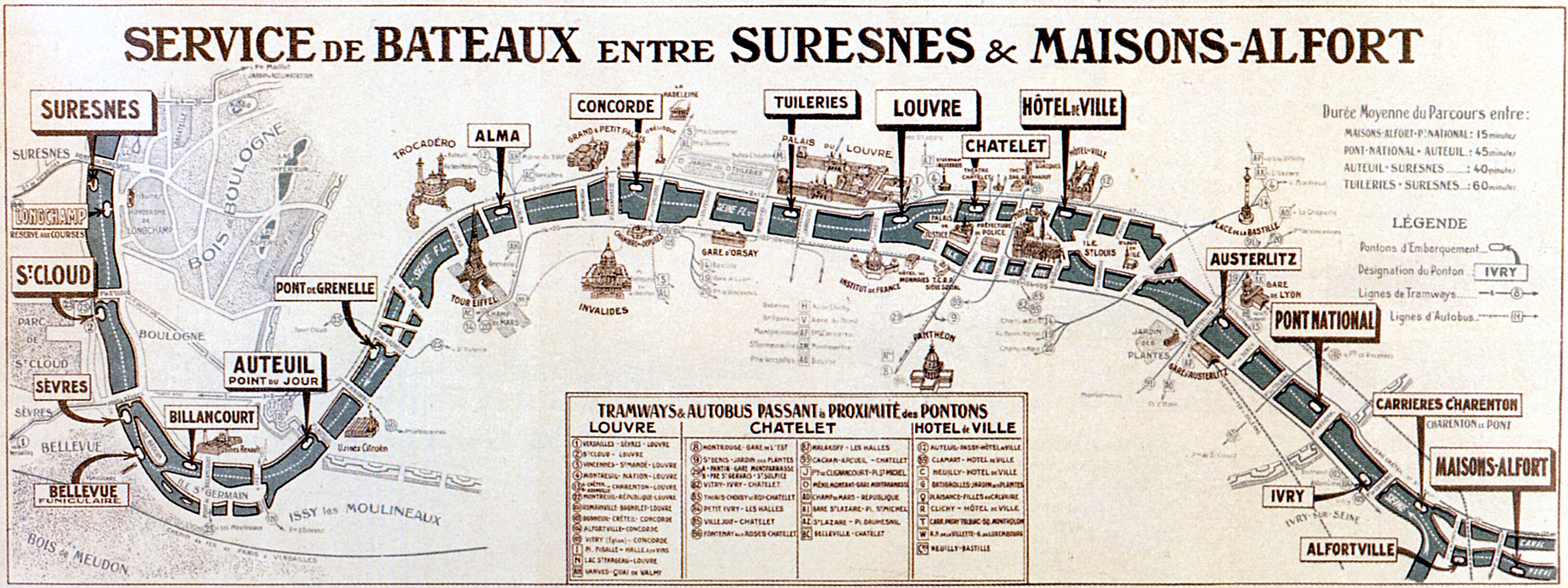
Plan du service de bateaux entre Suresnes et Maisons-Alfort (vers 1900).

Du XIXe à la première partie du XXe siècle, les promeneurs, turfistes et les amateurs de guinguettes viennent nombreux à Suresnes. Les plus importantes sont situées le long des quais : « Le Moulin Rose » (dont la devanture est coiffée d'un moulin et qui comprend une salle de bal, qui accueille turfistes et jeunes mariés), « Le Pavillon de Suresnes », « Le Chalet du Cycle » (qui possède une attraction, un petit téléphérique fonctionnant au-dessus des jardins, entre deux tourelles) et enfin « À la Belle Gabrielle », créé en 1861 et décrite ainsi par l'annuaire historique et commercial de Suresnes de l'époque : « Grand restaurateur, magnifiques jardins, bosquets, pavillons, chalets donnant sur les bords riants de la Seine, cuisine de luxe, bon marché exceptionnel, vins fins, billard, pavillons particuliers pour banquets et mariage ». Rue du Pont se trouve par ailleurs l'une des plus grandes concentrations de restaurants de tout l'Ouest parisien. Des bateaux-omnibus font donc la liaison jusqu'à Paris à partir de la construction du premier barrage, qui facilite la navigation. Alors qu’une première compagnie fondée en 1866 ne faisait que traverser Paris, du pont National au viaduc d'Auteuil, une seconde, la compagnie des Hirondelles-Parisiennes, confiée à Courtin, établit un service allant de Charenton à Suresnes. Une troisième est créée en 1885 pour traverser la Marne. Par la suite, les trois compagnies fusionnent pour former la Compagnie générale des bateaux parisiens. Mesurant de 30 à 33 mètres, ses embarcations avaient une capacité de 225-300 personnes. Des banquettes étaient réparties sur le pont et une cabine accessible par un escalier au centre permettaient aux passagers de s'abriter de la pluie, alors qu'une plage à l'arrière garnie d'un bac semi-circulaire était accessible depuis un double-escalier. Les bateaux débarquaient à Suresnes en aval du pont, sur un ponton à fond plat en tôle d’acier et recouvert d'un plancher de bois, de 15 mètres de long et 5 de large. Une cloche signalait départs et arrivées chaque heure, d'environ 7 h du matin à 19 h. Le trafic diminue au fur et à mesure du développement de la traction électrique, alors que la météo interrompait parfois la navigation (brouillard, crue, gel, etc.). De 27 millions en 1899, le trafic passe à 16 millions en 1913, la compagnie se mettant en veille au déclenchement de la guerre. Celle-ci terminé, la compagnie vend son matériel à la STCRP mais les clients sont rares, mis à part aux beaux jours. Les bateaux-mouches disparaissent en 1933 (du fait des progrès de trafic du tramway) et le matériel est vendu en 1935, au grand dam des cafés, guinguettes et restaurants situés autour du pont, qui perdent une partie de leur clientèle. Jusqu'à la Grande Guerre, on compte aussi un petit port en aval de l'embarcadère, de 59 100 tonnes de mouvement en 1899 (58 900 à l’arrivée, 202 au départ), afin d'alimenter en charbon les usines de teinturerie de Suresnes, ainsi que de la houille, du sable, de la pierre meulière, du bois à brûler, de la fonte et du vin. Il disparaît, comme le port-aux-vins et le port-aux-moutons avant lui. Le port de Suresnes abritait également des bateaux du yacht-club du Touring club de France.

### Traverser la Seine

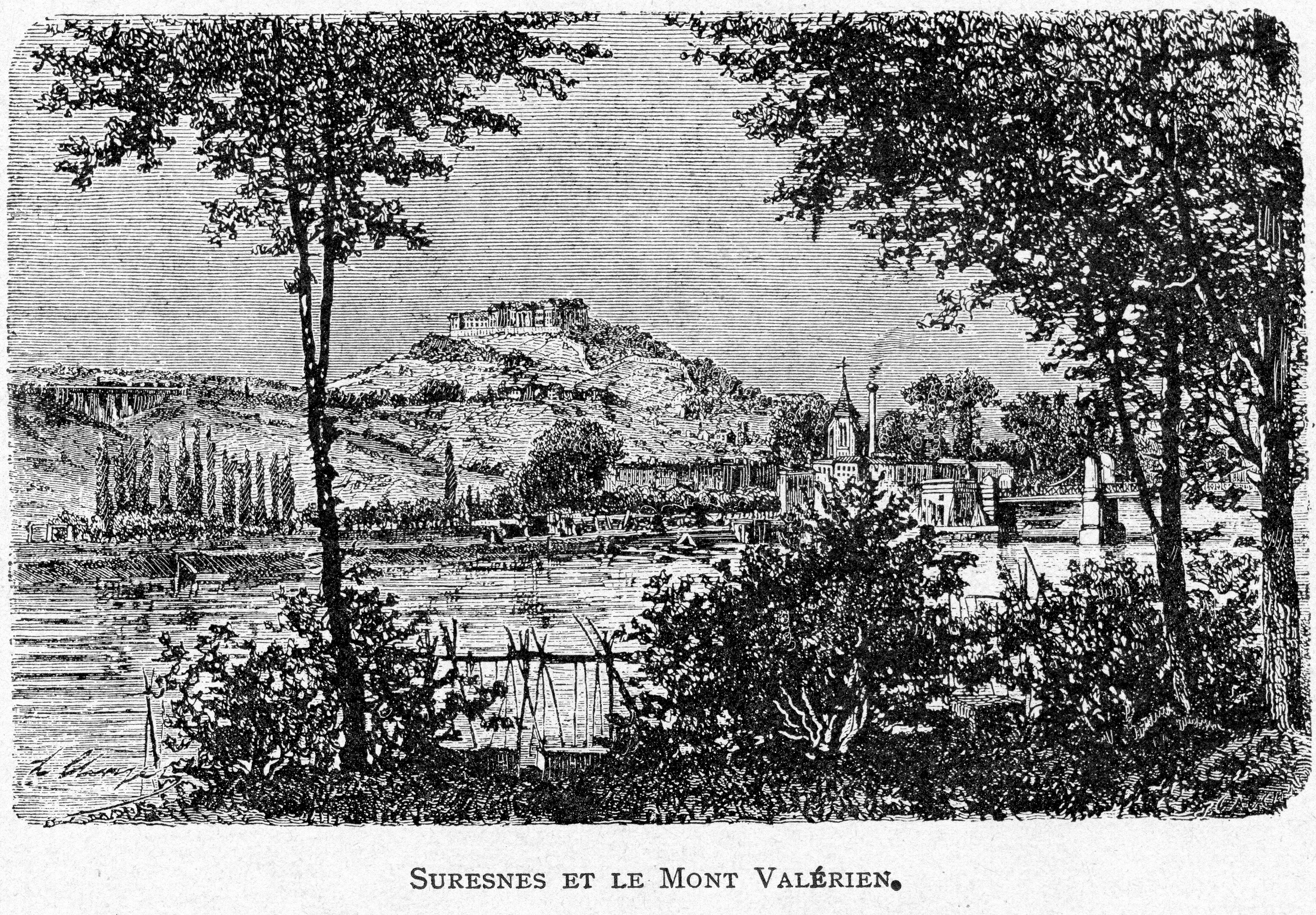
Gravure représentant Suresnes et le mont Valérien vus depuis l'autre rive de la Seine, avec le pont suspendu sur la droite. Le village possède alors encore un caractère rural.

Jusqu'à la construction du pont, seul le bac permet de traverser la Seine au niveau de Suresnes, les ponts de Saint-Cloud et de Neuilly étant assez éloignés. On ignore l'origine de ce bac, mais le premier document à en faire mention date de 1590. Les passeurs appartenaient jusqu'à la Révolution à une communauté de corps de maîtrise, contrôlée par le prévôt des marchands et échevins de Paris. Ils tiraient leurs revenus de champs qu'ils cultivaient en parallèle et surtout des droits de passage, en particulier des pèlerins se rendant au mont Valérien. Hommes, chevaux, animaux ou encore carrosses pouvaient traverser ainsi la Seine. Il disparaît en 1837, remplacé peu de temps après par le pont suspendu, alors que son exploitation était devenue peu rentable, du fait de la disparition du pèlerinage du calvaire.

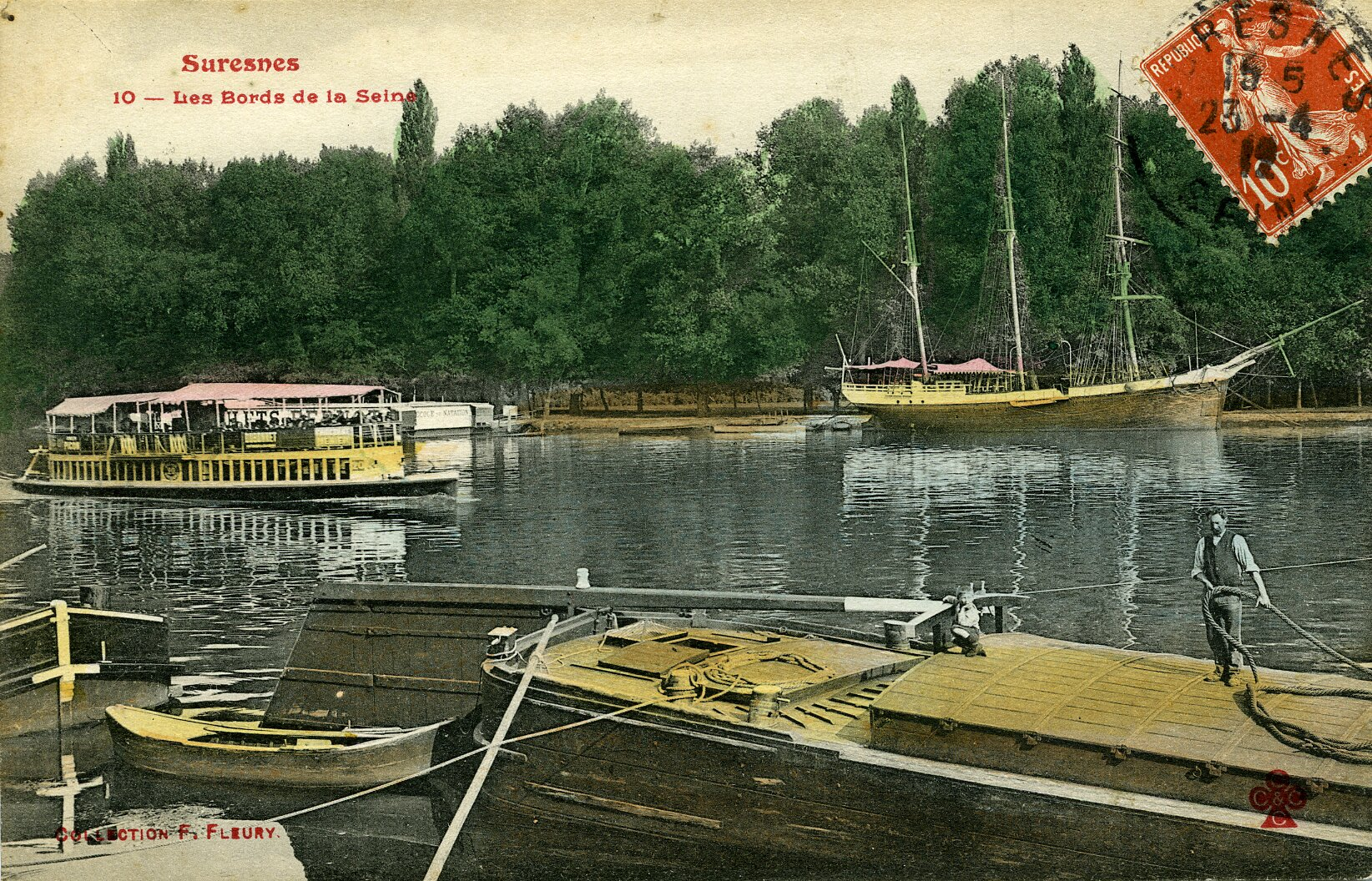
Bateaux sur la Seine à Suresnes, en 1912.

Après un premier projet avorté en 1829, une nouvelle étude pour bâtir un pont suspendu est présentée en 1837 par les frères Séguin, approuvée par le conseil municipal de Suresnes, qui offre une subvention de 20 000 francs. Le pont se situe au niveau de la rue de la Barre (ensuite rue du Pont), en décalage avec l'ancien passage du bac (qui aboutissait rue du Bac). Les travaux, d'un coût de 355 000 francs, finissent en août 1841 et il est inauguré en avril 1842 en présence d'une formation musicale du 39e régiment d'infanterie, de la municipalité et du clergé, le pont étant pour l'occasion décoré de drapeaux tricolores. Il fait 7 mètres de large, avec deux trottoirs d'un mètre et trois travées. Soutenu par deux piliers, il est suspendu par « un faisceau de rubans en fer doux ». Comportant des rivets, il est alors considéré comme très moderne. Il y a un droit de passage, mis à part pour les agents officiels. Ces droits de péage donnent cependant parfois lieu à des conflits, tout comme le manque de dégagement au niveau de la rue de la Barre. En septembre 1870, alors que les Prussiens entrent dans Paris, un incendie se déclare sur le pont : en effet, une alerte qui se révéla fausse par la suite avait signalé l'arrivée d'uhlans. Les Suresnois entassent alors du mobilier des restaurants voisins devant le pont avant d'y mettre le feu. Il s'agissait en réalité d'un général français et de son état-major. Des documents officiels mentionnent cependant une autre version de l'histoire, selon laquelle la destruction du pont avait été décidée par l'état-major, comme tous ceux permettant d'accéder à Paris. La culée de la rive droite du pont aurait ainsi été détruite par une charge d'explosif qu'avait disposée le génie.
Une fois l'armistice conclu, des pontonniers allemands construisent à la place un pont de bateaux, où passe en 1871 l'empereur Guillaume, qui arrivait de Versailles. Le pont est supprimé après le départ des Allemands, replaçant dès lors Suresnes en situation d'isolement. Alors que le gouvernement versaillais se prépare à réprimer la Commune, un nouveau pont de bateaux est édifié par l'artillerie et le génie. Par la suite, le pont de bateaux est de nouveau retiré puis remis en place et garni d'un garde-corps, surveillé par un poste du génie payé par la municipalité parisienne.

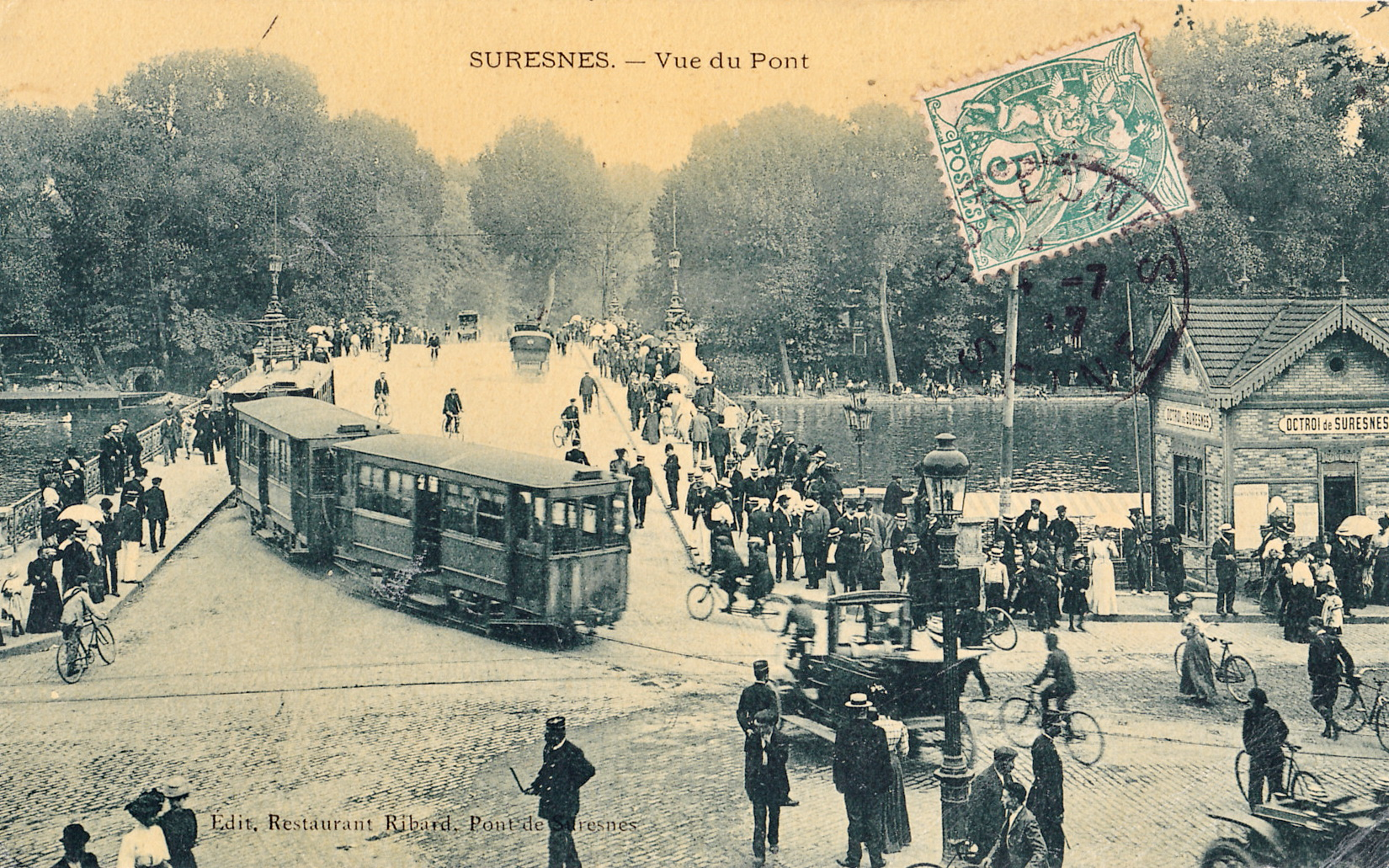
Le pont de 1871, avec l'un des bureaux d'octroi à droite et le chemin de fer du bois de Boulogne au centre.

Le 31 juillet 1871 est constaté devant huissier que le pont suspendu n'est pas réparable. Les autorités décident alors de construire à son emplacement un pont en fer, comme celui de Courbevoie. Le projet est approuvé par le conseil municipal de Suresnes le 20 février 1872, qui vote un emprunt de 100 000 francs. L'ingénieur Legrand se charge de la conception et les travaux ont lieu entre avril 1873 et août 1874. Il comporte trois arches, deux de 44 mètres aux extrémités et une au milieu de 33 mètres. Deux piliers en pied de sapin maintenus par une masse de béton coulée dans un caisson soutiennent le pont. Il est recouvert de pierre apparente venant des carrières de Château-Landon et possède une chaussée de 7,5 mètres de large, bordée de deux trottoirs de 1,75 mètre. Il est livré à la circulation en novembre 1874, ce qui entraîne la fin du pont de bateaux. Toutefois, ce pont métallique se révèle vite trop petit, en particulier « les jours de courses ou de revues, la foule atteint un tel point qu’on s’y écrase littéralement » constate le conseiller général Feron. La construction du chemin de fer du bois de Boulogne, qui le traverse, ajoute aux difficultés. Pour un coût de 360 000 francs, Paris et Suresnes versant chacun 50 000 francs, son élargissement est réalisé entre juin 1897 et 1901, la largeur de la chaussée passant à 11 mètres et celle des trottoirs à 3,275 mètres. Crozel est chargé des travaux, les usines de Mazières à Bourges de la structure métallique, Jean Camille Formigé des études pour les ornements du pont et le sculpteur Emmanuel Frémiet exécute des griffons décorant ses candélabres. Son entrée au niveau du bois de Boulogne est également réaménagée. Cependant, le poste d'octroi placé au niveau de la grille d'entrée cause de nombreux embouteillages, parce que les automobilistes doivent à l'époque déclarer l'essence de leur réservoir et présenter un papier vert pour un contrôle à l'entrée et à la sortie de Paris.

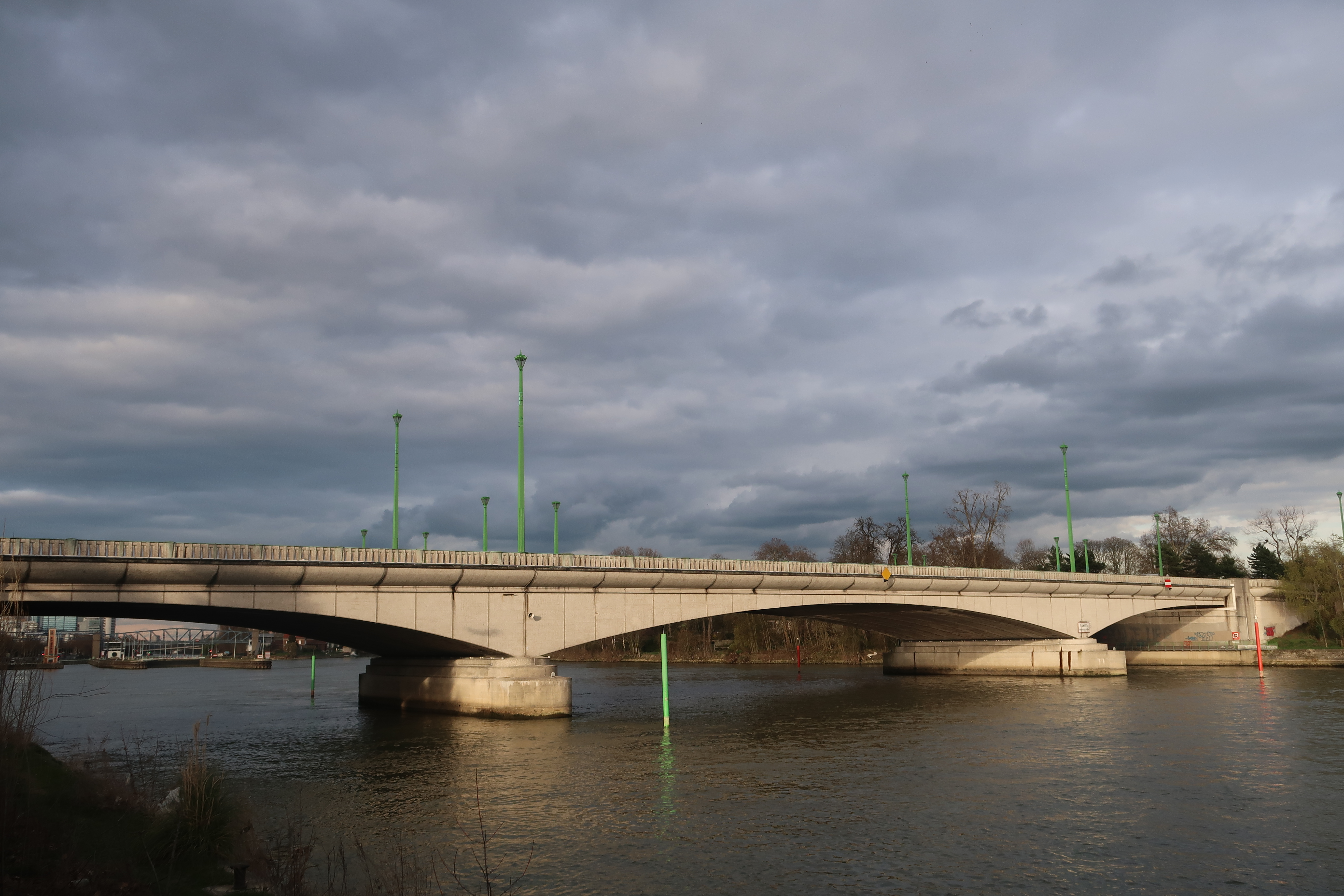
Le pont de 1951, dont la construction avait été interrompue pendant la Seconde Guerre mondiale, faisant cohabiter les deux ponts côte à côte.

Même agrandi, le pont est rapidement critiqué, dangereux pour la circulation ainsi que pour la navigation, des péniches ayant heurté en période hautes eaux sa pile gauche. Par ailleurs, la circulation le long du quai, perpendiculaire au pont, rend compliquée l'arrivée des voitures sur le boulevard de Versailles. Sur proposition du maire Henri Sellier, le conseil général de la Seine décide ainsi en 1936 d'effectuer une déviation du boulevard de Versailles et de construire un nouveau pont. Ce dernier doit être situé en amont de celui qui allait disparaître et il fallait donc aligner le boulevard en conséquence. L'axe du nouveau pont devait également permettre de le raccorder à la route allant jusqu'à la porte Maillot, donc en angle de 8 degrés par rapport au fleuve. Le pont surplomberait désormais également le quai Gallieni, qui serait donc situé sous lui, afin de fluidifier le trafic ; des rampes d’accès permettent de le rejoindre. Le chantier, mené par les Grands travaux de Marseille et l'entreprise Dayde puis, après la Seconde Guerre mondiale, par des ingénieurs des Ponts et Chaussées du département de la Seine et l'entreprise Billiard, commencent en 1938, sont interrompus par le conflit et se terminent entre 1947 et 1950. Pour l'occasion, l'entrée du nouveau pont au niveau du boulevard de Versailles, devenu boulevard Henri-Sellier est modifiée, un triangle d'immeuble étant démoli afin de permettre l'alignement. L'inauguration a lieu le 22 février 1951, en présence du président du conseil municipal de Paris Pierre de Gaulle. L'ancien pont est alors détruit. De type « Cantilever » classique, il fait 160 mètres et se découpe en trois travées (40, 80 et 40 mètres), possède une chaussée de 20 mètres et de deux trottoirs de 5 mètres. Il est soutenu par deux piles en béton et des culées dans le même matériau. Les dépenses sont prises en charge par le département, Paris et Suresnes. Cette construction, dit René Sordes, « a fait disparaître la partie de Suresnes la plus animée, la plus vivante, comprise entre la rue du Pont et l’usine Coty », faisant référence aux nombreuses guinguettes qui peuplaient le quartier. Son coût est environ 1 100 millions de francs.

### Les barrages-écluses

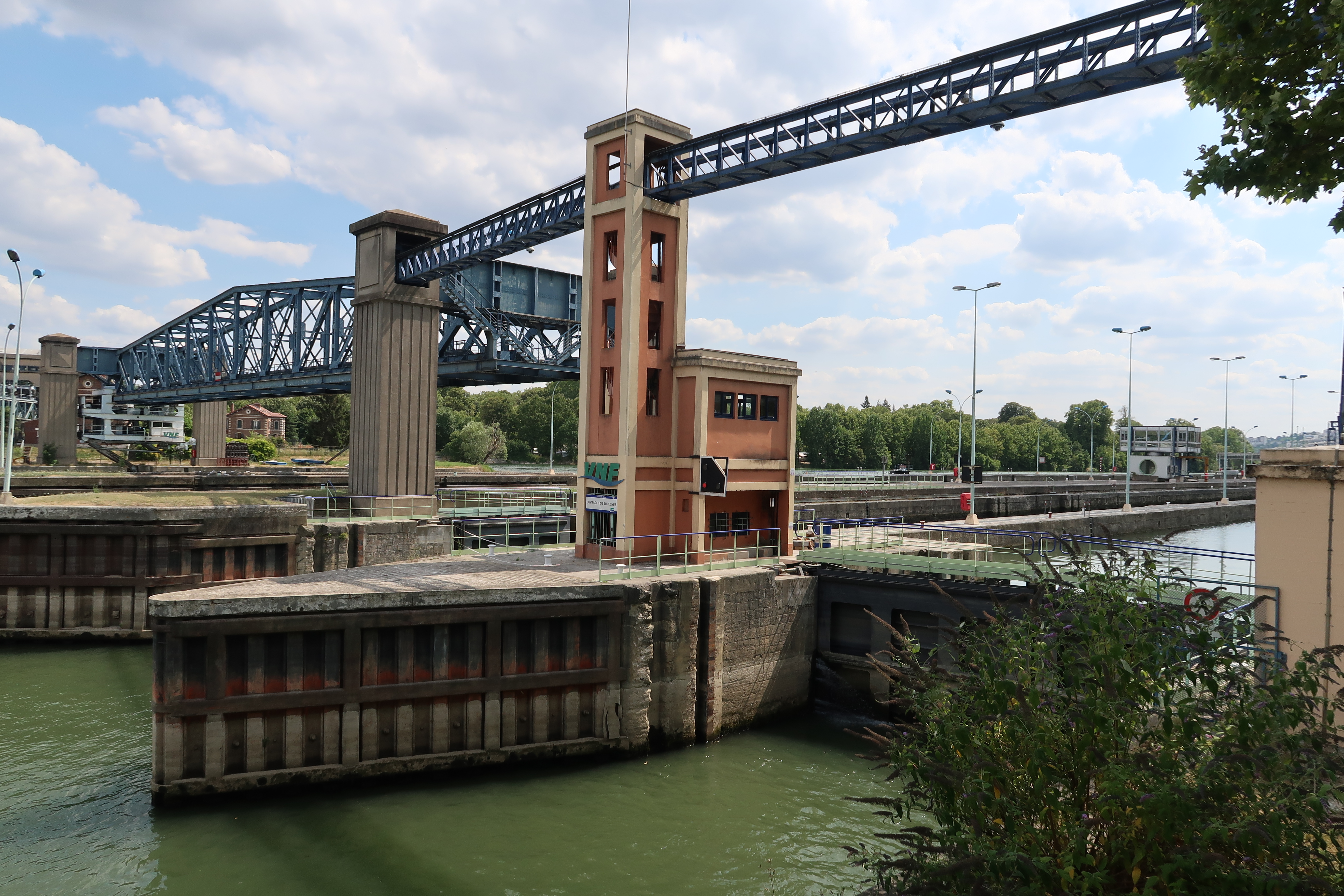
Le barrage-écluse de l'entre-deux-guerres remplace celui des années 1880, jugé insuffisamment efficace.

Carte contemporaine.

Pendant longtemps, la Seine n'était pas navigable une partie de l’année, l'hiver à cause des glaces ou des crues, l'été à cause de la sécheresse, ce à quoi va mettre un terme la construction de barrages et écluses. En 1861, le préfet Haussmann signe une enquête pour créer un barrage à Suresnes ; le décret du 11 décembre 1864 y ordonne la construction d'une écluse et d'un déversoir fixe, dont les travaux finissent vers 1869. L'édifice relève le plan d'eau entre Paris et Suresnes à deux mètres, ce qui permet d’accroître la circulation des péniches,.
Le 6 avril 1878, une loi est votée afin d'effectuer de grands travaux améliorant la navigation entre Paris et Rouen. L’écluse est alors doublée, les travaux se déroulant de 1880 à 1885.
Après la crue de 1910 a lieu une prise de conscience afin d'assurer un meilleur débit de la Seine. Un décret du 30 mai 1926, confirmé par une loi du 27 juillet 1927, prévoit ainsi de construire un nouveau barrage, plus manœuvrable et demandant moins de personnel. Les travaux conduisent à supprimer un bras de Seine qui longeait le bois de Boulogne, jusque là apprécié des pêcheurs. Il ne reste dès lors que deux bras de fleuve : entre l'île de la Folie et celle de Puteaux (le déversoir), entre la pointe de l'île de Puteaux et l'écluse (la passe navigable),.
Remplaçant celui de la fin du XIXe siècle, le nouveau barrage-écluse est construit de 1930 à 1933. Il comprend notamment un déversoir surmonté d'une passerelle, qui permet de déverser beaucoup d’eau en cas de forte crue. Il y a désormais quatre mètres de tirant d'eau.
Une nouvelle section est construite en 1972. De nos jours, les trois barrages et l'écluse sont entièrement automatisés ; ils voient passer une soixantaine de bateaux par jour et 7 millions de tonnes de marchandises par an.

## Entre-deux-guerres: municipalité Henri Sellier

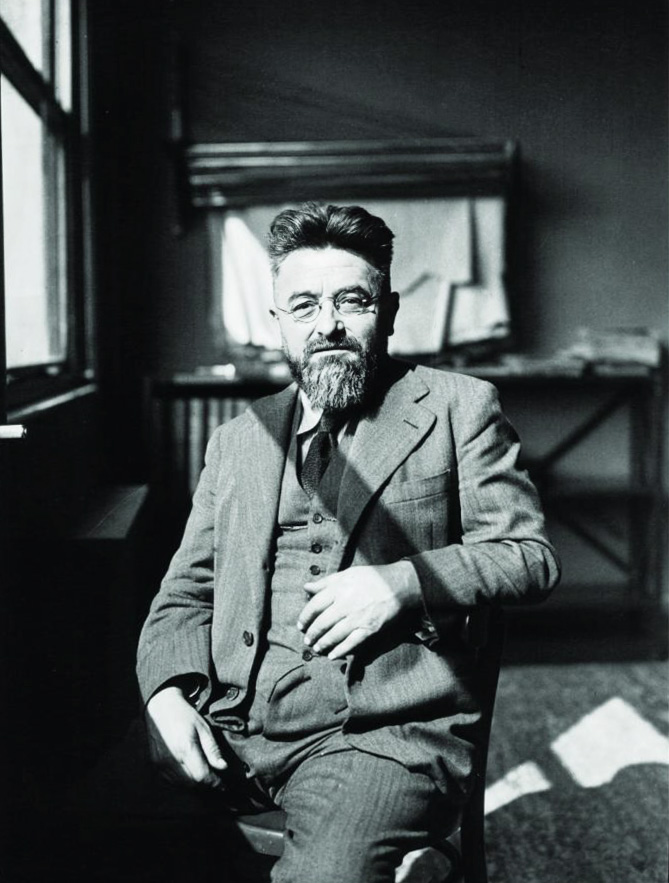
Henri Sellier, maire de 1919 à 1941.

### Élections
Après la guerre se forme en France le « Bloc national », animé par d'anciens combattants. Lors des élections municipales de novembre 1919, Henri Sellier et neuf membres du bloc sont élus dès le premier tour. Il entre en fonction le 10 décembre et il est constamment réélu par la suite, en 1925 dès le premier tour sur la liste « Bloc des ouvriers et des employés pour la défense des intérêts communaux », par 2 100 voix contre 1 250 pour celle de Victor Diederich, 1 000 pour la liste communiste et 200 pour la liste radicale. Ce bloc comprend des républicains non idéologues, « soucieux d’une bonne gestion municipale » écrit René Sordes, ce qui participe aux succès électoraux d'Henri Sellier hors de la base socialiste, alors qu'il est membre de la SFIO.
Élu conseiller général de la Seine en 1912, Henri Sellier tire profit de la loi du 21 décembre votée la même année, qui prévoit l'établissement des offices publics d'habitation à bon marché (HBM). En 1914, il présente ainsi un projet qui créé l'Office départemental des habitations à bon marché, adopté par le conseil général le 1er juillet et approuvé par décret ministériel le 18 juillet 1915, doté de 15 000 francs. Henri Sellier en devient l'administrateur délégué. Préparant l’avenir, il acquiert pour l'Office pendant la guerre 372 hectares de terrains où seront bâties les cités de Stains, Champigny-sur-Marne, Le Plessis-Robinson, Châtenay-Malabry et Suresnes. De 1916 à 1920, il est rapporteur du budget départemental. Lorsqu'il est élu maire en 1919, il possède donc déjà un vaste projet cohérent mêlant urbanisme, logement social, enseignement et hygiène, afin de faire évoluer la banlieue parisienne, notamment en faveur de la classe ouvrière.

### Cité-jardin (plateau sud-ouest)

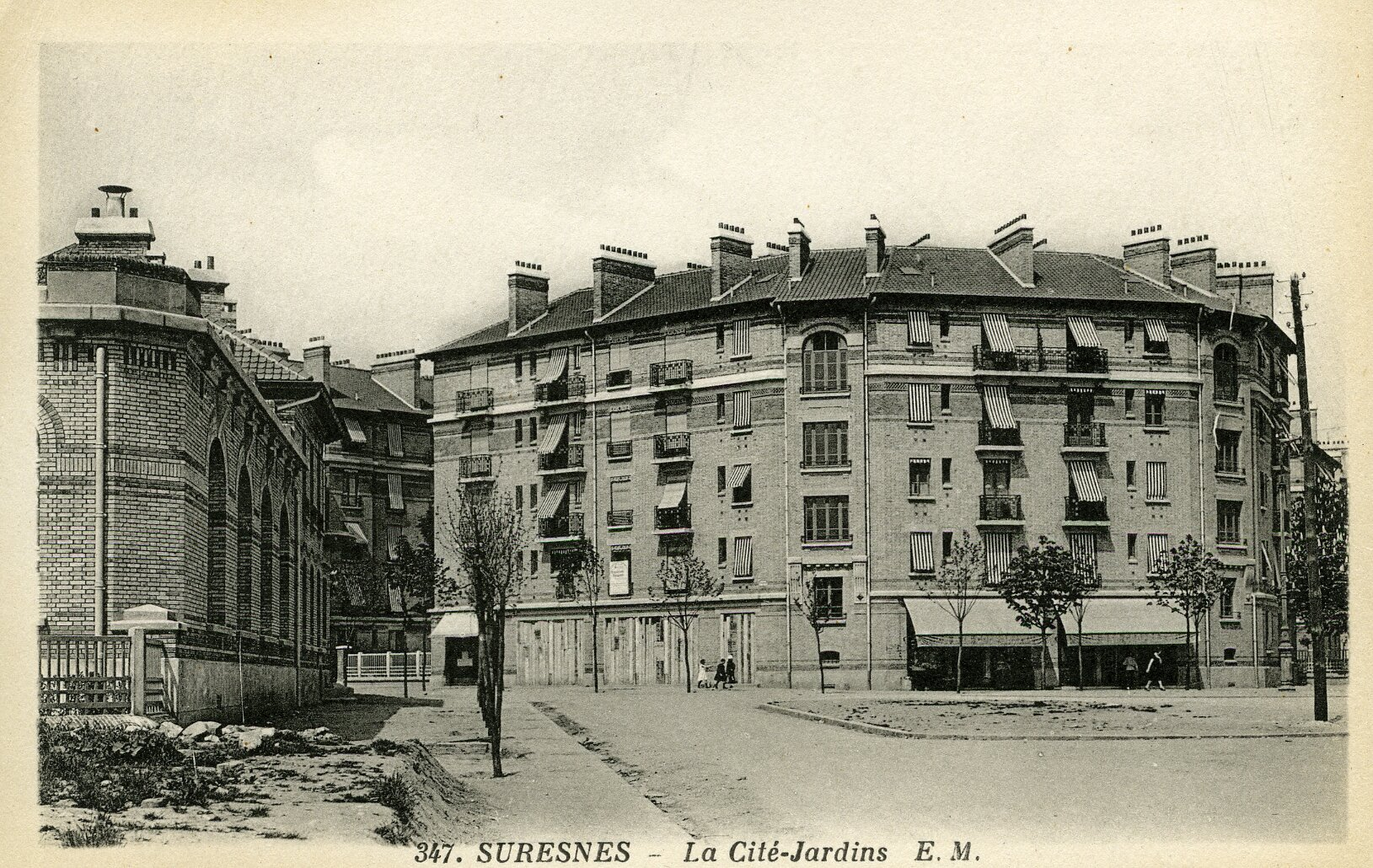
Immeubles de la cité-jardin de Suresnes dans les années 1930.

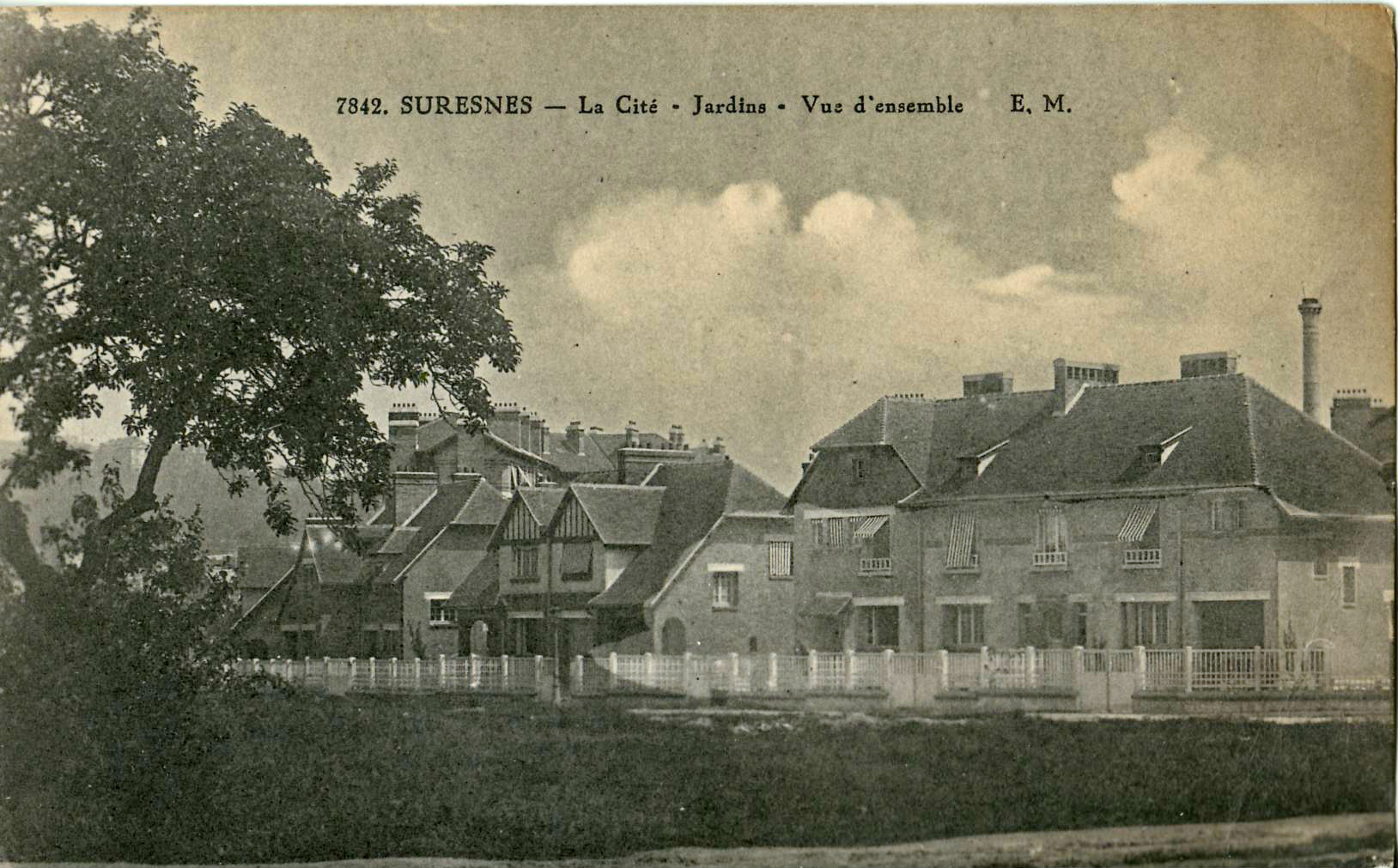
Maisons au sein de la cité-jardin.

À cette époque, l'industrialisation de Suresnes, le développement des usines le long de ses quais et des villas sur ses coteaux, ainsi que l'augmentation de ses habitants, la place parmi les villes importantes de la petite couronne. Parmi sa population ouvrière, elle compte, comme d'autres villes alentour (Boulogne-Billancourt, Clichy, Levallois-Perret et Puteaux), une communauté issue de la diaspora italienne. Les ouvriers logeaient souvent jusque-là dans les maisons délabrées de l'ancien village, et le besoin de construire des habitations modernes et hygiéniques se faisait sentir. Le décret du 21 mars 1919 avait déclaré d'utilité publique au profit des HBM du département de la Seine l'expropriation du terrain acheté par Henri Sellier dans la plaine de la Fouilleuse, ancienne ferme impériale, un plateau aéré situé en bas du mont Valérien mais peu construit (il abrite des champs de céréales) et éloigné des centres-villes de Suresnes et de Rueil-Malmaison. En janvier 1920, lors de la première séance du conseil municipal, il crée donc l'office municipal des HBM pour y étudier et financer la construction de nouveaux bâtiments. Dessiné par l'architecte Alexandre Maistrasse, le projet de la cité-jardin est donc lancé, afin d’accueillir 10 000 habitants, sur le modèle de la garden city anglaise. Une avenue centrale orientée Est-Ouest doit permettre de faciliter la circulation automobile, la circulation bruyante étant reportée sur la route périphérique allant de Rueil à Suresnes. Les immeubles, généralement de quatre étages et regroupés en îlots entrecoupés de jardins, sont en briques et couverts de tuiles mais comprennent un nombre limité d'appartements. Modernes, ils sont de plusieurs catégories, avec chambres et cuisine-salle à manger pour les familles nombreuses, d’autres disposant d'une douche et du chauffage central et d'autres encore d'une salle de bains. Des locaux commerciaux sont prévus au rez-de-chaussée. Il y a même des petits pavillons (rue de la Fouilleuse et allée des Gros-Buissons) permettant une certaine mixité sociale. Une maison de retraite est aussi aménagée rue de Locarno, sur le modèle des béguinages flamands, et un hôtel pour célibataires avec restaurant et salle de lecture. En 1921, la municipalité acquiert de l'office des HBM un terrain de 9 250 m2 pour édifier une école, devenue le groupe scolaire Édouard-Vaillant (écoles élémentaires de garçons et de filles et une école maternelle), l'État et le département finançant en grande partie les travaux. L'école est achevée en 1923. Le raccordement aux égouts de Suresnes a aussi lieu,.
En 1929, l'accord est donné par le conseil municipal de Rueil-Malmaison et les habitants concernés afin que Suresnes annexe une partie de la zone où se bâtit la cité-jardin. La Chambre des députés approuve cette modification le 19 décembre 1931 et le Sénat le 15 mai 1932. En avril 1929, une statue de Jean Jaurès réalisée par le sculpteur Paul Ducuing et le fondeur Gustave Leblanc-Barbedienne est installée au centre de la place de l'avenue Édouard-Vaillant (depuis déplacée le long du groupe scolaire). L'école Édouard-Vaillant devient cependant à la fin des années 1920 trop petite pour accueillir la population scolaire grandissante. L'école Aristide-Briand est donc érigée sur un terrain de 11 367 m2, décision approuvée par décret du 5 juin 1930 et réalisée par les architectes Alexandre Maistrasse et Julien Quoniam. Elle comprend une école de garçons et de filles, des salles de dessin, une salle de cinéma, un cabinet médical, des cuisines et même une piscine de style Art déco. Avenue Wilson, une nouvelle école maternelle est par ailleurs édifiée sur un terrain de 4 555 m2. L'État finance ces constructions à hauteur de 81 %. Finalement, l'école Aristide-Briand est entièrement dévolue aux garçons et l'école Édouard-Vaillant aux filles. Les établissements scolaires sont rationalisés, avec des classes homogènes en termes de résultats scolaires et physiques et les écoles maternelles utilisent une pédagogie moderne (solarium, réfectoires avec des petites tables, salle de sieste, etc.). En 1935, 1 600 logements sont construits et 900 sont toujours en travaux. Des lavoirs et des bains-douches sont aussi édifiés, ainsi qu'un bureau de poste au carrefour de la Croix-du-Roy, qui reçoit à partir de 1937 une annexe de la mairie. Enfin, une salle des fêtes est construite.

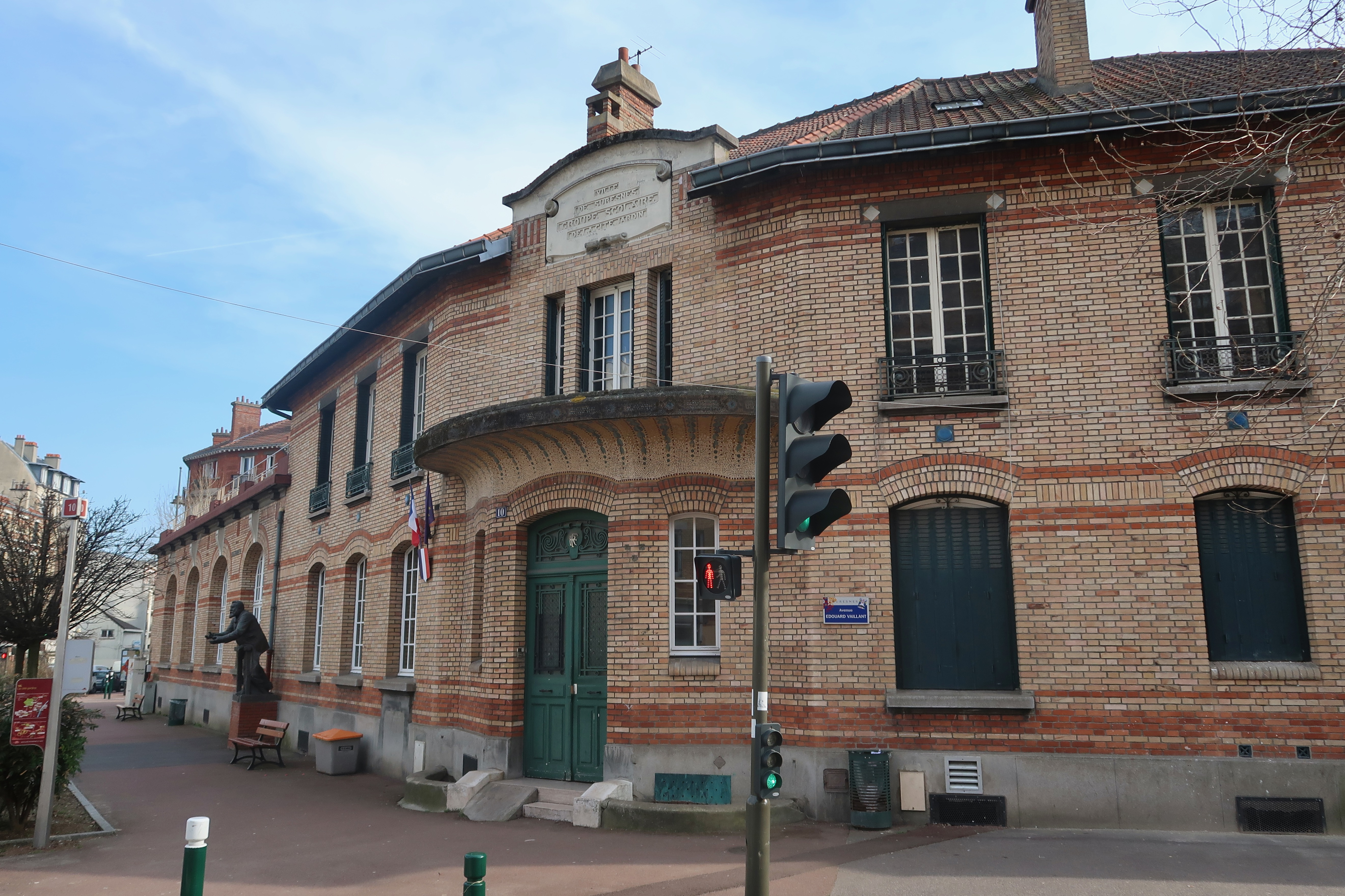
École avenue Édouard-Vaillant, avec une statue de Jean Jaurès.
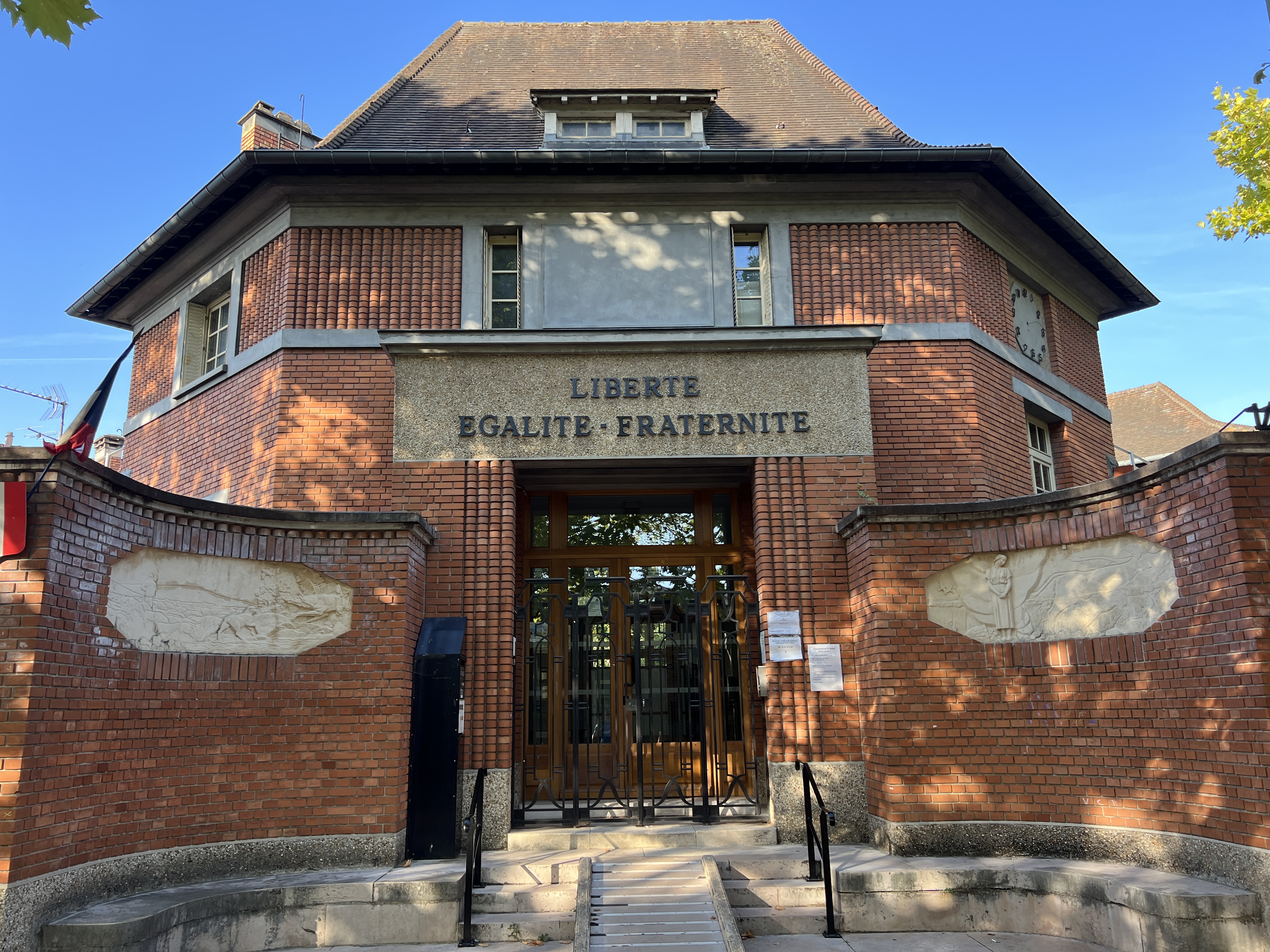
École maternelle Wilson.
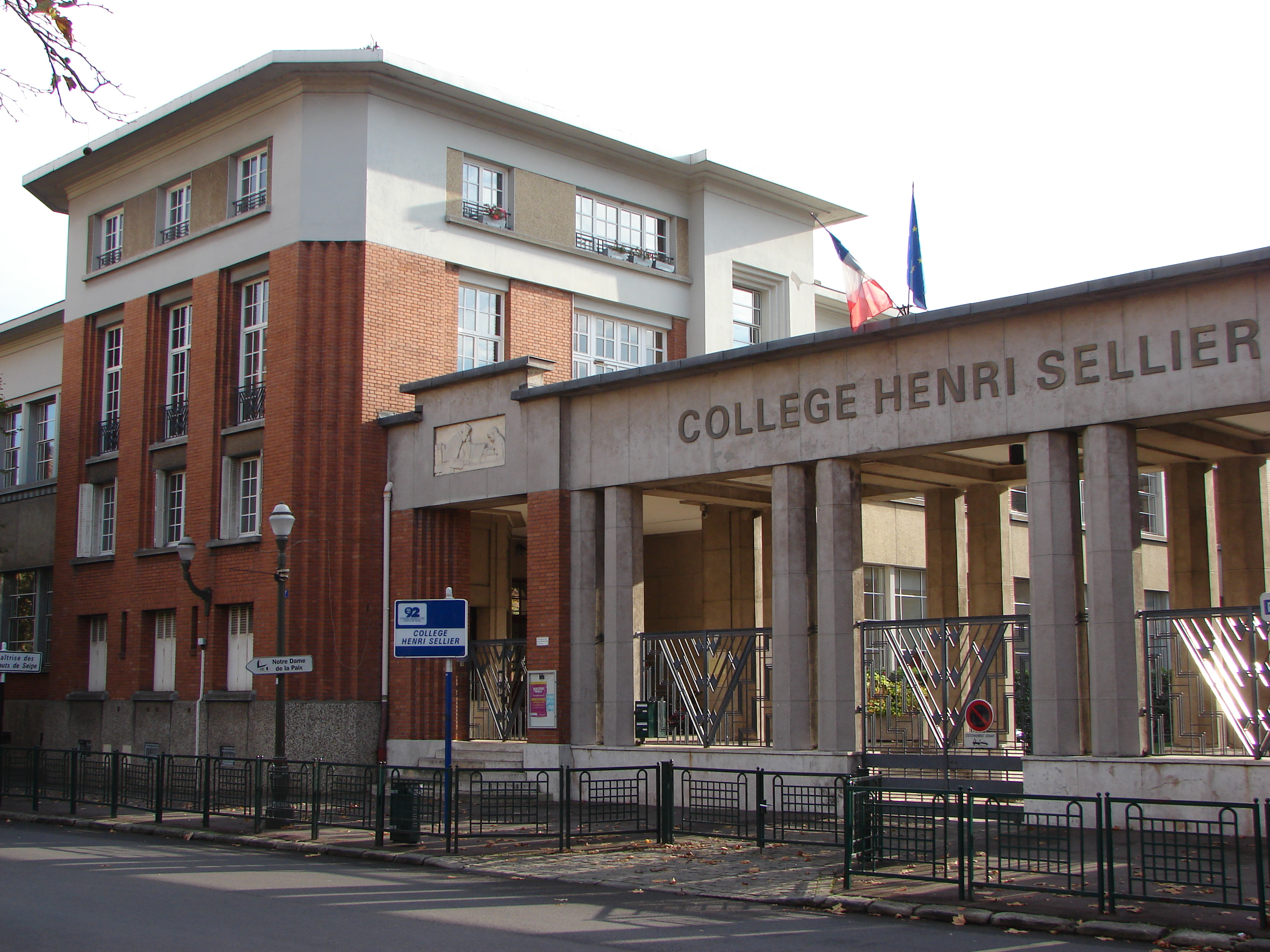
Collège Henri-Sellier, ancien groupe scolaire Aristide-Brillant.
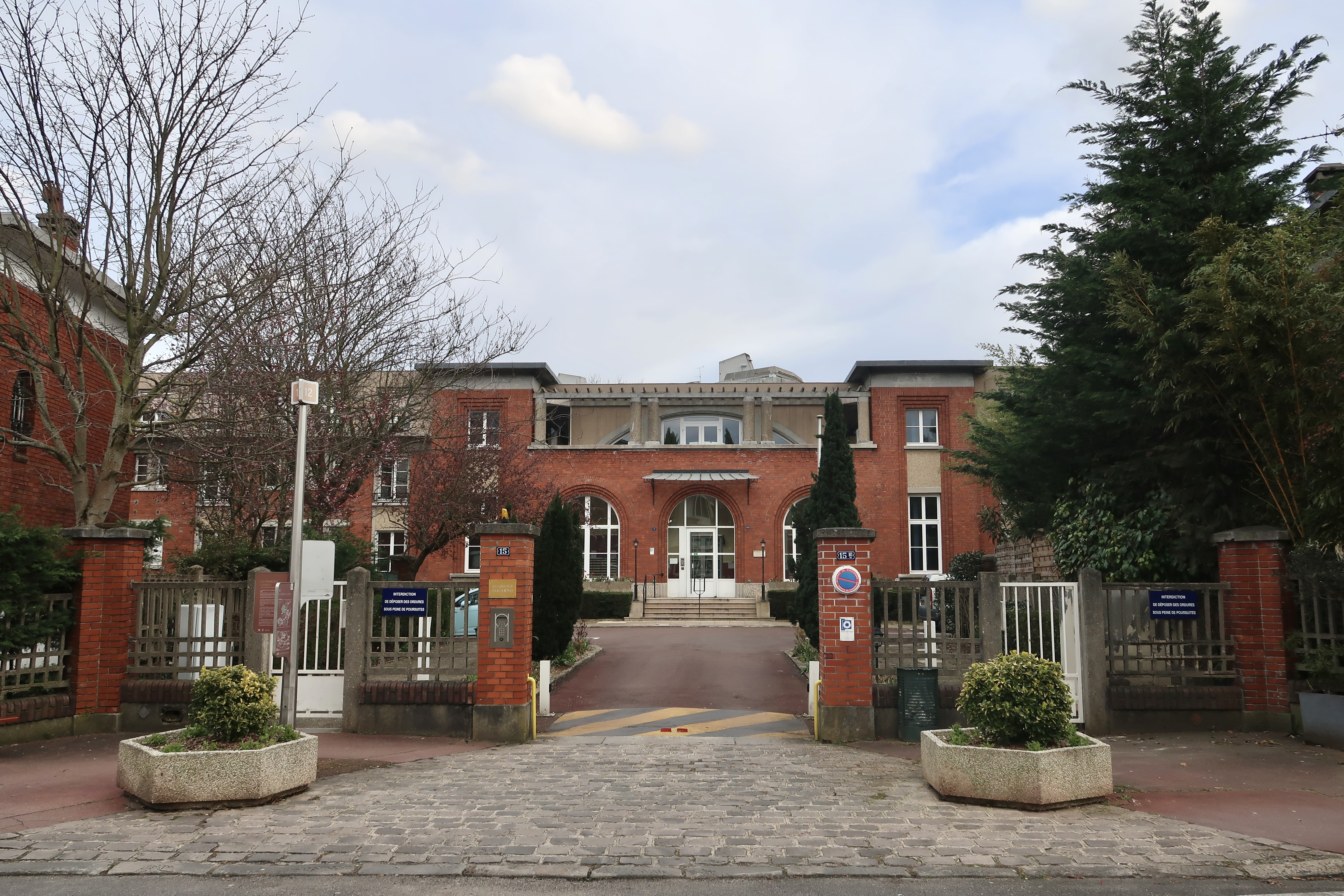
Résidence Locarno.

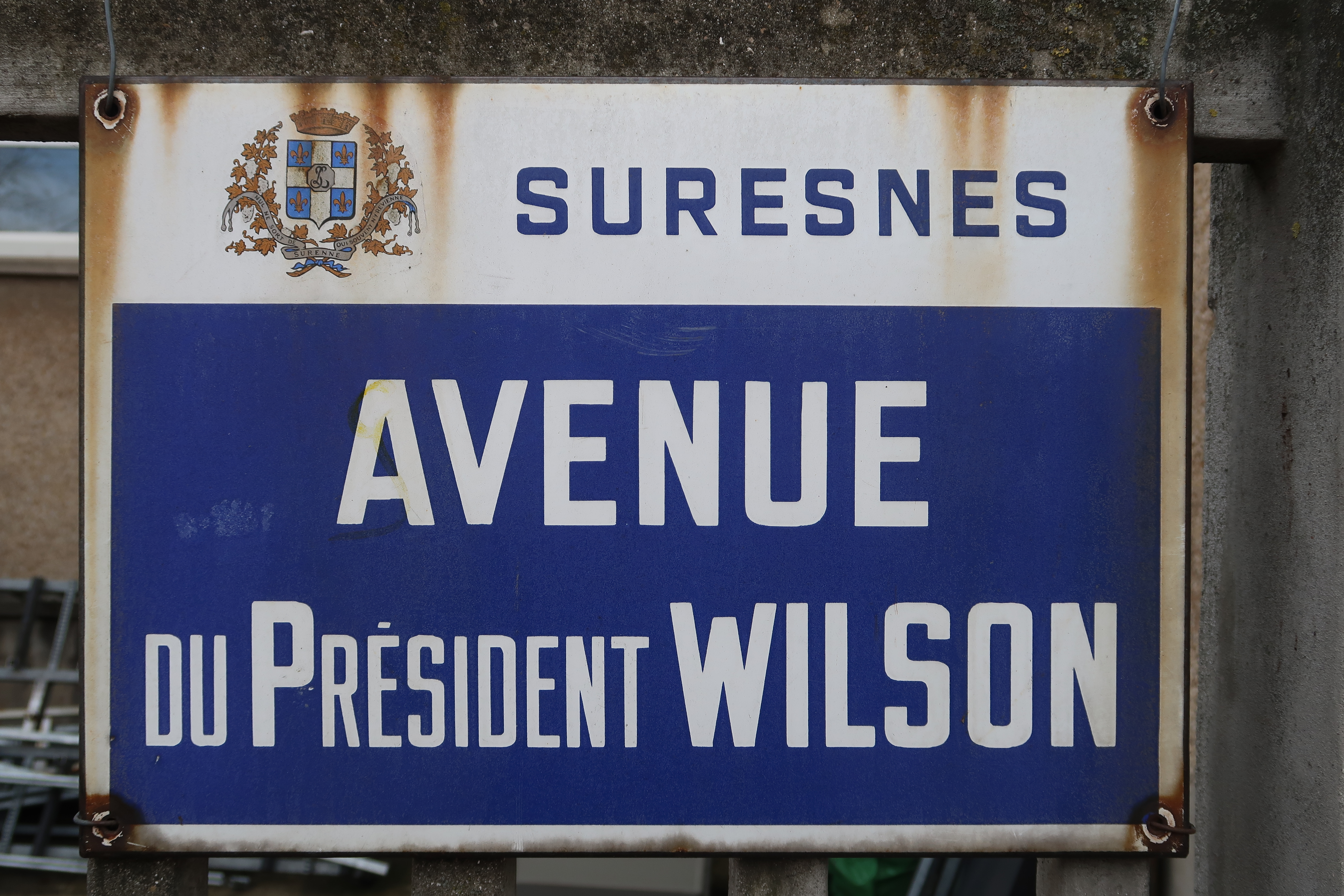
Plaque de l'avenue du Président-Wilson, en hommage au président américain, venu à Suresnes en 1919.

Le choix des noms de rue de la cité-jardin se fait selon la perspective suivante, telle qu'exprimée par le maire au conseil municipal du 22 mars 1932 : « La municipalité a voulu rendre hommage aux penseurs et aux hommes d'État de toutes les religions et de toutes nationalités qui, au cours des siècles jusqu’à notre époque tragique, ont tendu à l'humanité le flambeau qui doit la guider vers la paix définitive et la fraternité des peuples ». Sont ainsi promus Sully, Grotius, William Penn, l'abbé de Saint-Pierre, Romain Rolland, Jean Jaurès, Léon Bourgeois, d'Estournelle de Constant, Woodrow Wilson, Frank Billings Kellogg, Louis Loucheur (beaucoup de Suresnois bénéficiant de sa loi pour construire des pavillons) ou encore Gustav Stresemann. Henri Sellier rajoute dans son discours qu’il s'agit d'hommages modestes, « dépourvu[s] des pompes officielles. Aucun ministre ne viendra prononcer une harangue laborieusement confectionnée avec des lieux communs traditionnels ». En effet, pour la plupart de ces réalisations, Henri Sellier n'a jamais organisé d'inauguration solennelle, en présence de nombreuses personnalités. Il décide également de donner des noms de plantes et de fleurs pour certaines rues, de conserver le nom historique de la Fouilleuse tout comme celui du carrefour de la Croix-du-Roy, terme sous lequel « il est connu depuis des siècles », respectant ainsi le patrimoine de Suresnes. Il s'agit d'un ancien lieu-dit où s'élevait une croix, figurant sur des plans depuis 1669. Selon la tradition, elle aurait été érigée en présence de François Ier mais on trouve cependant sa trace dès 1490.
En 1919, le curé de Suresnes Patrice Flynn (devenu évêque de Nevers en 1932) envisage de créer un lieu de pèlerinage de la Vierge dans la ville. Il acquiert donc un terrain sur les coteaux du plateau sud-ouest, à l'angle du chemin des Hoquettes et de la rue des Raguidelles (cette dernière étant bordée de vergers jusqu'à la Première Guerre mondiale). Le projet porte le nom d'église Notre-Dame de la Salette : dirigé par l'architecte Pierre Sardou, il comprend une grand nef surmontée d'un clocher, avec une vue dégagée sur la basilique parisienne du Sacré-Cœur. Le cardinal-archevêque de Paris Louis-Ernest Dubois bénit sa première pierre le 24 septembre 1922. Cependant, seule la crypte est finalement réalisée. En effet, au même moment, Henri Sellier offre un terrain à l’archevêché au centre de la cité-jardin afin d'y bâtir une église. Trop excentré et risquant de faire doublon, le projet de La Salette est donc abandonné et devient une simple chapelle auxiliaire puis une cité paroissiale. Grâce à un don d'une famille du Nord qui désirait bâtir un lieu de culte dans une cité ouvrière de la banlieue de Paris, l'église Notre-Dame-de-la-Paix est donc construite dans la cité-jardin, sous les ordres du vicaire général Monseigneur Rouzé, chargé des « chantiers du Cardinal ». L'architecte est Dom Bellot, un bénédictin de Solesmes. La première pierre, où il scelle des monnaies de l'année, est posée par le cardinal Verdier le 17 avril 1932. L'administrateur de la Salette, l'abbé Delattre remercie dans un discours « les ouvriers qui, au prix d’un travail pénible, ont rendu praticable un terrain défoncé ». Le 5 avril 1934, le cardinal revient bénir la nouvelle église, désormais ouverte au culte. Le 7 octobre, elle est érigée en paroisse et l'abbé Marot en devient le premier curé. Elle devait initialement comporter un clocher octogonal, mais la guerre et des problèmes financiers empêchent sa réalisation,.
Il existait une petite communauté protestante à Suresnes, qui se réunissait dans un appartement de la rue Sainte-Appoline (devenue rue Berthelot) depuis 1893. Alors que plusieurs communes voisines disposent déjà de lieux de culte protestants, ces fidèles maintiennent leur volonté de rester à Suresnes, continuant à vivre leur culte dans des conditions modestes. Lors de la construction de la cité-jardin, Henri Sellier envisage la création d'une église protestante mais ce n’est qu'après la Seconde Guerre mondiale que l'Église luthérienne de Paris devient locataire d'un jardin avenue d'Estournelles-de-Constant, près de l'avenue de Sully, dont le nom (en hommage au célèbre ministre protestant) avait été choisi par l'ancien édile. Une église en bois est d'abord édifiée, surnommée « la baraque » et qui prend ensuite le nom d'« église de la Réconciliation » en 1947. En 1954, elle laisse la place au temple protestant de Suresnes en pierre de style roman et scandinave.
Après ses deux principales phases de construction (1919-1929 et 1949-1958), la cité-jardin compte 3 300 logements,.

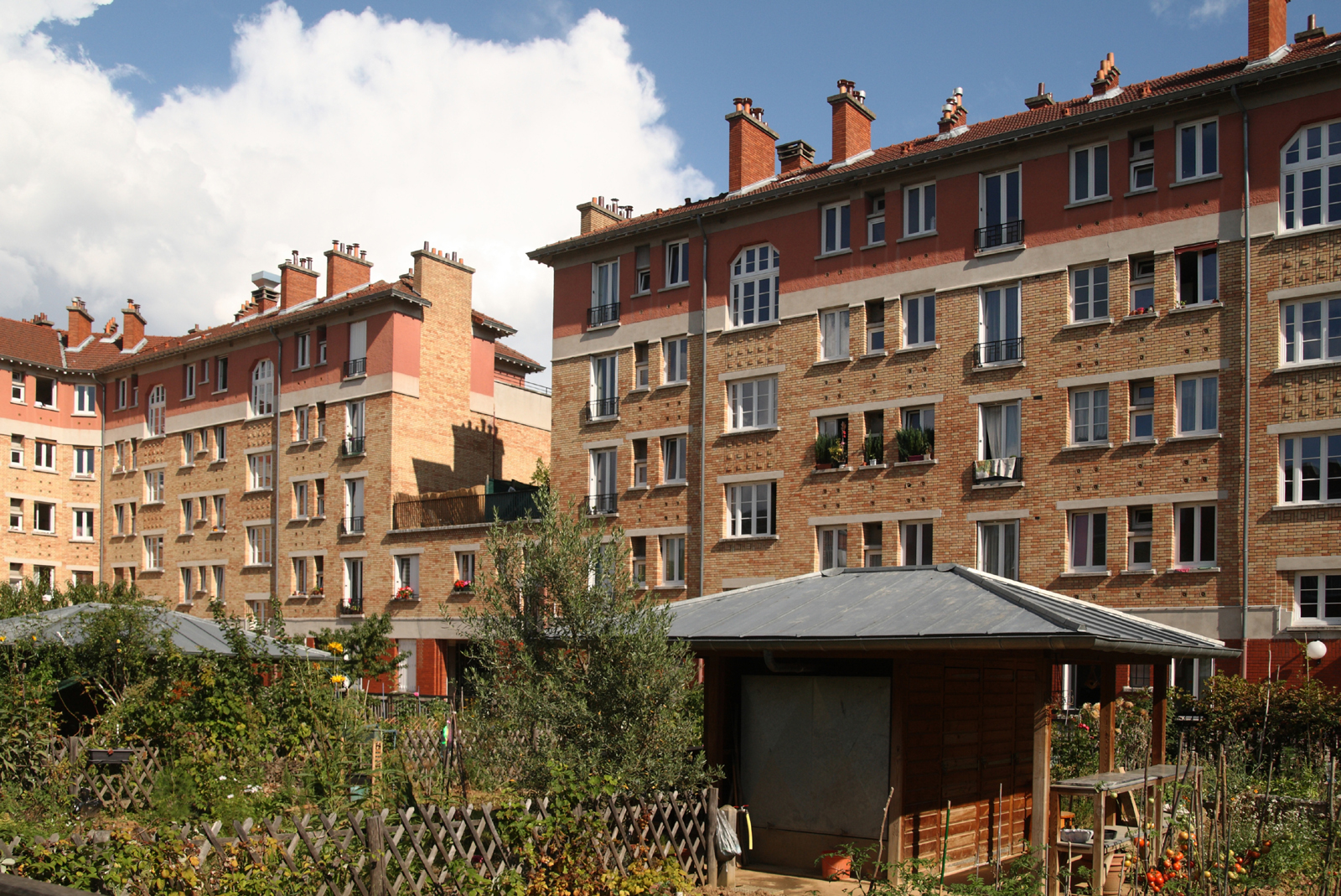
Immeubles et jardins familiaux.
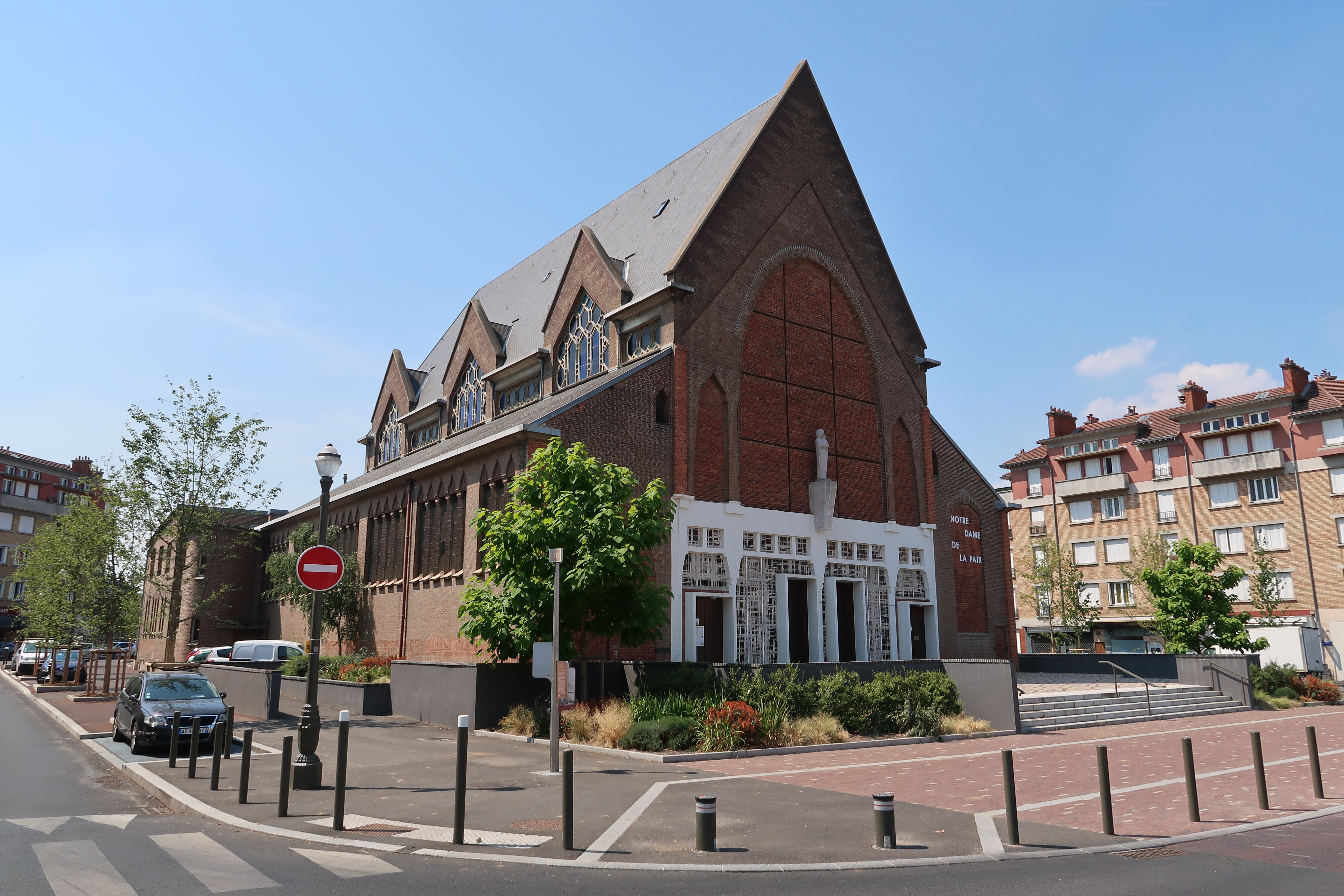
Église catholique Notre-Dame-de-la-Paix.
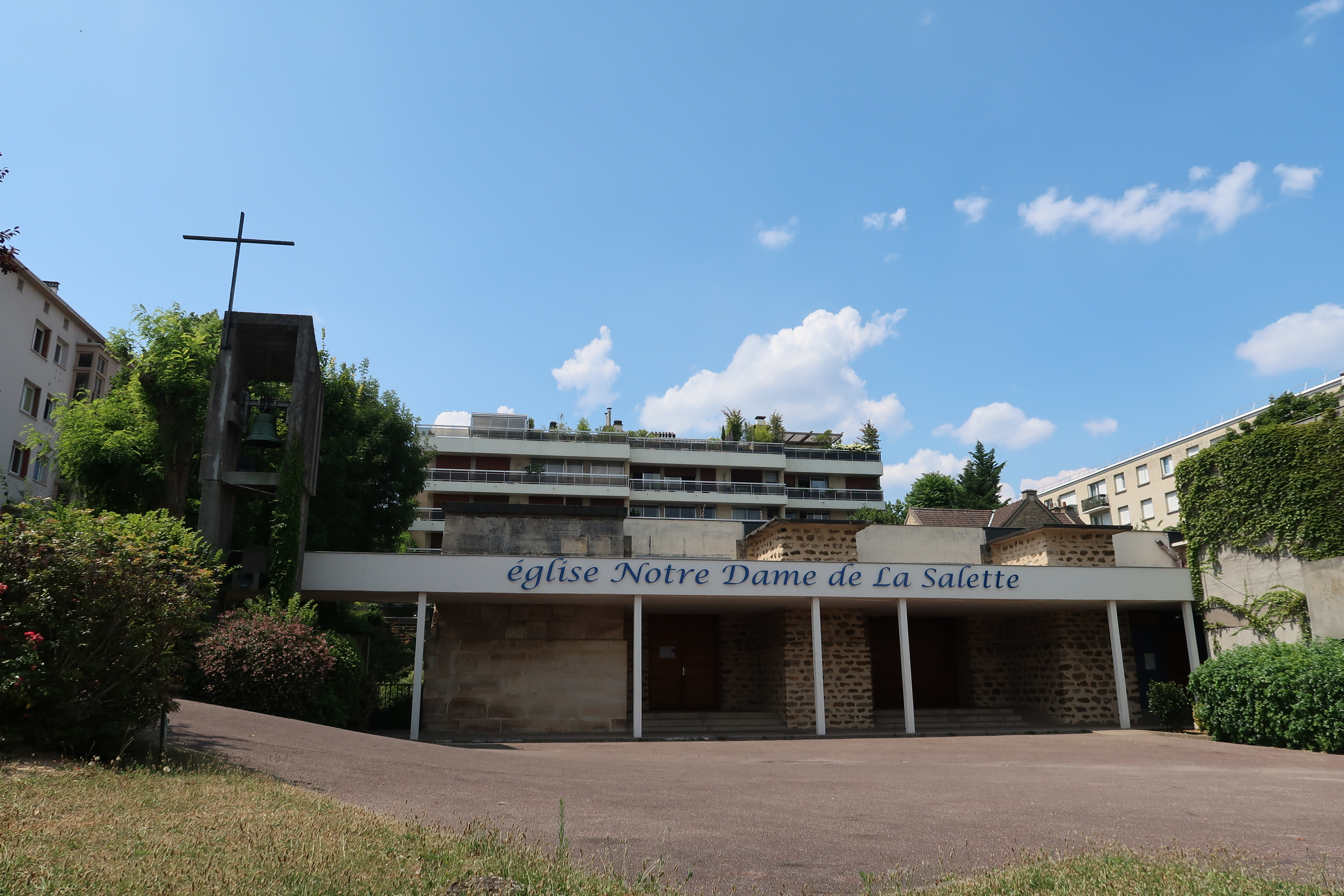
Chapelle Notre-Dame-de-la-Salette.
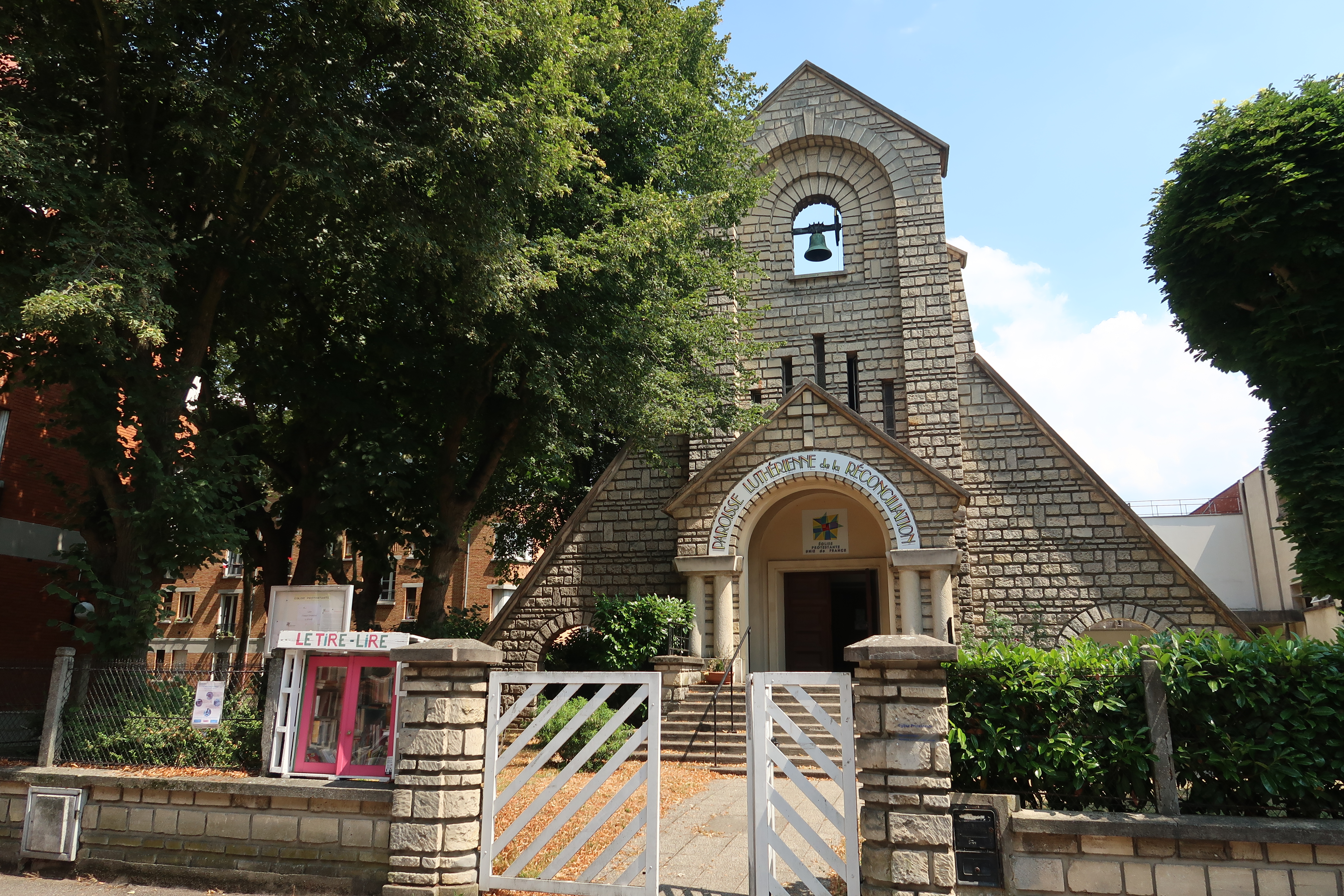
Église protestante de la Réconciliation.

### Plateaux nord et sud

#### Urbanisation des plateaux et nouveaux lotissements
Sur le plateau sud se trouvait un vaste terrain vallonné, entre la cité-jardin et le fort du mont Valérien, où s'édifient timidement des pavillons. Henri Sellier y réaménage les anciens chemins de culture qui suivaient autrefois les vignes et les champs, les aligne, installe les égouts, l'eau courante, le gaz et l’électricité, afin de permettre par la suite l'édification raisonnée de bâtiments et d'éviter que ne s'y développe un bidonville. Les nouvelles rues permettent de lier plus facilement le plateau au bas de Suresnes, dont les noms reprennent l'histoire de la culture viticole et de la nature : rue des Bons-Raisons, rue des Vignes ou encore chemin des Roses. Il s'agit d'un des derniers territoires suresnois agricoles.
Sur le plateau nord, moins bien exposé, se développent depuis un certain temps déjà des villas au-dessus du chemin de fer, mais à bonne distance de Nanterre, où s'étaient établis des chiffonniers. Jusqu’au début du XXe siècle, s'y trouvent quelques demeures bourgeoises et des pensions de famille, ainsi que des vignes (jusqu'en 1953) et des vergers. Les habitants de ce plateau travaillaient généralement à Paris mais étaient assez isolés du centre de Suresnes, les 1 500 mètres de talus n'offrant pas de chemin permettant de traverser la ligne, à part aux extrémités ou par une passerelle impraticable pour les voitures. Si Victor Diederich avait envisagé d'y construire une modeste école au vu de la maigre population qui y vivait, Henri Sellier prévoyait pour sa part un développement rapide du plateau. En effet, Puteaux avait créé un HBM sur les hauteurs de son cimetière, et les écoles putéoliennes en étaient éloignées. Les deux municipalités se mettent donc d'accord pour que l'école qui serait construite sur le plateau nord de Suresnes accueillerait 80 % d’écoliers de Puteaux, contre une subvention,.

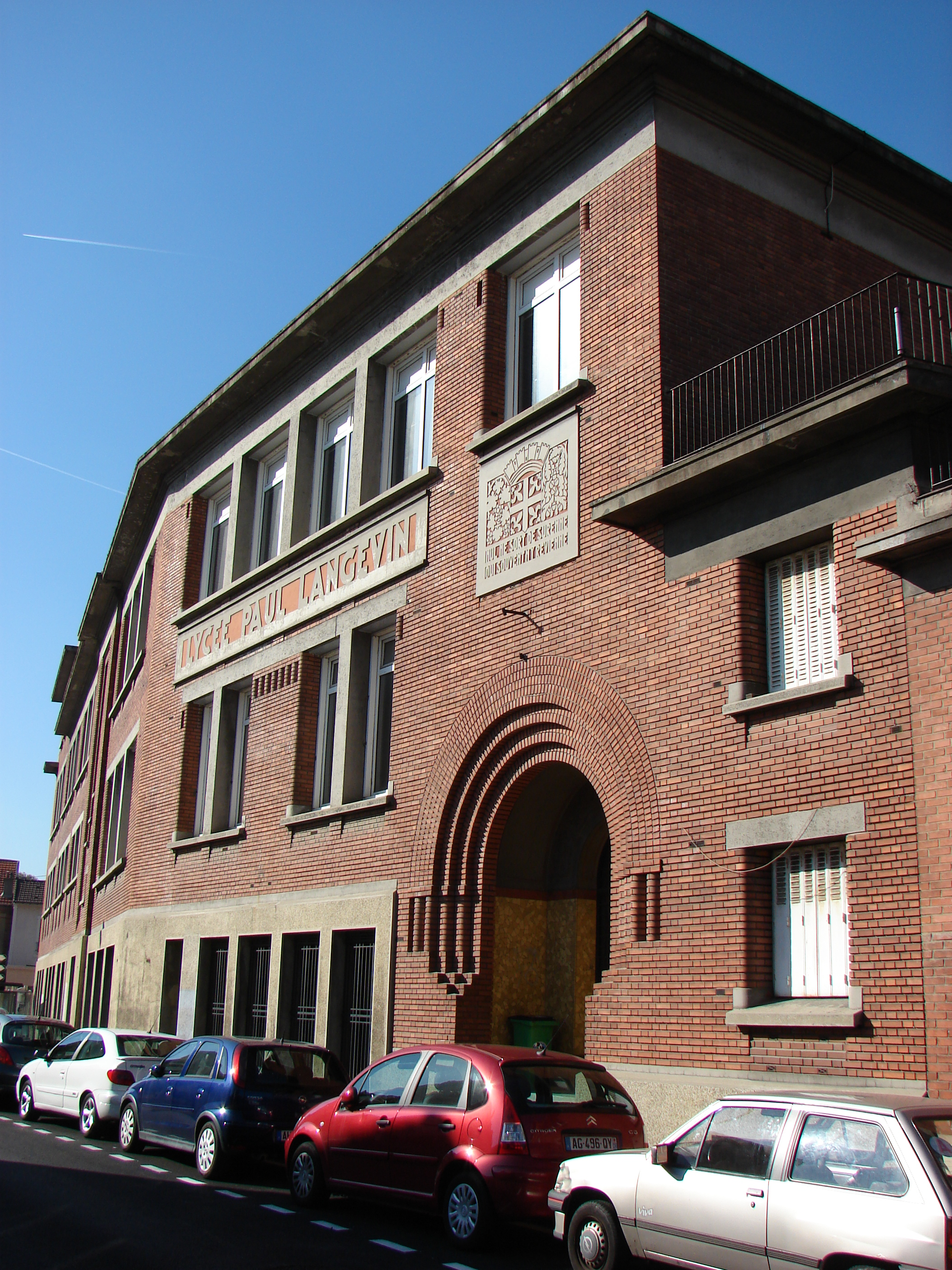
Le lycée Paul-Langevin, anciennement école Payret-Dortail, plus grand établissement secondaire de la commune.

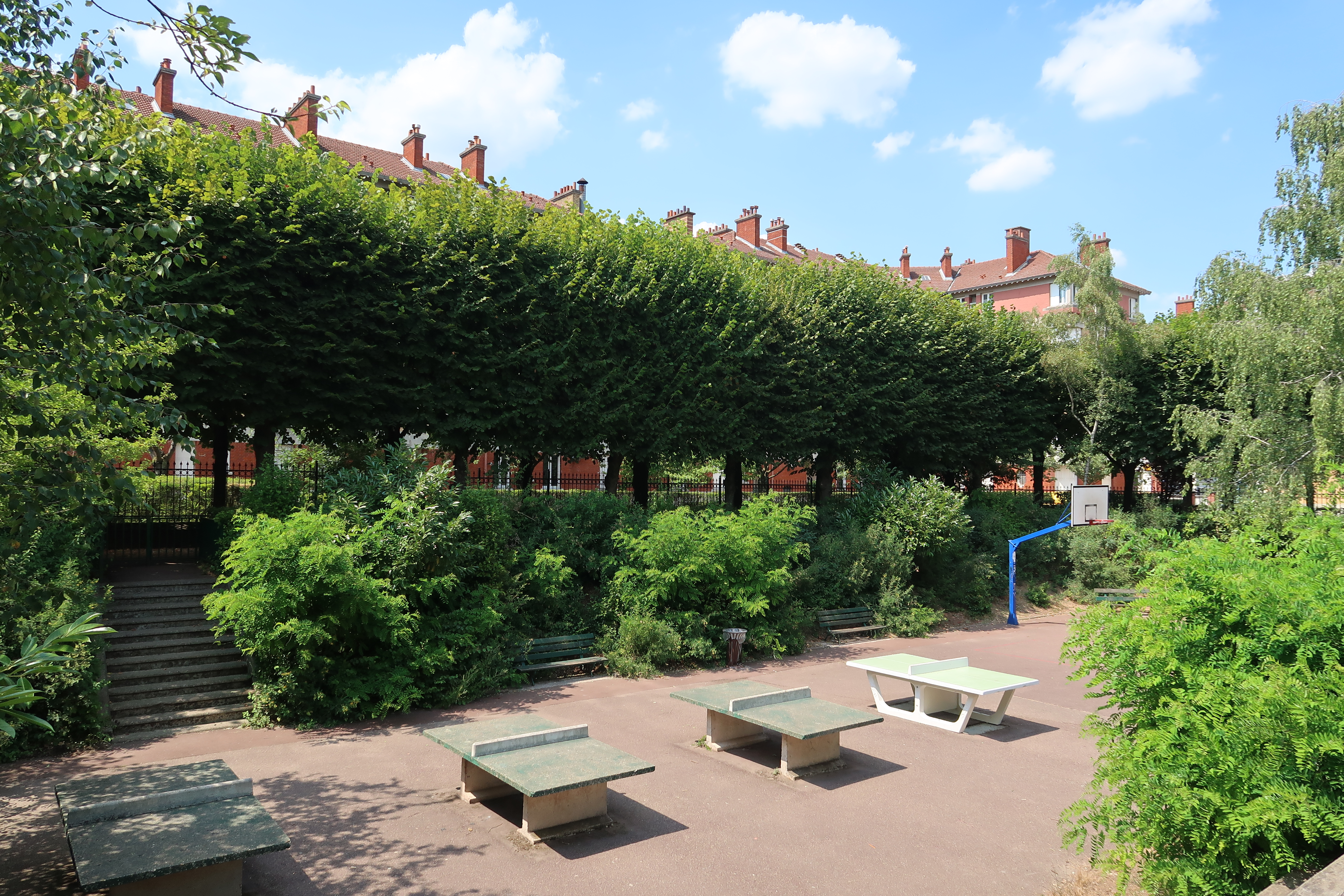
Le square Léon-Bourgeois, dans la cité-jardin, rejoint la volonté du maire de développer des espaces sains et aérés.

L'architecte Maurice Payret-Dortail est donc chargé en juillet 1920 d'édifier une école sur un terrain de 12 000 m2, entre la rue Voltaire, le chemin des Cherchevets et la rue de la Liberté, pour un coût d’environ 15 millions de francs, financé en grande partie par l'État et le département. Le groupe scolaire comprend une école maternelle, des écoles primaires de filles et de garçons, une école primaire supérieure de garçons pour préparer les métiers du secrétariat, de la maîtrise industrielle et de la technique administrative, et une école pratique de commerce et d'industrie pour former des employés et des ouvriers qualifiés. L'école est inaugurée le 1er octobre 1927 et prend d'abord le nom de son architecte Maurice Payret-Dortail, du président tchécoslovaque Edvard Beneš en 1939 puis du physicien Paul Langevin en 1948. On compte également, jusqu'en 1933, un cours de pré-apprentissage ménager pour filles, afin de les préparer aux métiers de la mode et de la couture. L'établissement comprend aussi une piscine avec bains-douches (dont les murs sont recouverts de céramique dorée, une statue de femme dominant le bassin), un gymnase qui sert aussi de salle des fêtes et de cinéma, un cabinet médical, un amphithéâtre de physique, un laboratoire de chimie, un atelier de travail du bois et du fer, un grand réfectoire avec des cuisines ainsi qu’une piste sportive d'extérieur. L'école est très moderne est privilégie l'air et la lumière, sur le modèle anglo-saxon du campus, respectant les dénivelés du terrain. Des techniques récentes sont utilisées (parquets sans joints, céramiques, ventilation automatique, lumière diffuse, etc.). La brique et l'émail dominent, parmi les matériaux utilisés. Plusieurs plaques sont gravées sur la façade, comme la devise de Suresnes ou l'idéologie de ce projet éducatif : « Ce groupe scolaire, où l'on enseigne l'amour de la France, de l'Humanité et de la Patrie, fut bâti en 1927 ». Les élèves ont entre 2 et 18 ans. Cependant, ses capacités sont rapidement dépassées : la première année, l'établissement accueille 22 classes au lieu des 17 prévues. 125 Suresnois devaient y étudier et finalement on en compte 600. Au fur et à mesure, la part de Putéoliens diminue. Par ailleurs, l'école ne comptait pas d’école primaire supérieure de jeunes filles. À 350 mètres de l'établissement, la commune aménage donc une école dans deux propriétés achetées à des particuliers en 1920 et en 1931. École primaire supérieure, elle est ensuite agrandie par l'architecte Demay, qui y ajoute un enseignement commercial. Comme l'école Payret-Dortail, celle-ci prend en compte l'hygiène et valorise les jardins des anciennes maisons. Devenue ensuite un lycée de jeunes filles, il s'agit de l'actuel collège Émile-Zola. La municipalité en profite également pour réhabiliter les chemins alentour pour favoriser la circulation.
À l’époque, Nanterre possédait deux enclaves dans le plateau nord, la première entre la rue de la Liberté et celle des Parigot, la seconde entre la rue des Chênes et le carrefour avec la rue des Bas-Roger et la route Charles-X. En janvier 1929, un habitant se faisant le porte-parole de 155 signataires demande alors leur rattachement à Suresnes, décision validée par les deux conseils municipaux et autorisée par arrêt préfectoral du 27 avril 1929. Il s'agit de la quatrième annexion de Suresnes depuis 1792, après le Pas-Saint-Maurice, le mont Valérien et le terrain de Rueil-Malmaison.

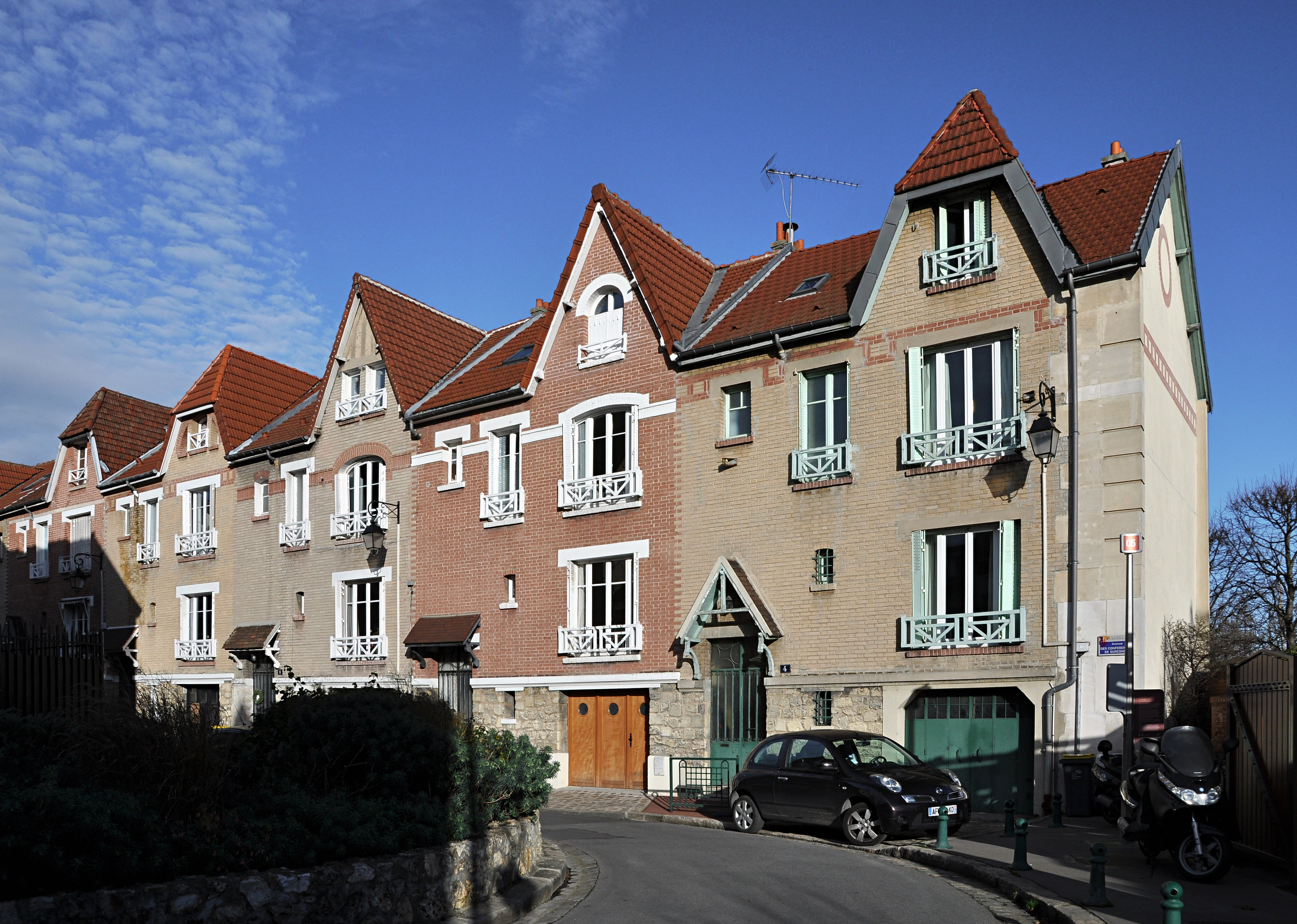
Quelques maisons du « Village anglais ».

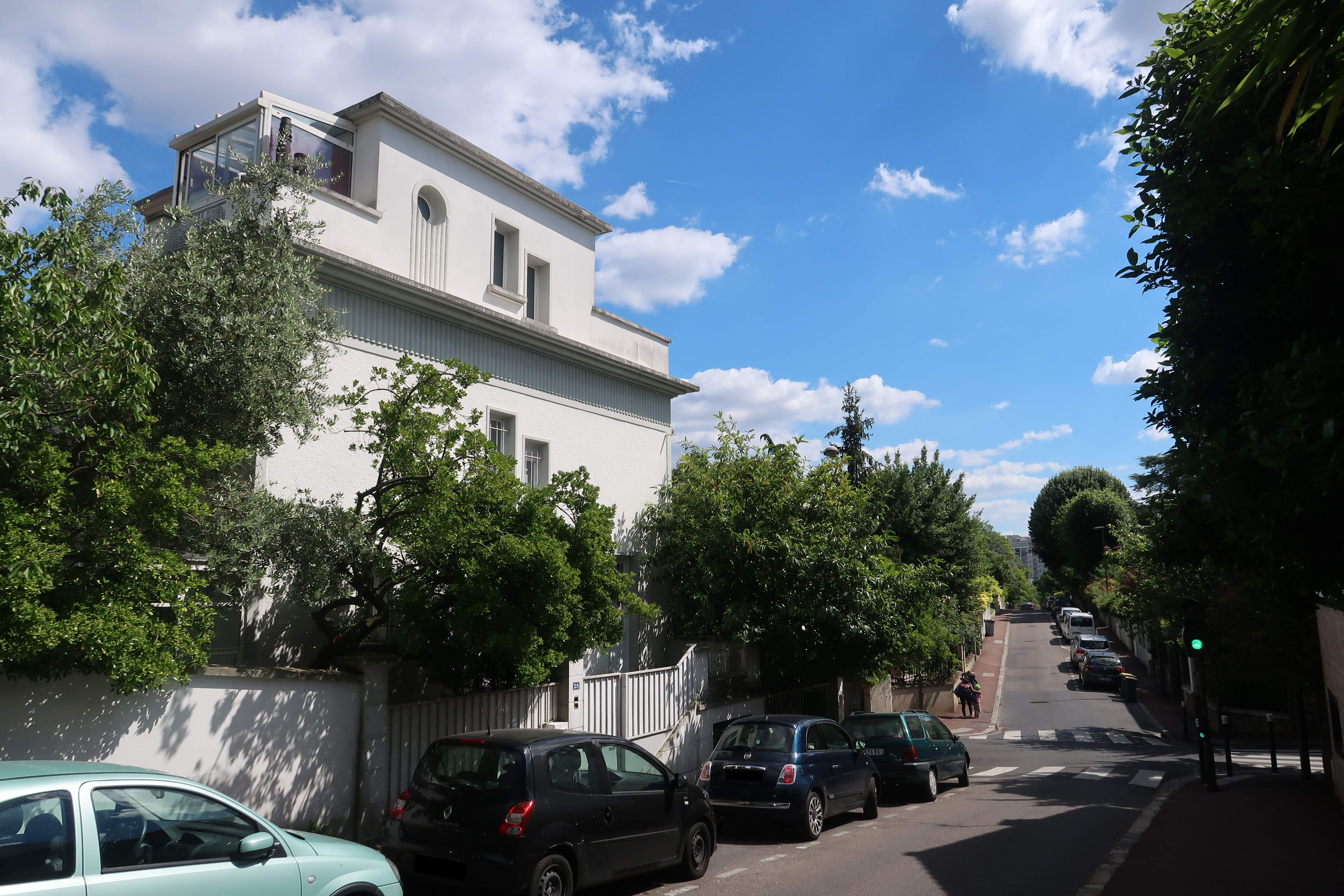
Maison moderne avenue de la Criolla, non loin de laquelle un panneau explicatif raconte l'histoire.

En 1923 est construit le lotissement privé dit du « Village anglais », rues Diderot et du Bac, avenues des Conférences et de la Belle-Gabrielle (centre-ville historique), près du quai, avec un cahier des charges impératif. Il est bâti sur le site de l'ancienne teinturerie Meunier,. En 1926, l'avenue de la Criolla prend son nom actuel, en hommage à une propriété divisée par lotissement en 1924. « Criolla » est un nom donné par ses propriétaire, M. Luque et son épouse, née Arias, originaire du Pérou, et qui signifie « créole ».

#### École de plein-air et aménagements urbains

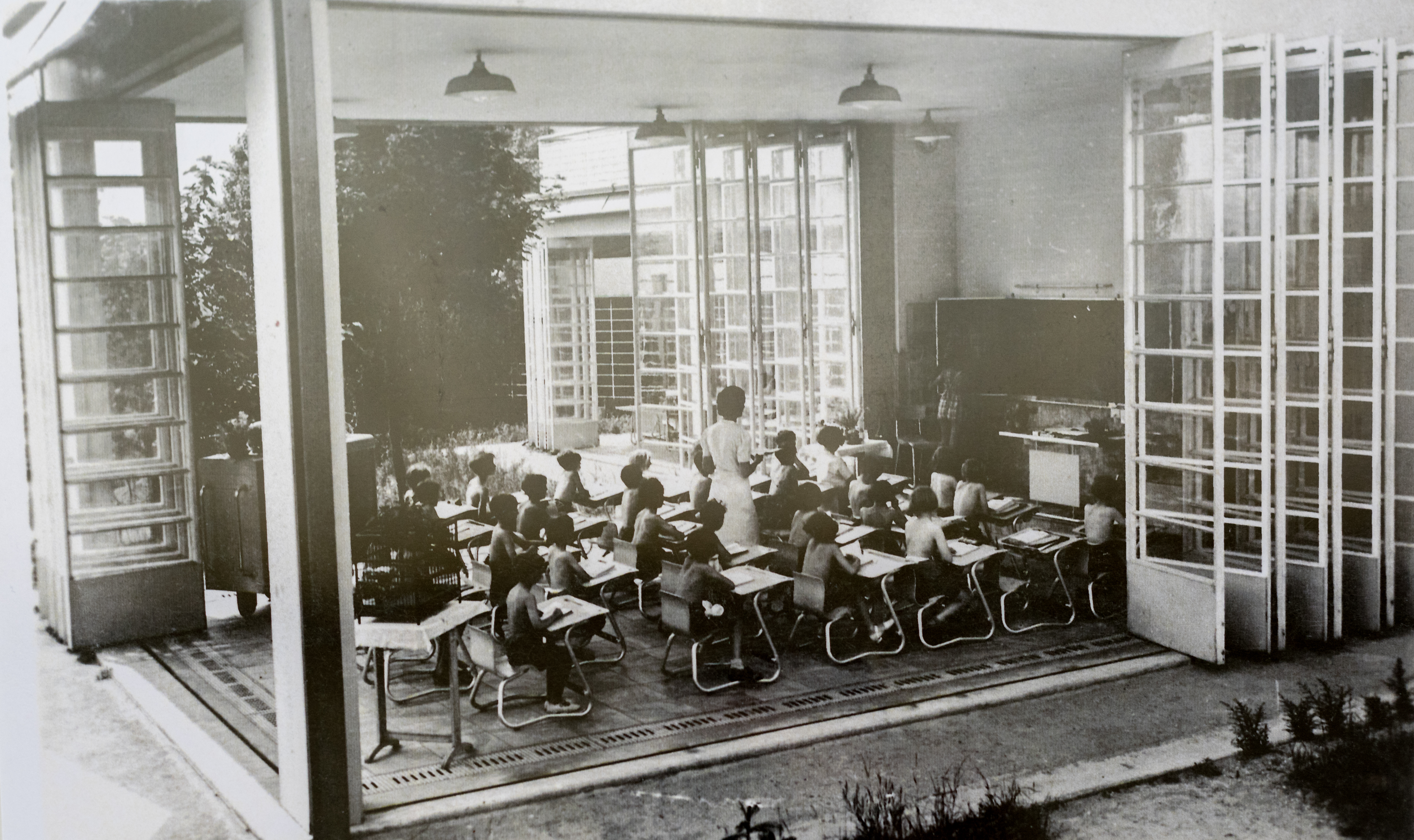
Classe de l'école de plein air de Suresnes, où le confinement des établissements scolaires classiques est évité.

Poursuivant la politique de colonies de vacances, Henri Sellier est pourtant conscient que cela ne suffit pas pour certains enfants malades et qu'il leur faut une surveillance constante, loin de locaux confinés des écoles ordinaires, et où l'effort physique demandé est constant. De 1920 à 1930 avait ainsi été créée une école d'été dans les anciens haras de la Fouilleuse, mais le maire décide finalement d'édifier un bâtiment permanent. Il fait donc acheter la propriété dite « de la Motte », établie sur le flanc du mont Valérien, sur une partie de l'ancien domaine des Landes, et charge les architectes Eugène Beaudouin et Marcel Lods de faire des plans audacieux. L'État et le département financent une nouvelle fois les travaux, réalisés de 1932 à 1935, d'un coût d'environ six millions de francs. L'école comprend trois classes de garçons et trois classes de filles, et deux classes maternelles, accueillant 300 enfants. Côté nord, un grand mur accueille les entrées, d'où partent ensuite, côté jardin, les salles de classe. En forme de cube avec trois parois vitrées, elles sont réparties dans le parc, permettant de laisser passer l'air grâce à des parois mobiles, le plancher maintenant une température de 30-35 degrés, tout comme un rideau d'air chaud. Une piscine se trouve aussi dans le parc. Dans des locaux installés au nord du terrain sont installés des douches, cantines et locaux médicaux. Il n'y a pas d’escaliers mais des plans inclinés. Les écoliers y suivent un cursus normal mais ne peuvent qu'y accéder après examen médical. Une mappemonde extérieure, qui existe toujours, sert pour les cours de géographie. Cette école suscite l'admiration au-delà de Suresnes. Ainsi, Albert Laprade, lorsqu'il inaugure en 1962 un monument en mémoire d'Henri Sellier près de la mairie, déclare dans son discours « que l'on y vient encore en pèlerinage. […] Je me souviens de la vive impression que ressentit le grand architecte américain Frank Lloyd Wright quand, en juillet 1939, je lui fis découvrir cette œuvre si en avance pour l'époque »,.

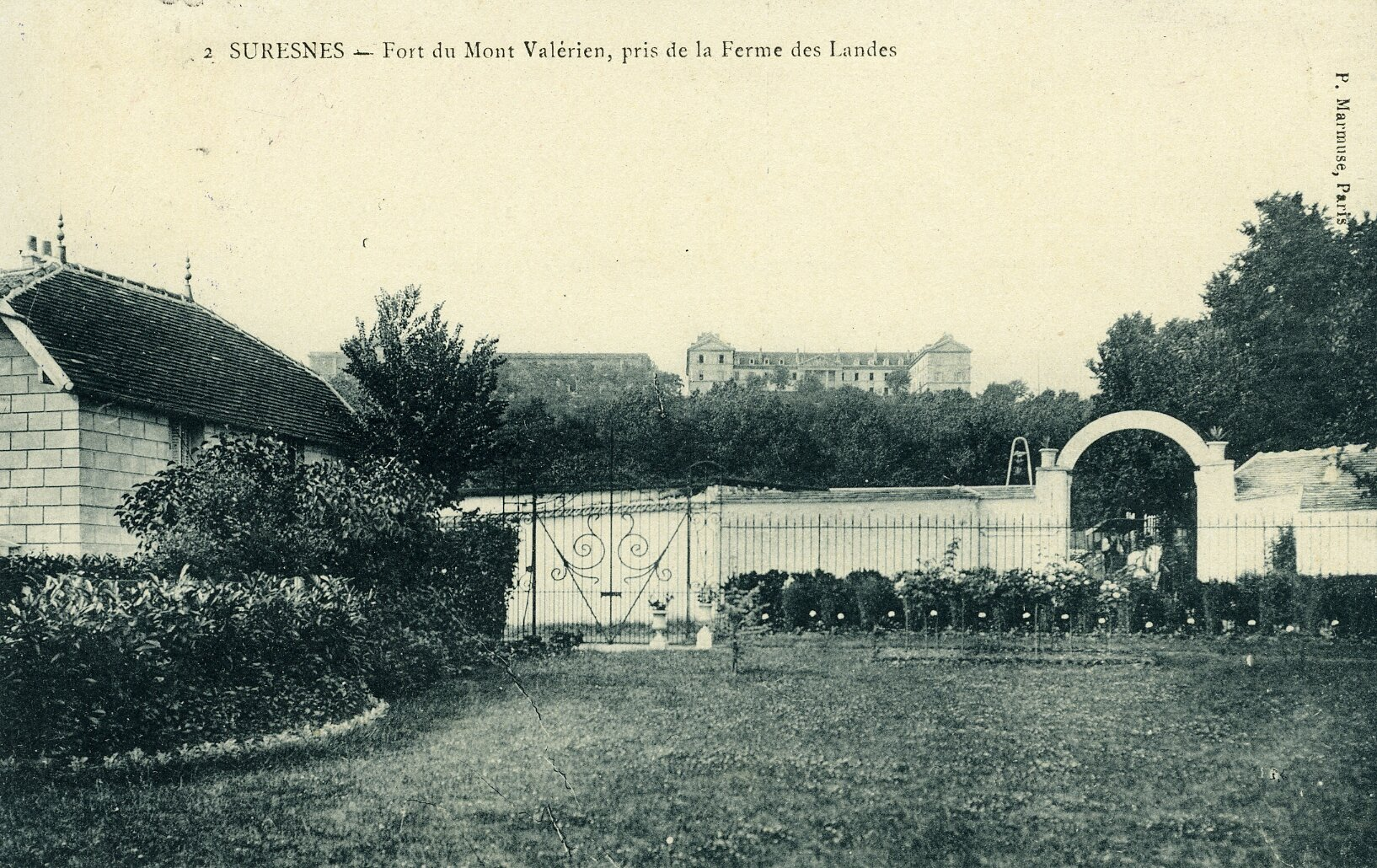
La ferme des Landes (disparue de nos jours) et le mont Valérien.

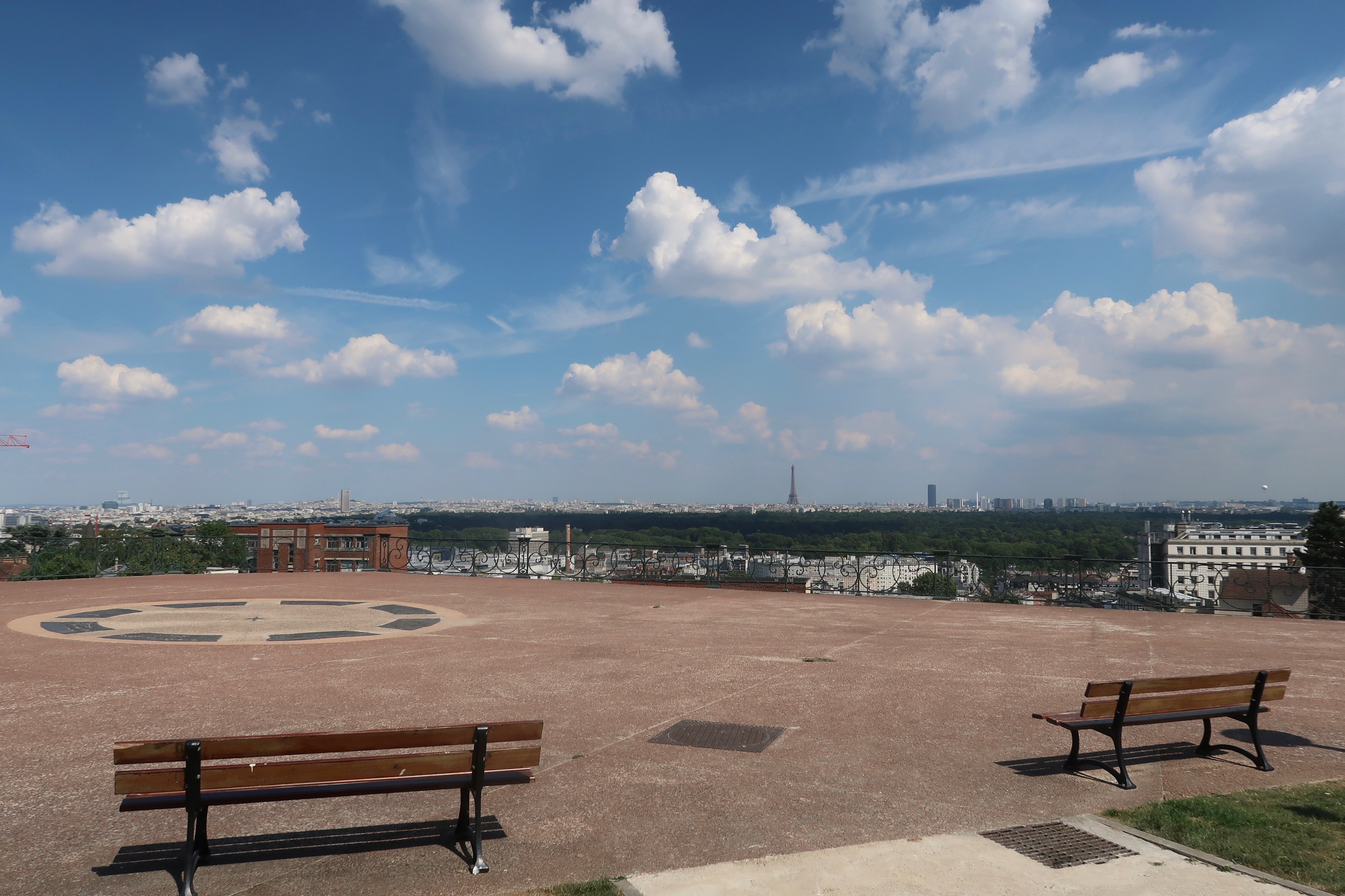
Terrasse du Fécheray, avec vue sur Paris, lieu de manifestations festives et culturelles.

En 1926, le fort du mont Valérien est déchu d'une partie de ses prérogatives militaires et la zone qui l'entoure, jusque-là non ædificandi, perd ce caractère. Henri Sellier avait prévu cette requalification et demandé au conseil général de la Seine d'organiser ces terrains de 10 hectares pour le public, « qui possédaient la vue la plus merveilleuse qui existe sur Paris ». Un décret du 17 février 1927 approuve donc ces plans. Parmi ces terrains, on compte les hauteurs du Fécheray et le pied du cimetière américain. À cet endroit, ne restait du château des Landes qu'une ancienne orangerie, où habitait Alice Hoffmann, née Green, nièce (ou cousine selon les sources) du président américain Franklin Delano Roosevelt. Son parc avait conservé une fontaine dite de Piron (du nom d'un Suresnois du XVIIIe siècle, sans rapport avec le célèbre poète). Le 7 juillet 1928, son domaine est frappé de servitude, ce qui amène sa propriétaire à protester, faisant jouer ses relations ou rappelant son action humanitaire pendant la Première Guerre mondiale mais en vain, car le département déclare le 14 mars 1934 cette acquisition comme d'intérêt public. Subsiste toutefois la ferme des Landes, sise sur la propriété, qui fournit les Suresnois en lait jusqu'en 1939. Ces terrains forment de nos jours le parc des Landes. Le département crée alors de nombreux chemins autour du fort et, plus bas, est construite en 1935 la terrasse du Fécheray : il s'agit d’une promenade bordée d'arbres et de bancs avec une vue dégagée sur la capitale. Henri Sellier envisagea même d'utiliser la plate-forme du fort comme piste d'atterrissage pour les avions mais ce projet ne se fait pas. Un règlement est édicté pour limiter la hauteur des immeubles du plateau sud afin de protéger le site du mont. En 1938, le département donne à Suresnes les terrains qu'il a agencés. En avril 1939, Henri Sellier prend la décision de renommer une partie de la rue du Mont-Valérien du nom du président Roosevelt, faisant installer une plaque en son honneur au coin de la rue Carnot le 28 mai 1940 : « Apôtre de l’humanité / Champion de la démocratie / Sauveur de la paix ». Celle-ci n'existe plus de nos jours.

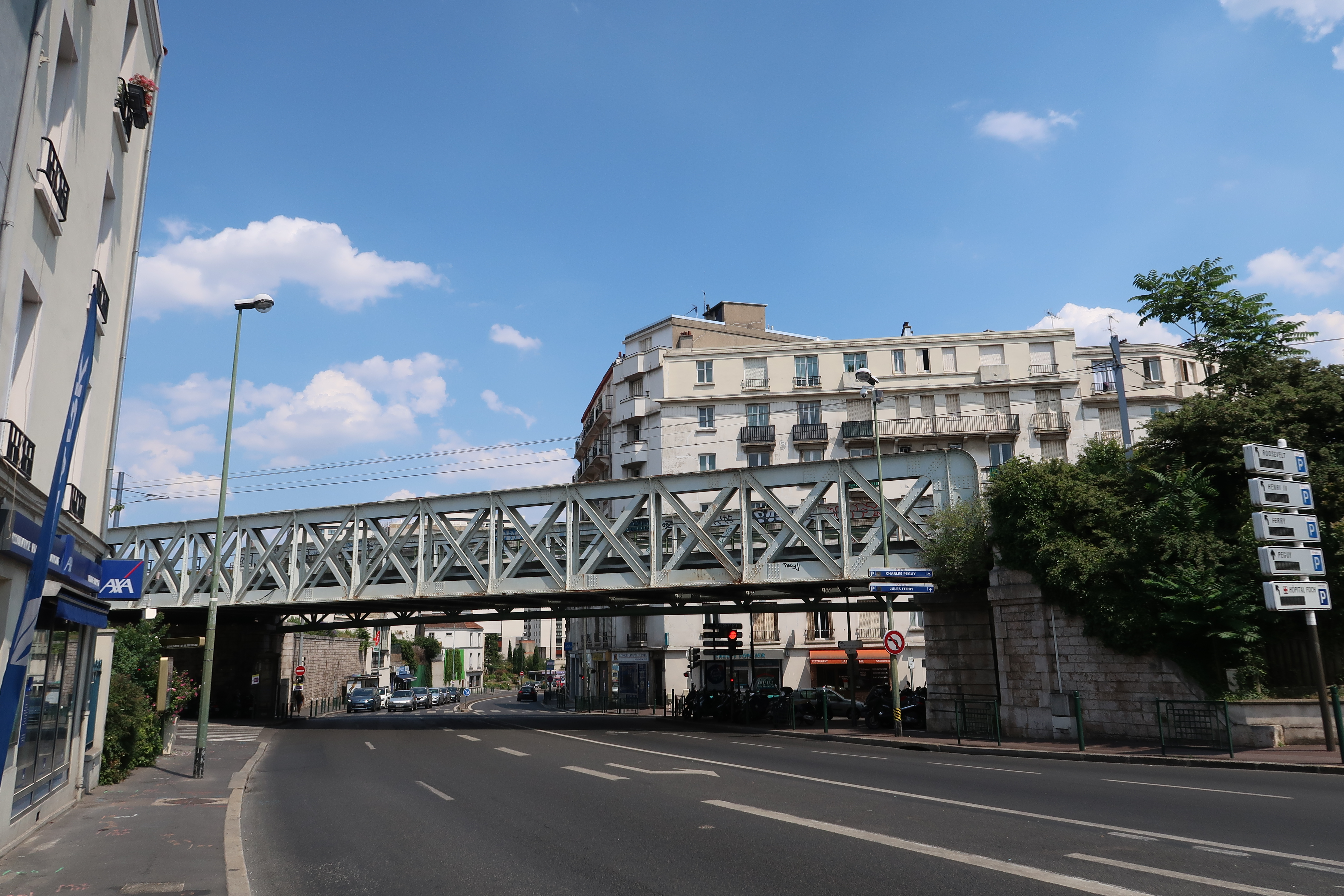
Le boulevard de Versailles, futur boulevard Henri-Sellier, enjambé par le pont ferroviaire de la ligne des Moulineaux.

Le second conflit mondial interrompra certains projets d'Henri Sellier. Il envisage ainsi de construire une école maternelle sur le plateau sud sur le lieu-dit des Couvaloux, rue de la République, mais le conflit y met un terme. Commencé en 1925, un plan d'aménagement de la région parisienne prévoit l'élargissement du quai entre Suresnes et Puteaux à 16 mètres, celui de Suresnes à Saint-Cloud à 20 mètres, le boulevard de Versailles à 30 mètres, le boulevard Washington à 20 mètres, dont 10 en zone non ædificandi, et enfin la rue du Mont-Valérien à 10 mètres, une voie nouvelle devant partir du carrefour entre les rues Carnot et Merlin-de-Thionville et aboutir à l'entrée du pont, créant ainsi une nouvelle voie importante allant du pont au Mont-Valérien, permettant aussi de faciliter la circulation des voitures venant de Nanterre. Pour ce faire, l'ancien quartier Saint-Leufroy, qui avait conservé ses rues étroites et ses caves devait être rasé, tout comme l'école Jules-Ferry. Une propriété de la rue Desbassayns-de-Richemont visée par ces travaux est achetée ; elle appartenait autrefois au fermier général Parseval de Frileuse, mais la guerre reporte aussi sine die sa destruction et l'édifice devient une maison de retraite. Sentant que les usines pourraient un jour quitter Suresnes, par choix ou par « décentralisation de l'industrie de guerre », Henri Sellier prévoit aussi de créer à la sortie du pont une place accueillante avec des pelouses et bordée de boutiques et de restaurants, voulant renouer avec la tradition des guinguettes suresnoises, qui disparaissent peu à peu.

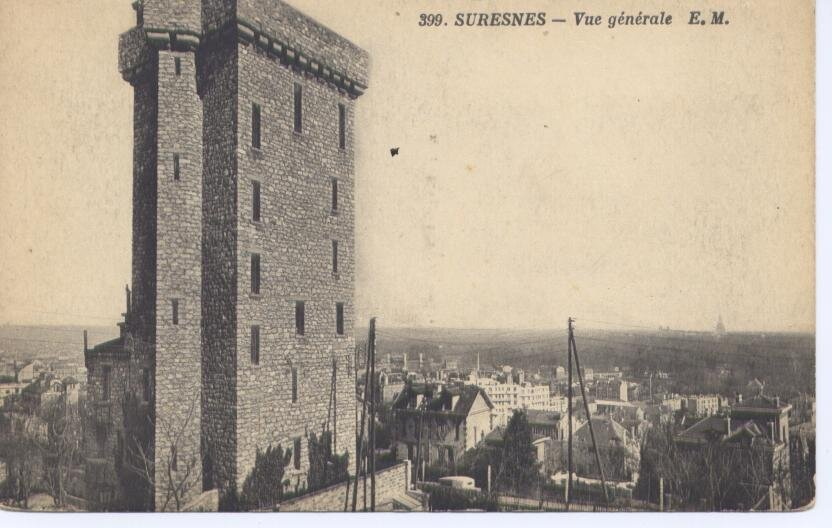
Le donjon Delaunay sur une photographie ancienne.

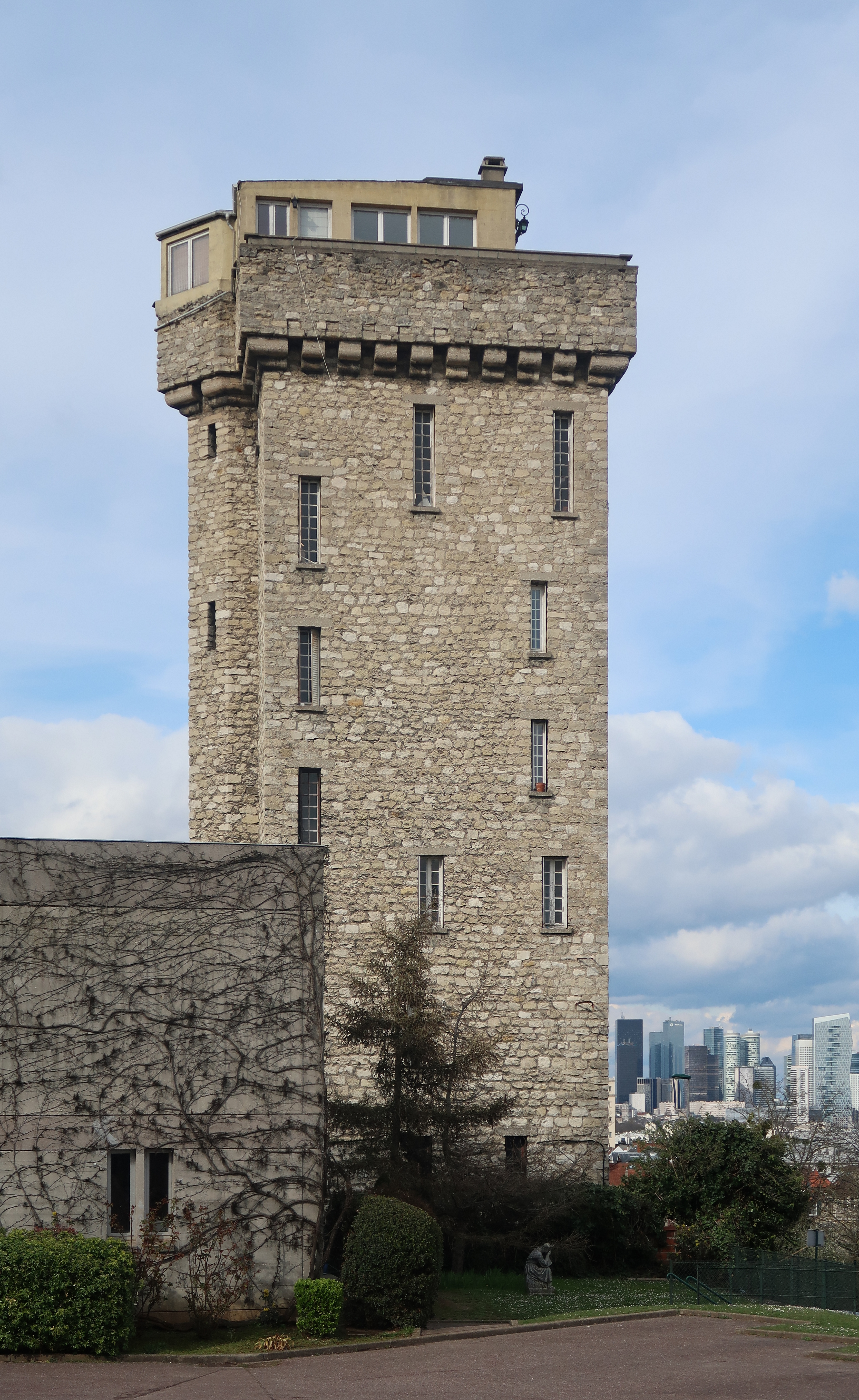
Tour d'habitation de style médiéval, construite en 1924 rue des Raguidelles.

Reprenant une loi de 1919, celle du 19 juillet 1924 impose aux communes d'établir un projet d'aménagement et d'extensions. Déjà en 1920, le conseil général avait ainsi préparé des projets suivant la pensée d'Henri Sellier : « Il est évident qu’un plan d’aménagement d'une commune de la banlieue ne pourrait comporter de formules rationnelles qu'en liaison avec celui des communes voisines ». Pour Suresnes, cela concerne ses relations avec Saint-Cloud, Rueil, Nanterre et Puteaux. Cela n'a cependant pas pour objectif de remettre en cause l'identité de chaque quartier de Suresnes, marqué par la géographie (industriel près de la Seine, résidentiel sur les coteaux). Comme le dit Henri Sellier, il s'agit « moins de violenter que d’orienter une évolution déjà commencée ». Cela aboutit cependant à la disparition de vieilles maisons de vignerons, d'habitations collectives de chaque côté du pont, de la Seine jusqu'à la mairie, le long de la rue du Mont-Valérien ainsi que rue de la République. Un plan d'aménagement est adopté par le conseil municipal le 30 octobre 1927, confirmant des idées anciennes : ne plus tolérer d'entreprises insalubres ou incommodes dans la zone d'habitations collectives et réglementer la hauteur des immeubles pour que chaque côté des rues soit ensoleillé. Dans la zone industrielle, le projet prévoit au contraire la disparition des habitations restantes, sauf nécessité (gardiennage notamment). Enfin, dans la zone résidentielle, seules les maisons individuelles et le commerce de détail seraient tolérés, les habitations devant couvrir 50 % maximum de chaque propriété et ne pas dépasser une certaine hauteur afin de permettre le calme, la lumière et la circulation de l'air et le développement de jardins.

#### Hygiène et intégrations inter-communales
Au niveau de l'hygiène, la municipalité s'investit fortement. Dès 1907, elle avait bien établi un règlement sanitaire mais personne n'était chargé de son contrôle. Pire, ses archives sur le sujet ont été jetées en 1918. En juin 1921, Henri Sellier crée un bureau d'hygiène, appliquant la loi du 15 février 1902 pour les communes de plus de 20 000 habitants. Il comprend le contrôle et la surveillance des maladies contagieuses ainsi que les vaccinations, la surveillance des garnis, en lien avec la préfecture de police, la constitution d'un dossier par immeuble afin de surveiller leur salubrité ou encore les canalisations, et enfin l'inspection médicale permanente des écoles. Le département de la Seine et l'État accordent une subvention. Le bureau comprend notamment un service d'infirmières-visiteuses, les futures assistances sociales. Des infirmières sont également installées dans les deux écoles de l’époque, Jules-Ferry et Jean-Macé et plus tard dans les nouveaux établissements des plateaux.

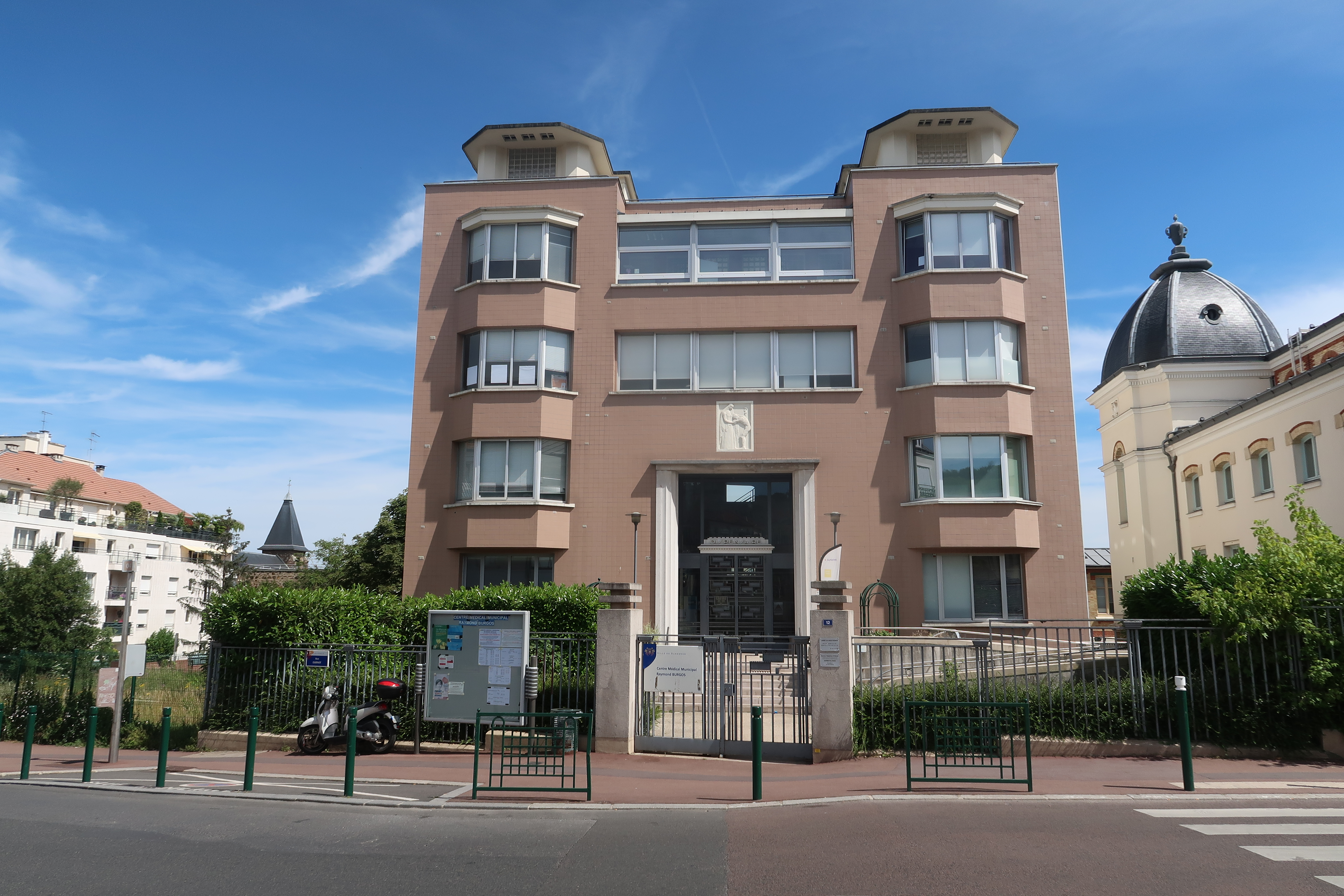
Le dispensaire Raymond-Burgos, l'une des innovations sociales mises en place par Henri Sellier.

Victor Diederich avait créé une crèche mais Henri Sellier estime qu'elle relevait plutôt de l'« abattoir à enfants ». Il décide donc en 1924 la construction d'une nouvelle crèche et d'un dispensaire médical. Des terrains sont acquis près de la mairie, où le dispensaire (de nos jours centre médical Raymond-Burgos) est construit en 1931. Il accueille des services de chirurgie, d'otorhinolaryngologie, d'ophtalmologie, de neuropsychiatrie ou encore de radiologie. Mort la même année, l'industriel Alexandre Darracq lègue deux millions de francs à la commune. La somme finance la construction de la crèche, située derrière le dispensaire, le long d'une rue prenant son nom. René Sordes note que l'édification de ces bâtiments place Suresnes à l'avant-garde des politiques hygiénistes de l'époque : « Suresnes fut, et de loin, l'une des communes où la mortalité infantile et la mortalité par tuberculose étaient les plus basses »,.

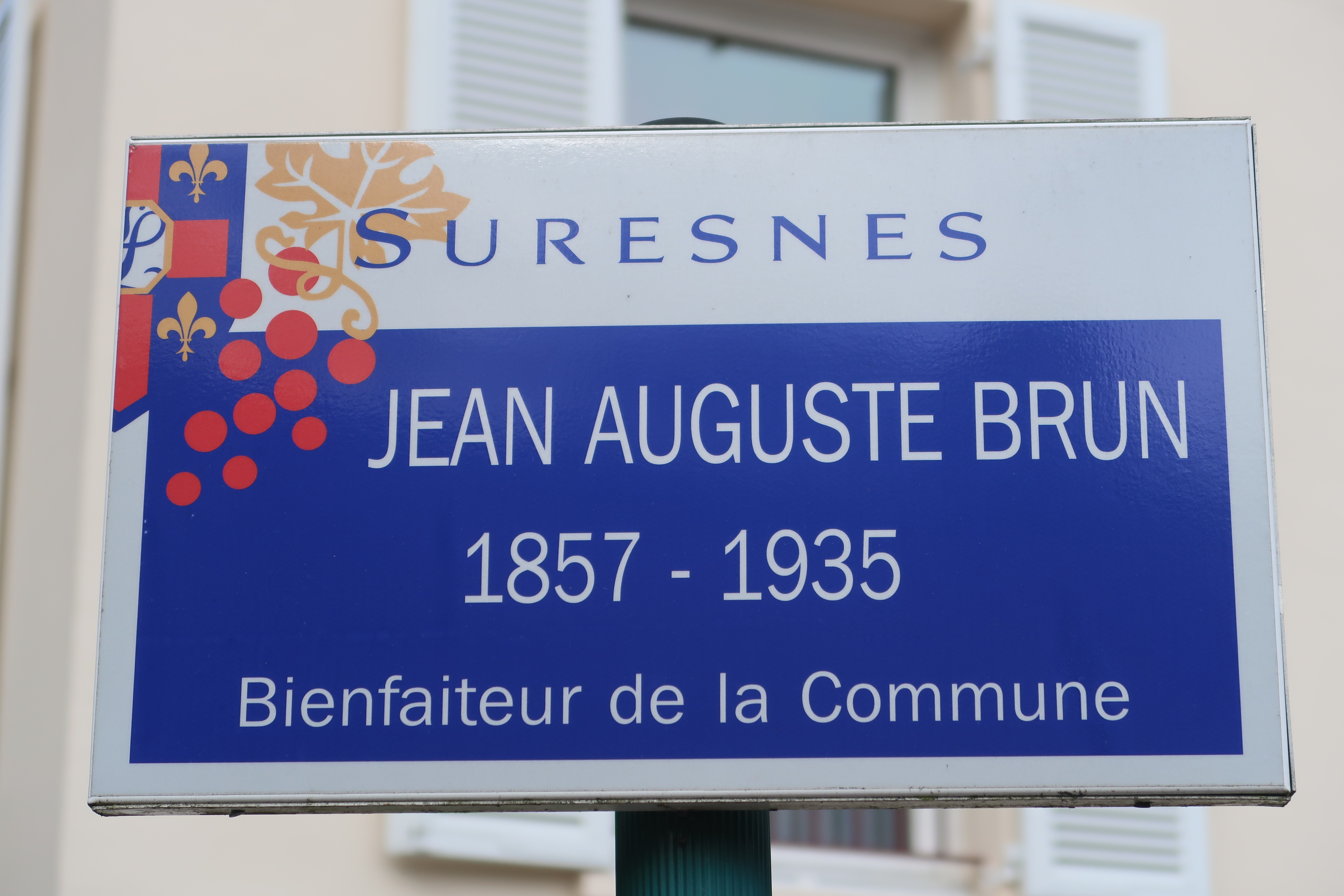
Plaque en hommage à Jean-Auguste Brun, Suresnois qui fit don de sa propriété à la commune.

À sa mort en 1935, Jean-Auguste Brun lègue à la commune sa maison et son jardin 9 rue des Verjus, à la condition qu'elle soit transformée en maison de retraite ou en centre culturel pour les habitants du plateau nord. Henri Sellier projette donc d'y construire un hospice, s'auto-sollicitant comme maire de Suresnes et ministre de la Santé publique une subvention de 50 %, la guerre retardant toutefois le projet. La voie située entre les rues du Fécheray et de Bellevue est pour sa part renommée du nom de M. Brun.

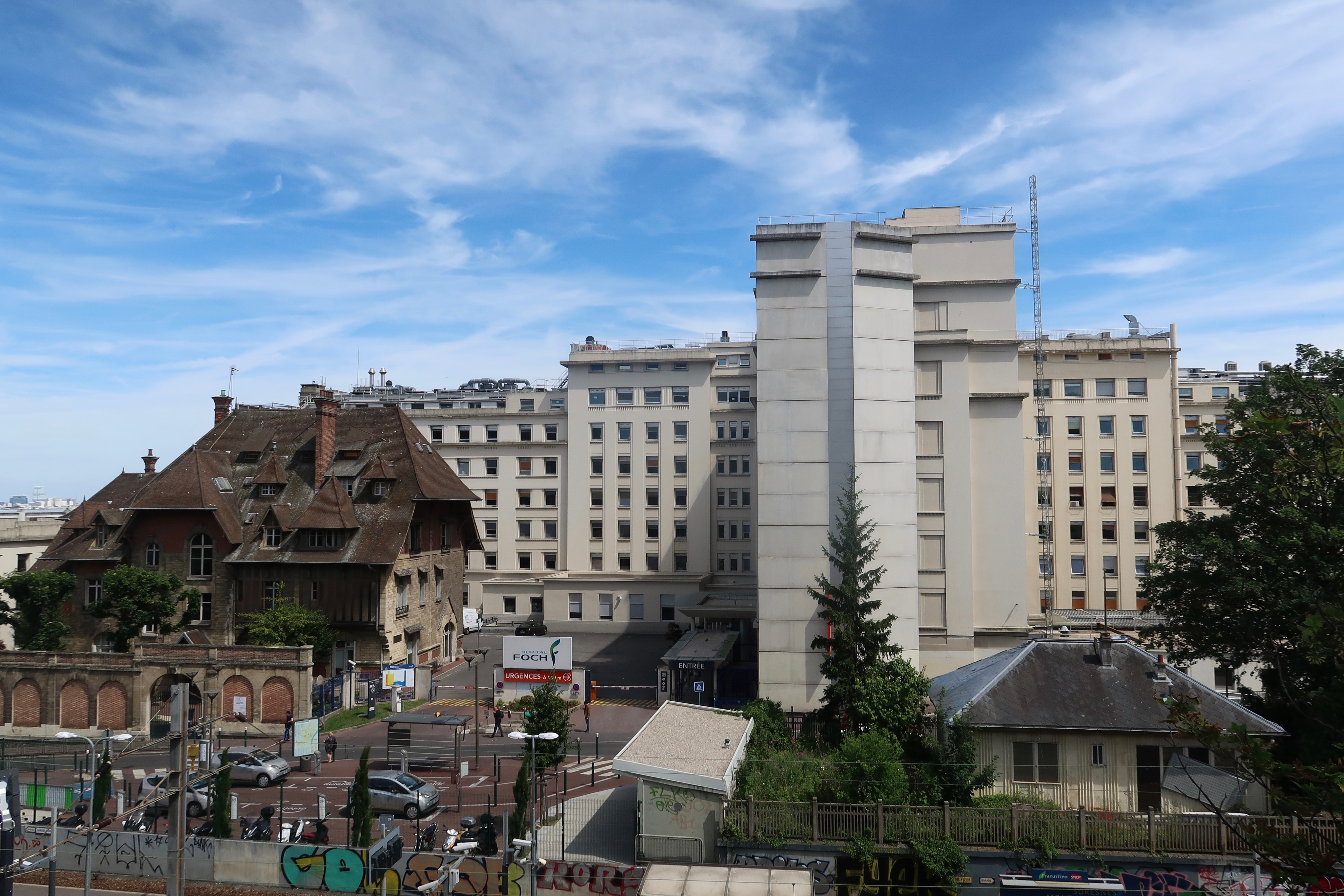
L'hôpital Foch, le premier grand établissement hospitalier érigé en Île-de-France pour les classes moyennes.

En 1926, l'Américain Bernard Flursheim (chargé réorganiser la Croix-Rouge américaine et de distribuer des stocks médicaux en Europe) demande au sénateur Justin Godart d'établir en région parisienne une clinique pour classes moyennes, sur le modèle de celle de Boston. La veuve du maréchal Foch accepte que son nom soit donné au projet. Les autorités acquièrent ainsi l'ancienne propriété de Worth et la première pierre de l'hôpital est posée le 20 mars 1931. Le projet initial prévoit 350 lits, l'architecte M. Fouque étant chargé de sa réalisation. La fondation Foch doit emprunter huit millions de francs pour financer les travaux, la commune de Suresnes donnant sa garantie au paiement des annuités. Au début de la Seconde Guerre mondiale, l'hôpital est réquisitionné par l'armée française, puis occupé par les nazis, ne retrouvant son activité qu'en 1950,.

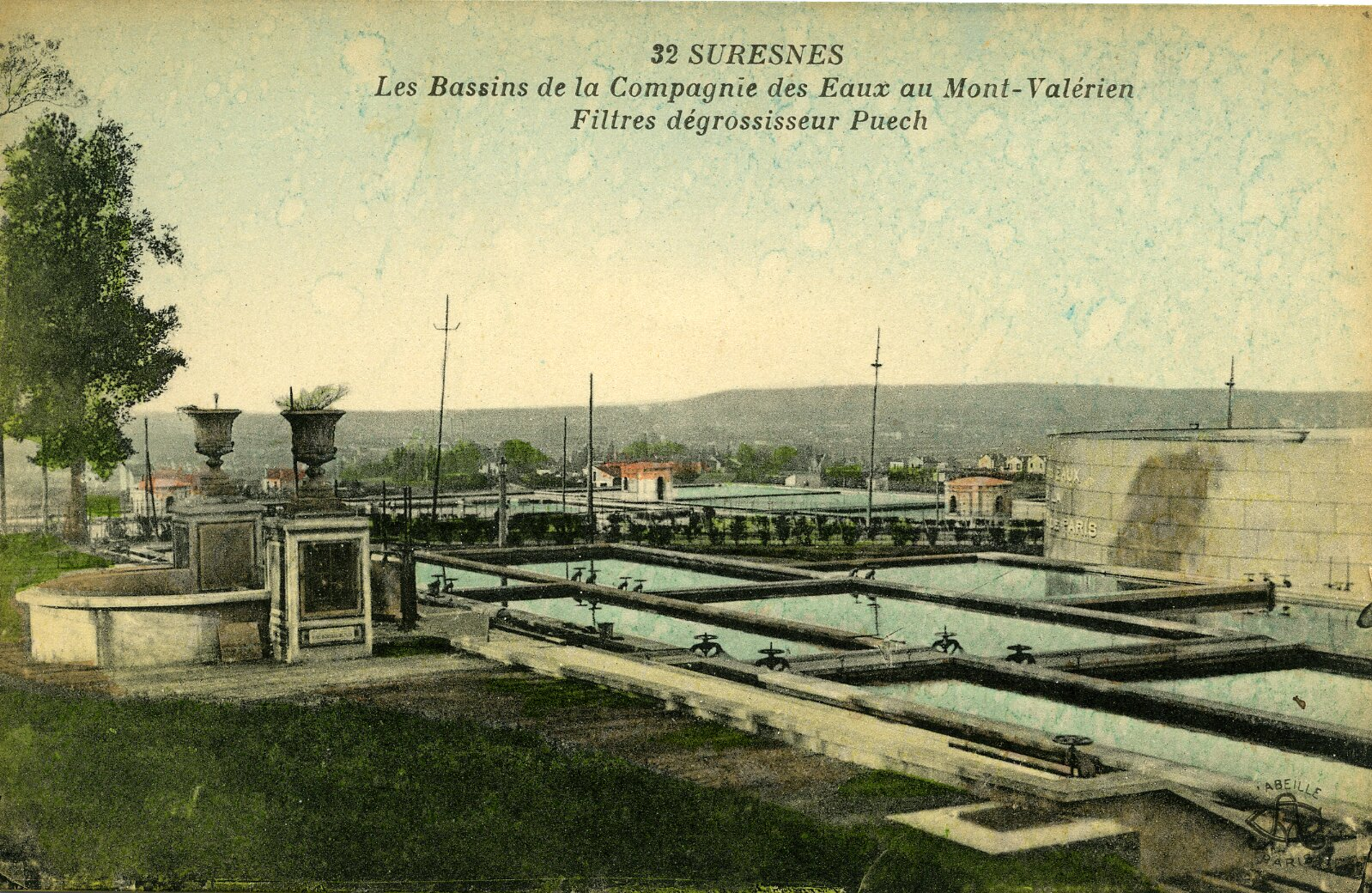
Image ancienne de l'usine de traitement des eaux de Suresnes, l'un des exemples de coopération de Suresnes avec les communes voisines.

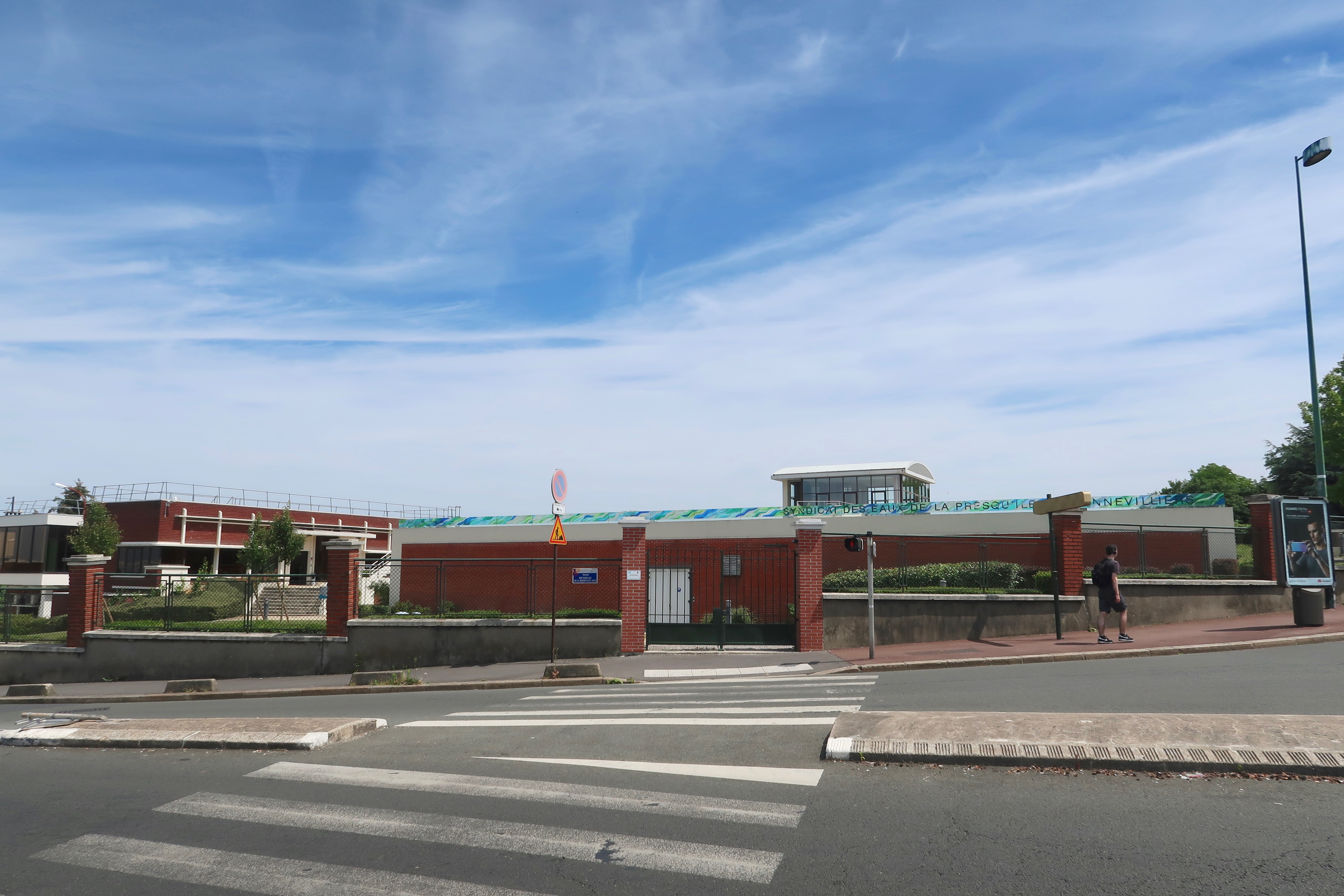
L'usine de nos jours.

Henri Sellier prévoit la métamorphose de la banlieue parisienne, qui a fait disparaître les anciens villages et préfigure la notion de Grand Paris. Mais alors que depuis la fin du XIXe siècle, Suresnes s'entêtait à solliciter seule les contrats de distribution d'eau, de gaz et d'électricité, d'autres communes faisaient déjà des appels en commun à des sociétés. Après son élection, Henri Sellier demande donc à entrer au sein d’intercommunalités, adhérant aux syndicats créés pour la concession de services publics et qu'il avait auparavant initiés. Le 5 août 1920, Suresnes est ainsi admis par le conseil général dans une concession de fourniture du gaz de banlieue entre les communes de Seine et de Seine-et-Oise, fondée en 1903 et regroupant jusque là 55 villes. La ville souscrit donc un contrat avec l'ECFM (Société d'éclairage, chauffage et force motrice), qui se substitue à l'ancien contrat de 1908. Après les arrêtés préfectoraux des 13 février et 4 juillet 1934, le syndicat des communes de banlieue pour le gaz est constitué en régie intéressée. En juillet 1923, un syndicat des communes de la Seine pour l'électricité est constitué, desservi par les sociétés Est-Lumière, Nord-Est Parisien, Ouest-Lumière et Triphasé-Nord-Lumière, auquel adhère Suresnes. Pour l'eau, ont lieu en 1923 des négociations pour que la Compagnie des eaux desserve désormais chaque rue de Suresnes. Dans le contexte de développement urbain lié à la construction de la cité-jardin, la compagnie édifie dans les hauteurs de Suresnes, sur la partie la plus élevée de la route Charles-X, un réservoir de 1 200 m3 mis en service en 1936,.
Quant aux ordures ménagères, deux camions Nash-Quad issus de stocks américains puis trois camions Latil assurent le service, évacuant les déchets vers des centres agricoles, notamment à Conflans-Sainte-Honorine mais ce qui y provoque la colère d'un syndicat de cultivateurs. En 1926, l'entreprise Pessard et Joseph se propose à son tour d'évacuer les déchets, la municipalité n'ayant qu'à les charger à la gare Suresnes-Puteaux. En 1931, la Société de traitement des résidus urbains (qui siège 4 rue Las-Cases, à Paris) propose de les incinérer dans son usine d'Issy-les-Moulineaux, où Suresnes doit les livrer. En janvier 1933, Nanterre, Puteaux et Suresnes forment un syndicat sur le sujet, et à la suite de la loi du 23 avril 1933, le conseil municipal peut confier au département la charge de débarrasser les ordures à partir de certains points de livraison, chaque commune devant verser une redevance à la tonne. Si des critiques furent émises sur l'« étatisme » de l’établissement de ces nombreux syndicats, Henri Sellier s'en défendit : « La régie, telle que nous la proposons, n'a pas pour but, comme on nous l'a prêté, d'introduire dans l'exploitation le germe de je ne sais quelle conception politique étatiste qu'on nous attribue charitablement » ; il estime plutôt privilégier la compétence et l'indépendance des organismes. Pour René Sordes, « il faut savoir gré à Sellier d’avoir mis de l'ordre et de la logique dans le développement d'une région que l'imprévision et l'incohérence auraient pu compromettre pour longtemps ».
Comme il le fait à la SFIO, Henri Sellier critique le maintien de l'octroi de Suresnes, qu'il considère comme un mauvais héritage du Moyen Âge. Pourtant, avec le passage de la population suresnoise à 20 000 personnes au début des années 1920, l'octroi devait changer de zone, un décret permettant d'augmenter son tarif. Henri Sellier fait donc voter une augmentation du prix de l'octroi par le conseil municipal pour abonder les finances de la commune. En septembre 1935, le maire fait cependant remarquer au gouvernement que cet octroi donne lieu à de fastidieux contrôles pour les voitures, rappelant une proposition formulée en janvier 1933 d'uniformiser l’octroi pour la presqu'île de Gennevilliers, ce qui aurait abouti à ce que seulement les limites sud-ouest de Suresnes soient surveillées. Le décret du 30 octobre 1935 autorise alors les communes à se regrouper dans un syndicat. En 1937, il unit ainsi Suresnes et Puteaux, faisant disparaître l'octroi entre ces deux villes, puis l'année suivante Asnières, Colombes, Rueil et Villeneuve-la-Garenne. Le décret du 27 mars 1939 parachève cette action en créant le syndicat des communes de la région parisienne pour l'octroi. Cette politique de création de syndicats se double par ailleurs au conseil général de mesures de péréquations financières pour certaines dépenses obligatoires et pour le personnel municipal de la banlieue, qui ont désormais un même statut.

### Sports et loisirs

#### Années 1920

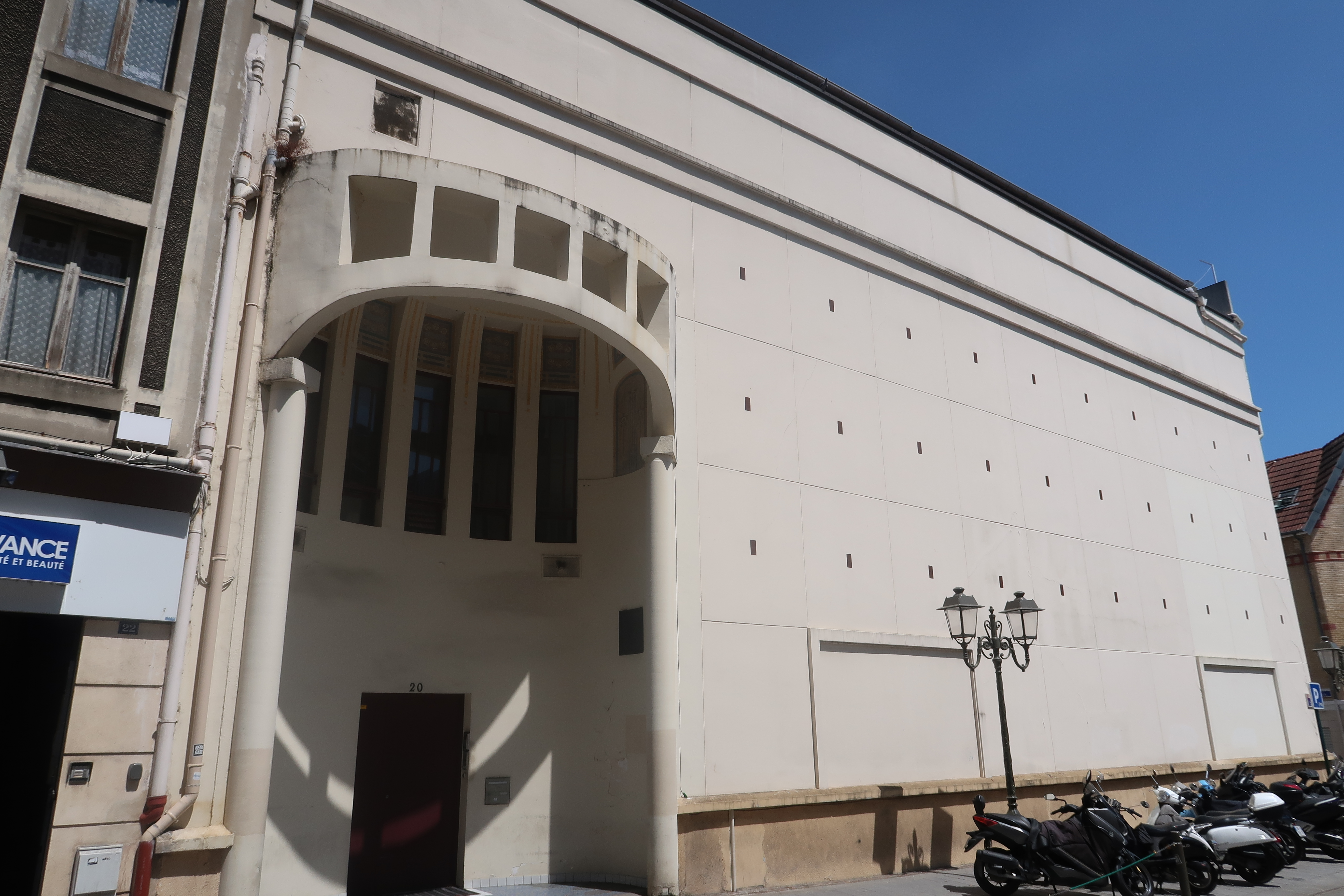
Façade de l'ancien cinéma Le Capitole, ouvert 1925 et fermé en 1985, désormais studio Guillaume Tell.

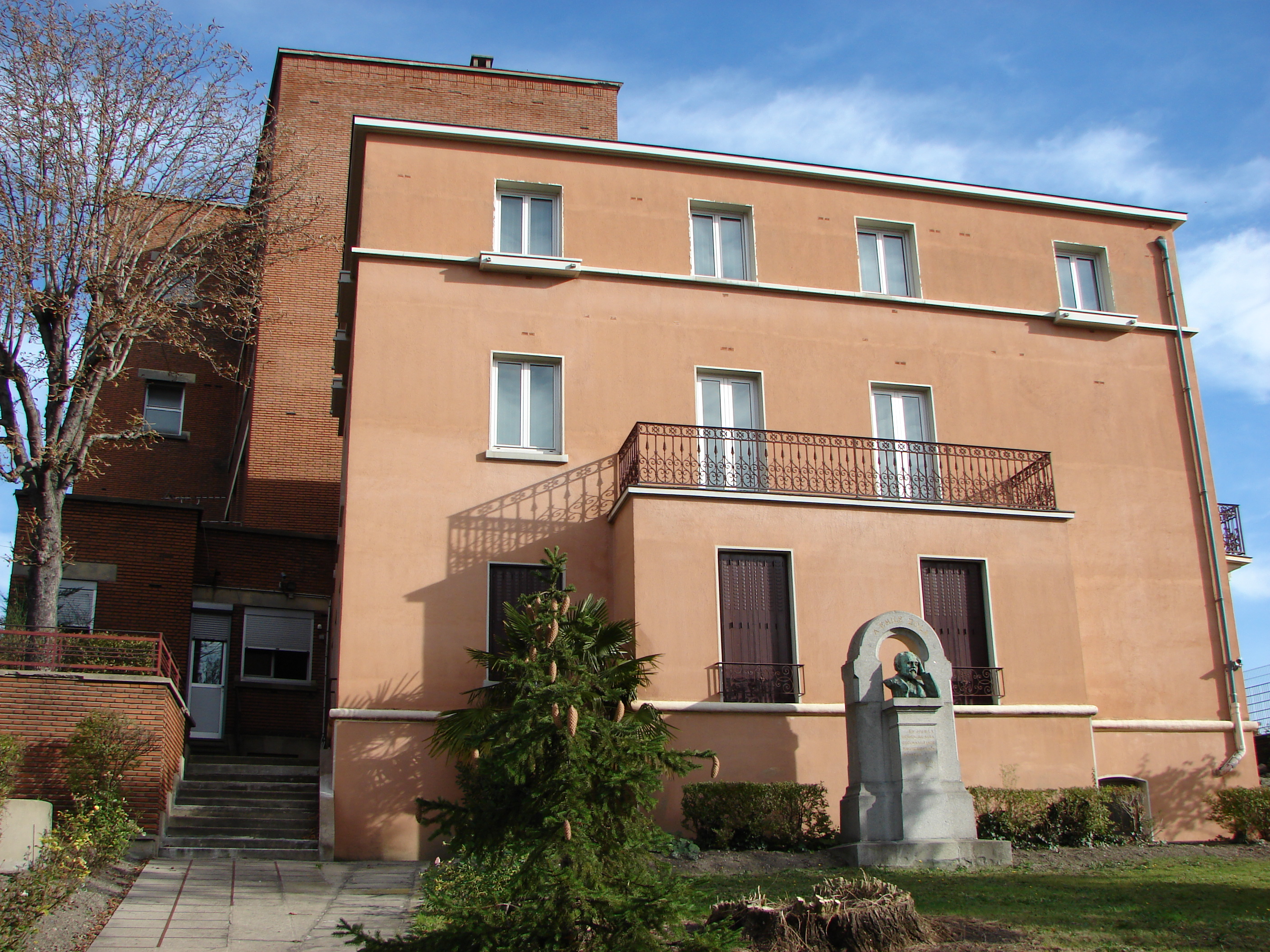
Le buste d'Émile Zola se trouve dans le jardin du collège éponyme, après avoir été installé sur la place Trarieux et dans le square de la bibliothèque municipale.

Pour l'organisation de la salle des fêtes, un comité des fêtes est créé en janvier 1920, dans lequel siègent des représentants associatifs. La même année, les frères Schwob, qui possédaient les terrains de l'ancienne usine Meunier, sont autorisés à construire rue Diderot le premier cinéma de Suresnes, Le Capitole. Un autre est créé par la municipalité, à la fin de 1920, dans la salle des fêtes. Entre 1922 et 1924, près de l'ancien presbytère, est aussi édifié un gymnase. Le bâtiment de l'ancien presbytère, 43 boulevard de Versailles, est désormais affecté à la bibliothèque municipale, l'ancien, rue Mélin, passant aux mains de la Banque populaire. Début 1926, Henri Sellier fait déplacer la statue d'Émile Zola de la place Trarieux dans le square de la bibliothèque, l'adossant au mur du fond, René Sordes estimant qu’il voulait peut-être effacer le souvenir de la manifestation partisane que vit son érection. La statue se trouve depuis dans le jardin du collège Émile-Zola. Outre le gymnase, une salle de culture physique est installée dans l'école Jean-Macé pour les sportifs de Suresnes,,.
En 1924, la mairie fait construire des cabines et plongeoirs sur radeau, au bout de la rue Frédéric-Clavel, afin de nager dans la Seine ; ils restent en place jusqu'en 1929. À cette dernière date, un accord est signé entre le comité des fêtes et Le Journal permettant de bâtir une tribune dite olympique sur la rive gauche du fleuve, au bout de la rue Frédéric-Clavel, afin d'organiser des fêtes nautiques. En 1932 est aussi discuté un autre projet, qui ne voit pas le jour à cause de problèmes économiques, prévoyant de créer entre la passerelle de l'Avre et le pont de Suresnes un aménagement sportif le long de la Seine, ainsi qu'une plage,.
En juin 1922, la mairie envisage d'acquérir des terrains rue de la Liberté pour développer la pratique du sport dans la commune mais doit y renoncer, devant le prix demandé. En juillet 1930, l'administration des domaines de Seine-et-Oise lui offre un terrain de 23 700 m2 à Rueil-Malmaison, à la limite de Suresnes, pour 605 000 francs. À l'époque, l'éducation physique participe de l'éducation populaire mais à cause du prix des terrains, les sportifs ne pouvaient agir sans le soutien des communes ou de mécènes. Suresnes crée ainsi un office municipal sportif, où siègent des représentants d'associations, chargés de régler les questions sur le sujet, de distribuer des subventions et de mettre des terrains à disposition. Celui acquis en 1930 n'était cependant pas totalement disponible, un bâtiment militaire l'occupant encore. La ville de Suresnes investit alors d'autres terrains à Rueil afin de soutenir la pratique du football, du basket-ball et du tennis, entre les rues des Houtraits et Chateaubriand, où sont aménagés un stade et un terrain de tennis. La municipalité charge également les architectes Beaudoin et Lods de préparer le projet d’une piscine en plein air qui servirait de patinoire l'hiver, à condition que l'État verse une subvention, qui ne vient finalement pas ; l'idée est alors abandonnée.

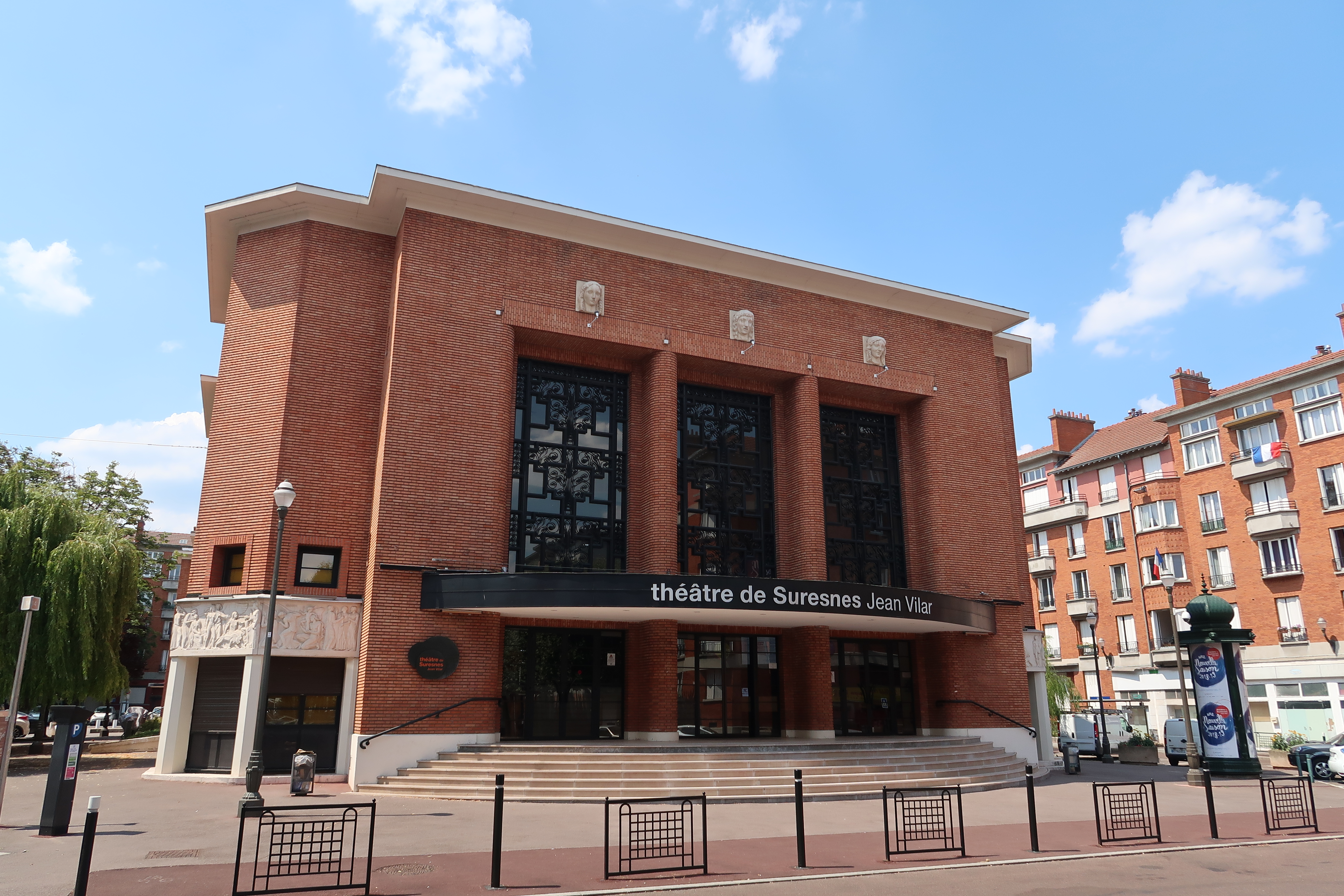
Le théâtre Jean-Vilar (ancien centre Albert-Thomas) dans la cité-jardin.

Un office municipal fédère aussi les associations pour l'éducation populaire. Des cours professionnels sont mis sur pied pour former et perfectionner les ouvriers. Aux alentours de 1930, des veillées communales sont même organisées, avec des sorties théâtrales, des visites éducatives ou des conférences. Des écoles de musique et de danse rythmique voient aussi le jour. Le patrimoine laïque organise des excursions dans la nature pour les adolescents. La municipalité acquiert 2 boulevard de Versailles l'ancien immeuble abritant le café Ribard (au coin de la rue du Pont), aménageant en 1931 au premier étage un espace pour accueillir toutes ces associations pour leurs réceptions, expositions, ou assemblées générales. Le 27 mai 1938 est inauguré le centre Albert-Thomas à la cité-jardin,.
Pour réaliser tous ces projets, la municipalité Henri Sellier a besoin de nombreux financements, ce qui conduit certains Suresnois à le critiquer, par esprit d'opposition ou par souci de bonne gestion. Henri Sellier répond à ces mises en cause en faisant valoir que les communes ne disposent pas d'un capital leur permettant de faire des investissements et, par exemple en 1927, que les dépenses pour l'instant de 200 millions de francs n'en ont en réalité coûté qu'un vingtième du fait de subventions de l'État ou du conseil général. En 1935, malgré la dévaluation du franc et de lourdes charges, il ajoute que Suresnes ne figure qu’à la 39e place des communes sur 79 de banlieue parisienne en termes d'imposition. La situation s'aggrave après cette date du fait du chômage, de la baisse de la croissance et de celle des recettes de l’octroi, amenant certains projets à être différés. Le maire couvre alors les déficits par des emprunts. René Sordes se fait le défenseur de cette gestion d'investissement sur le long terme pour la commune.

#### Festivités
Le comité des fêtes, créé en 1920 a pour objectif d'« offrir à la population suresnoise des fêtes et des réjouissances vraiment intéressantes, attirer dans notre ville le plus grand nombre possible de visiteurs en leur permettant d’assister à des manifestations artistiques et sportives modernes et du meilleur goût » note le directeur de la bibliothèque municipale E. Gibbon, rappelant la situation exceptionnelle et le cadre agréable de Suresnes, entre les coteaux et la Seine et qui attirait depuis longtemps les Parisiens. En mai 1926, après un grand bal, les Suresnois élisent une « muse » à la cité-jardin. Tout le long du mois a lieu une fête foraine, des activités sportives et nautiques, en présence de la commune libre de Montmartre et des chanteurs de « La Vache enragée » pour le défilé des Reines de Paris. Une foire-exposition est aussi organisée, où des stands présentent les activités de la ville, de l'agriculture au commerce en passant par l'industrie. Octave Seron, directeur du cours complémentaire, et le collectionneur Xavier Granoux y exposent des vieux souvenirs de Suresnes grâce à l'aide de nombreuses personnalités. C'est un succès, ce qui conduit à la création de la Société historique et artistique de Suresnes le 12 juillet 1926, dont la mission est, écrit René Sordes « d'organiser un musée permanent et de rechercher toutes choses intéressant l'histoire locale ». Octave Seron en est le premier président. Quelques années plus tard, elle abandonne le qualificatif « artistique », la Société des artisans d'art de Suresnes devenant une institution à part.

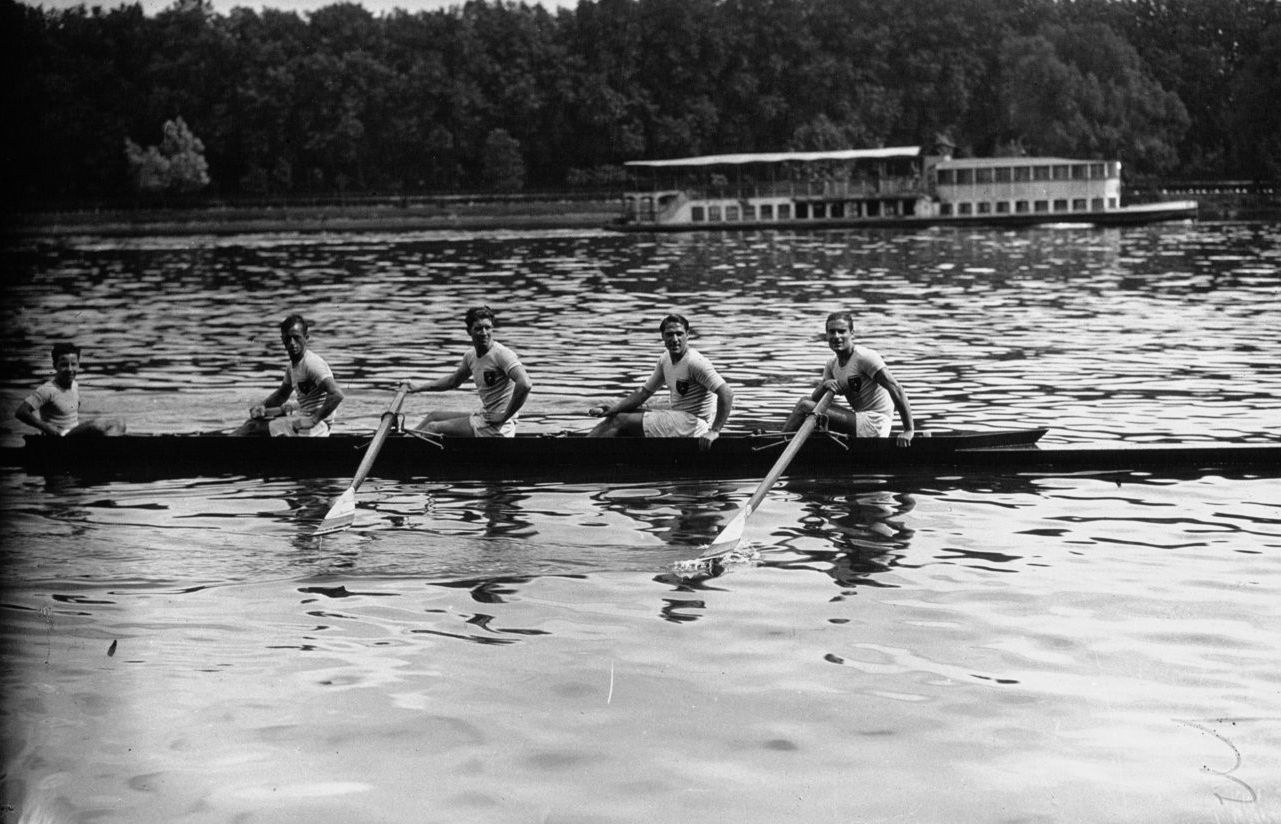
Participants au championnat d'Europe d'aviron 1931 sur la Seine, à Suresnes.

L'année suivante, toujours en mai, a lieu l'élection de la muse à La Belle Cycliste, au croisement de la rue des Carrières et du boulevard Henri-Sellier, établissement détruit peu après dans un incendie. Le couronnement a lieu place du Marché, en présence des associations locales et du conservatoire de Mimi Pinson, et de son créateur Gustave Charpentier. En juillet se tient un défilé de treize chars décorés par les associations locales, la Société historique en présentant par exemple un, la « Vieille maison suresnoise », figurant un âtre, un pressoir, avec de vieux vignerons en costume traditionnel, et un autre la « Guinguette », où dansent et chantent bohèmes et grisettes sous une tonnelle. La Société historique organise aussi un concours de photographies, « anciennes et modernes », à l'origine de sa collection iconographique. Durant les festivités, on compte un festival de musique, des courses cyclistes et pédestres, un « meeting international de canots automobiles » ou encore un concours de pêche. En 1928, le thème est le tricentenaire de Charles Perrault et la fête des grands-parents et des petits-enfants. En 1931, les fêtes se déroulent de juin à septembre, le couronnement de la muse donnant lieu à des interprétations de vieux airs musicaux en présence de 400 personnes. À cette occasion, le comité des fêtes et la Société historique contribuent à évoquer l’histoire de Suresnes en édifiant de manière éphémère les tours de la vieille « porte de Dessus-l'Eau » au début de la rue du Pont ; un puits d'amour est aussi réinstallé, ainsi que de vieilles maisons et de vieilles poternes dans le quartier Saint-Leufroy. Gustave Charpentier fait aussi jouer aux chandelles la pièce Les vendanges de Suresnes, écrite au XVIIIe siècle par Dancourt. En juillet, une fête foraine célèbre le cinquantenaire de l'école laïque, alors qu'un défilé de « la voiture à travers les âges » parcourt les rues de la ville, en mémoire de Fernand Forest. Il y a aussi des « grandes fêtes de l'eau » (joutes à la lance, championnat de natation et de rameurs de France et de vingt pays européens), des lâchers de ballons, des fêtes de nuit, un feu d'artifice ou encore des bateaux illuminés.

#### Années 1930
Dans les années 1930 existaient trois clubs de football à Suresnes, les White harriers (Lévriers blancs) créés par le Britannique Paul Finch, et le FCS (Football club suresnois) de M. Porteron qui jouait en première division, disputa les 32e de finale de la Coupe de France et gagna la Coupe de Paris ; cette dernière équipe s'entraînait à l'emplacement actuel du stade Maurice-Hubert, sur un terrain loué à des agriculteurs. Le FCS disparaît en 1939, à cause de la Seconde Guerre mondiale. En 1936, Henri Sigogneau crée la Jeunesse sportive de Suresnes, championne de Paris FSGT en 1937-1938 mais dissoute en 1942, après avoir rallié la FFF et gagné la Coupe du Matin la même année. L'équipe jouait à Bagatelle. En 1933 est créée l'association Suresnes Sports Nautiques, ses nageurs s'entraînant l'été dans la Seine depuis une péniche et l'hiver dans un bassin aménagé dans un garage de Levallois. En 1961 vient l'interdiction de se baigner dans la Seine et il faut attendre 1968 pour que les membres de l'association puissent à nouveau se baigner à Suresnes, dans la nouvelle piscine des Raguidelles.
Le 6 février 1934 a lieu une manifestation parisienne, qui fait craindre un renversement du régime républicain. Une importante manifestation populaire de protestation a alors lieu à Suresnes, parmi celles qui sont organisées dans le reste du pays.
En 1934, plusieurs taxis s'entendent afin de conduire les passagers de la porte Maillot à la place de la Paix. Il s'agit de la première ligne de taxis suresnoise. En 1936, on compte 33 chauffeurs. Elle sert surtout aux noctambules. Ils disparaissent le 1er mai 1979, malmenés par la RATP et la police, laissant place aux bus 244 et 241, en direction de Porte-Maillot et Auteuil,.

Le blason de Suresnes s'inspire du drapeau de 1789.

Les fêtes de 1934-1935 n'ont pas la même ampleur que les précédentes. Lors de celles-ci sont cependant définitivement adoptées les armes de la ville, élaborées par la Société historique, à partir des éléments du drapeau que Bougault avait fait faire pour la Garde nationale en 1789. Le conseil municipal l'adopte à l'unanimité le 18 juin 1935. Le blason se présente ainsi : « D'azur à la croix de gueules, chargé au cœur d'un écu octogonal d'argent chargé des lettres S et L d'or [pour Saint Leufroy], et cantonné de quatre fleurs de lys d'or disposées en sautoir et souvent vers l'abîme des angles de l'écu ». Quant à la devise, il s'agit de : « Nul ne sort de Surenne qui souvent n'y revienne ». En 1962, les armes sont modifiées, les fleurs de lys devenant « en pal » et la municipalité choisissant pour ses papiers officiels une reproduction du cachet établi par Bougault,.
Après la victoire de Léon Blum aux élections de mai 1936, Henri Sellier est nommé ministre de la Santé publique dans le cadre du gouvernement de Front populaire. Des grèves ayant lieu, des usines sont occupées, à Suresnes celle de Coty, des usines automobiles et quelques autres. Pour s'occuper, les ouvriers organisent des cortèges, « quelquefois burlesques ou comiques » note René Sordes, ou symboliques, en mobilisant les camions et les voitures pris dans les usines. Cela prend fin après les accords Matignon.

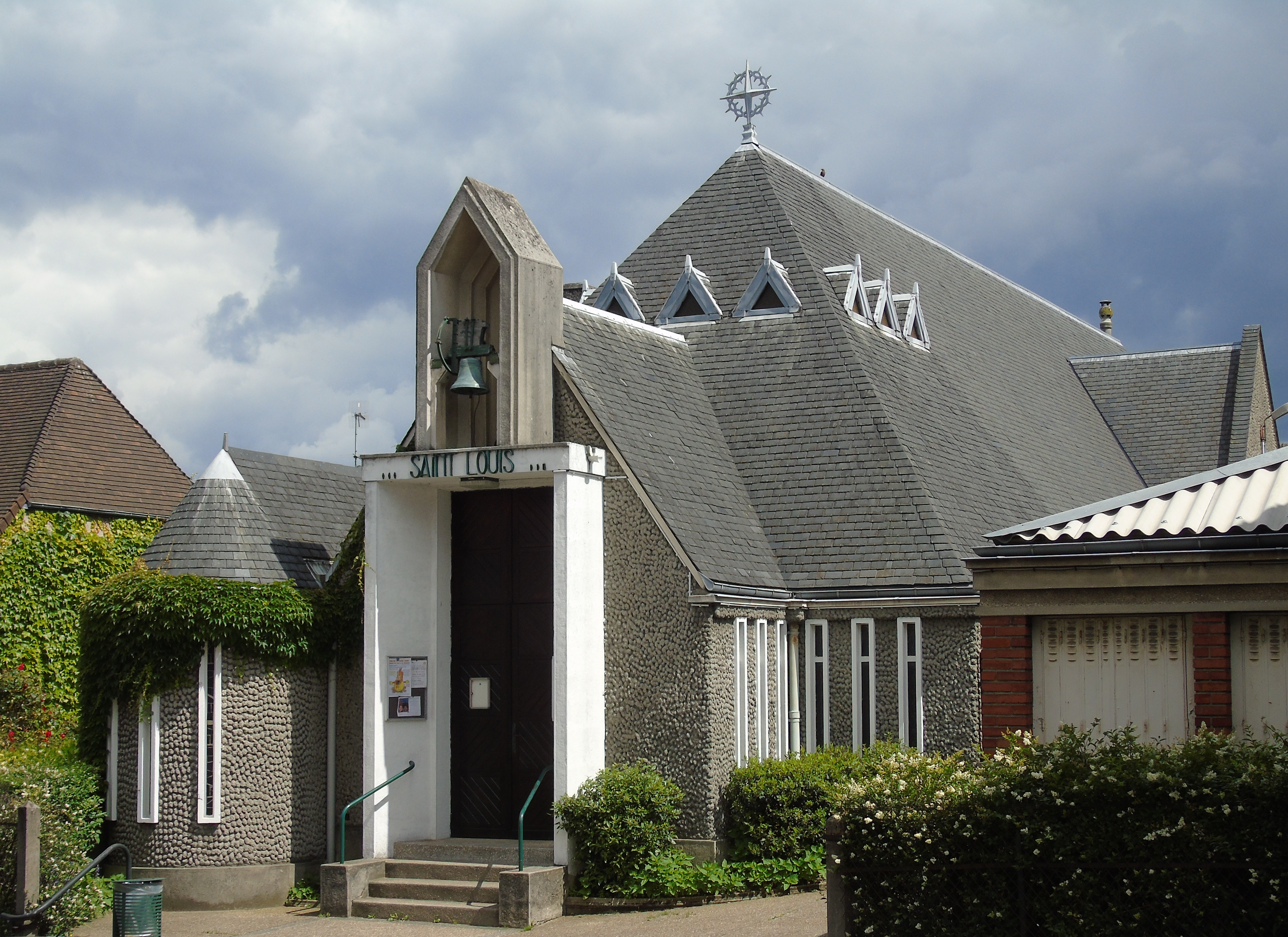
La chapelle Saint-Louis est construite en 1938 pour les habitants du plateau nord.

Des expositions se tiennent au foyer municipal. En 1936, la Société organise ainsi « Suresnes ancien et moderne », préfiguration du musée définitif. Ce dernier est en projet mais la guerre le reporte. En 1937, l'exposition porte sur « La Vigne et les Vignerons ». En 1935 et 1939, la Société des artisans d'art de Suresnes présente également des expositions ; cette association disparaît après la guerre. En 1938, sur la terrasse du Fécheray, a lieu un feu de la Saint-Jean, grâce à une collaboration avec la Société folklorique de Paris. Entre 1935 et 1937, on compte aussi comme évènements nautiques à Suresnes le championnat de France d'aviron, les joutes lyonnaises, des évolutions d'hydroglisseurs et d'aquaplanes, des régates internationales (London Rowing Club), des compétitions d'aviron de la Société nautique de la Marne ou encore Oxford-Cambridge. En 1939, pour le 150e anniversaire de la Révolution, que célèbre la République, la Société historique organise des « veillées communales ». Dans la propriété des Landes ont ainsi lieu des spectacles narrant l'histoire de la Révolution, joués par les enfants des écoles suresnoises. Un hommage est également rendu à Bougault et une plaque est posée sur l'immeuble de la place Henri-IV où se trouvait sa maison, qui était aussi la première mairie. Grâce à des documents anciens et à l'aide du conservateur des drapeaux au musée des Invalides, le drapeau et le costume de la Garde nationale de Suresnes sont reconstitués, avant d'être présentés au musée municipal. Quelque temps après, la guerre éclate,. Du fait du conflit, plusieurs travaux sont momentanément arrêtés, comme la voie reliant Nanterre au nouveau pont alors en construction (actuelle avenue du Général-de-Gaulle) et qui reprennent en 1950. Le chantier du pont, commencé en 1938, est ralenti puis arrêté jusqu'en 1947, se terminant en 1950 également.
Évoquant la banlieue ouest de Paris, marquée par la géographie de la Seine, l'écrivain Louis-Ferdinand Céline écrit, suivant depuis son belvédère de Meudon les bateaux qui passent sur le fleuve : « La moindre péniche qui s'annonce, j’ai ma longue vue, je la quitte plus de là-haut, de ma mansarde je vois son nom, son numéro, son linge à sécher, son homme à la barre… je braque, la façon qu’elle prend l'arche d'Issy, le pont… vous êtes passionné, vous êtes pas… vous êtes doué pour les mouvements des ports, rafiots, trafics de quais et des barrages… […] Regardez ce panorama ! Les collines, Longchamp, les tribunes, Suresnes, les boucles de la Seine… deux… trois boucles… au pont, tout contre, l’île à Renault, le dernier bouquet de pins, à la pointe… ». Dans La Belle Lurette de Henri Calet (1935), le narrateur songe à un ami qui s'était suicidé, et dont le corps avait été repêché entre Suresnes et Puteaux, participant à construire l'imaginaire sombre de la banlieue parisienne. Quant à Raymond Queneau, il fait dire à l'un de ses personnages dans Loin de Rueil (1944) que les habitants de cette ville ne vont pas à Paris mais préfèrent aller se restaurer de moules-frites à Suresnes.
René Sordes conclut ainsi ces plus d'un millénaire d'histoire municipale en devisant sur l'avenir : « Suresnes fut naguère un charmant bout du monde où l'on venait se distraire ou se reposer ; aujourd'hui, on y passe aussi vite que possible. Et pourtant les frondaisons du bois de Boulogne, la Seine et son magnifique plan d'eau, les rives charmantes du fleuve, le mont Valérien et sa couronne de verdure en font un des plus aimables quartiers du Grand Paris. Espérons que les urbanistes voudront bien tenir compte de ce fait dans l'élaboration de leurs projets et permettre à quelques pittoresques cabarets, à des restaurants accueillants, voire à d'agréables hôtels, de subsister ou de renaître. Alors on pourra de nouveau s'arrêter dans notre ville et le vieux et charmant dicton : « Nul ne sort de Surenne qui souvent n’y revienne » restera malgré tout notre devise ».

## Seconde Guerre mondiale

### Drôle de guerre et installation des Allemands
Les 24-26 août 1939, le gouvernement ordonne aux hommes de rejoindre leur régiment, devant la montée des tensions. Le 28, la municipalité de Suresnes commence à préparer l'exode des enfants de la ville vers la province, qui commence deux jours plus tard, vers la Sarthe, lieu désigné par la préfecture mais contre l'avis d'Henri Sellier, qui proteste le 13 juin 1940 contre « l'anarchie, l’absence de sens commun qui avait caractérisé l'évacuation des enfants », alors que la ville possédait déjà une colonie dans la Nièvre. Si la majorité des jeunes Suresnois rejoint la Sarthe, un groupe de l'école de plein air est envoyé à la colonie Henri-Sellier de Hossegor.
Avant le début du conflit, le ministère de l'Intérieur avait établi l’organisation dite de « défense passive », qui visait à charger des volontaires d'assurer les services normalement dévolus à la préfecture de police, qui serait mobilisée par d’autres sujets et de ce fait dispersée. Cette défense travaille en coordination avec les sapeurs-pompiers. Il s'agit notamment d’organiser et de surveiller les abris, d'inciter les gens à y aller, de répartir le matériel de protection, comme les masques à gaz, de prendre soin à obscurcir les lumières, d'appeler les secours en cas d'évènement grave ou encore d'aider au déblaiement en cas de destructions. Suresnes est alors divisé en vingt îlots, chacun dirigé par un garde civique, l'un d'entre eux mourant pendant le premier bombardement qui touche la ville. Ces gardes n'ont cependant guère de moyens et leurs marges de manœuvre sont limitées sous l'Occupation, les Allemands s'en méfiant. À la Libération, ils organisent des opérations de police en lien avec les FFI-FTP.
En mai 1940, les Allemands envahissent la France, ce qui donne lieu à de nombreuses alertes aériennes. Le 20 du même mois, un autobus venu de Chimay et ayant pour destination la Normandie traverse Suresnes, chargé de réfugiés. 16 ambulances conduisent également de nombreux blessés à l'hôpital Foch. La mairie avait fait flotter le drapeau belge sur la mairie mais, « à la suite de la trahison du roi Léopold III » (qui décide la reddition, après la fulgurante percée allemande en Belgique) raconte Jean Becker, qui termine le livre de René Sordes, la municipalité le met en berne.
Le 3 juin, 28 bombes tombent sur Suresnes, les sirènes étant déclenchées dix minutes après les explosions. Deux civils et un garde-civique d’îlot périssent et de nombreuses maisons sont détruites ou endommagées, comme la mairie (portes, fenêtres et cloisons sont arrachées et la verrière surplombant l'escalier central est détruite), ce qui conduit à la transférer provisoirement dans l'école Jules-Ferry, où les services du chômage, des prisonniers ou encore de l'alimentation (cartes de rationnement) sont particulièrement mobilisés pendant le conflit. Quant à la salle des mariages, elle est déplacée dans l'auditoire de la Justice de paix. Il faut attendre 1945 pour que la mairie retrouve le bâtiment initial,.

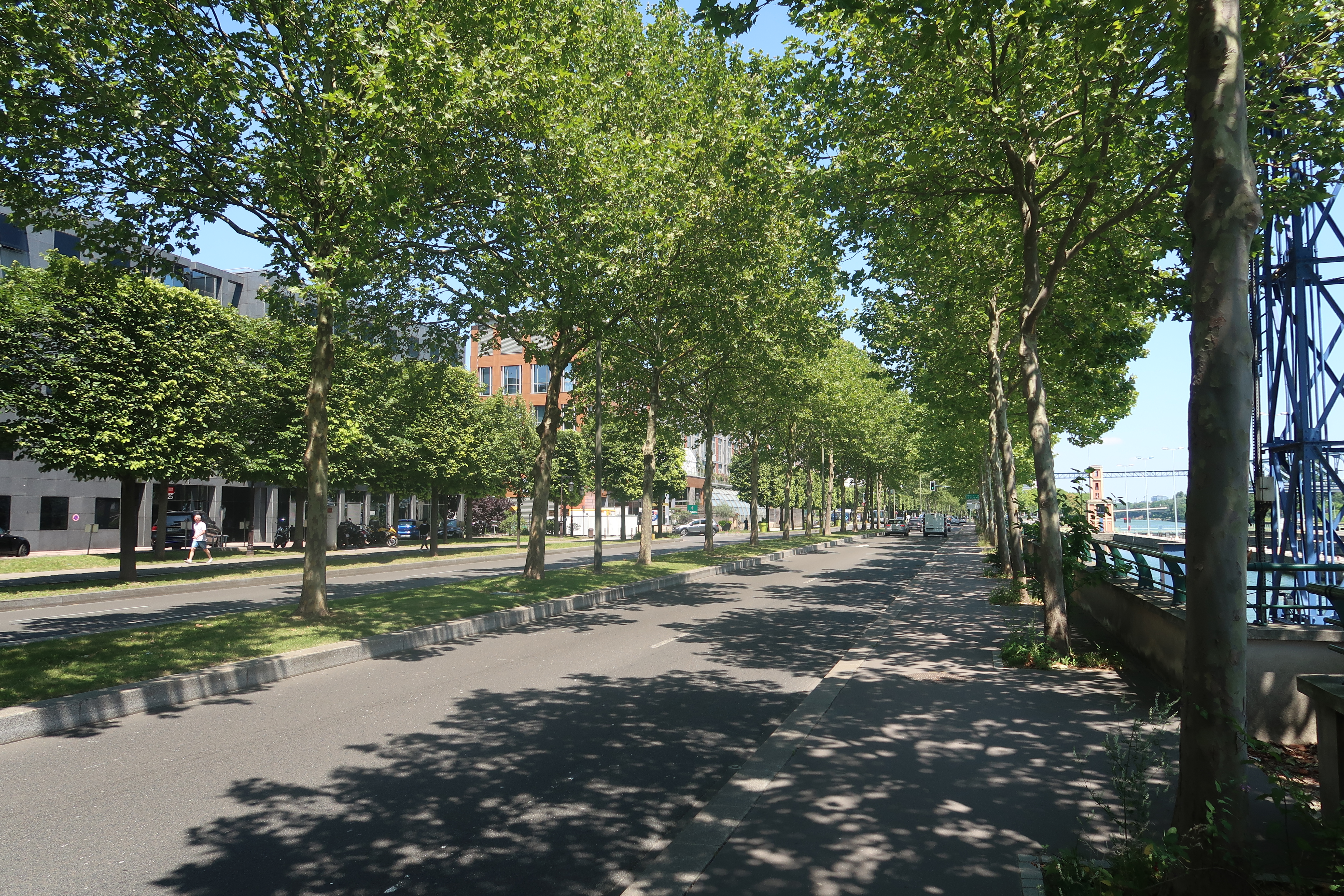
Le quai Gallieni, par où partent des Franciliens sur la route de l'exode.

L'exode jette les Français sur les routes, fuyant l'avancée des Allemands. En utilisant divers moyens de locomotion (train, voiture, vélo, voire à pied avec une brouette), ils partent vers l'Ouest et le Sud-Ouest, empruntant à Suresnes le quai Gallieni ou le boulevard de Versailles, élargi en 1938 après l'abattage des arbres qui le bordaient. Le désordre engendré amène certains à faire demi-tour. Des usines quittent également Suresnes, à destination de la province. Le 13 juin, Henri Sellier fait placarder en ville une affiche conseillant aux Suresnois de ne pas partir, indiquant l'objectif de la municipalité : « Collaboration exclusivement dominée par la préoccupation de sauvegarder les intérêts de la population et de réduire au minimum les souffrances, difficultés et heurts mais en aucun cas ne favoriser les manœuvres pouvant porter atteinte à la défense nationale ». Le même jour, les médecins et les militaires travaillant dans l'hôpital Foch quittent le bâtiment ; les blessés qui s'y trouvent sont désormais pris en charge par les médecins de Suresnes. Le 14, les Allemands entrent dans Paris et l'armistice est signé le 22. La ville commence à connaître des difficultés de ravitaillement, en particulier alimentaire, Henri Sellier s'activant pour empêcher le pillage des magasins abandonnés.
Le 24 juin, à 9 h 30, la première présence allemande se manifeste par un side-car arrivant par la rue du Bac. Les pavillons entourant le fort sont occupés, ainsi que la Radiotechnique située rue de Verdun. Quelques jours plus tard, les autorités demandent à Henri Sellier de procéder à des réquisitions, en particulier des pavillons et immeubles situés rues de l'Hippodrome, de Montretout, de la Criolla, de la Tuilerie, du Fécheray, du Bel-Air ou encore de Bellevue. Le maire doit aussi accompagner deux généraux allemands pour l'ouverture du fort ainsi que les locaux du service météorologique. Le 21 juillet, les formations allemandes 22-499 et 25-501 arrivent dans Suresnes avec la Kommandantur et s’installent 19 rue Pierre-Dupont, dans une usine qui imprimait les tickets de course (et qui dans les années 1960 accueille la parfumerie Blanchet). Les bureaux des formations s'installent 33 rue Pierre-Dupont et 43 boulevard de Versailles, dans la bibliothèque municipale. Quant aux chevaux allemands, ils sont logés rue de Verdun, dans les écuries de l'entreprise Watelet.

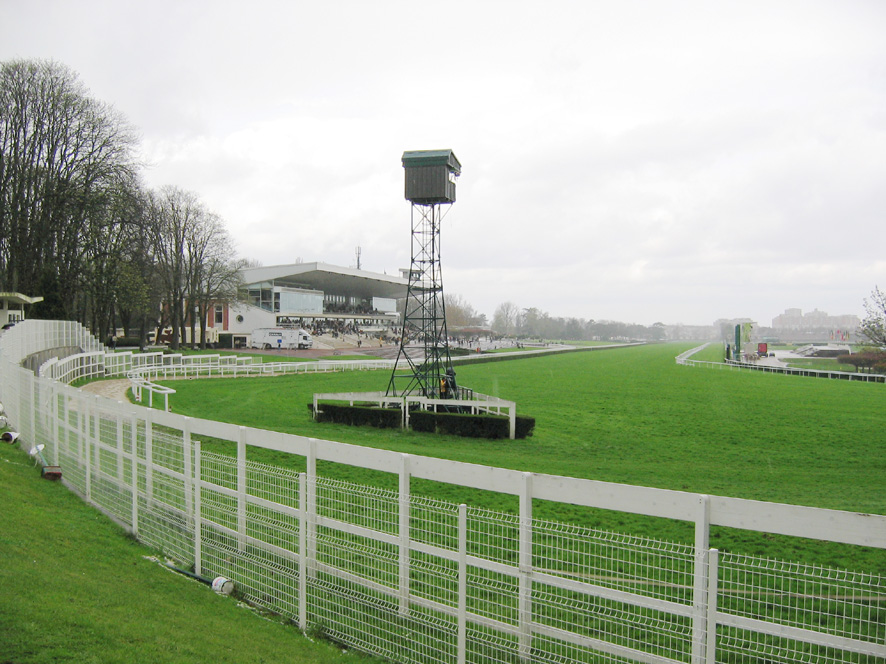
Des troupes allemandes sont stationnées à l'hippodrome de Saint-Cloud (photo de 2007).

Un colonel allemand se saisit des plans de lignes aériennes dans des bureaux de la Compagnie aérienne française, située rue de Nanterre (aujourd'hui rue Honoré-d'Estienne-d'Orves), où il avait travaillé avant-guerre. Il revient ensuite plusieurs fois, notamment pendant la campagne d'Afrique. En août, les gardes du bois de Boulogne sont expulsés de leurs logements et relogés à un autre endroit. Le hauptmann von Furstemberg est nommé commandant de la place de Suresnes. Son logement est situé 17 rue Desbassyns-de-Richemont, puis transféré au no 48 contre un loyer annuel de 16 000 francs, après qu'il a été remplacé par le major Hafner. La Kommandantur de Suresnes est uniquement chargée du maintien de l'ordre, les questions administratives (réquisition d’immeubles, d’entrepreneurs, etc.) étant dévolues à celle de Courbevoie, que dirige le hauptmann Heindel. La ville doit prendre en charge le cantonnement des troupes allemandes sur l'hippodrome de Saint-Cloud, où stationnent notamment des formations d'artillerie légère, de SS puis une compagnie d'état-major de la Luftwaffe, des renseignements radio-télégraphiques. Les formations peuvent embaucher des Suresnois pour des métiers d'intendance (ouvriers, cuisiniers, etc.), contrôlés et payés par la mairie et disposant de laissez-passer délivrés par l'armée. Un officier allemand, dont le grand-père avait participé à la guerre de 1870-1871, se préoccupe par ailleurs de savoir ce qu’était devenu la pièce d’artillerie Valérie, et réussit à la faire rapatrier à Berlin.
En juin 1940, les services de santé allemands s'installent dans l'hôpital Foch, y restant jusqu’en janvier 1944, date où ils sont transférés à l'hôpital Raymond-Poincaré de Garches, moins susceptible d'être bombardé. Le personnel de Garches vient alors travailler à l'hôpital de Suresnes. Celui-ci, de couleur blanche, étant particulièrement visible, les Allemands le font repeindre en vert par leurs services de camouflage. Des échelles extérieures sont également installées aux fenêtres afin de pouvoir évacuer rapidement le bâtiment. La fondation Foch touche des indemnités de plusieurs millions de francs durant la guerre pour l'occupation des bâtiments. L'écrivain Ernst Jünger y est soigné en 1942. À partir d’août, le fort du mont Valérien est successivement occupé par des unités diverses (infanterie, DCA, artillerie ou encore Luftwaffe), qui n'y sont que de passage. Au Val d'Or, le garage de l’ancienne Compagnie du chemin de fer du bois de Boulogne est occupé par des troupes motorisés, qui furent ensuite envoyées vers le front russe le 30 mai 1941.

### Occupation
Si les pénuries alimentaires commencent dès avril 1940, c'est seulement en octobre que des cartes de rationnement sont mises en place. Le transport ferroviaire de voyageurs, suspendu au début de l'Occupation, ne reprend que le 1er juillet 1941 avec seulement un train par heure. L’autobus 44 A (Cité-jardin-Pont-de-Neuilly) reprend le service plus tôt, le 30 août 1940. À cause de la pénurie d’essence, les Suresnois ont recours à des combustibles de substitution, installant par exemple des gazogènes à charbon sur des véhicules utilitaires. Du gaz stocké dans des ballons fixés sur le toit permet de faire fonctionner les autobus avec le gaz municipal. Les voitures à chevaux et les bicyclettes sont de nouveau très employées. Il n'y a également désormais plus qu'une distribution des services postaux par jour.
En octobre 1940 est créée la Solidarité suresnoise, une association placée sous le patronage du Secours national, chargée de distribution de secours. Un mois plus tard, elle compte 5 000 chômeurs aidés, 8 000 secours publics distribués, alors que 600 Suresnois sont prisonniers de guerre et que 200 familles sont réfugiées en ville. Si certains foyers peuvent recourir au marché noir, allant à la campagne ou y possédant de la famille, un déséquilibre se crée avec les moins aisés, ce qui conduit la Solidarité à organiser des distributions ponctuelles de victuailles.
Le 20 mai 1941, Henri Sellier est destitué par Vichy, le décret signé par l'amiral François Darlan indiquant qu'il « a fait preuve d’hostilité manifeste à l'œuvre de rénovation nationale ». Dans son bureau, le maire avait affiché ce document, y rajoutant une citation de Maximilien de Robespierre : « La haine des ennemis du peuple est la récompense des bons citoyens ». Le 5 juin 1941, Louis Cucuat, inspecteur général des services administratifs et financiers de la préfecture de la Seine, est nommé maire par arrêté ministériel. Le 22 juin, Henri Sellier est arrêté puis interné à Compiègne, avant d'être libéré, revenant à Suresnes le 17 juillet. Mais ces évènements, ainsi que la peur d'une nouvelle arrestation, affectent son état de santé. Le 1er novembre 1943, il est victime d’une attaque d'hémiplégie et meurt le 24 novembre. Il est inhumé dans le cimetière Carnot.

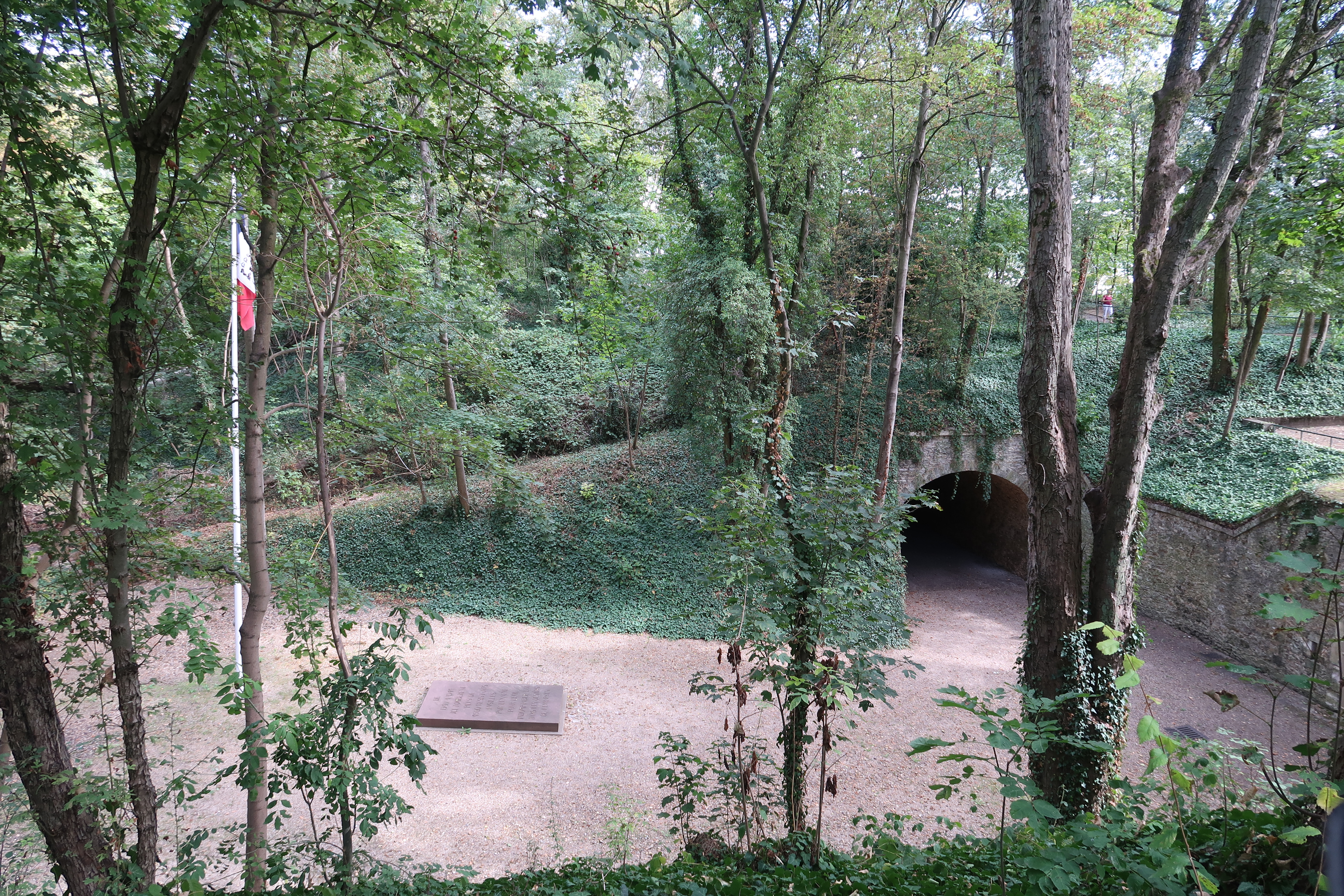
La clairière des fusillés.

En 1941, les Allemands choisissent le mont Valérien pour y exécuter des résistants, dans une clairière de la forêt ceinturant la forteresse. La veille de leur mort, certains patientent dans la chapelle de l'ancien château de Forbin-Janson, qui conserve des graffitis des condamnés sur ses murs. Le prêtre allemand Franz Stock assiste les condamnés à mort. Le 29 août, Honoré d'Estienne d'Orves et ses compagnons comptent parmi les premiers martyrs de la résistance à y être tués. Cinq élèves du lycée Buffon y sont par ailleurs exécutés le 8 février 1943. Les corps sont ensuite envoyés dans des cimetières de la banlieue parisienne, en particulier celui d'Ivry-sur-Seine. Haut lieu de la Résistance, le mont Valérien voit exécuter un millier de résistants jusqu'en 1944. Après la Libération, ils sont honorés par la dénomination de plusieurs voies suresnoises : la route des Fusillés de la Résistance, l'avenue Gabriel-Péri, la rue Jacques-Decour (ancienne rue des Verjus, où ce résistant avait vécu,), les rues Georges-Appay et Marcel-Monge (résistants domiciliés à Suresnes, fusillés le 11 août 1942), la rue Claude-Burgod (professeur de dessin au collège technique de Suresnes de 1931 à 1942, résistant déporté au camp de concentration de Flossenbürg, où il meurt le 21 mars 1945), la rue Émilien-Collin (Suresnois mort en déportation),, ou encore la rue Georges-Appay (un mécanicien habitant Suresnes fusillé en 1942). La Suresnoise Noor Inayat Khan, agent secret britannique du Special Operations Executive (SOE), meurt pour sa part au camp de Dachau ; une place lui rend hommage dans le centre-ville et une plaque devant son ancien domicile.

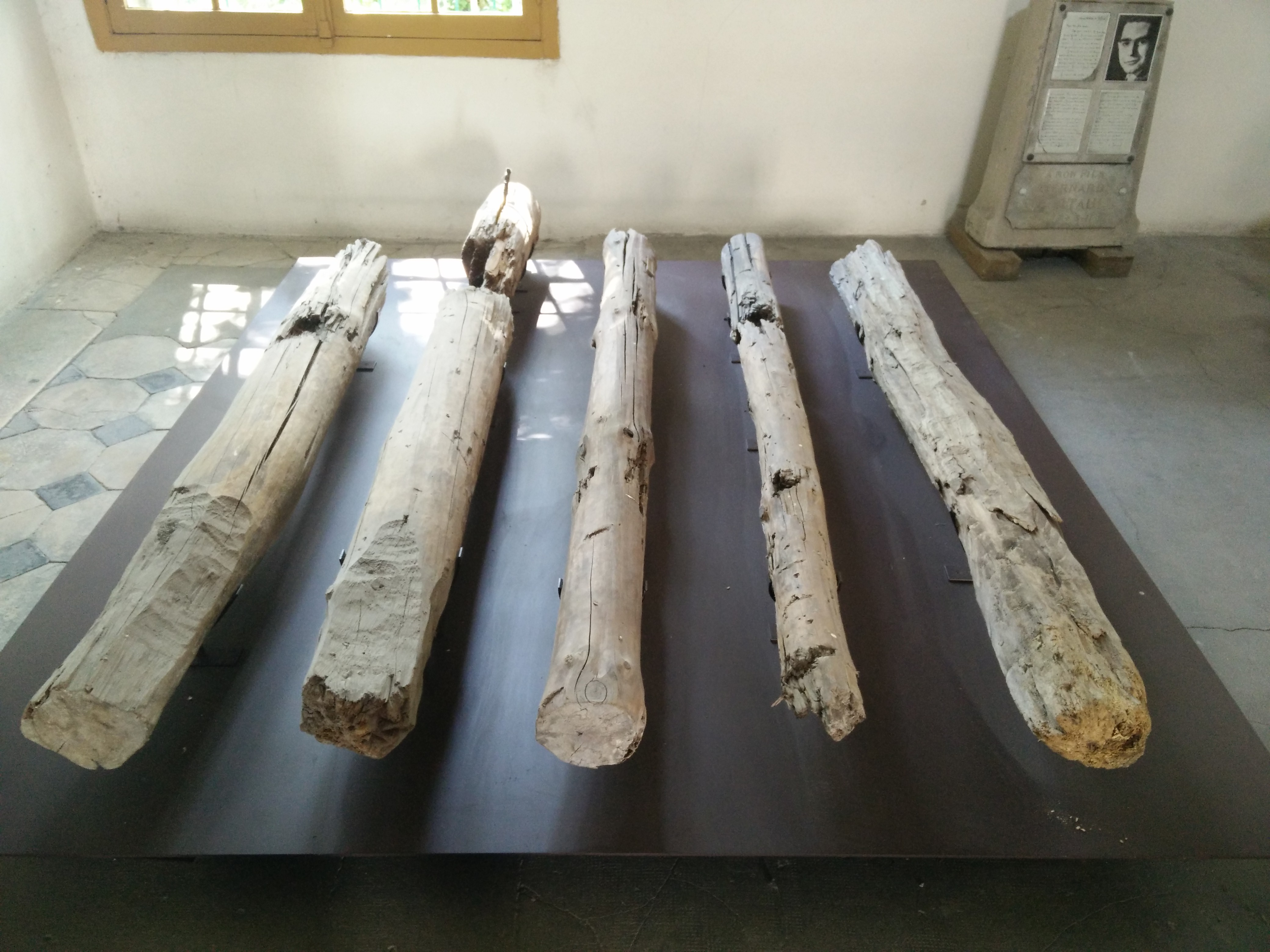
Poteaux d'exécution exposés dans la chapelle du mont Valérien, où attendaient certains condamnés à mort.

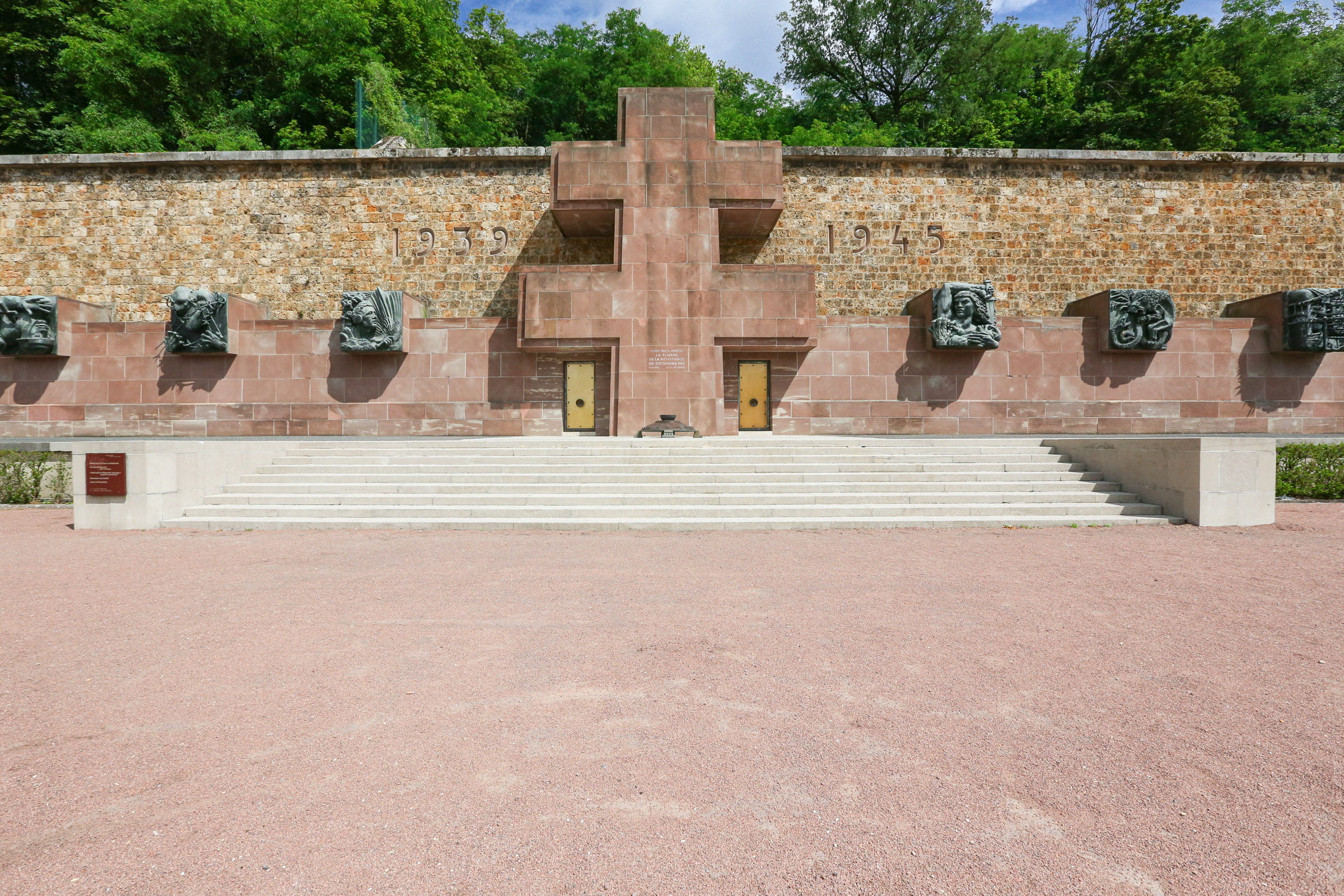
Mémorial de la France combattante, inauguré en 1960 par le général de Gaulle.

En 1941, certains prisonniers de guerre font leur retour à Suresnes, d'abord les pères de familles nombreuses puis les anciens combattants de la Première Guerre mondiale. Le 4 octobre, le ministre de l'Intérieur dissout le conseil municipal de Suresnes, le remplaçant par une délégation spéciale, présidée par Louis Cucuat et dont les autres membres sont André Bertrand, Henri Maleyx et Louis Briquet. Le 4 novembre, Louis Cucuat est nommé maire du 20e arrondissement de Paris et remplacé à Suresnes trois jours plus tard par André Bertrand.
Dans la nuit du 29-30 mai 1942, un bombardier britannique qui devait détruire les usines Renault de Boulogne-Billancourt est aveuglé par les rayons de projecteurs et mitraillé par la DCA, lâchant par mégarde ses projectiles sur la cité-jardin, avenue de la Fouilleuse. On compte trente morts et plusieurs blessés. Le lendemain, le chef du gouvernement Pierre Laval se rend à Suresnes afin de rendre hommage aux victimes.
Mise en place, la « Relève », ou STO, vise à envoyer des ouvriers en Allemagne, en échange de la libération de prisonniers français. Le 2 octobre 1942, commence le recensement des Français jugés aptes à accomplir cette tâche. La propagande fait beaucoup pour cela, par exemple Le Petit Parisien du 30 novembre 1942 : « Le centre de jeunes mécaniciens de Suresnes, pépinière de spécialistes pour la relève. / Suresnes, à deux pas des guinguettes, le quai de Puteaux. / Aux accents d’une chanson, de marche, un groupe de jeunes apprentis, colonne par trois, blousons et pantalons noirs, quitte l’usine. Discipline librement consentie, esprit de solidarité, sentiment du devoir sont les lois de la communauté. Trois mois de stage et les jeunes partent pour l'Allemagne au titre de spécialistes ; au bout de trois autres mois de travail dans une usine allemande, leur engagement sera valable pour la relève ».
Le dimanche 4 avril 1943, alors qu'il rouvre, l'hippodrome de Longchamp est bombardé par des avions alliés, visant les DCA installées sur le champ de course, qui ripostent mais dont une pièce est atteinte. Les bombes de l'aviation tombent alors sur l'hippodrome : six tuent et blessent de nombreux promeneurs et turfistes. Trente équipiers des équipes d'urgence de Suresnes se rendent alors sur les lieux avec la Croix-Rouge, afin de participer aux secours, acheminant les blessés vers l'hôpital Foch avec des fiacres. Des bombes tombent aussi à Suresnes. Dans le centre-ville, on ne compte aucune victime mais de nombreuses vitrines sont brisées. D'autres bombes tombent dans les bois.
Les « équipes d'urgence », des groupes de secours avec des brancardiers et des secouristes pour aider lors des bombardements ou encore des évacuations, sont créés au début de 1942 sur conseil de la direction parisienne de la Croix-Rouge française. La Croix-Rouge possédait depuis un certain temps un comité local à Suresnes, que présidait Madame Lecomte. Les équipes de Suresnes sont dirigées par Messieurs Canova et Metton. Si la Croix-Rouge fournit un peu de matériel médical, il faut compter sur des donateurs, qui permettent de compléter les équipements. Après les évènements du 4 avril, 200 volontaires, hommes et femmes, sont inscrits et formés par une équipe de dix personnes. Des équipes spécialistes sont aussi constituées : grâce à l'aide d'entreprises, elles peuvent participer au déblaiement des immeubles bombardés. L'usine Bernard-Moteurs et celle de l'Électrification nouvelle permettent ainsi à une unité d'alimenter en électricité les quartiers touchés, alors qu'une autre est chargée de transporter les équipes vers les lieux sinistrés. Une permanence est installée 6 rue Émile-Zola et un ancien hôtel particulier de la rue Fizeau (où se trouve actuellement la poste) est dévolu aux exercices de formation. Au début de 1944, il y a 365 volontaires. Outre les bombardements visant Suresnes, les équipes de la ville participent aussi à aider après les bombardements de La Chapelle, Courbevoie, Villacoublay ou encore de Saint-Denis. Une autre équipe apporte son concours au ravitaillement alimentaire : après avoir acheté des champs de légumes, elle rapporte leur production à Suresnes, puis la répartit entre les commerçants et les équipes d'urgence. Pendant la Libération de Paris, alors que certains membres des équipes d'urgence participent aux affrontements, l'équipe de ravitaillement ramène de la farine à Suresnes et l'un de ses membres est blessé par balles. Elle intervient une dernière fois après la Libération, après que l'aviation allemande a bombardé le quartier parisien des Batignolles. Des membres des équipes d'urgence s'engagent aussi dans la 2e DB et dans la 1re armée française. Après l'armistice, elles sont dissoutes.
Au niveau de la Résistance française, le mouvement qui compte le plus de membres à Suresnes est le réseau Libération-Nord. Son rôle vise principalement à gêner l'effort de guerre allemand en paralysant les usines ou en transmettant des informations. Cependant, les usines de Suresnes ne représentant pas de grand intérêt stratégique, elles ne sont pas la cible de sabotages spectaculaires comme dans certaines communes voisines. À la Libération, des résistants volontaires sont intégrés dans les FFI et les FTP : il n'y a pas de combat à Suresnes mais certains résistants participent à des opérations de police et de nettoyage. D'autres Suresnois collaborent en affichant leur soutien au maréchal Pétain : certains d'entre eux reçoivent alors parfois par la poste de petits cercueils ou des lettres de menace encadrées de noir, signifiant la mort qui les attend à l'arrivée des Alliés. Des collaborateurs suresnois sont jugés à la Libération mais les sanctions restent mesurées et aucun n'est condamné à la peine de mort.
Dès le début de la guerre, l'activité des usines avait été réduite, par manque de main d'œuvre et de matières premières. Certaines délocalisent une partie de leur activité en province. À leur arrivée, les Allemands exercent un contrôle sur les entreprises restantes, la répartition des matières premières étant réalisée par les Comités d'organisation professionnelle. Peu d'usines changent cependant de mission, mis à part l'ancienne usine Blériot, usine SNCASO, qui fabrique des Junkers 2, et les ateliers Morane-Saulnier, qui construisent de petits appareils de reconnaissance Fieseler décollant ensuite de l'hippodrome de Longchamp, sur une piste aménagée. Si la Radiotechnique continue sa fabrication habituelle (tubes électroniques et postes récepteurs Radiola), l'Occupant lui fait aussi concevoir des appareils spéciaux pour ses vols de nuit, un de ses ateliers étant par ailleurs mobilisé pour réparer les Telefunken.
Le mémorial de la France combattante a été construit de 1958 à 1960, en hommage aux 1 000 résistants exécutés. Il est réalisé sous la direction de l'inspecteur général Félix Bruneau. Chacun des hauts-reliefs allégoriques est sculpté par un artiste différent : y sont par exemple évoqués le corps expéditionnaire français de Narvick (Norvège), la déportation ou encore la Libération de Paris. Une crypte accueille les dépouilles de 17 militaires et résistants. Pour Philippe Castagnetti, il s'agit d'une « resacralisation paradoxale du Mont-Valérien » autour de la mémoire et d'un martyrium de la Seconde Guerre mondiale, en miroir avec l'histoire religieuse et pénitentielle millénaire du mont. Un « parcours de la mémoire » autour des lieux d'exécution des résistants a été par la suite mis en place et un espace muséographique a ouvert en 2010.

### Libération

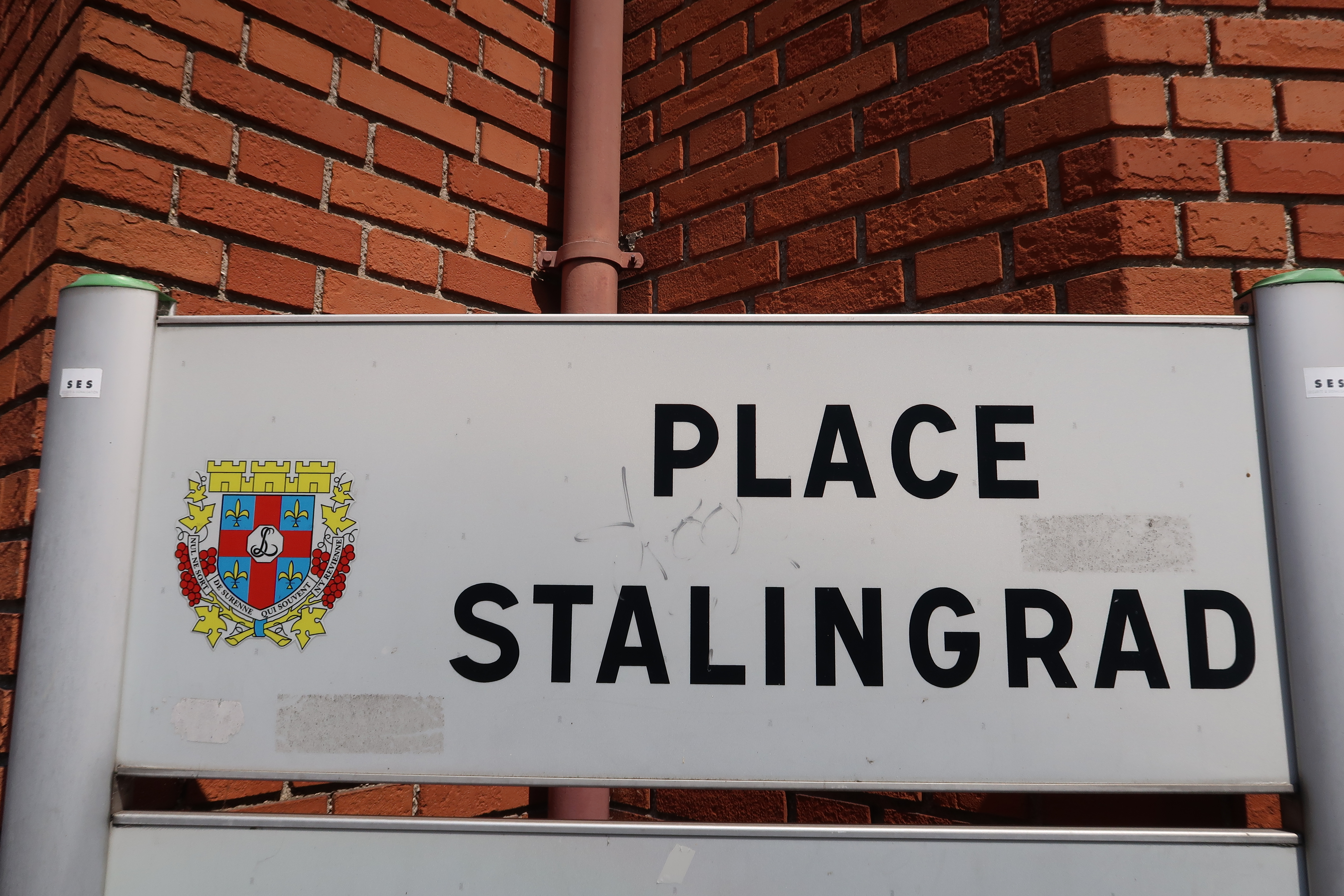
Dans la cité-jardin, la place de la Société-des-Nations est renommée place Stalingrad après la Libération.

En juin 1944, le Débarquement allié a lieu, prélude de la Libération de la France, engendrant plus de frictions avec les Nazis. Le 19 juillet, un soldat allemand est ainsi tué rue du Pont, devant l'usine Hewittic, mais sans que l’on identifie le responsable. Le 4 août, les Nazis exécutent au même endroit deux otages pris au hasard, Raymon Jozin, un ouvrier de 21 ans qui travaillait dans une usine de chaudronnerie de Puteaux et qui n'avait pas sa carte de travail sur lui, et Georges Schepp, âgé de 23 ans, dont on ignore le motif d'interpellation. Une plaque, de nos jours disparue, comme la rue du Pont d'ailleurs, leur rendit hommage.
Alors que les combats de la Libération de Paris ont lieu, le 20 août, les Allemands stationnés à Suresnes et originaires de Breslau se réfugient dans le fort. Les Suresnois s'attendent les jours suivants à voir arriver les soldats français par le quai ou le boulevard de Versailles, un groupement de la 2e DB dirigé par le colonel Langlade se trouvant à Sèvres. Les habitants se réfugient alors au centre-ville. Au même moment, les DCA allemandes de Longchamp continuent de tirer. Devant la confusion des informations, des évènements ont lieu dans la dernière nuit d'occupation, du 24 au 25 août : des barricades sont élevées, les batteries tirent sur Paris, des Allemands détruisent une barricade au pont de Suresnes, des convois allemands remontent le boulevard de Versailles feux éteints. Le lendemain, à 14 h 30, des soldats français sont vus au bois de Boulogne. Un soldat du régiment blindé de fusiliers-marins est amené par un char au poste de la Croix-Rouge, la tête arrachée porte de Madrid, puis un autre, Michel Vassal tué par balle au même endroit.
Le 25 août au soir, des soldats de la 2e DB et des Américains stationnent sur l'hippodrome de Longchamp, plusieurs d'entre eux flânant dans Suresnes, où ils distribuent aux habitants des aliments et des cigarettes, suscitant l'enthousiasme de la population. À 21 heures, les cloches de l'église de Suresnes sonnent, comme celles de tout le diocèse de Paris, saluant l'arrivée du général Leclerc à Paris. Les drapeaux tricolores sont pavoisés.
Des négociations ont lieu avec les Allemands et les miliciens encore réfugiés au fort du mont Valérien, les Suresnois craignant qu'ils ne fassent sauter l'édifice militaire avant leur départ. Les anciens occupants ne veulent cependant se rendre qu'aux troupes américaines. Les pourparlers aboutissent toutefois, la reddition étant remise aux troupes de la 2e DB et, le 26 août à 10 h 30, le drapeau français pouvant à nouveau flotter sur le fort. On entend cependant le sifflement et l'explosion de V2 mais qui ne touchent pas Suresnes.

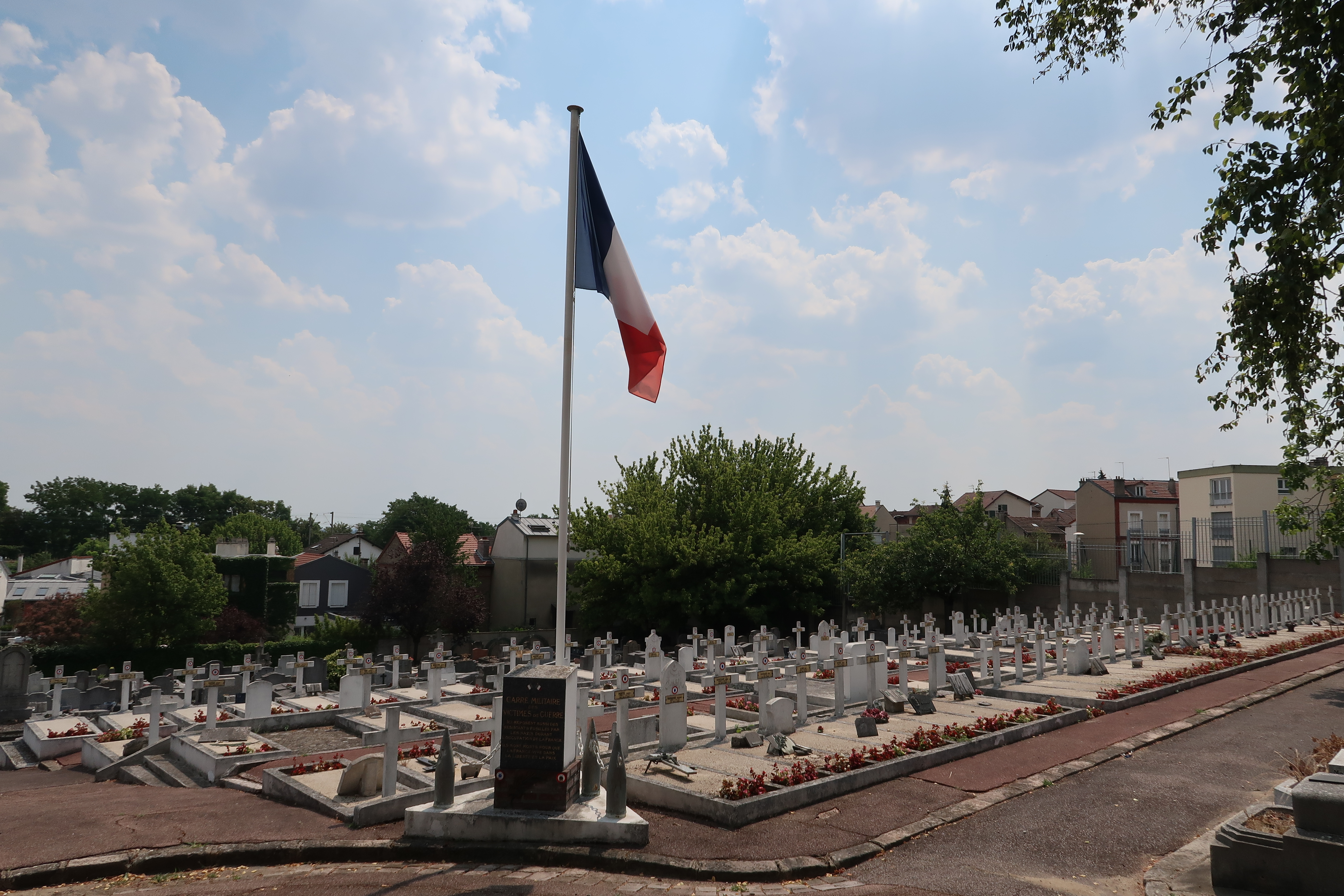
Carré militaire de soldats morts pendant la Seconde Guerre mondiale, dans le cimetière Voltaire.

Le président de la Société historique de Suresnes et conservateur du musée municipal, Jean Becker, qui termina le livre de René Sordes après sa mort, note toutefois qu'après la Libération « les journées qui suivirent, où tout ce qui pouvait diviser les Français aurait dû être oublié, furent malheureusement marquées par un véritable déchaînement de passions partisanes, et ce n'est pas sans tristesse que l'on se remémore toutes ces dénonciations faites sous le couvert de l'épuration et qui bien souvent n'étaient, en réalité, que l’assouvissement de rancunes personnelles ». Le 26 août, quelques femmes et jeunes filles sont ainsi publiquement tondues pour leurs relations avec l'occupant, promenées sur des charrettes dans les rues de Suresnes et exhibées.
L'historien Henri Amouroux, dans La vie française sous l'Occupation, avait constaté que les pénuries alimentaires avaient nui à la santé de la population et en particulier des jeunes. Il note ainsi : « À Suresnes, en six mois, 35 % des filles et 41 % des garçons qui fréquentent l'école ont maigri ».
Une plaque de marbre est installée dans l'escalier d'honneur de la mairie, où sont gravés les noms des victimes du conflit. On compte ainsi 75 victimes civiles, 8 fusillés, 23 déportés politiques, 30 morts au combat (maquis et Libération), 53 militaires tués à l'ennemi, 25 déportés du travail, 21 prisonniers de guerre et 28 déportés raciaux.

## IVeRépublique

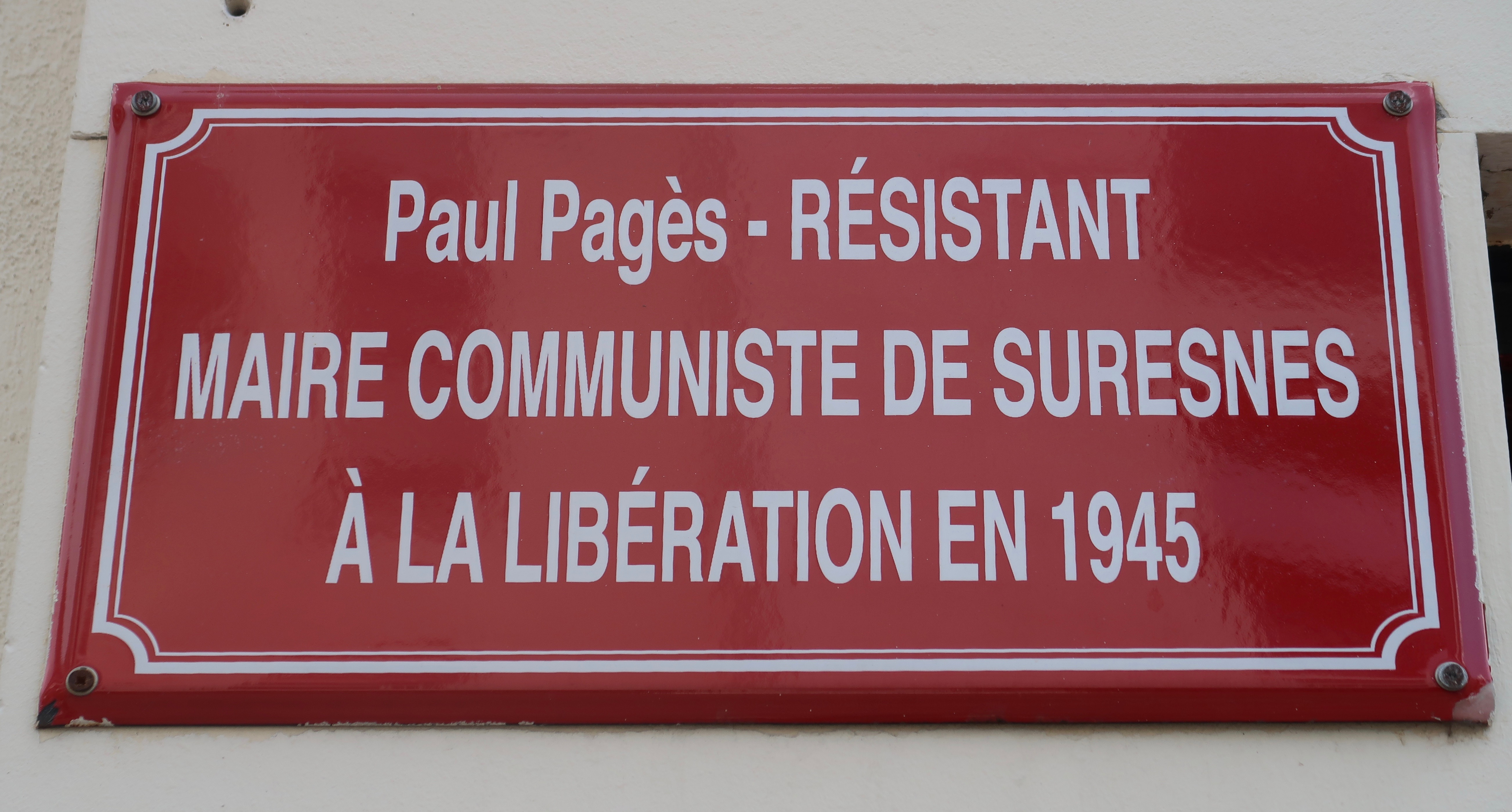
Plaque en hommage au maire communiste Paul Pagès, sur la façade du local PCF de Suresnes.

Depuis 1941, une délégation spéciale dirigeait la municipalité. Elle cesse de travailler à la Libération et un nommé Roussel, secrétaire de mairie membre du PCF et fondateur du comité local de Libération, dirige la municipalité pendant quelques jours. Il est ensuite remplacé par le président du comité, Jules Courtin, ancien conseiller d'Henri Sellier et Compagnon de la Libération. Les premières élections municipales ont lieu le 29 avril 1945 pour le premier tour et le 13 mai pour le second tour, lors duquel la liste « antifasciste » arrive en tête. Le communiste Paul Pagès, membre du comité local de Libération, ancien prisonnier politique, évadé deux fois et condamné par contumace, devient maire. Pour la première fois, 7 femmes sont élues au conseil municipal, dont Marcelle Hertzog-Cachin. Le 16 juin l'une des premières actions de Pagès est d'inaugurer un Centre d'accueil des prisonniers et déportés dans l'ancienne Kommandatur de la rue Desbassayns-de-Richemont. La municipalité entreprend également de recenser les logements disponibles, l'étendue des dommages dus aux bombardements et la composition de la population de la ville, fait rénover les HLM de la Fouilleuse et reloge des Suresnois aux habitations trop vétustes (en particulier dans le centre-ville historique). Le 19 juillet 1945, à l'Office national météorologique succède la Météorologie nationale, sise dans la forteresse ; elle dépend du secrétariat général à l'aviation civile. Ville communiste entre 1945 et 1947, Suresnes fait alors brièvement partie de la « ceinture rouge ». Mais, en octobre 1947, le socialiste Louis Bert est élu maire. En 1948, le marché s'implante sur l'ancienne place Trarieux, récemment renommée place du Général-Leclerc. En 1951, le nouveau pont de Suresnes est achevé et la Société histoire de Suresnes reprend son activité, avec René Sordes et Jean Becker. Pendant cette décennie, la fête des Vendanges renaît, sous l'impulsion de la Commune libre de Suresnes et de l'Union des jeunes Suresnois. Les édifices endommagés par la guerre ou trop dégradés sont reconstruits ou rénovés,, comme la mairie, qui est également l'objet d'importants travaux en 1970 puis en 1992.

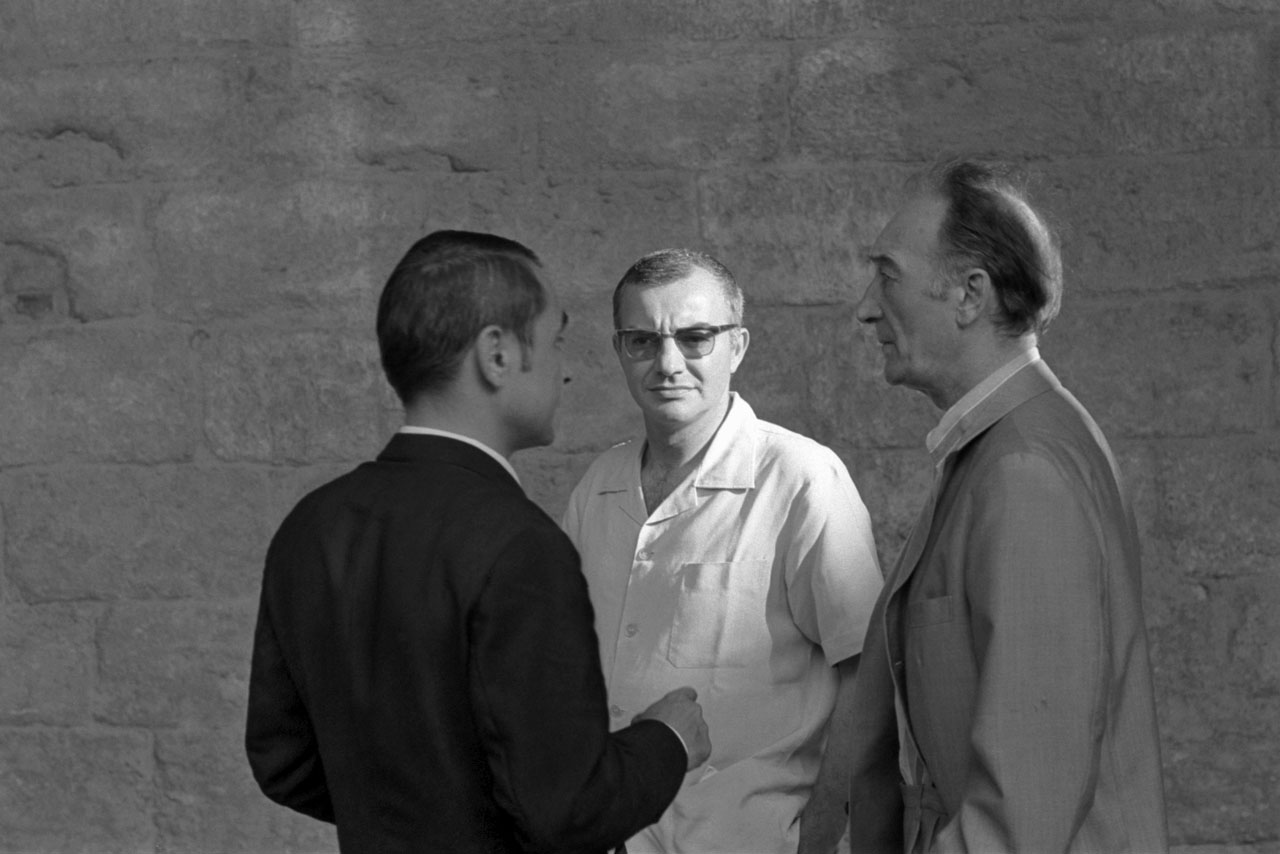
Jean Vilar (à droite sur la photo, au festival d'Avignon 1967) travaille dans les années 1950 dans le théâtre suresnois qui porte désormais son nom.

Le Petit Festival de Suresnes est créé au début des années 1950, animé par Jean Vilar avec sa troupe. Jean Vilar avait en effet dû quitter le théâtre national de Chaillot en 1951. Il décide alors d'organiser une grande tournée théâtrale dans la banlieue parisienne, avec pour objectif de créer des « bastions dramatiques » autour de la capitale afin de stimuler une interactivité culturelle. Il prend Suresnes comme point de départ, dans le théâtre de 1 200 places construit en 1938 et peu utilisé depuis mais offrant des espaces de dégagement importants, ce qui lui permet de monter des représentations en semaine et en week-end, misant notamment sur la modernité. Entre 1951 et 1954 puis entre 1956 et 1957, la troupe de Jean Vilar donne ainsi plusieurs représentations (Le Cid de Corneille, Mère Courage et ses enfants de Brecht, La Création du monde de Darius Milhaud, etc.) au centre de loisirs Albert-Thomas, dans la cité-jardin. Toutefois, la réaction de la presse est en demi-teinte : ainsi si dans Le Monde du 21 novembre 1951, Robert Kemp écrit : « Vraiment, je n'ai pas éprouvé depuis des années une telle émotion […]. C’est là le vrai théâtre, sans décors : des cœurs, des esprits, de beaux corps et des voix », Thierry Maulnier, à qui le maire Raymond Cosson répliquera ensuite avec virulence, critique pour sa part la ville de Suresnes dans Combat : « Une de ces cités-jardins qui ne sont ni cités, ni jardins. Une grande avenue triste, bordée d'arbres qui n’ont pas le courage de pousser ; de part et d’autre, des casernes d'habitation mornes et mortes, aux briques déjà délavées ». Lors des premiers week-ends de représentation, le public est majoritairement parisien. Les spectateurs de banlieue (des jeunes, des commerçants, des employés ou encore des étudiants) trouvent cependant le rapport qualité-prix intéressant. Jean Vilar revient à Chaillot en mai 1952 et les représentations du TNP en banlieue se terminent à la fin des années 1950 mais laissant comme héritage un ancrage culturel dans plusieurs villes (Vincennes, Aubervilliers, Bobigny, etc.), avec un public hétérogène. Le centre Albert-Thomas, devenu théâtre Jean-Vilar, est l'objet d'une importante rénovation à la fin des années 1980,,.
Devenu jardin ouvrier, l'ancien terrain de football FCS est racheté par le maire de Suresnes Paul Pagès qui crée le stade Maurice-Hubert (ancien dirigeant de la JSS et résistant). La Jeunesse sportive de Suresnes joue en première division de 1945 à 1953 puis en promotion de première division. Avec l'arrivée d'Antoine Jurilli, elle revient en première division. Le club crée par ailleurs une école de football, d'où sort notamment Robin Leclercq. En 1965, le club accède à la division d'honneur, où il reste jusqu'en 1993, puis en division d'honneur régionale pendant deux ans. Durant cette période, la Jeunesse sportive de Suresnes gagne deux coupes des Hauts-de-Seine et participe à une finale de la Coupe de Paris.
De 1947 à 1956, une communauté d'artistes danois notamment composée de Robert Jacobsen et Richard Mortensen s'installe dans une partie de la villa du peintre Louis-Olivier Chesnay, sise 20 rue de la Tuilerie. Le site est ensuite démoli pour laisser place à des HLM. Professeurs au lycée Paul-Langevin, Pierre-Marie Deparis et Tristan Hédoux ont tiré un livre de cet épisode de l'histoire de l'art, La Maison des Artistes danois de Suresnes (2017).

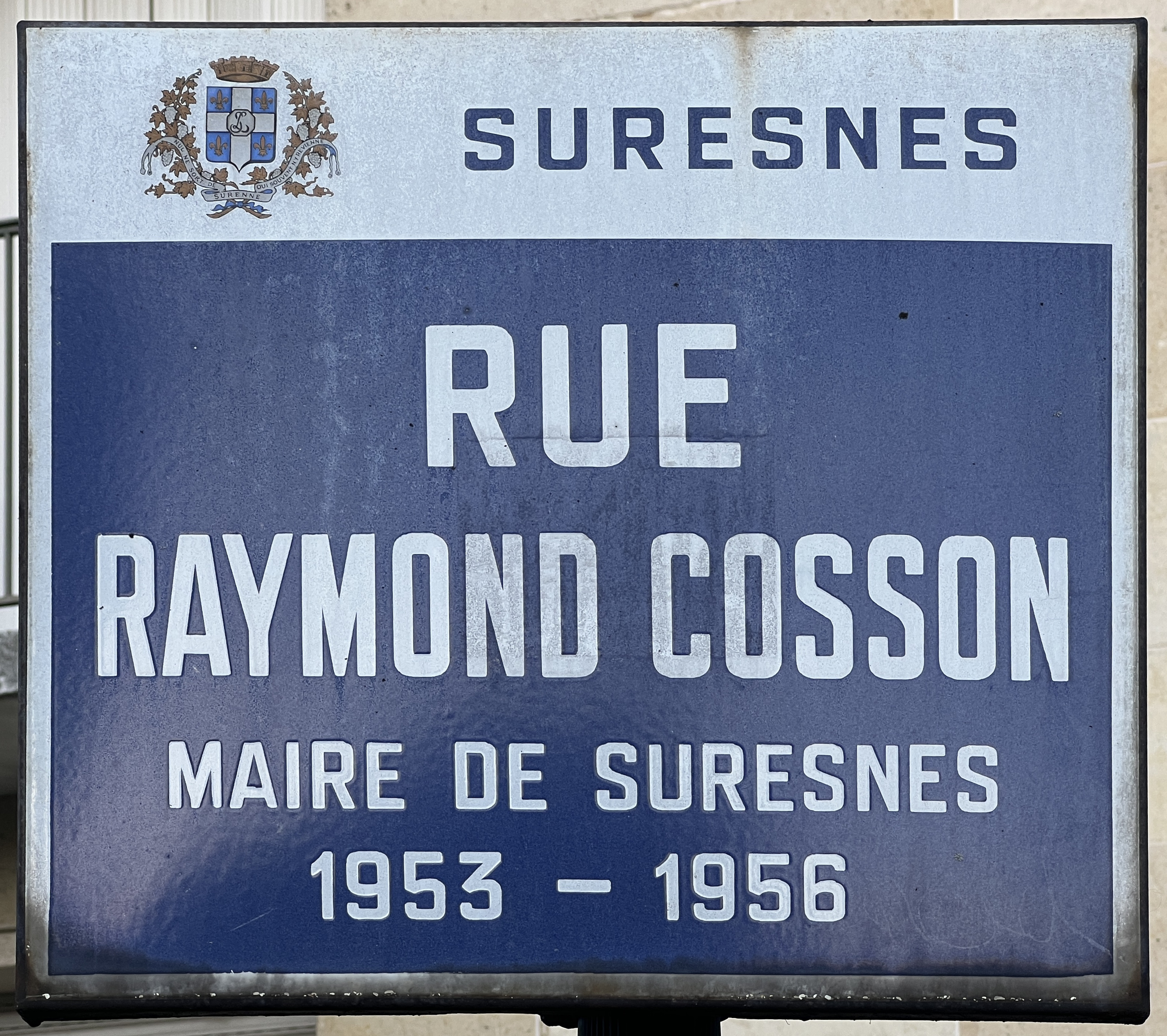
Plaque de la rue Raymond-Cosson, en hommage au maire en fonction de 1953 à 1956.

En juin 1953, Raymond Cosson est élu maire. Il fait construire la cité Jacques-Decour pour les personnes âgées, doté d'un foyer et d'un restaurant. Il réaffirme par ailleurs son soutien à Jean Vilar dans son entreprise théâtrale. Raymond Cosson développe aussi la maternelle Wilson et participe à la reconstruction du quartier de la Fouilleuse, dans un contexte d'essor démographique, où chacun des grands quartiers de la commune (cité-jardin, Plateau Nord, Verdun, République) doit désormais selon lui regrouper un équipement social (notamment scolaire) et des lieux de culte. Le 20 juin 1954, le musée municipal rouvre. En 1955, des jeunes Suresnois sont envoyés en colonie de vacances à Évian-les-Bains, reprenant la tradition des colonies municipales : au Grand-Bornand (où Suresnes possède un chalet), à l'île d'Oléron, à Carnac et à Lamoura. Raymond Cosson meurt en fonction et Marcel Legras lui succède en décembre 1956. Instituteur puis comptable, ancien conseiller d'Henri Sellier, il avait participé à la création des premières caisses de Sécurité sociale et s'était engagé dans la Résistance. En une décennie, 1 028 logements sortent de terre dans les quartiers Carnot-Gambetta, cité-jardin et Plateau-Nord, les écoles sont agrandies et les projets de construction des groupes scolaires des Raguidelles et des Cottages sont lancés. En 1957, un nouveau bureau de poste est inauguré à l'angle des rues Gabriel-Péri et Fizeau, les anciens locaux de la rue Carnot devenant alors une annexe de la Sécurité sociale.

## VeRépublique
À partir de 1958, Suresnes entreprend de se jumeler avec plusieurs villes étrangères : Hann. Münden (Allemagne) en 1960, Holon (Israël, où il existe un « Suresnes Square ») en 1961, Hackney (Royaume-Uni) en 1962, Kragujevac (Yougoslavie) en 1967 et Villach (Autriche) en 1992. Le 1er décembre 1962, un monument à la mémoire d'Henri Sellier est inauguré dans le parc de la mairie. La Cité de l'Europe, une vaste barre d'immeuble de forme circulaire, est construite dans le centre-ville, remplaçant un hôtel particulier datant du XVIIe siècle. Une table d'orientation avec un point de vue sur la capitale est par ailleurs élevée à l'angle du boulevard Washington et de l'avenue Franklin-Roosevelt. Au 70 avenue Franklin-Roosevelt, la dernière ferme de Suresnes disparaît en 1964, laissant place à un restaurant. René Sordes, auteur d'une histoire municipale de Suresnes meurt en 1965, et le fronton du musée municipal lui rend hommage. La même année, Robert Pontillon (SFIO) est élu maire. Il inaugure l'école des Cottages. En 1966, la résidence Albert-Caron est créée, s'ajoutant aux maisons de quartiers (Gardenat, Couvaloux) et aux lieux de rencontre (Payret-Dortail, Merlin-de-Thionville) existants pour les personnes âgées. Dans la cité-jardin, le marché couvert Caron est inauguré la même année, entre la rue Caron et l'avenue Jean-Jaurès, remplaçant l'ancien marché de l'avenue Édouard-Vaillant. Le 4 mars 1968 est créée la Société d'économie mixte pour la rénovation de Suresnes (SEMERSu), reconnue d’utilité publique en 1971, bénéficiant d’un arrêté de ZAC à partir de 1972 et chargée de planifier la reconfiguration du centre-ville. En 1968, la municipalité célèbre le 1050e anniversaire de la « naissance » de la ville,,.

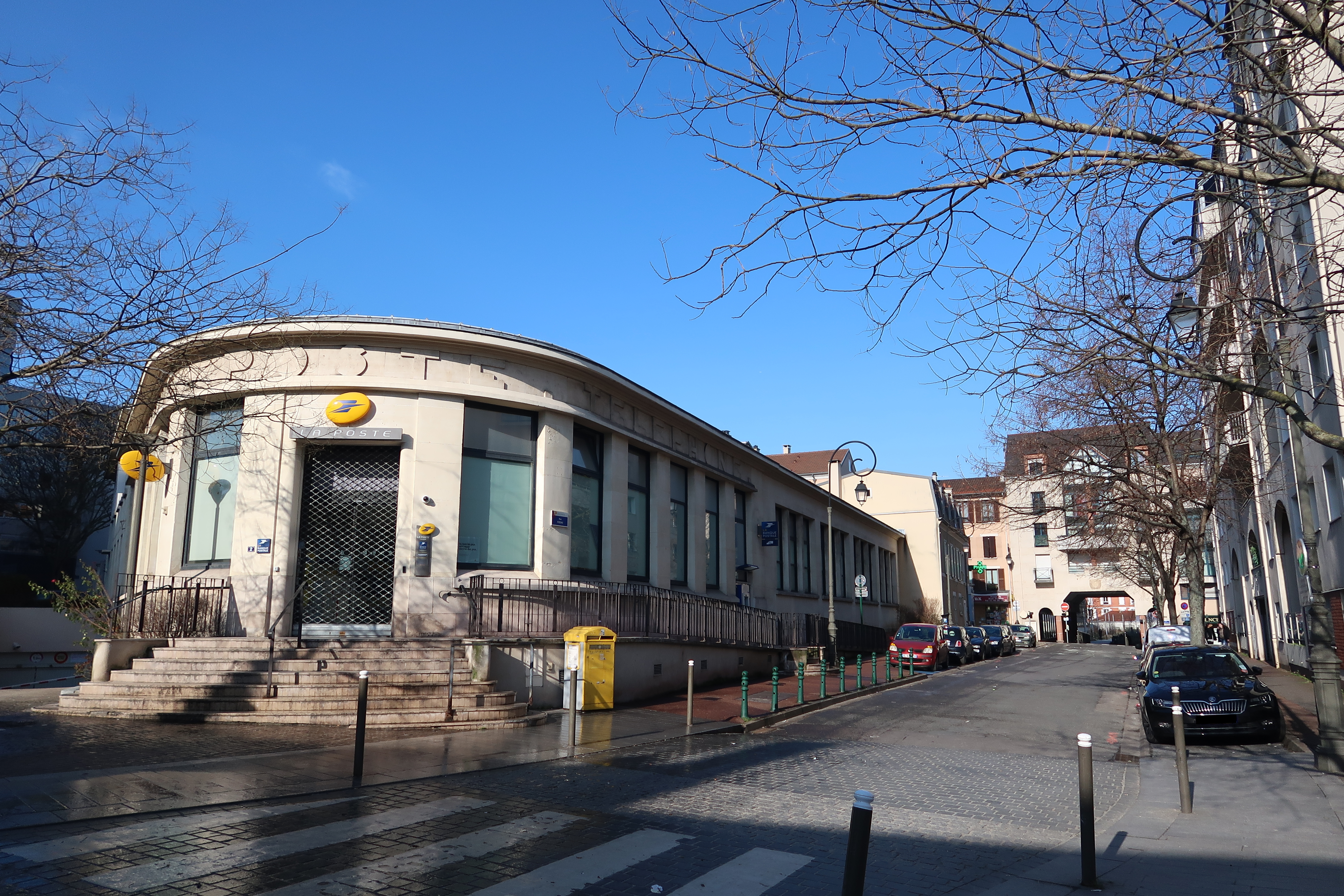
La poste du centre-ville, construite en 1957.
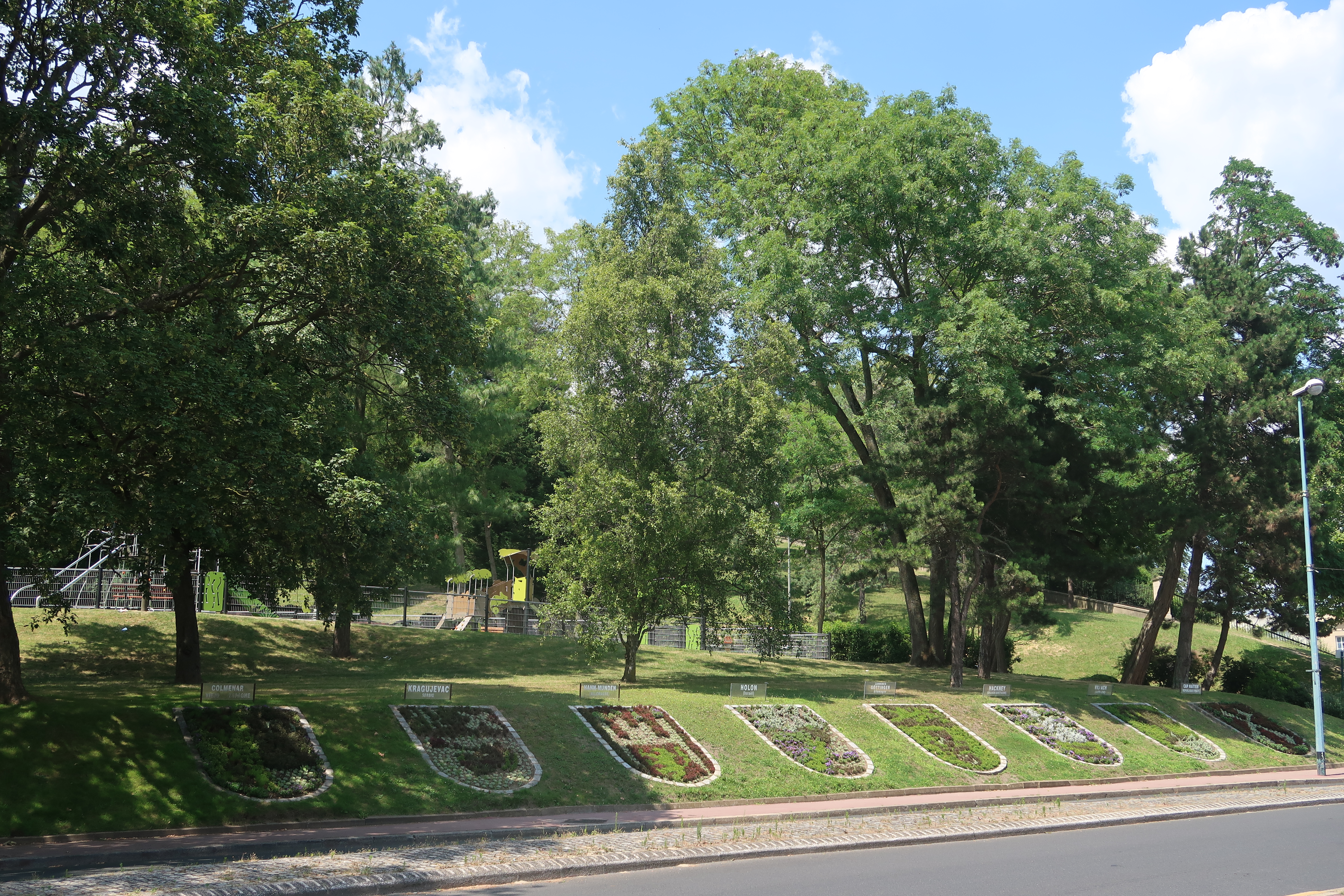
Massifs floraux dans le parc des Landes, en hommage aux villes avec lesquelles est jumelé Suresnes.
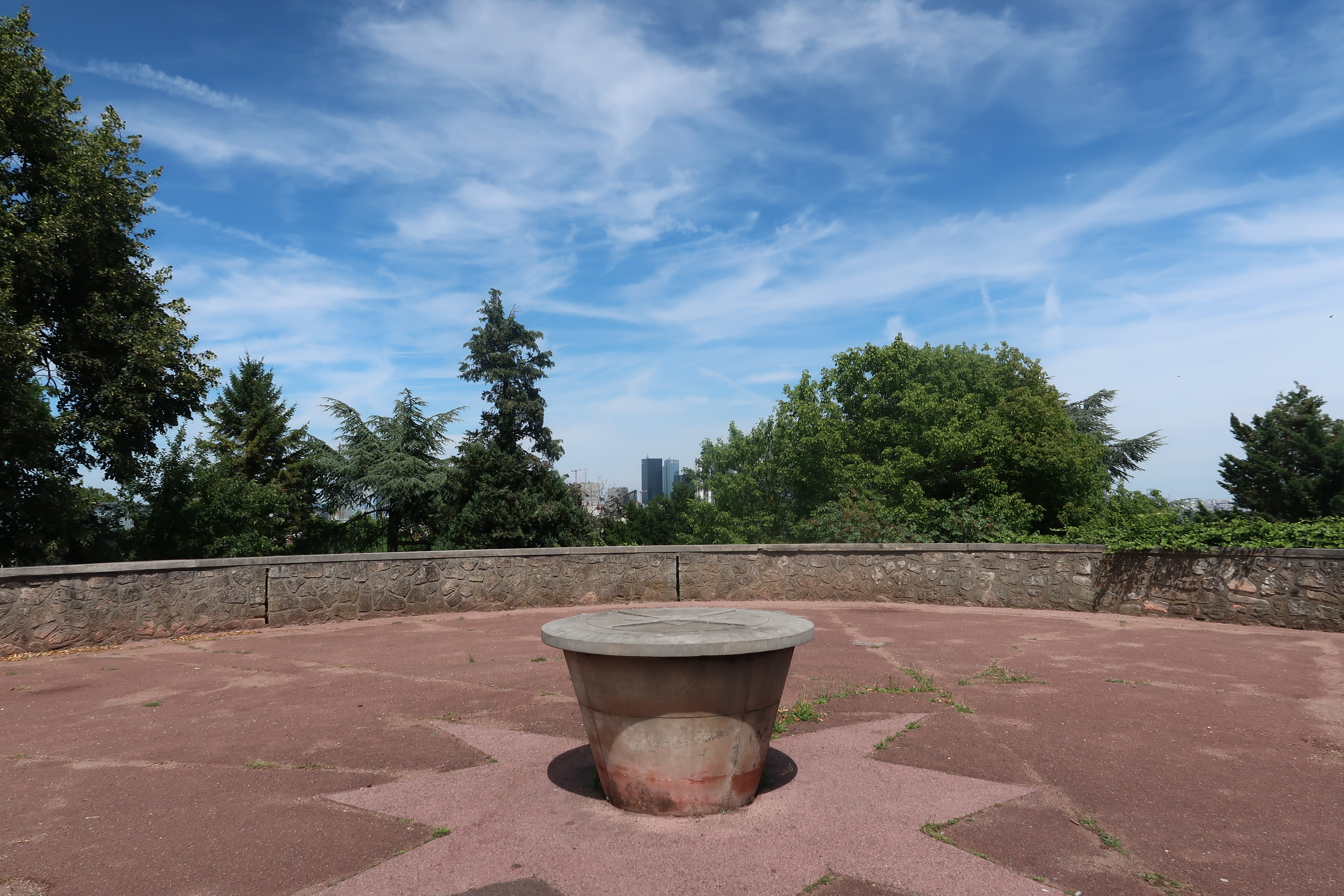
La table d'orientation, qui offre une vue sur La Défense.
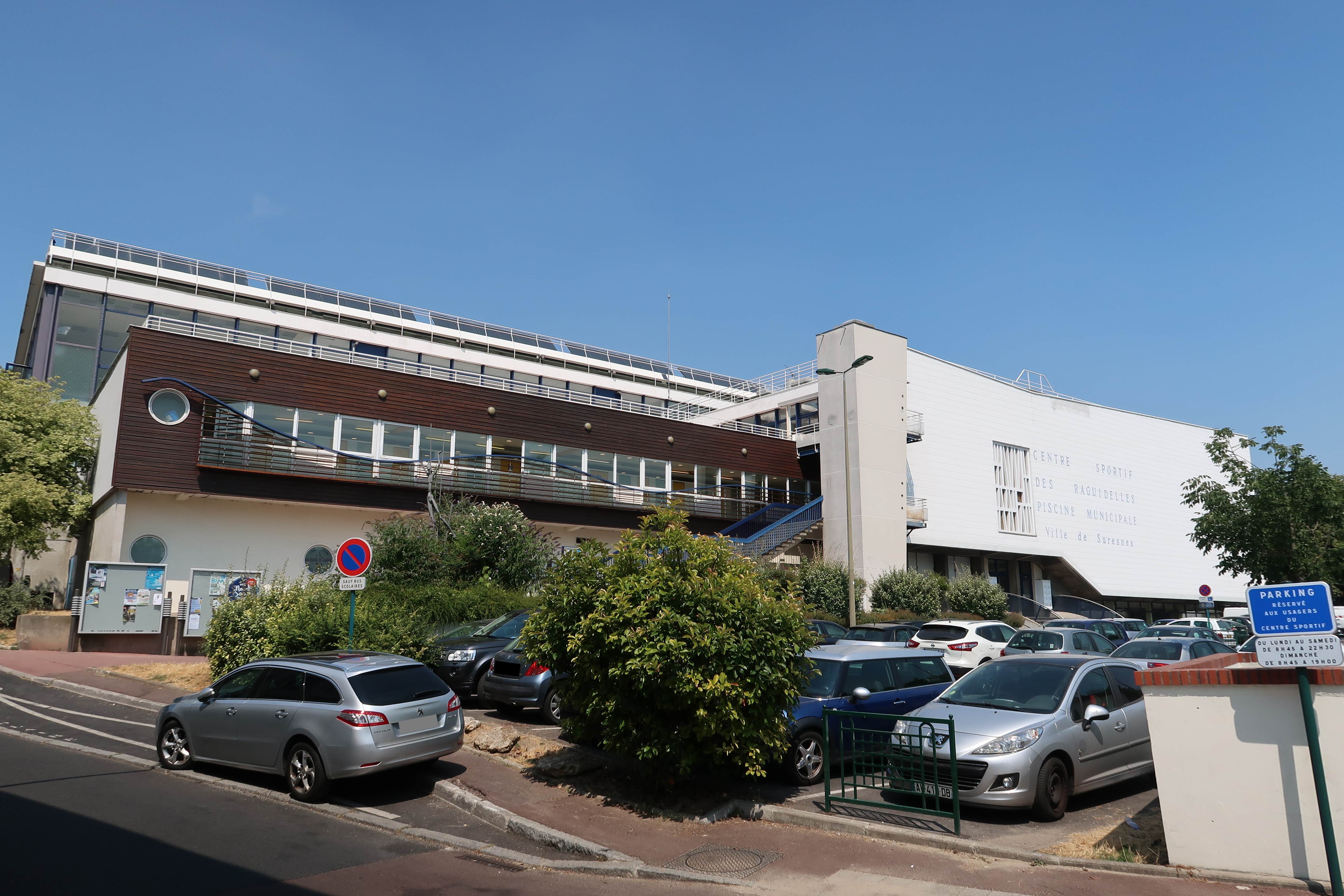
La piscine des Raguidelles.

Le comédien Jean-Pierre Aumont louait la partie principale de la propriété dite Les Copeaux, rue des Raguidelles. Il quitte la ville en 1951 après la mort de sa femme, l'actrice María Montez. Le terrain de trois hectares est acquis par la municipalité, qui y construit une école, un gymnase et une piscine au cours de la décennie suivante. Celle dernière est inaugurée en 1968, devenant la première piscine publique de Suresnes.

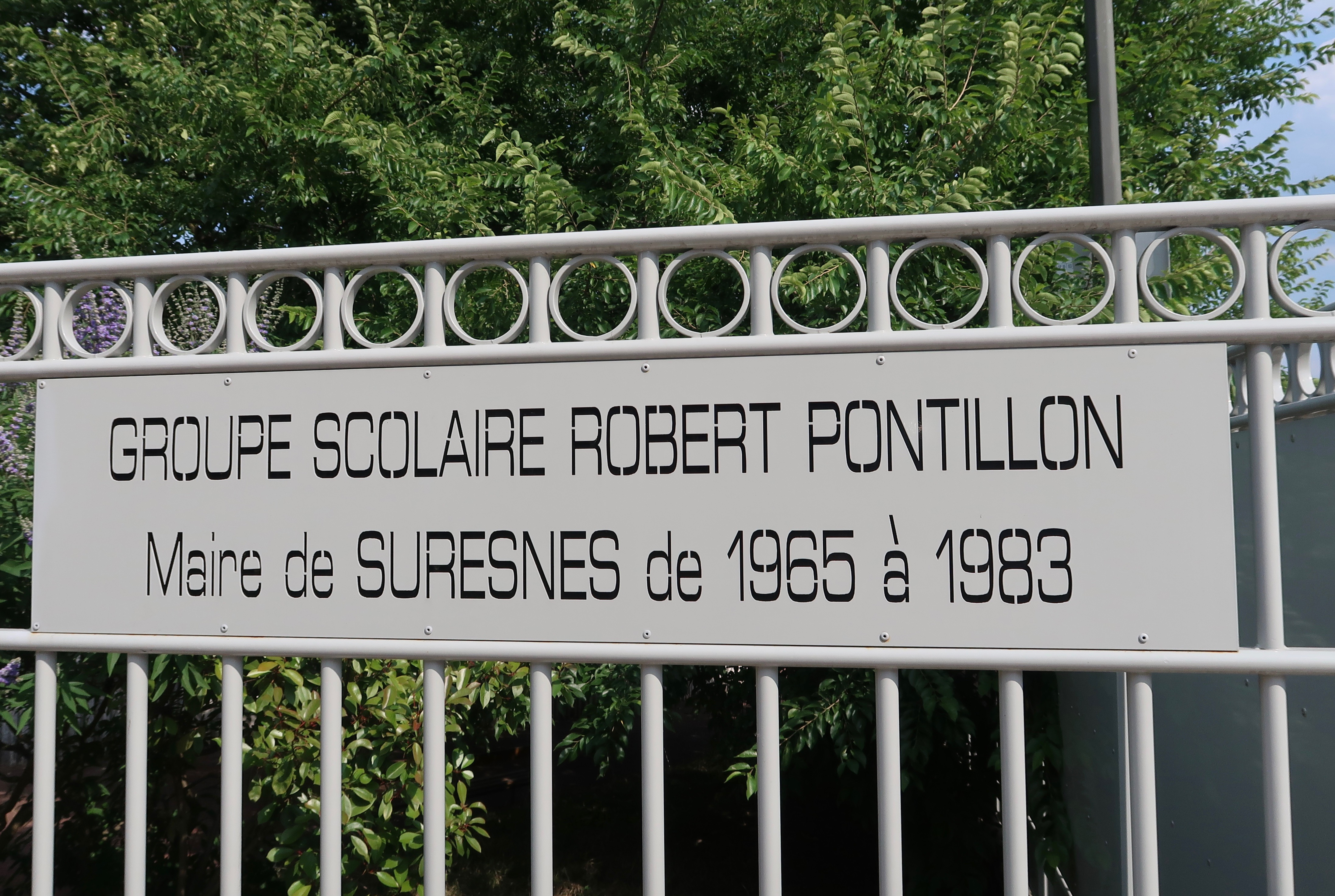
Plaque du groupe scolaire Robert-Pontillon, en hommage au maire en fonction de 1965 à 1983.

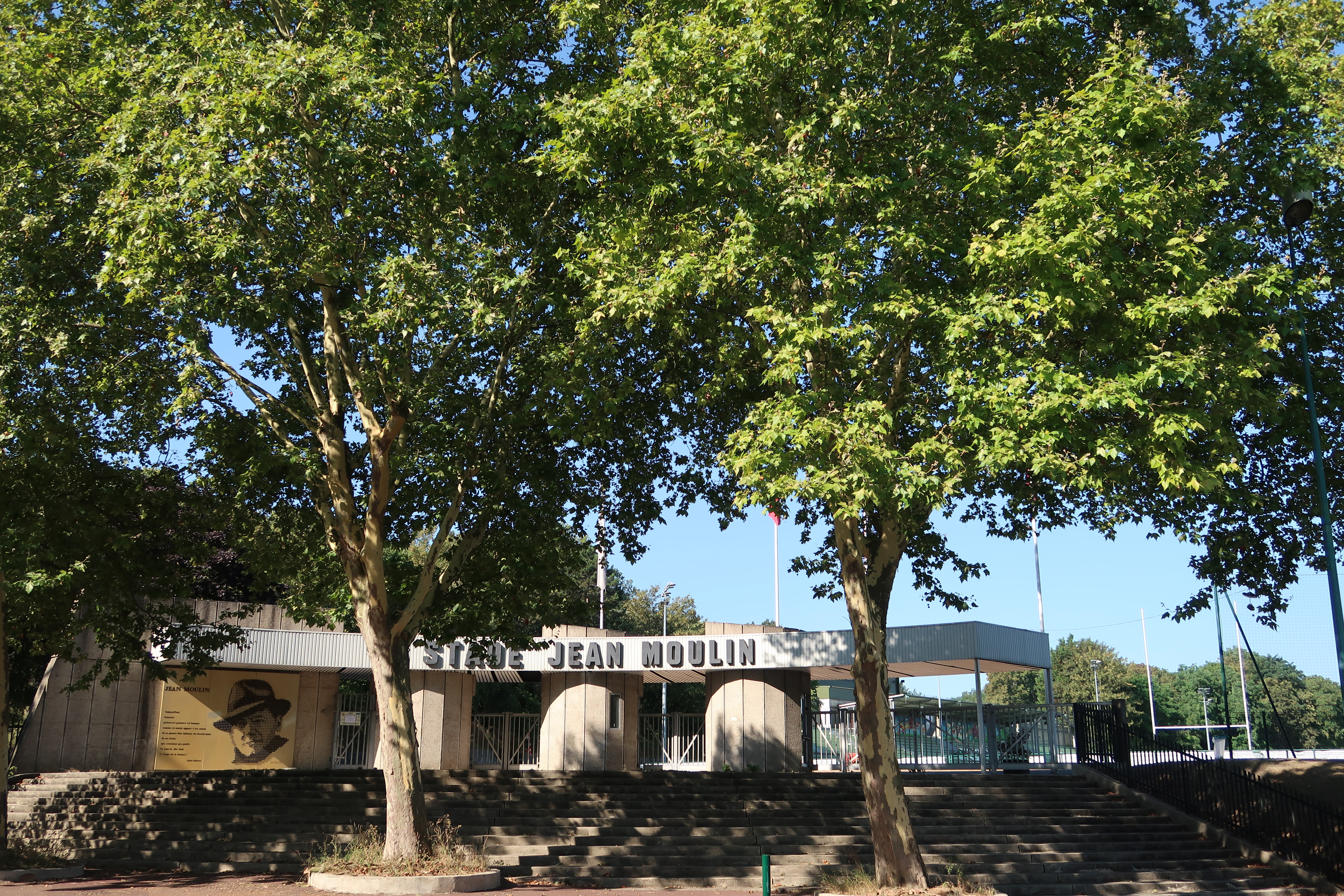
Le stade Jean-Moulin.

Afin d'héberger des jeunes gens venus travailler à Suresnes, sont fondés le Foyer des Jeunes travailleurs (rue des Carrières) et le Foyer des Jeunes travailleuses (avenue du Président-Wilson). Robert Pontillon est réélu en 1971, et travaille au réaménagement du Bas-Suresnes : des tours commencent à remplacer d'anciennes maisons. En 1974, les restes de la maison seigneuriale - l'ancienne imprimerie où Jean Jaurès et Charles Péguy corrigeaient les épreuves de leurs manuscrits - et la guinguette La Belle-Gabrielle, sont détruits. Le site historique de la Fontaine du Tertre, qui abritait une ferme et un verger, laisse place à des bâtiments de l’hôpital Foch. En 1975 est construite l'école Voltaire (qui prendra par la suite le nom de Robert Pontillon) et, en 1982, la cité de l'Enfance. Inauguré en 1973, le stade Salvador-Allende est pour le maire un moyen de rendre hommage à son ami chilien, victime d'un coup d'État la même année ; en 1983, lors des commémorations des 40 ans de la mort de Jean Moulin, l'équipement sportif est renommé du nom du résistant. Depuis 1975, il accueille le Rugby club Suresnes Hauts-de-Seine. En 1974, le Parti socialiste ouvrier espagnol — alors illégal sous le régime franquiste — tient son 26e congrès (es) à Suresnes. En 1979 est inauguré le parc départemental du Mont-Valérien, qui fait le tour de la forteresse.
Municipalité de gauche depuis 1919 — Seconde Guerre mondiale mise à part —, Suresnes passe à droite en 1983 lorsque Christian Dupuy (RPR) est élu maire. En 2004, il déclare a posteriori : « Je me souviens encore lorsque j'ai découvert Suresnes il y a près de trente ans. La ville semblait à l'abandon. Sur le bas, on pouvait découvrir, en longeant la Seine, les vestiges d’un passé industriel glorieux bel et bien révolu. La ville jonchée de friches industrielles se mourrait. Sur les hauteurs, je découvrais ce qui avait été certainement le modèle le plus abouti du concept de cité-jardins, mais dans quel état ! ». Le maire déplore alors que ses prédécesseurs aient trouvé bon de régler certains problèmes en détruisant une partie du centre-ville historique et en le reconstruisant presque totalement, selon un schéma qu’il juge « dramatique » (ainsi, les premiers travaux de démolition ont lieu place Henri-IV en 1970). Le cœur de Suresnes s'en ainsi couvert d'un centre commercial (« Suresnes 2 ») et, de façon plus éparse, de grands immeubles et de barres HLM, « qui changeaient la physionomie de Suresnes, lui donnant cet aspect bétonné. […] Ces réalisations urbanistiques aggravaient le déclin industriel, économique et démographique de Suresnes ». Le maire constate en effet le départ successif des activités industrielles et commerciales de la ville, alors même que Suresnes jouit d'une situation qu'il estime exceptionnelle, à flanc de coteaux sur le mont Valérien, lui donnant « une perspective sur le bois de Boulogne et sur Paris inégalable dans la région ».

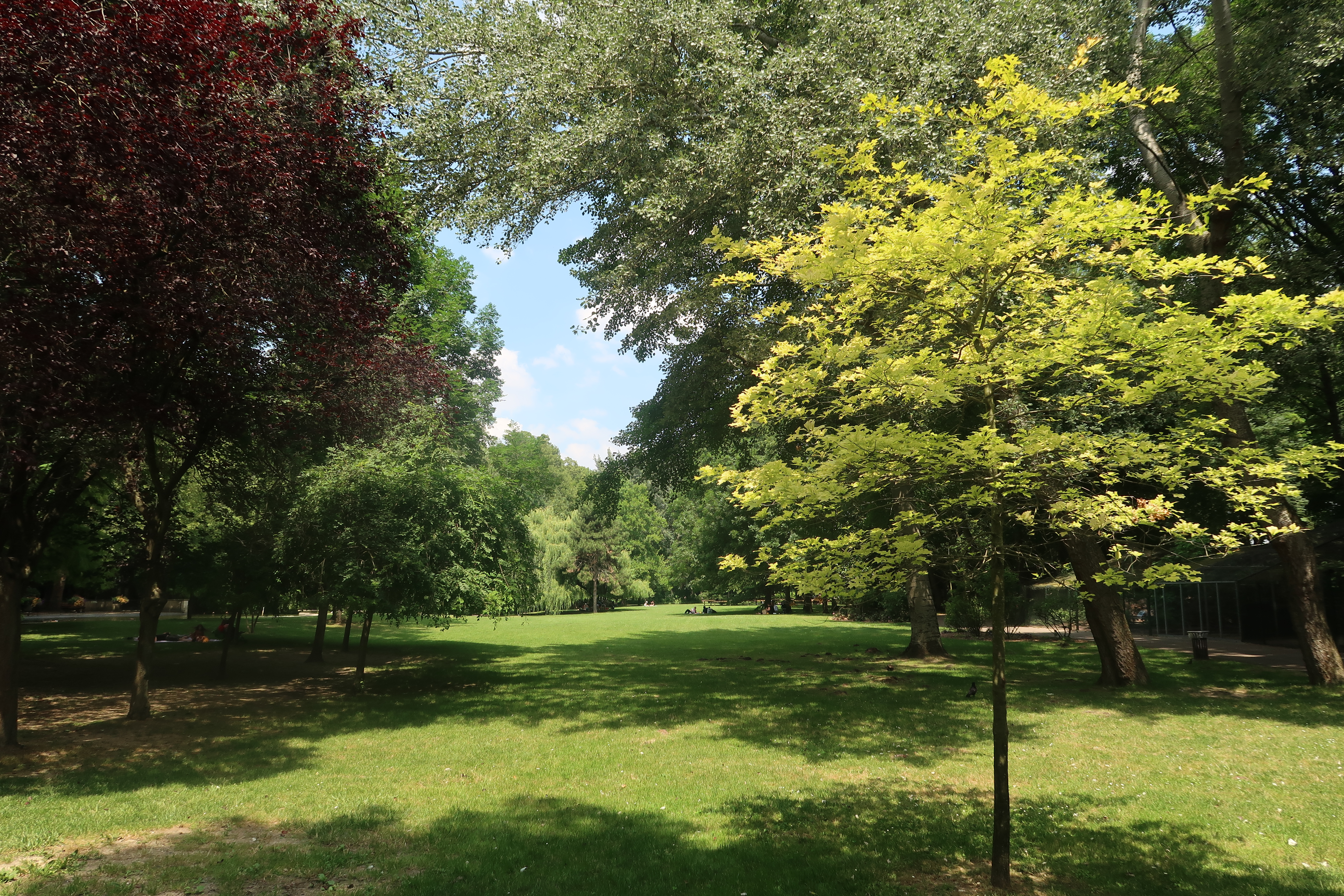
Le parc du Château, qui fut celui du château de Suresnes, édifice depuis détruit.

Christian Dupuy engage donc une vaste politique de redynamisation et de réhabilitation. Dans son esprit, il s'agit « de redonner vie à Suresnes, de maintenir et de renforcer son caractère à la fois moderne, urbain, parisien, villageois et provincial ». Un plan d'actions est à ce titre lancé pour attirer de nouvelles entreprises et y encourager la création de PME-PMI artisanales. Afin d’empêcher de nouvelles destructions urbaines comme lors de la décennie précédente, il dote la ville d'une zone de protection du patrimoine architectural et urbain, couvrant les deux-tiers de sa surface. Transformée en aire de mise en valeur de l'architecture et du patrimoine par délibération du conseil municipal du 12 février 2014, cette servitude d'utilité publique est devenue automatiquement un site patrimonial remarquable à la date de promulgation de la loi relative à la liberté de la création, à l'architecture et au patrimoine (2016). Le maire augmente le nombre d'écoles, de stades, gymnases, maisons de retraite et centre médicaux, et initie la création d'une nouvelle médiathèque, au début des années 2000. Alors qu'en 1983, la ville ne compte qu'une crèche pour 35 000 habitants, elle en a onze en 2004, pour 40 000. La cité-jardin est classée au répertoire des sites historiques et réhabilitée de 1985 à 1996. Le quartier République est reconstruit, autour de l'ancien château de Suresnes, ou château de Bel-Air, et les friches industrielles du bas de Suresnes sont reconverties. Au début des années 2000, des chantiers sont lancés, comme la reconstruction du marché Caron-Jaurès, dans la cité-jardin. Le nombre d’entreprises augmente, contribuant pour la moitié des ressources fiscales de la ville. Enfin, de 1983 à 1993, la surface des espaces verts publics double. Sous sa première mandature, la rénovation du centre-ville est achevée (avec l'esplanade des Courtieux), la gestion de l’environnement est prise en considération, des équipements vétustes sont remplacés et les cités HLM sont réhabilitées. Le plus ancien établissement scolaire de Suresnes, l'école Jules-Ferry, est entièrement rénové en 1986. En septembre 1987 est créé le village d’enfants Henri-Dunant et, en février 1988, l'école maternelle de la République. En juin 1988, héritier du jardin de l'ancien château de Suresnes, démoli peu avant pour laisser place à un lotissement immobilier, le parc du Château est inauguré.
En 1989, Suresnes compte 3 500 pratiquants de sport regroupés dans 46 associations avec 29 disciplines (basket-ball, boules, équitation, football, karaté, gymnastique, etc.). Plusieurs sportifs sont originaires de la ville, comme Philippe Legrand, trois fois champion de France sur 10 000 mètres et Gérard Brunel, champion de France du 400 mètres haies. La commune dispose également d'un conservatoire municipal de musique, de danse et d'art dramatique, qui accueille, en 1989, plus de 1 000 élèves, répartis en 24 disciplines.

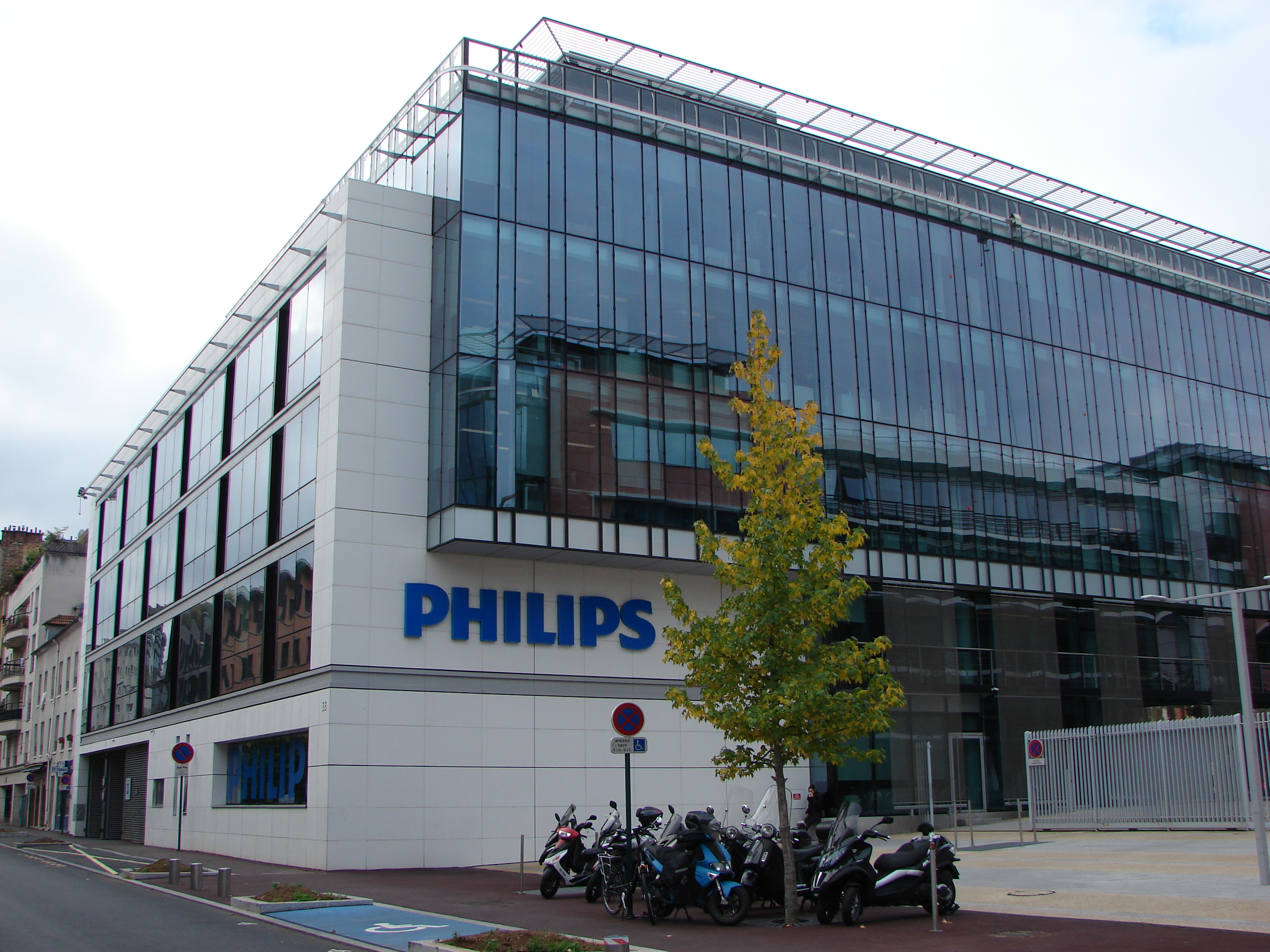
Entreprise Philips, 33 rue de Verdun, l'une des nombreuses entreprises ayant son siège à Suresnes.

Au fur et à mesure du développement de la banlieue et de la démocratisation de l'automobile, Suresnes devient durant la seconde moitié du siècle un lieu de passage quotidien pour de nombreux habitants de l'Ouest parisien, allant travailler dans la capitale. La fermeture des usines depuis l'après-guerre s'accompagne bientôt de leur remplacement par des résidences immobilières et par des sièges de grandes entreprises. En 1989, on compte ainsi la société de créations publicitaires FCA, deux filiales de la Compagnie générale des eaux (la télévision par câble Téléservice), rue Diderot, la société d'alarmes et de télésurveillance Cegetex (dans la même rue), le central informatique du PMU, Philips, Schneider, Laden, Radiola et Ignis dans la tour Gallieni, l'agence de communication et de publicité Adélie ou les laboratoires Servier (250 chercheurs), L'Aérospatiale (recherche aéronautique, centre de recherche et développement de 300 personnes), la Société européenne de propulsion (SEP, qui a participé au programme Ariane), ou encore Dassault Systèmes. À l'angle de la rue Diderot est installé le studio Guillaume Tell, à la place de l'ancien cinéma Le Capitole, où ont notamment enregistré Michel Sardou, Sylvie Vartan, les Rolling Stones, Iron Maiden et Elton John. Rares vestiges du passé industriel de Suresnes, subsistent toujours à cette époque la Radiotechnique et la CFEM, laquelle avait participé à la construction de la tour Eiffel. En octobre 1988, Suresnes reçoit la Marianne d'Or de l'essor économique,. En 2005, Talend, éditeur de logiciel spécialisé dans l'intégration de données, est créé à Suresnes.

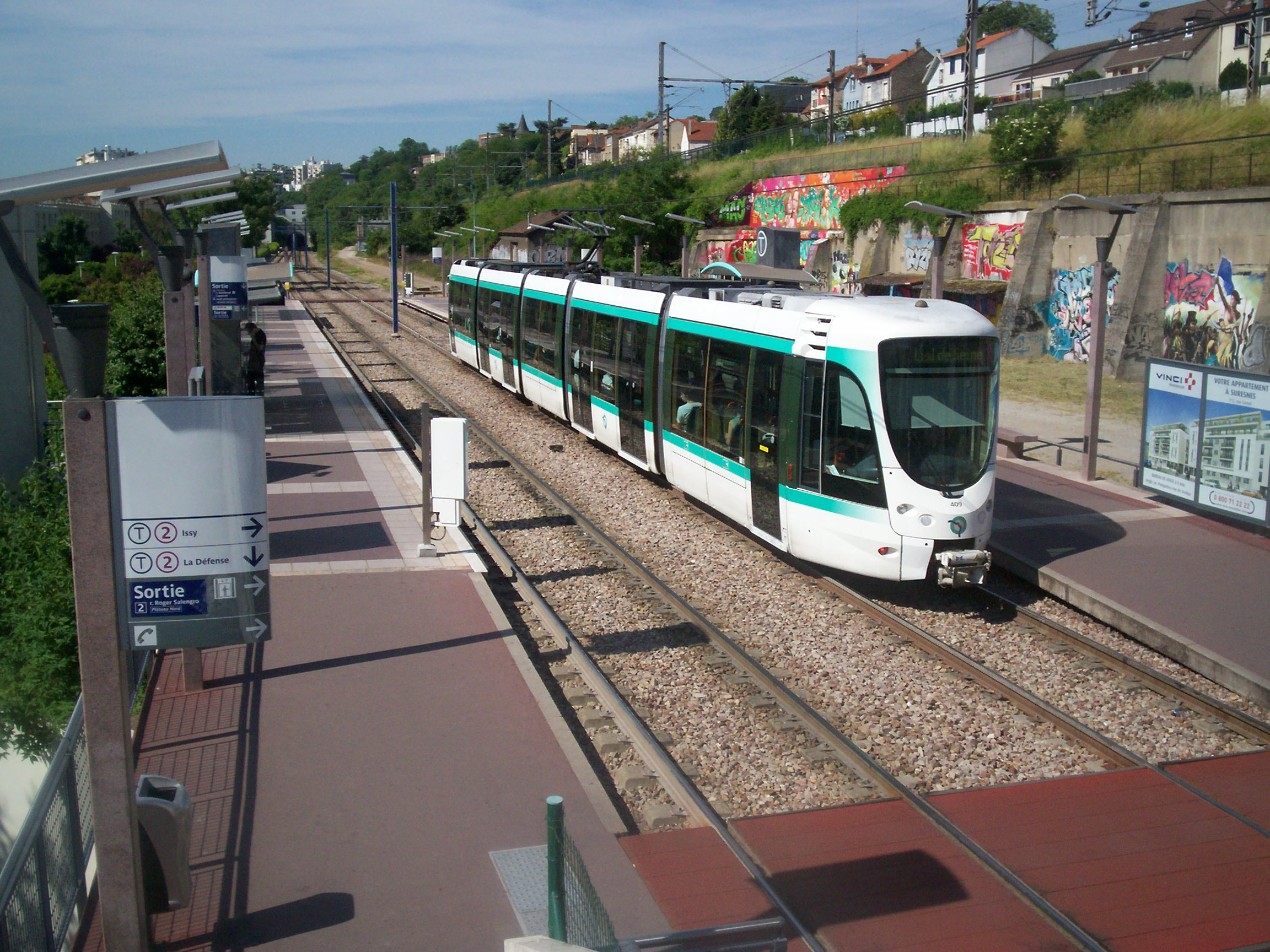
Le tramway à la station de la ligne 2 Suresnes-Belvédère remplace depuis 1997 la ligne des Moulineaux.

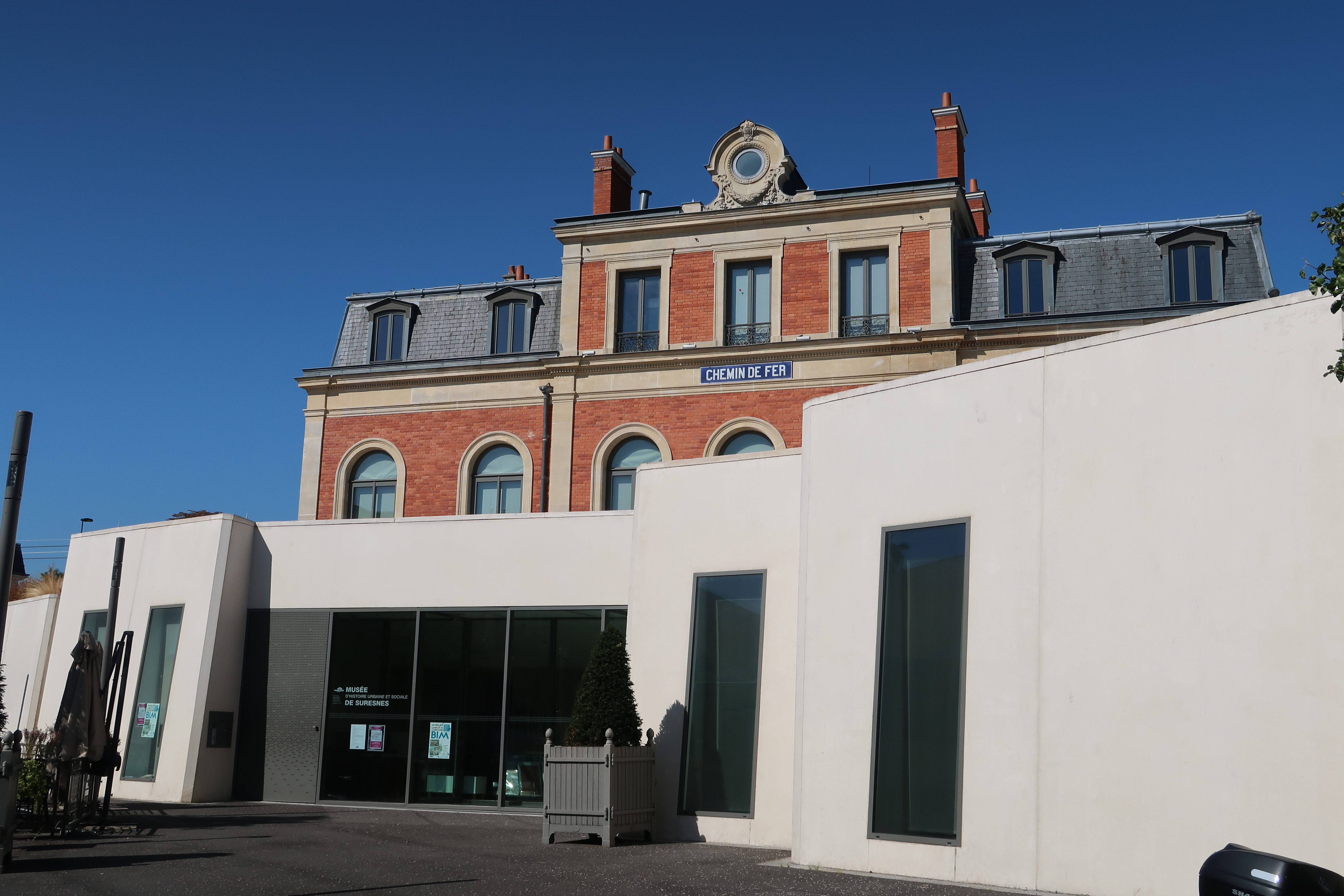
La gare de Suresnes-Longchamp et le musée, inauguré en 2013.

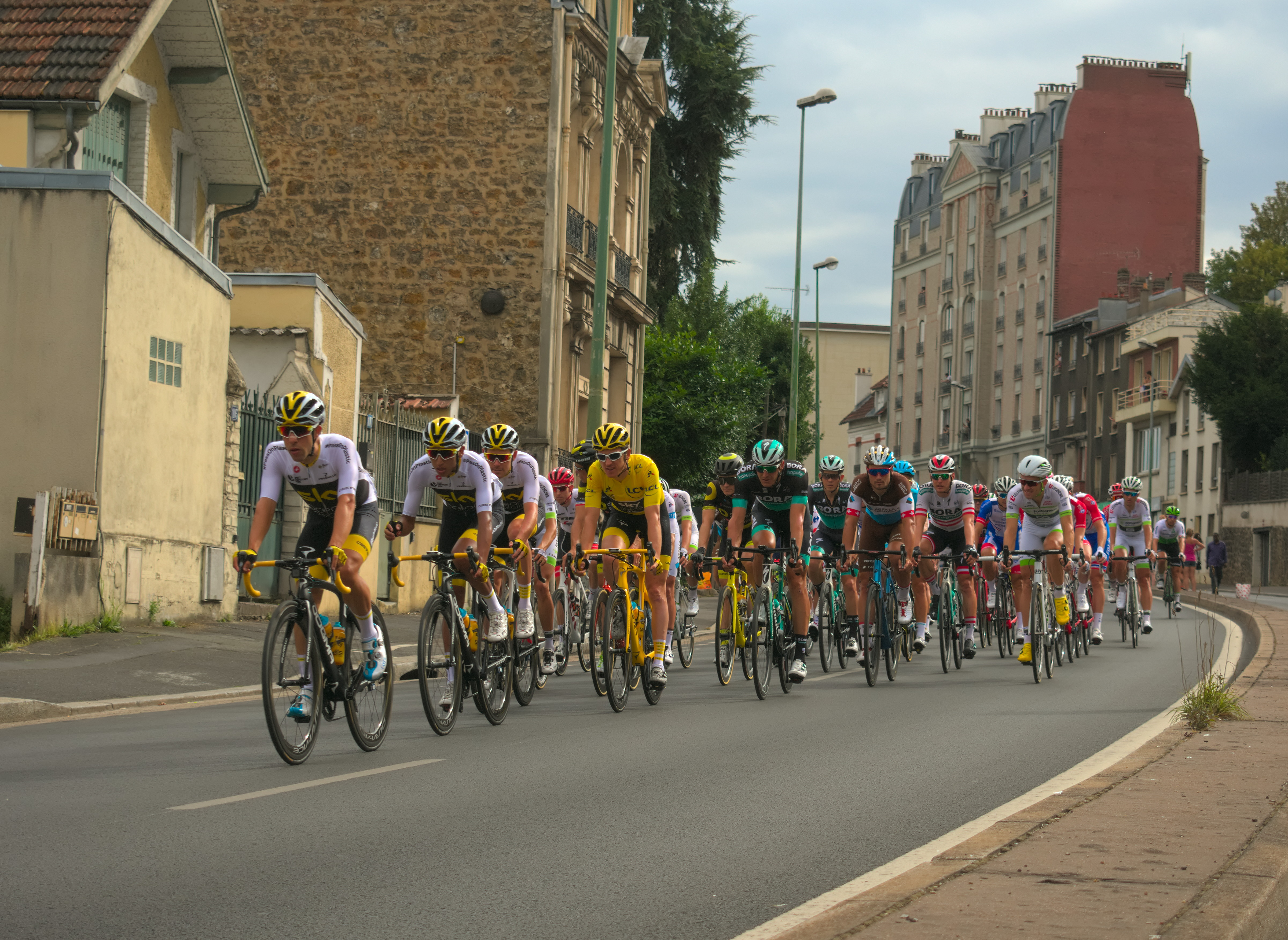
21e étape du Tour de France 2018, à Suresnes.

Plusieurs fêtes continuent de rythmer la vie de Suresnes. La ville suit celles organisées au niveau national, comme la Fête de la musique et le Quatorze juillet, par exemple dans les douves du fort. Il y a aussi des évènements plus locaux, comme la fête des Vendanges, les fêtes de la Seine (avec un bal de la marine et un esprit guinguette), la fête des Rosières, la « Mer à Suresnes » pour les enfants qui ne peuvent pas partir en vacances pendant l'été et qui sont invités à pratiquer l'aviron, Ciné Expo Suresnes, le bal de la Nuit d'automne pour les anciens dans le besoin, ou encore la Fête de l'enfance, à la fin de l'année scolaire (qu'a par exemple animée Annie Fratellini), un concours d'élégance automobile (« Suresnes Auto Rétro ») et la Foulée suresnoise, une course qui rassemble chaque année des centaines de participants, venus de plusieurs pays d'Europe.
Même si les vignes sont bien réduites, leur souvenir se perpétue, grâce à l'action de la municipalité. En 1965, alors que la production de vin avait presque disparu, la mairie fait planter des cépages blancs sur 70 ares, au Pas Saint-Maurice, le long du boulevard du Maréchal-de-Lattre-de-Tassigny. Ce terrain argilo-calcaire avait été acheté en 1926 par Henri Sellier, qui avait constaté les conséquences de l'urbanisation galopante et déjà fait planter quelques ceps. À partir de 1983, la plantation et la vinification sont professionnalisées, le domaine passant à 1 hectare, « signe de notre attachement à préserver la tradition », indique le maire. Suresnes est ainsi l'une des rares villes d'Île-de-France à encore posséder un vignoble et à produire du vin (5 000 pieds de vigne, soit 4 000-5 000 bouteilles par an). Il s'agit même de nos jours du seul vin commercialisé dans la région. En 1984 est créée la Confrérie du Taste-Vin de Suresnes, par l'association du Clos du Pas Saint-Maurice, qui veille à entretenir et sauvegarder cet héritage. Deux fois dans l'année, le jour de la Saint-Vincent et lors de la fête des Vendanges au début d'octobre, ont lieu des cérémonies d'intronisation de nouveaux membres, parmi lesquels on a compté au fil du temps de nombreuses personnalités,.
En 1990, Suresnes compte environ 37 000 habitants. L'ancien Premier ministre iranien Shapour Bakhtiar, qui réside dans la ville, y est assassiné l'année suivante. En 1993 est créé le festival annuel de danse contemporaine Suresnes Cités Danse, au théâtre Jean-Vilar. La gare de Suresnes-Longchamp ferme en 1993, en même temps que la ligne de Puteaux à Issy-Plaine (dite ligne des Moulineaux). Elle renaît en 1997, lorsque la ligne 2 du tramway d'Île-de-France est inaugurée, avec deux arrêts dans la commune : Suresnes-Belvédère et Suresnes-Longchamp. Dans l'ancien bâtiment de cette dernière gare est installé depuis 2013 le musée d'histoire urbaine et sociale de Suresnes, qui conserve de nombreux objets et témoignages du passé de la commune. En 2000, l'ancien cinéma Le Capitole (4 salles) rouvre dans un nouveau bâtiment, 3 rue Ledru-Rollin, juste à côté de la nouvelle médiathèque de Suresnes, la principale bibliothèque de la ville, qui recense 130 000 documents. Une autre bibliothèque est située dans la cité-jardin, la bibliothèque des Sorbiers, qui ferme en 2019 ; elle est remplacée par la médiathèque de la Poterie, qui ouvre fin janvier 2020. En 2007, un conservatoire de musique est inauguré place du Puits-d’Amour puis, en 2014, ouvre dans le centre-ville la galerie commerciale Bagatelle, qui présente une dizaine d'enseignes. L'année suivante est votée en conseil municipal l'installation d'une mosquée, 5 rue des Velettes. Après avoir rejoint en 2009 la communauté d'agglomération du Mont-Valérien, Suresnes adhère en 2016 à l'établissement public territorial Paris Ouest La Défense, dans le cadre de la métropole du Grand Paris. En 2019, Suresnes compte 48 620 habitants.

### Bibliographie

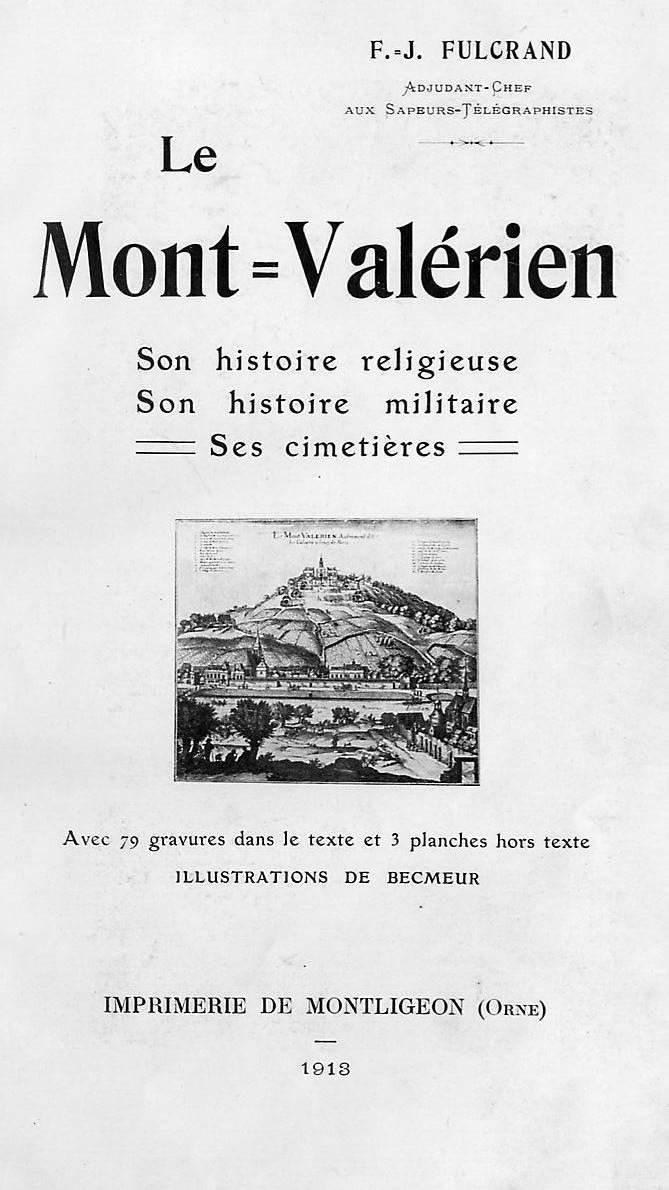
Couverture du livre de F. J. Fulcrand sur le mont Valérien (1918).

## Pour approfondir

#### Histoire de Suresnes
- Edgar Fournier, Suresnes, Les éditions du Bastion (rééd.), 1890
- Octave Seron, Suresnes d'autrefois et d'aujourd'hui, Le Livre d'histoire (rééd. 2000), 1926 (en ligne)
- François Kuntz, Suresnes au Moyen-Âge, Évolution urbaine, La Chapelle Montligeon, imprimerie de Montligeon, 1938.
- René Sordes, Histoire de Suresnes : Des origines à 1945, Société historique de Suresnes, 1965
- Suresnes, ses lieux dits et ses rues vous parlent, Société historique de Suresnes, 1968
- Suresnes, col. Beautés de mon pays, Paris, La Revue française, 1970.
- 10 ans qui ont changé Suresnes, ville de Suresnes, 1976.
- Francis Prévost, Histoires de Suresnes, Suresnes Information, 1989 (ISBN 2-9503475-0-9)
- Altitude 85 : Le domaine des Hocquettes à Suresnes, 1995.
- Michel Hebert et Guy Noël, Suresnes, t. 1, Éditions Alan Sutton, coll. « Mémoire en images », 1995
- Michel Hebert et Guy Noël, Suresnes, t. 2, Éditions Alan Sutton, coll. « Mémoire en images », 1996
- La belle histoire des rues de Suresnes, Société historique de Suresnes, 2013.
- Michel Dansel, Histoire du vin de Suresnes, Presses de Valmy, Association du Clos du Pas Saint-Maurice, 2016.
- H. Carles, Les groupes scolaires de Suresnes, plaquette imprimée par la ville de Suresnes (s. d. n. l.).
- Collectif, Histoires suresnoises. Des origines à nos jours, collection Au fil de Suresnes, 2024.
- Bulletins de la Société historique de Suresnes.

#### Histoire du mont Valérien
- M. D. L. C. (pseudonyme d'Édouard de la Combe), Histoire du Mont-Valérien, 1835
- J.-A. Dulaure, A. Joanne et E. de Labedollière, Suresnes et le mont Valérien, Les éditions du Bastion, 1838 (réimpr. 1992)
- Th. Roque de Fillol, Histoire de la presqu'île de Gennevilliers et du Mont-Valérien, 1889
- Robert Hénard, Le mont Valérien, l'ermitage, le calvaire, la forteresse, Émile-Paul éditeur, 1904
- F. J. Fulgrand, Le mont Valérien : Son histoire religieuse, son histoire militaire, ses cimetières, 1918 (chapitres 1, 2 et 3)
- L. Tesson, Le mont Valérien, histoire (1400-1845), Ville de Paris, 1921
- Jacques Hérissay, Le Mont-Valérien. Les pèlerinages du Paris révolutionnaire, Perrin, 1934
- Georges Poisson, Napoléon et le Mont-Valérien, Société de l'histoire de l'art français, 1969
- Henri Broussel, Le Mont-Valérien. Mémorial de la France combattante, Ministère des Anciens combattants et des Victimes de guerre, 1996
- Martine Delahaye, Les enfants du mont Valérien : Récits 1910-1944, 1997 (réimpr. 2009)
- Résumé de l'histoire du Mont-Valérien et du 8e régiment de transmissions. s. l., Armée de Terre, 2002
- Frédéric Turpin, Le mont Valérien, de l'histoire à la mémoire, Les éditions du Huitième jour, 2003
- Michel Guillot, Le mont Valérien. Mémoire en images, Éditions Alan Sutton, 2005
- Claire Cameron (dir.), Le mont Valérien, résistance, répression et mémoire : Récits 1910-1944, Ministère de la Défense, Gourcuff Gradenigo, 2009
- Guy Krivopissko, À vous et à la vie. Lettres de fusillés du mont-Valérien (1940-1944), Tallandier, ministère de la Défense, 2010

#### Histoire des Hauts-de-Seine
- Georges Poisson, « Inventaire des édifices religieux catholiques des Hauts-de-Seine. Suresnes », dans Paris et Île-de-France. Mémoires, t. 23-24, 1972-1973, p. 94-102
- Annie Fourcaut (dir.), Banlieue rouge, 1920-1960 : Années Thorez, années Gabin : archétype du populaire, banc d'essai des modernités, Autrement, 1992
- Jean Fondin, Hauts-de-Seine, berceau de l'automobile, ETAI, Colline de l'automobile, 1992
- Jean-Marie Pérouse de Monclos (dir.), Le guide du patrimoine d'Île-de-France, Hachette, 1992
- Le patrimoine des communes des Hauts-de-Seine, Flohic éditions, 1994
- Philippe Barthelet, Les écrivains et les Hauts-de-Seine, Cyrnéa éditions, 1994
- Jean Prasteau, Voyage insolite dans la banlieue de Paris, Librairie académique Perrin, 1985
- Jean-Noël Maleyx et Catherine Dupouey (dir.), Les Hauts-de-Seine ou la nature en ville, Conseil général des Hauts-de-Seine, 2000
- Hauts-de-Seine 1964-2004 : 40 ans de mutations à la croisée des générations, Éditions Transversales, 2004
- Marie Montfort et Gisèle Caumont (dir.), Patrimoine des Hauts-de-Seine : Volume II, guide des tableaux conservés dans les édifices publics et privés, Somogy, éditions d'art, conseil général des Hauts-de-Seine, 2006
- Renée Grimaud, Hauts-de-Seine insolites : Trésors cachés et lieux secrets, Parigramme, 2013